# Musei Capitolini
I Musei Capitolini costituiscono la principale struttura museale civica comunale di Roma, parte del Sistema Musei di Roma Capitale, con una superficie espositiva di 12.977 m².
Aperti al pubblico nell'anno 1734, sotto papa Clemente XII, sono considerati il primo museo pubblico al mondo, inteso come luogo dove l'arte fosse fruibile da tutti e non solo dai proprietari. Si parla di "musei", al plurale, in quanto nel XVIII secolo alla originaria raccolta di sculture antiche fu aggiunta da papa Benedetto XIV la Pinacoteca Capitolina, costituita da opere illustranti soggetti prevalentemente romani.

## Storia

### Creazione del Museo
La sede storica dei Musei Capitolini è costituita dal Palazzo dei Conservatori e dal Palazzo Nuovo, edifici che affacciano sulla michelangiolesca Piazza del Campidoglio. La creazione del museo può essere fatta risalire al 1471, quando papa Sisto IV donò alla città una collezione di importanti bronzi provenienti dal Laterano (tra i quali la Lupa capitolina), che fece collocare nel cortile del Palazzo dei Conservatori e sulla piazza del Campidoglio.
La raccolta antiquaria si arricchì nel tempo con donazioni di vari papi (Paolo III, Pio V che voleva espellere dal Vaticano le sculture pagane), e fu meglio allocata con la costruzione del Palazzo Nuovo nel 1654. Da allora il museo si è accresciuto notevolmente, includendo non solo manufatti di età romana notevoli per quantità e qualità (statue, iscrizioni, mosaici), ma anche pezzi di arte medievale, rinascimentale e barocca.

### Primo museo pubblico del mondo
Quasi tre secoli più tardi, nel 1734, papa Clemente XII acquistò la prestigiosa collezione di antichità del cardinale Alessandro Albani, che stava per essere acquistata da collezionisti inglesi, e aprì alla cittadinanza il museo, cosa che lo rese il più antico museo pubblico al mondo. Insieme alla collezione Albani, anche la collezione di sculture antiche donate da Sisto V al popolo romano fu finalmente messa a disposizione di tutti.
La cosa è rilevante anche perché stabilisce il principio di non esportabilità dei beni archeologici ed artistici di valore, che all'epoca non era affatto scontato.

### Le vicende del Museo dopo il XVIII secolo
Il successore di Clemente XII, papa Benedetto XIV, inaugurò la Pinacoteca Capitolina acquisendo le collezioni private della famiglia Sacchetti e della famiglia Pio.

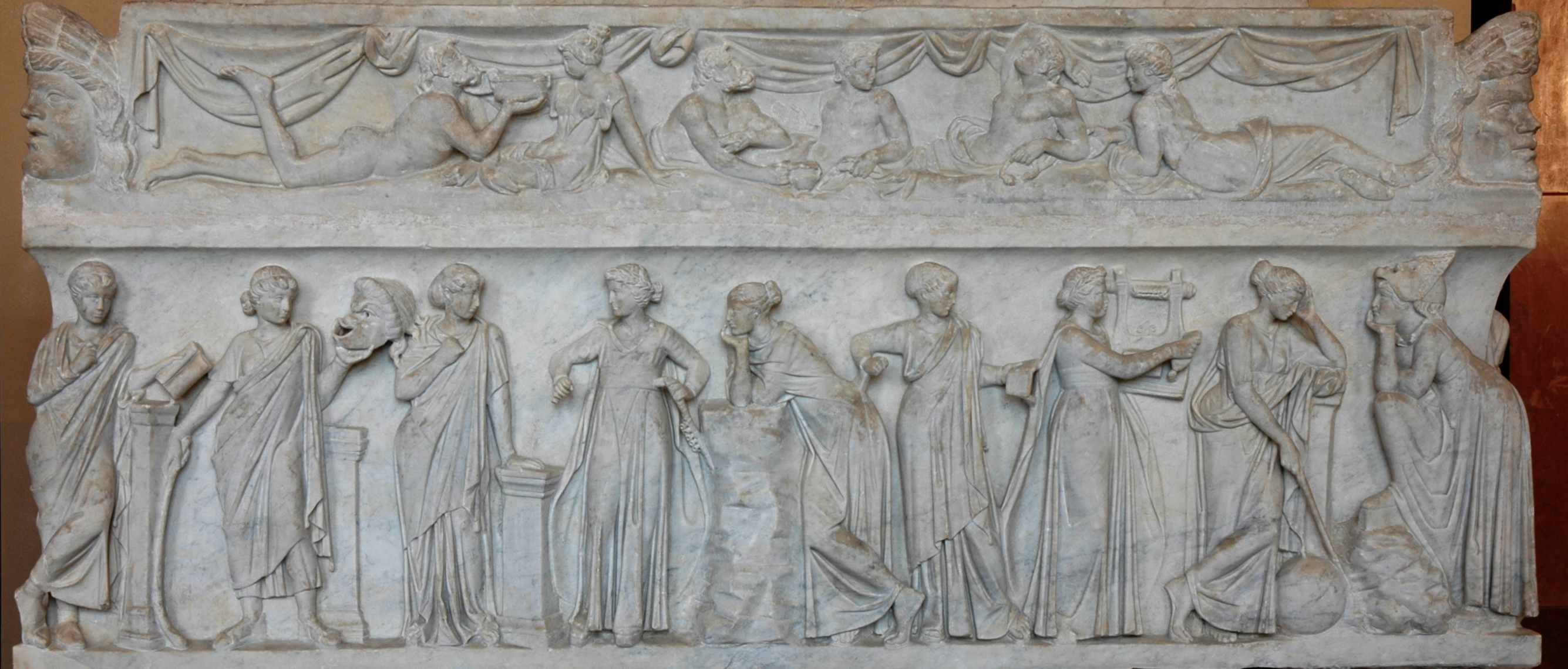
Sarcofago delle Muse, anticamente presso i Musei Capitolini, sequestrato da Napoleone e oggi al Museo del Louvre.

Durante l'occupazione francese (1796-1815), diverse opere presero la via del Musée Napoleon a seguito del trattato di Tolentino (1796): tra queste si ricordano lo Spinario, la Venere capitolina, il Bruto capitolino e il Galata morente, che vennero restituite grazie al Congresso di Vienna e all'intervento di Antonio Canova, delegato dal Santo Padre per i cosiddetti "ricuperi" che ponevano rimedio alle spoliazioni napoleoniche. Alcune opere, tuttavia (come ad esempio il Sarcofago delle Muse, anticamente presso i Musei Capitolini tramite la collezione Albani), rimasero al Louvre.
Dagli scavi condotti dopo l'unità d'Italia per i lavori di Roma capitale emersero grandi quantità di nuovi materiali, che, raccolti nel Magazzino Archeologico Comunale (in seguito denominato Antiquarium comunale del Celio), furono nel tempo parzialmente esposti ai Capitolini. Negli anni 1920 fu unito ai musei anche l'attiguo Palazzo Caffarelli al Campidoglio (anche se la sistemazione dell'attuale allestimento avvenne molto più tardi, solo agli inizi del XXI secolo), mentre sul finire degli anni 1930 fu realizzata la Galleria sotterranea di congiunzione tra Palazzo dei Conservatori e Palazzo Nuovo, in seguito adibita a Galleria lapidaria (ovvero preposta all'esposizione di epigrafi).
Nel 1997 è stata aperta una sede distaccata nella ex Centrale Termoelettrica Giovanni Montemartini nel quartiere Ostiense, creando una soluzione originale di fusione tra archeologia industriale e archeologia classica.
Nel 2005, come parte di un vasto progetto di risistemazione ed ampliamento dei musei denominato "Grande Campidoglio", si sono avuti l'inaugurazione dell'esedra di Marco Aurelio, l'allestimento della Galleria lapidaria (chiusa diversi anni prima per lavori di ristrutturazione) e la risistemazione del primo piano di Palazzo Caffarelli, ove ha trovato sede il Medagliere Capitolino (collezione di numismatica).
Oggi i Musei Capitolini fanno parte del Sistema dei Musei in Comune.

## Il Museo e le collezioni esposte

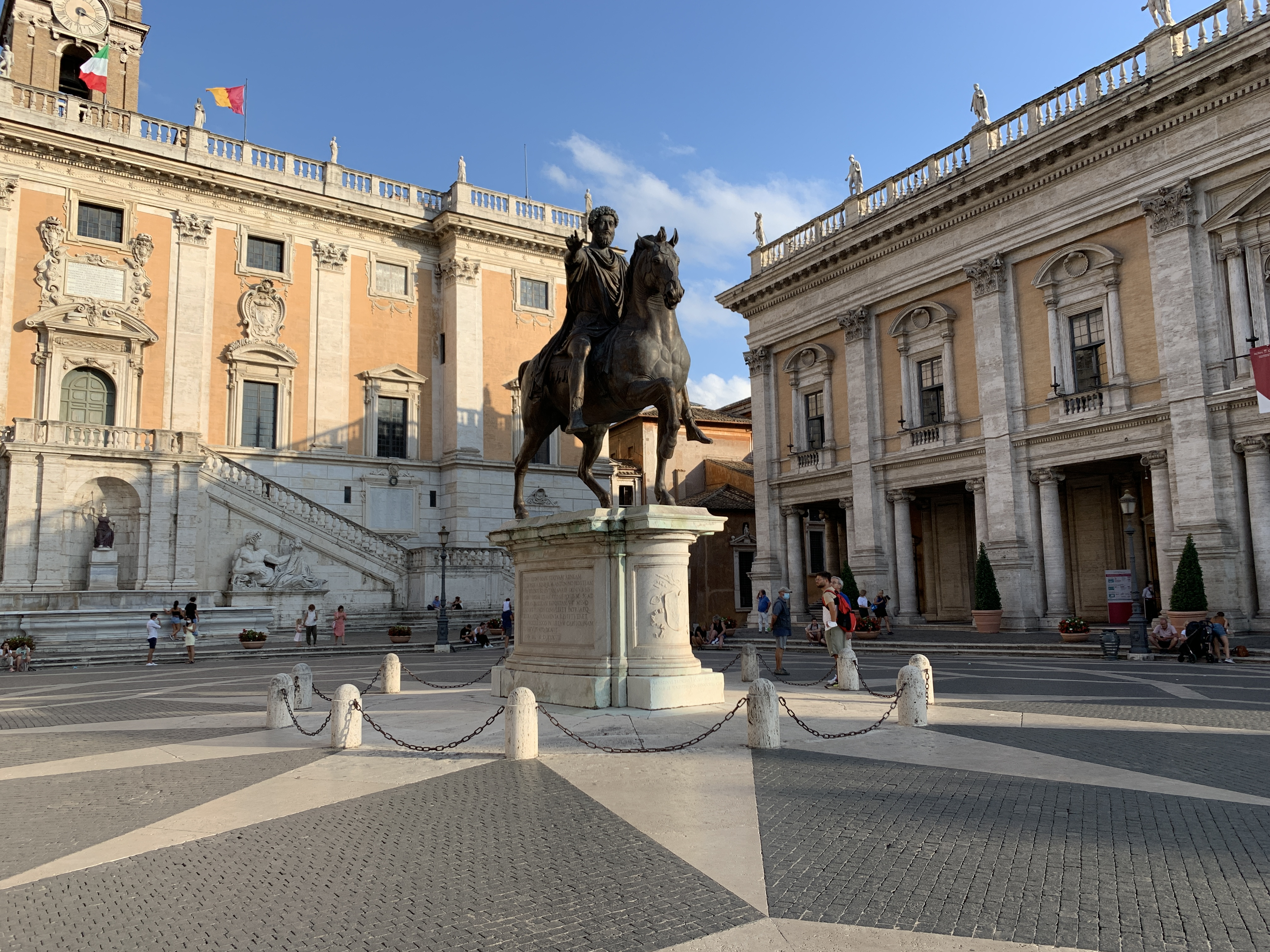
Replica della statua equestre di Marco Aurelio al centro della piazza del Campidoglio

Tra le sculture più note custodite nei Musei Capitolini c'è la statua equestre di Marco Aurelio, collocata originariamente al centro di Piazza del Campidoglio e trasferita nei musei nel 1990, in un'aula vetrata appositamente allestita: l'Esedra di Marco Aurelio, che si trova dov'era il Giardino Romano, tra Palazzo dei Conservatori e Palazzo Caffarelli. Al centro della piazza, nel 1996, la statua di Marco Aurelio è stata sostituita da una copia, perfettamente conforme per i volumi ma non per la doratura.
Vi si trova anche il simbolo della città, il bronzo della Lupa capitolina, ritenuta un'opera etrusca del V secolo a.C.; la statua originaria non comprendeva i gemelli Romolo e Remo, aggiunti nel XV secolo e attribuiti allo scultore Antonio del Pollaiolo. Recentemente alcuni restauratori hanno ipotizzato che la statua non sia antica, ma medioevale e che risalga al XII secolo.
La famosa colossale testa di Costantino I, visibile nel cortile, risale invece al IV secolo. Un'altra scultura in bronzo è il Cavallo dal vicolo delle Palme.
Capolavoro della scultura medievale è il Ritratto di Carlo I d'Angiò di Arnolfo di Cambio (1277), il primo ritratto verosimile di un personaggio vivente scolpito in Europa che ci sia pervenuto dall'epoca post-classica.
Qui vennero col tempo esposte altre e numerose collezioni storiche, come la Protomoteca (collezione di busti ed erme di uomini illustri trasferiti dal Pantheon al Campidoglio per volontà di Pio VII nel 1820); la collezione del cardinale Alessandro Albani; quella donata da Augusto Castellani nella seconda metà dell'800, costituita da materiali ceramici arcaici (dall'VIII al IV secolo a.C.), di area prevalentemente etrusca, ma anche di produzione greca e italica.
Il collegamento tra le due sedi del museo, il Palazzo Nuovo e il Palazzo dei Conservatori, è garantito dalla sotterranea Galleria di congiunzione appositamente scavata negli anni 1930 e in seguito adibita a Galleria lapidaria, da cui è possibile accedere anche al tempio di Veiove e alla galleria del Tabularium.
Al secondo piano del Palazzo dei Conservatori si trova la Pinacoteca Capitolina, che conserva opere di Guercino, Caravaggio, Rubens, Tiziano e Velázquez.

## Palazzo dei Conservatori

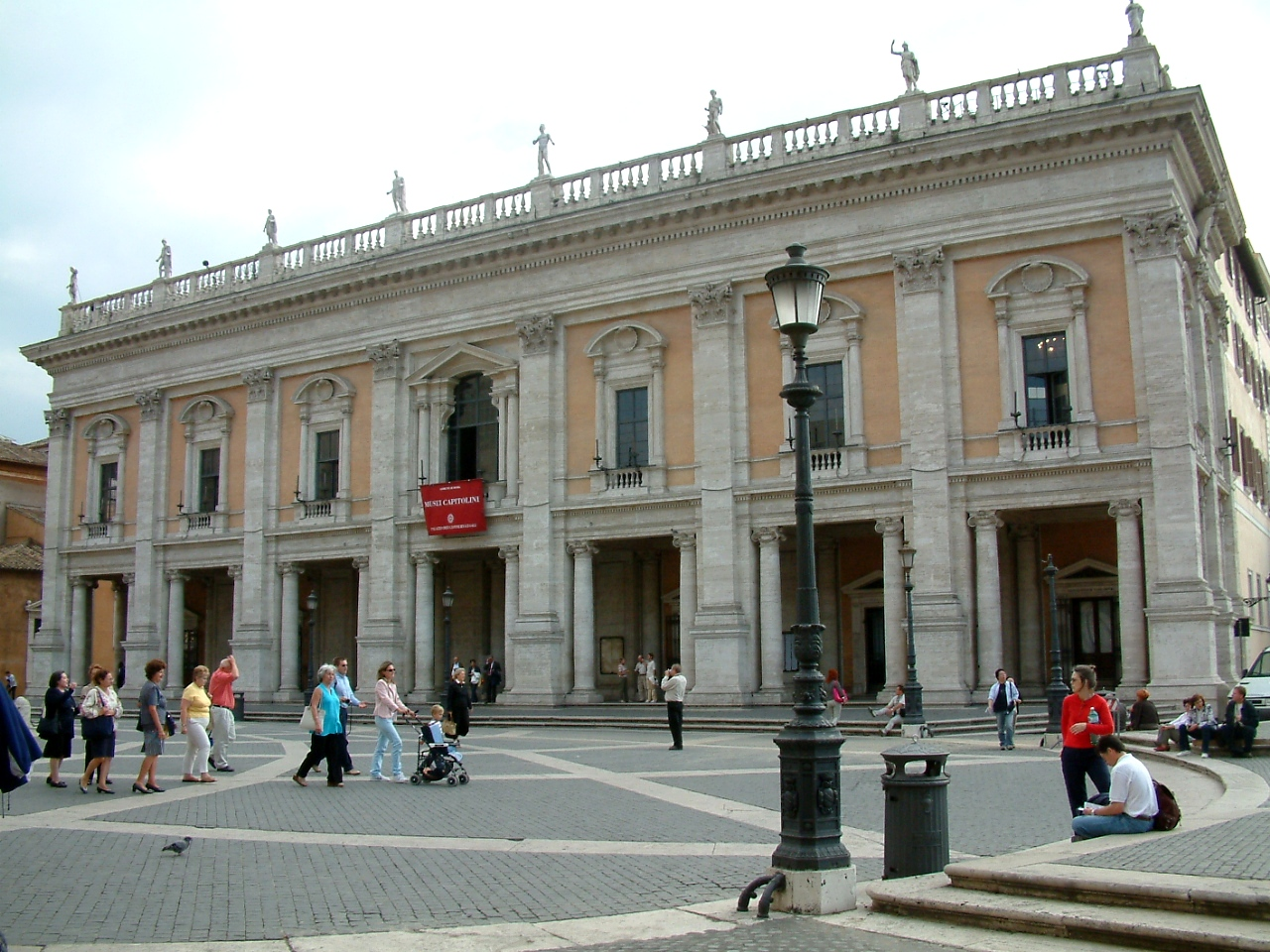
Palazzo dei Conservatori.

Il Palazzo dei Conservatori è situato in Piazza del Campidoglio a destra del Palazzo Senatorio e di fronte al Palazzo Nuovo. Il Palazzo dei Conservatori deve il suo nome al fatto di essere stato la sede della magistratura elettiva cittadina, i Conservatori appunto, che insieme al Senatore amministrava la città eterna. Il Palazzo in questa posizione fu fatto erigere da papa Niccolò V. Michelangelo Buonarroti, a cui era stato commissionato il lavoro della complessiva risistemazione della piazza, ne disegnò la nuova facciata, che però non riuscì a vedere terminata poiché morì durante i lavori (nel 1564).
Il suo progetto ridisegnava la facciata medievale del palazzo, sostituendo il portico con due ordini: quello corinzio formato da alte paraste poste su grandi piedistalli a tutta altezza, e quello ionico che sorregge le volte del portico. Tra questi ordini erano poste una serie di ampie finestre, tutte delle stesse dimensioni. I lavori furono continuati da Guido Guidetti e terminati nel 1568 da Giacomo Della Porta che seguì quasi fedelmente i disegni michelangioleschi, derogandovi solo per costruire una più ampia sala di rappresentanza al primo piano e, conseguentemente, anche una finestra più grande, rispetto a tutte le altre presenti sulla facciata del palazzo. Si ebbero poi trasformazioni anche all'interno del palazzo, sia per la costruzione di un ampio scalone monumentale, sia per la nuova ridistribuzione delle sale dell'"Appartamento dei Conservatori", che portarono alla distruzione del ciclo di affreschi degli inizi del Cinquecento che decorava le stanze affacciate su Piazza del Campidoglio.

### Piano terra
Superati gli spazi di servizio (biglietteria, libreria e guardaroba) si accede al cortile.

#### Cortile

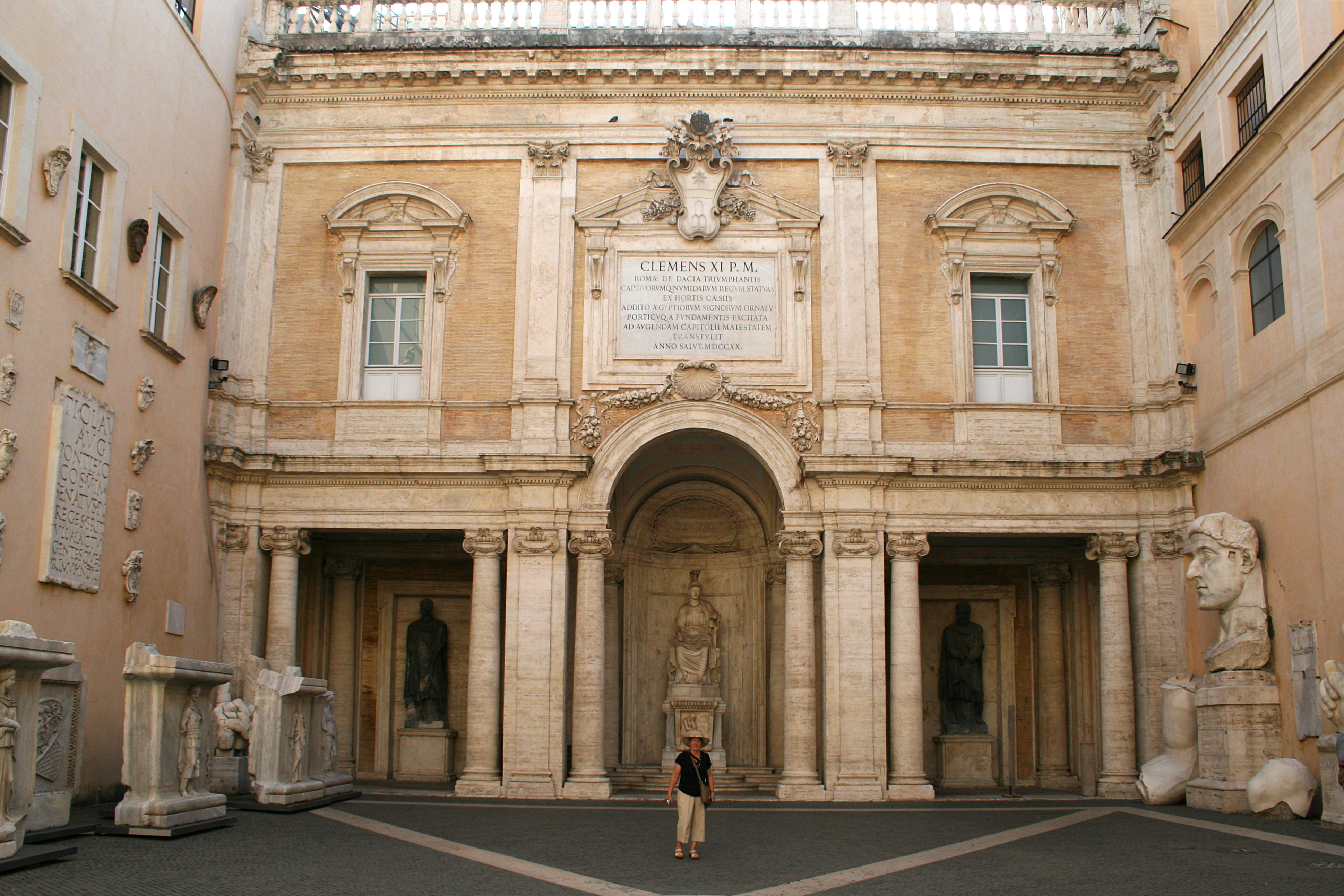
Il cortile dei Conservatori.

Il Cortile del Palazzo dei Conservatori ha sempre rappresentato, fin dagli inizi, un punto di attrazione per la conservazione della memoria dell'antico: le opere che affluivano nel palazzo rappresentavano quella continuità culturale ereditata dal mondo antico, quasi rappresentassero un ponte nel collegamento virtuale con un passato glorioso.
Sul lato destro si trovano i frammenti della statua colossale di Costantino I (testa, mani, piedi, parte delle braccia), rinvenute sotto papa Innocenzo VIII nel 1486. La statua sorgeva nell'abside occidentale della basilica di Massenzio, dove ne sono stati trovati alcuni resti; la mancanza del corpo ha fatto supporre che fosse un acrolito, costruito parte in marmo e parte in bronzo dorato su una struttura portante in legno e mattoni, per un'altezza complessiva che doveva raggiungere i 12 metri. La sola testa misura 2,60 metri e il piede 2. La datazione dell'opera oscilla tra il 313 (anno in cui la basilica venne dedicata a Costantino I) ed il 324 (quando nei ritratti dell'imperatore romano comincia ad apparire il diadema).

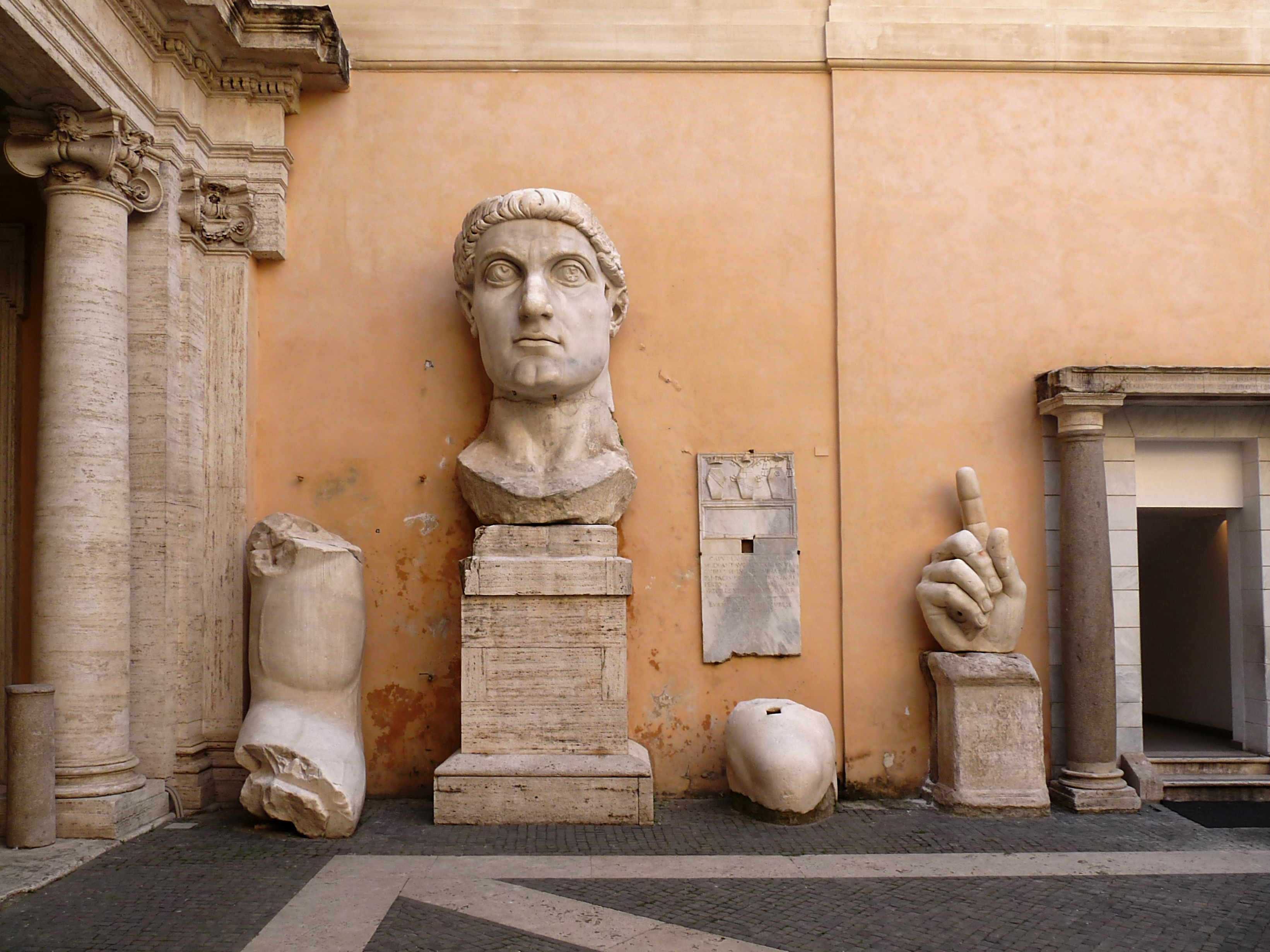
Parti della statua colossale di Costantino I
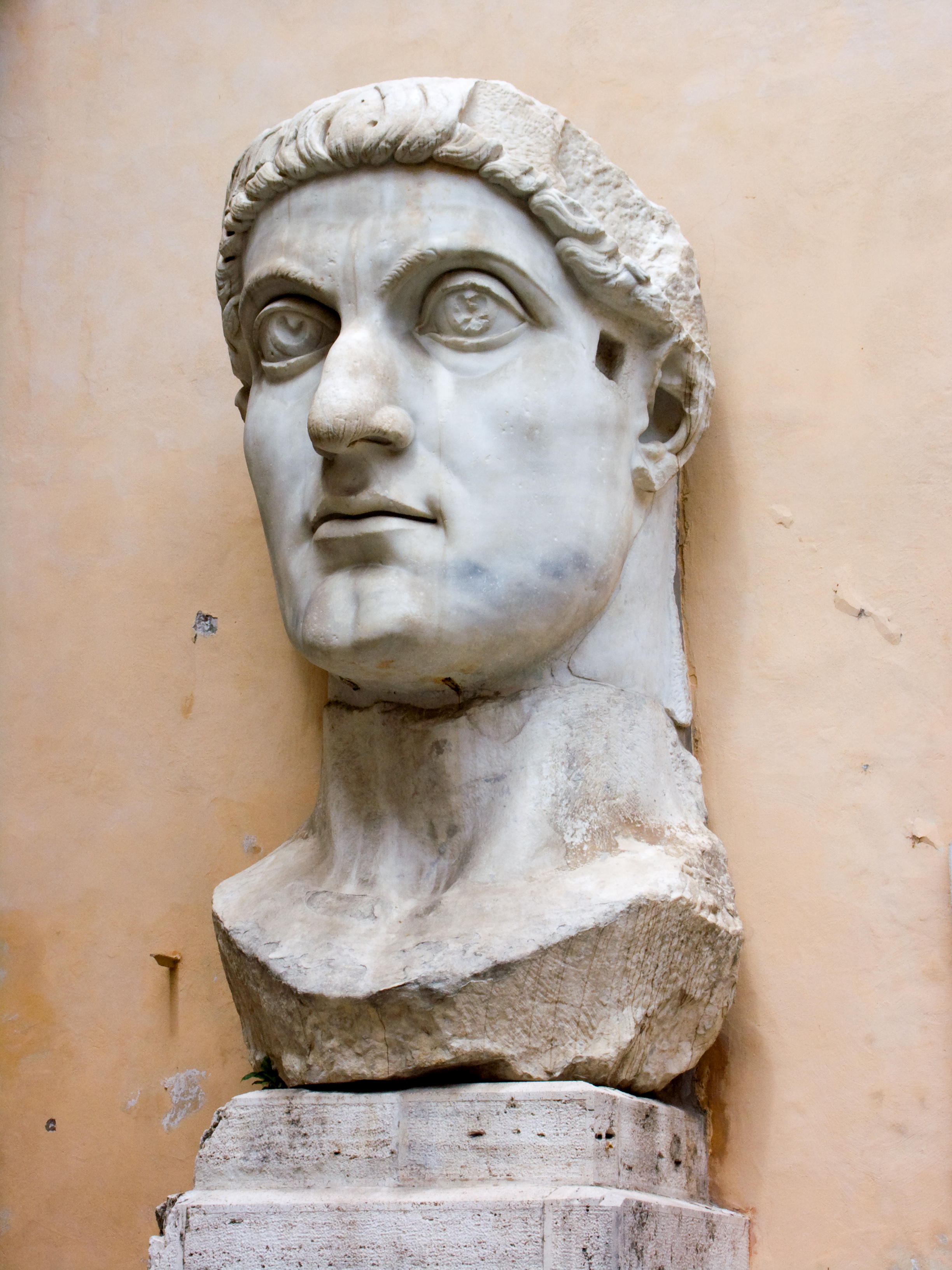
Testa
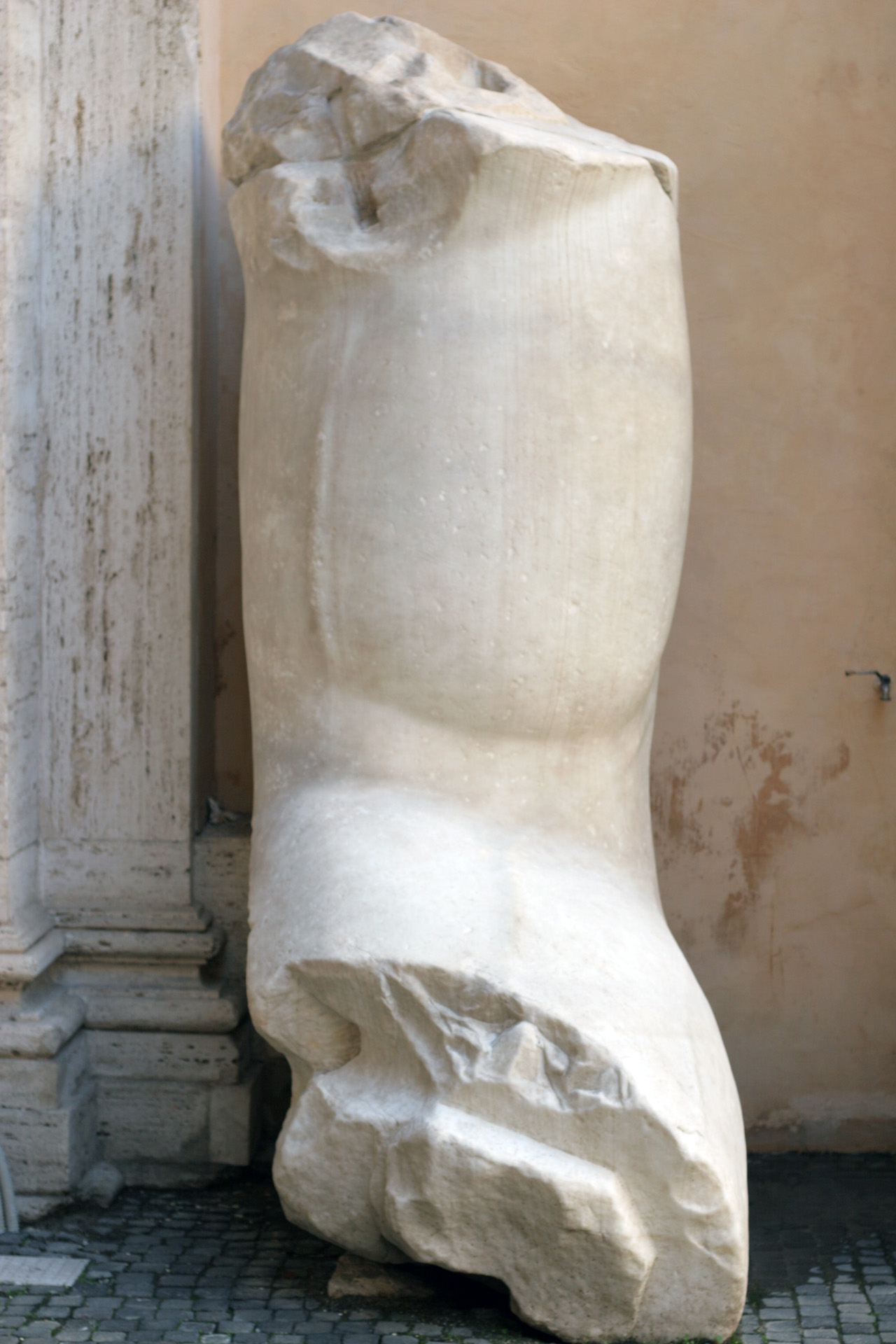
Braccio
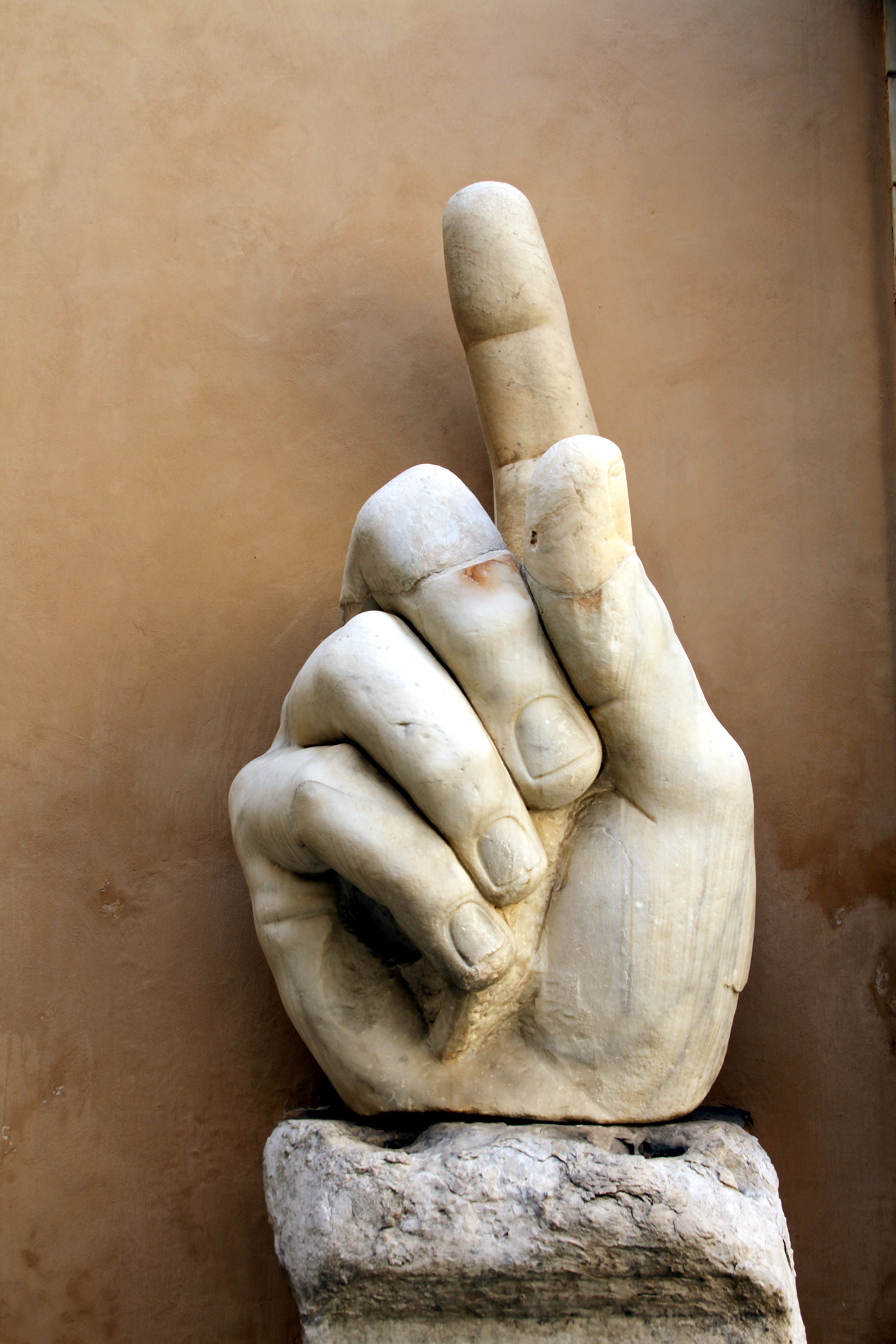
Mano
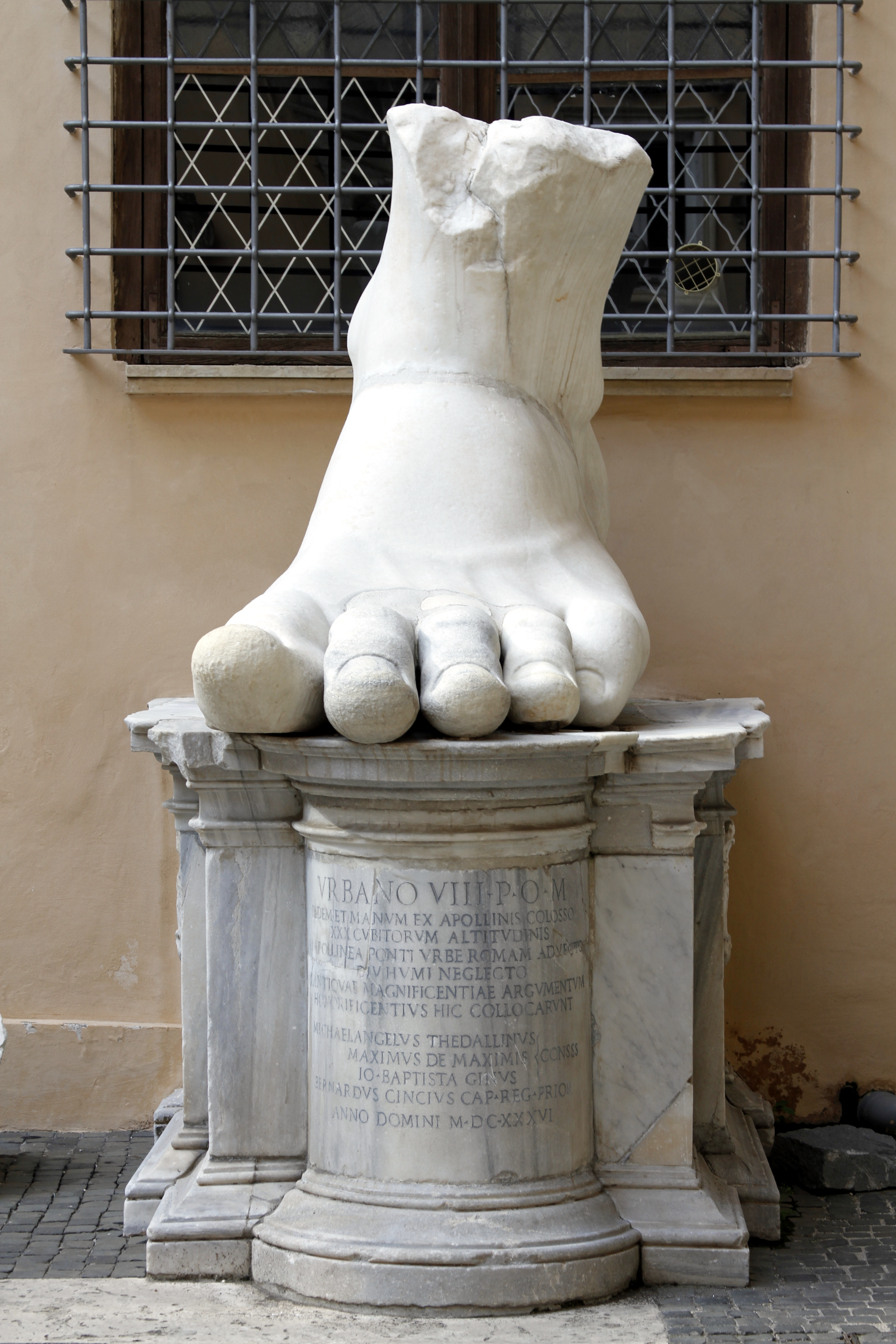
Piede

Sul lato sinistro del cortile sono invece stati sistemati i rilievi raffiguranti le personificazioni delle province romane provenienti dal tempio di Adriano a Piazza di Pietra. Alcuni di questi rilievi vennero trovati alla fine del XVI secolo, altri più tardi nel 1883. L'antico tempio venne eretto in onore dell'imperatore Adriano, divinizzato dopo la sua morte. È probabile che il cantiere dell'edificio fosse stato già avviato dallo stesso Adriano in memoria della moglie Vibia Sabina, morta e divinizzata nel 136. La vera e propria costruzione si deve al suo successore, Antonino Pio, che lo portò a termine intorno al 145.

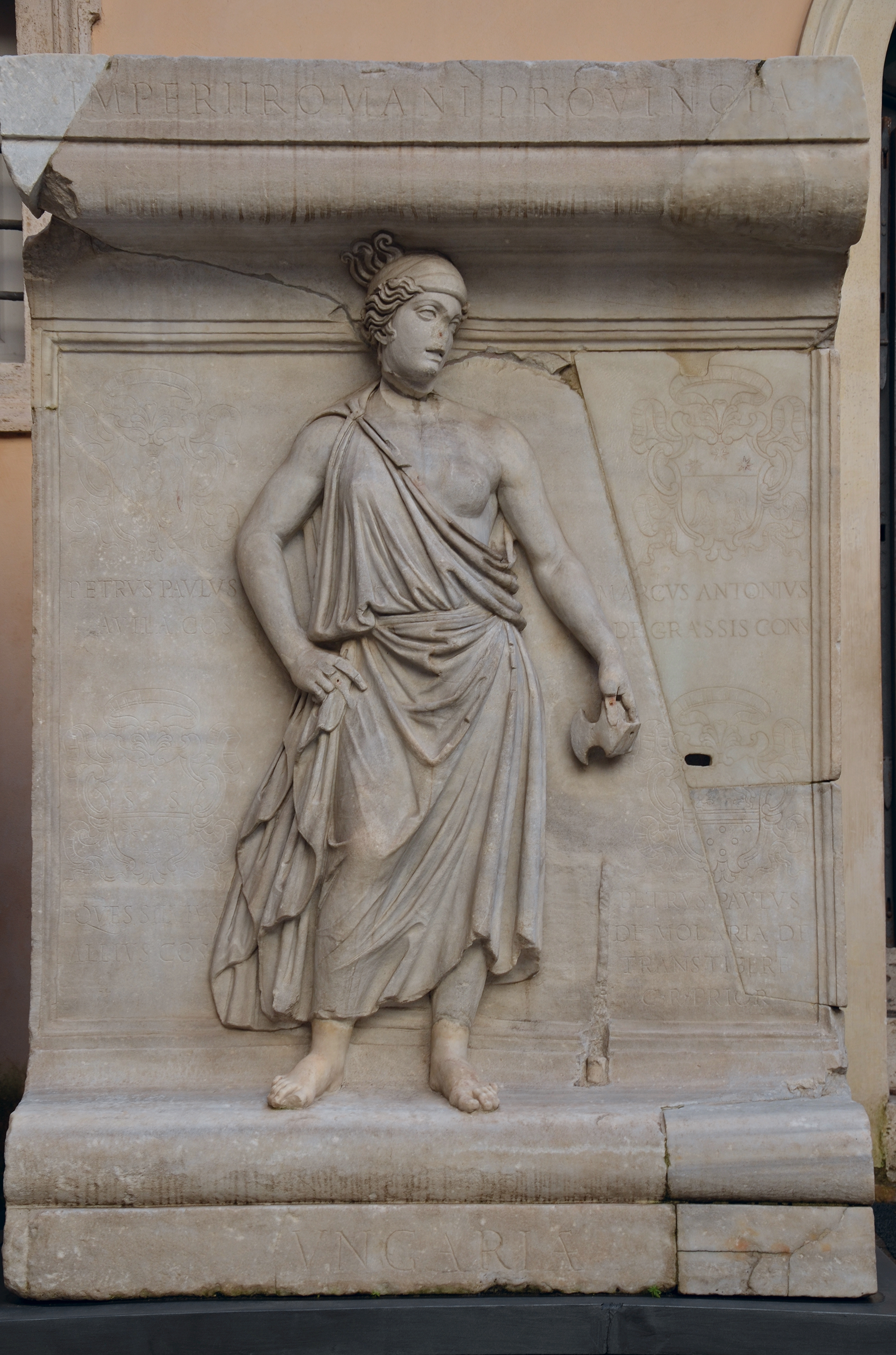
Provincia
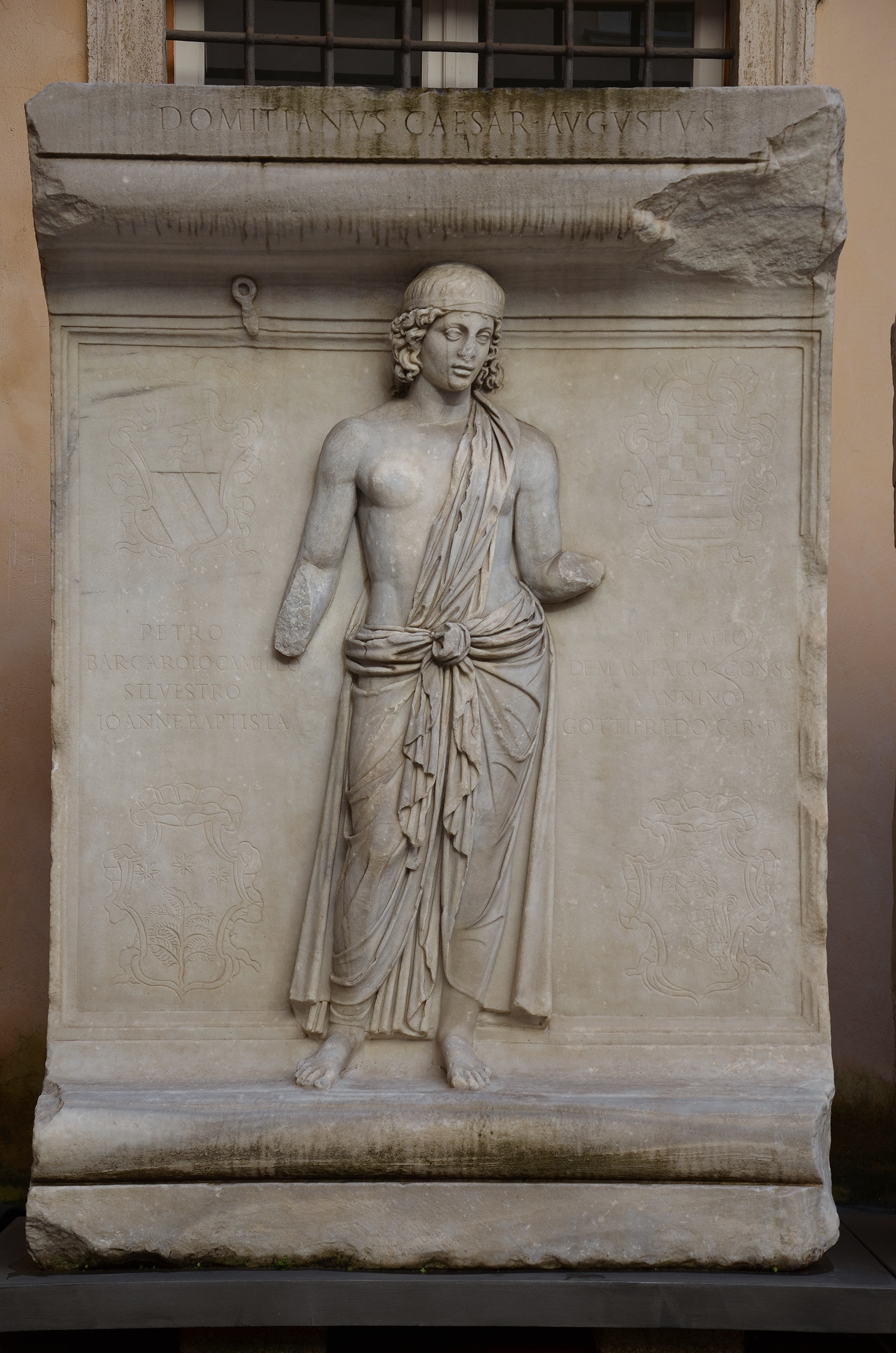
Provincia
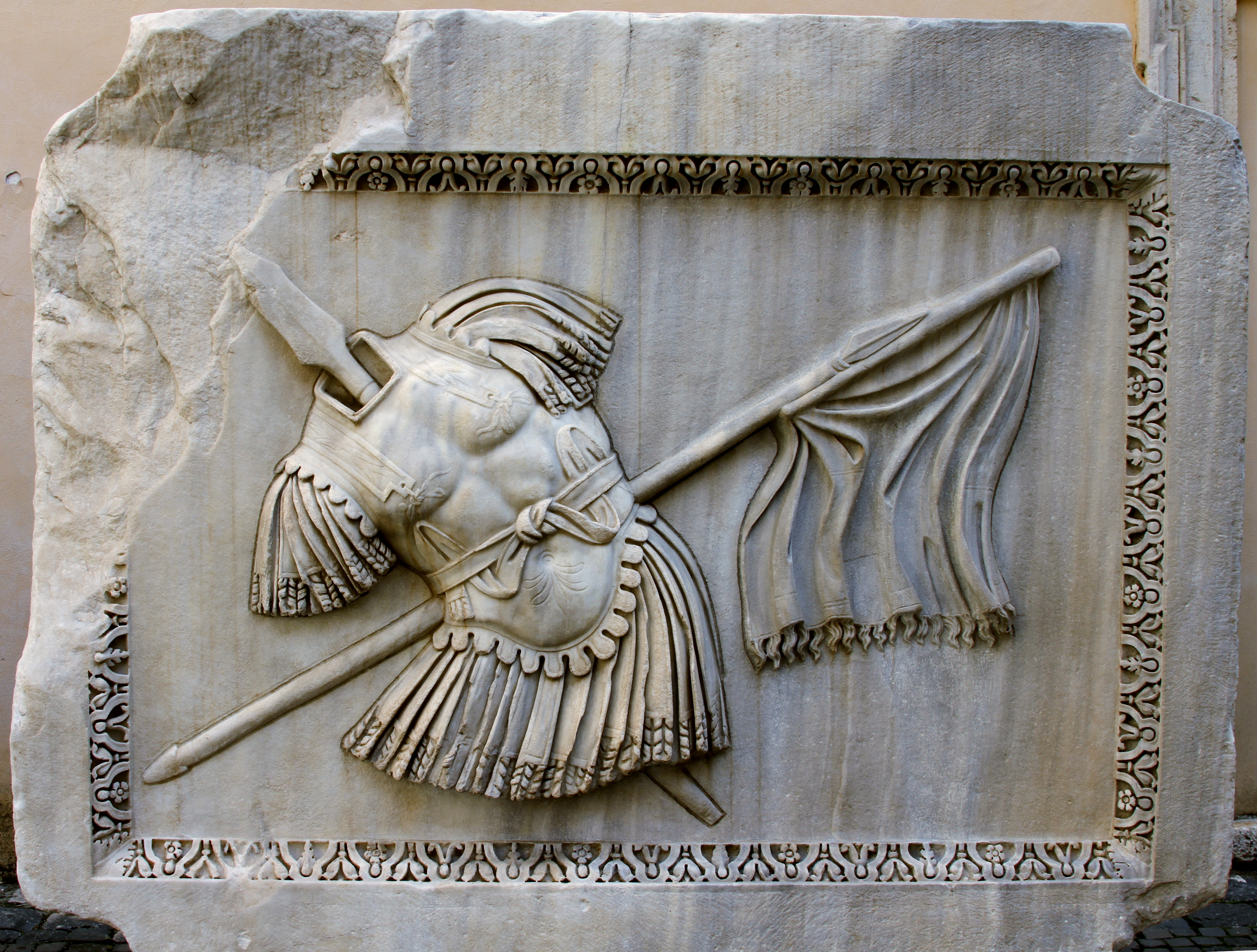
Trofeo
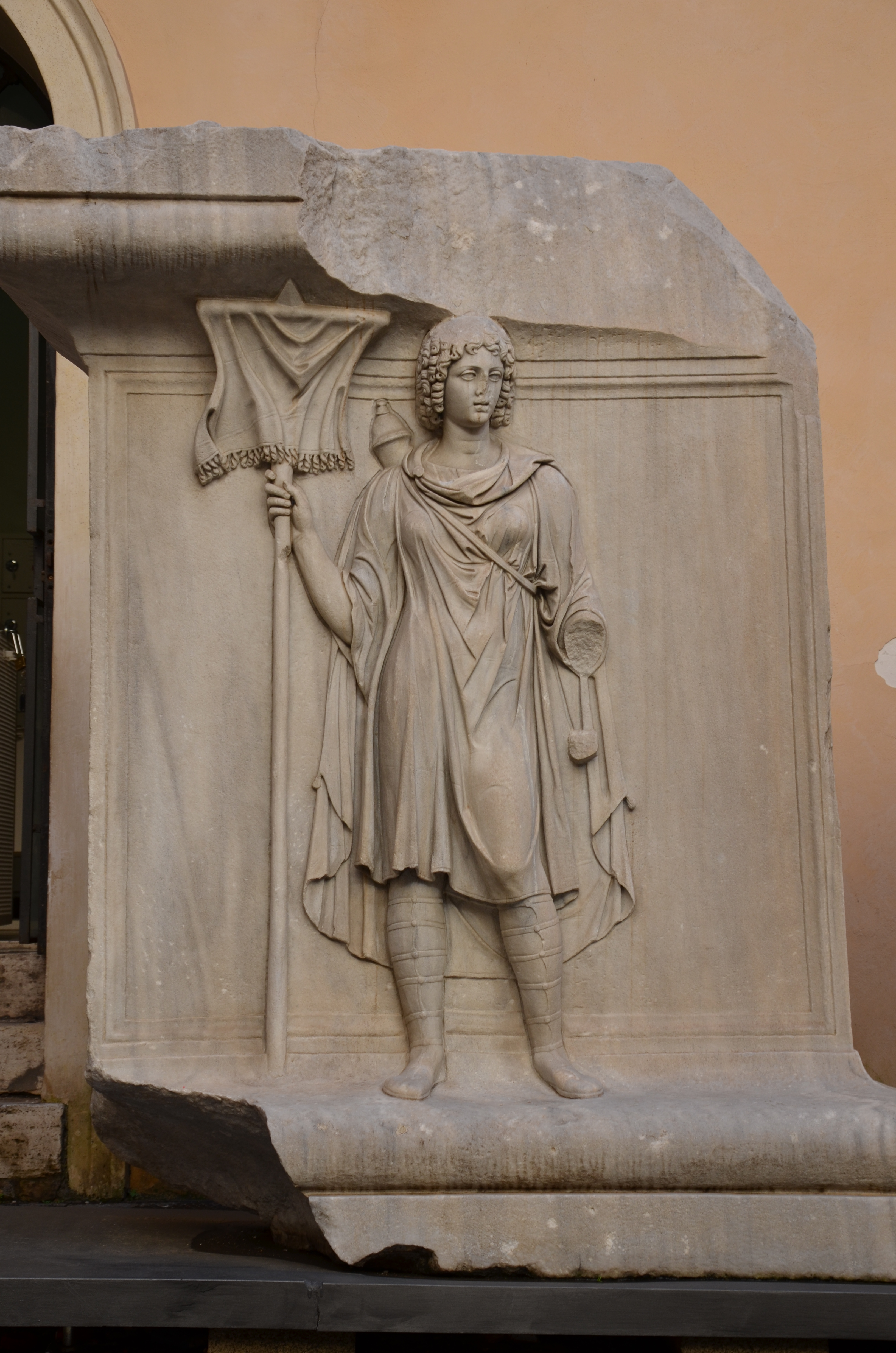
Provincia
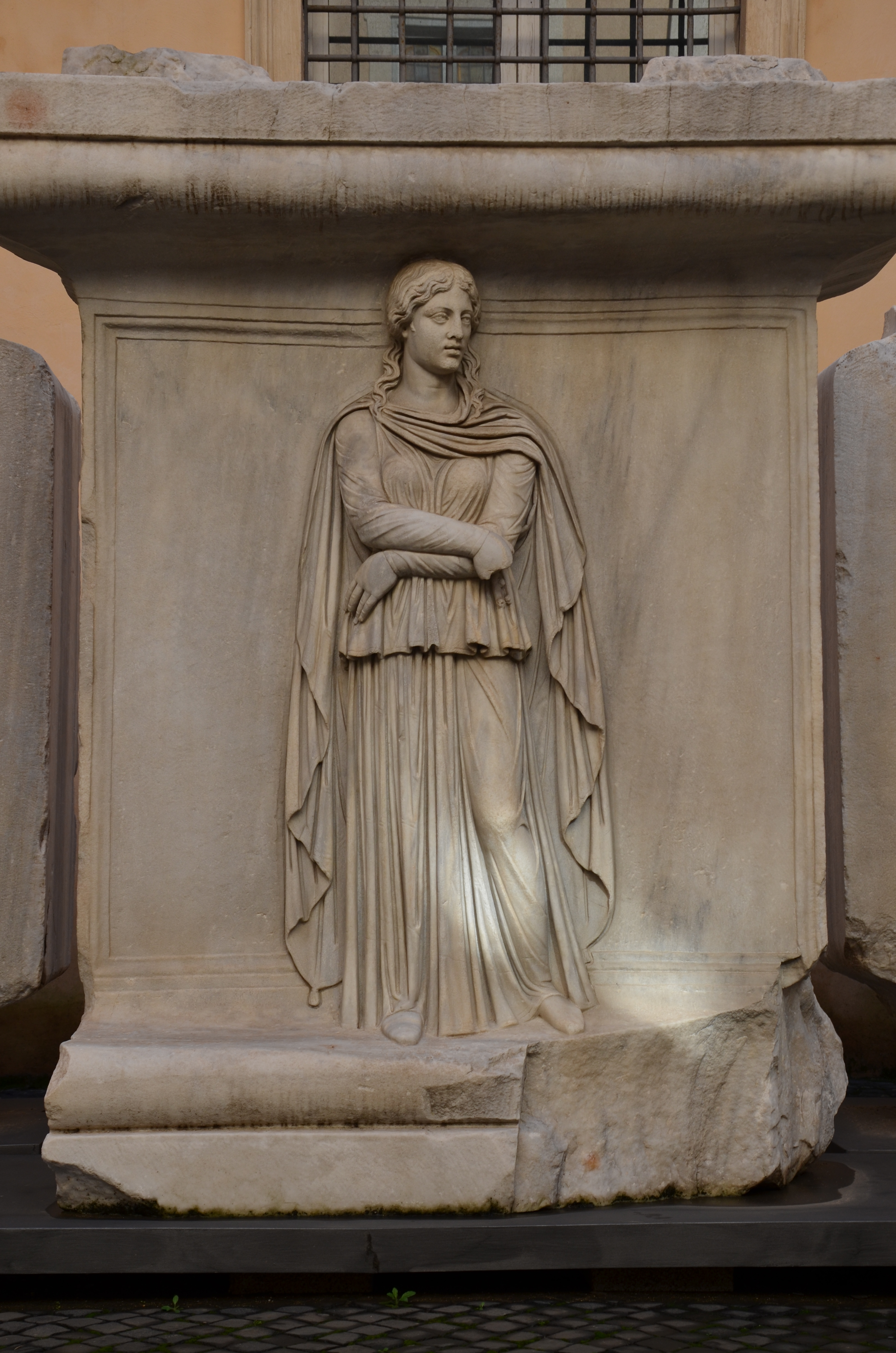
Provincia
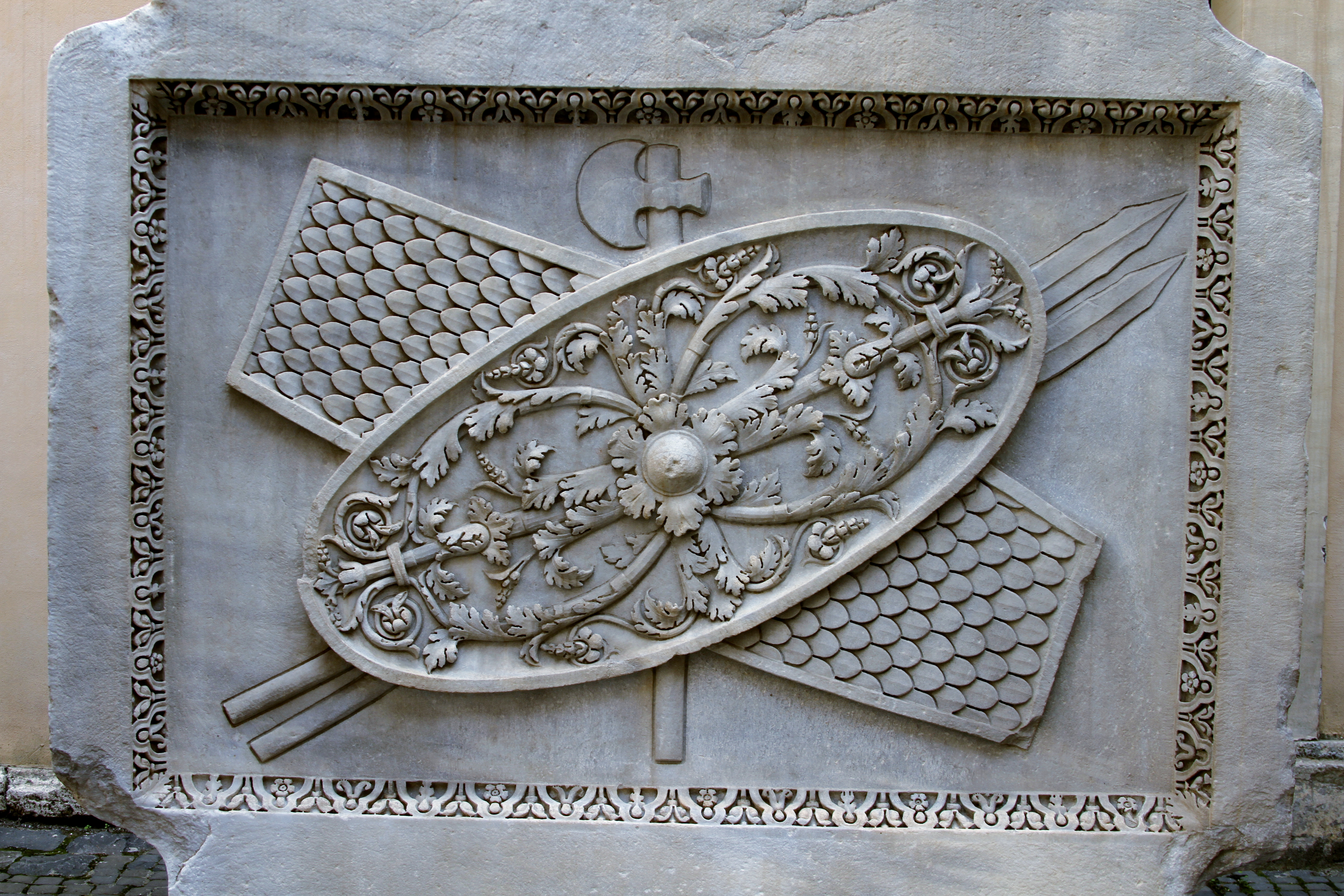
Trofeo
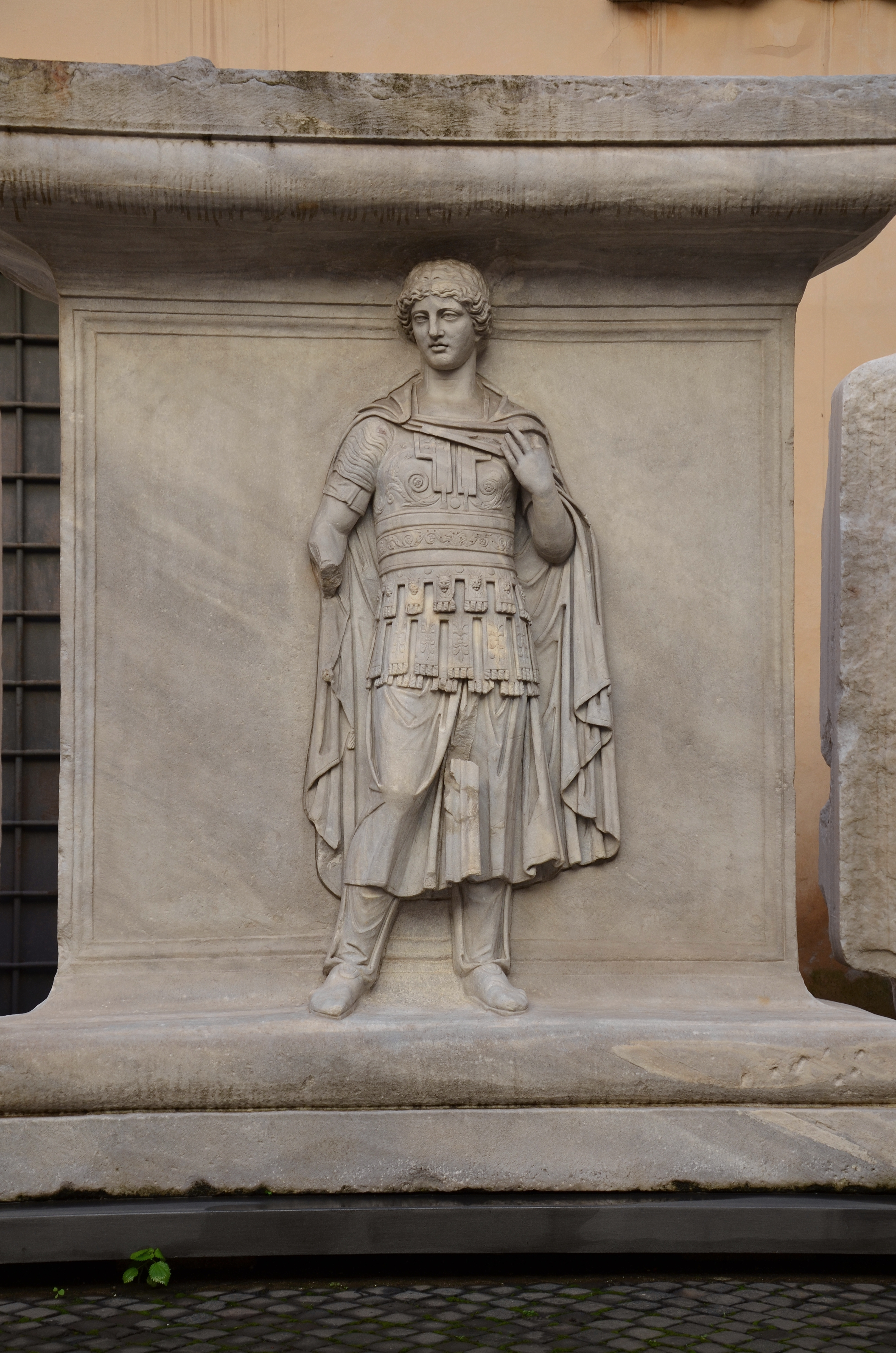
Provincia
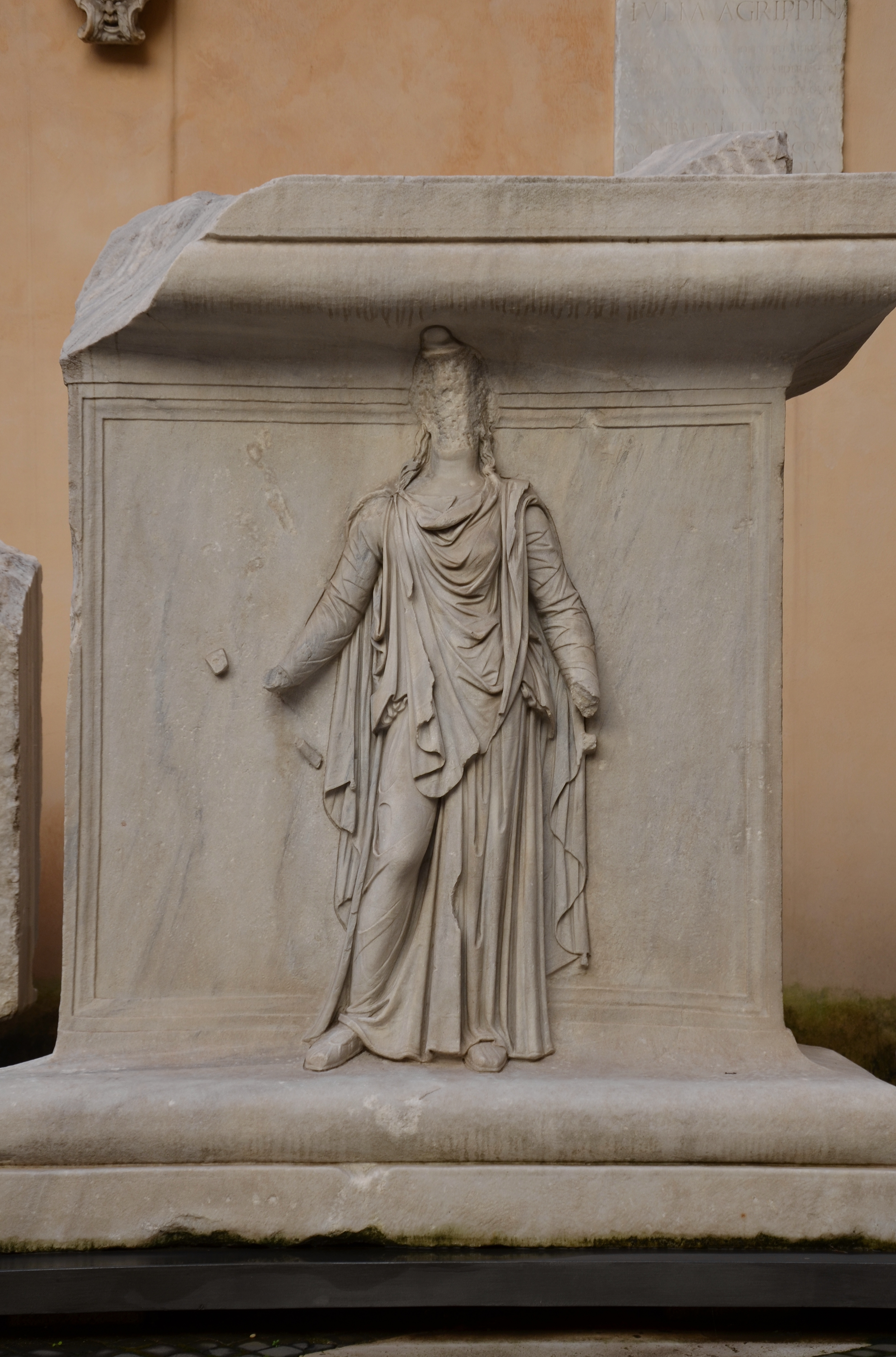
Provincia
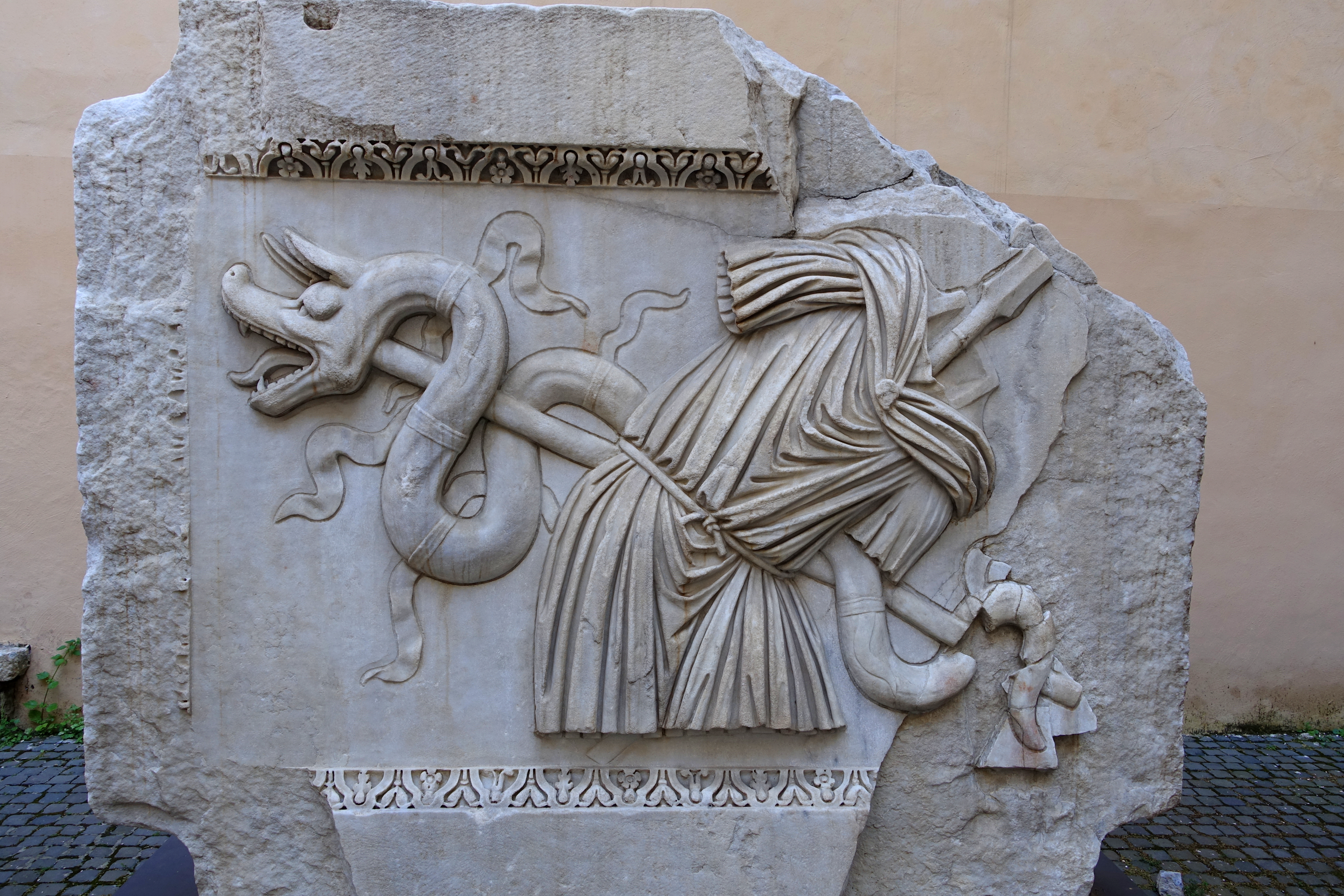
Trofeo
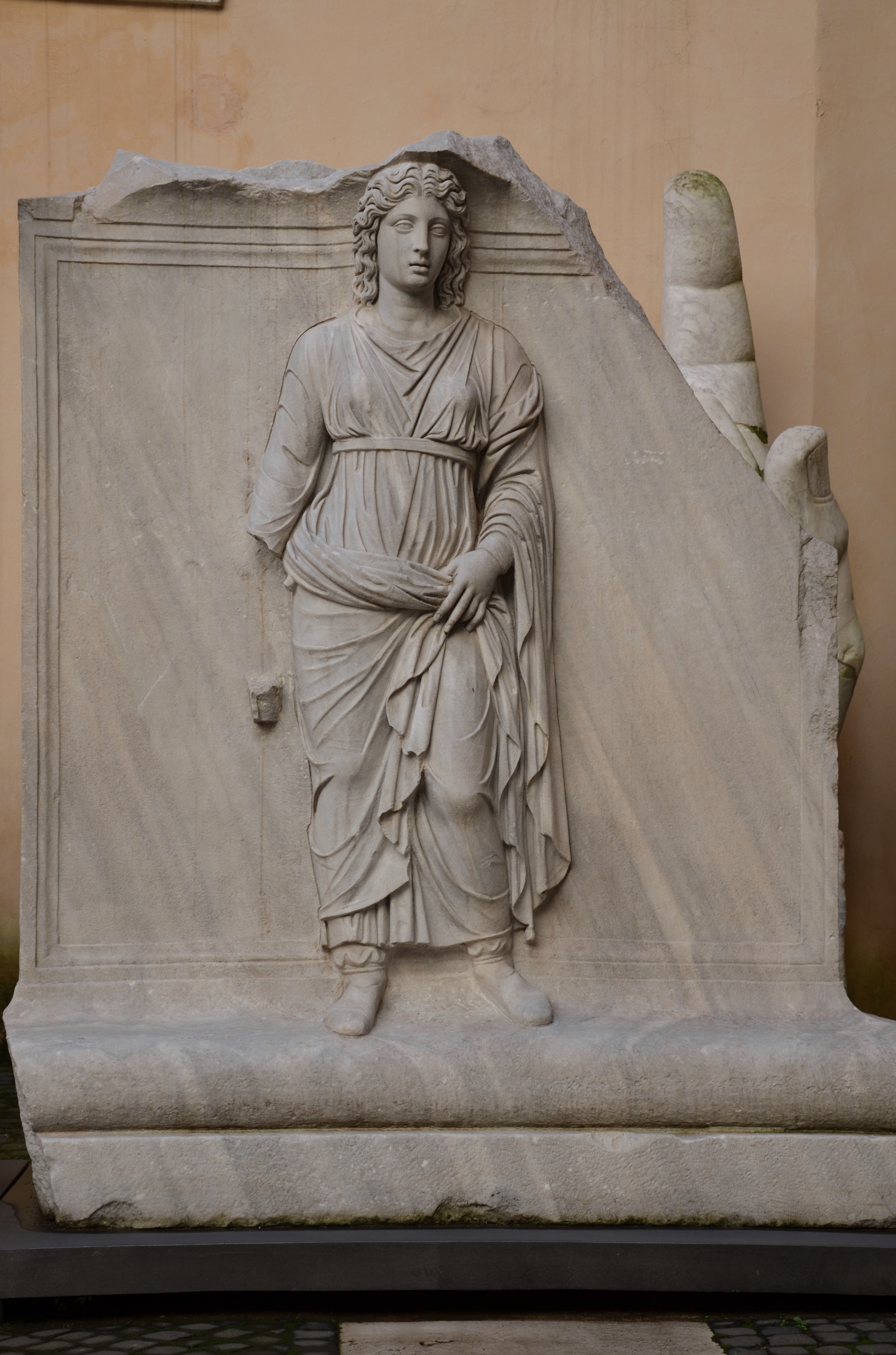
Provincia

Sul fondo del cortile, sotto il portico costruito da Alessandro Specchi, sono conservate: due colossali statue di Daci in marmo bigio morato (provenienti dal Foro di Traiano), acquistate da papa Clemente XI nel 1720 dalla collezione Cesi e poste ai lati; al centro una statua della dea Roma seduta, sul modello delle statue greche di Fidia, che apparteneva verosimilmente ad un arco del I secolo; vi sono infine altre due statue di Daci, sempre provenienti dalla collezione Cesi, acquistate per i Musei Capitolini.

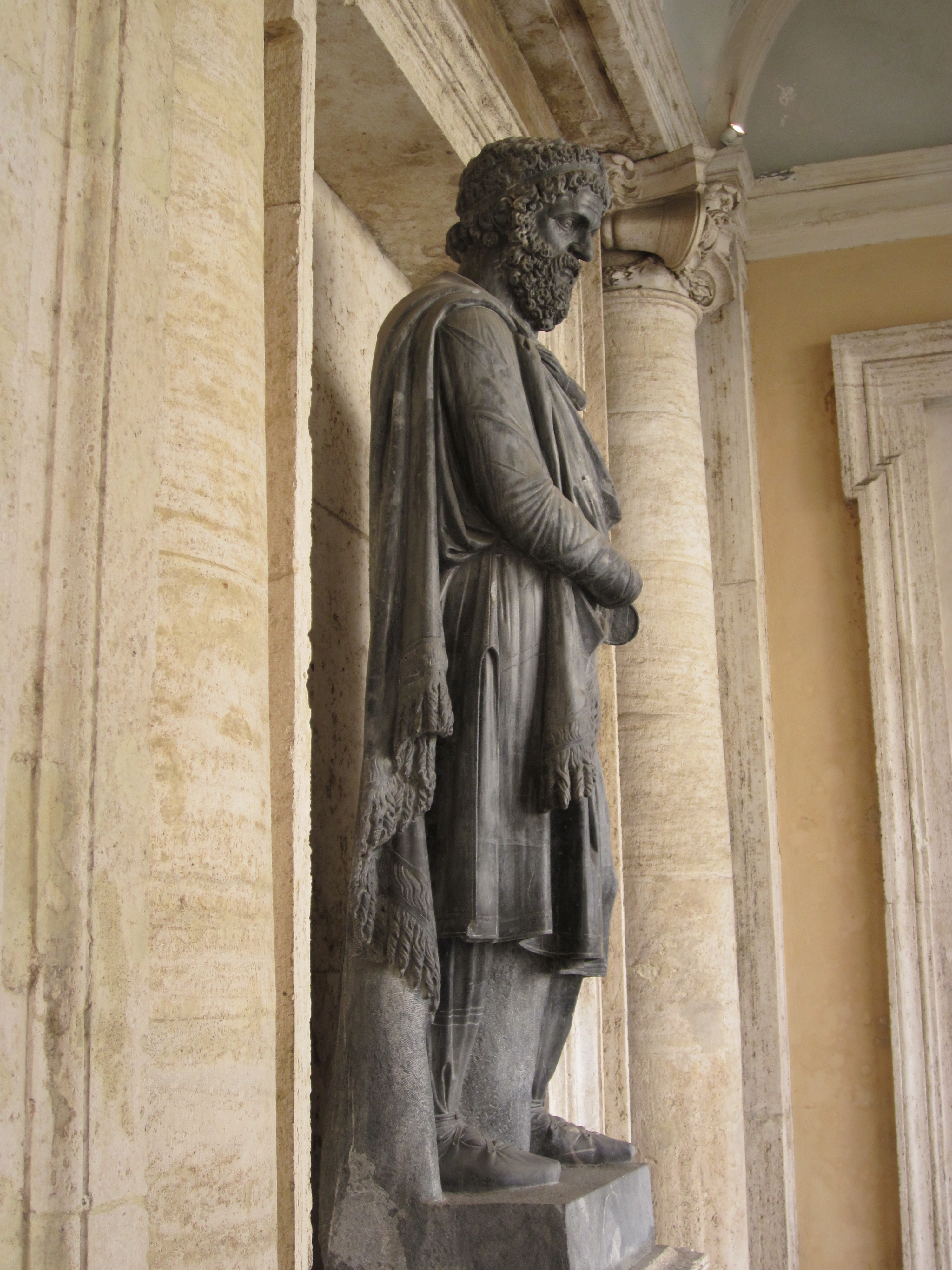
Statua di un dace in marmo bigio nel cortile dei Conservatori (1).
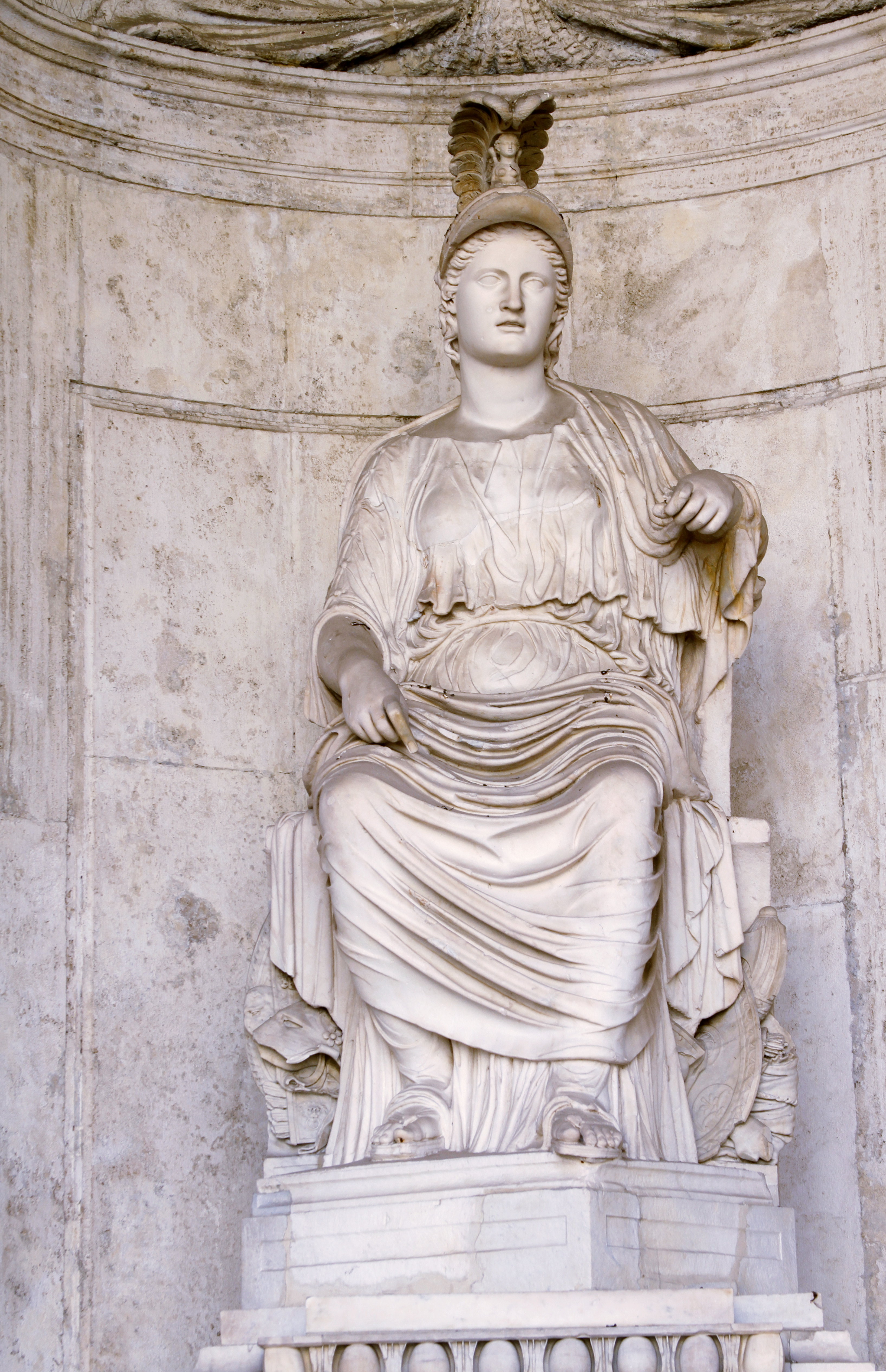
La dea Roma seduta (epoca adrianea, da un originale greco del V secolo a.C.; marmo, altezza 3,10 metri).
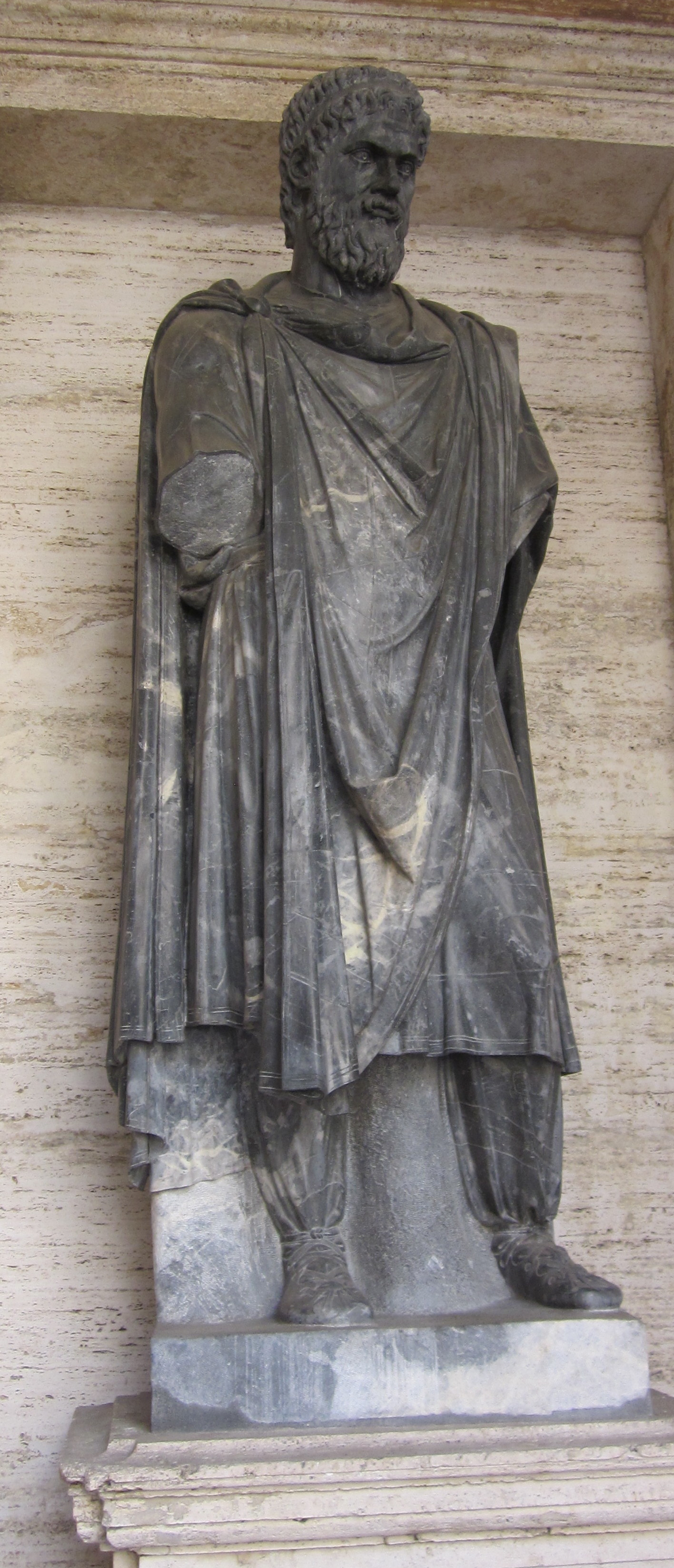
Statua di un dace in marmo bigio nel cortile dei Conservatori (2).
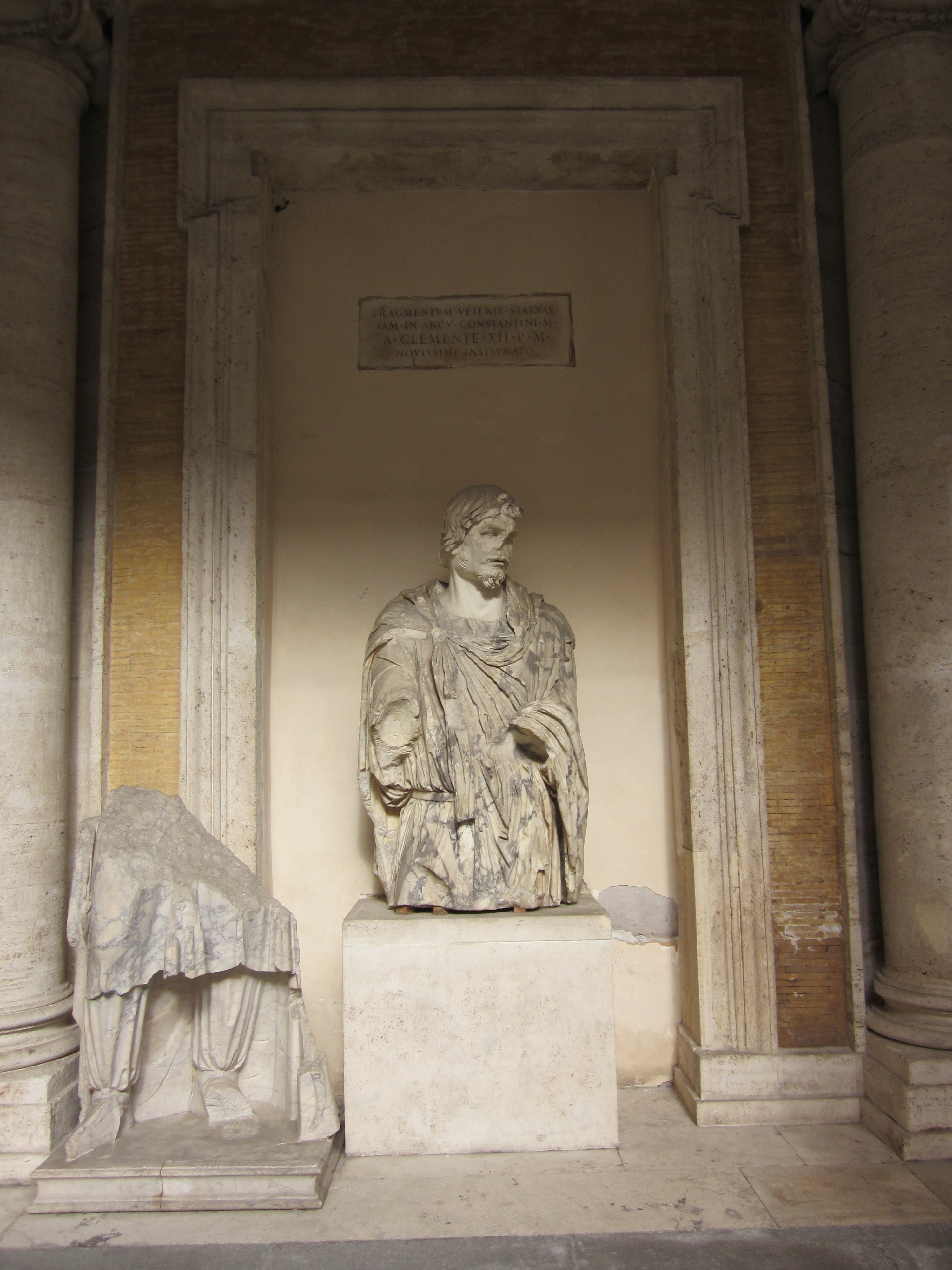
Statue di Daci (3).

#### Scalone
Nei ripiani dello scalone che conduce dal cortile ai piani superiori sono inseriti alcuni rilievi dell'antichità romana.
Tre di essi facevano parte di un arco trionfale dedicato a Marco Aurelio e giunsero in Campidoglio fin dal 1515. Essi appartenevano ad una serie di dodici rilievi (otto dei quali furono reimpiegati sull'arco di Costantino, mentre di un ultimo, scomparso, resta un frammento oggi a Copenaghen). I rilievi, scolpiti in due riprese, nel 173 e nel 176 erano stati attribuiti ad un arcus aureus o arcus Panis Aurei in Capitolio citato dalle fonti medioevali e che sorgeva sulle pendici del Campidoglio, all'incrocio tra la via Lata e il clivus Argentarius, non lontano dalla chiesa dei Santi Luca e Martina, dove i tre rilievi dei Musei Capitolini erano stati riutilizzati, o forse nei pressi della colonna di Marco Aurelio quale entrata monumentale al porticato circostante il monumento coclide.

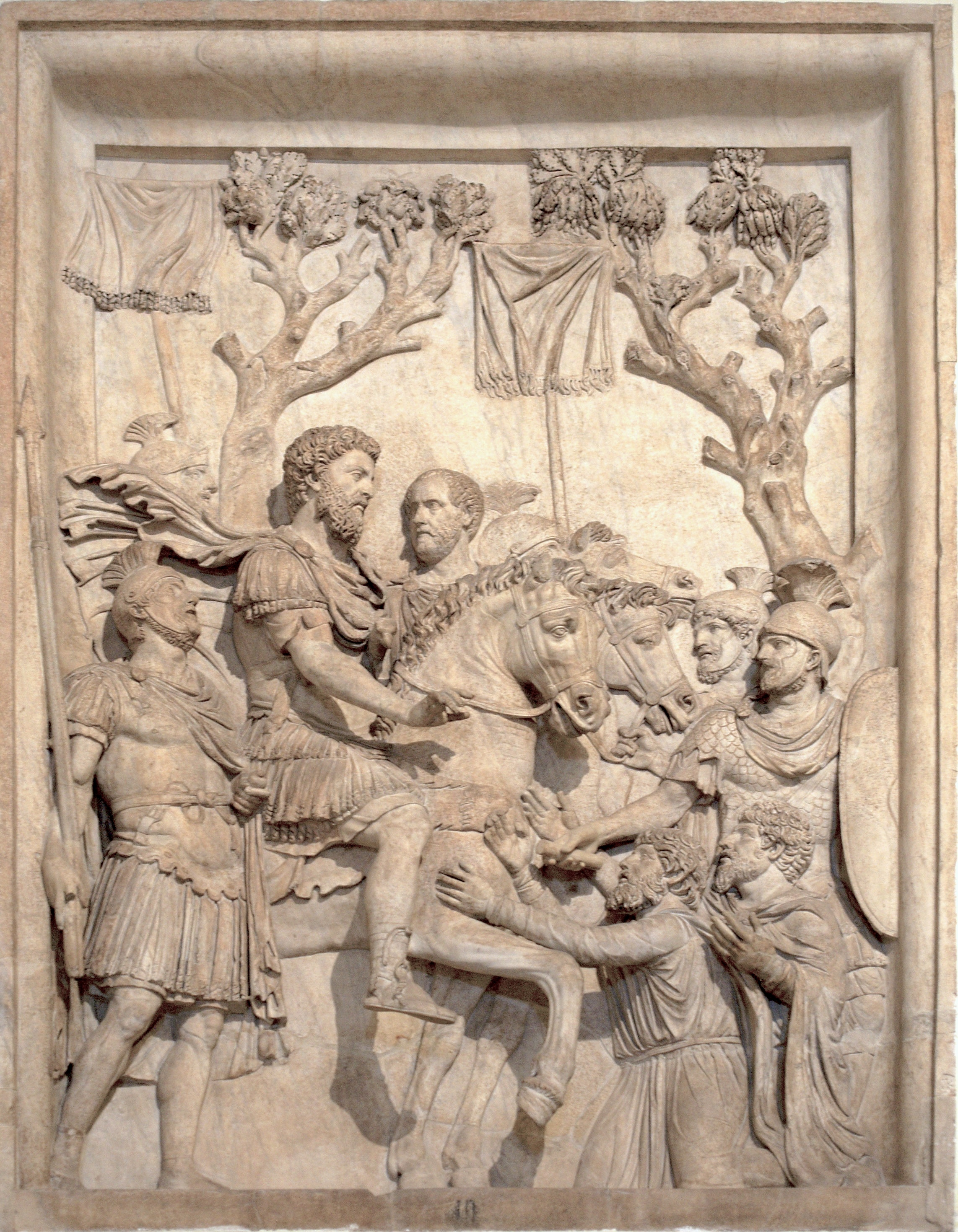
Sottomissione dei capi germani (arco di Marco Aurelio)
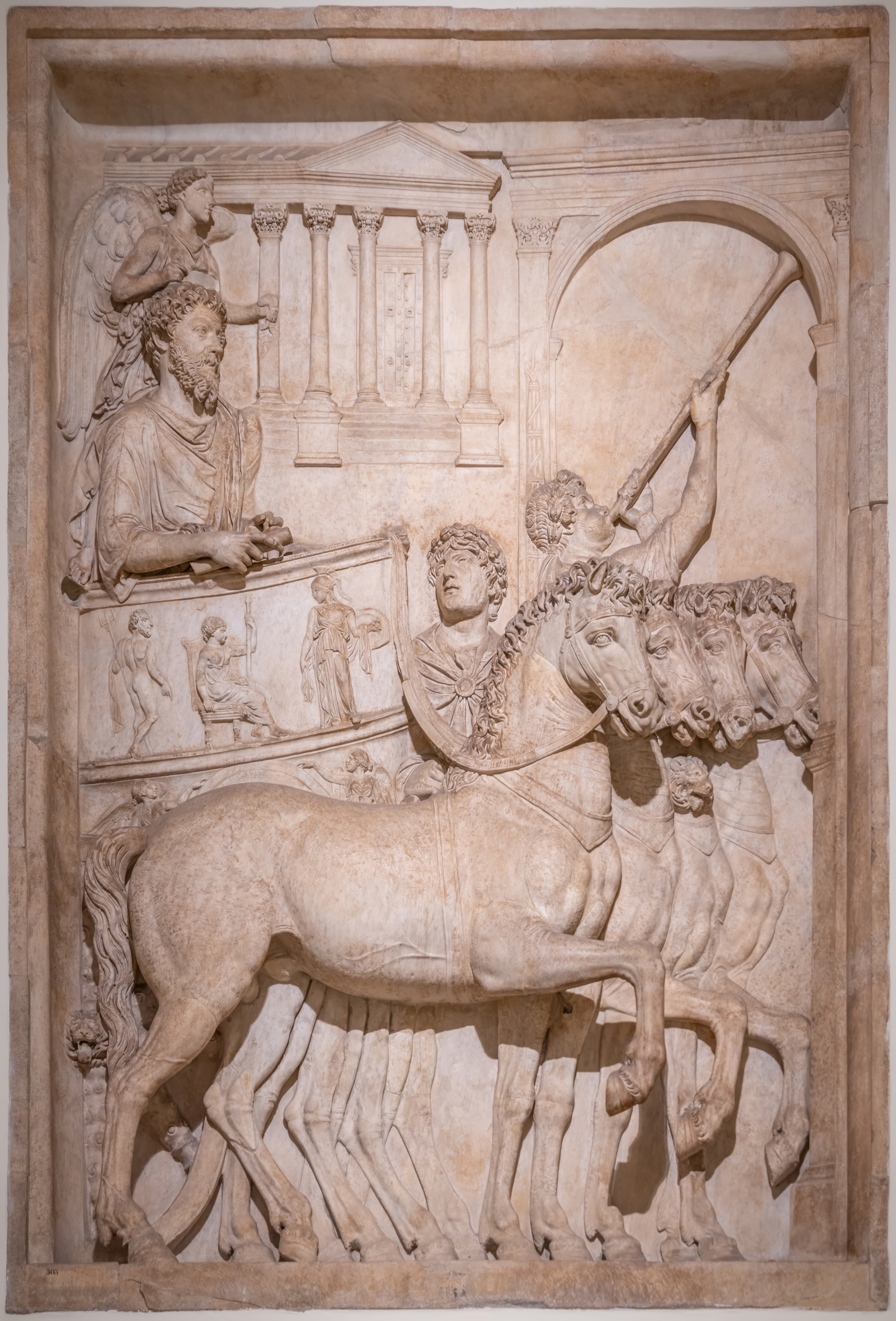
L'imperatore entra a Roma in trionfo (arco di Marco Aurelio)
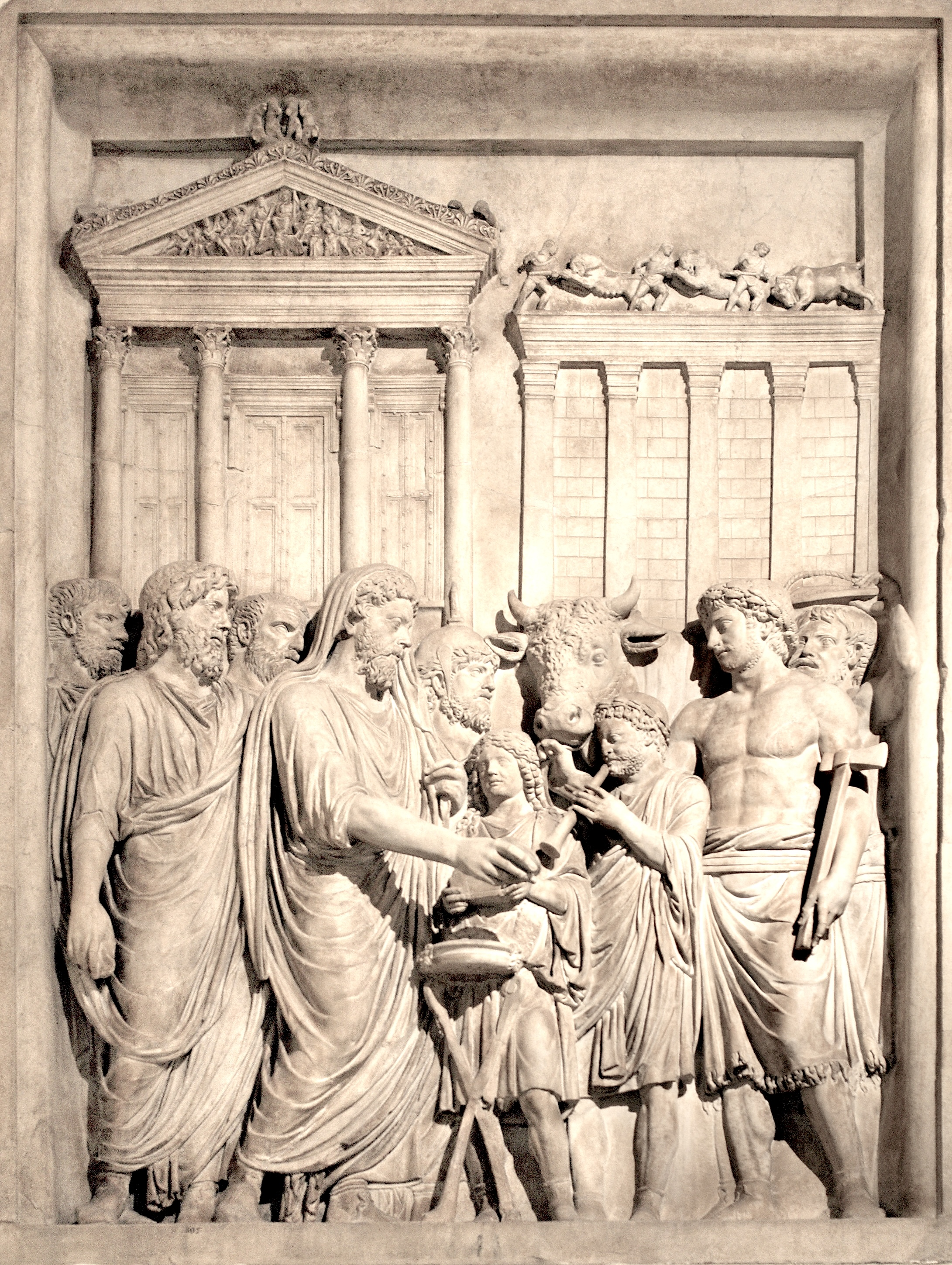
L'imperatore celebra un sacrificio davanti al tempio di Giove in Campidoglio (arco di Marco Aurelio)

Seguono tre pannelli riguardanti la figura dell'imperatore Adriano: il primo, raffigurante un adventus di Adriano accolto da tre personificazioni (dea Roma, Senato e Popolo romano), proviene da un ritrovamento in piazza Sciarra e fu acquistato dai Conservatori nel 1573. Gli altri due pannelli appartenevano invece al cosiddetto arco di Portogallo e furono trasferiti in Campidoglio nel 1664, dopo la demolizione dell'arco: nel primo Adriano presiede a un'elargizione di aiuti alimentari ai bambini romani, mentre nel secondo assiste all'apoteosi della moglie defunta Vibia Sabina.

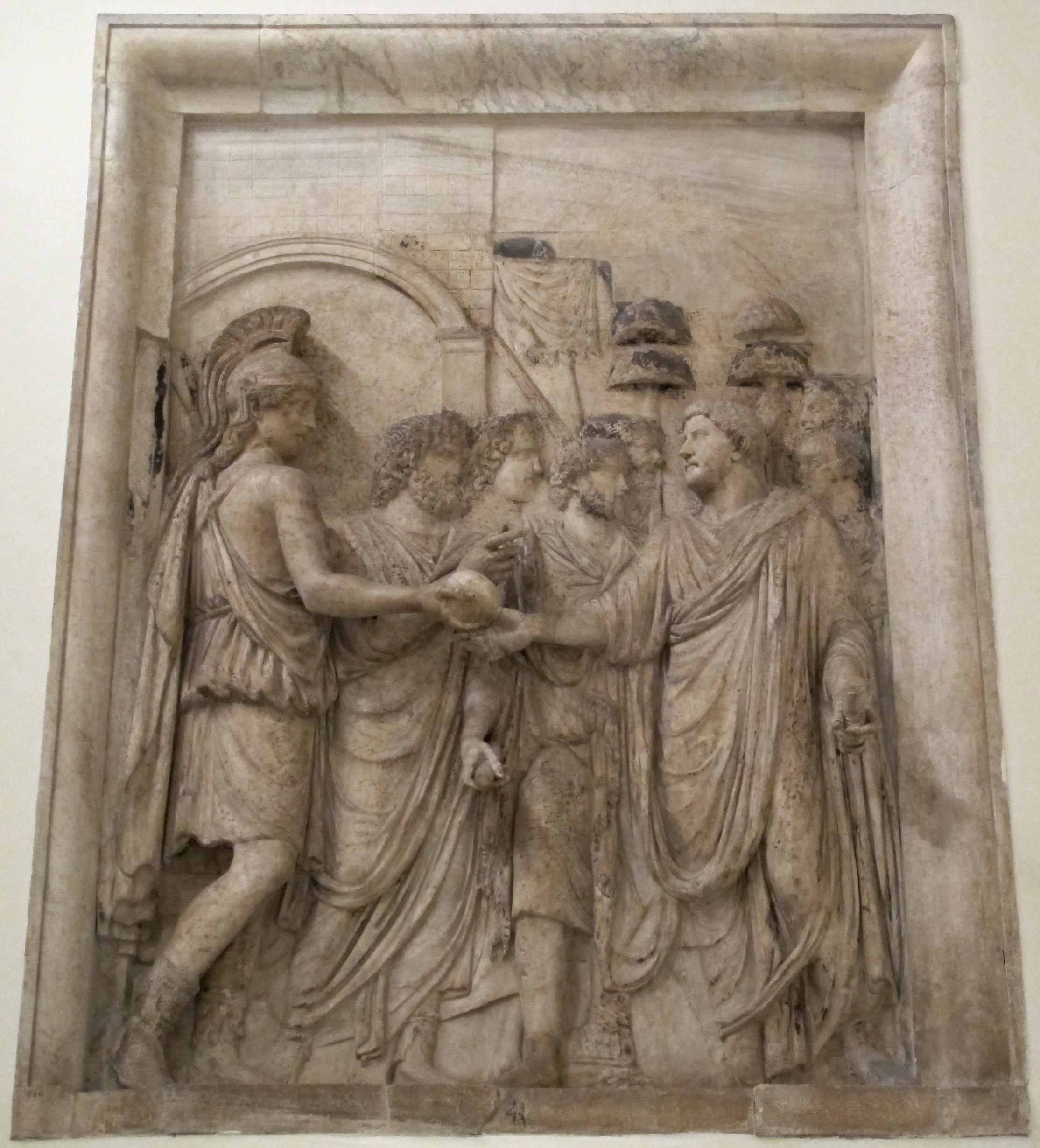
Adventus di Adriano (da Piazza Sciarra)
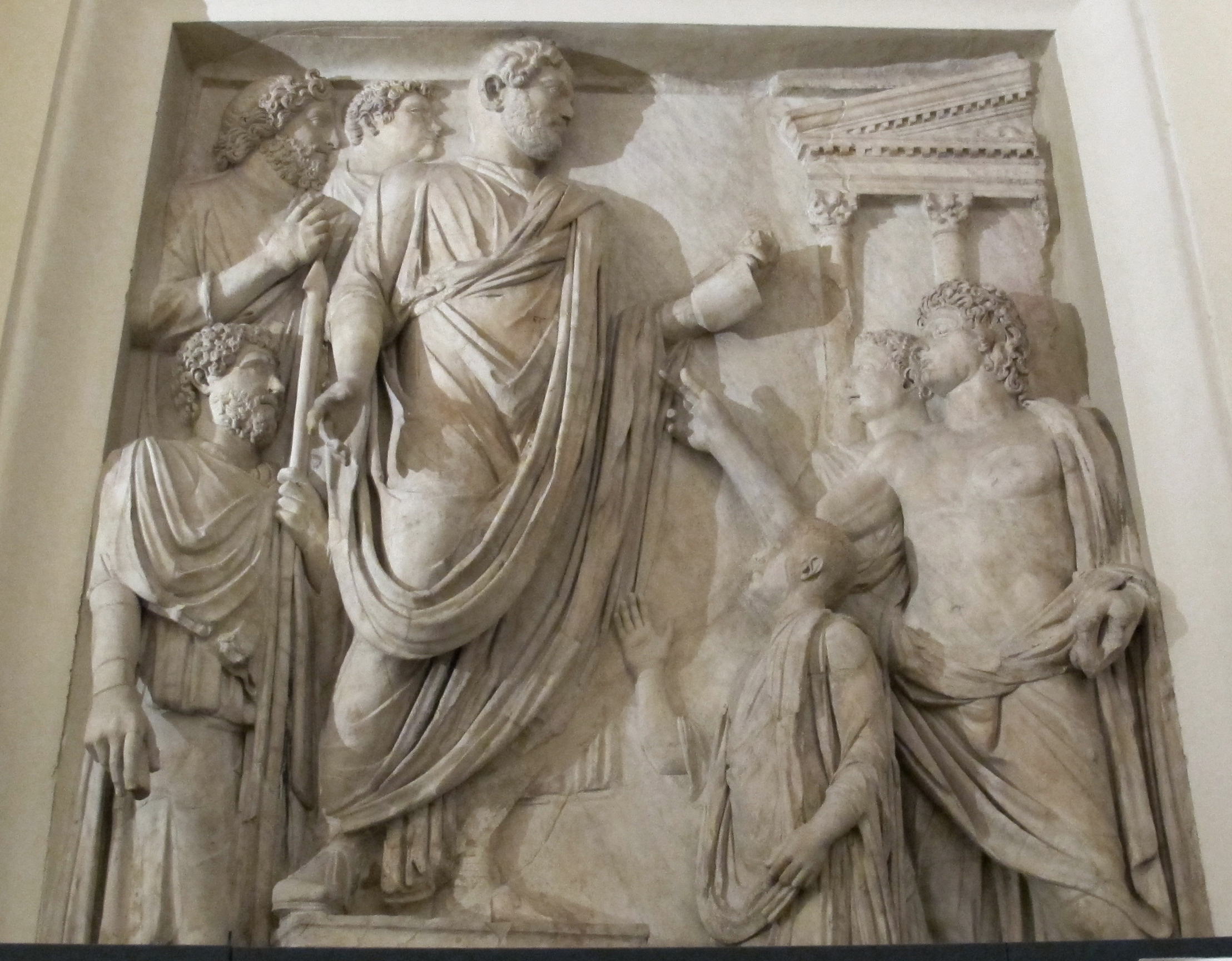
Elargizione alimentare (dall'arco di Portogallo)
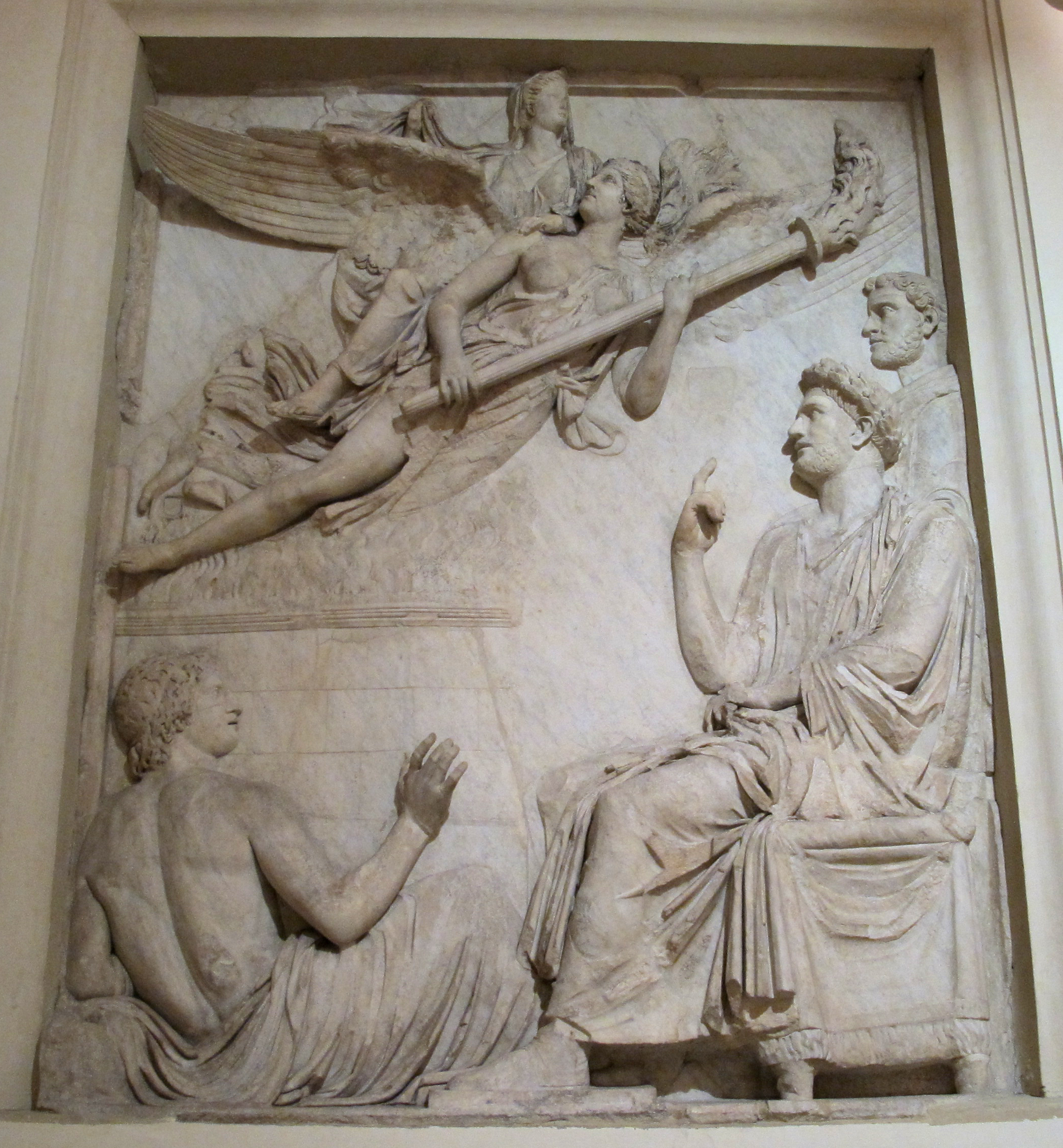
Apoteosi di Vibia Sabina (dall'arco di Portogallo)

Vi sono poi due meravigliosi mosaici con tigre e vitello, quasi simmetrici tra loro (entrambi 1,24 m di altezza per 1,84 m di larghezza). Si tratterebbe di due pannelli in opus sectile, costruiti in marmi colorati (opere romane del secondo quarto del IV secolo), provenienti dalla Basilica di Giunio Basso sull'Esquilino, il console romano del 317. Altri due pannelli più piccoli sono invece conservati presso il Museo nazionale romano di palazzo Massimo.

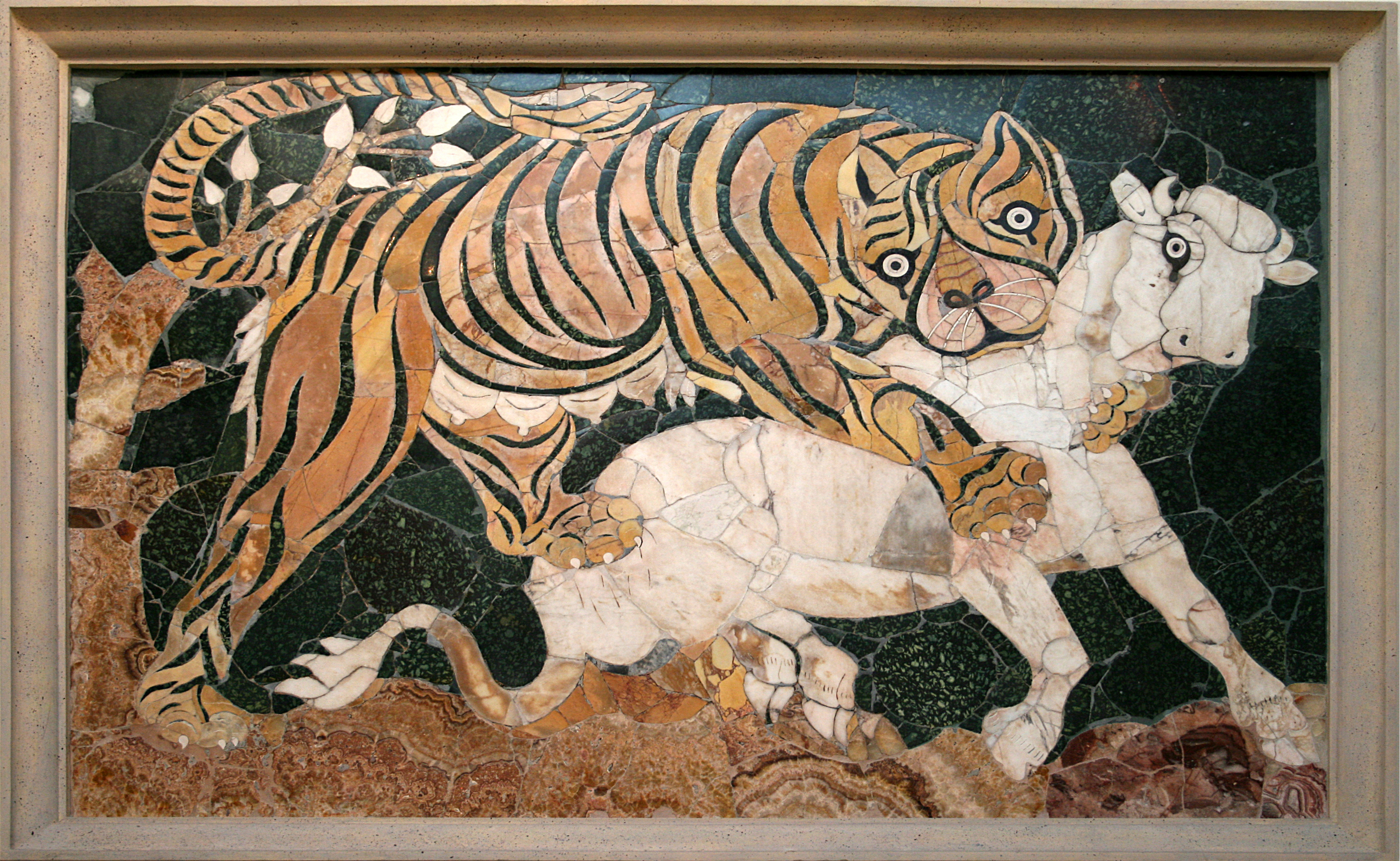
Mosaico di tigre che assale un vitello.
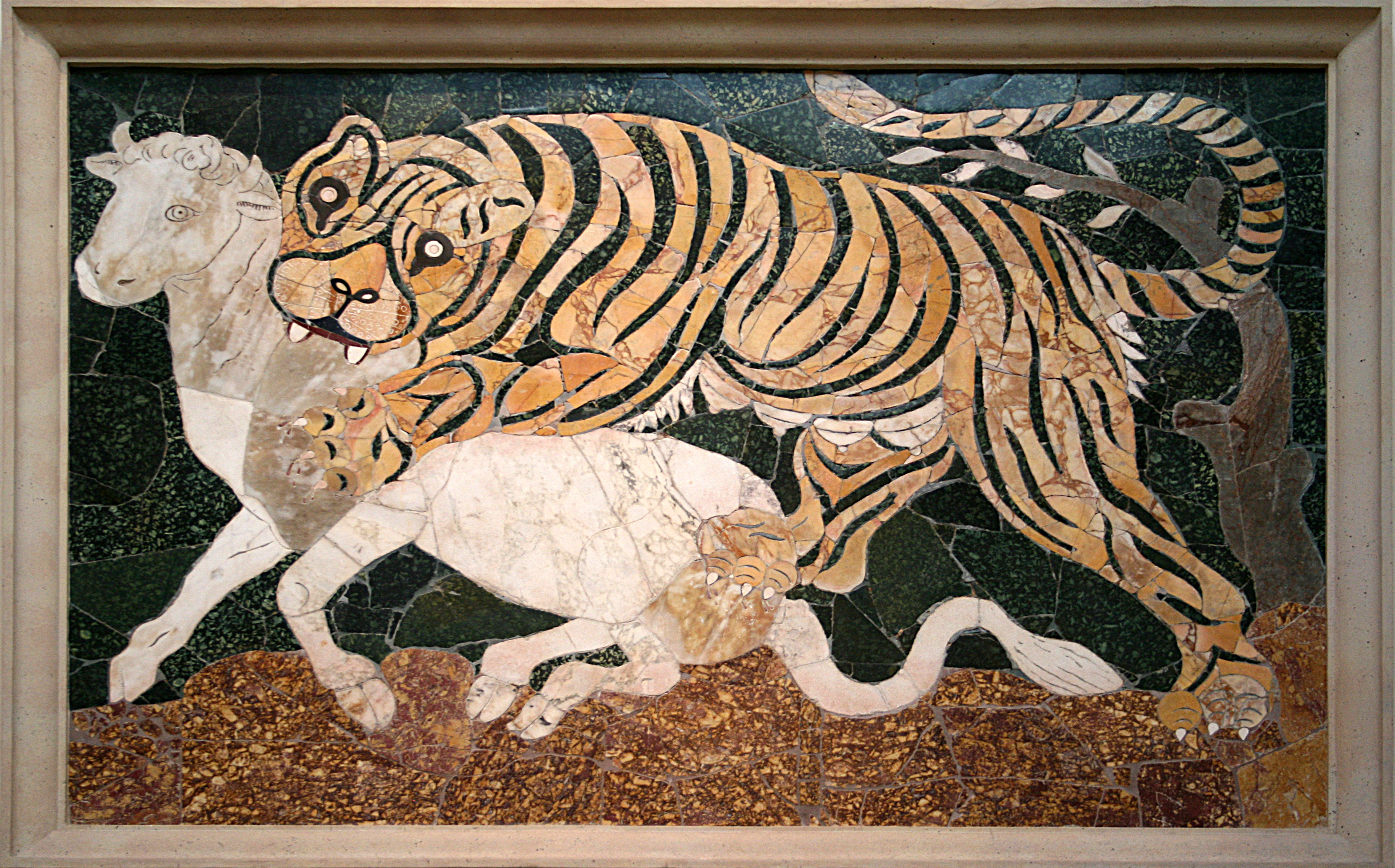
Mosaico di tigre che assale un vitello.

### Piano nobile

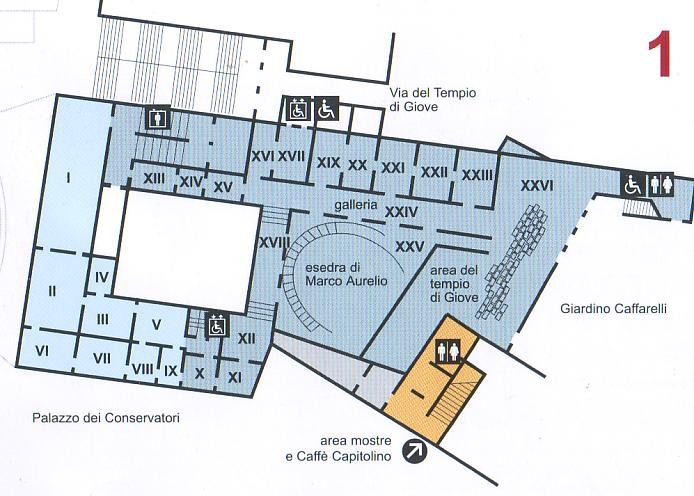
Pianta del piano nobile del Palazzo dei Conservatori.

Dallo scalone si accede, frontalmente, all'Appartamento dei Conservatori, composto da 9 sale. Questo "appartamento" era strettamente legato alla funzione che svolgevano i Conservatori che, insieme al Priore dei Caporioni, rappresentavano i tre Magistrati romani a partire dal 1305.
A partire però dalla fine del XV/inizi del XVI secolo, a seguito della commissione del primo ciclo di affreschi nelle sale di rappresentanza, oltre all'introduzione di alcune importanti sculture in bronzo, si ebbe una vera e propria rinascita artistica e decorativa del palazzo dei Conservatori. I soggetti utilizzati in questa prima fase di affreschi a noi pervenuti si ispirarono alla storia di Roma (tratta dagli Ab Urbe condita libri di Tito Livio), più precisamente alla nascita della città ed alle massime virtù di alcuni dei più rappresentativi personaggi della storia repubblicana. Tra questi spiccano gli affreschi presenti nella "Sala di Annibale" e nella "Sala della Lupa".
Anche gli affreschi commissionati negli anni successivi continuarono a seguire questo criterio decorativo, nel quale i soggetti degli episodi narrati sull'antica storia di Roma continuavano a costituire il perno centrale dell'intera caratterizzazione artistica dell'appartamento, seppure fossero stati eseguiti in contesti culturali e storici completamente differenti.

#### I - Sala degli Orazi e Curiazi

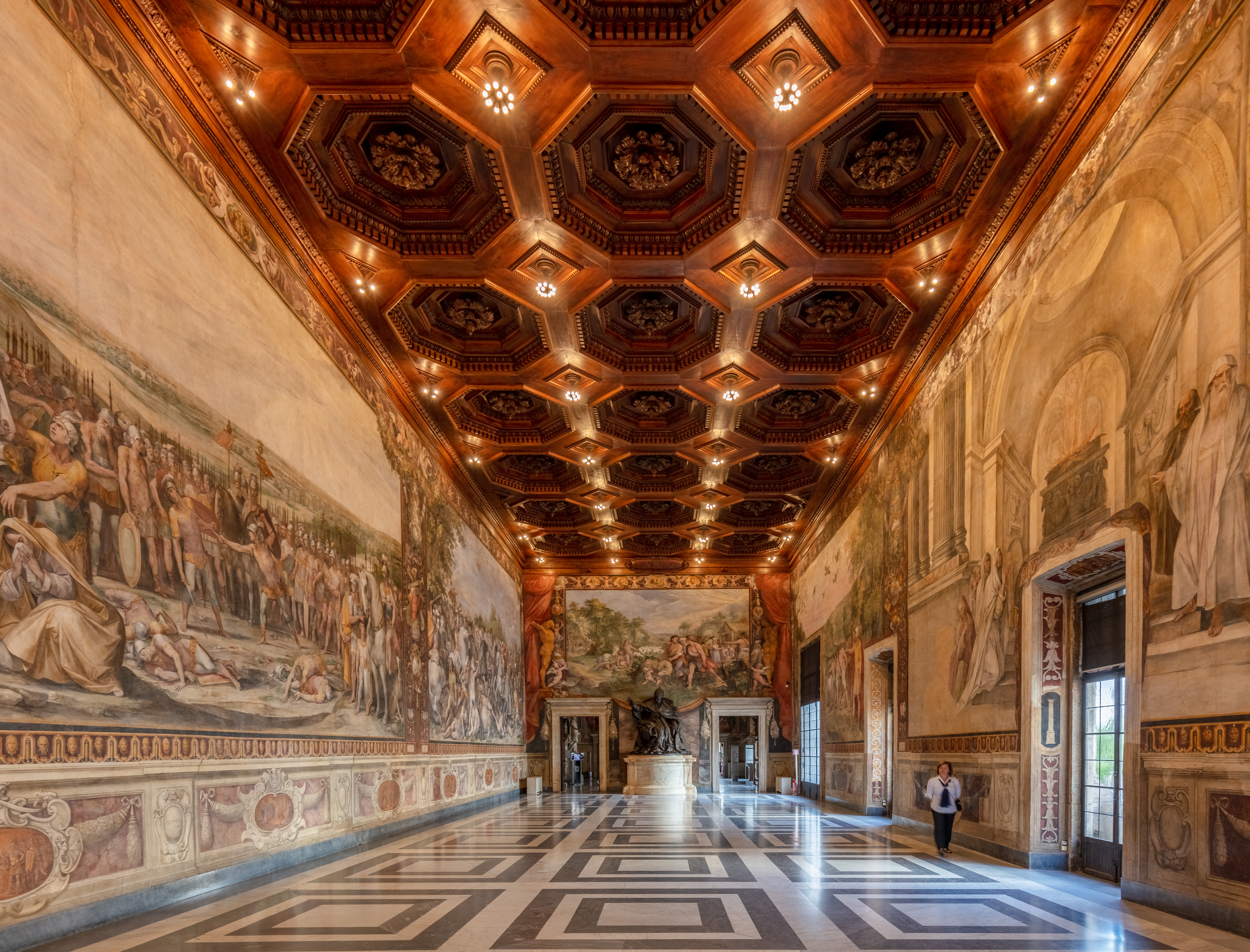
Sala degli Orazi e Curiazi.

Firma ufficiale del trattato di Roma del 1957, nella sala degli Orazi e Curiazi del Palazzo dei Conservatori.

Nella grande sala si riuniva, dopo la ristrutturazione michelangiolesca, il Consiglio Pubblico. Anche oggi viene utilizzata spesso per importanti cerimonie, come ad esempio per la firma del trattato di Roma del 1957, che istituì la Comunità economica europea.
Nel 1595 venne commissionato a Giuseppe Cesari, detto Cavalier d'Arpino, una nuova serie di affreschi, in sostituzione del precedente. Il Cesari realizzerà nell'intera struttura dei Conservatori opera come il Ritrovamento della lupa (1595-1596), la Battaglia tra i Romani e i Veienti (1597) e il Combattimento tra gli Orazi e i Curiazi (1612-1613); tornerà per completare il ciclo nel 1636 per eseguire il Ratto delle Sabine, Numa Pompilio istituisce il culto delle Vestali a Roma e la Fondazione di Roma.

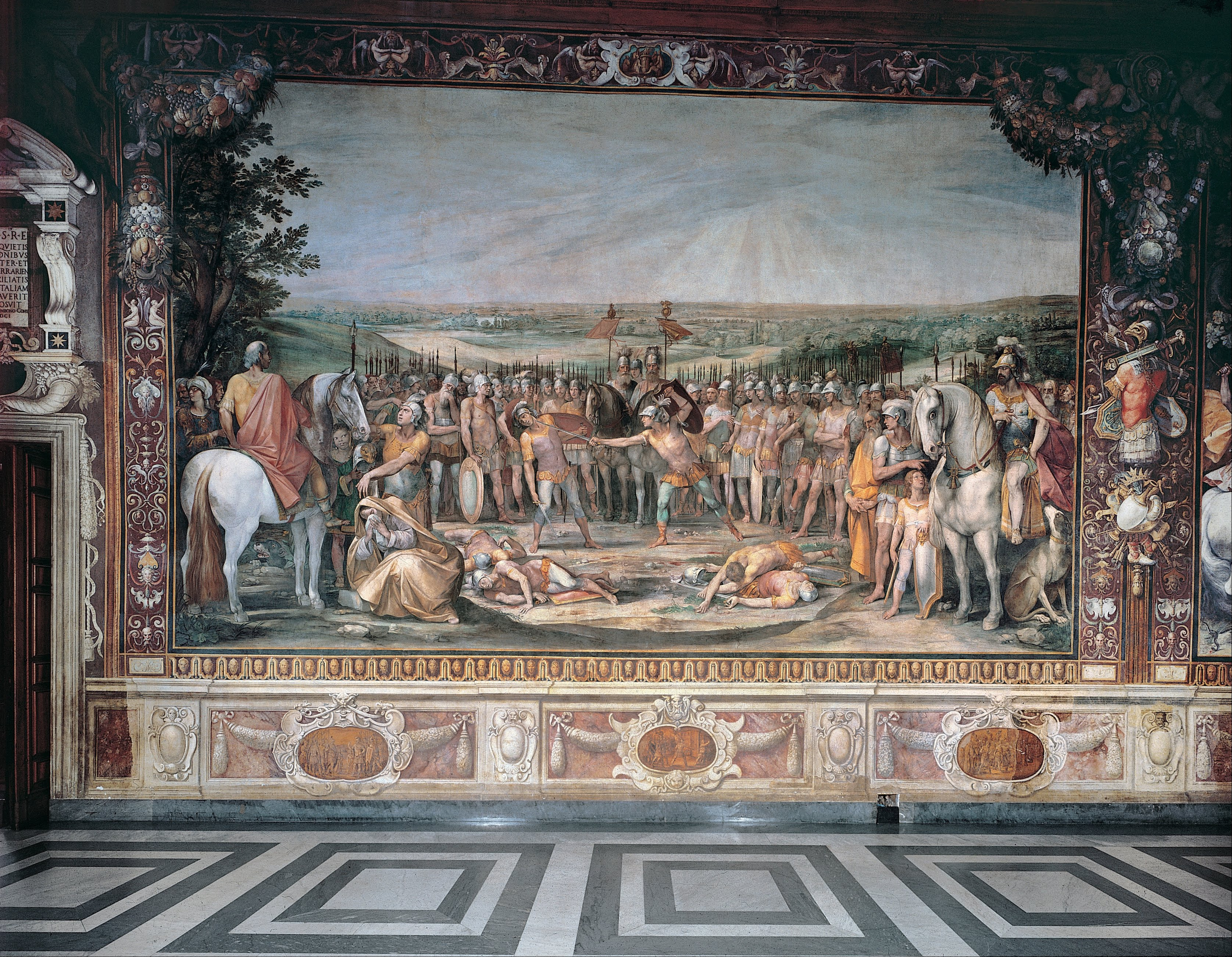
Il grande affresco del Combattimento tra gli Orazi e i Curiazi di Giuseppe Cesari.
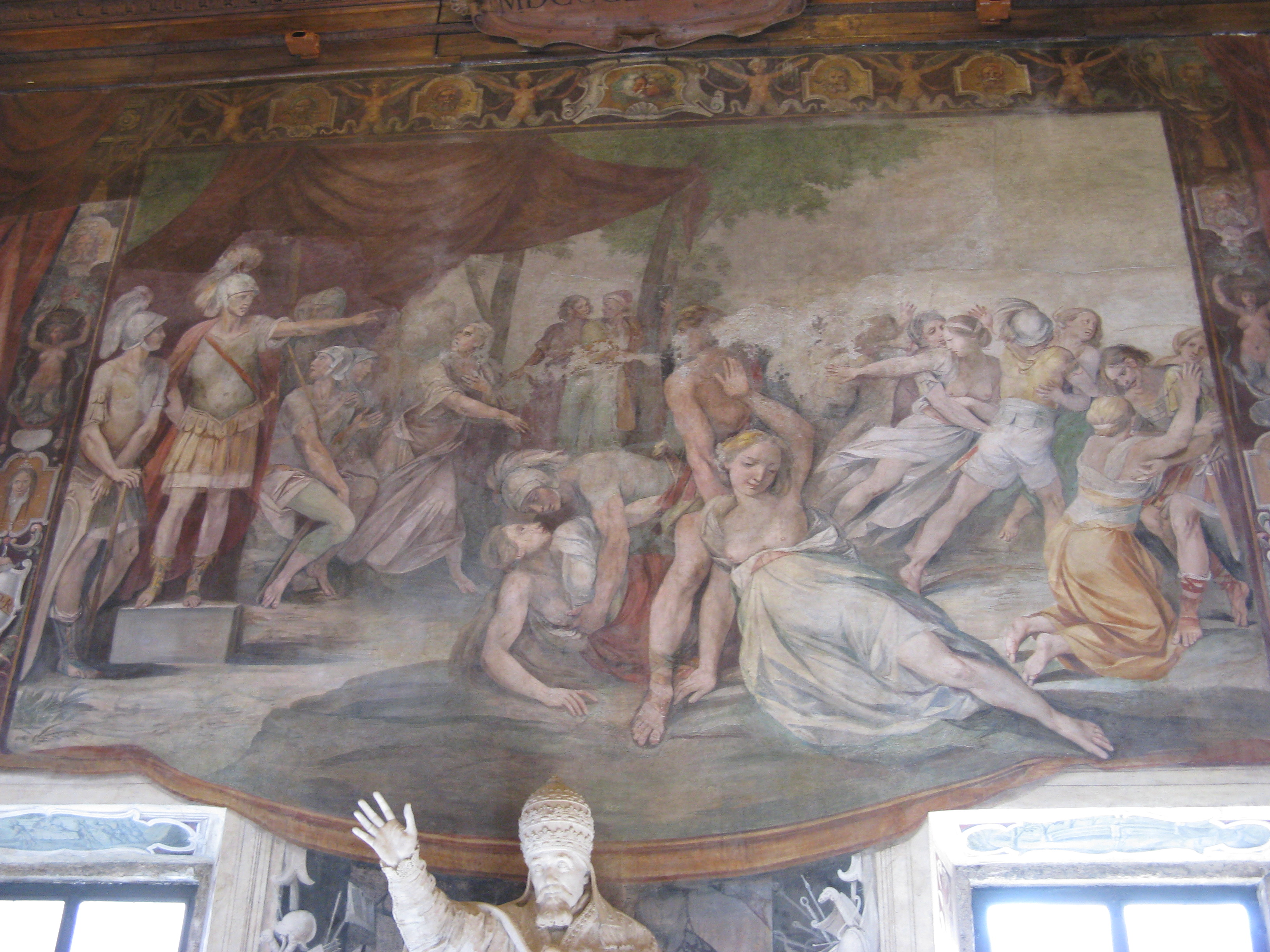
Il Ratto delle Sabine di Giuseppe Cesari.
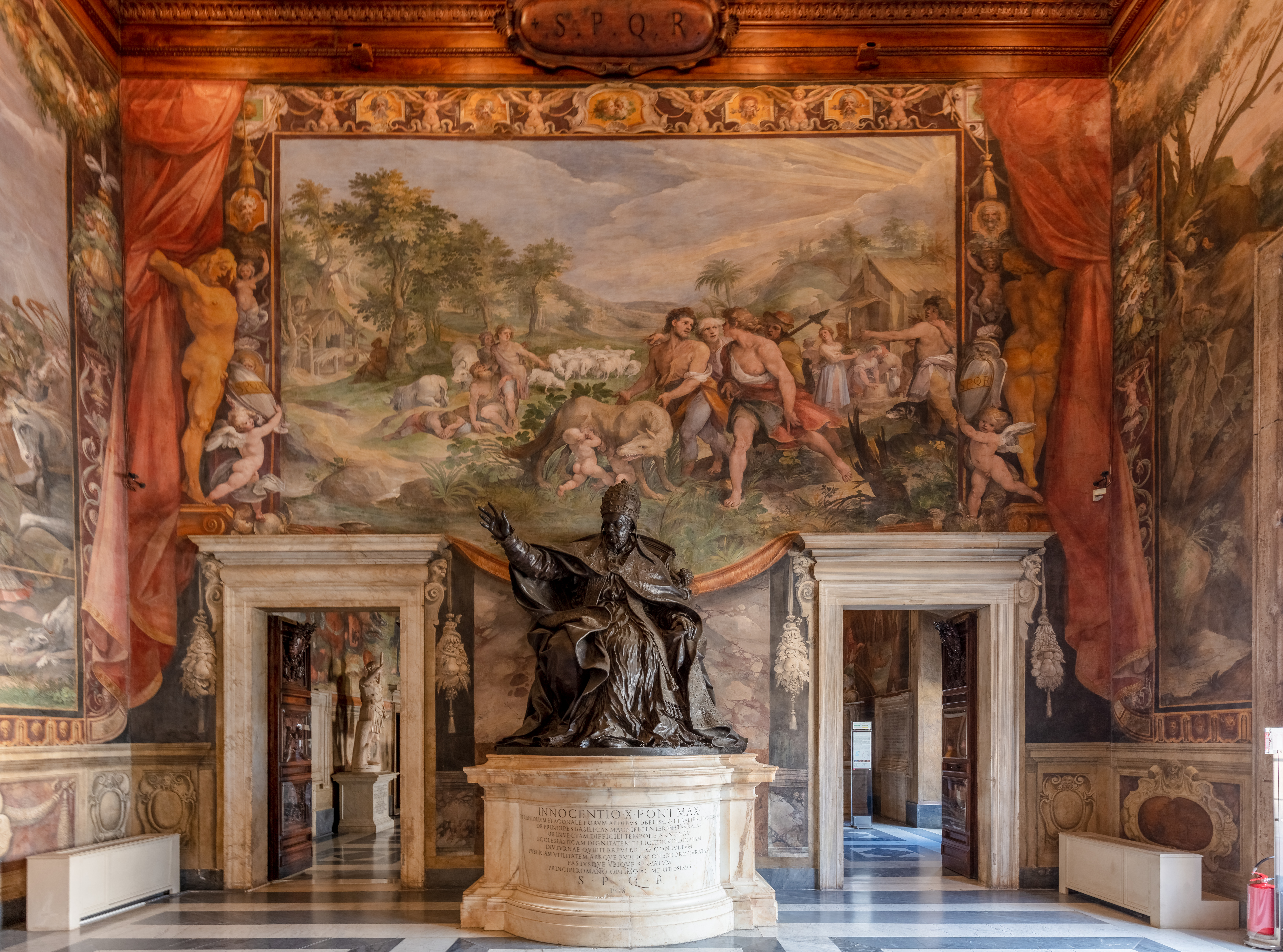
Il Ritrovamento della lupa di Giuseppe Cesari (1595-1596).
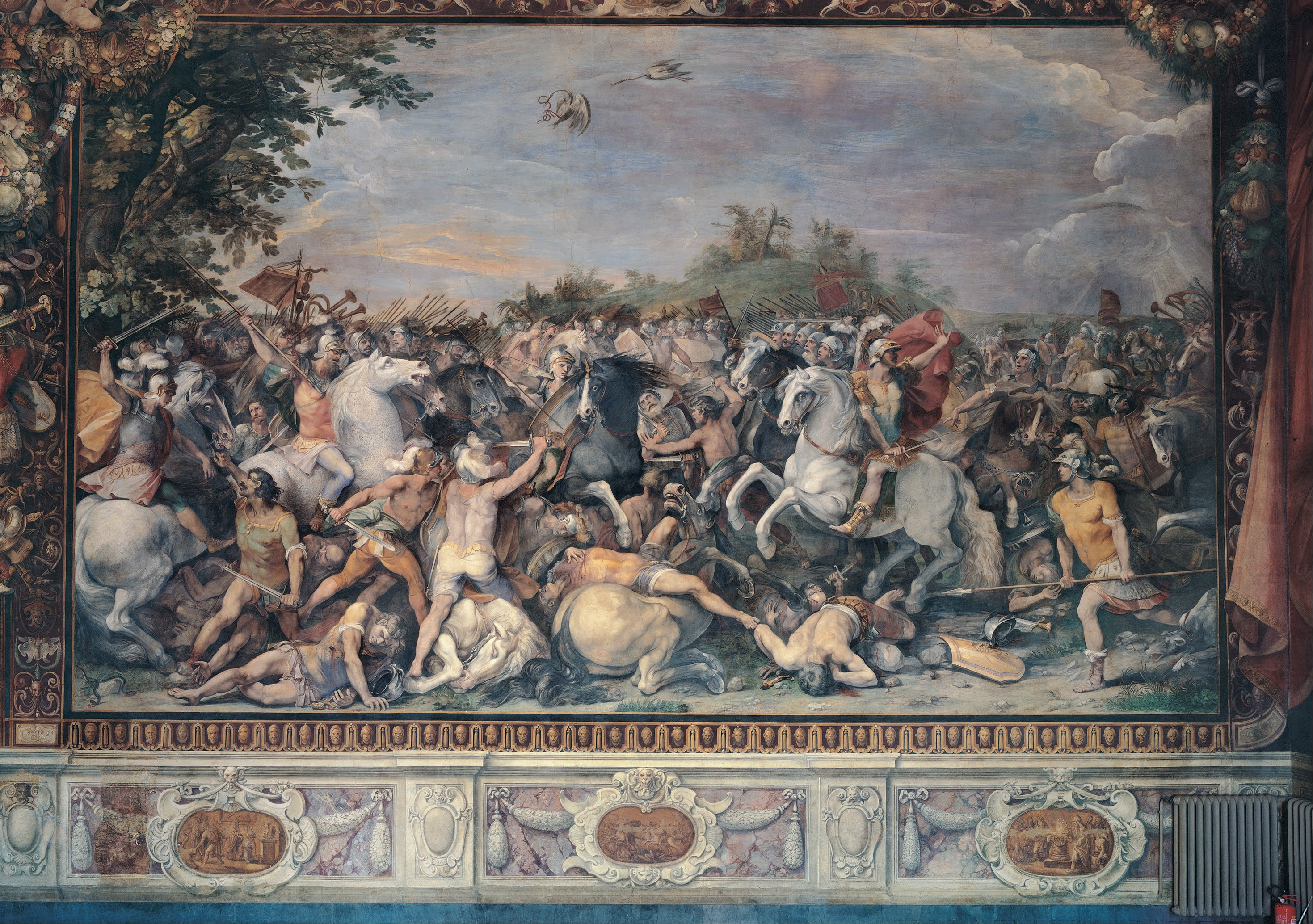
Battaglia tra i Romani e i Veienti.

Nella sala sono inoltre presenti una statua in marmo di Gian Lorenzo Bernini che raffigura Papa Urbano VIII Barberini (eseguita tra il 1635 ed il 1640) ed una in bronzo di Alessandro Algardi che raffigura Papa Innocenzo X Pamphili (eseguita tra il 1646 ed il 1650). La sala venne infine collegata da tre porte in legno di noce, tutte intagliate con stemmi e formelle raffiguranti alcune scene tratte dalla storia di Roma. 

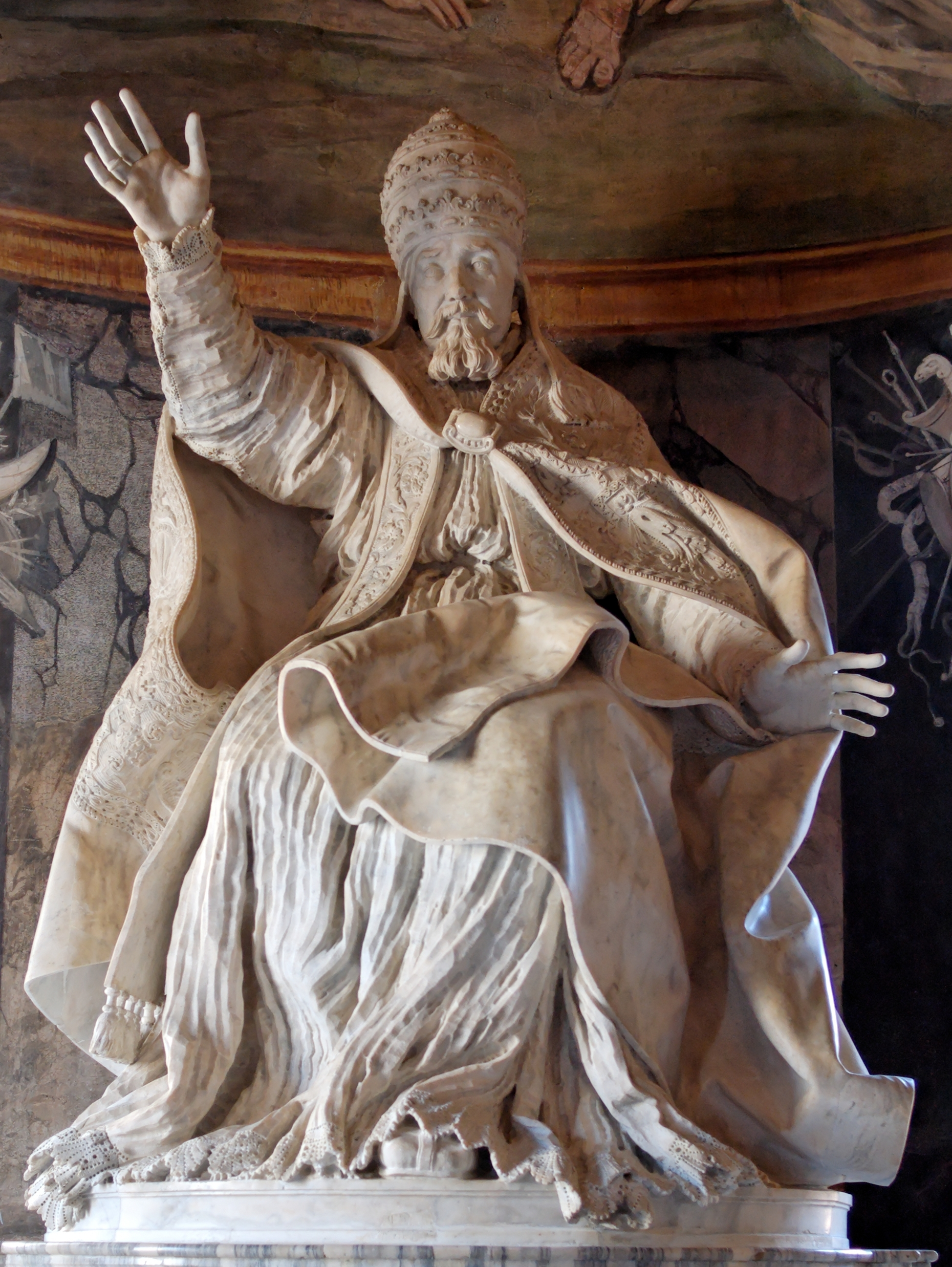
Statua di papa Urbano VIII.
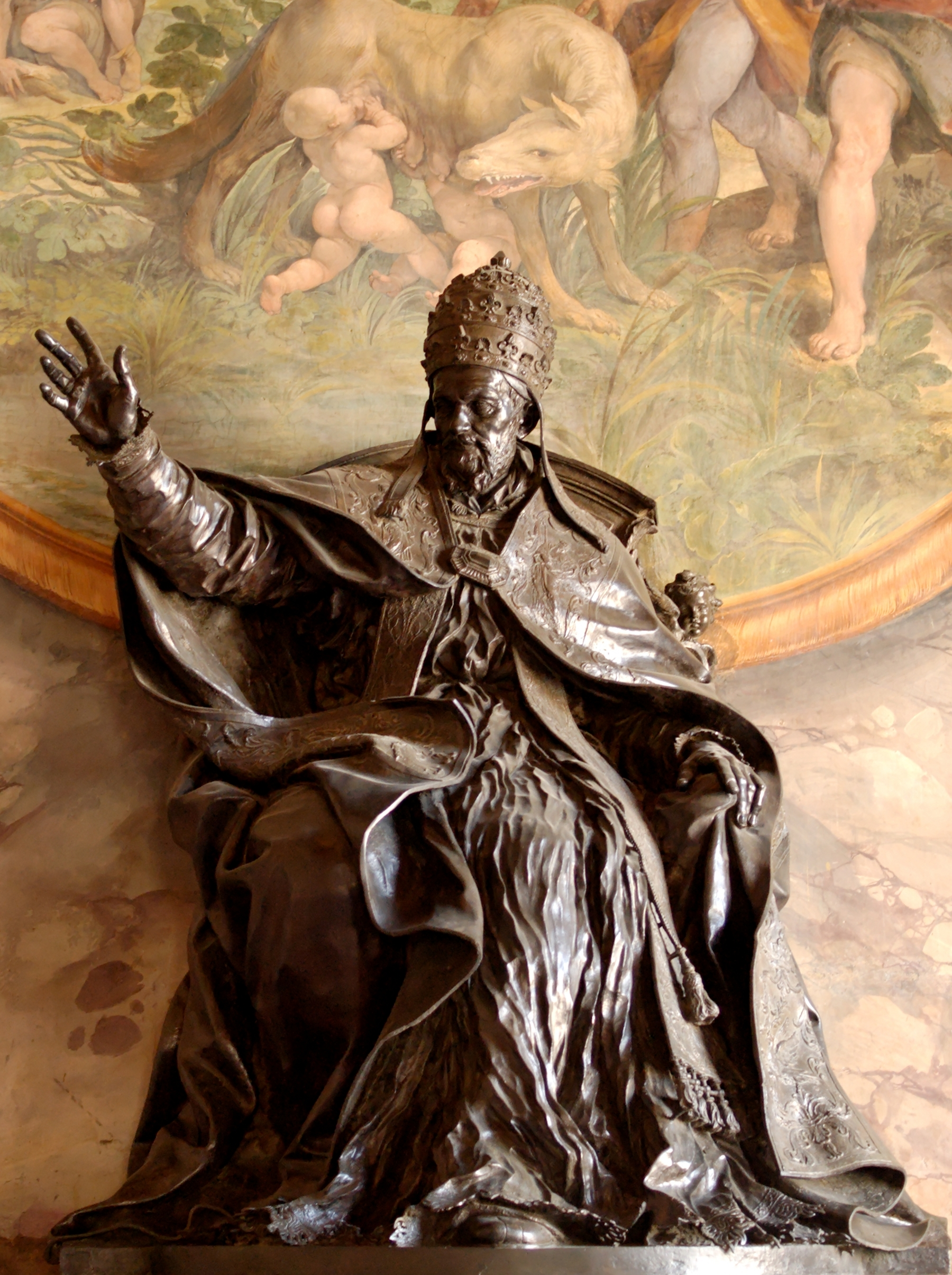
Statua di papa Innocenzo X.

#### II - Sala dei Capitani

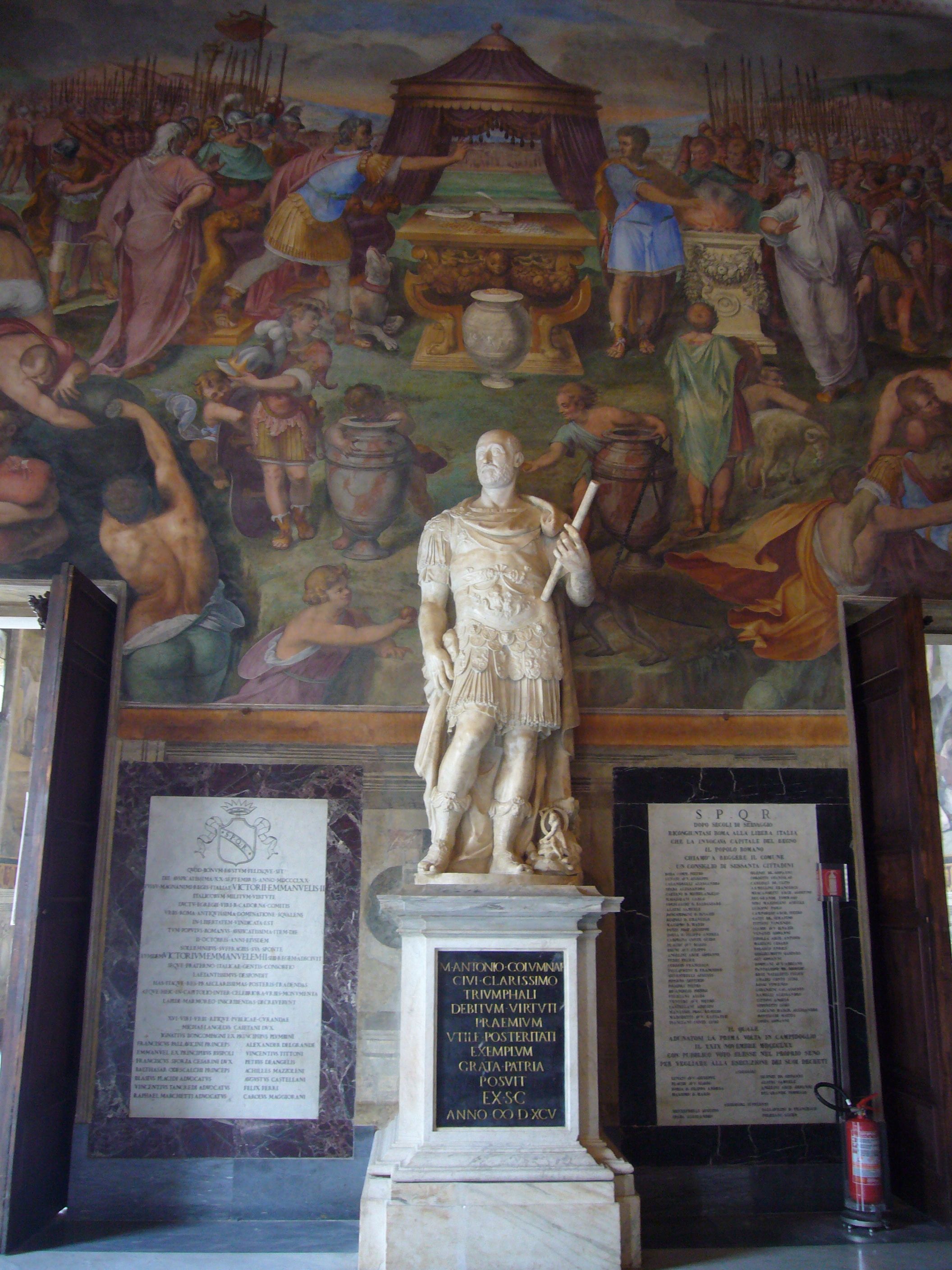
"Sala dei Capitani": in primo piano la statua di Marcantonio Colonna, sullo sfondo il dipinto di Tommaso Laureti dal titolo "Muzio Scevola e Porsenna".

Affrescata dal pittore siciliano Tommaso Laureti tra il 1586 ed il 1594 secondo uno stile riferibile a Giulio Romano, Michelangelo Buonarroti e Raffaello. L'esaltazione delle virtù dell'antica Roma continua anche nelle rappresentazioni di questa sala, nella quale sono presenti i seguenti dipinti: "Muzio Scevola e Porsenna" (che si ispira al Buonarroti), "Orazio Coclite sul ponte Sublicio", "La giustizia di Bruto" (di evidente ispirazione alla pittura di Raffaello) e "La vittoria del Lago Regillo". Questi quattro affreschi si ispirano soprattutto agli Ab Urbe condita libri di Tito Livio.
Questa sala era per dimensioni e ricchezza decorativa seconda solo alla precedente, "Sala degli Orazi e Curiazi". Venne inoltre scelta per celebrare oltre alle virtù degli antichi Romani, anche quelle di quegli uomini contemporanei della fine del XVI secolo che si erano distinti per meriti e valori nello Stato Pontificio. Vennero così poste sulle pareti delle lapidi in loro memoria, oltre ad una serie di grandi statue celebrative di condottieri, riutilizzando antichi reperti in parte monchi (tra cui Alessandro Farnese, Marcantonio Colonna, vincitore di Lepanto nel 1571). Nel 1630 per celebrare Carlo Barberini, fratello di papa Urbano VIII, venne riutilizzata il tronco loricato di un'antica statua alla quale, lo scultore Alessandro Algardi realizzò gambe, braccia, oltre allo scudo; Gian Lorenzo Bernini portò a termine la statua realizzandone il busto. Vi sono poi altre due sculture ad opera di Ercole Ferrata, una dedicata a Tommaso Rospigliosi, l'altra a Gianfrancesco Aldobrandini.

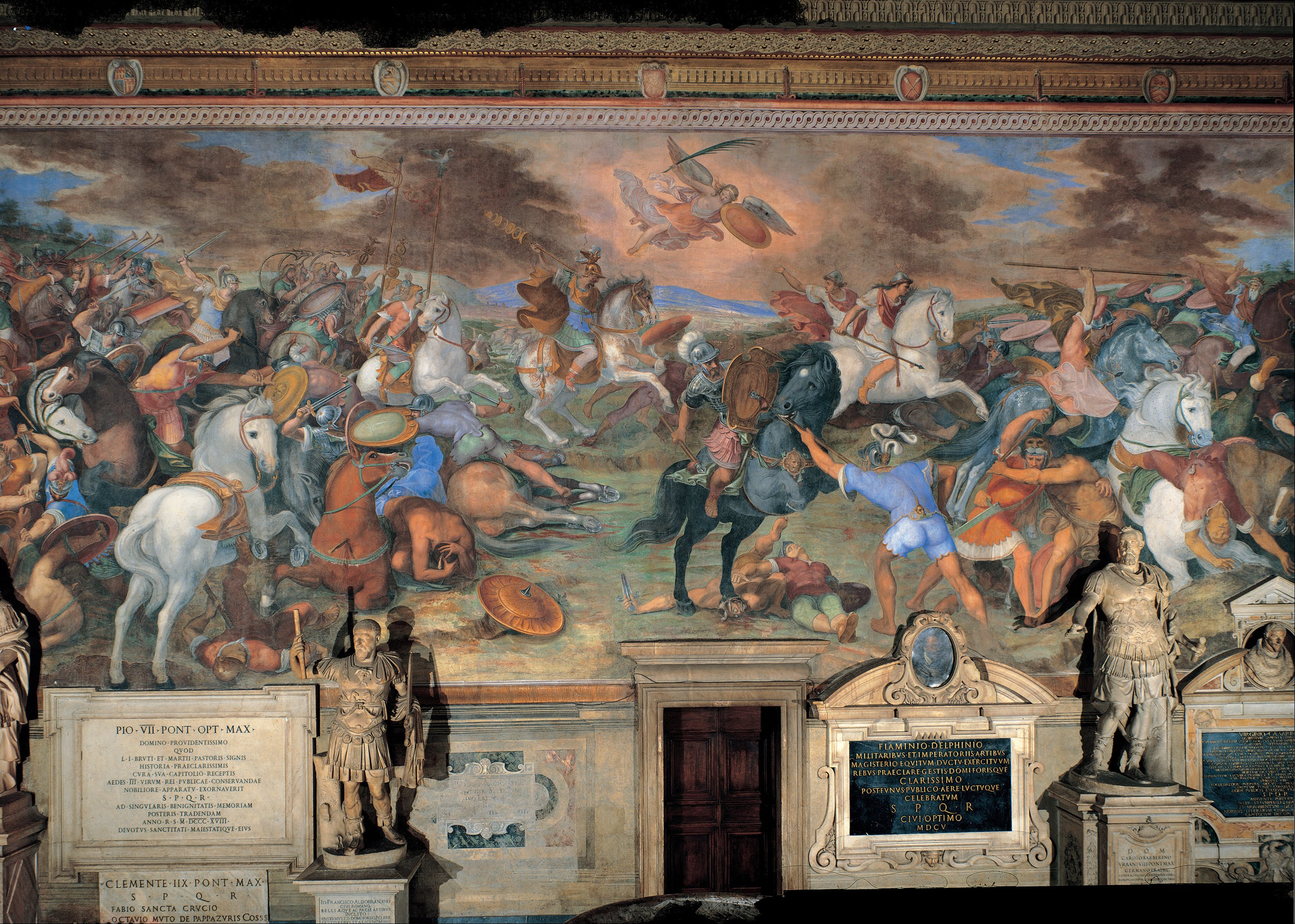
Tommaso Laureti e la Battaglia del lago Regillo; sotto sulla sinistra la statua di Gianfrancesco Aldobrandini, sulla destra quella di Carlo Barberini.
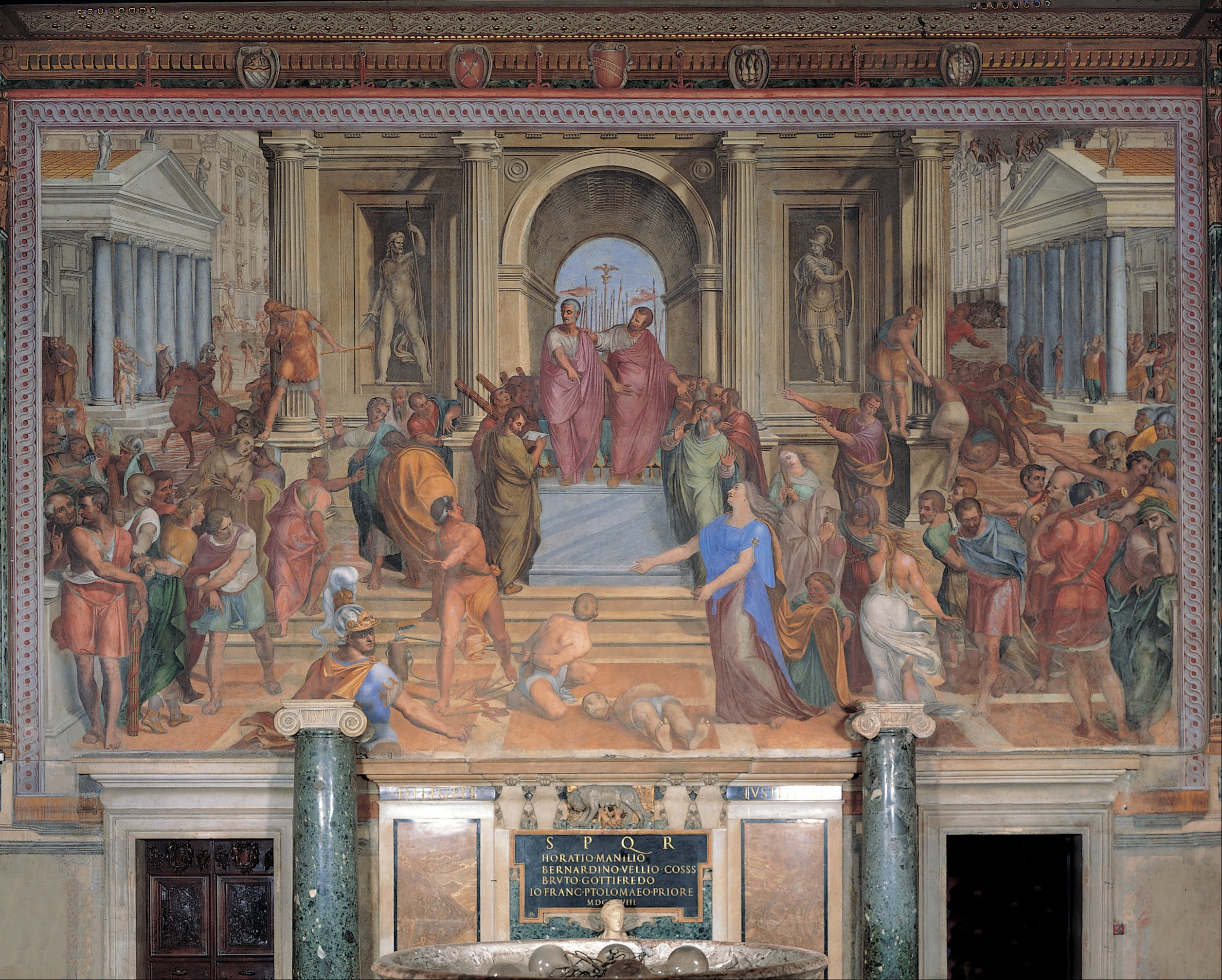
Tommaso Laureti e La giustizia di Bruto.

#### III - Sala di Annibale

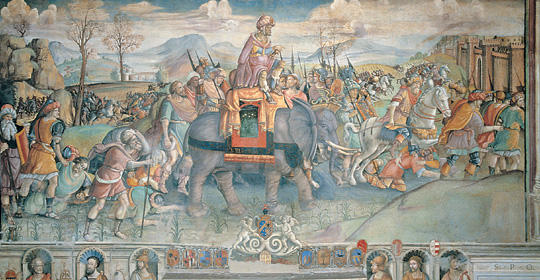
L'affresco che dà il nome alla "Sala di Annibale".

Unica sala ad aver conservato gli affreschi originari dei primi decenni del XVI secolo (attorno al 1516). Recenti studi hanno messo in discussione l'esecuzione dell'affresco principale, che si riteneva appartenesse al pittore Jacopo Ripanda. La serie di affreschi presenti nella sala appartiene al ciclo delle guerre puniche. Sotto le scene figura tutta una serie di busti dipinti di condottieri militari romani. Gli episodi narrati sono: "Trionfo di Roma sulla Sicilia", "Annibale in Italia", "Trattative di pace tra Lutazio Catulo e Amilcare" e la "Battaglia Navale", tradizionalmente identificata con la battaglia delle Isole Egadi (241 a.C.).

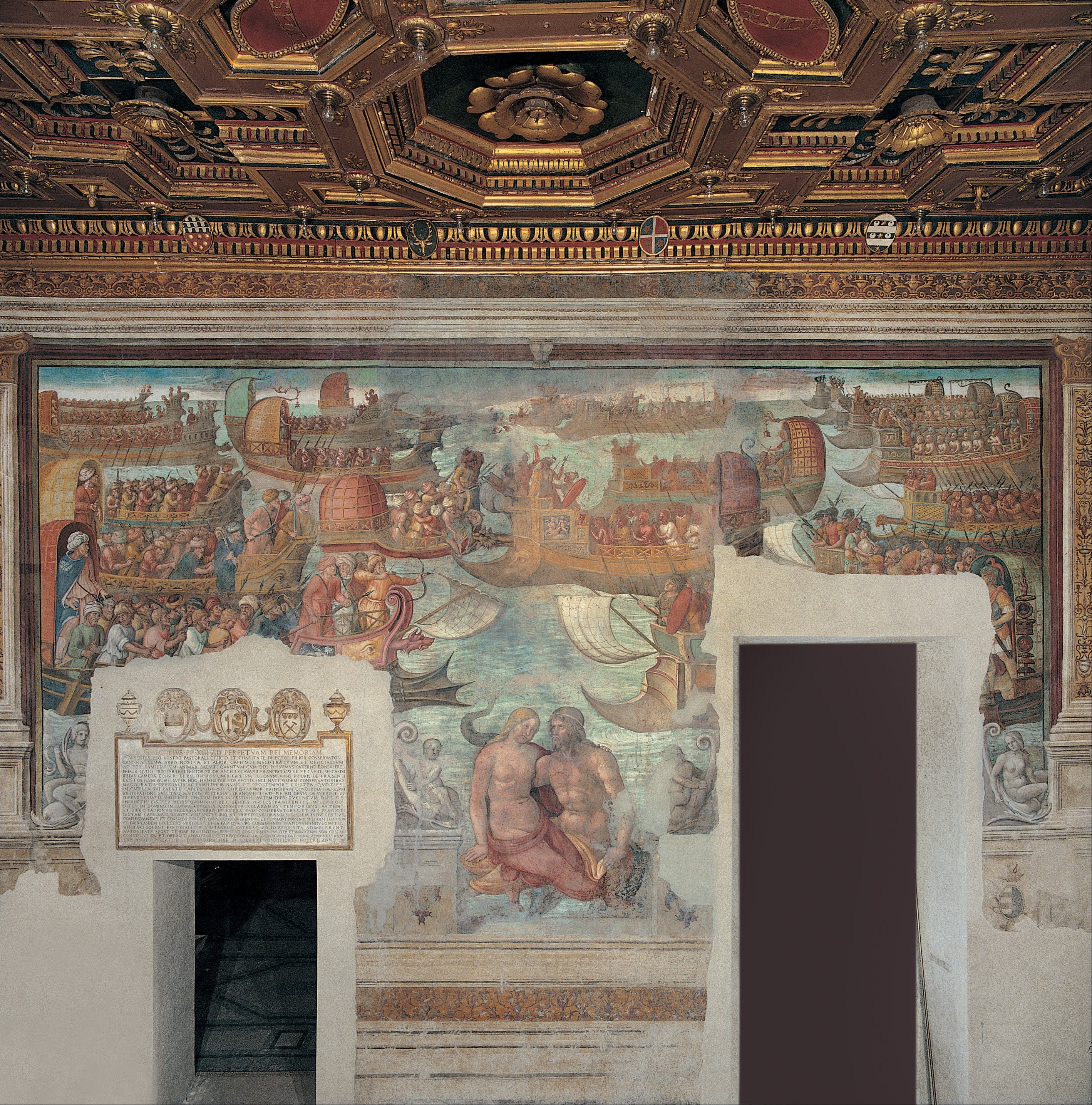
Battaglia navale, attribuita a Jacopo Ripanda (1516).

#### IV - Cappella

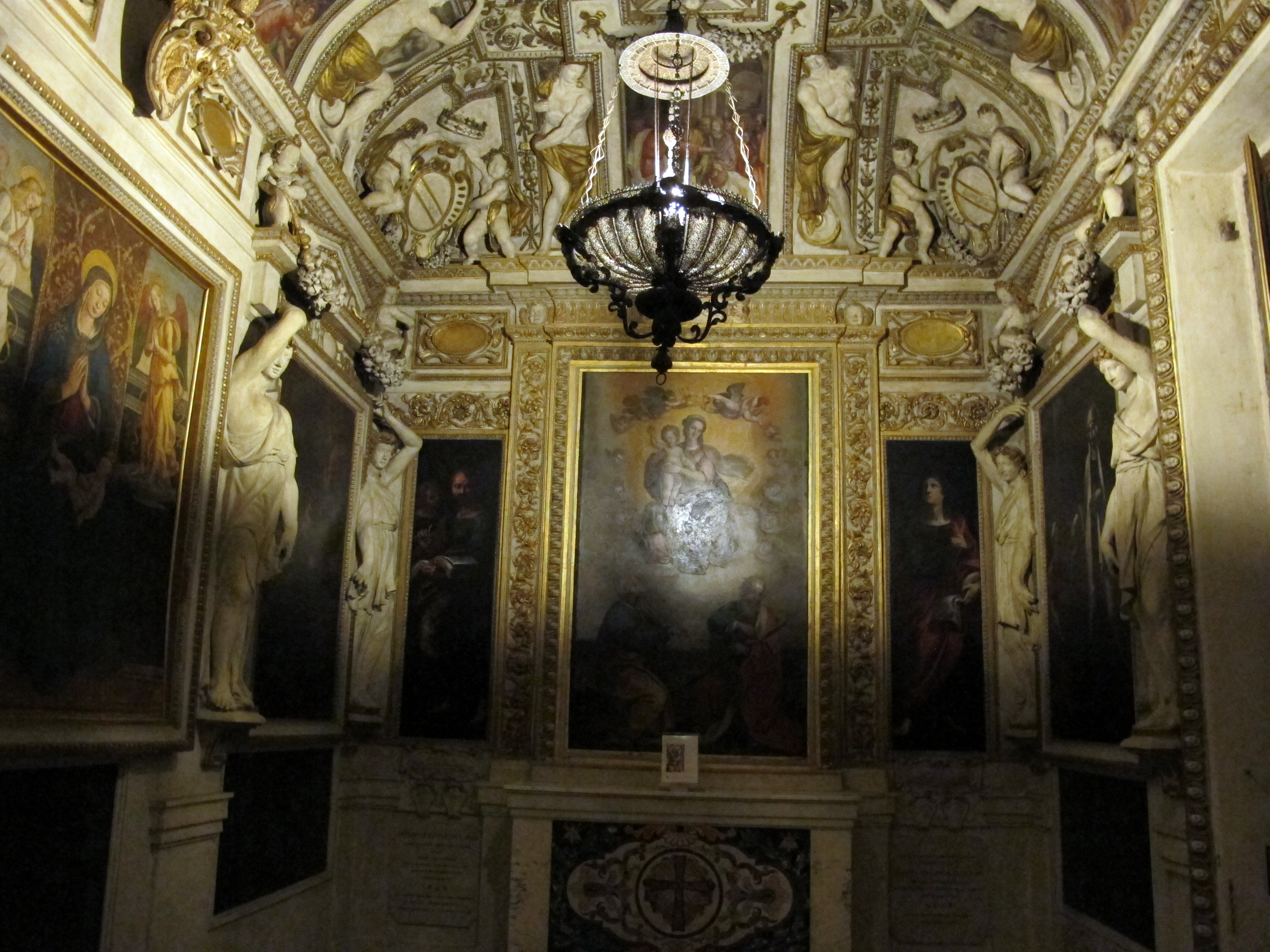
La cappella dell'"Appartamento dei Conservatori".

Dedicata alla Madonna e ai santi Pietro e Paolo patroni della città, fu affrescata negli anni 1575-1578 dai pittori Michele Alberti e Iacopo Rocchetti. In origine i conservatori potevano assistere alle funzioni dalla confinante "sala degli Orazi e Curiazi", attraverso una grata. Tornati nella sala di Annibale, si può accedere alla sala successiva "degli Arazzi". I recenti lavori di ristrutturazione hanno visto la ricomposizione dell'altare (smontato dopo il 1870), adornato di preziosi marmi colorati che fu probabilmente realizzato sotto papa Urbano VIII (1623-1644). È sormontato da un dipinto di Marcello Venusti denominato Madonna con Bambino fra i Santi Pietro e Paolo (1577-1578).
La sala è inoltre arricchita da alcune tele del pittore Giovanni Francesco Romanelli, che trattano della vita dei due santi e degli Evangelisti. Vi è pure l'affresco chiamato Madonna con bambino e angeli, attribuibile a Andrea d'Assisi.

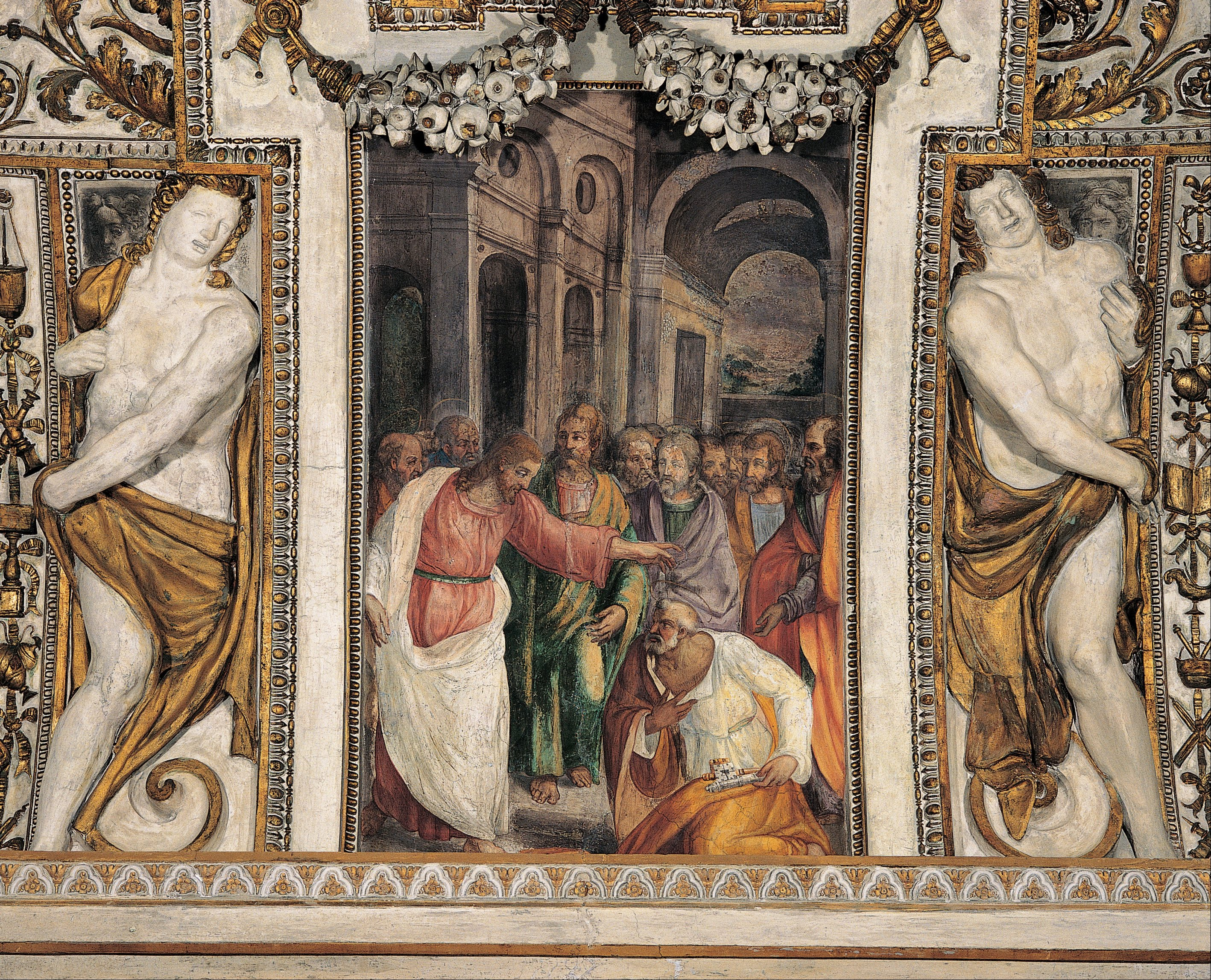
Consegna delle chiavi a San Pietro, di Michele Alberti (soffitto della cappella).

#### V - Sala degli Arazzi

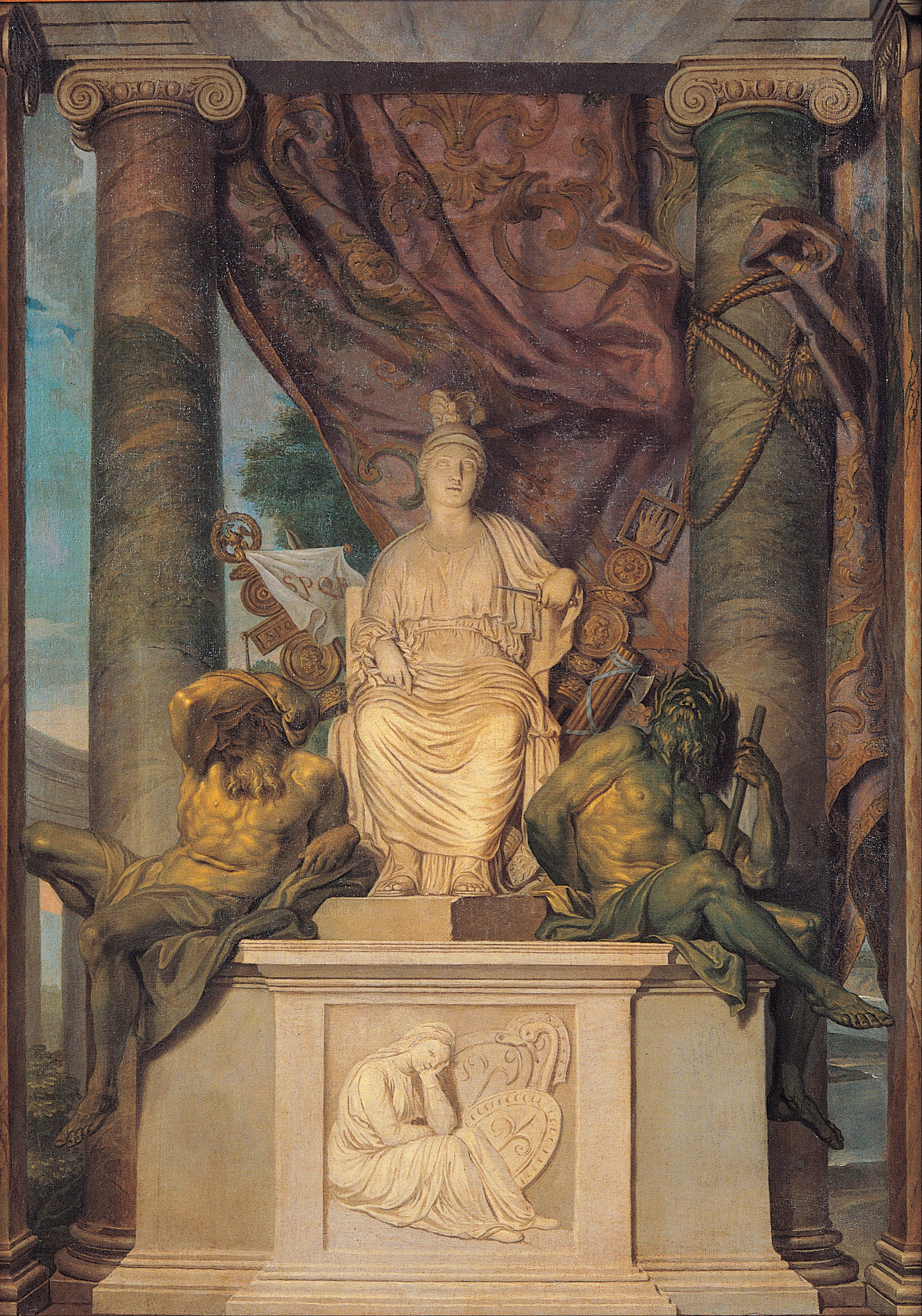
Arazzo con la dea Roma.

Destinata nel 1770 ad accogliere il baldacchino papale. Gli arazzi furono eseguiti dalla Fabbrica pontificia di San Michele a Ripa. I soggetti degli arazzi furono eseguiti da Domenico Corvi e riproducevano opere conservate in Campidoglio, come il Romolo e Remo di Peter Paul Rubens, la scultura della dea Roma detta Roma Cesi (visibile nel sottostante Cortile dello stesso Palazzo dei Conservatori), la Vestale Tuccia e infine Camillo e il maestro di Falerii.
La sala in precedenza (nel 1544) era stata dipinta con un affresco su Scipione Africano, attribuito a Daniele da Volterra. Il soffitto venne realizzato a cassettoni esagonali del XVIII secolo, con fondo azzurro, dove sono posti intagli dorati, elmi, scudi ed armi varie.
Da qui, se si vuole continuare il percorso secondo l'ordine di numerazione delle sale, bisogna tornare nella Sala dei capitani, da cui si passa nella Sala dei trionfi.

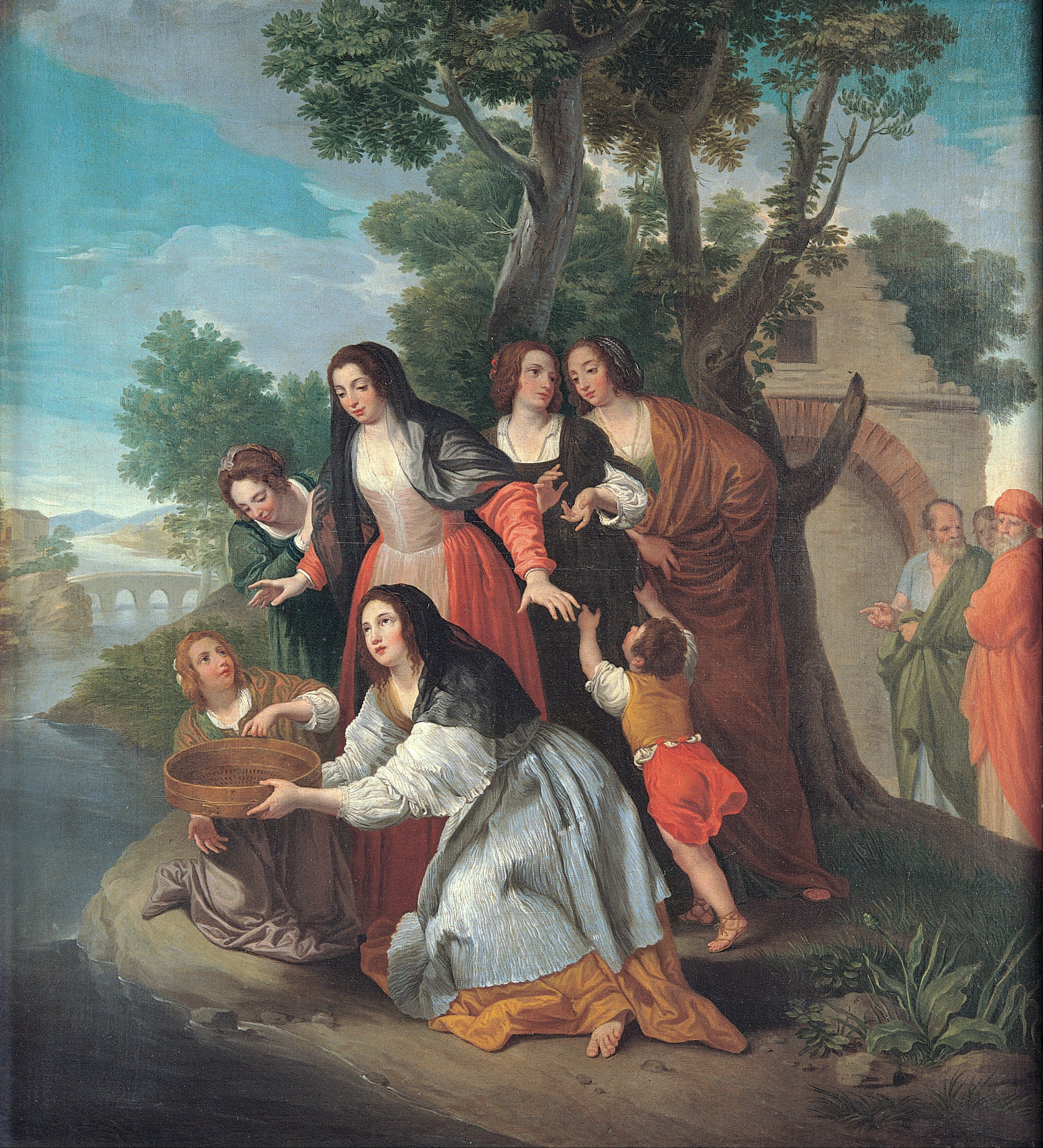
La Vestale Tuccia di Domenico Corvi.
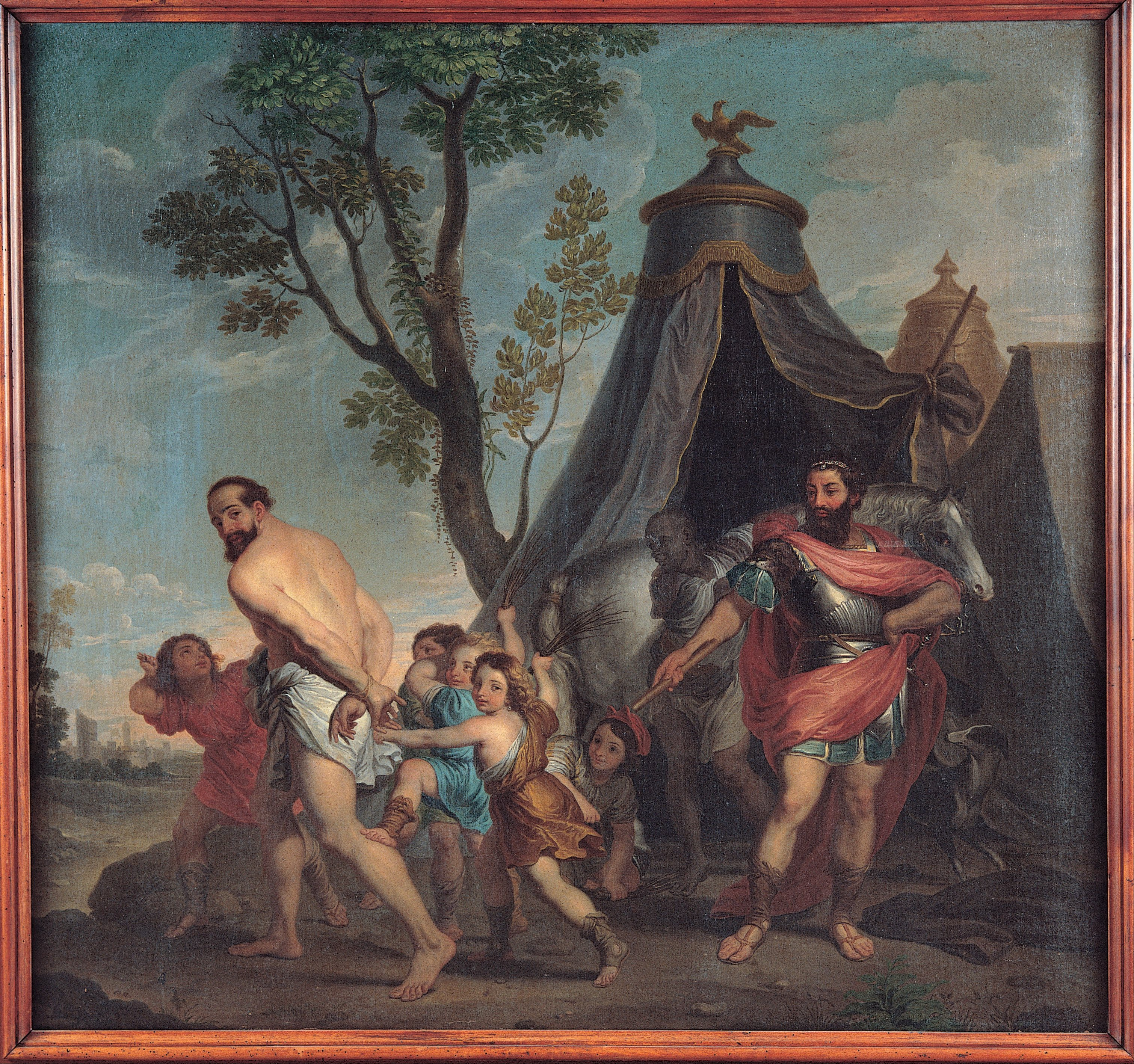
Camillo e il maestro di Falerii di Domenico Corvi.
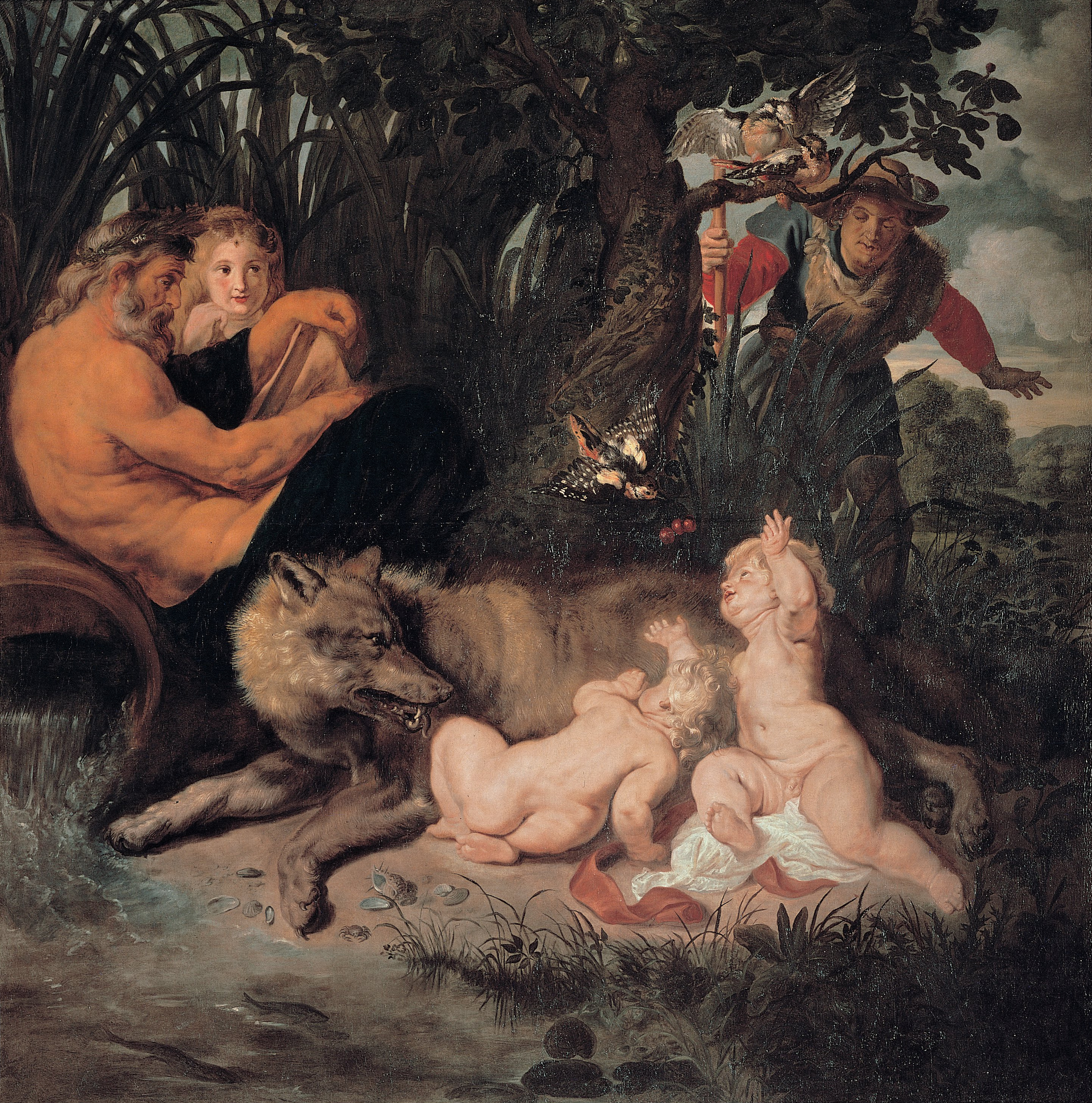
Romolo e Remo di Peter Paul Rubens a cui si ispirarono per uno degli arazzi.
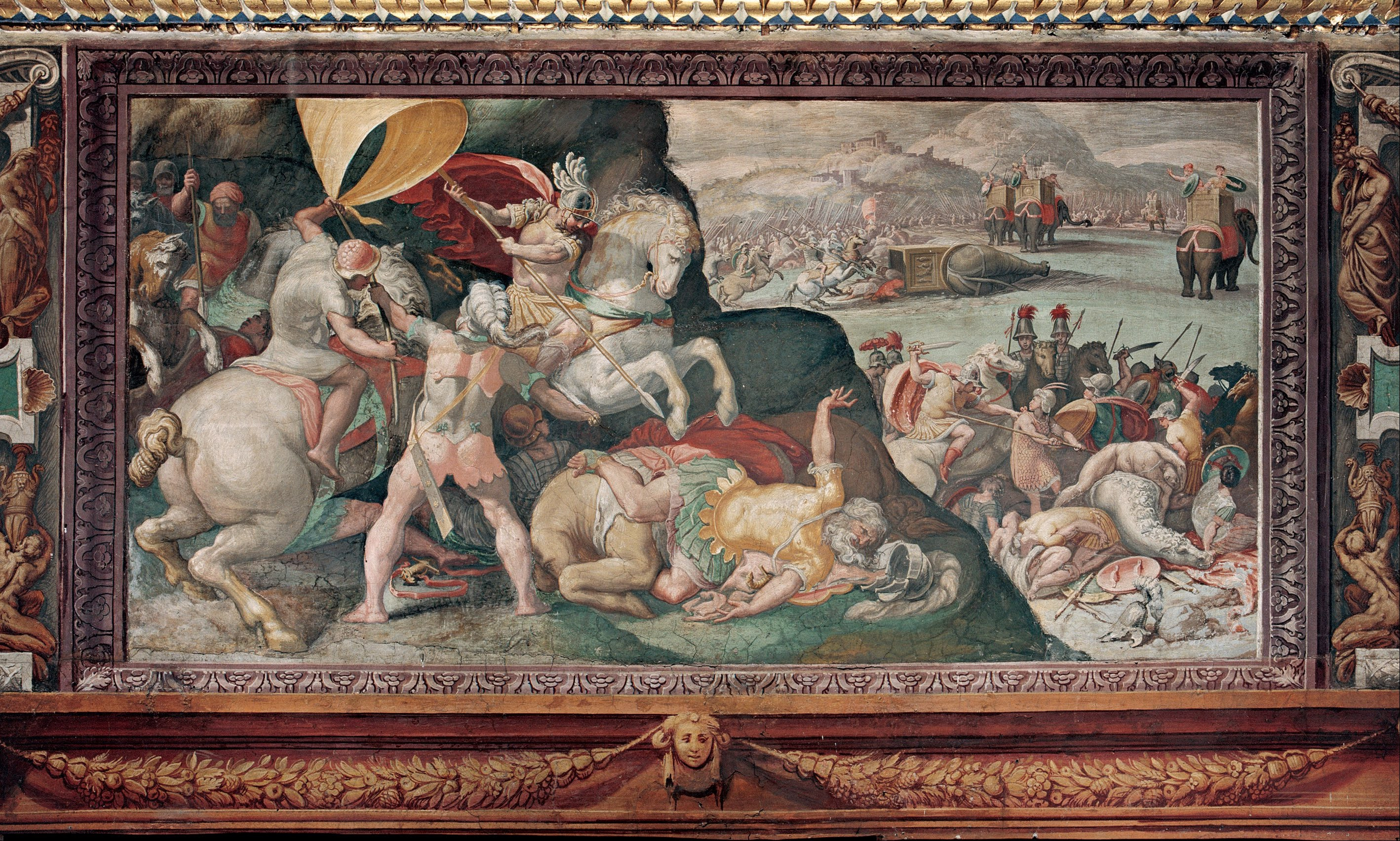
La battaglia di Zama, dipinta nella fascia alta, sotto il soffitto (di Roviale Spagnolo).

#### VI - Sala dei Trionfi

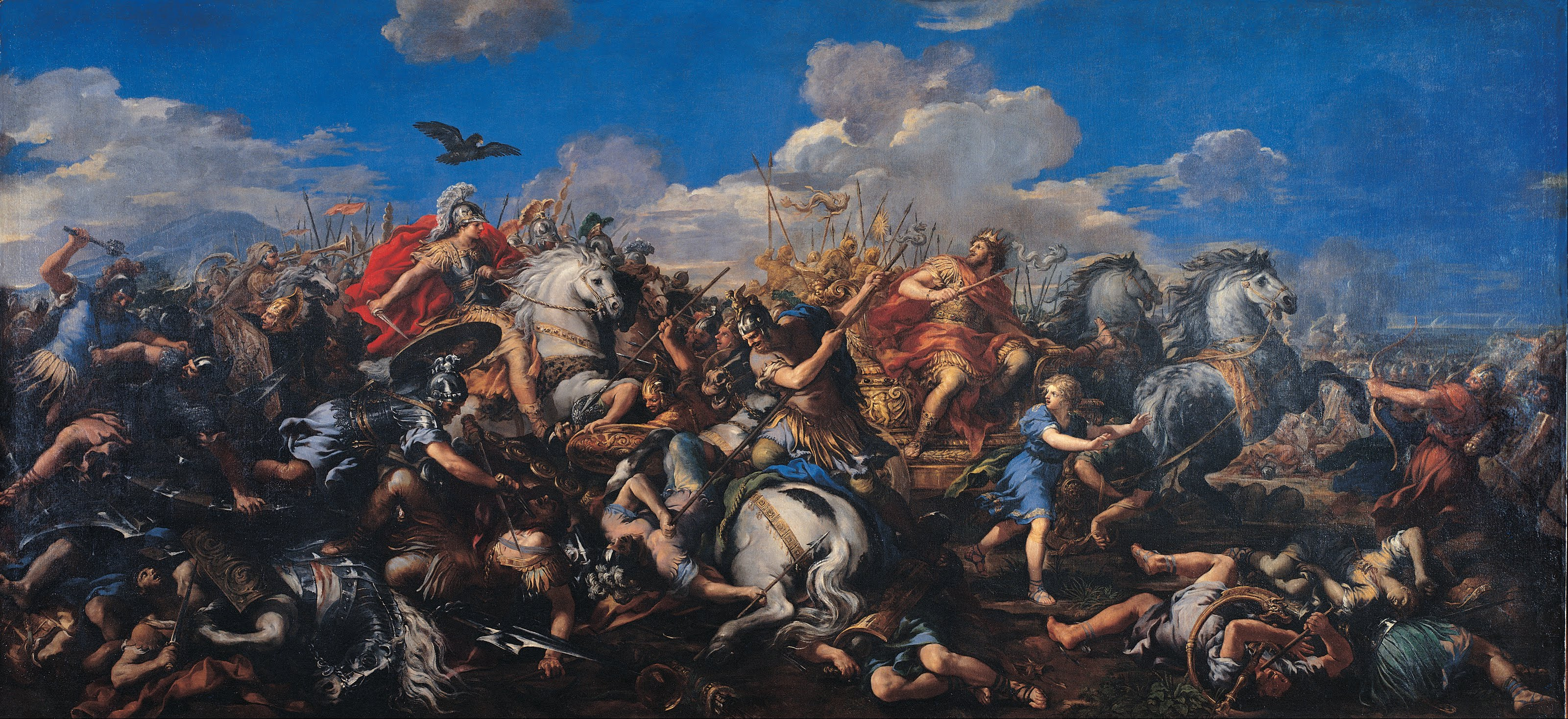
La "Vittoria di Alessandro su Dario" di Pietro da Cortona.

La prima delle sale che guardano verso la città è chiamata "Sala dei Trionfi" poiché nel 1569 vennero commissionati alcuni affreschi al suo interno, ai pittori Michele Alberti e Iacopo Rocchetti (entrambi allievi di Daniele da Volterra). Il fregio rappresenta il trionfo del console romano Lucio Emilio Paolo su Perseo di Macedonia, avvenuto nel 167 a.C. secondo quanto ci ha tramandato lo storico Plutarco. E sempre per questa sala sono stati realizzati altri dipinti come: "La deposizione" di Paolo Piazza (del 1614), "Santa Francesca Romana" di Giovanni Francesco Romanelli (del 1638), la "Vittoria di Alessandro su Dario" di Pietro da Cortona.
Il soffitto ligneo si deve a Flaminio Boulanger, che eseguì i lavori nel 1568.
Troviamo, infine, alcuni celebri bronzi di epoca romana: lo Spinario, il Camillus (donati da papa Sisto IV nel 1471), il cosiddetto ritratto di Lucio Giunio Bruto (donato dal cardinale Rodolfo Pio nel 1564), comunemente detto Bruto capitolino, e uno splendido cratere bronzeo di Mitridate VI Eupatore.

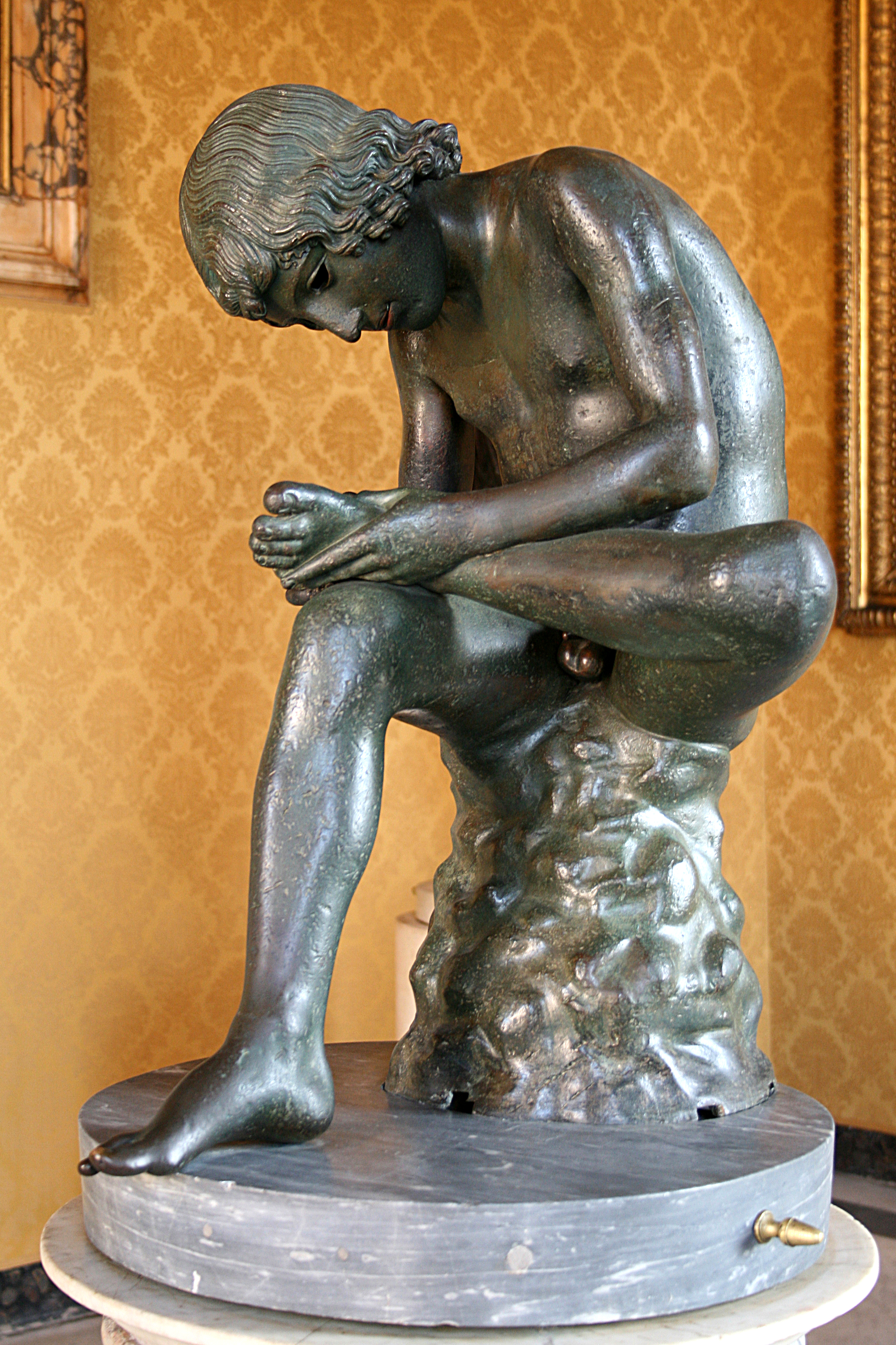
Lo Spinario.
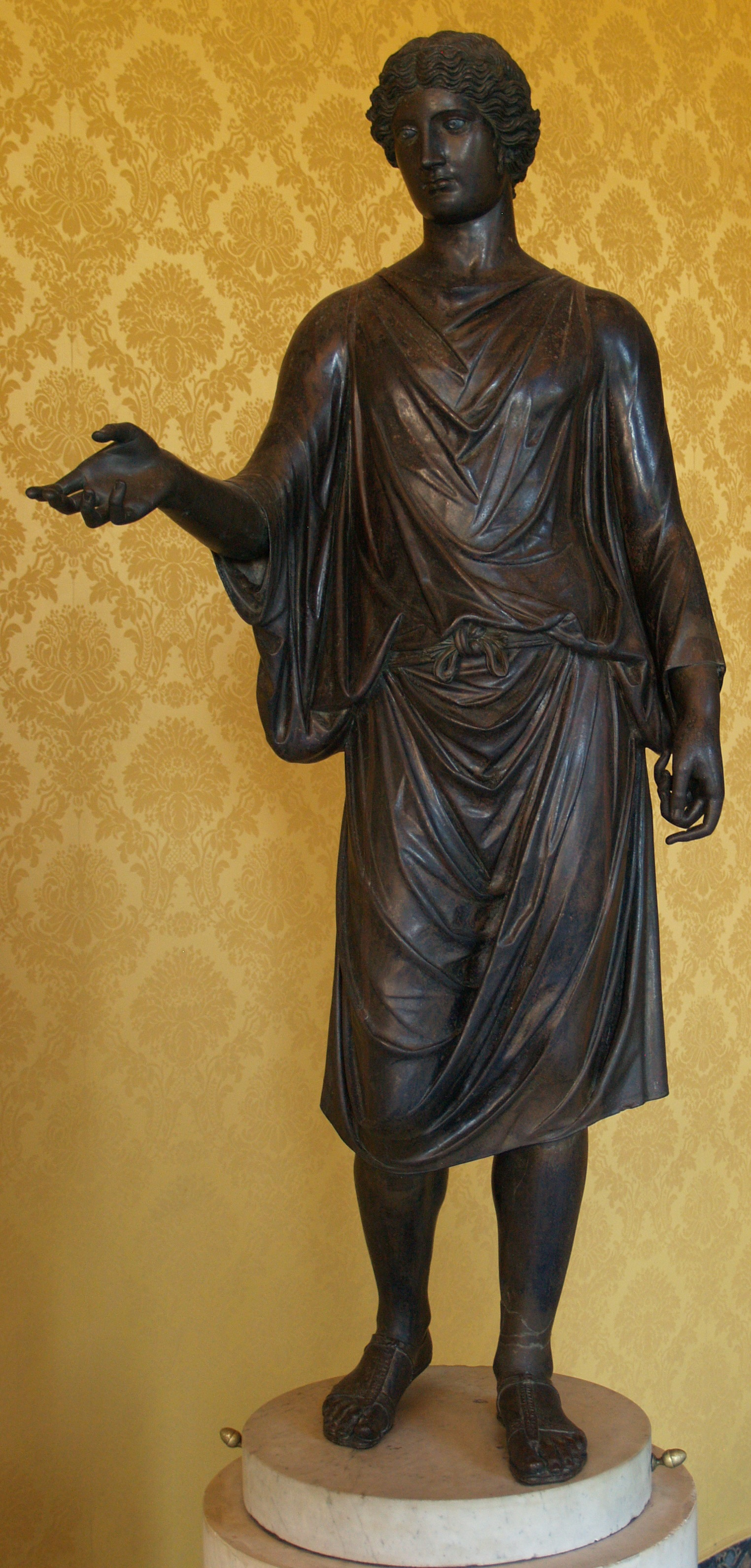
Il Camillus.
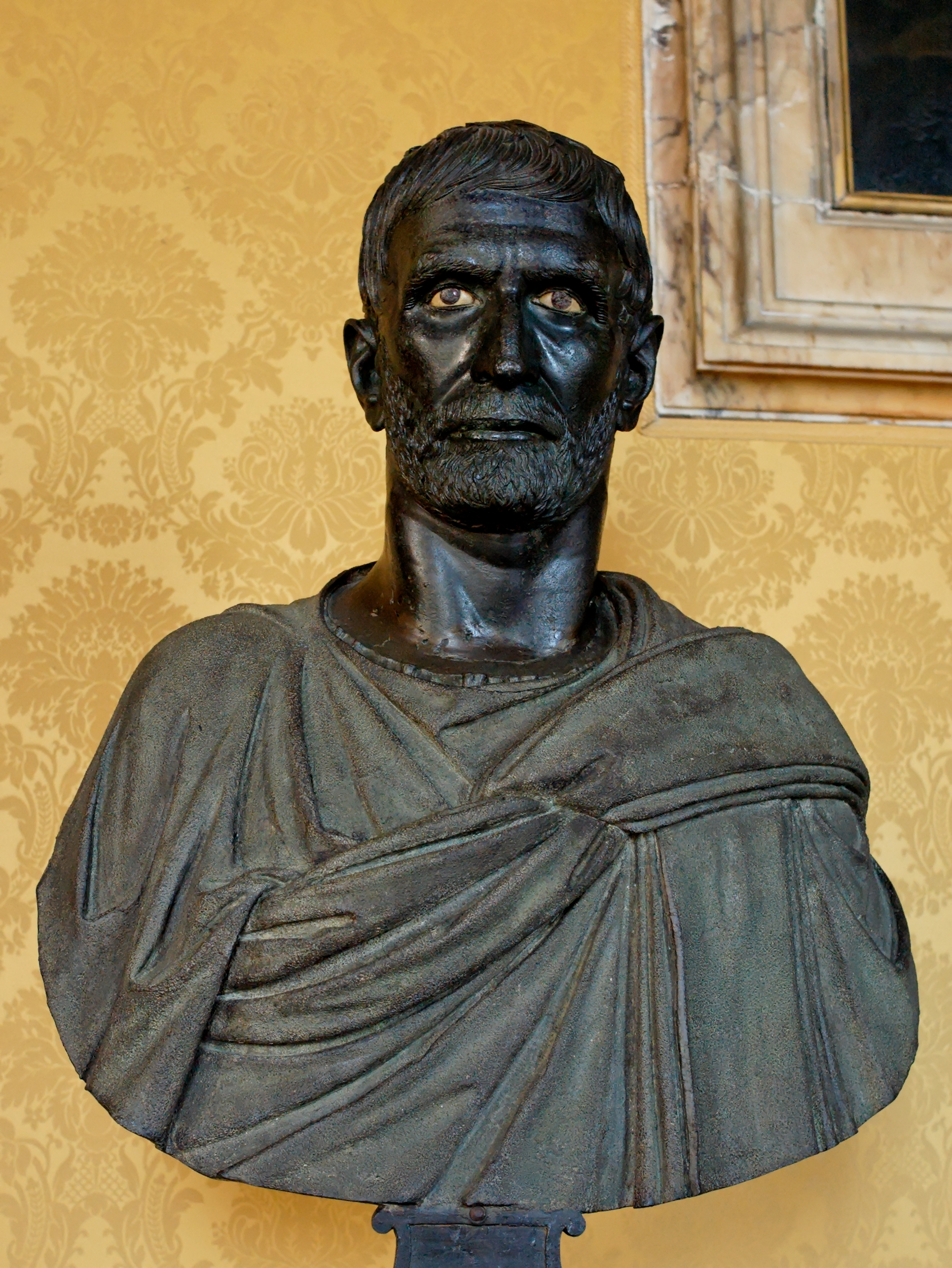
Bruto capitolino.
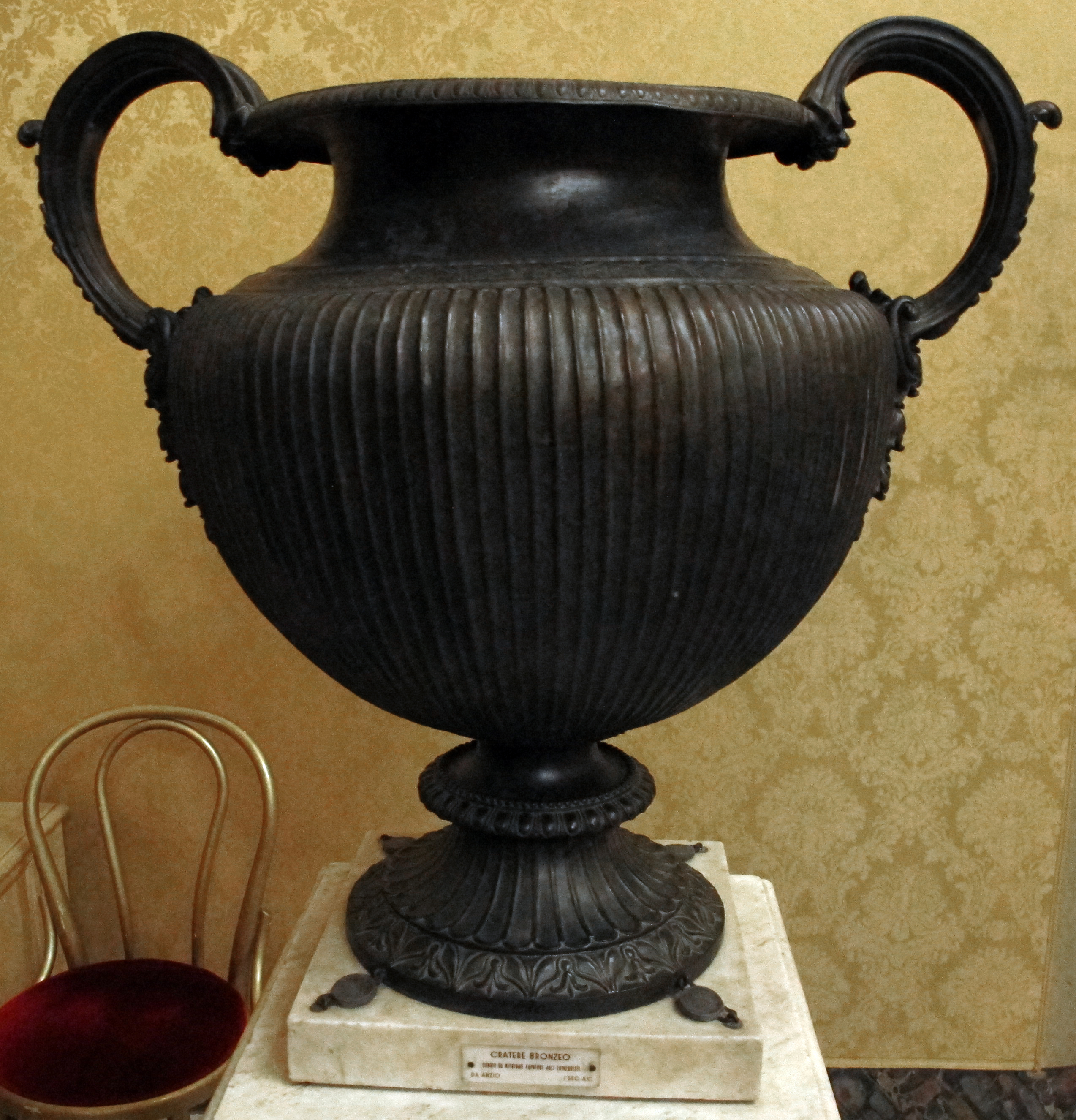
Cratere bronzeo di Mitridate VI Eupatore (120-63 a.C., da Anzio).

#### VII - Sala della Lupa capitolina

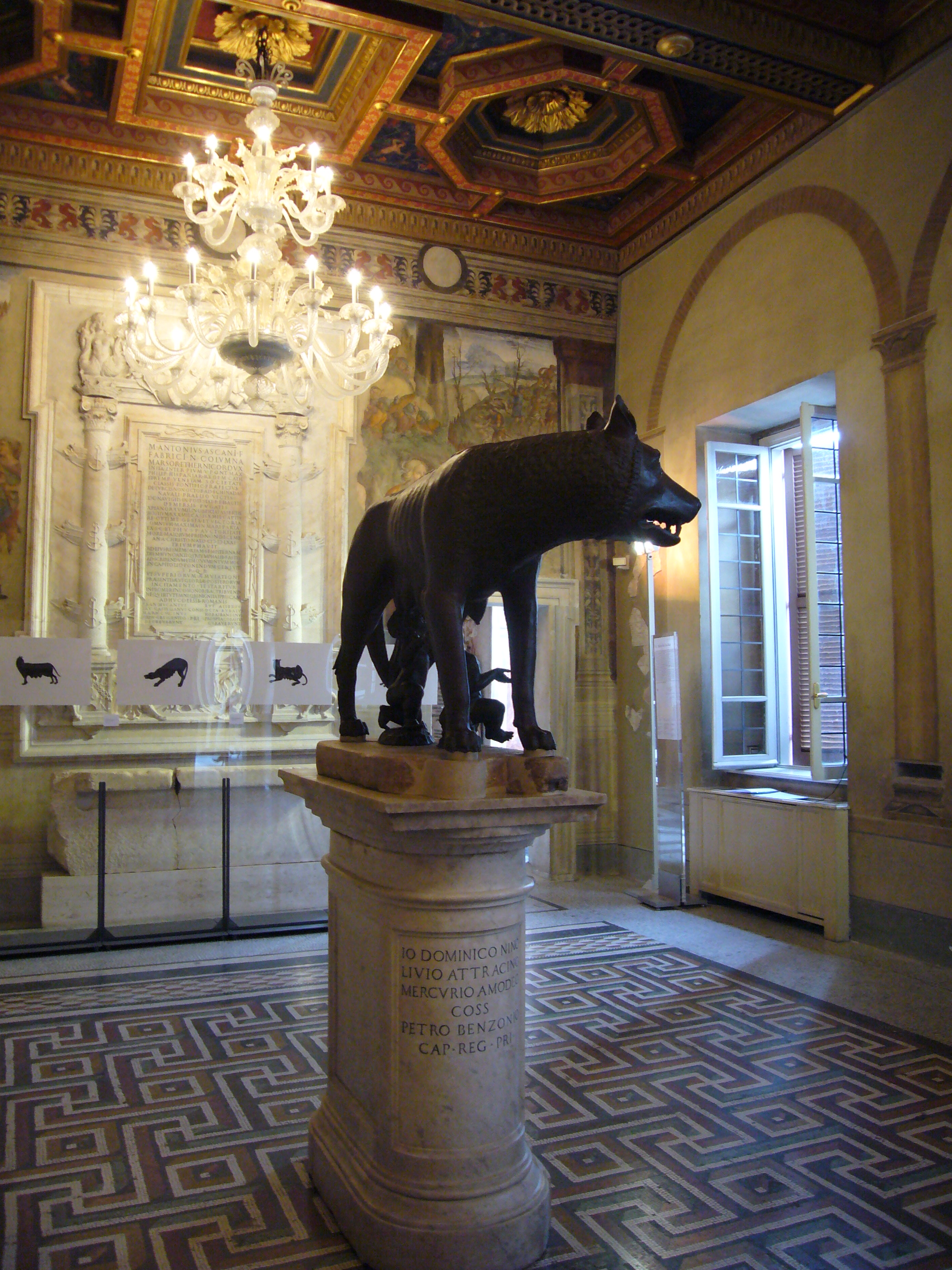
Sala della Lupa, con al centro la Lupa capitolina.

Questa sala, alle cui pareti sono affissi i Fasti Capitolini (Fasti consulares, elenco dei consoli dal 483 al 19 a.C., e Fasti triumphales, elenco dei trionfi dal 753 al 19 a.C.), trovati nel Foro Romano nel XV secolo (ove verosimilmente ornavano l'arco partico di Augusto del 19 a.C.), era anticamente una loggia che si apriva verso la città, ornata con affreschi pittorici ormai quasi del tutto andati perduti. Questi affreschi furono pressoché distrutti nel XVI secolo con l'inserimento nelle pareti degli antichi Fasti e delle lapidi di due importanti condottieri del tempo, Alessandro Farnese (1545-1592) e Marcantonio Colonna (1535-1584). Si trattava di dipinti databili attorno agli anni 1508-1513 (attribuibili a Jacopo Ripanda), i cui soggetti sembra che fossero il "trionfo di Lucio Emilio Paolo" e una "Campagna contro i Tolistobogi".
Al centro della sala è esposta la cosiddetta "Lupa capitolina" (donata da papa Sisto IV), mentre nel 1865 venne eseguito l'attuale soffitto ligneo a cassettoni.

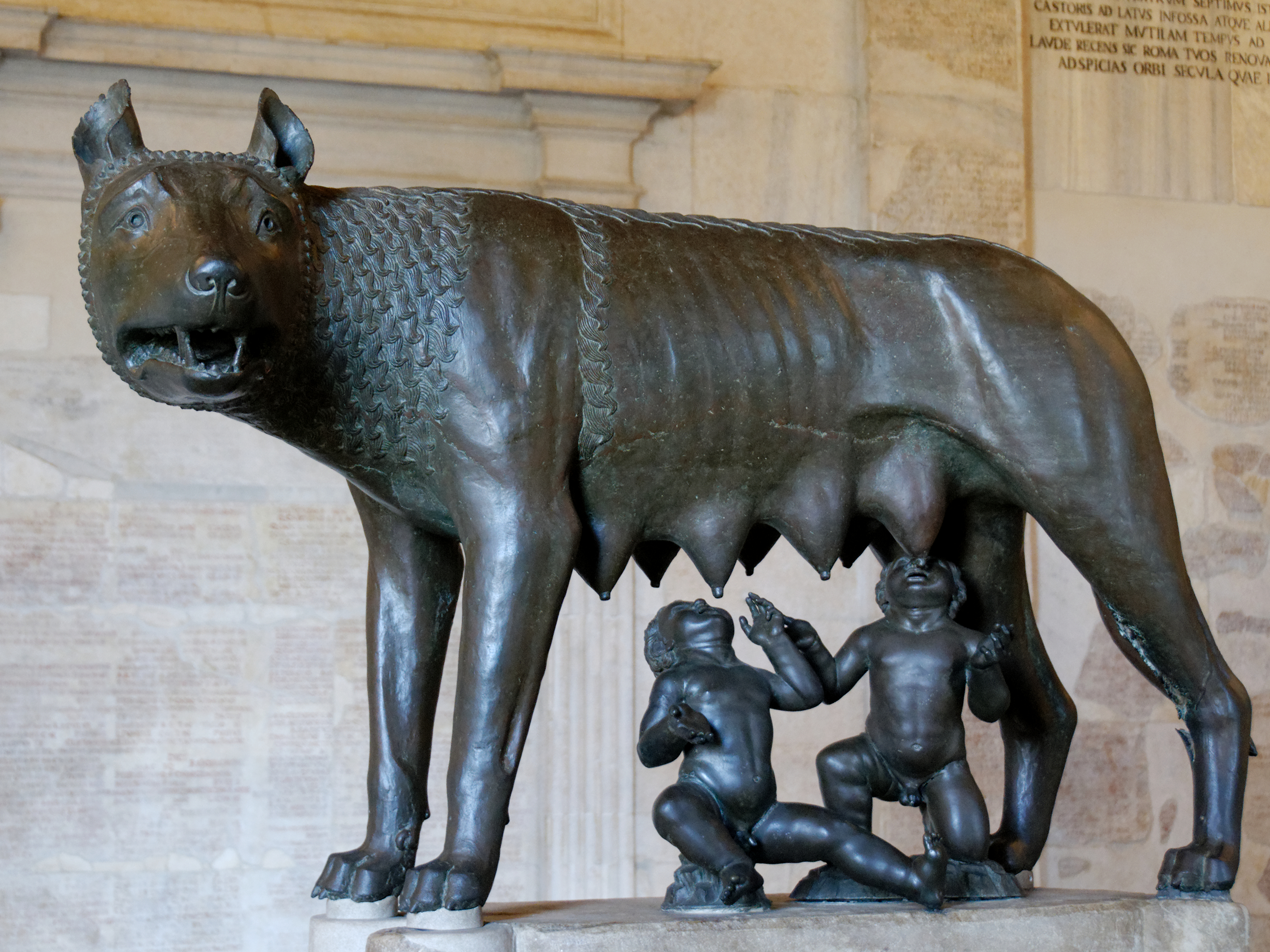
La lupa capitolina con Romolo e Remo.
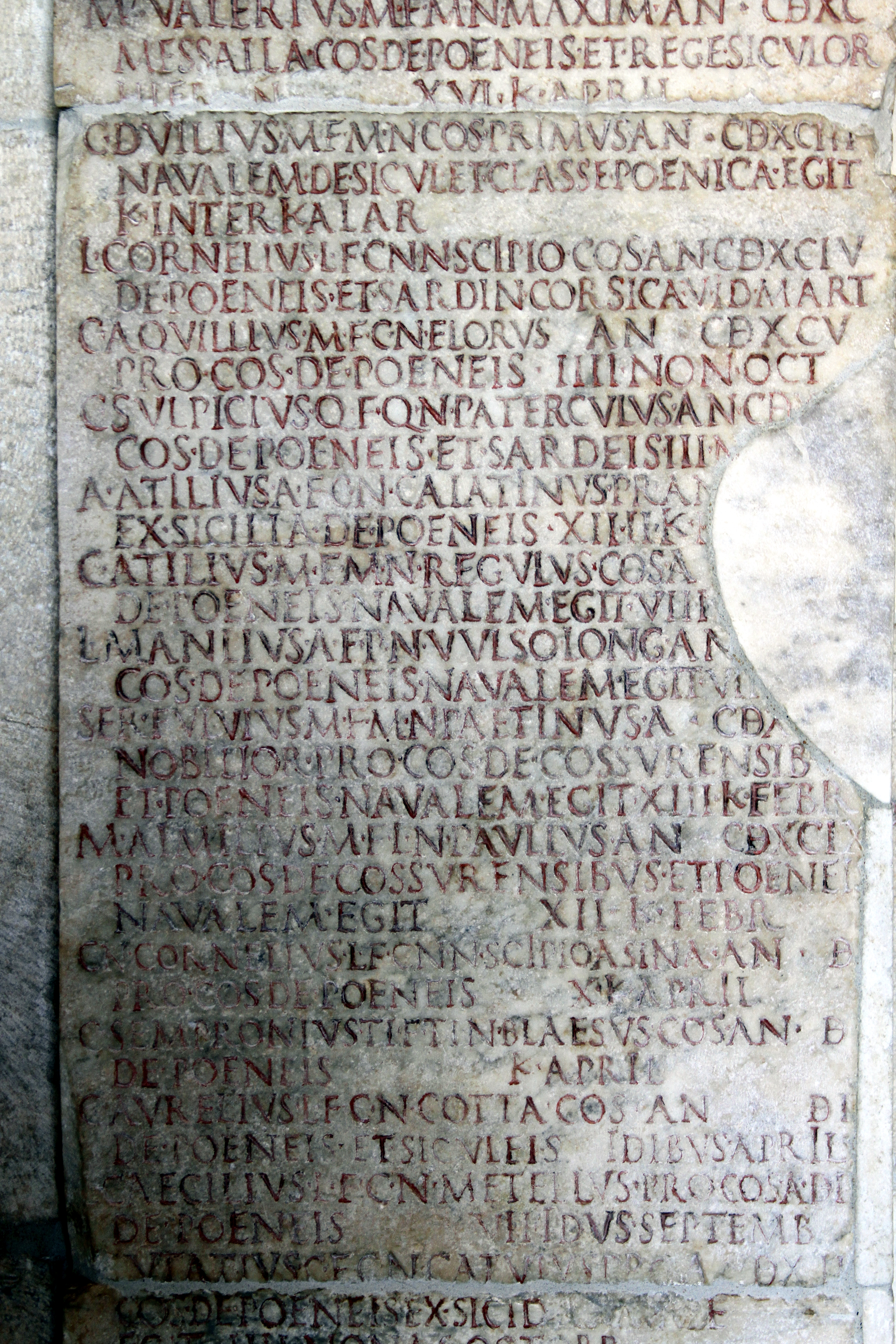
Fasti Capitolini: i Fasti consulares.
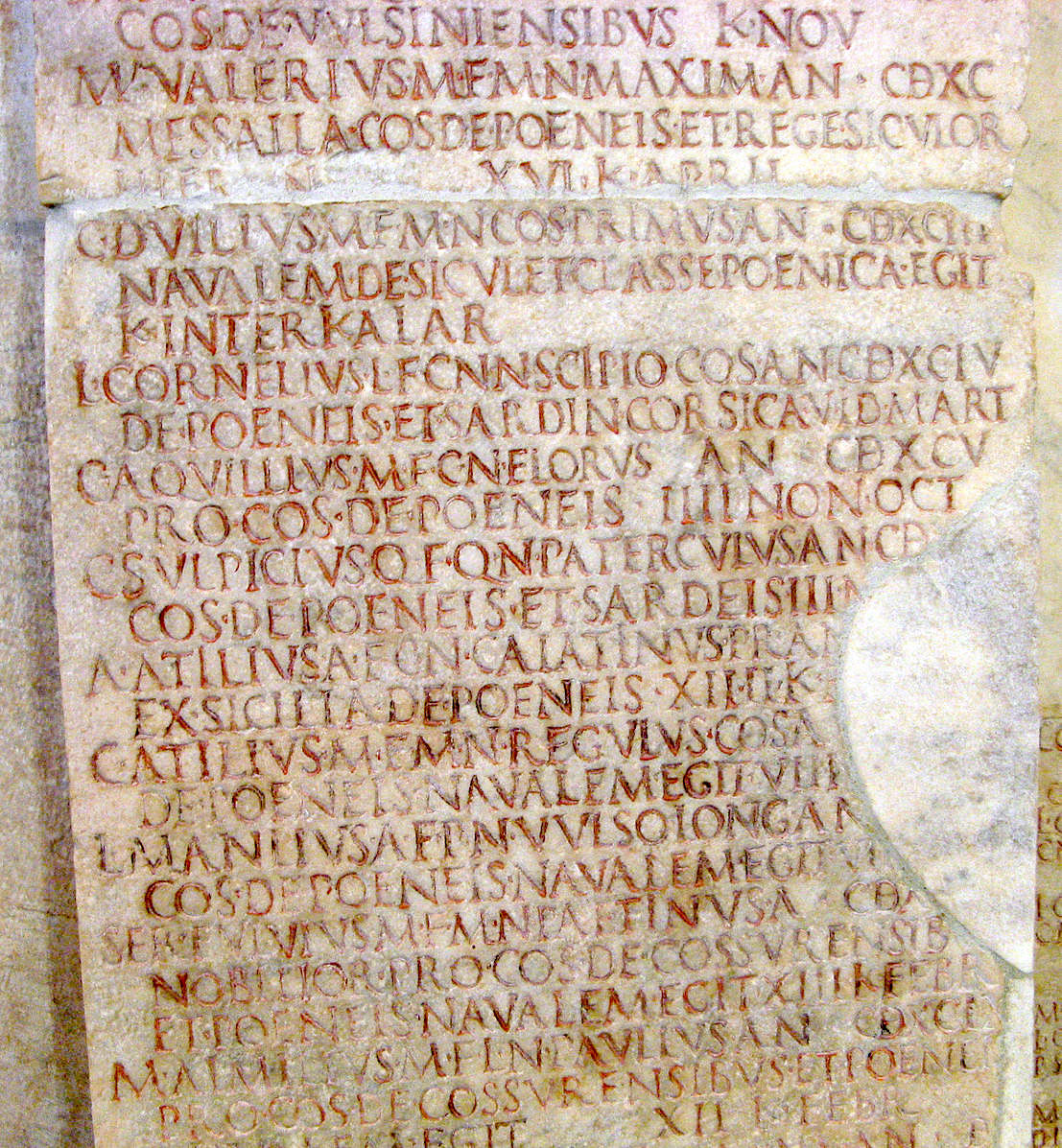
Fasti Capitolini: i Fasti triumphales.
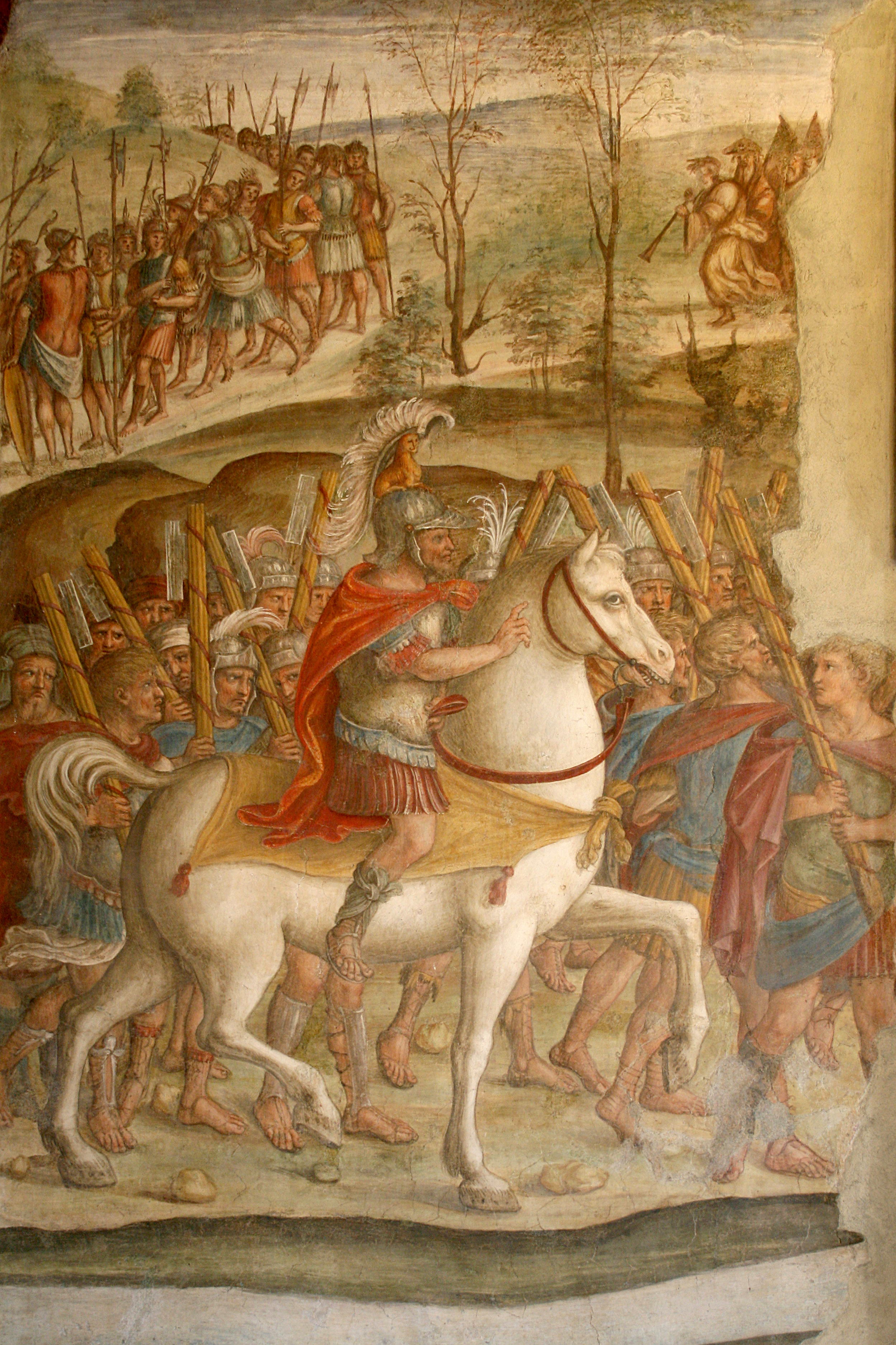
Affresco di Jacopo Ripanda: Campagna contro i Tolostobogi.
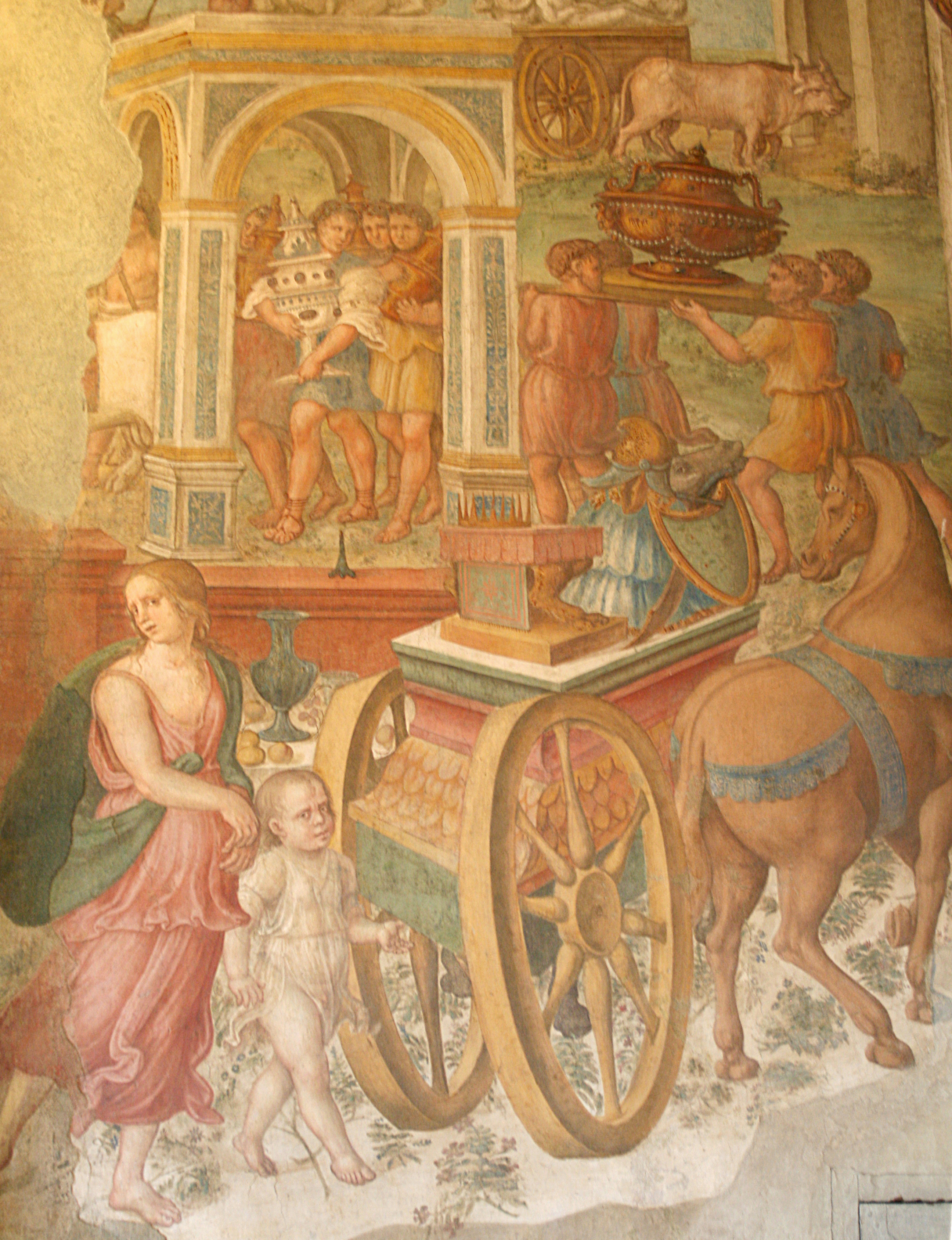
Affresco di Jacopo Ripanda: Trionfo di Lucio Emilio Paolo.

#### VIII - Sala delle Oche

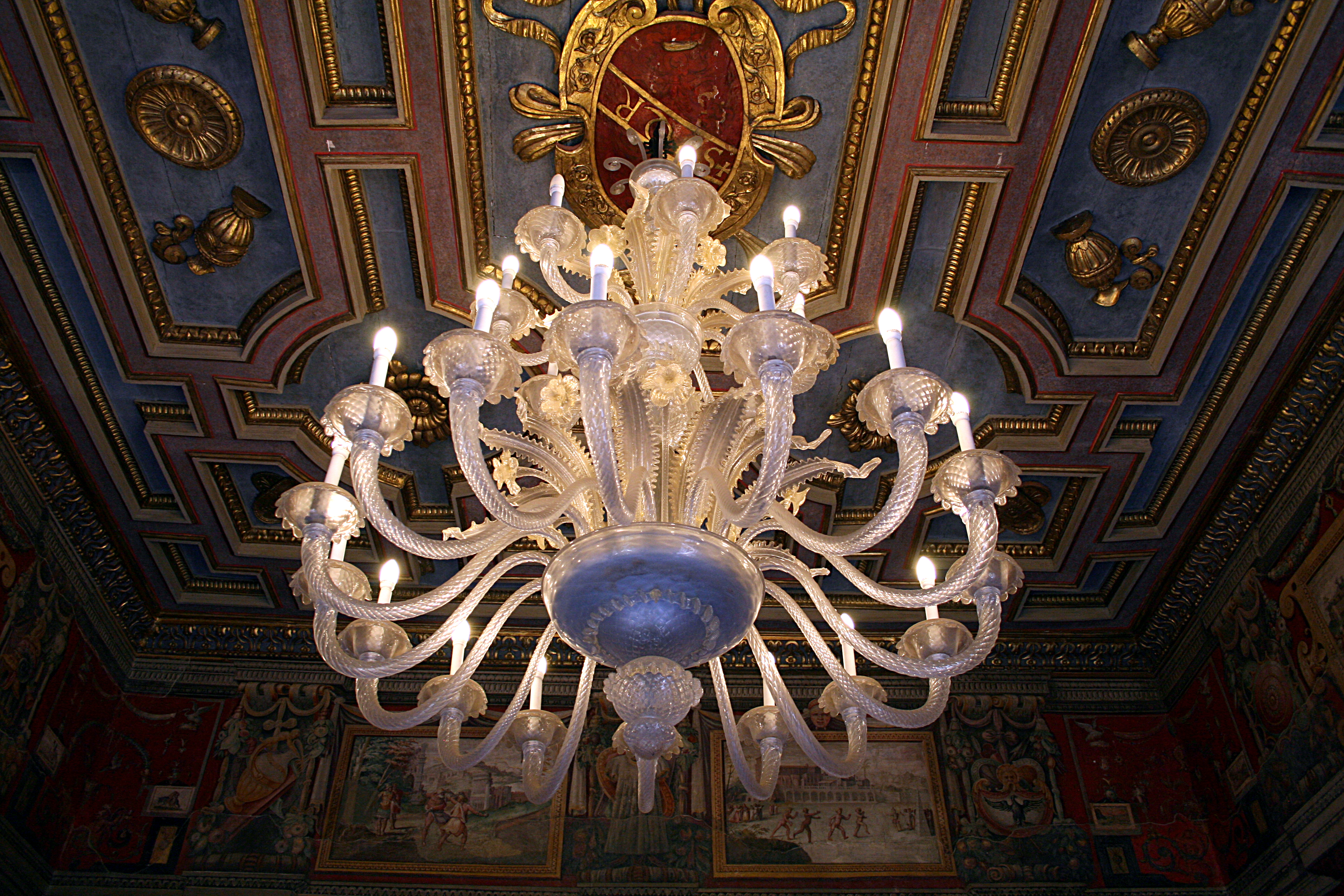
Il ricco soffitto della "Sala delle Oche".

Ospita la testa di Medusa di Gian Lorenzo Bernini, che rappresenta Costanza Piccolomini Bonarelli, un settecentesco ritratto di Michelangelo Buonarroti e tutta una serie di piccole opere in bronzo che erano state acquistate da papa Benedetto XIII. Si ricorda anche un vaso bronzeo su cui è raffigurato il busto di Iside; il ricco soffitto a cassettoni con vasi e scudi dorati; poco sotto un fregio, dove si inquadrano vari paesaggi. Al centro della sala una mensa decorata con scene della vita di Achille.
Il gruppo di opere fu messo in relazione con il sacco di Roma da parte dei Galli Senoni del 390 a.C., quando le oche sacre del tempio capitolino di Giunone avvisarono Marco Manlio, console del 392 a.C., del tentativo di ingresso da parte dei Galli assedianti, facendo così fallire il loro piano.

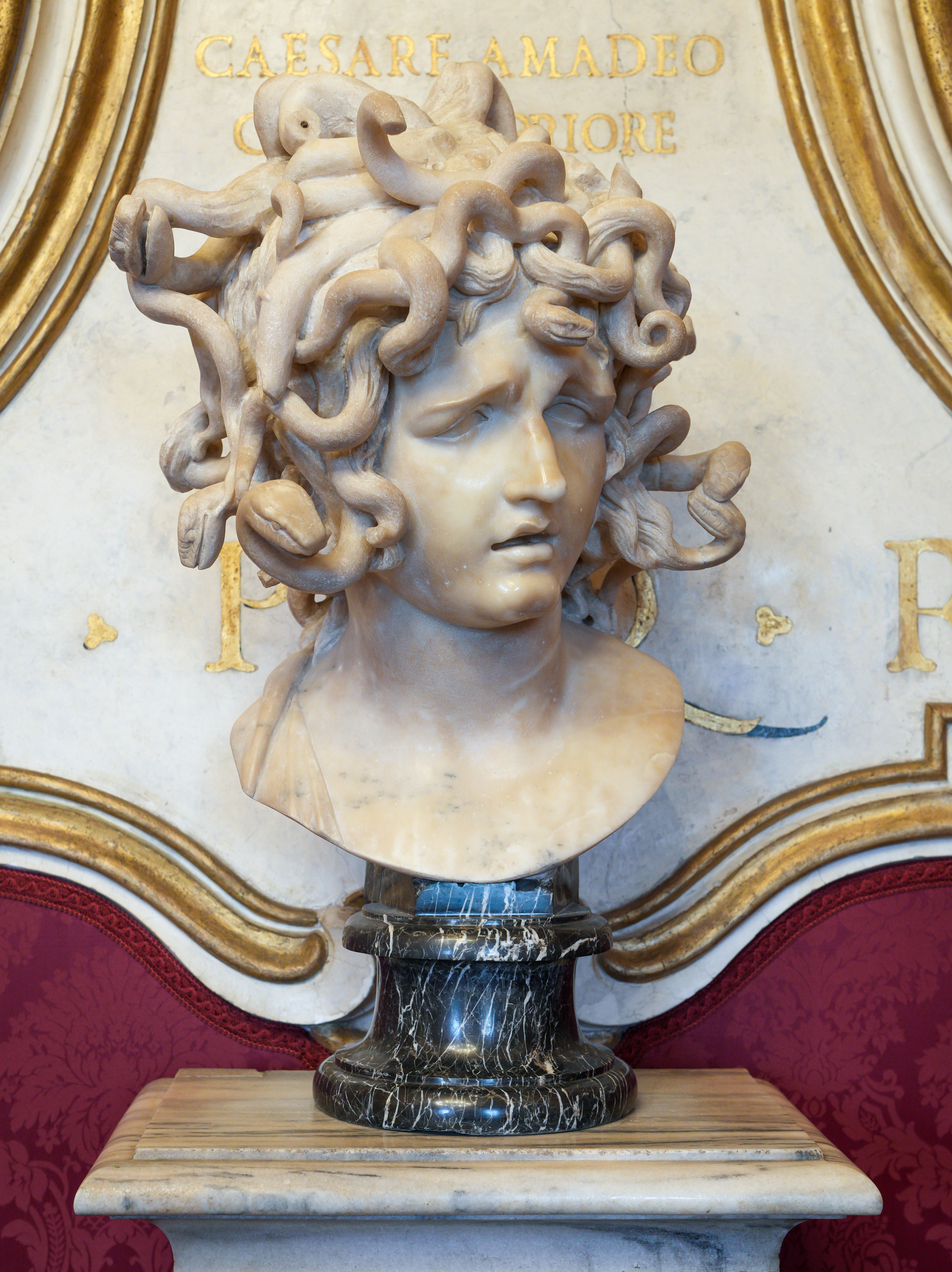
Medusa del Bernini.
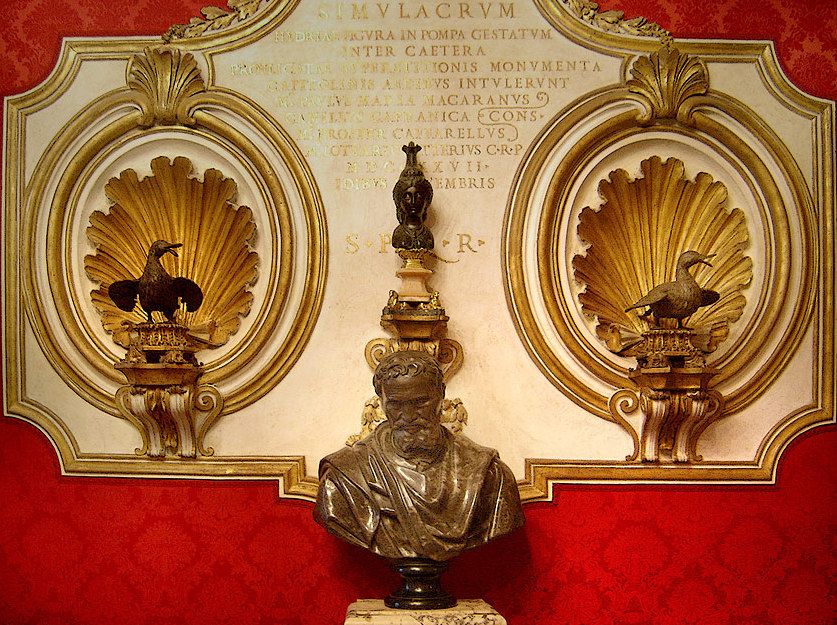
Busto di Michelangelo in bronzo.
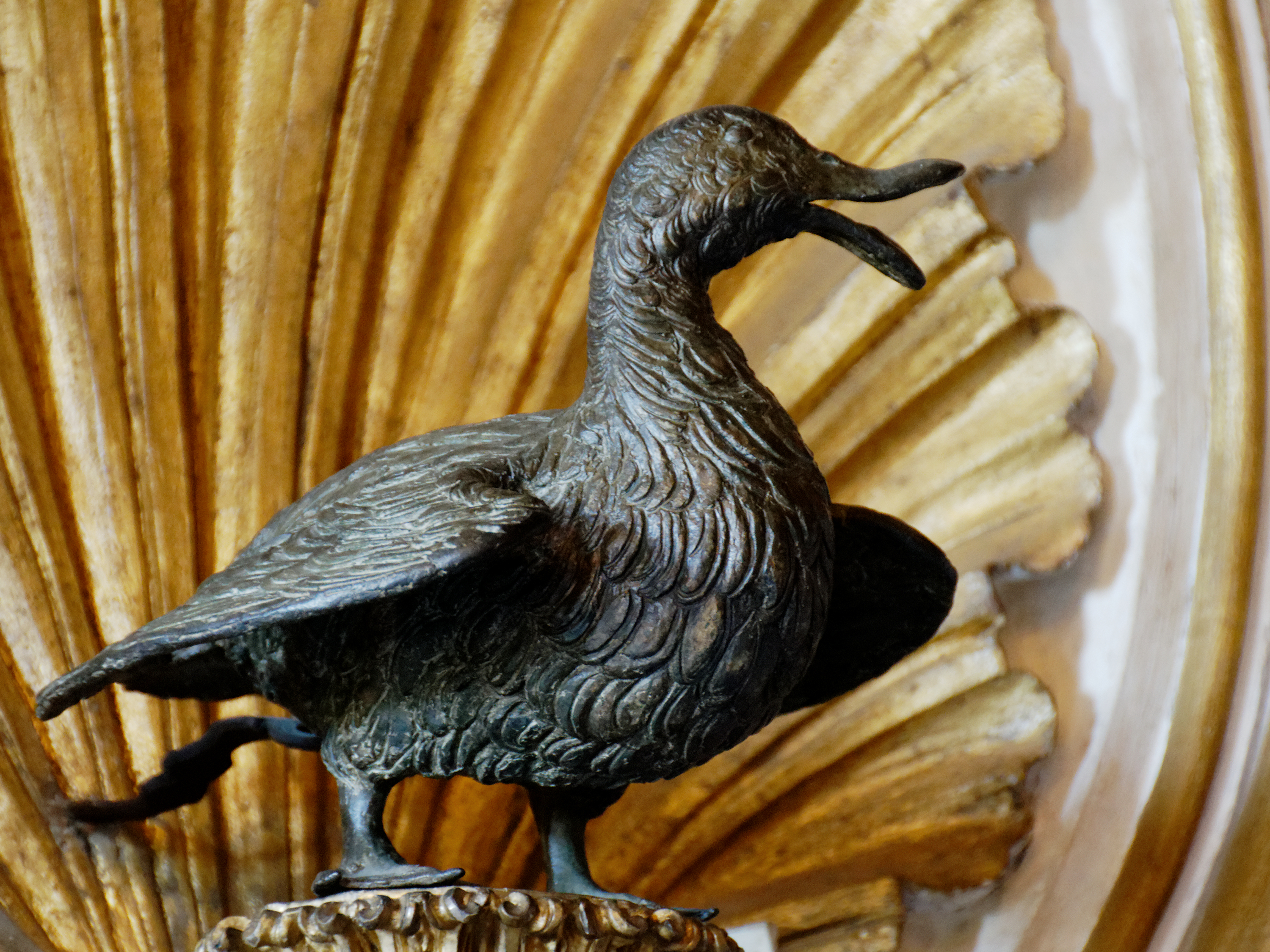
Oca in bronzo, opera romana dell'età imperiale.
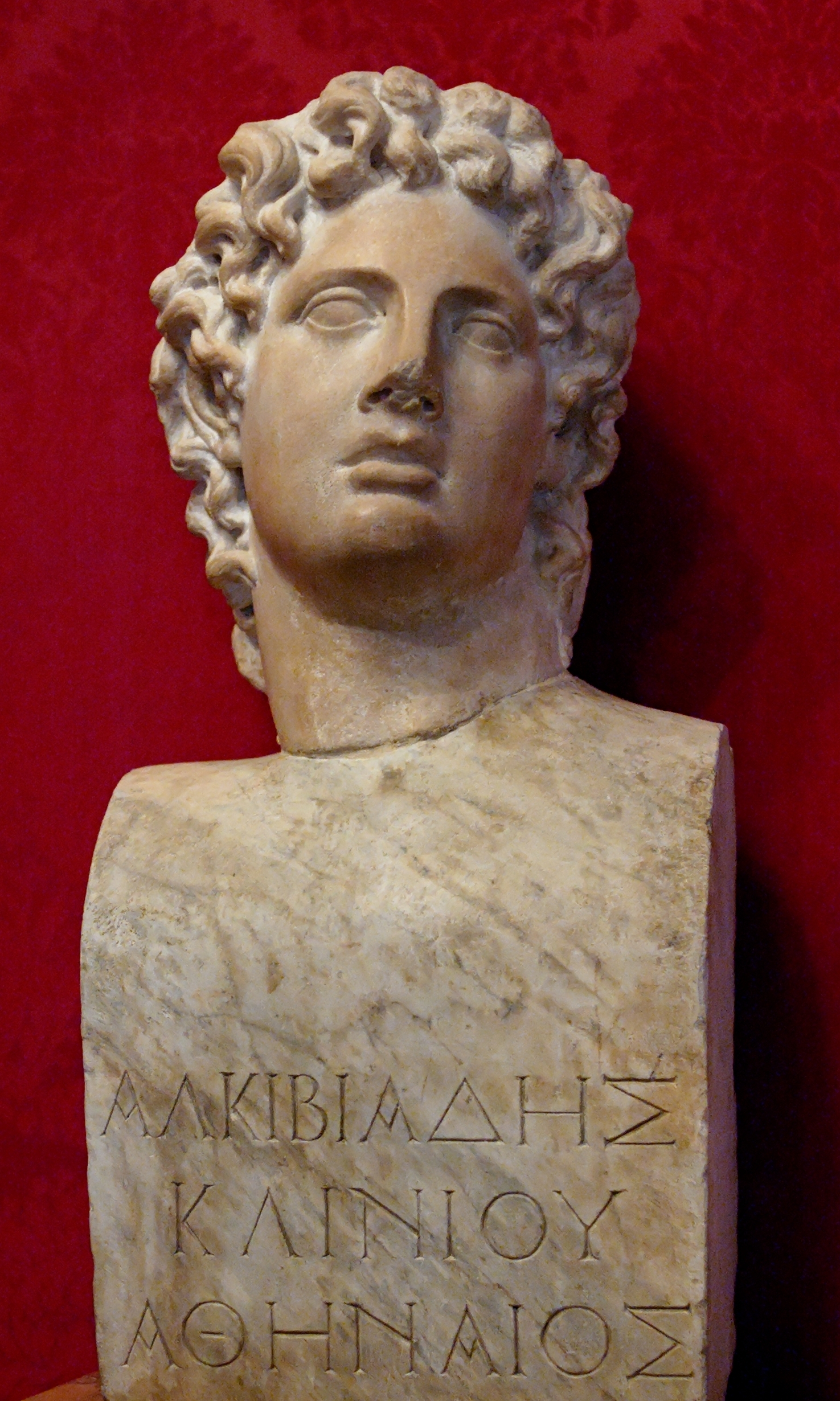
Busto di Alcibiade.

#### IX - Sala delle Aquile
Trattasi di un piccolo ambiente decorato con numerose vedute di Roma, come la piazza del Campidoglio (poco dopo che era stata trasferita la statua equestre di Marco Aurelio), il Colosseo e altre ancora, oltre ad un ricco soffitto ligneo, nel quale sono rappresentate scene dipinte e rosoni dorati. Vi è poi una piccola scultura della dea Diana-Artemide Efesina.

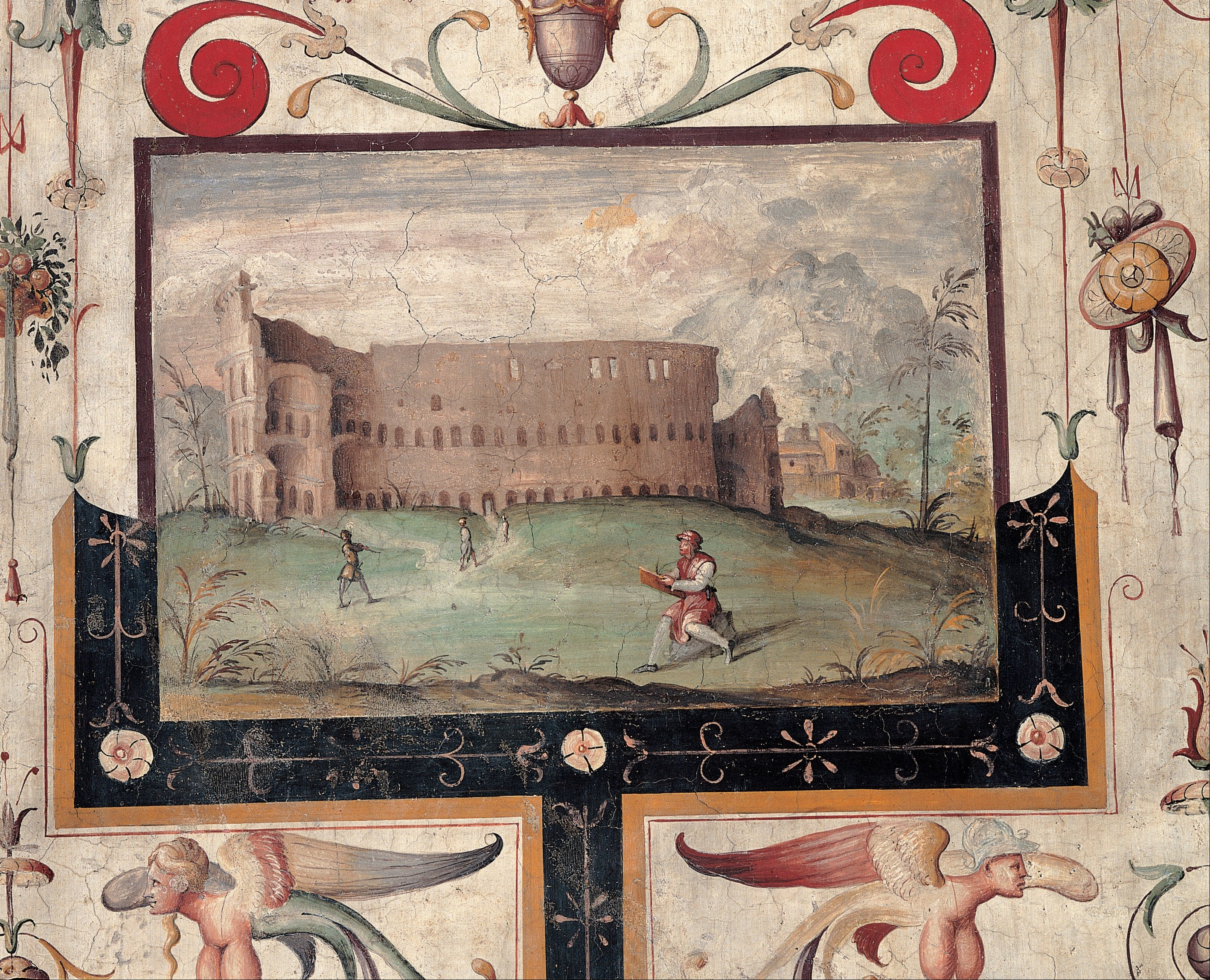
Veduta del Colosseo (1544 circa).
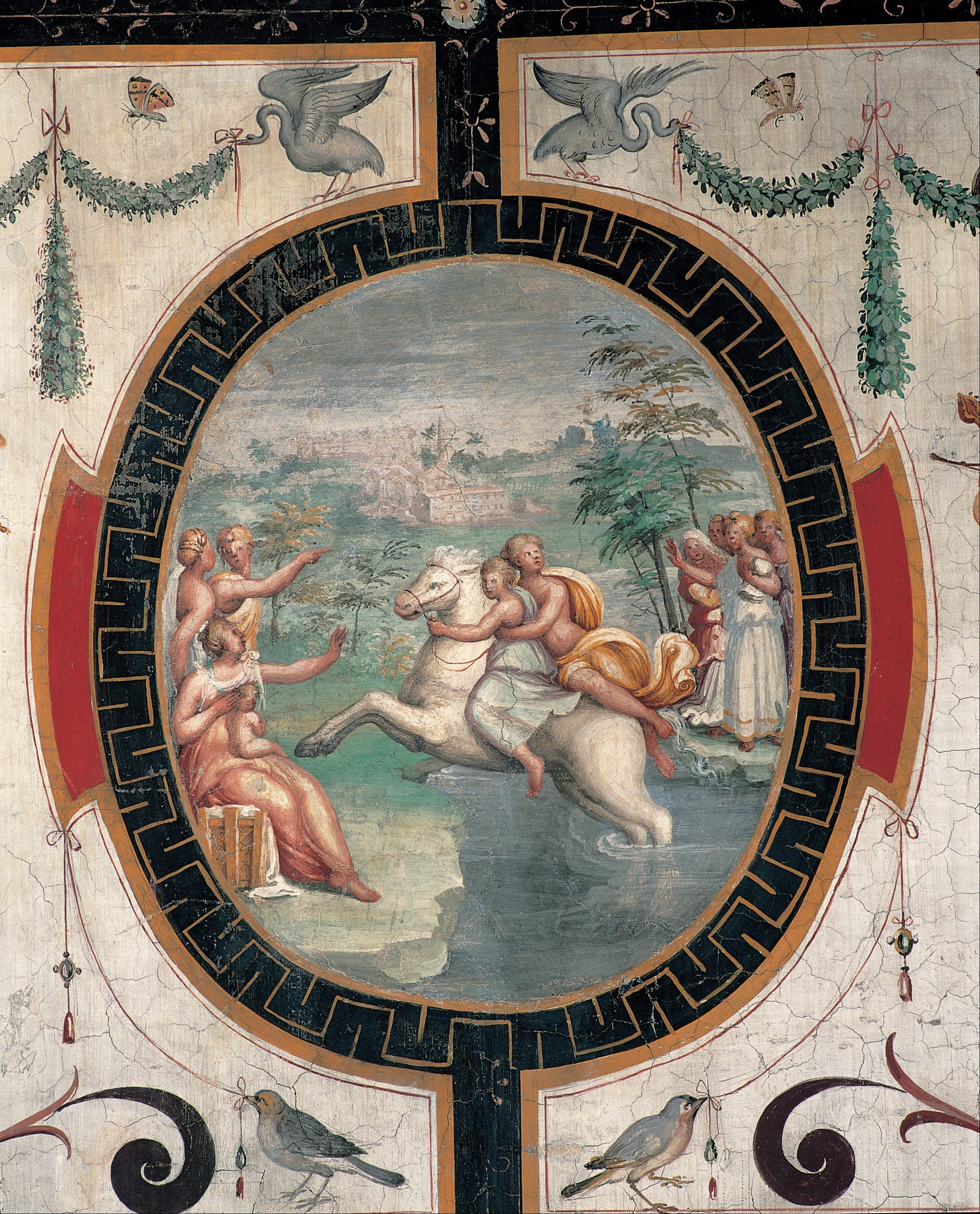
Clelia attraversa il Tevere a cavallo di Cristoforo Gherardi.
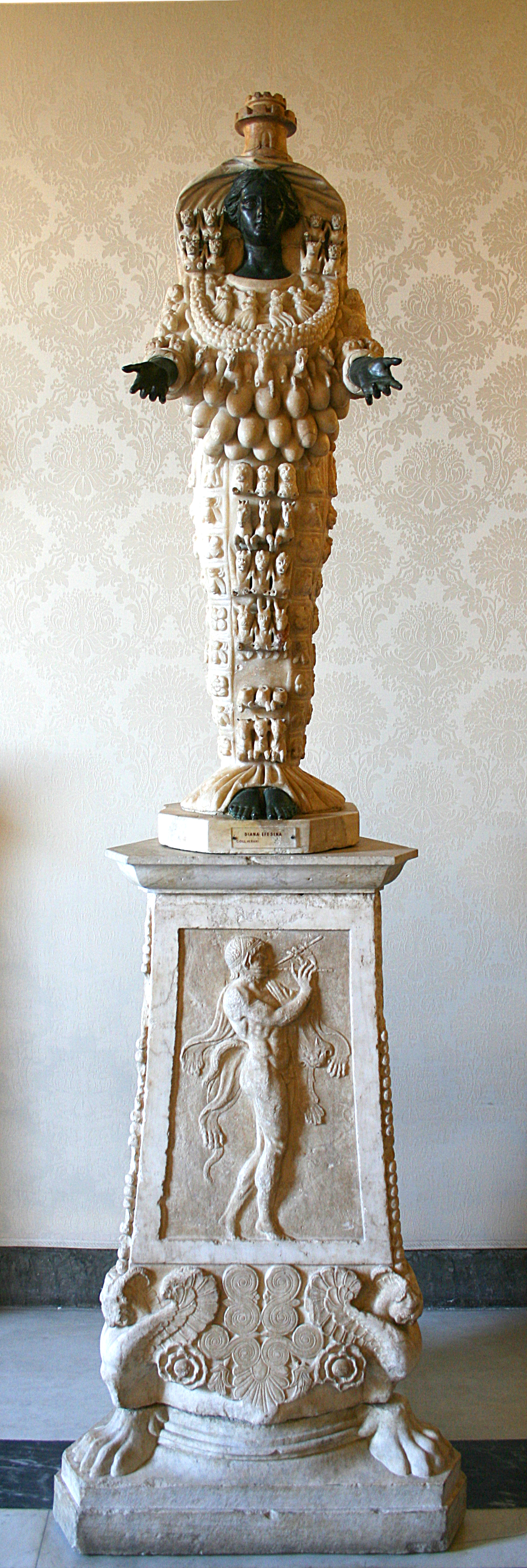
Artemide di Efeso.

#### X, XI e XII - Sale Castellani
In queste tre sale sono esposti oggetti provenienti dalle donazioni di Augusto Castellani degli anni 1867 ("raccolta di vasi tirreni") e 1876 (vasta collezione di oggetti antichi). Qui giunti, per mantenere l'ordine concettuale della visita è opportuno ritornare allo scalone d'ingresso. Augusto Castellani fu un orafo, collezionista e mercante antiquario attivo a Roma, con una grande clientela internazionale. A differenza del fratello Alessandro, l'obiettivo della sua attività fu principalmente - e rimase sempre - quello di incrementare la propria collezione che, come egli stesso affermò, "deve restare a Roma". Al momento dell'unità d'Italia, Augusto partecipò attivamente all'instaurazione della nuova capitale, contribuendovi anche come membro fondatore della Commissione archeologica comunale (che in quegli anni di febbre edilizia ebbe a disposizione una impressionante quantità di nuovi reperti), e del Museo Artistico Industriale di Roma, fondato nel 1872 dai due Castellani e dal principe Baldassarre Odelscalchi, sul modello degli analoghi di Parigi, Londra e Vienna. In questo contesto fu anche nominato, dal 1873, direttore onorario dei Musei Capitolini.
La collezione Castellani comprende 700 reperti circa, provenienti dall'Etruria, dal Latium vetus e dalla Magna Grecia, in un arco cronologico che va dall'VIII al IV secolo a.C.. Il primo gruppo di reperti era costituito dai ritrovamenti delle necropoli etrusche di Veio, Cerveteri, Tarquinia e Vulci, oltre a siti laziali come quelli di Palestrina, di alcuni centri della Sabina e dell'agro falisco (Civita Castellana), oltre ovviamente a Roma stessa. Il fratello Alessandro cedette ad Augusto molti materiali provenienti dalle sue collezioni campane e dell'Italia meridionale.
Le sale sono così organizzate: nella prima sono state ordinate le ceramiche, comprese quelle importate dalla Grecia, nella seconda quelle prodotte localmente. I numerosi vasi attici trovati soprattutto nelle necropoli etrusche permettono così agli archeologi di ricostruire della storia della produzione artistica, non solo dell'antica Grecia, ma anche di tutte le altre civiltà presenti nel Mediterraneo dei secoli VIII-IV a.C. 

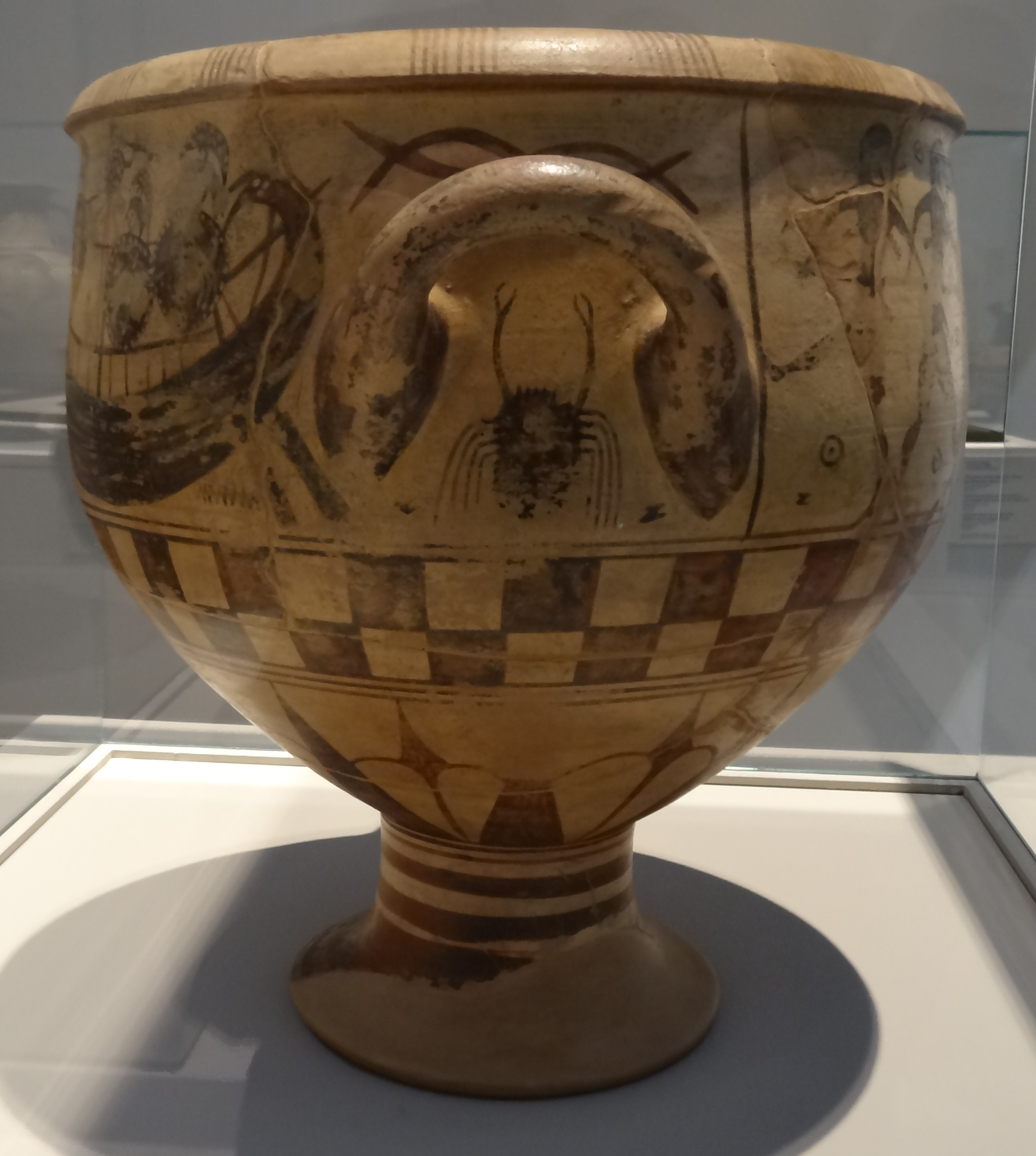
Il cratere detto di Aristonotos (Cerveteri), acquistato nel 1869 da Augusto Castellani. Sul lato di sinistra si intravede il combattimento navale tra due vascelli.
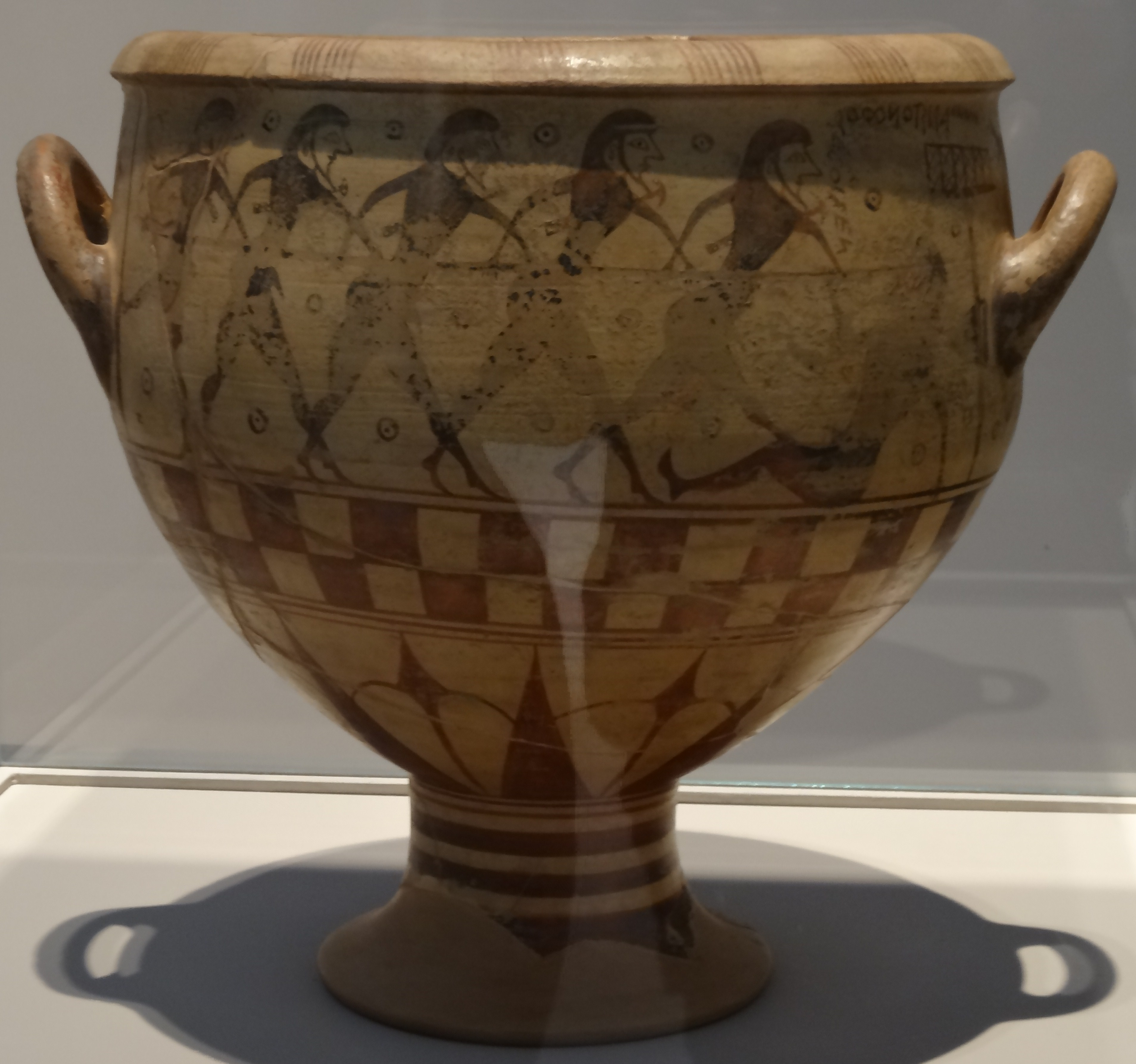
Il cratere detto di Aristonotos (Cerveteri), dove si vedono cinque guerrieri (da sinistra) in atto di assalirne un sesto a terra (destra).
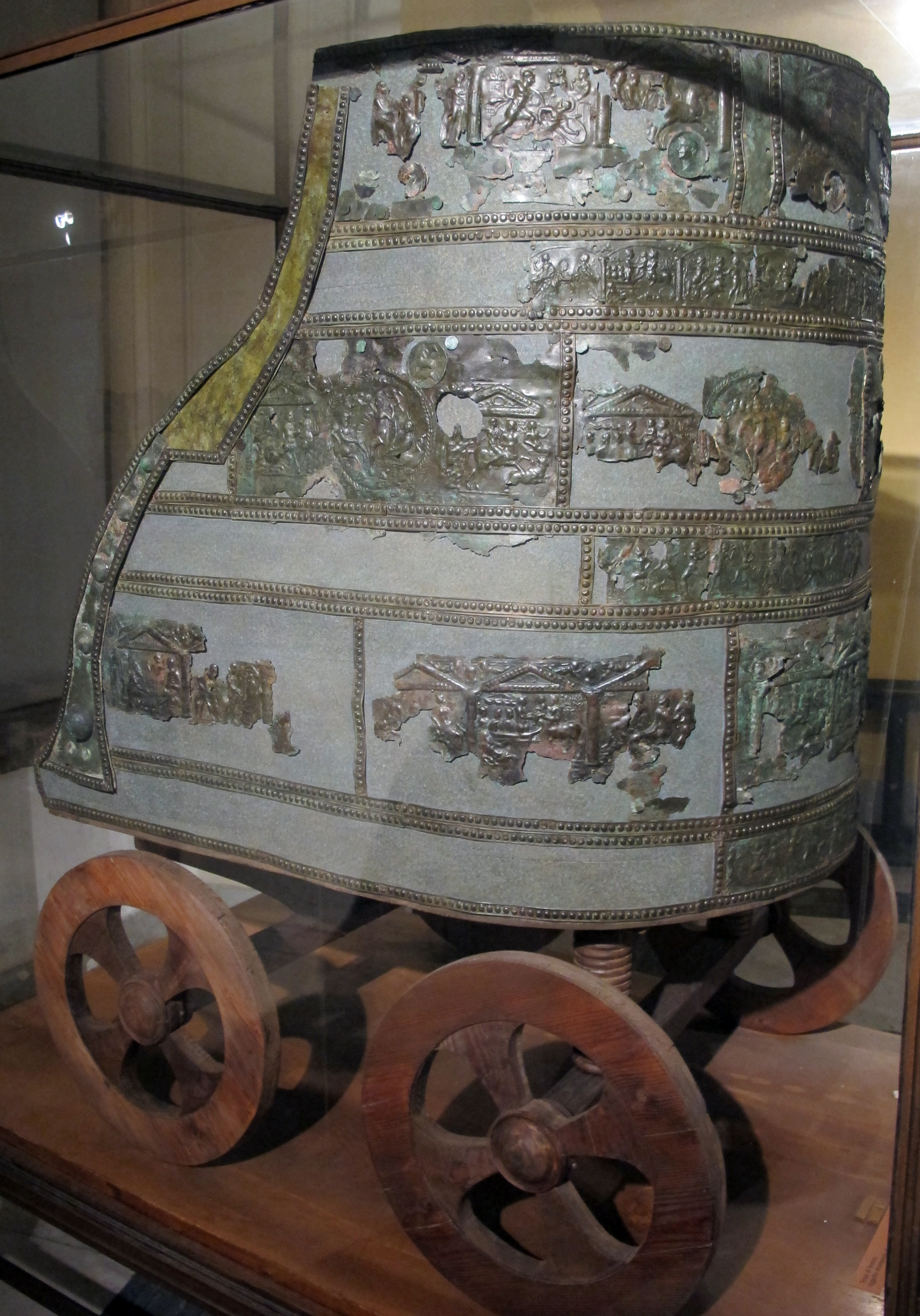
Carro cerimoniale con placche bronzee con ciclo troiano (IV sec. a.C.).
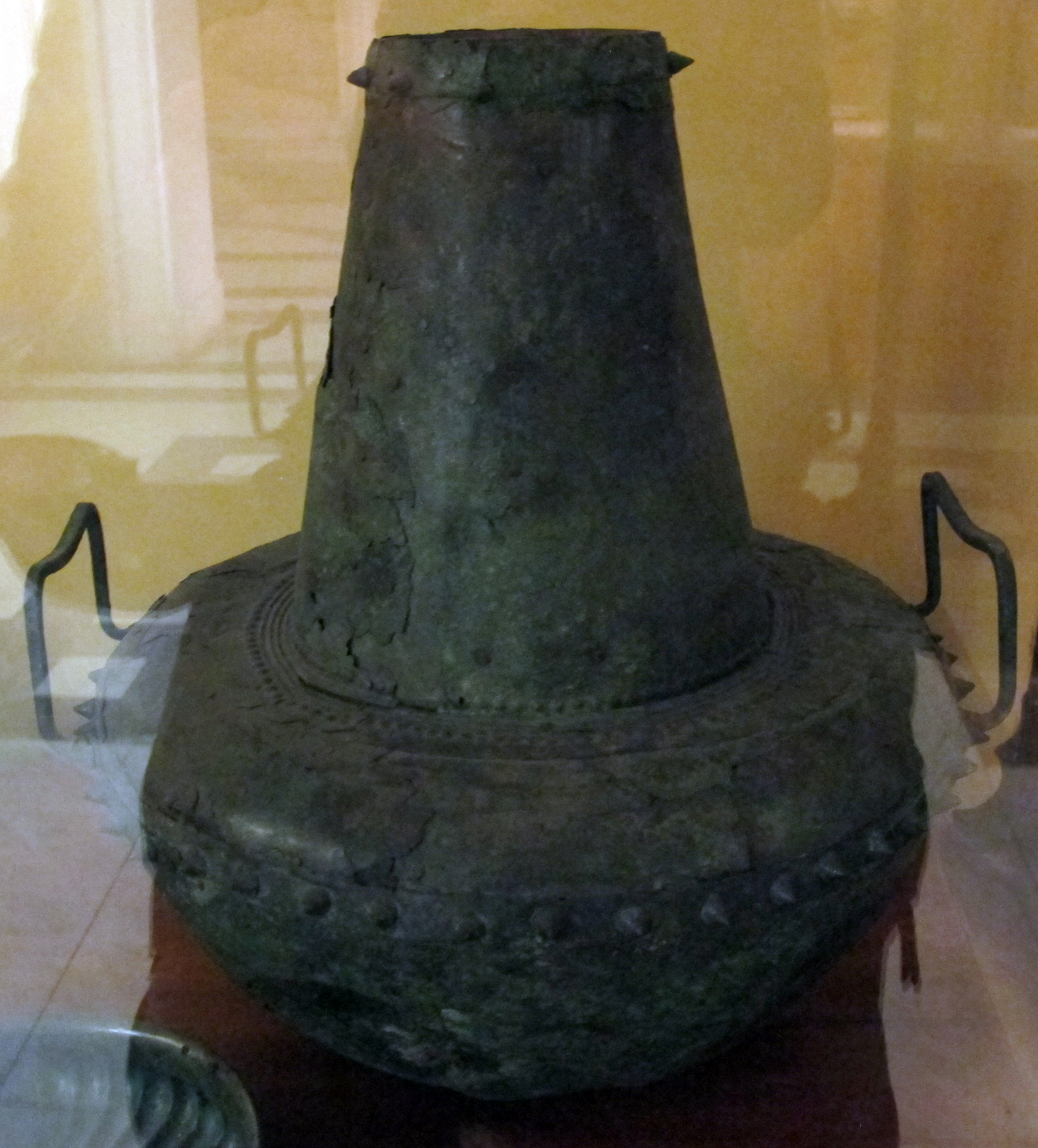
Vaso biconico della cosiddetta "Tomba Castellani" di Palestrina (730-700 a.C. ca.).
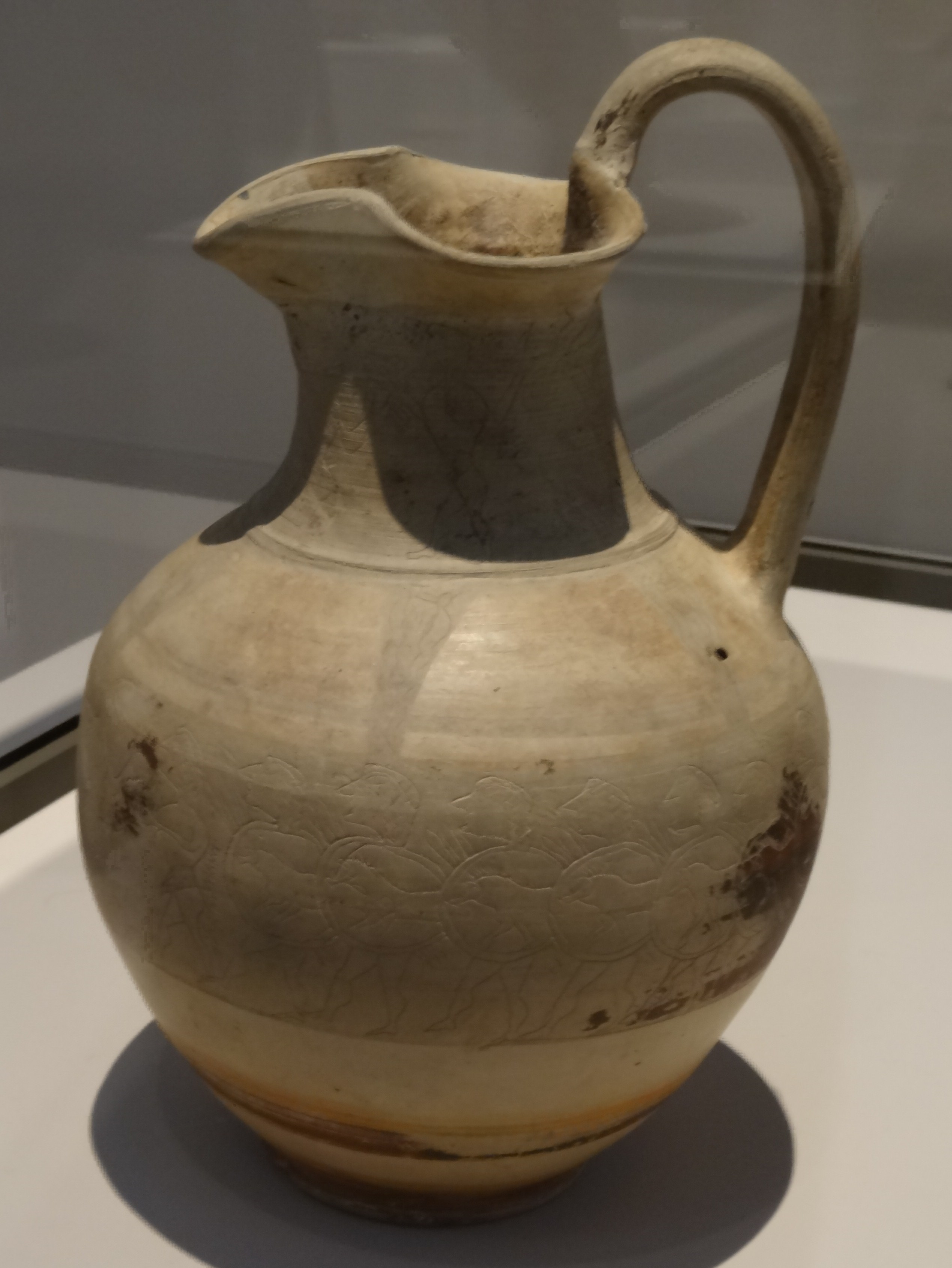
Vaso etrusco con opliti.
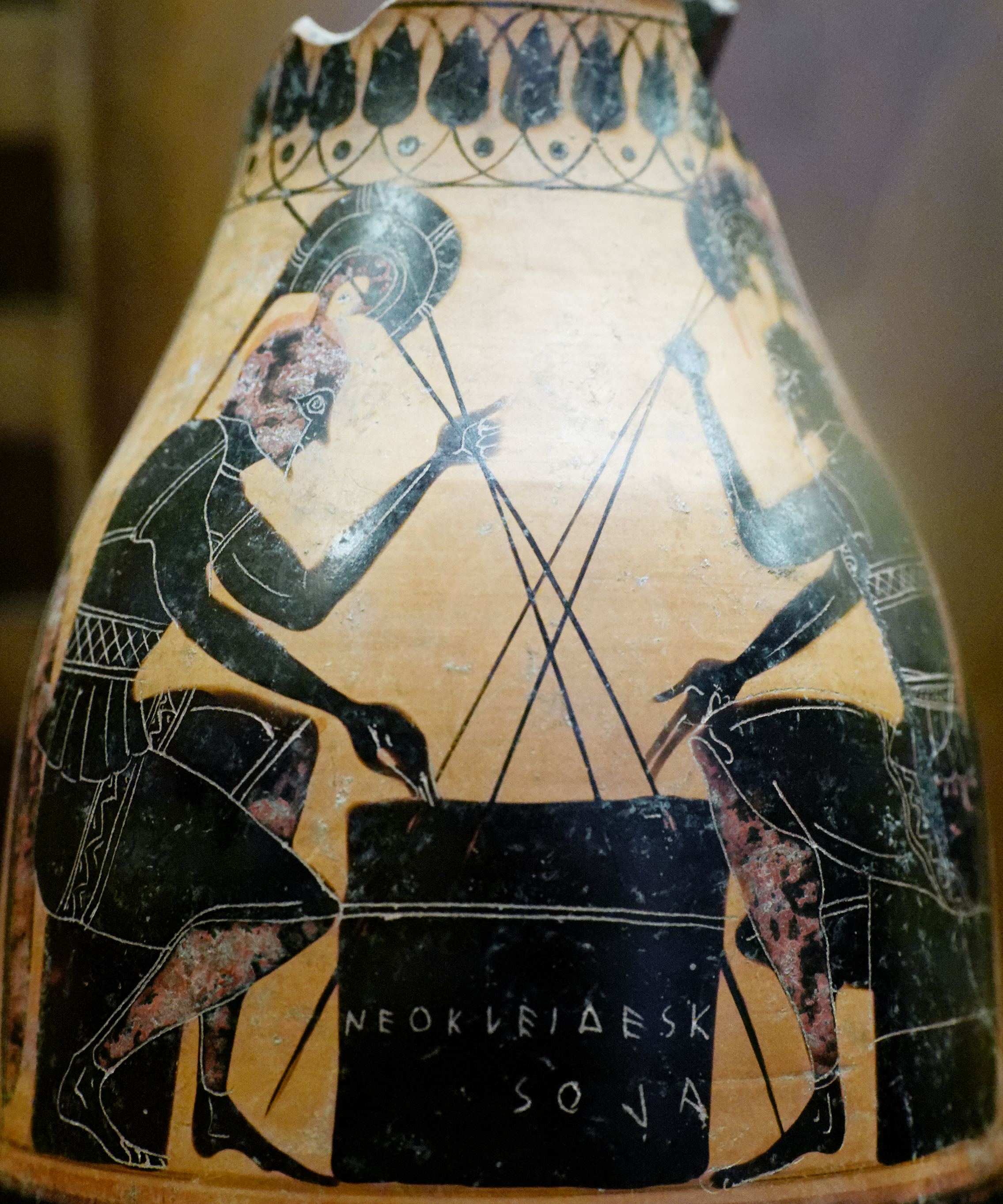
Achille e Aiace giocando a un gioco da tavolo. Oinochoe a figure nere (530 a.C.).
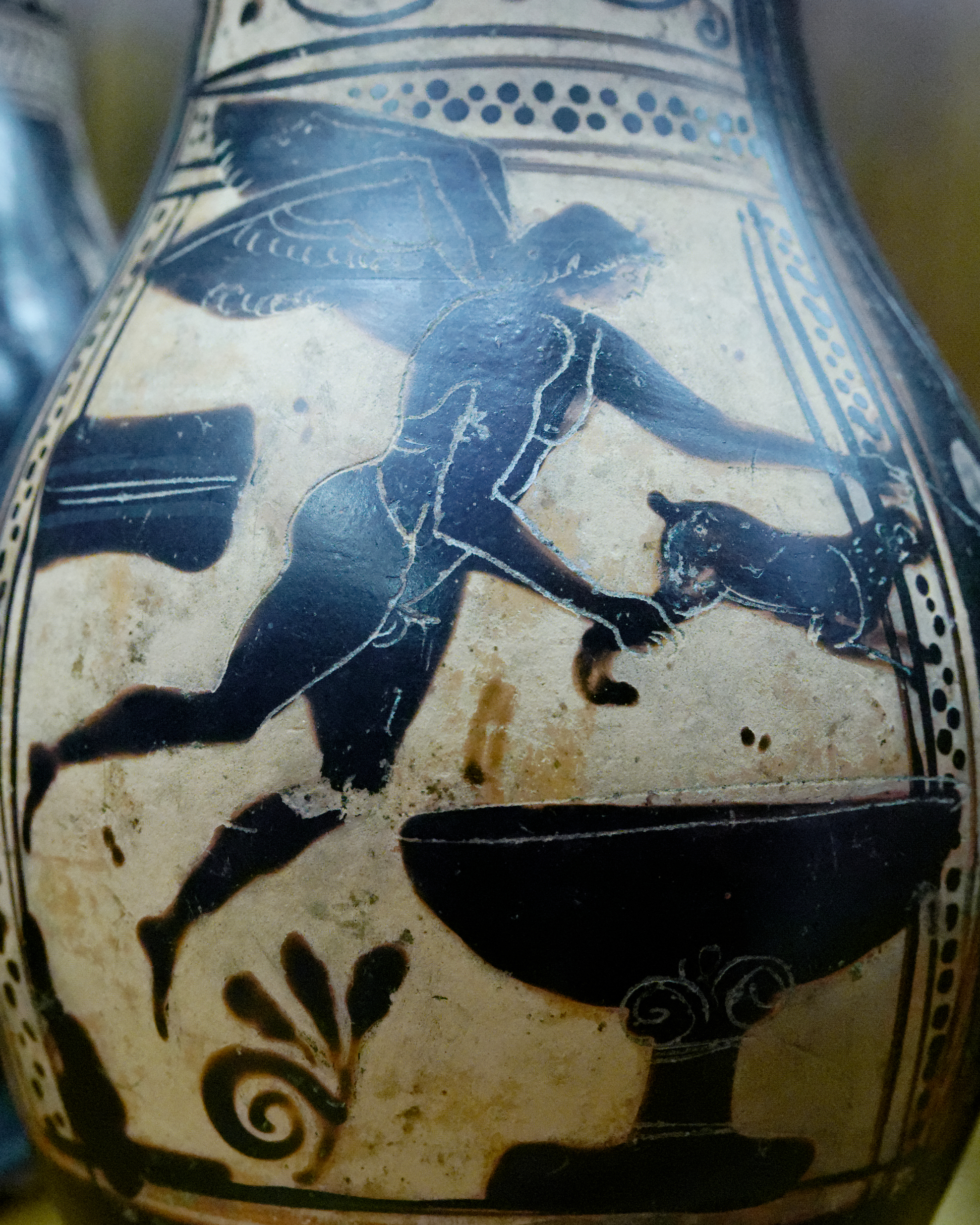
Eros in volo che regge una lepre. Olpe a figure nere (inizio del V secolo a.C.).
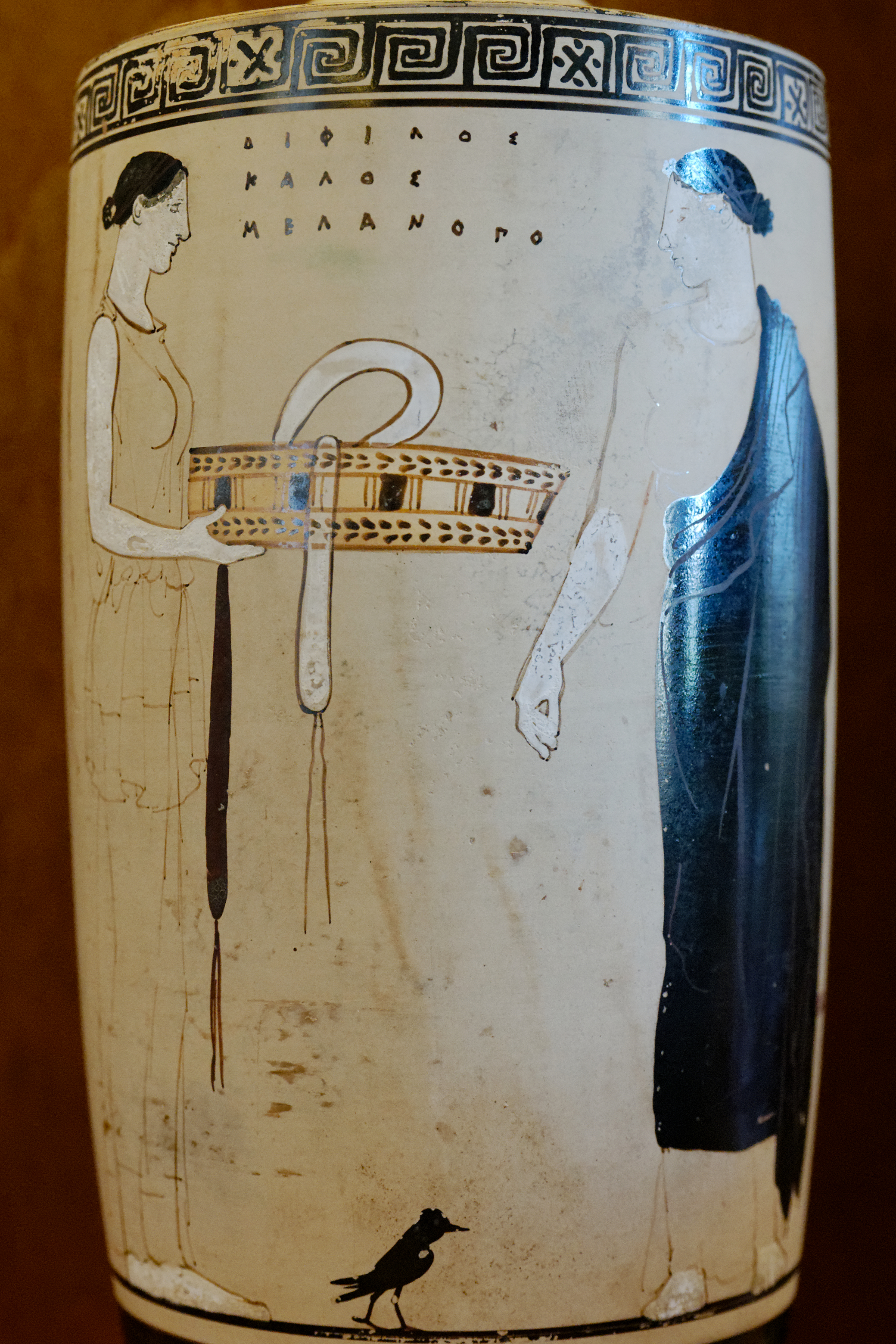
Donna con la domestica. Lekythos attico a fondo bianco.

Dal pianerottolo si accede alle sale XIII e XIV.

#### XIII e XIV - Sale dei fasti moderni
Queste sale accolgono i Fasti moderni, tavole marmoree con incisi i nomi dei magistrati civici (senatores) della città dal 1640 al 1870.
A partire dalla successiva sala XV cominciano le gallerie contenenti materiali provenienti dagli scavi di fine ottocento nei vari Horti suburbani, che venivano edificati intensivamente in quel periodo per ospitare la popolazione della nuova capitale (raddoppiata nei primi trent'anni dell'unità d'Italia), tra l'Esquilino, il Quirinale e il Viminale. Testimone e attivo protagonista di questi scavi fu Rodolfo Lanciani, che ne diede ampia documentazione, anche nella sua qualità di segretario della Commissione archeologica comunale.

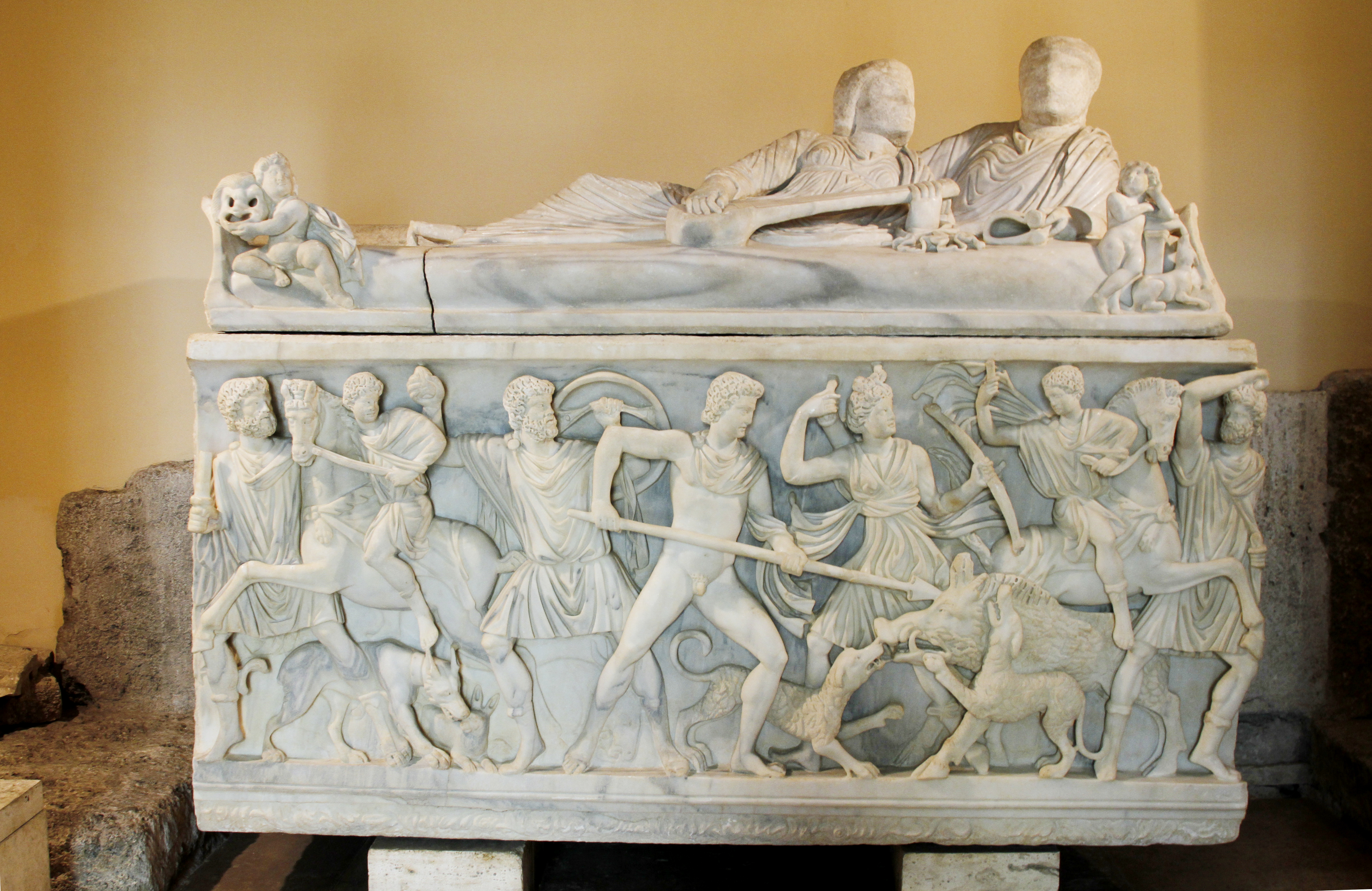
Sarcofago con coppia di defunti; il fregio rappresenta la caccia al cinghiale di Calidone, vinto dall'eroe Meleagro e dall'eroina Atalanta. Marmo proconneso, arte romana.

#### XV, XVI, XVII e XVIII - Sale degli Horti Lamiani
Sono raccolti qui materiali provenienti da scavi nella zona dell'Esquilino, tra Piazza Vittorio e Piazza Dante. Tra questi, parte di uno splendido pavimento in alabastro e frammenti della decorazione architettonica in opus sectile di un criptoportico, la Venere esquilina e il famoso Ritratto di Commodo come Ercole.

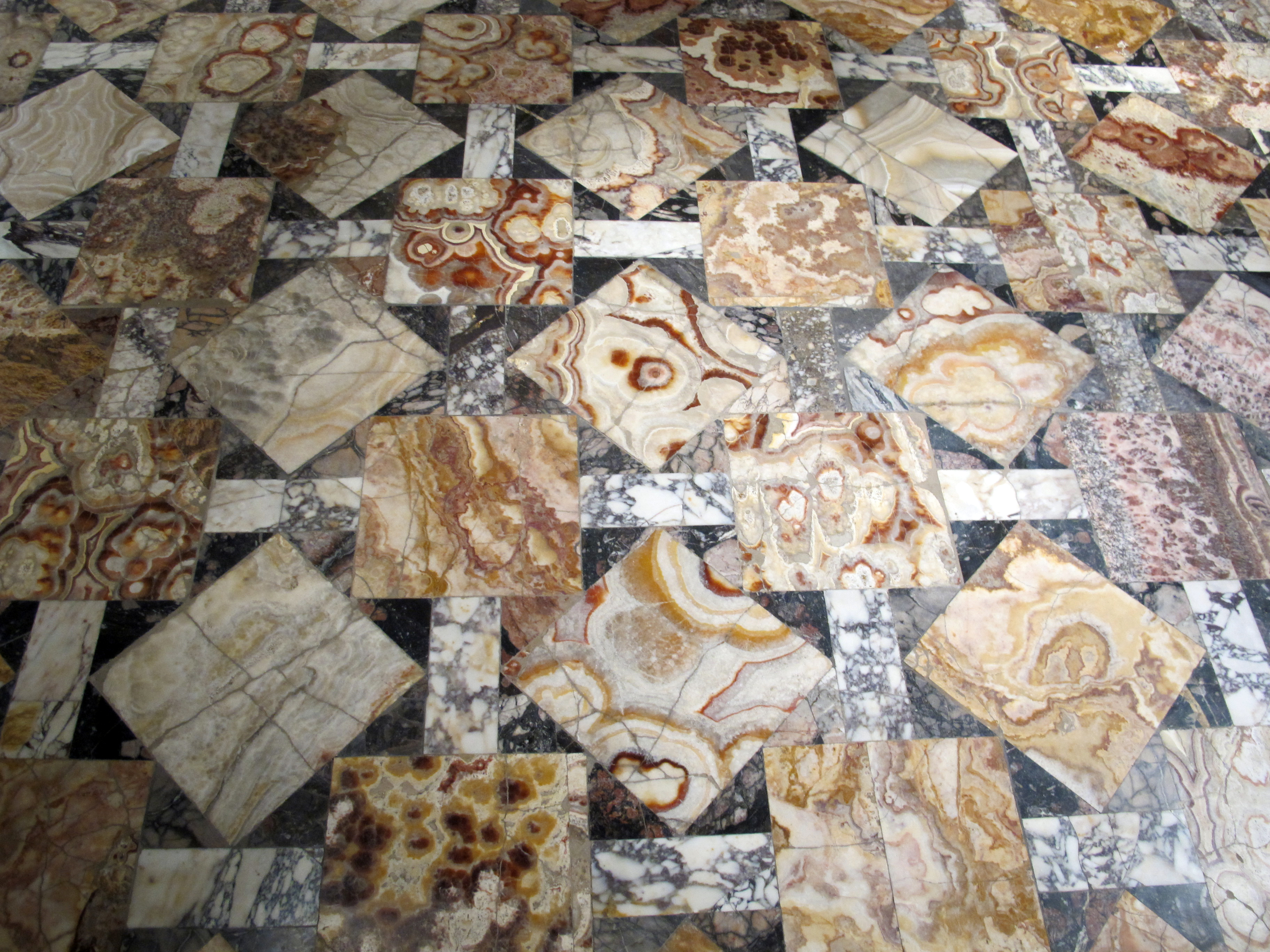
Opus sectile da pavimento in una galleria degli horti Lamiani.
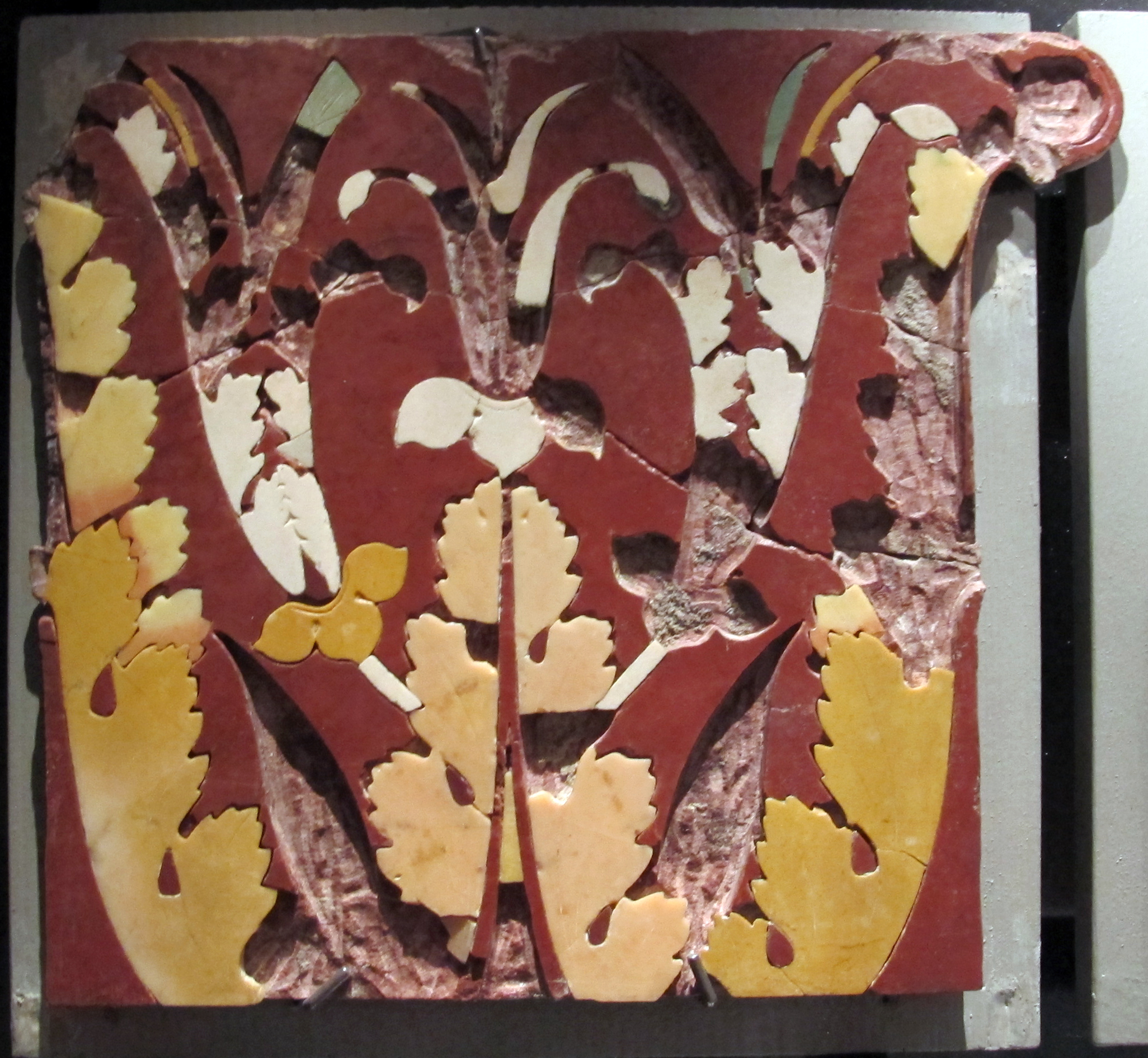
Capitello in opus sectile rosso antico, dagli horti Lamiani.
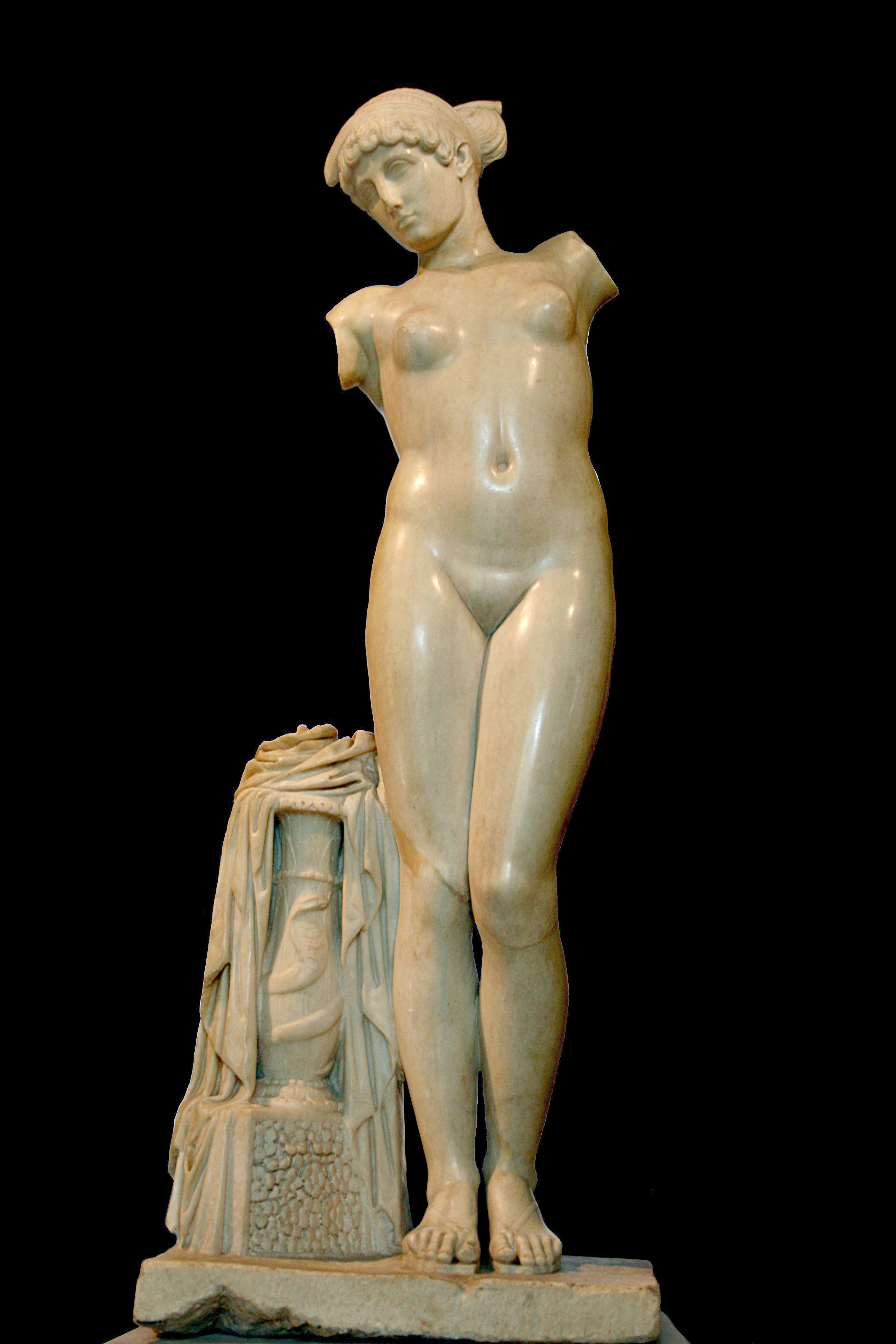
Cosiddetta Venere esquilina.
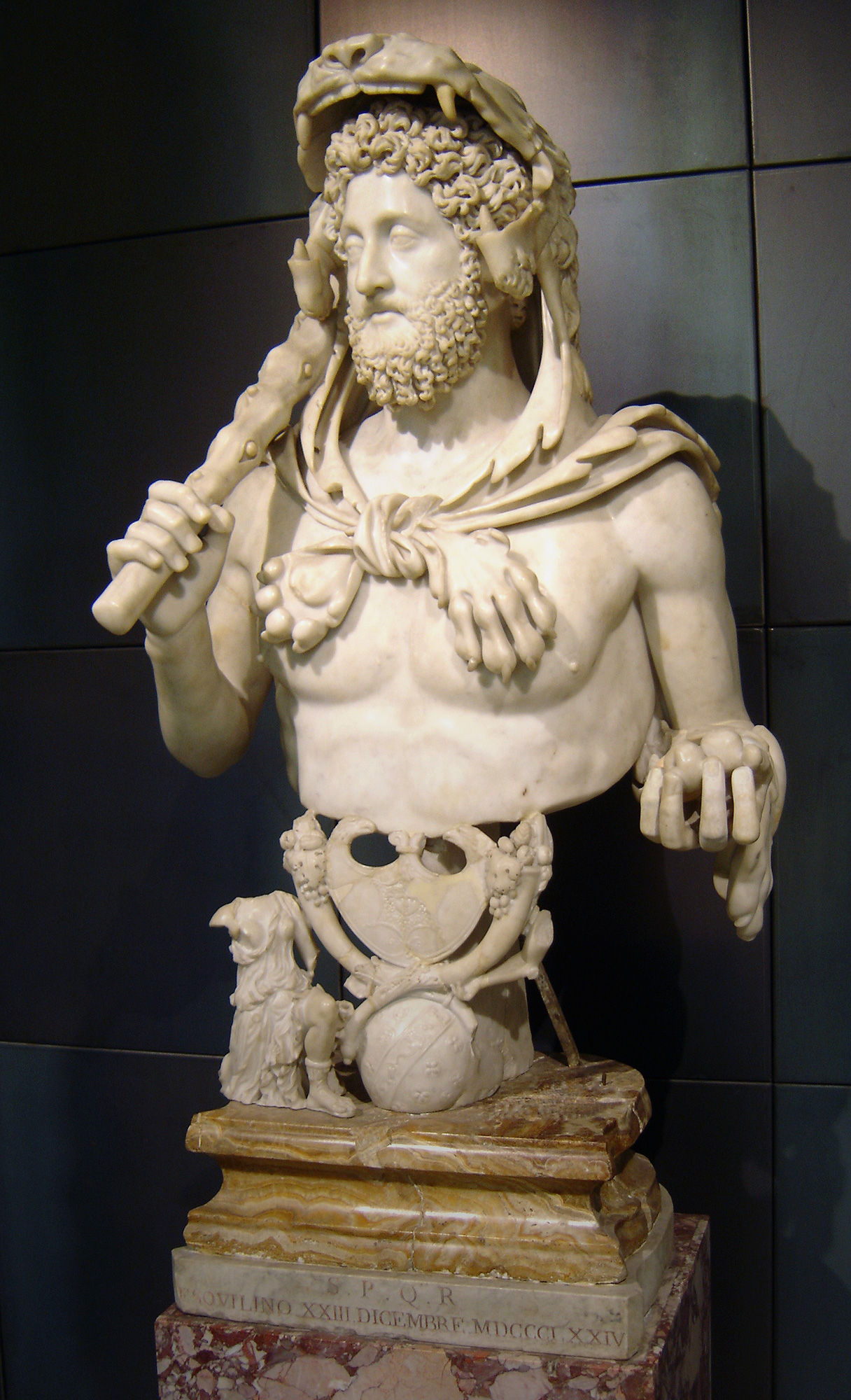
Commodo rappresentato in apoteosi come Ercole, una delle sculture più famose dagli Horti Lamiani (Musei Capitolini).
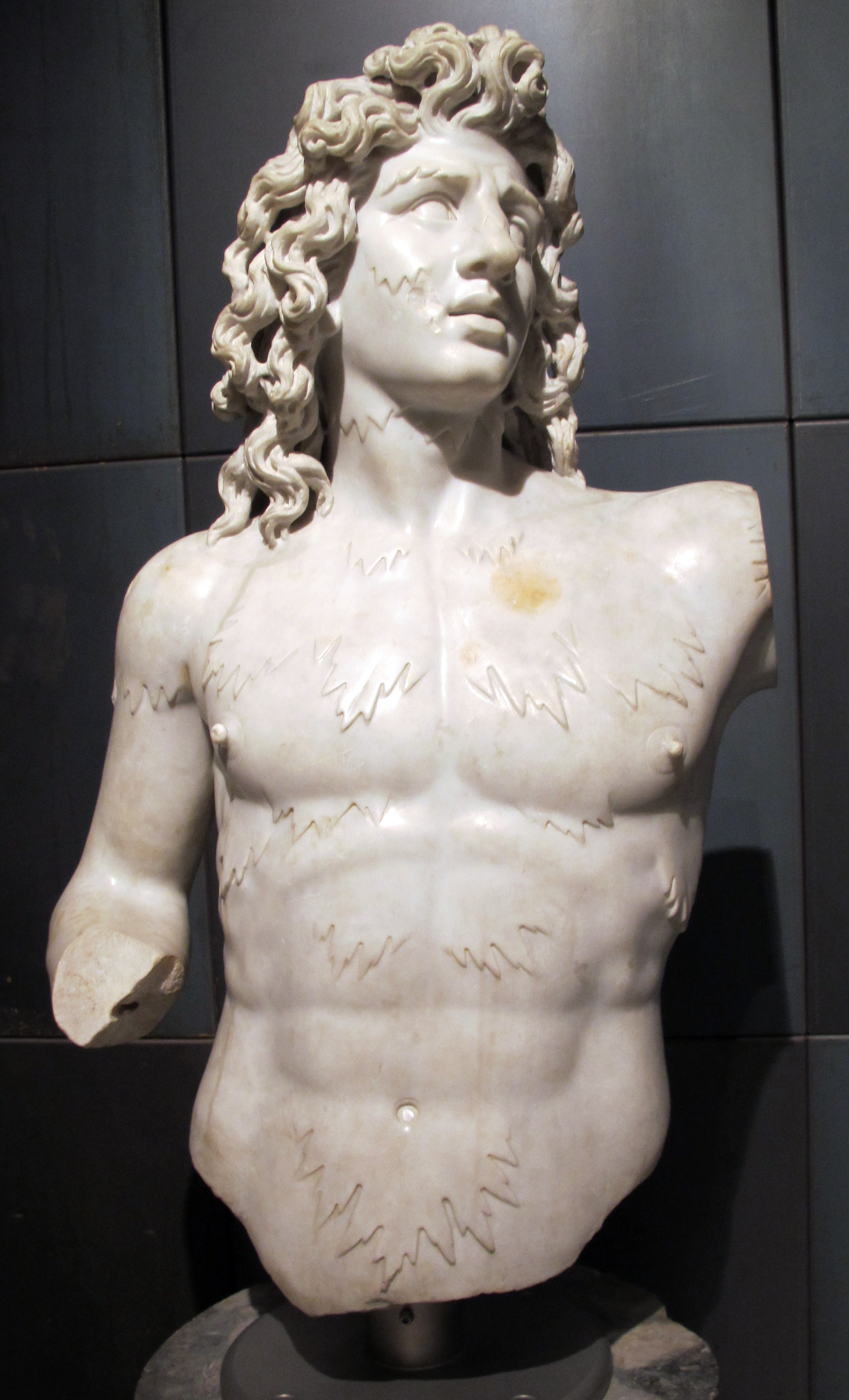
Torso di Tritone o Centauro marino da via Foscolo (databile al 191-192).
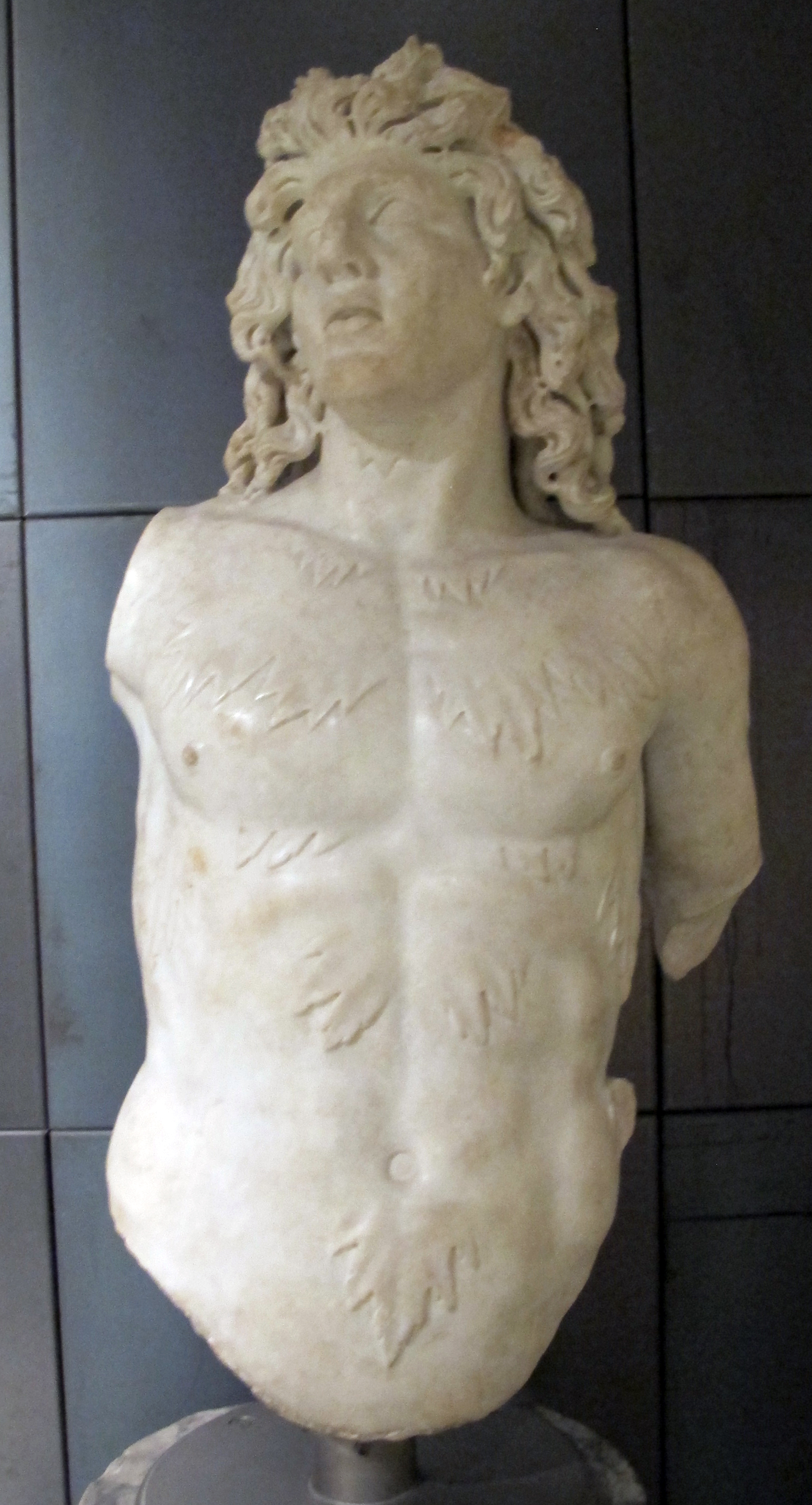
Torso di un secondo Tritone o Centauro marino da via Foscolo (databile al 191-192).
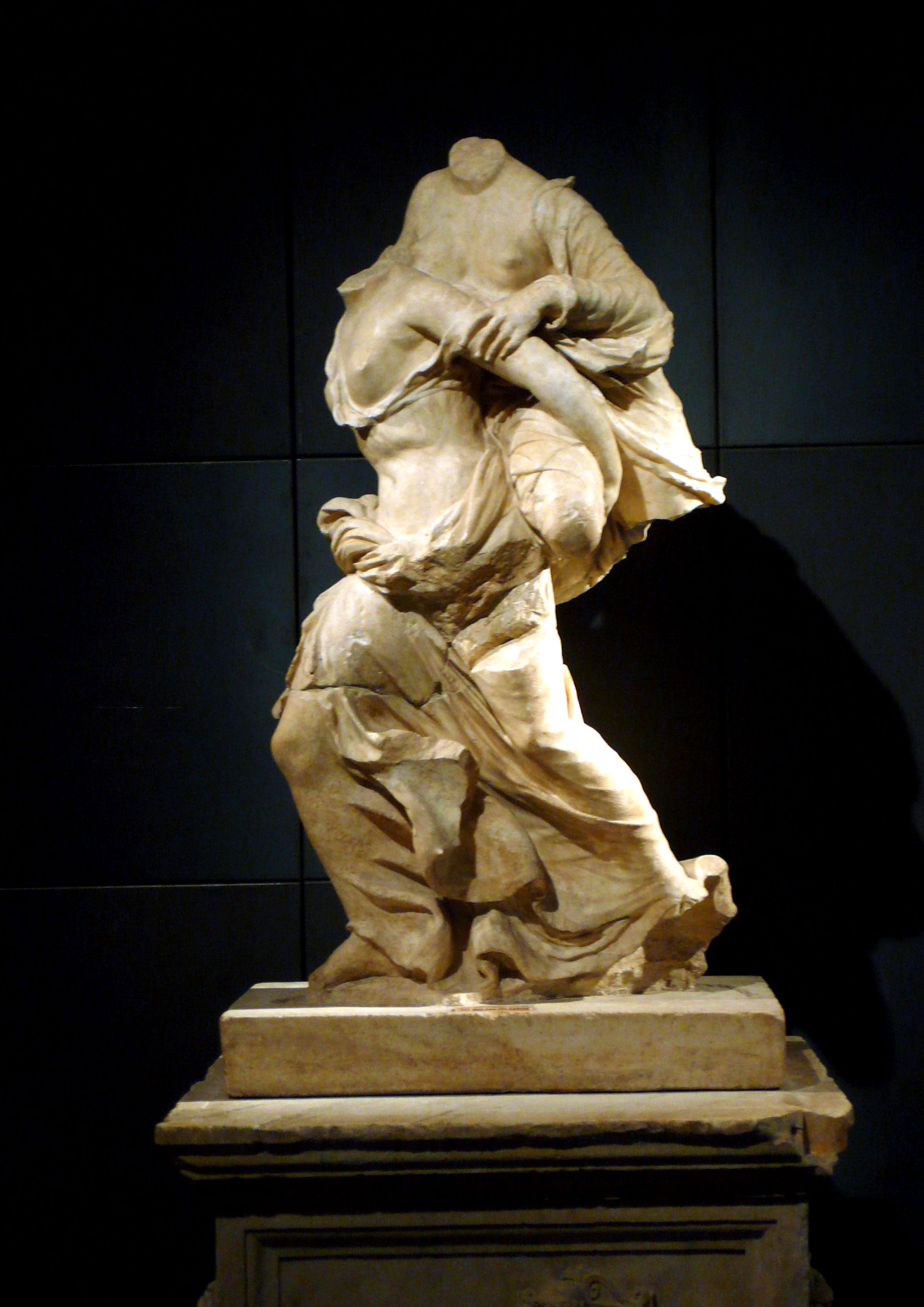
Gruppo dell'Ephedrismòs da piazza Dante (Musei Capitolini, Sala degli Orti Lamiani, IV secolo a.C.).
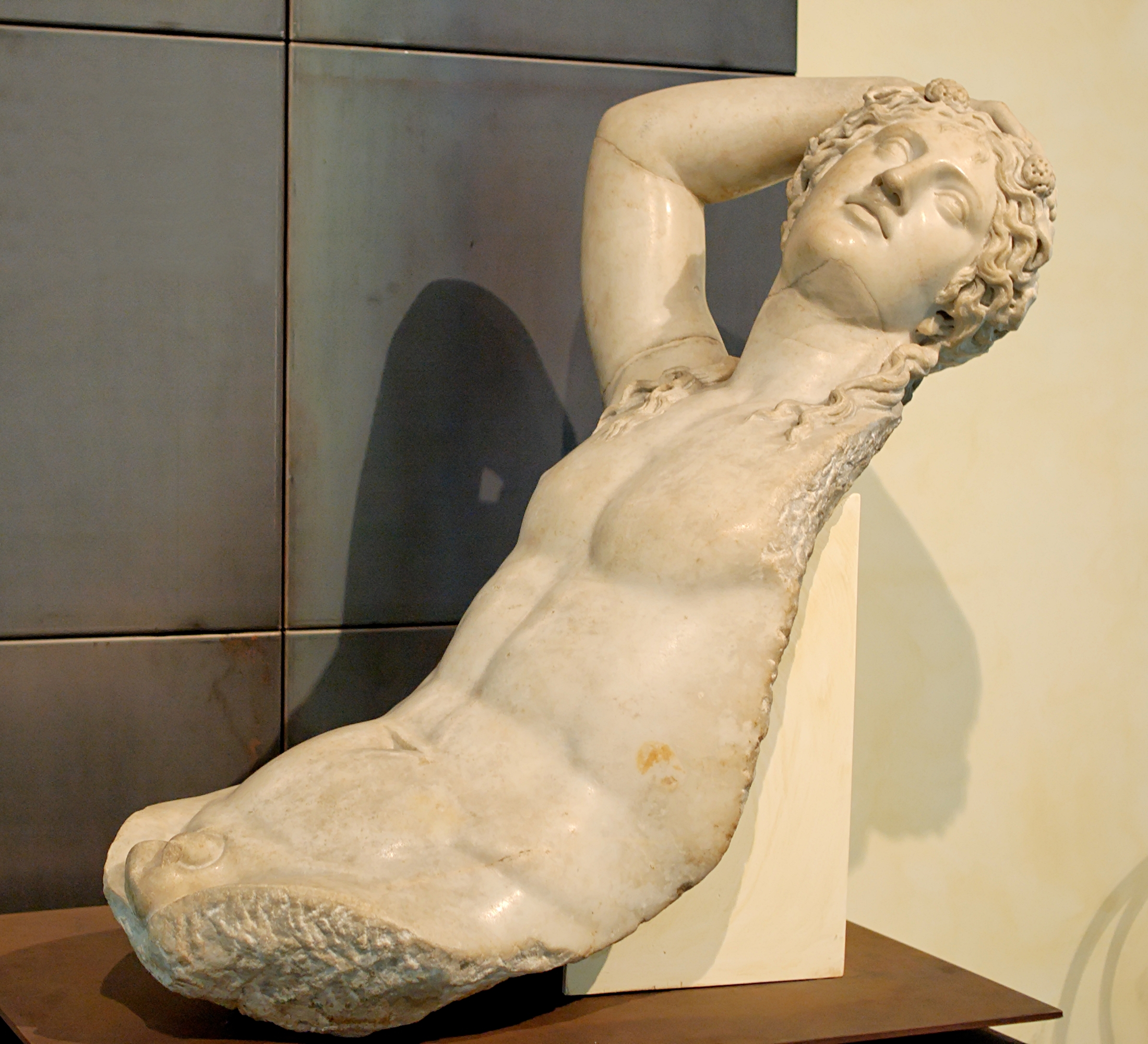
Torso di Bacco da via Foscolo (Musei Capitolini, Sala degli Orti Lamiani, età Antonina).
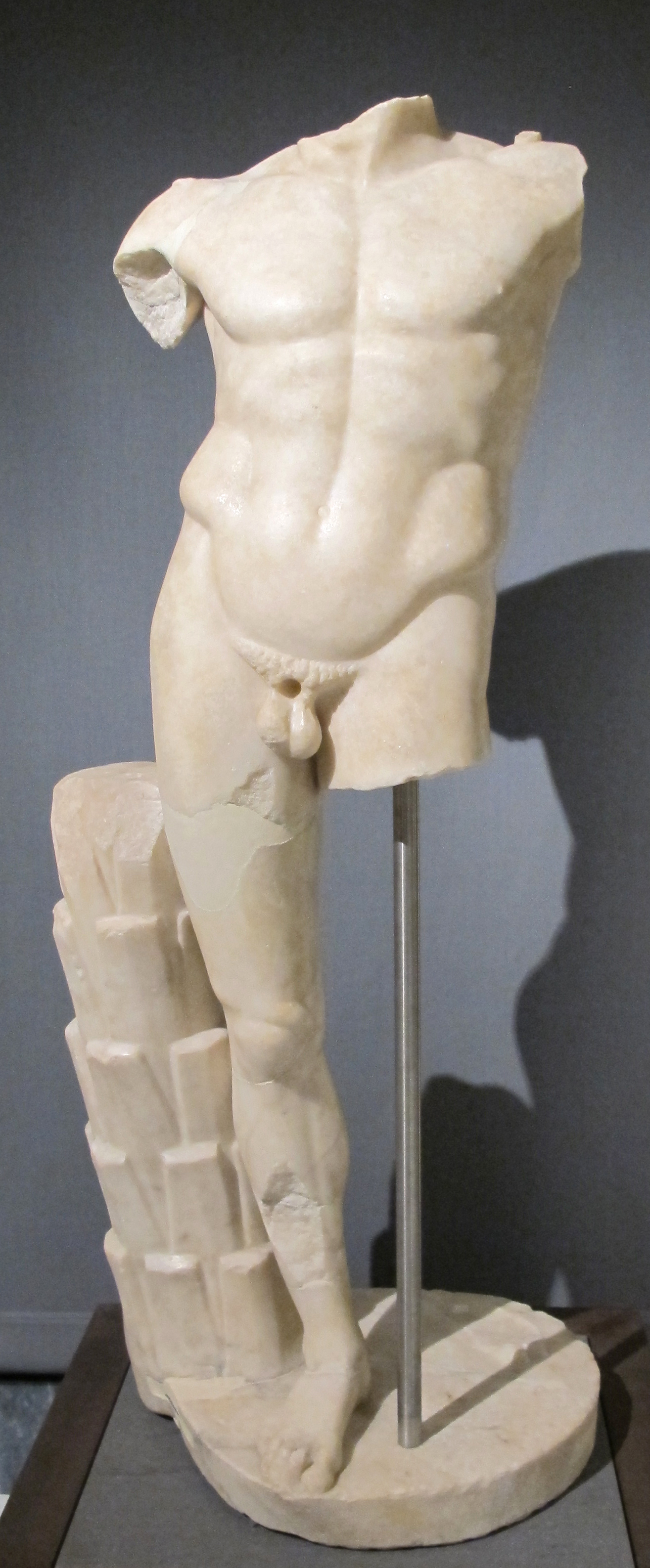
Diadoumeno (copia romana da originale di Policleto del 420 a.C. ca.; da horti Lamiani.
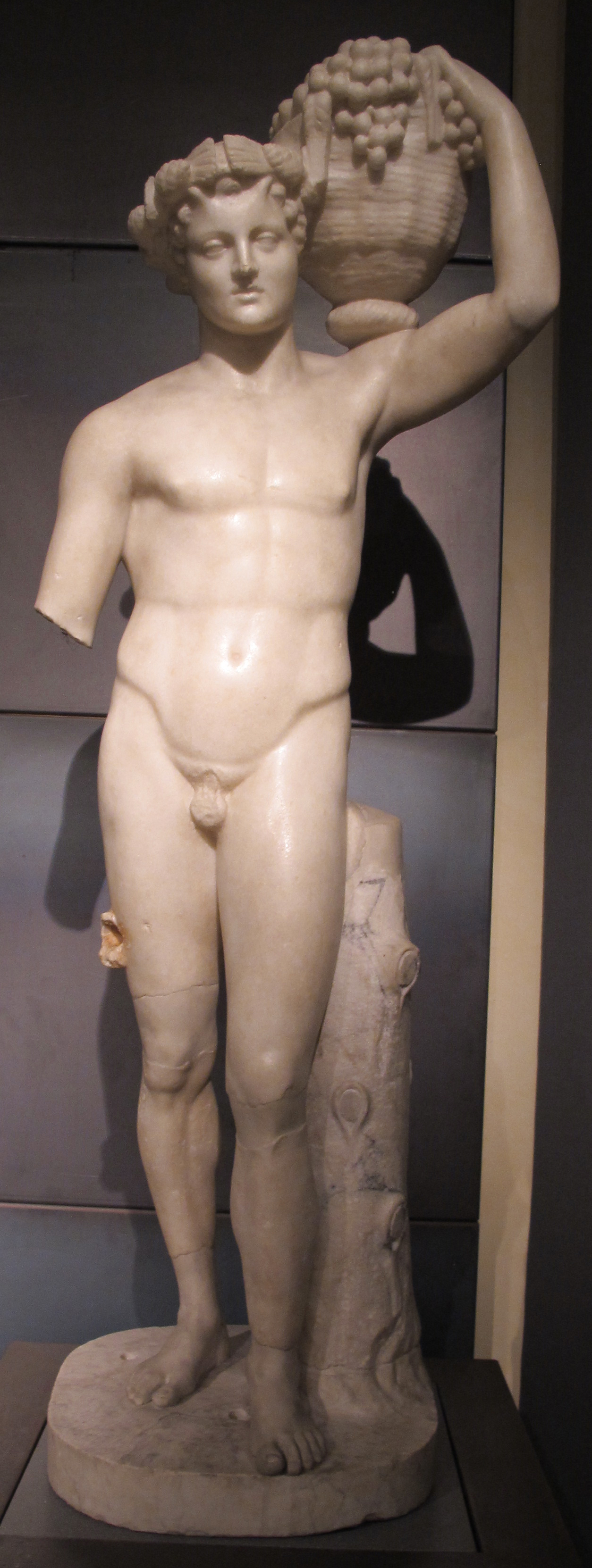
Statua di fauno con cesto d'uva (da horti Lamiani).
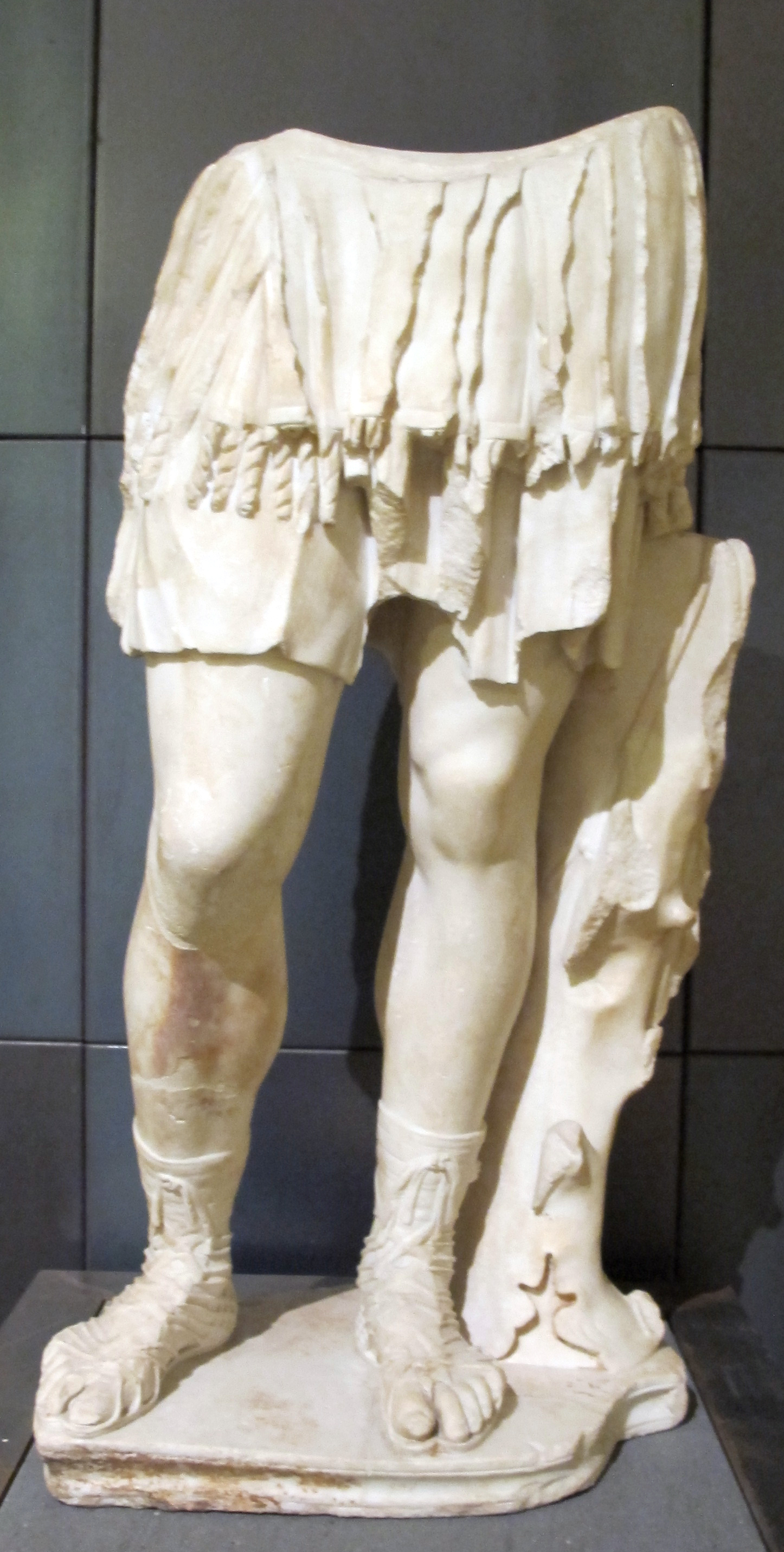
Statua di militare romano (I sec a.C.-I secolo d.C., da horti Lamiani).
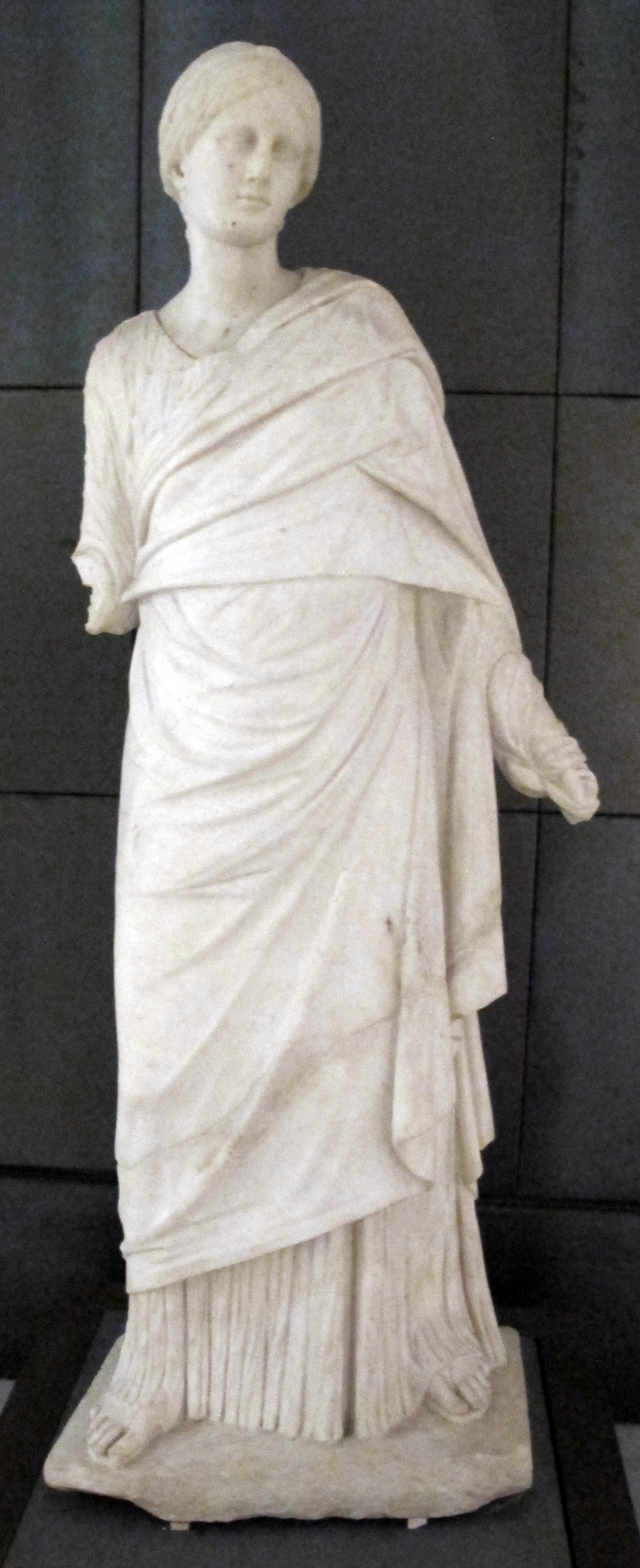
Statua femminile con chitone (copia da modello del primo ellenismo, da horti Lamiani).
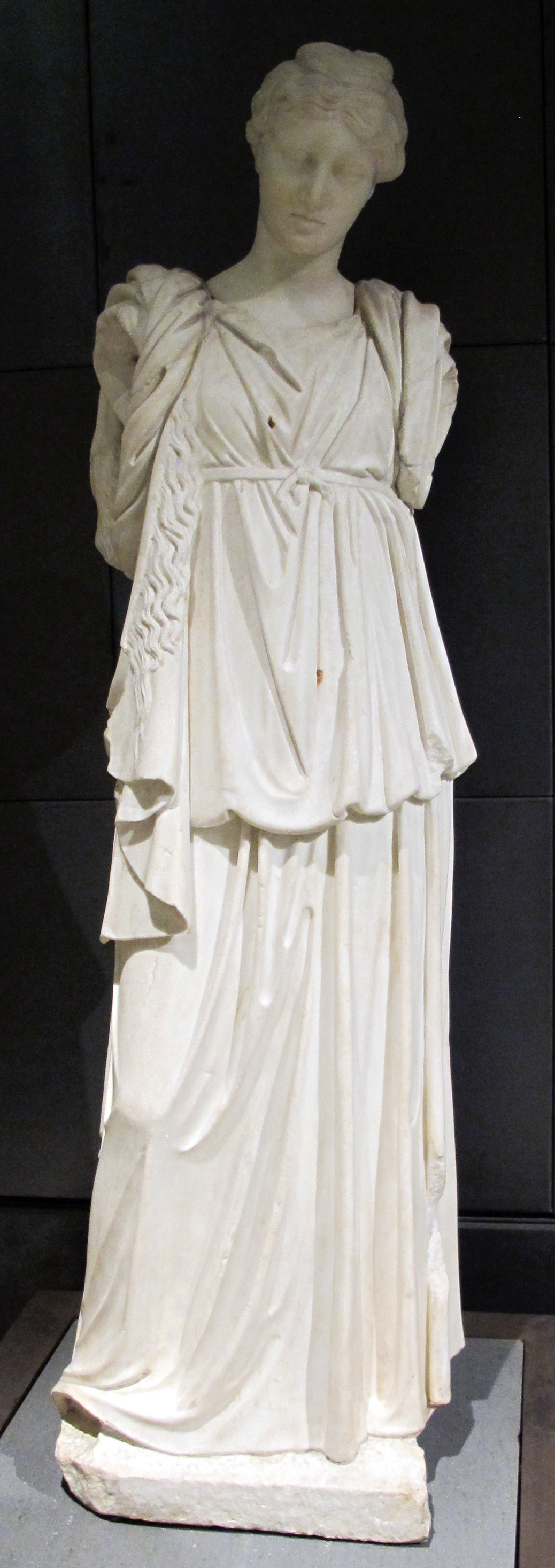
Statua femminile con peplo (copia romana ispirata a muse del primo ellenismo, da horti Lamiani).
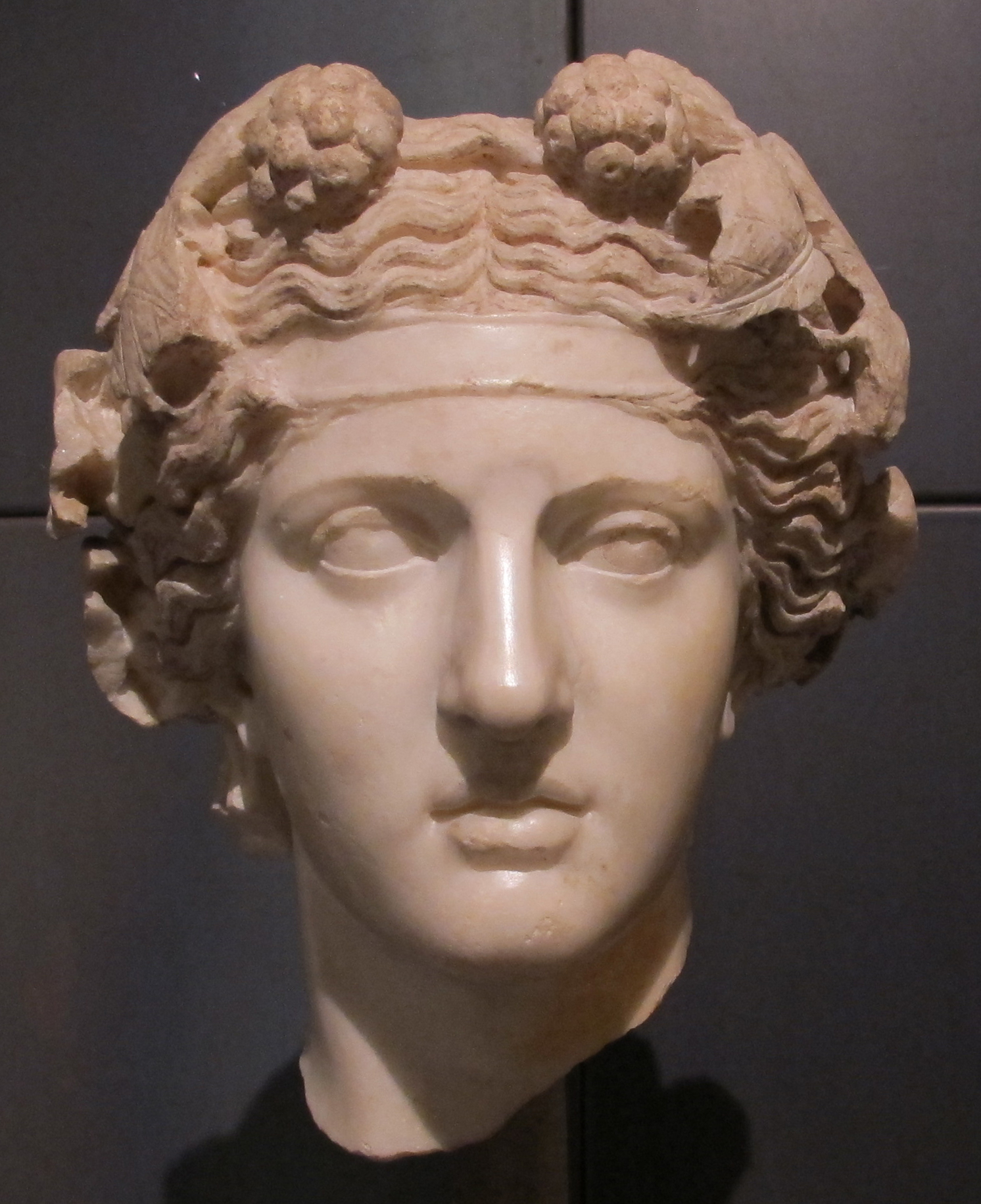
Testa di Dioniso (opera eclettica da modelli ellenistici, da horti Lamiani).

#### XIX e XX - Sale degli Horti Tauriani e Vettiani

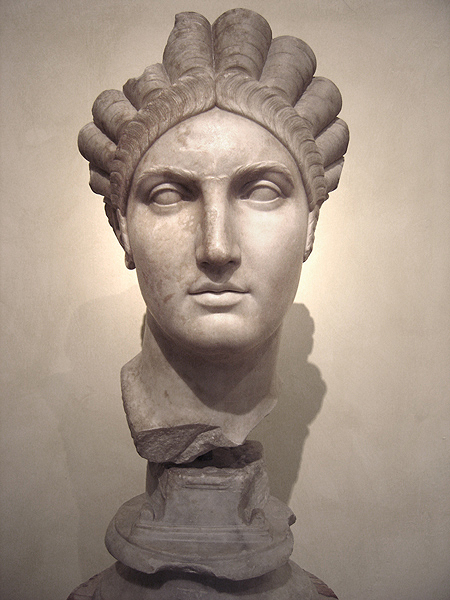
Busto di Salonina Matidia (68-119).
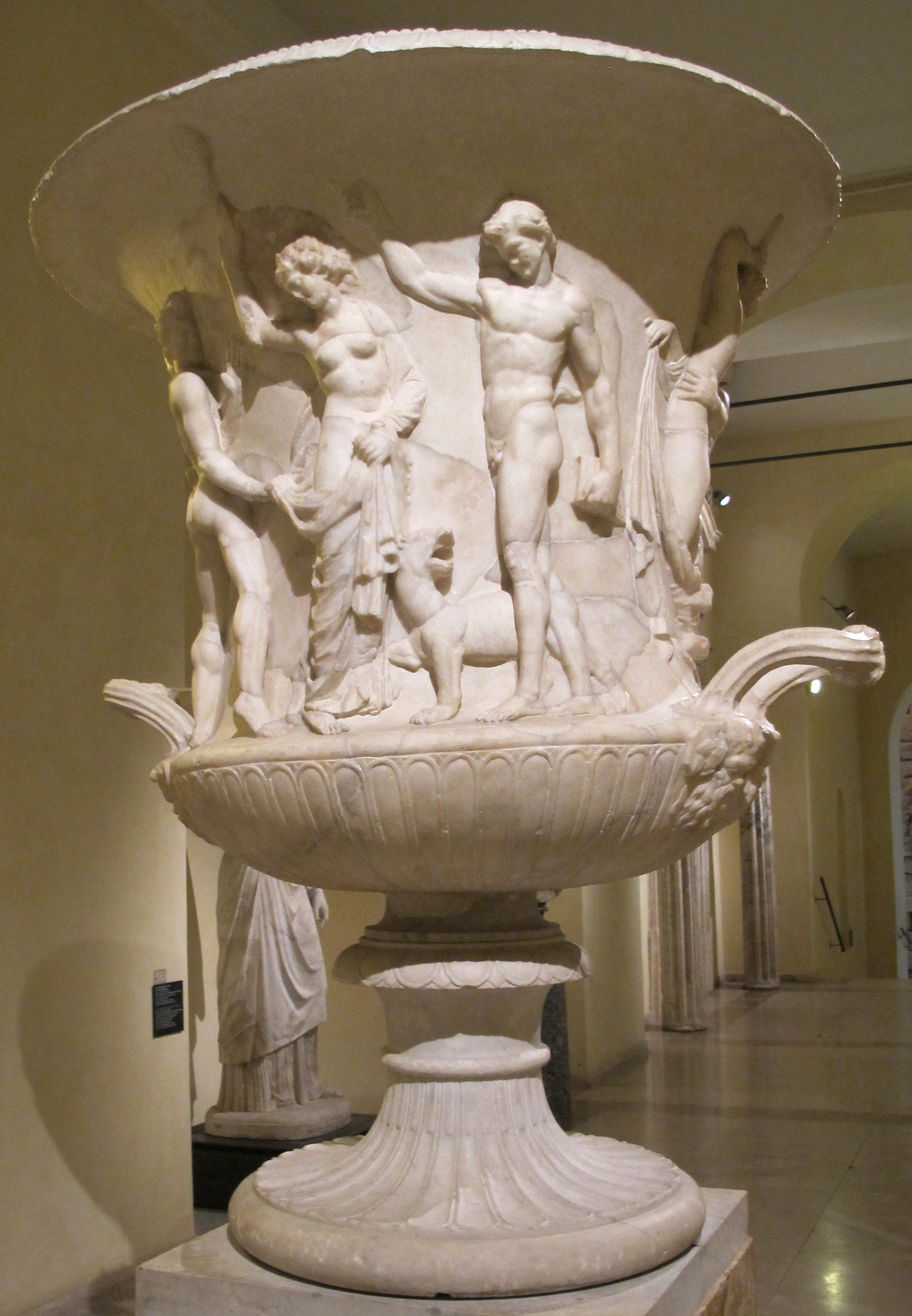
Cratere con scene bacchiche, da horti Vettiani.

#### XXI, XXII e XXIII - Sale degli Horti di Mecenate
Qui sono esposti fra l'altro il Marsia al supplizio e la cosiddetta testa di Amazzone, Rhyton di Pontios (fontana neoattica dagli Horti Maecenatis.

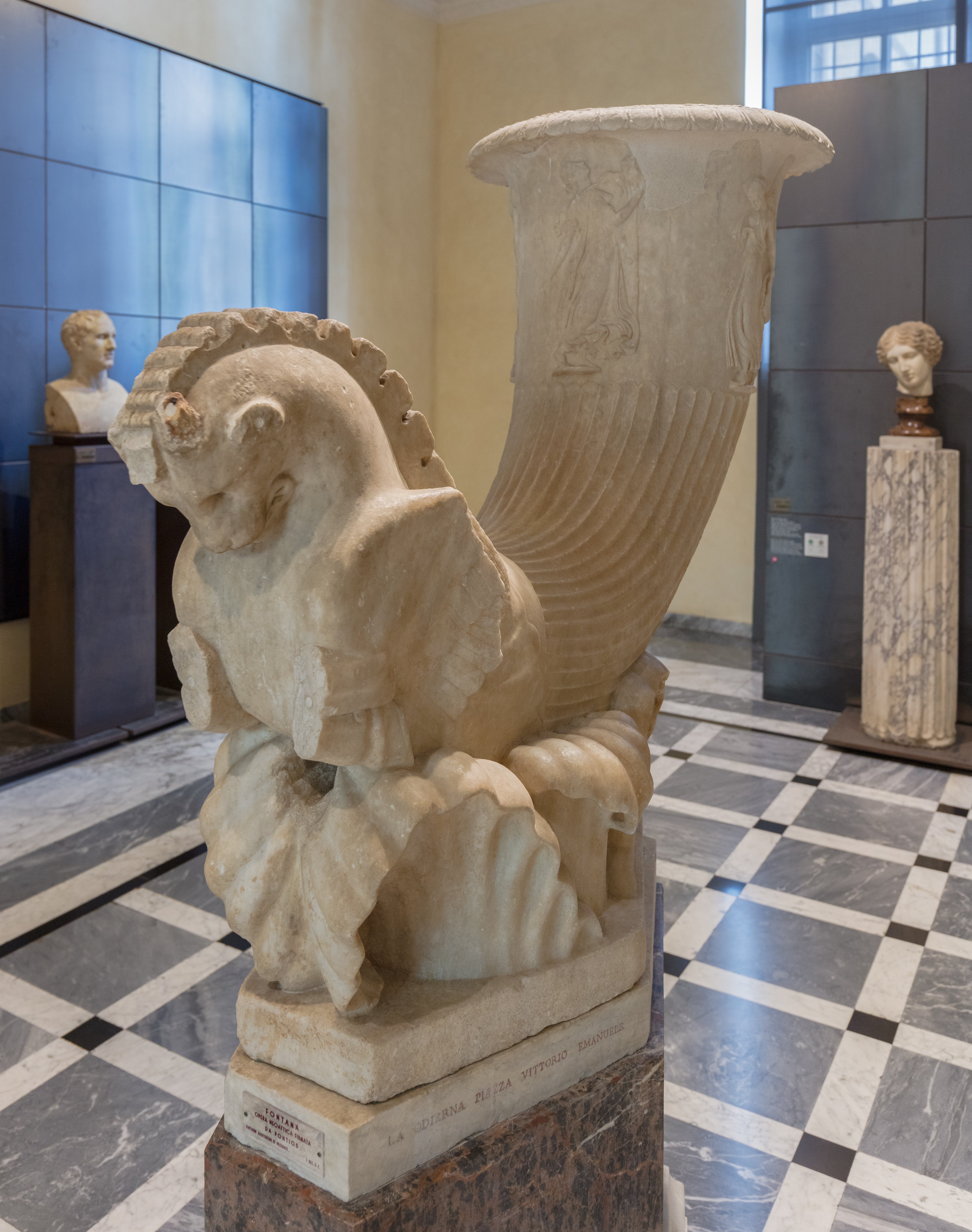
Fontana neoattica dagli Horti Maecenatis.
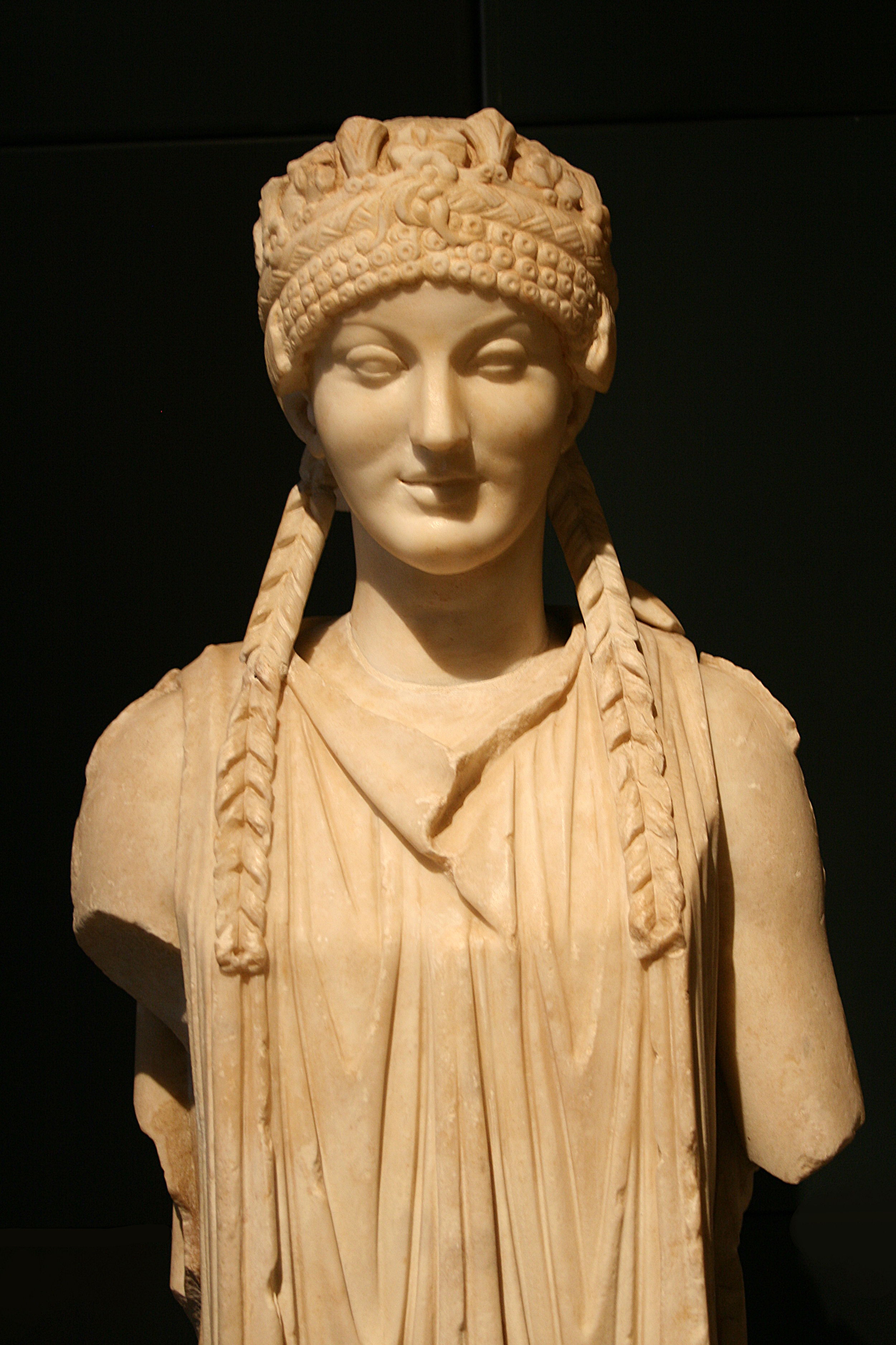
Cariatide proveniente dagli Horti Maecenatis.
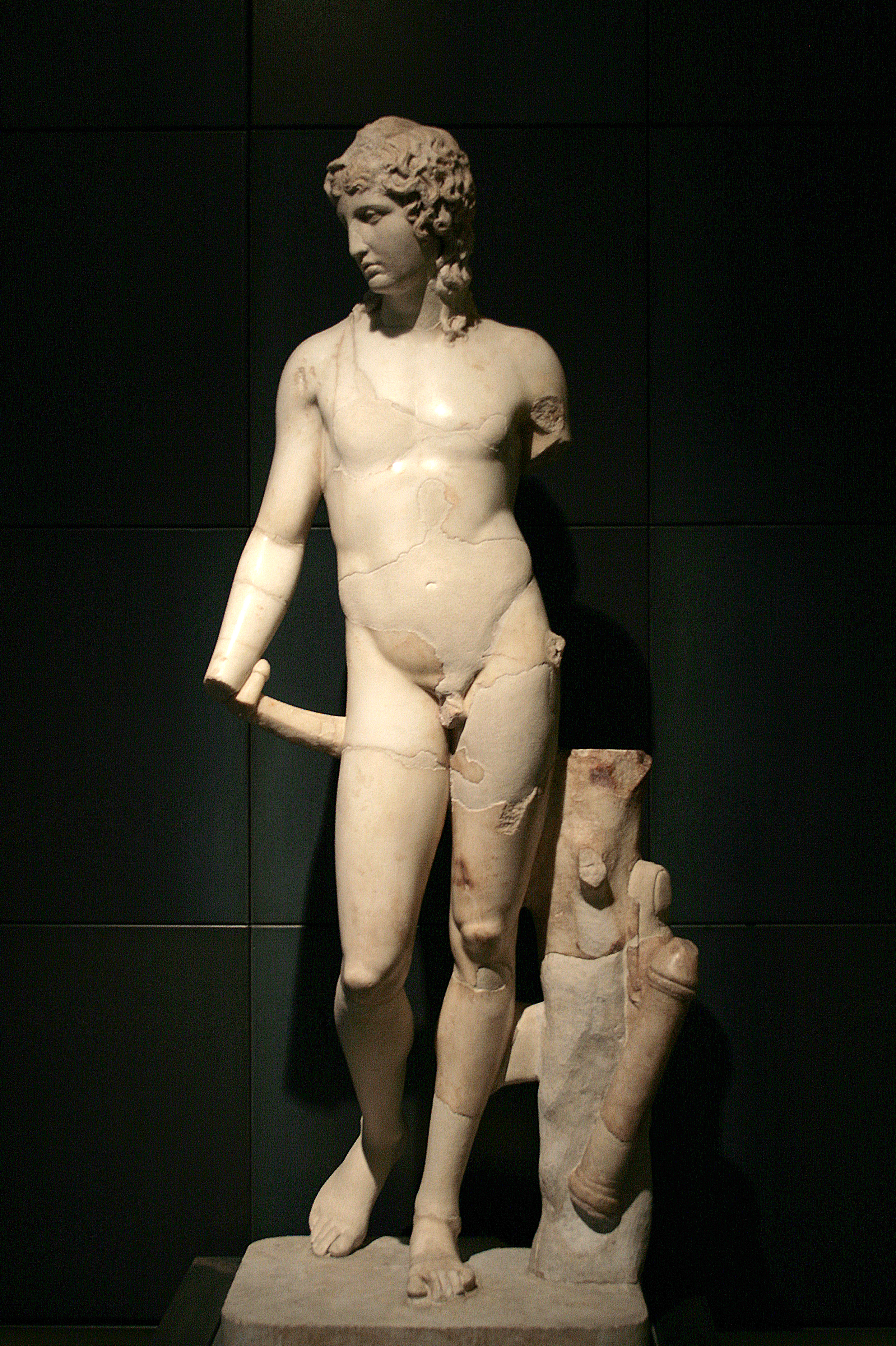
Eros o Thanatos (Horti Maecenatis).
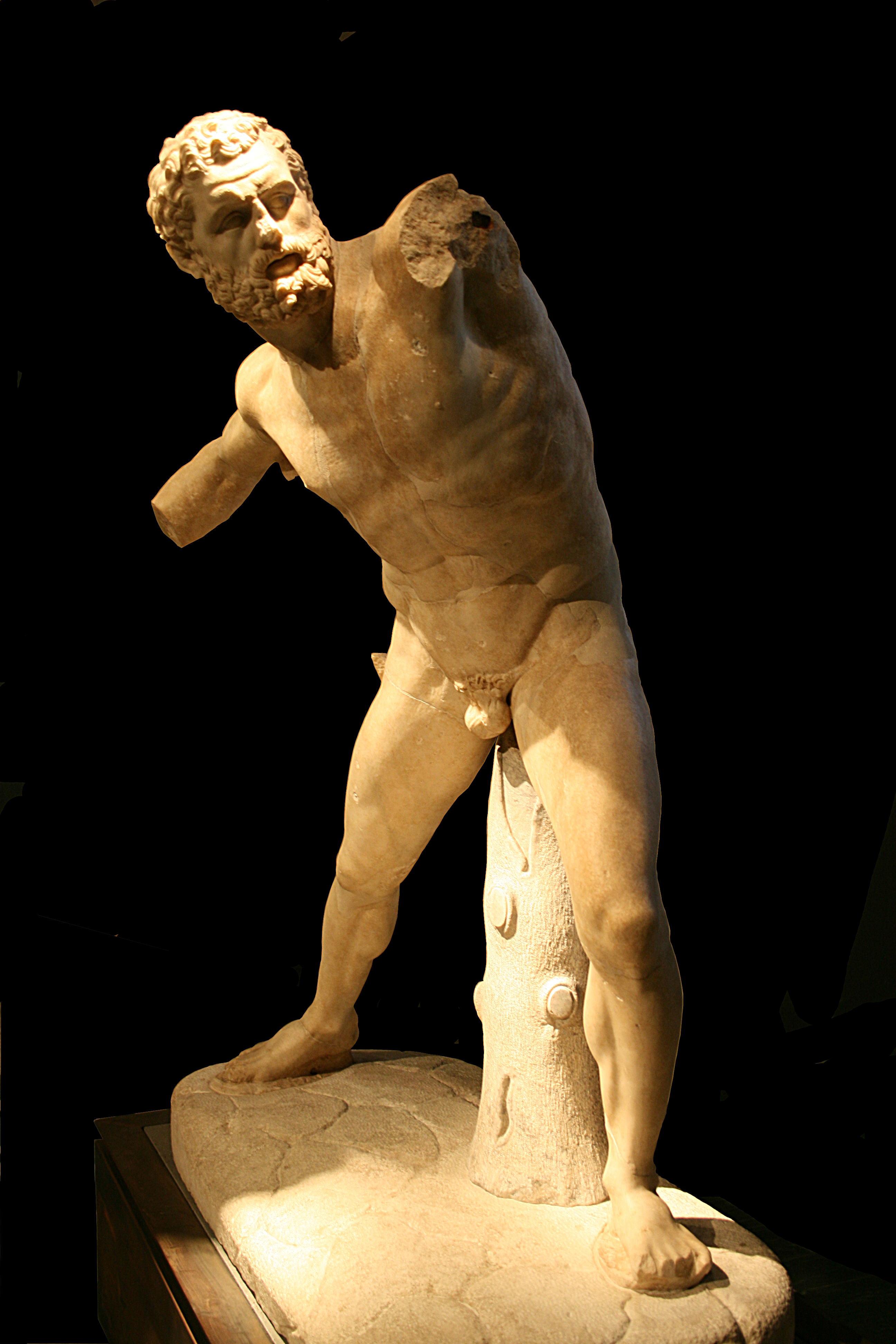
Ercole che combatte (Horti Maecenatis).
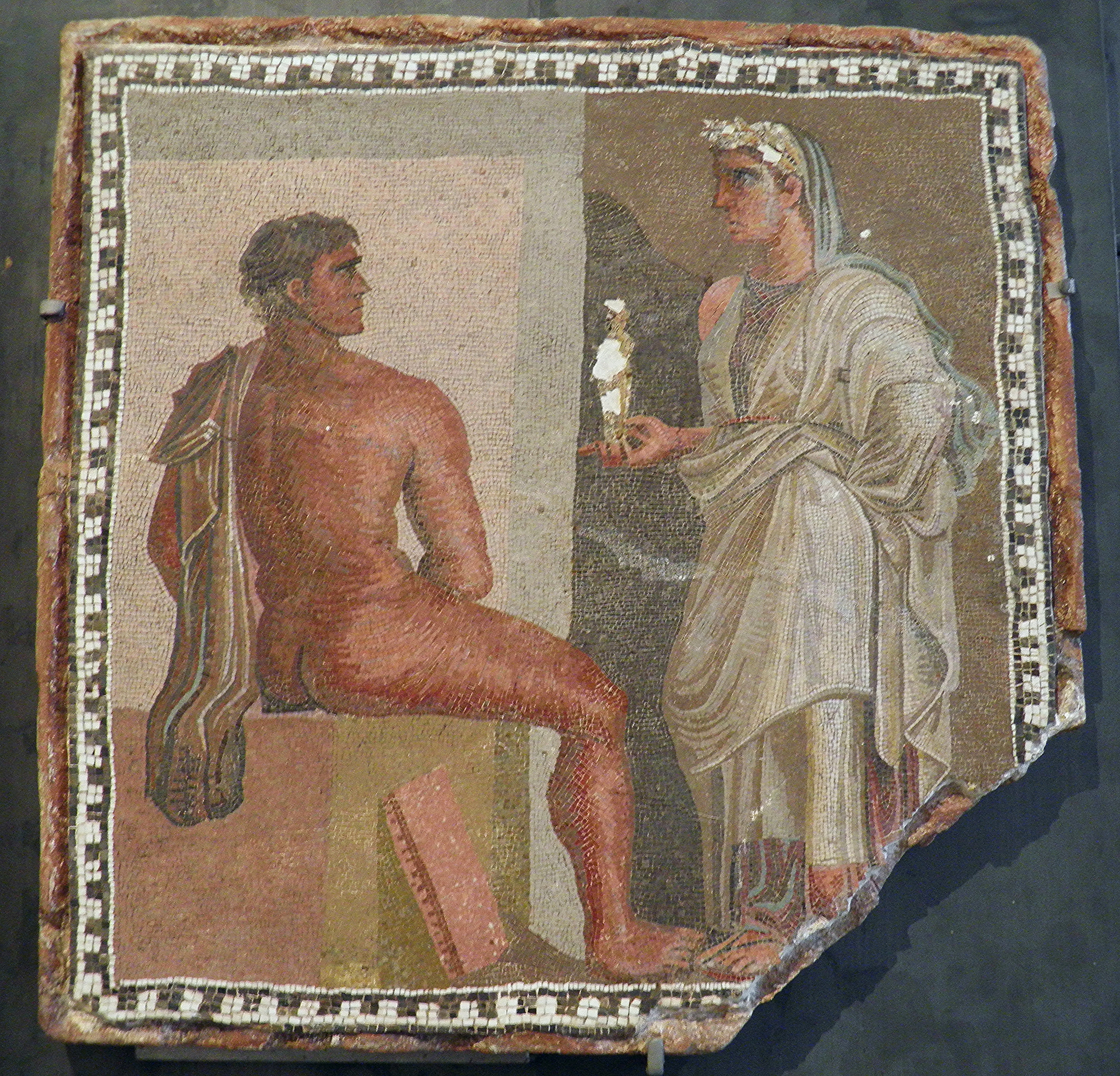
Mosaico che rappresenta Oreste e Ifigenia (II-III secolo).

#### XXIV - Galleria degli Horti
Qui sono esposti due grandi crateri ornamentali e i ritratti di Adriano, Vibia Sabina e Matidia provenienti dagli Horti Tauriani.

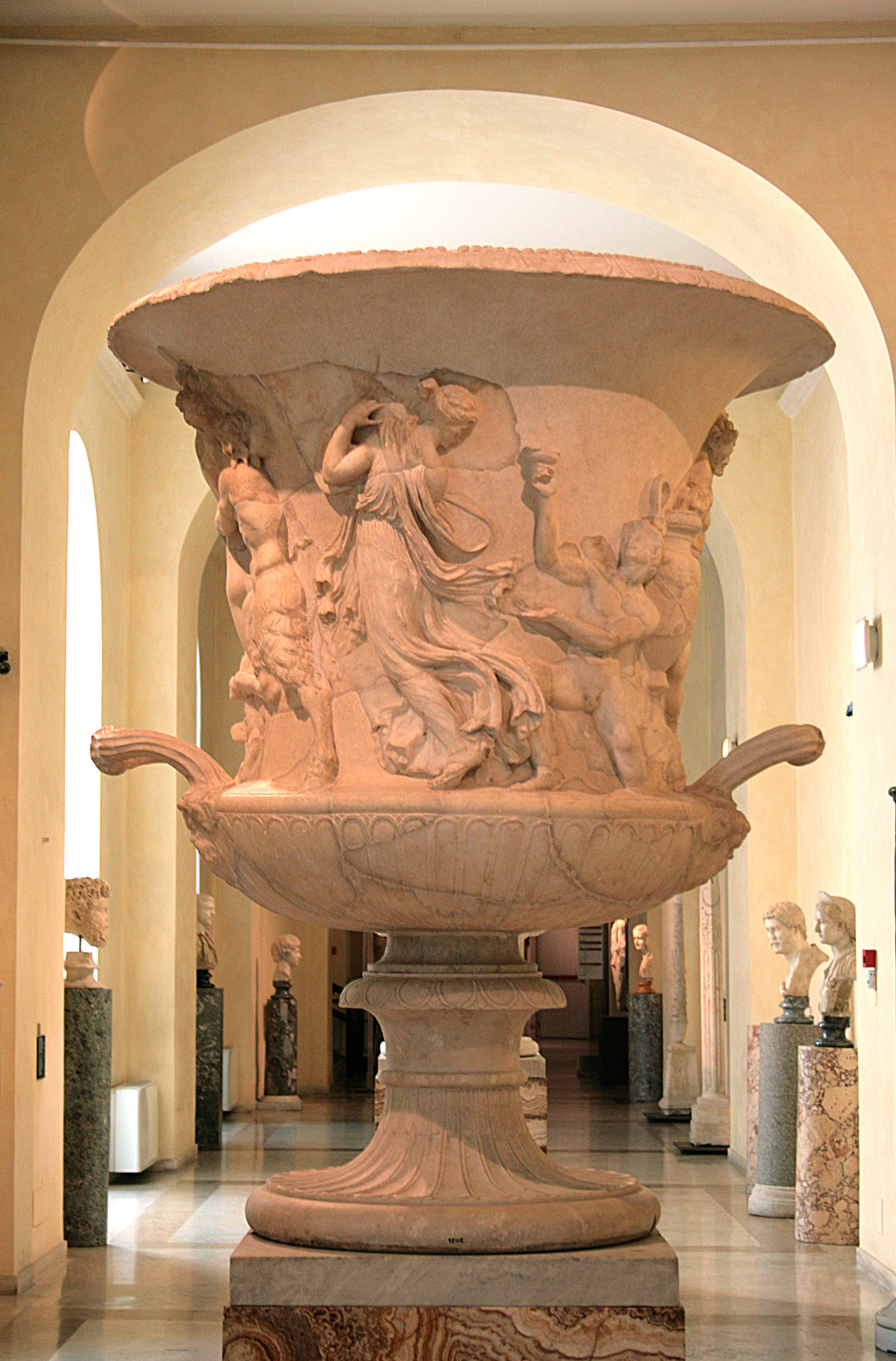
Cratere con scene bacchiche, posto al centro della galleria.
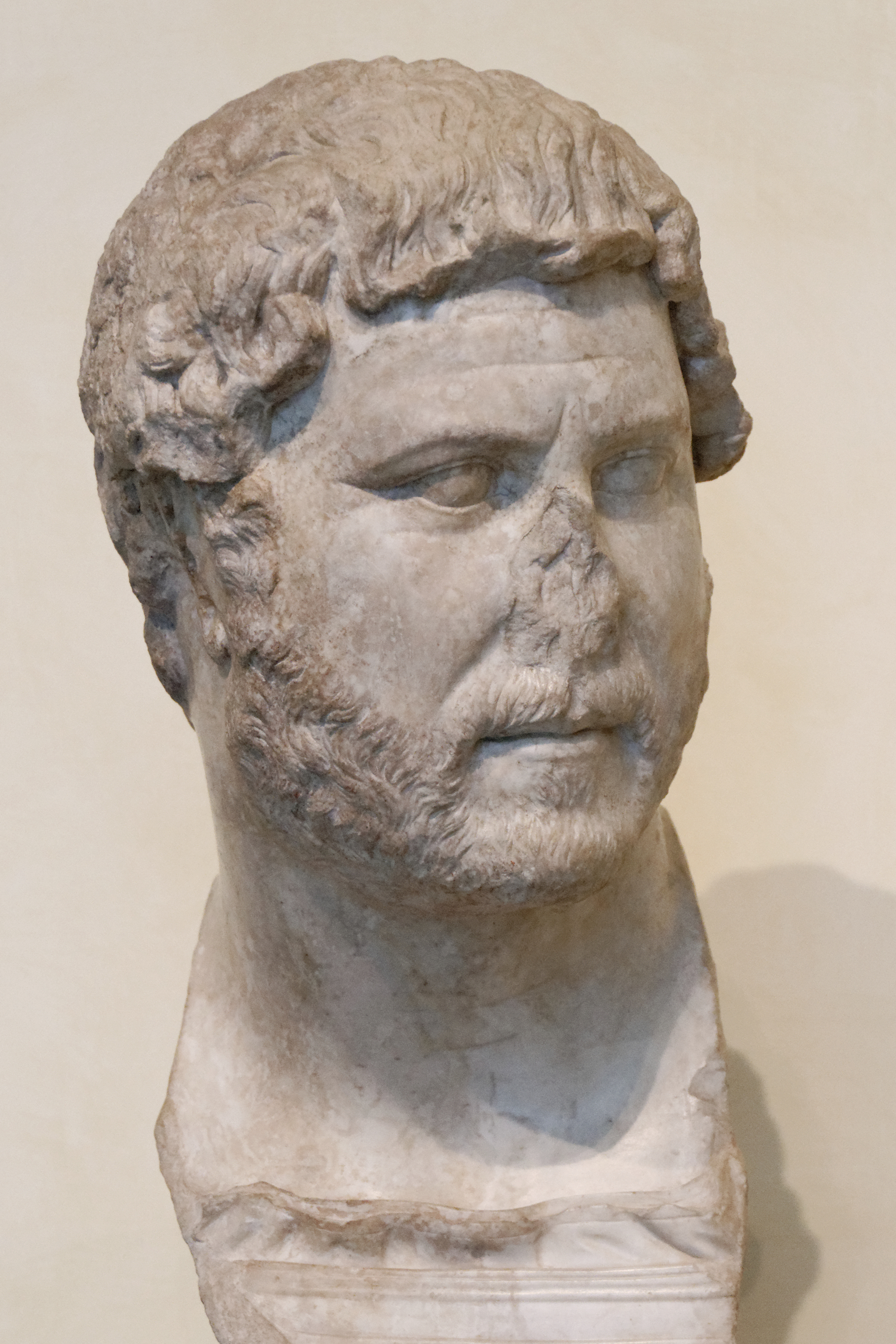
Ritratto di Adriano.
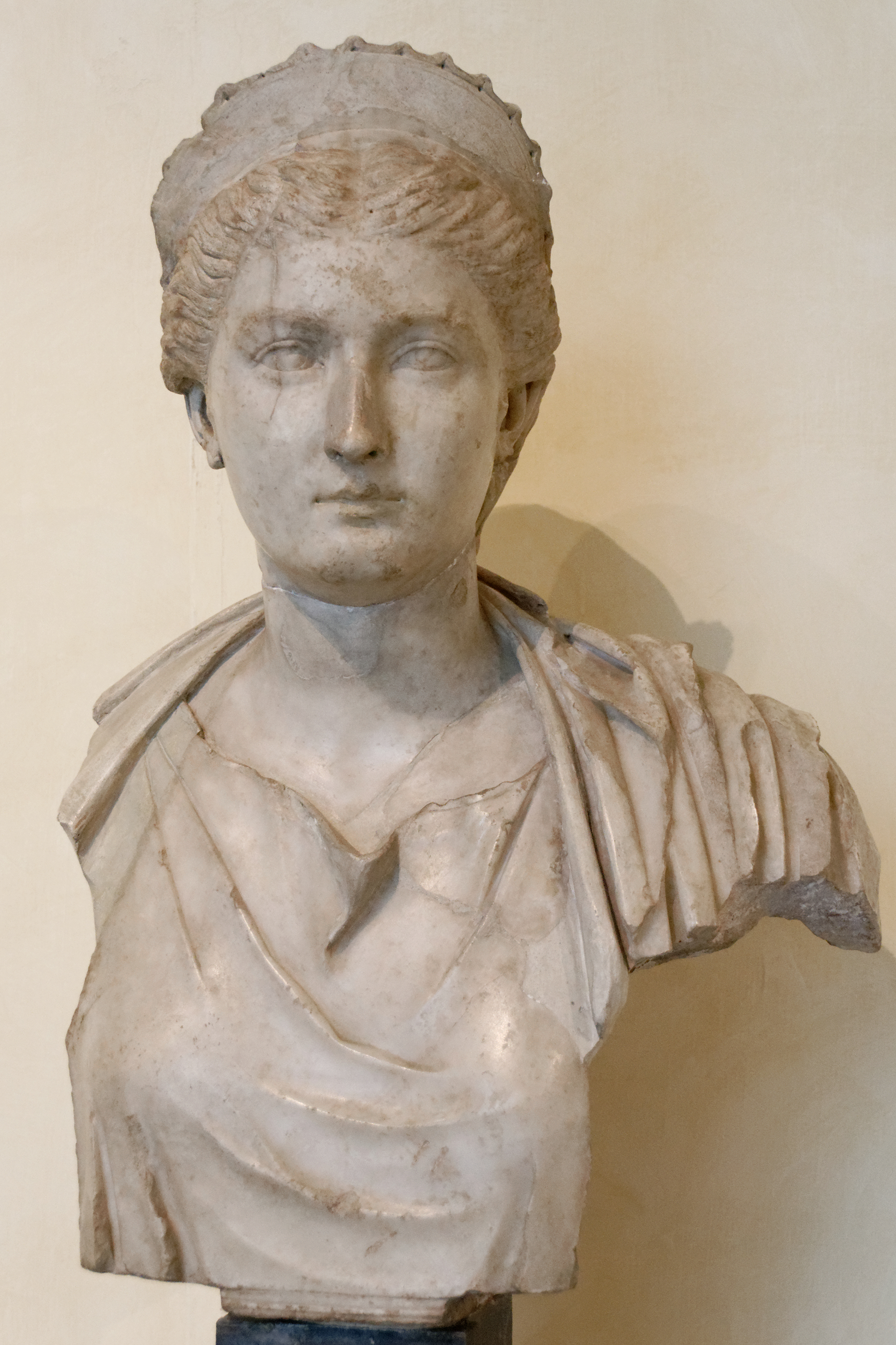
Ritratto di Vibia Sabina.

#### XXV - Esedra di Marco Aurelio

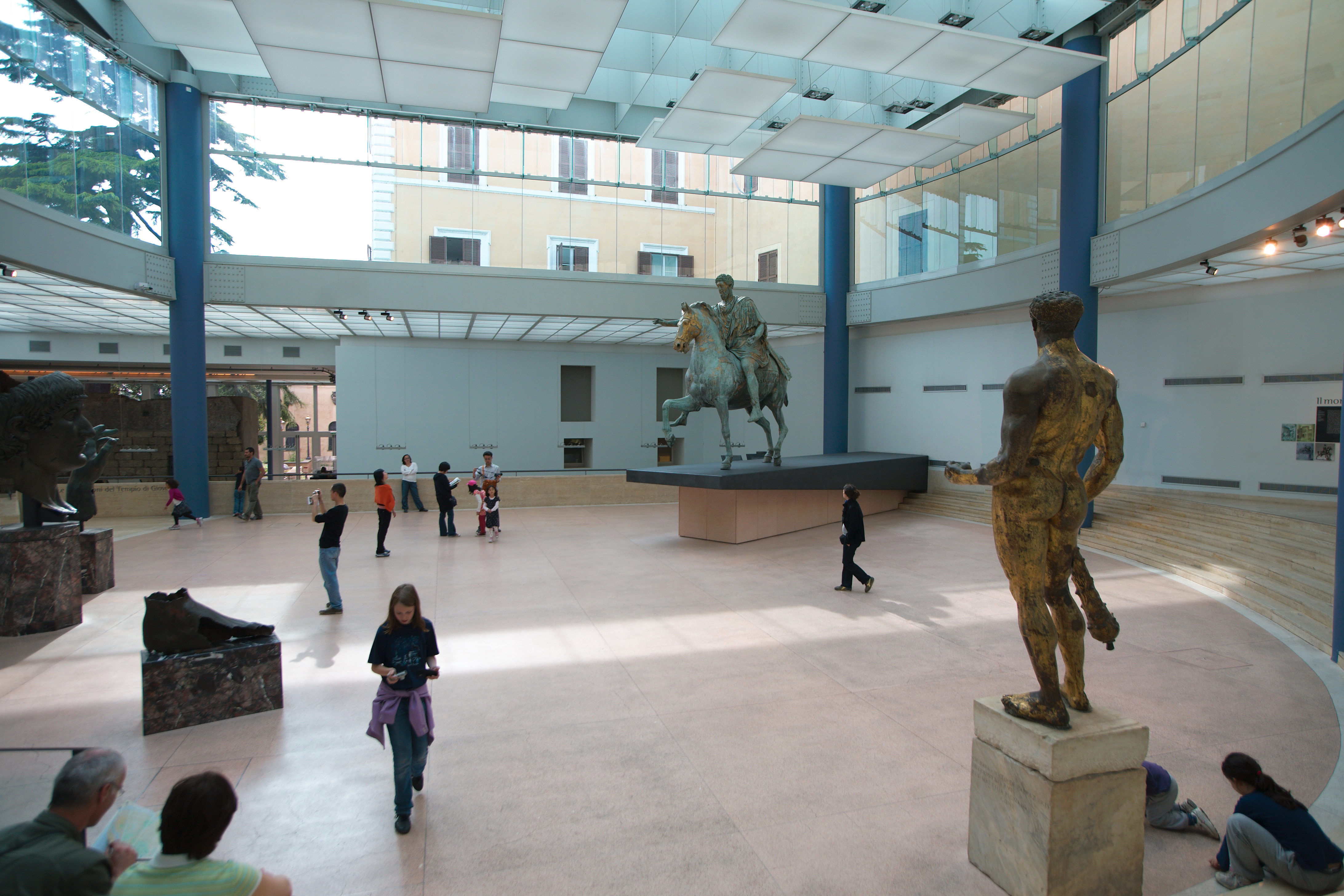
L'"esedra di Marco Aurelio", nuova ala del museo inaugurata nel 2005.

La nuova ala, che con un'aula vetrata allarga lo spazio espositivo dei Musei, è stata inaugurata nel dicembre 2005; il progetto prevedeva anche una nuova sistemazione delle vicine fondazioni del tempio di Giove Capitolino. La grande esedra vetrata è stata ricavata dall'architetto Carlo Aymonino nell'area del Giardino romano, dove già nel 1876 Virginio Vespignani aveva collocato un padiglione in cui venivano esposti i migliori reperti emersi dagli scavi di quel periodo.
I principali pezzi oggi esposti stabilmente nell'esedra sono la statua equestre di Marco Aurelio originale, messa al coperto dopo il restauro di fine XX secolo, l'Ercole in bronzo dorato proveniente dal Foro Boario, i frammenti della statua colossale in bronzo di Costantino appartenenti alla donazione iniziale di Sisto IV (insieme alle Lupa capitolina, che in occasioni speciali viene spostata dalla sua sala ed esposta nell'esedra).

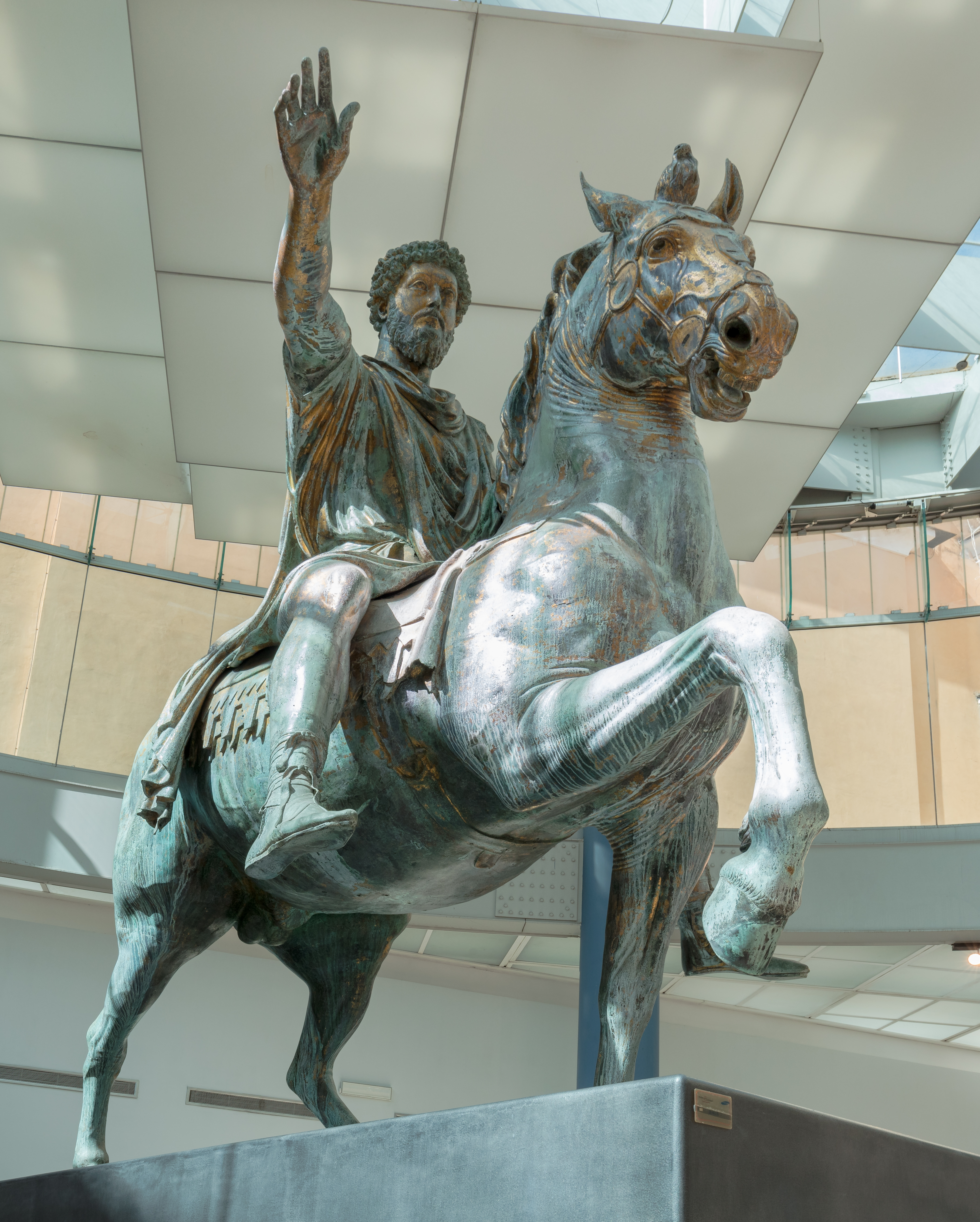
Statua equestre di Marco Aurelio.
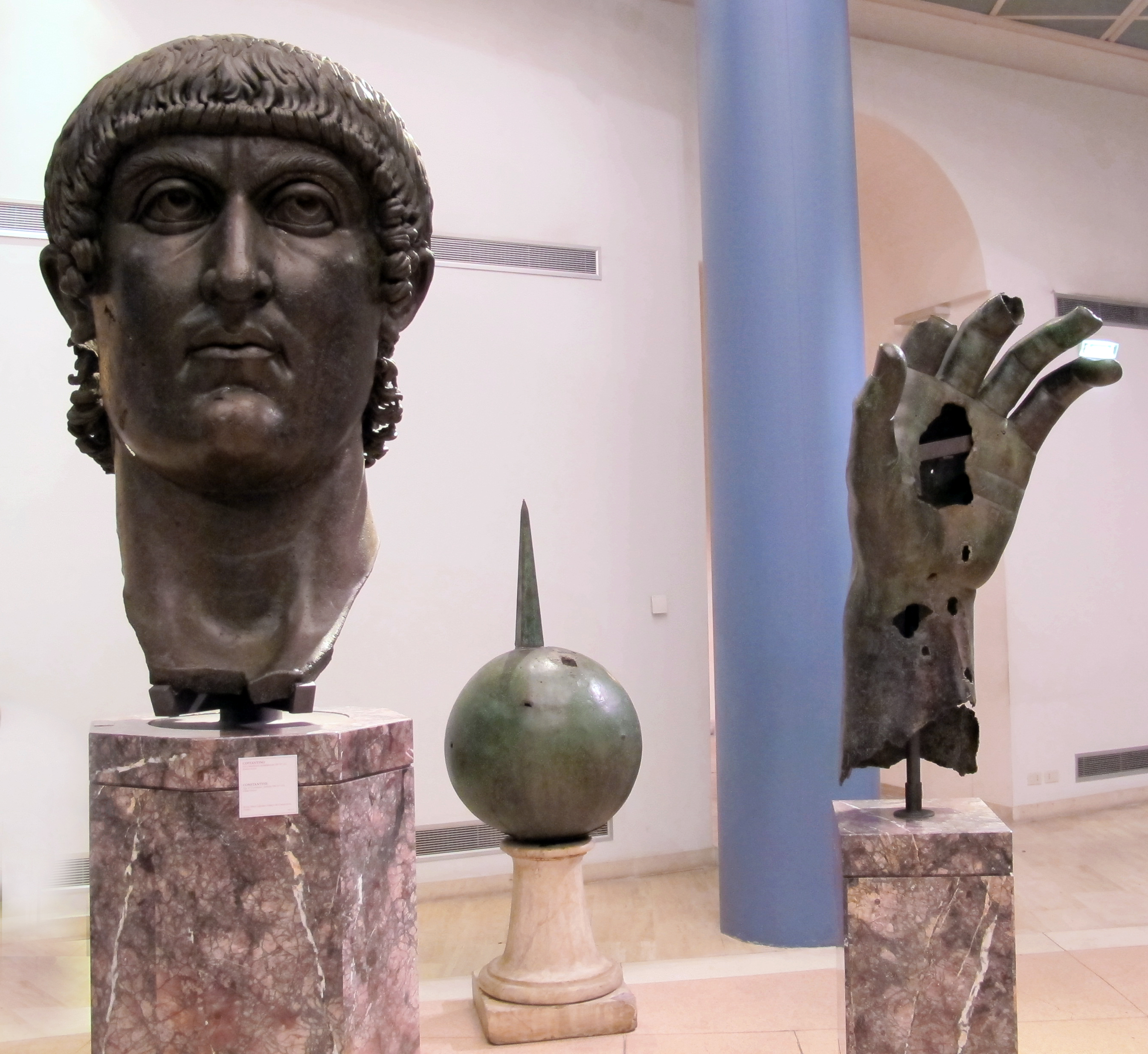
Parti in bronzo della statua colossale in bronzo di Costantino I.
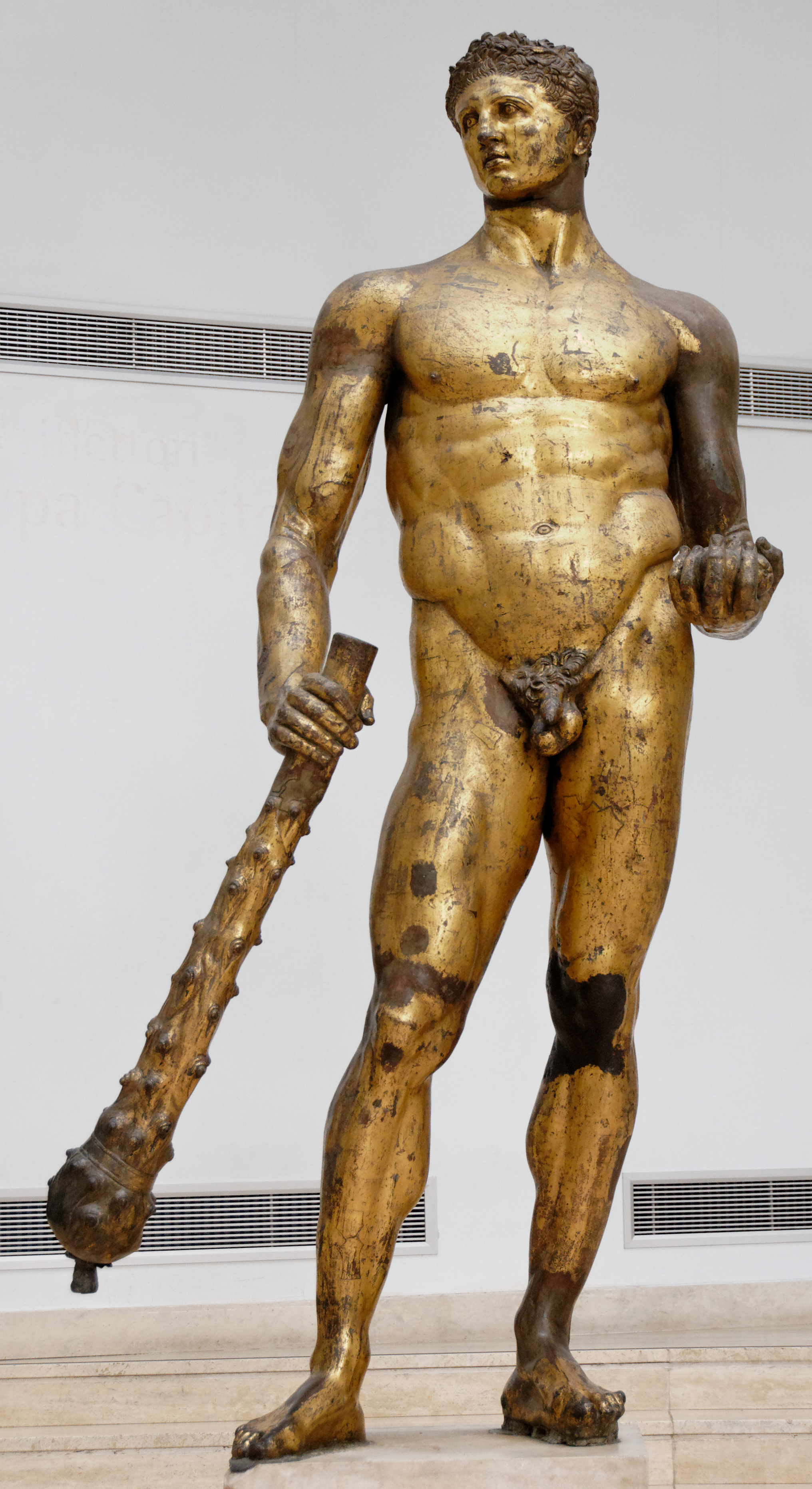
Statua di Ercole in bronzo dorato.
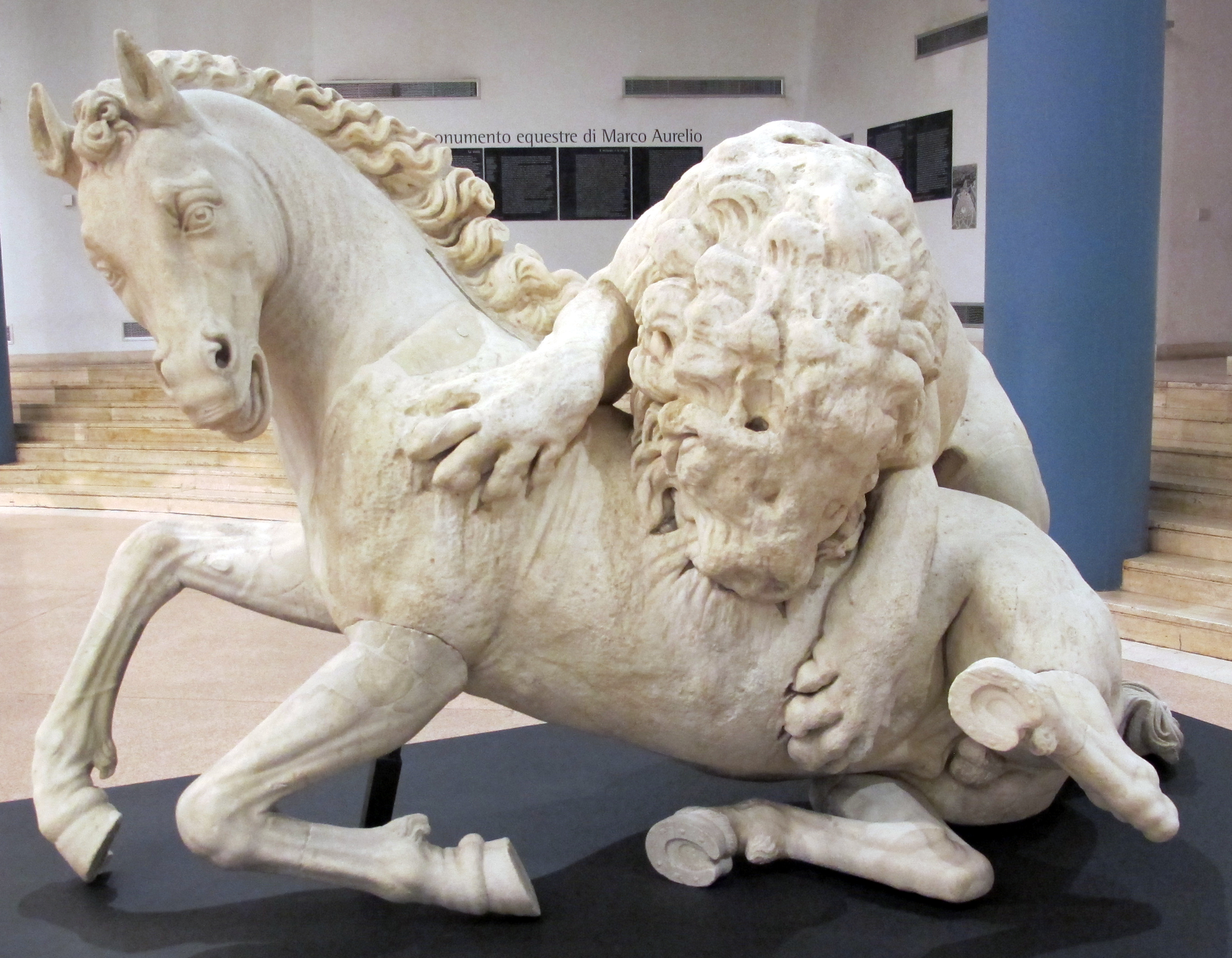
Leone che azzanna un cavallo (età ellenistica con restauri di Ruggero Bescapè del 1594).

#### XXVI - Area del Tempio di Giove Capitolino
Lo spazio espositivo alla fine del percorso presenta reperti provenienti dai templi arcaici del VI secolo prima dell'era volgare, scavati a metà del XX secolo nell'area di Sant'Omobono, e un settore che illustra i risultati degli scavi più recenti effettuati negli strati inferiori di quest'area del colle capitolino, che ne documentano l'occupazione a partire dal X secolo a.C.

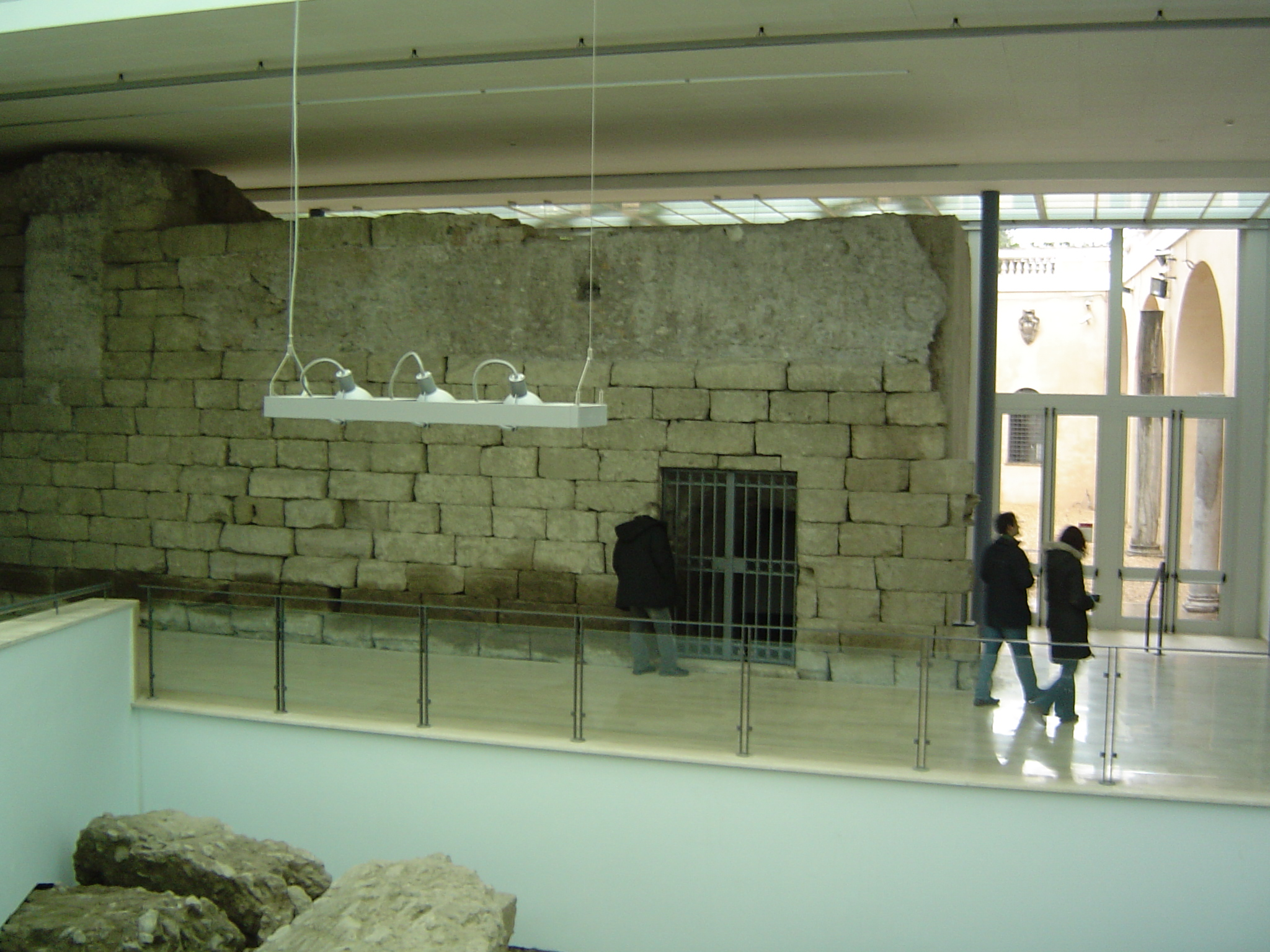
La nuova sistemazione attorno alle fondamenta del Tempio di Giove.

### Secondo piano

#### Pinacoteca capitolina

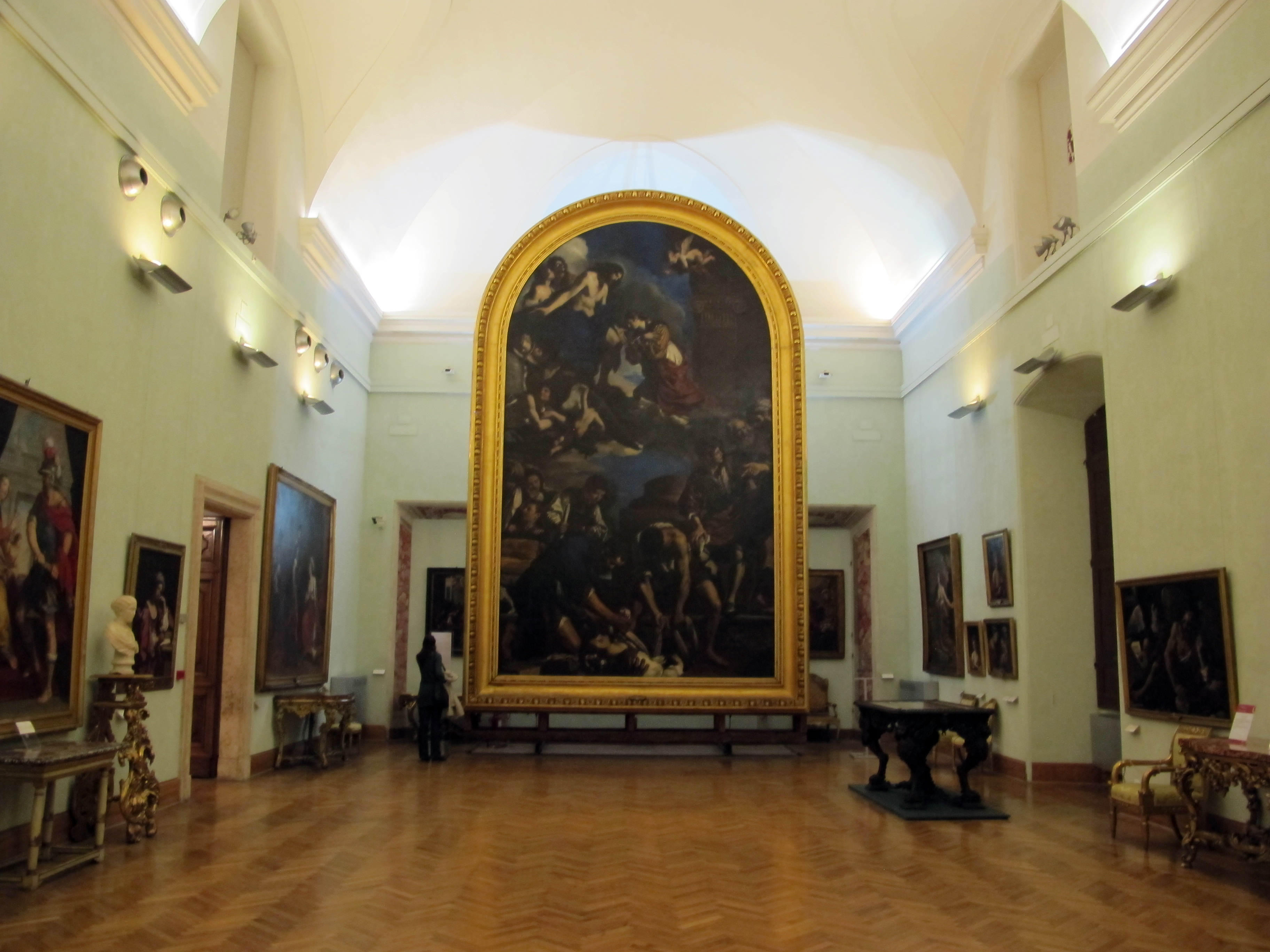
Sala con la Sepoltura e gloria di santa Petronilla del Guercino.

La Pinacoteca capitolina, proveniente inizialmente dalla collezione della famiglia dei marchesi Sacchetti e dei principi Pio di Savoia. fa parte del complesso dei Musei Capitolini, ospitati sul Campidoglio nel Palazzo dei Conservatori e nel Palazzo Nuovo.
Il merito della creazione della Pinacoteca va diviso tra il pontefice Benedetto XIV ed il suo segretario di stato, il cardinale Silvio Valenti Gonzaga, uno dei principali mecenati e collezionisti della Roma settecentesca. Nel 1748 furono acquistati oltre 180 dipinti dalla famiglia Sacchetti, proprietaria di una delle più importanti raccolte romane, la collezione Sacchetti, formata durante il Seicento per opera di Marcello Sacchetti e di suo fratello, il cardinale Giulio. Nel corso del tempo il patrimonio della Pinacoteca è notevolmente aumentato grazie all'arrivo di numerosi dipinti, giunti in Campidoglio per acquisti, lasciti e donazioni. Con la donazione Cini del 1880 entrarono a far parte della raccolta numerosi oggetti d'arte decorativa, fra i quali una notevole collezione di porcellane. Amministrata, nei primi cento anni di vita, dalle strutture pontificie del Camerlengato e dei Sacri Palazzi Apostolici, la Pinacoteca Capitolina è posta sotto la giurisdizione del Comune di Roma dal 1847. La collezione conserva dipinti di Caravaggio, Tiziano, Peter Paul Rubens, Annibale Carracci, Guido Reni, Guercino, Mattia Preti, Pietro da Cortona, Domenichino, Giovanni Lanfranco, Dosso Dossi e Garofalo.

##### Opere principali
Guercino
- Sepoltura e gloria di santa Petronilla, 1623

Michelangelo Merisi da Caravaggio
- Buona ventura, 1593-1595
- San Giovanni Battista, 1602

Peter Paul Rubens
- Romolo e Remo, 1615-1616

Tiziano
- Battesimo di Cristo, 1512 circa

Diego Velázquez
- Ritratto di Juan de Córdoba, 1630

## Villa e Palazzo Caffarelli
Il cinquecentesco Palazzo Caffarelli al Campidoglio si sviluppa sul retro di Palazzo dei Conservatori, sul versante meridionale del colle anticamente occupato dal tempio di Giove Capitolino. Per raggiungerlo bisogna percorrere via delle Tre Pile, al termine della quale il piazzale Caffarelli, antistante all'edificio, offre una vista su Roma. Dal belvedere, varcando un portale, si accede al Giardino Caffarelli e di lì al piano terra del palazzo; sull'angolo esterno dell'edificio sono ri-assemblati antichi bassorilievi romani, in particolare i resti della tomba di Publio Elio Gutta Calpurniano, auriga romano del II secolo d.C., rinvenuti nel XIX secolo a ridosso di Porta del Popolo.

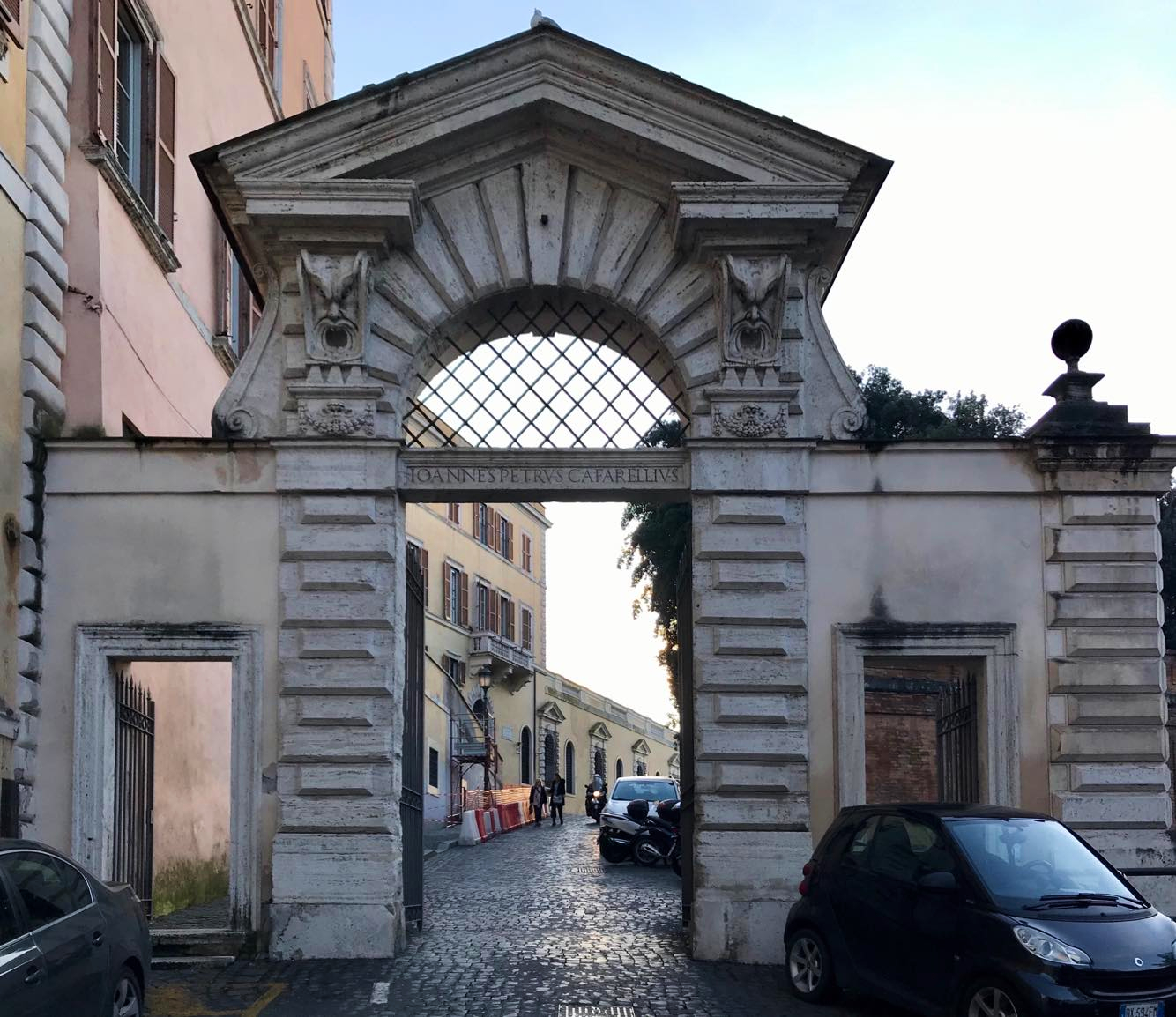
Il portale d'accesso a Villa Caffarelli, in via delle Tre Pile
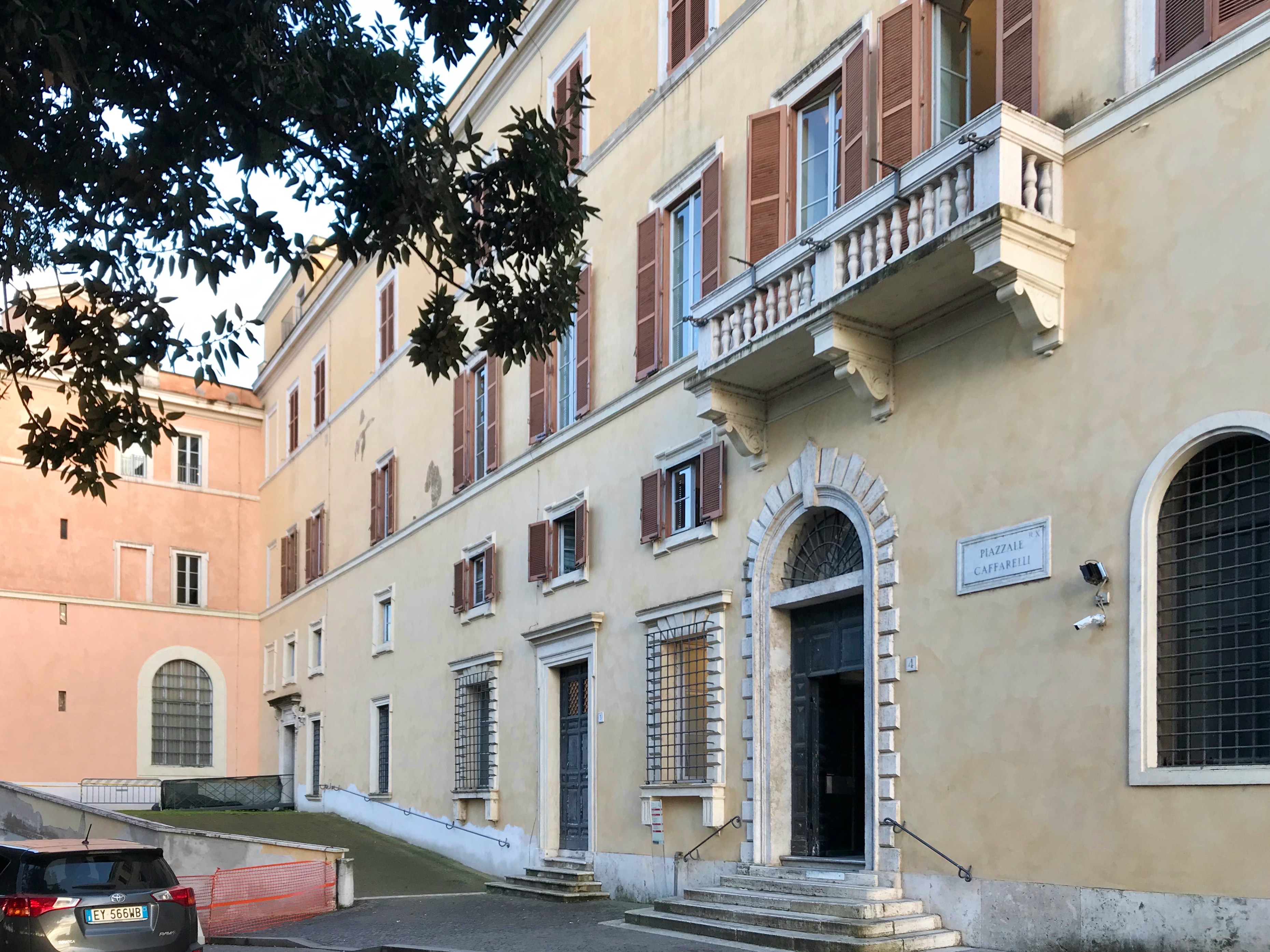
Il palazzo visto da piazzale Caffarelli
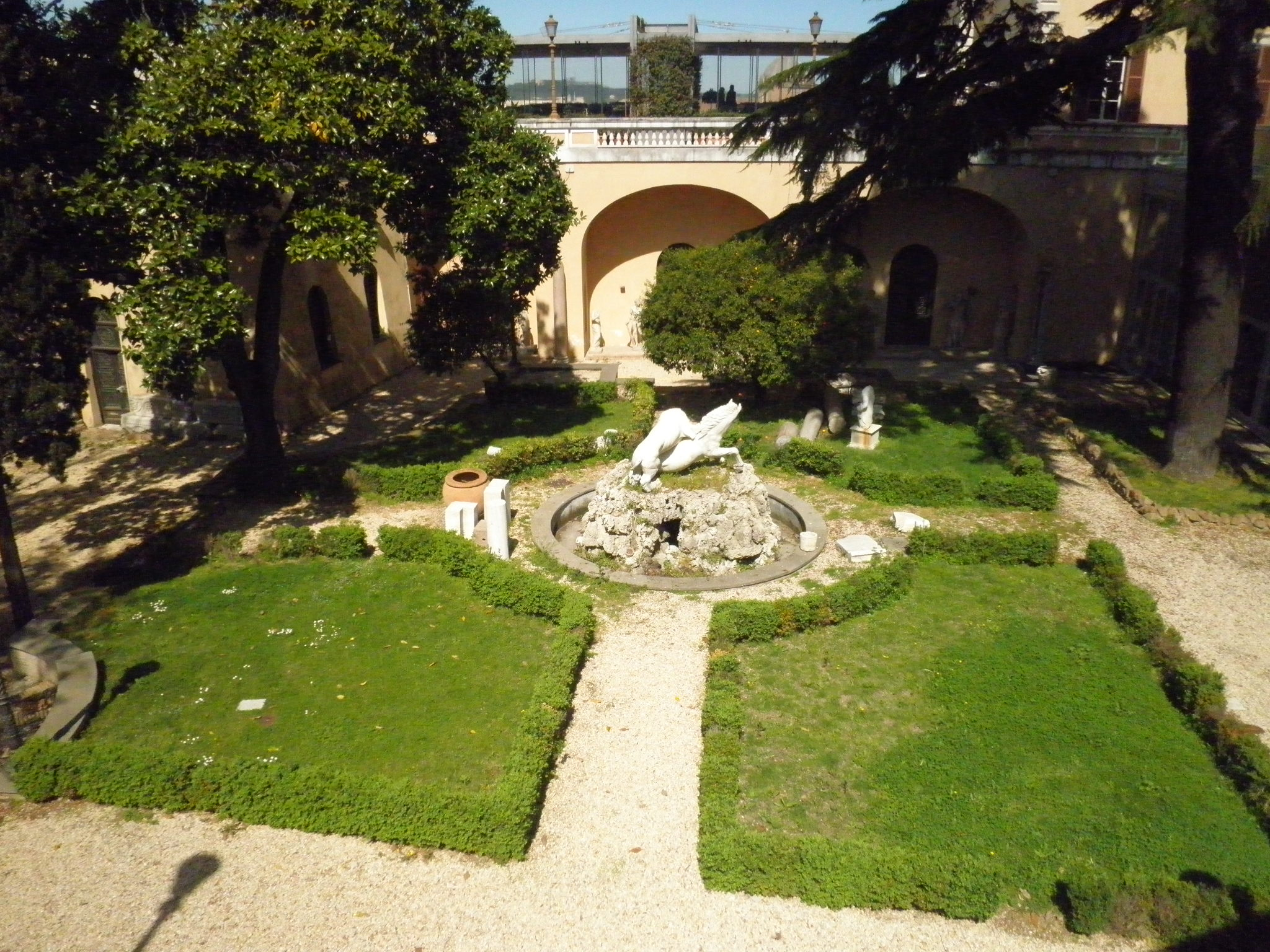
Il Giardino Caffarelli

### Piano terra

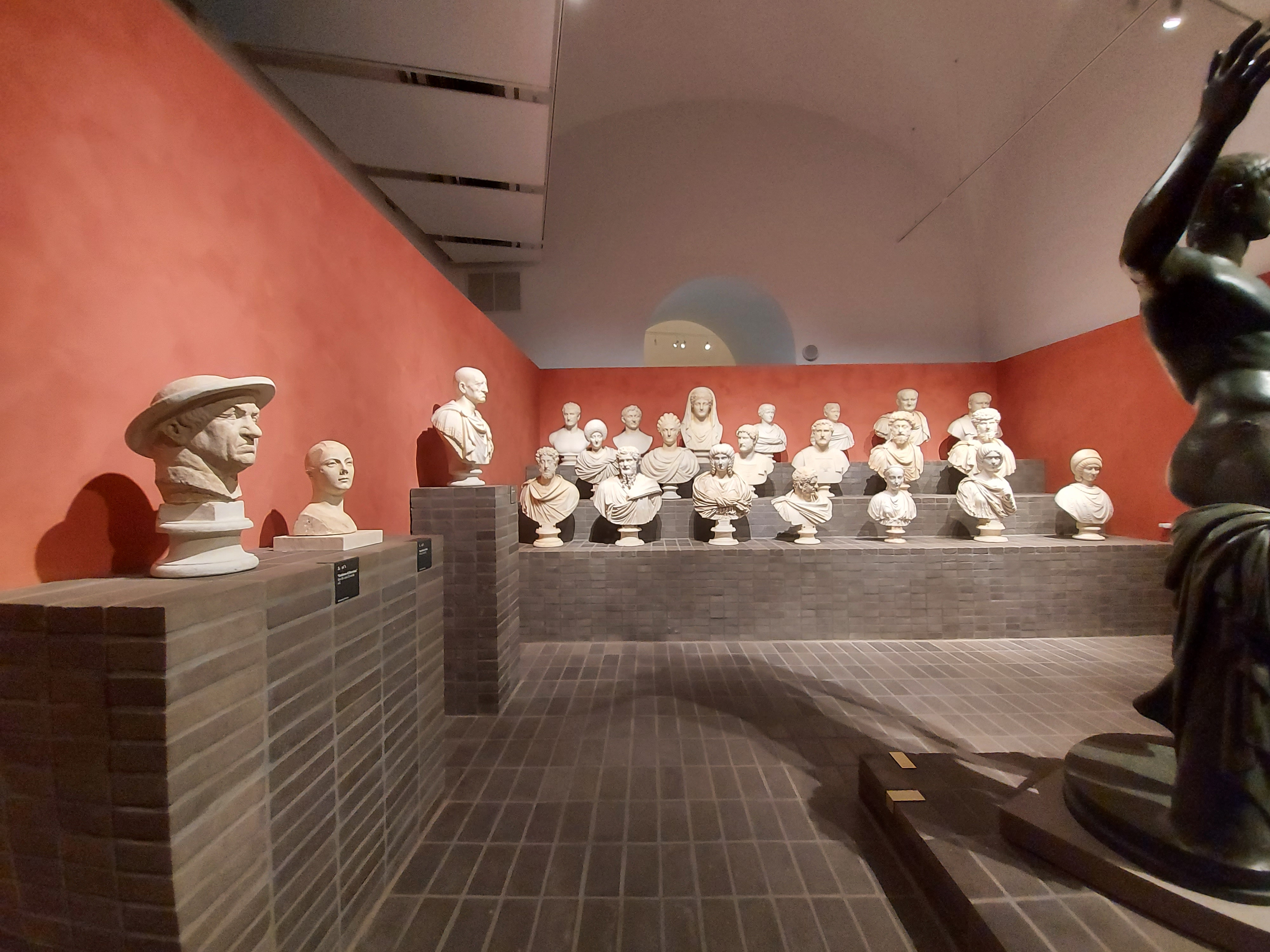
La mostra dedicata alla collezione Torlonia

Dal 2020 il piano terra è stato riaperto al pubblico come parte dei Musei Capitolini dedicata a mostre specializzate temporanee, in un percorso espositivo che si articola in varie sale e si conclude raccordandosi al primo piano di Palazzo dei Conservatori presso l'area del tempio di Giove e l'esedra di Marco Aurelio.
La prima di queste mostre esponeva statue provenienti dalla collezione Torlonia (14 ottobre 2020 - 27 febbraio 2022).

### Primo piano
Il nucleo più antico dell'edificio, in epoca moderna impropriamente denominato Palazzo Clementino, è attiguo al secondo piano di Palazzo dei Conservatori ed è stato inserito nel percorso museale agli inizi del XXI secolo.
Qui ha sede il Medagliere Capitolino, la collezione di monete, medaglie e gioielli del Comune. Il medagliere nasce in seguito a un lascito di Ludovico Stanzani del 1872 e fu costituito in seguito all'interessamento di Augusto Castellani. Successivamente sono confluiti nella collezione altri due gruppi: uno di aurei e solidi romani e bizantini (dalla collezione Campana) e uno di denarii repubblicani (dalla collezione di Giulio Bignami). Nel 1942 entra a far parte del Medagliere il tesoro di via Alessandrina, ritrovato durante le demolizioni per la realizzazione di via dell'Impero (l'attuale via dei Fori Imperiali) nell'abitazione di un antiquario che lo aveva nascosto nella propria casa. Il tesoro era composto da 17 chili d'oro, tra monete e gioielli. Il medagliere è stato aperto al pubblico nel 2003.
Attigui al medagliere si trovano altri tre ambienti, con gli originari soffitti lignei a cassettoni e decorazioni parietali ad affresco, pervenuti in condizioni precarie a causa delle vicende storiche di Palazzo Caffarelli e in seguito restaurati e inseriti nel percorso museale; si segnala in particolare la Sala di San Pietro (dal soggetto di uno degli affreschi, un miracolo operato a Gerusalemme da san Pietro). Da quest'ultima stanza si passa nella Sala del frontone, così chiamata perché propone una ricostruzione delle decorazioni di terracotta che originariamente decoravano il frontone di un tempio romano del II secolo a.C., rinvenute in via di San Gregorio e qui ri-assemblate nel 2002.
Dalla Sala del frontone è possibile accedere alla caffetteria dei musei e alla terrazza panoramica.

### Secondo piano
Il secondo piano di Palazzo Caffarelli - come il suo piano terra - è dedicato ad accogliere mostre temporanee.

## Sotterranei
Sia da Palazzo dei Conservatori sia di Palazzo Nuovo è possibile accedere alla Galleria di congiunzione, appositamente realizzata negli anni 1930 per collegare i due edifici e in seguito adibita a Galleria lapidaria (ovvero raccolta di epigrafi). Questo ambiente è collegato anche al tempio di Veiove e alla galleria del Tabularium, che offre una vista panoramica affacciandosi sul Foro Romano.

### Galleria lapidaria
Tra le tante iscrizioni vi è quella dell'ex voto alla dea Caelestis per un viaggio felice (III secolo). Il testo dedicatorio recita: «A Caelestis vittoriosa Iovinus sciolse il suo voto». 

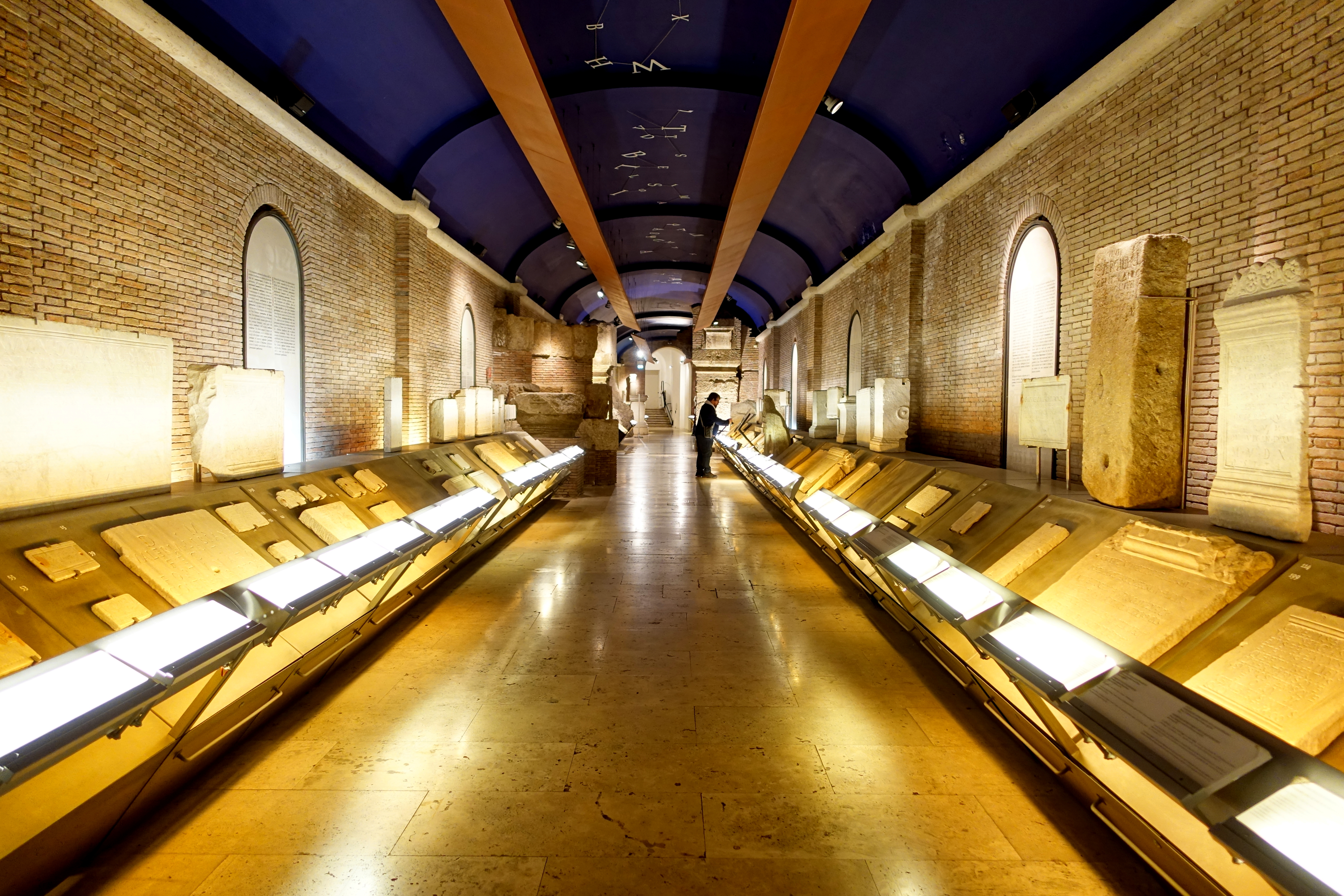
La Galleria lapidaria.
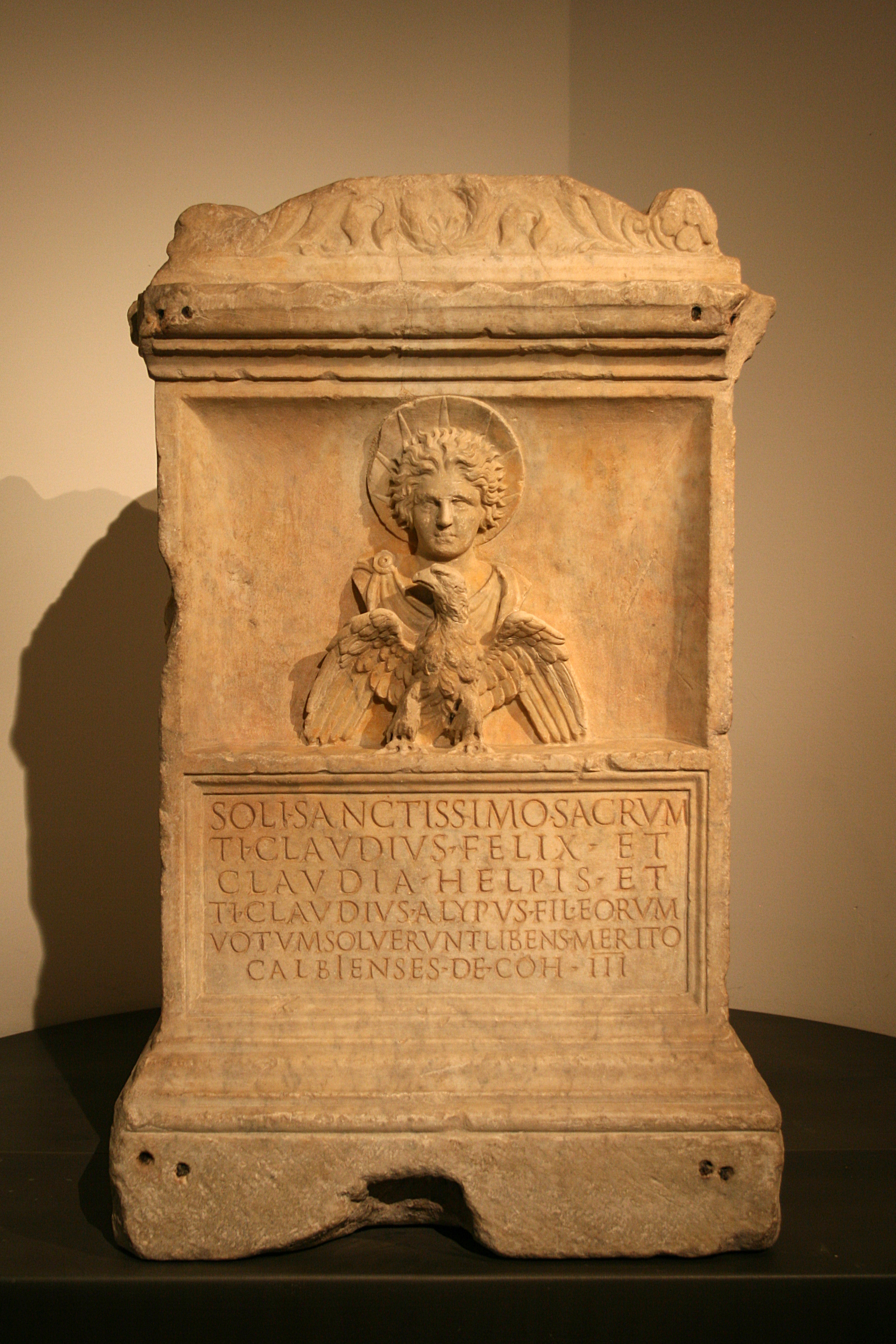
Ara dedicata al dio Sole e agli dei di Palmira.
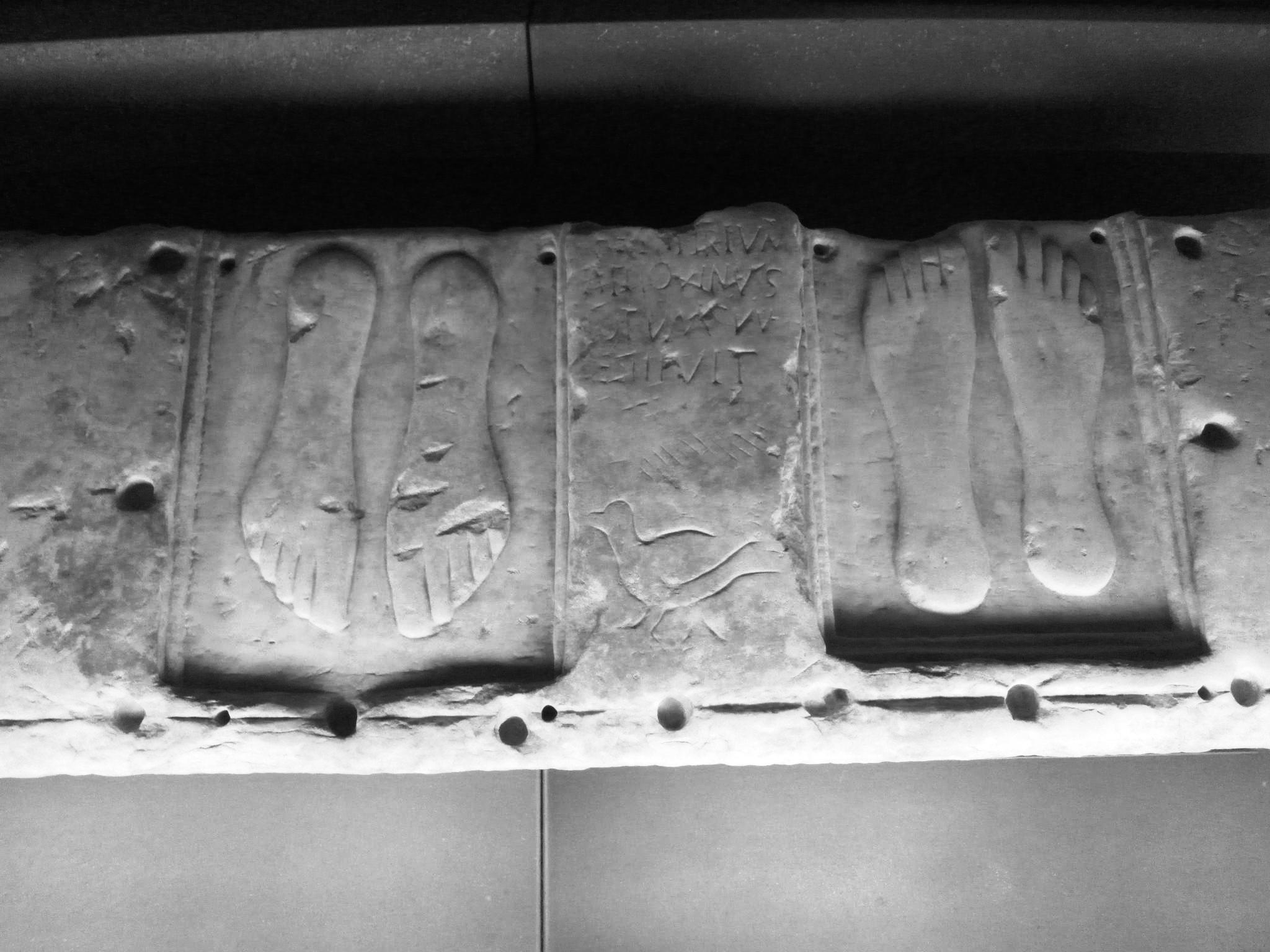
Lastra di marmo con due coppie di piedi e iscrizione dedicata alla dea Caelestis.
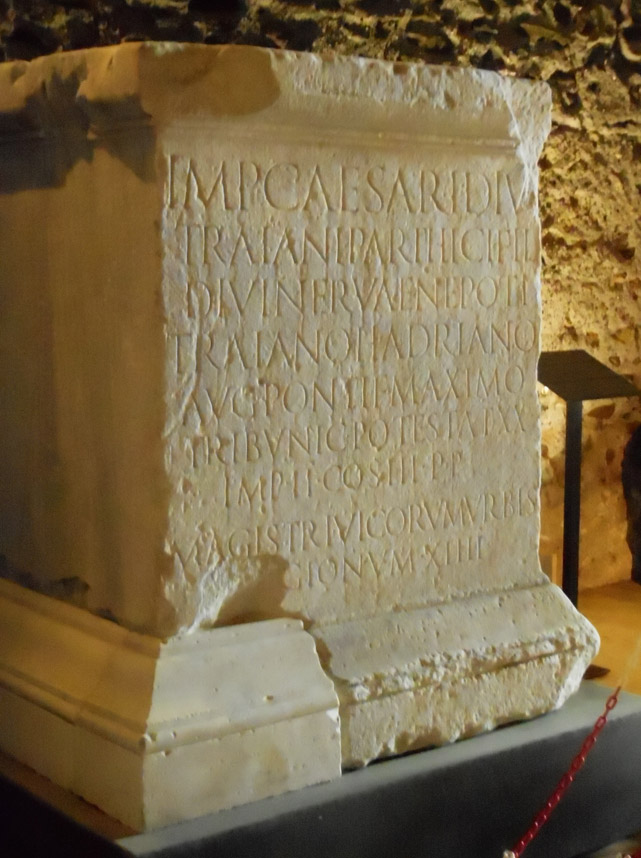
Iscrizione con dedica all'imperatore Adriano da parte dei vicomagistri.
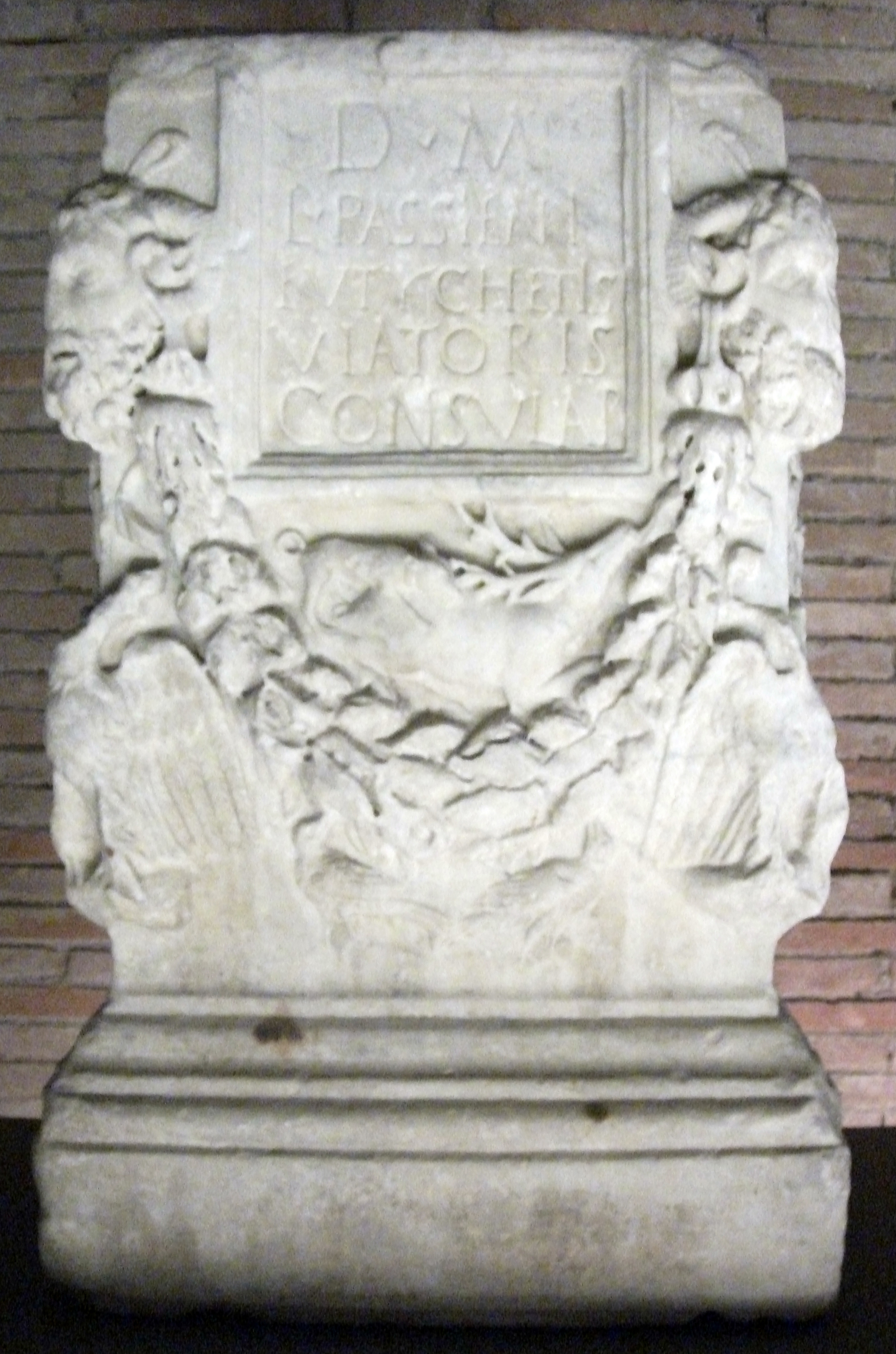
Inscrizione funeraria romana.
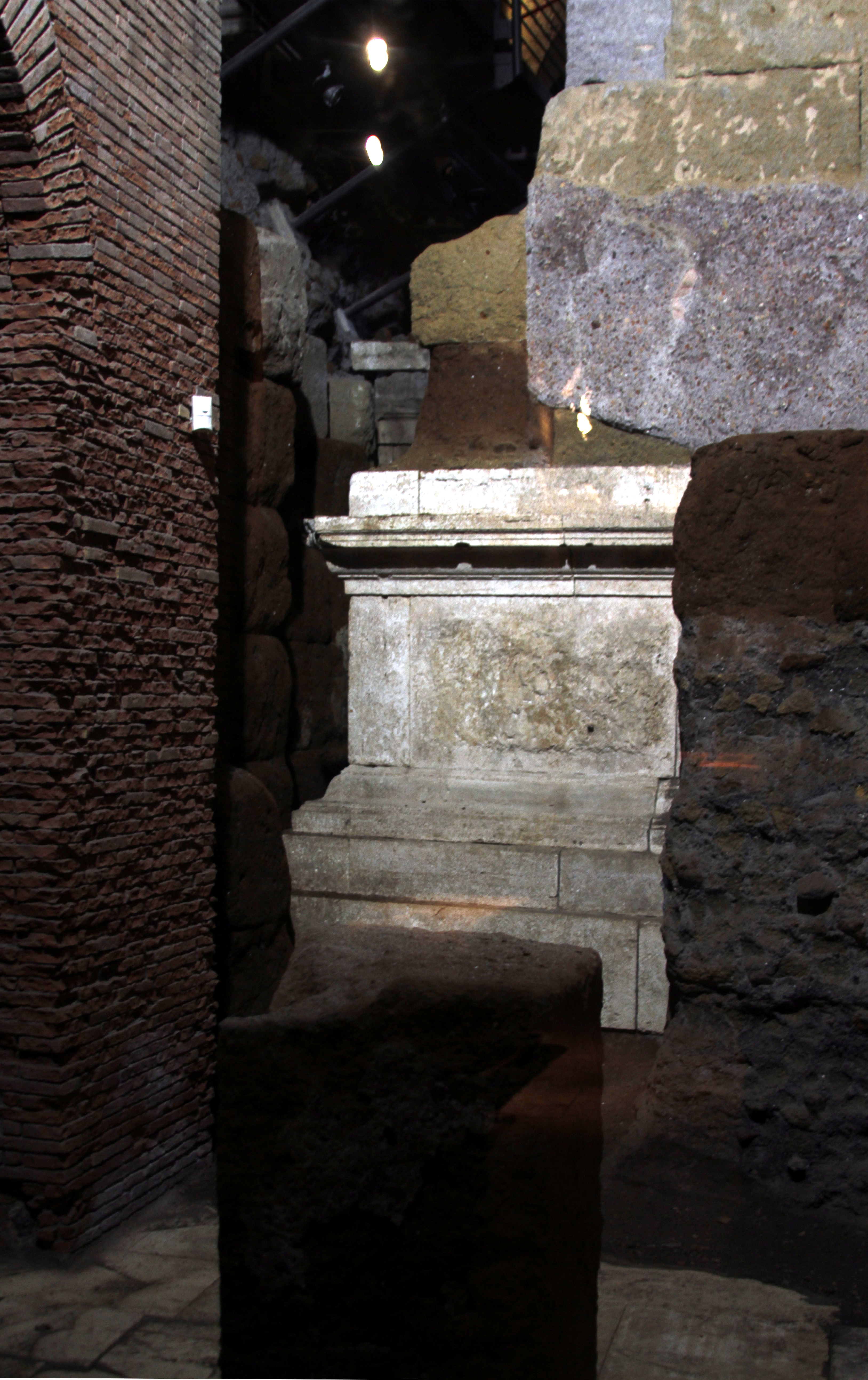
Resti del tempio di Veiove.

### Galleria delTabularium
Secondo l'opinione comune, il Tabularium sarebbe stato destinato a ospitare gli archivi pubblici di Stato: gli atti pubblici più importanti dell'antica Roma, dai decreti del Senato ai trattati di pace. Questi documenti erano incisi su tabulae bronzee (da qui il nome di tabularium per un qualunque archivio del mondo romano). Il nome dell'edificio capitolino, tuttavia, deriva da un'iscrizione, conservata nell'edificio nel Rinascimento, menzionante un archivio: poteva trattarsi di uno o più ambienti, non necessariamente di un presunto archivio di Stato che occupava l'intero complesso; peraltro gli archivi dell'amministrazione statale erano sparsi in vari edifici della città.
Oggi il Tabularium fa parte del complesso dei Musei capitolini. Il basamento lungo m 73,60, con mura di blocchi di tufo dell'Aniene e di peperino, sostiene Palazzo Senatorio, sede municipale del comune di Roma. In origine vi si poteva accedere direttamente dal Foro Romano, attraverso una scala di 67 gradini ancora ottimamente conservata, ma al tempo di Domiziano questo accesso fu bloccato con la costruzione del tempio di Vespasiano.

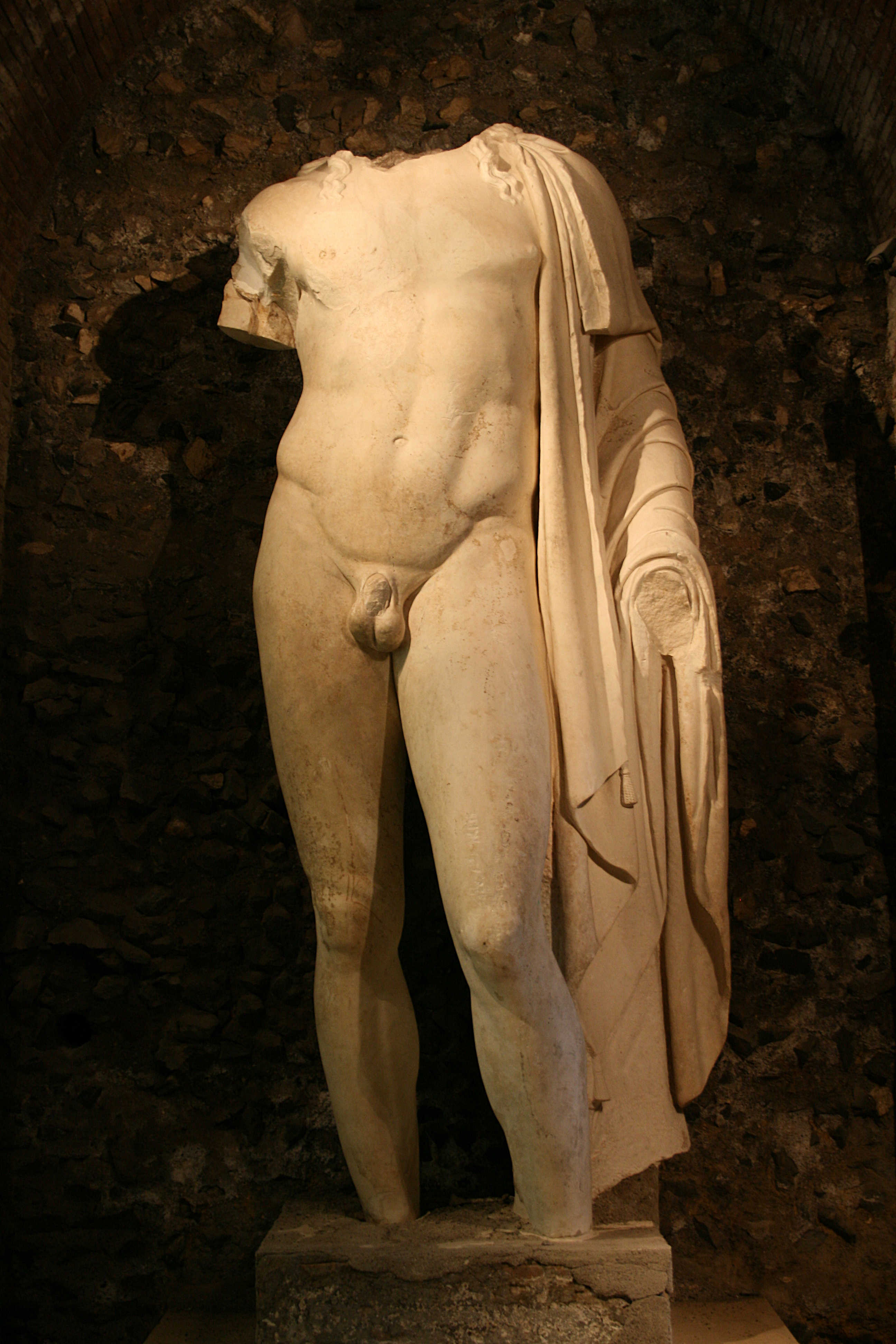
Statua colossale di Veiove nella galleria trasversale del Tabularium.
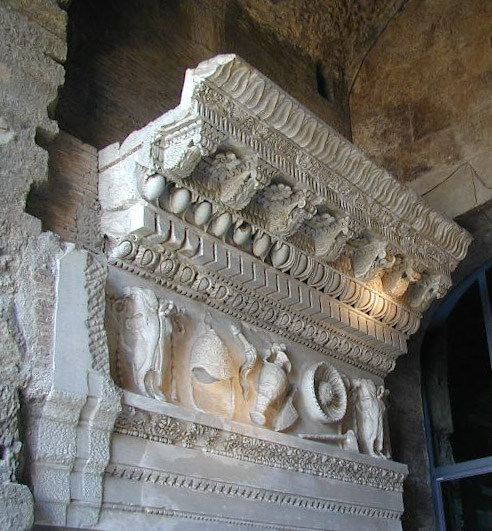
Trabeazione dal Tempio di Vespasiano nel Foro Romano.
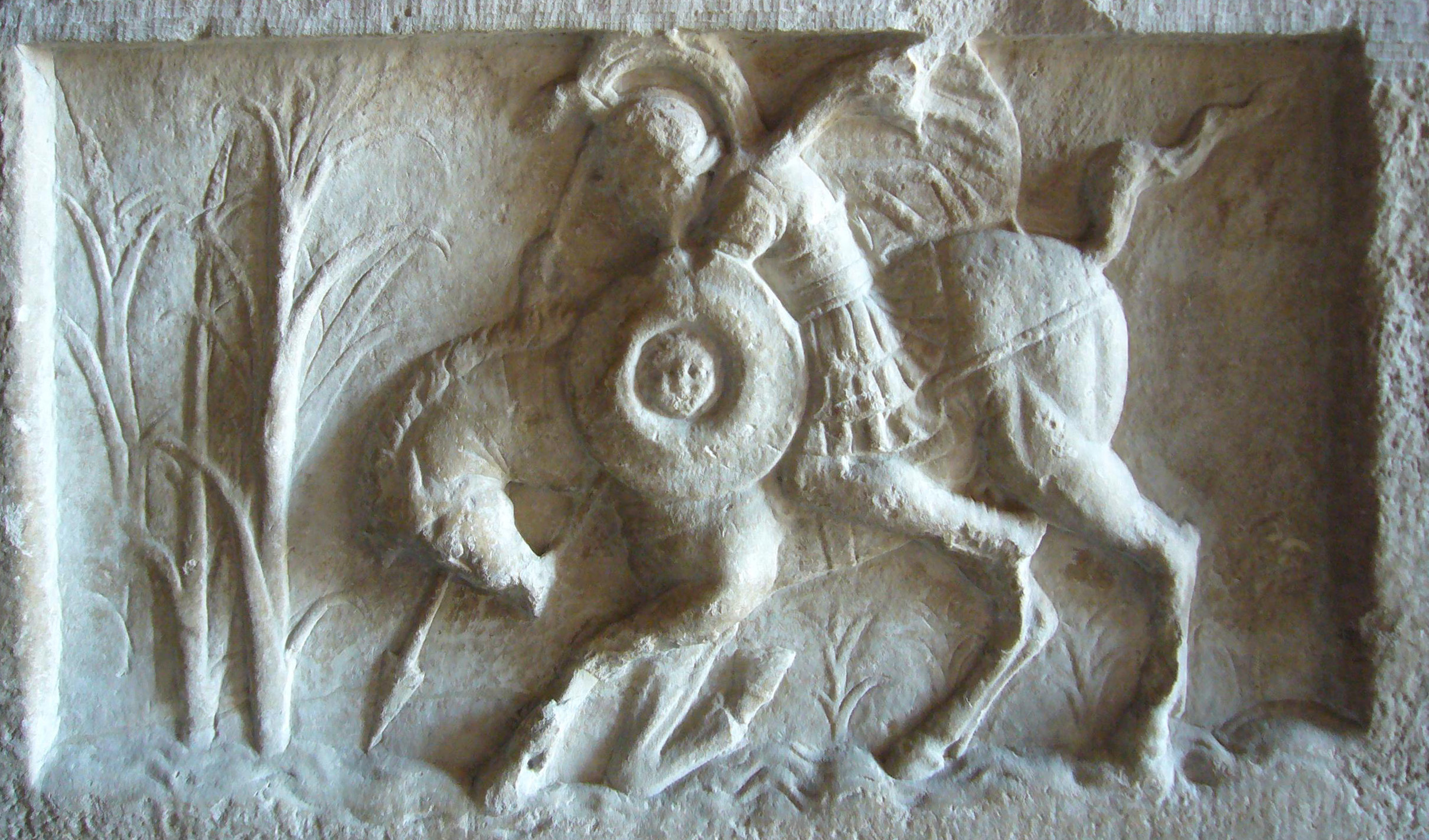
Bassorilievo marmoreo rinvenuto nel 1553 nei pressi della Colonna di Foca, rappresentante il cavaliere Marco Curzio mentre si getta nella voragine.
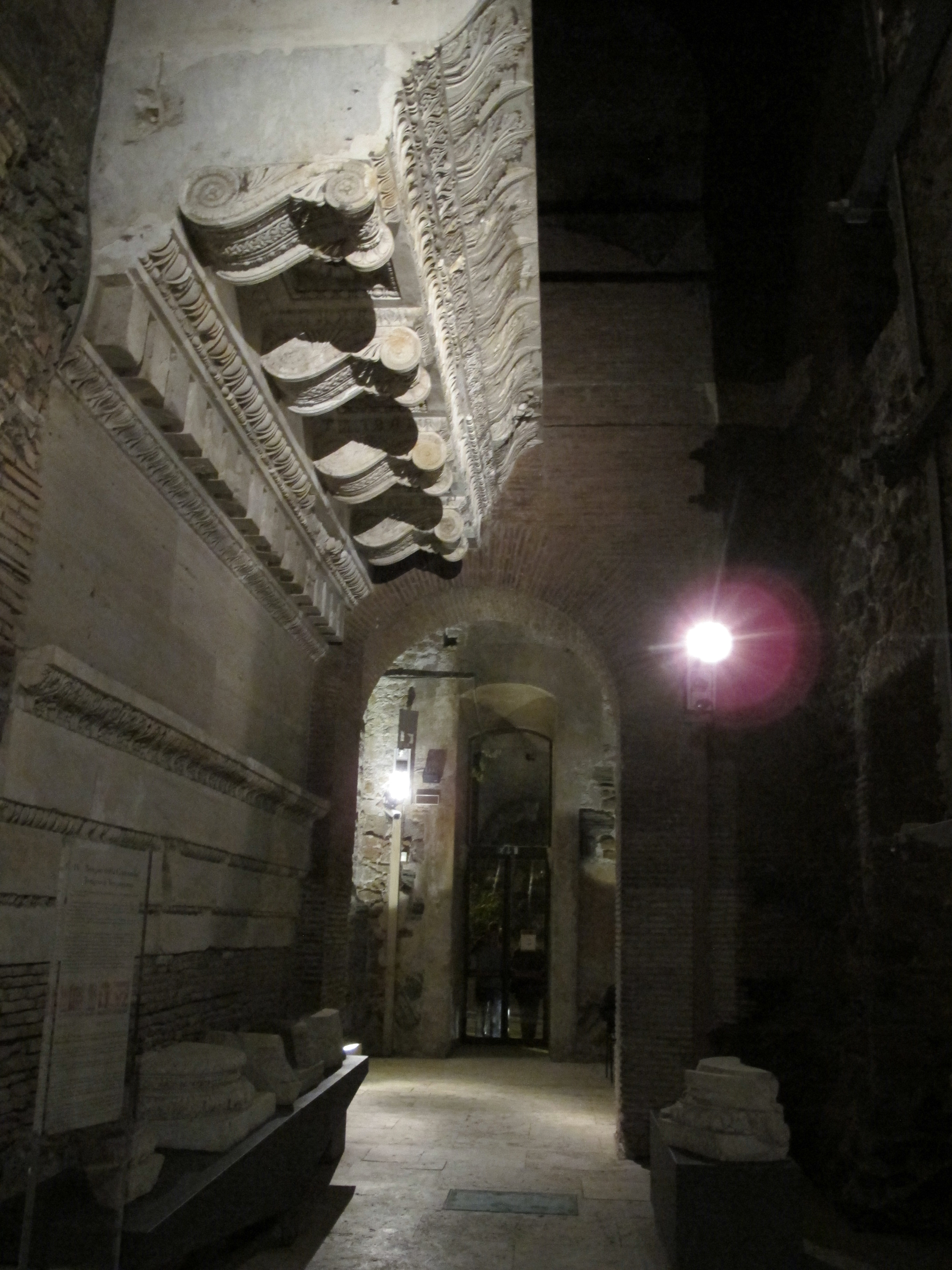
Trabeazione dal Tempio della Concordia nel Foro Romano.

## Palazzo Nuovo

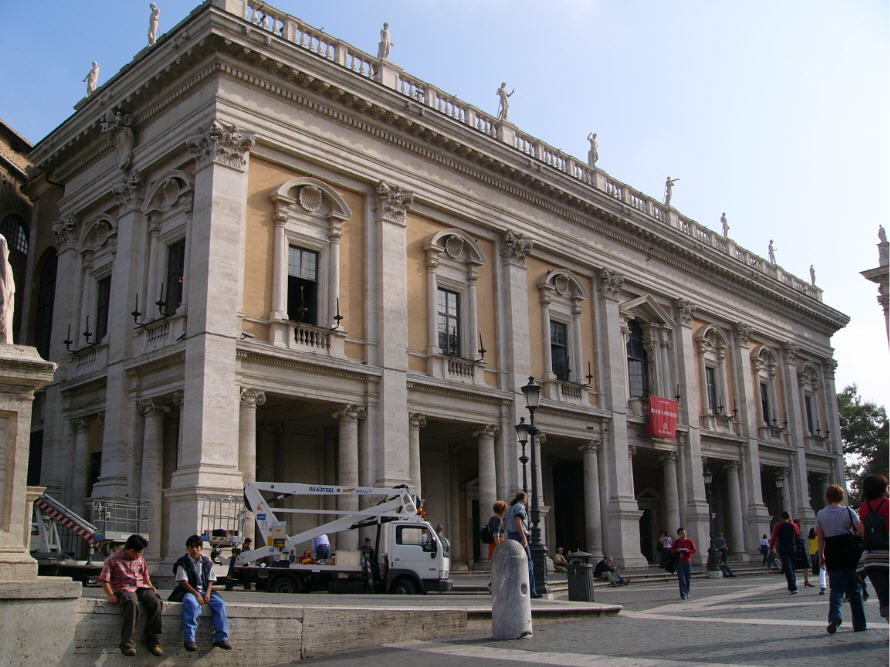
Palazzo Nuovo.

Il palazzo fu costruito solo nel XVII secolo, probabilmente in due fasi, sotto la direzione di Girolamo Rainaldi e poi del figlio Carlo Rainaldi che lo ultimò nel 1663. Tuttavia il progetto, quanto meno del corpo di facciata, deve essere attribuito a Michelangelo Buonarroti. Fu costruito di fronte al Palazzo dei Conservatori (chiudendo la vista della Basilica di Santa Maria in Aracoeli dalla piazza) di cui riprende fedelmente la facciata disegnata da Michelangelo con il portico al piano terra e l'orientamento leggermente obliquo rispetto al Palazzo Senatorio, in modo da completare il disegno simmetrico della piazza caratterizzato da una forma trapezoidale. Fu utilizzato a scopo museale sin dal XIX secolo; numerosi i reperti da Villa Adriana a Tivoli. Le decorazioni interne in legno ed in stucco dorato sono ancora quelle originali.

### Atrio
Lo spazio interno al pianterreno ospita un porticato con statue di grandi dimensioni (come quella di Minerva o di Faustina maggiore-Cerere), un tempo appartenuti alla Collezione del Belvedere Vaticano ed in seguito donate alla città di Roma.

### Cortile
A metà dell'atrio si apre il cortile, dove è collocata la fontana sormontata dalla statua detta del Marforio, così appellata a seguito del suo rinvenimento nel Cinquecento, nel Foro di Marte (Martis Forum, nome che gli antichi attribuivano al Foro di Augusto). Il Marforio fu sistemato nel cortile con un contorno di statue antiche; due nicchie rettangolari incorniciate in travertino accolsero, dopo vari rimaneggiamenti, le due statue di Satiri che recano sulla testa un cesto di frutta: sono due statue speculari raffiguranti il dio Pan, probabilmente utilizzate come telamoni nella struttura architettonica del teatro di Pompeo, e conservate per un lungo periodo non lontane dal luogo di ritrovamento, nel cortile del Palazzo Della Valle (non a caso sono detti Satiri della Valle). Il trattamento del marmo e la resa del modellato permettono di datarle alla tarda età ellenistica.
Sulla nuova fontana a sfondo del cortile, nel 1734 papa Clemente XII fece apporre una lapide commemorativa per l'inaugurazione del Museo Capitolino, sormontandola con il proprio stemma.
Sempre nel cortile è attualmente esposta una statua colossale di Marte, rinvenuta nel XVI secolo presso il Foro di Nerva. Identificata fino al Settecento con Pirro, re dell'Epiro, in seguito venne riconosciuta come il dio della guerra in tenuta militare, sulla cui corazza sono scolpiti due grifi alati ed una medusa. Vi è poi un gruppo caratterizzato da Polifemo, che trattiene un giovane prigioniero ai suoi piedi.

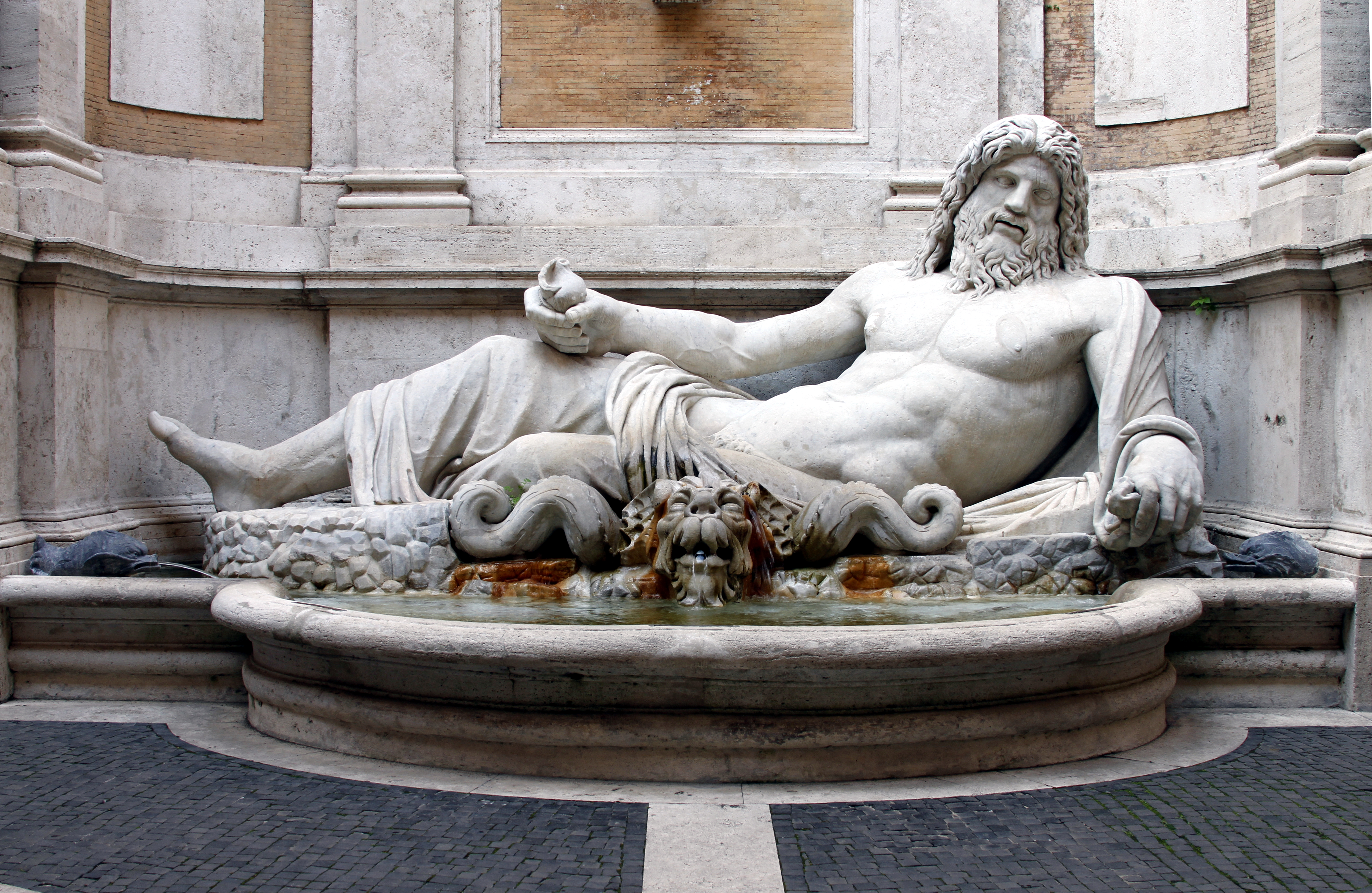
La statua del Marforio, nel cortile di Palazzo Nuovo.
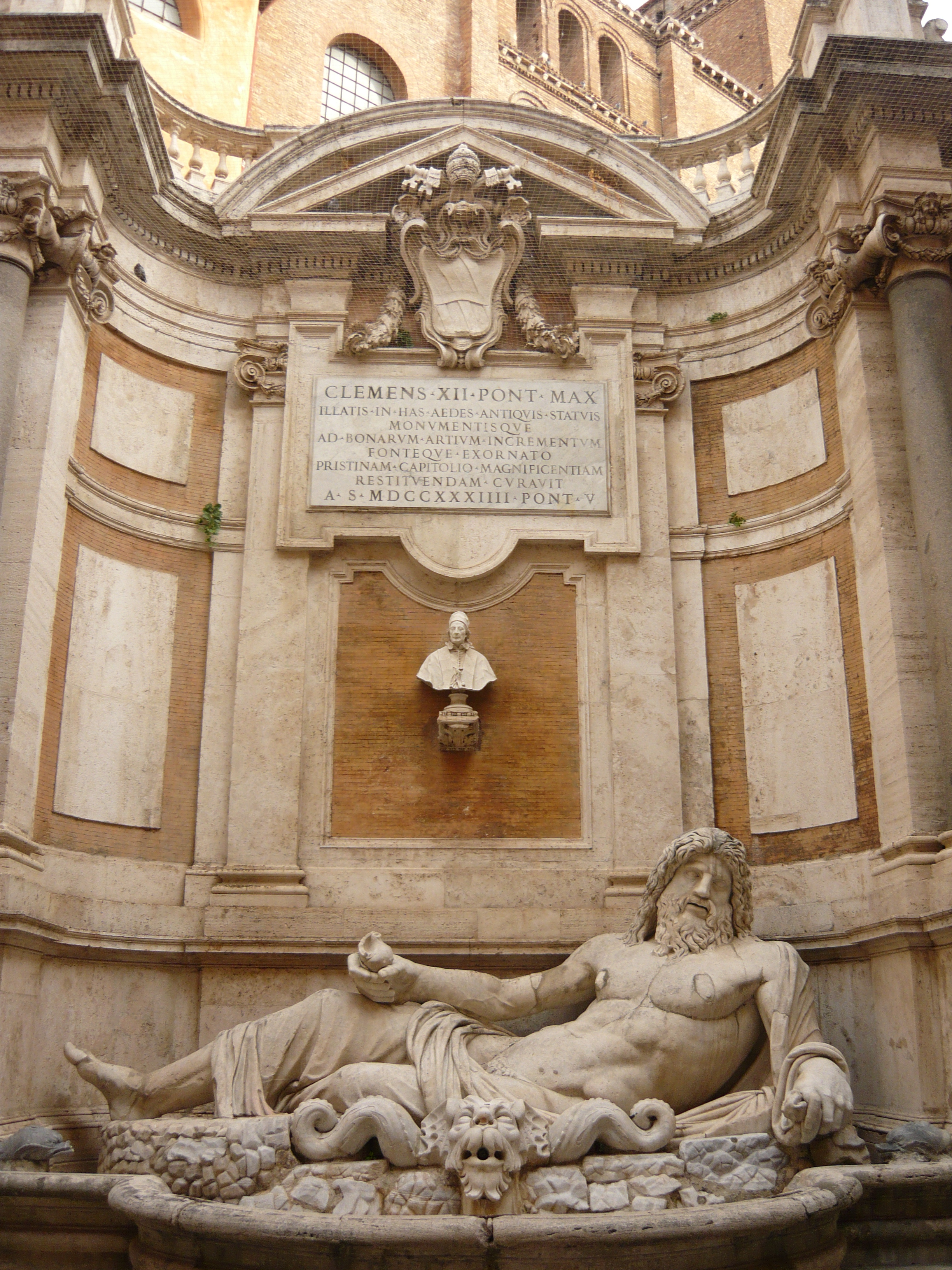
Lapide commemorativa per l'inaugurazione del Museo Capitolino (1734).
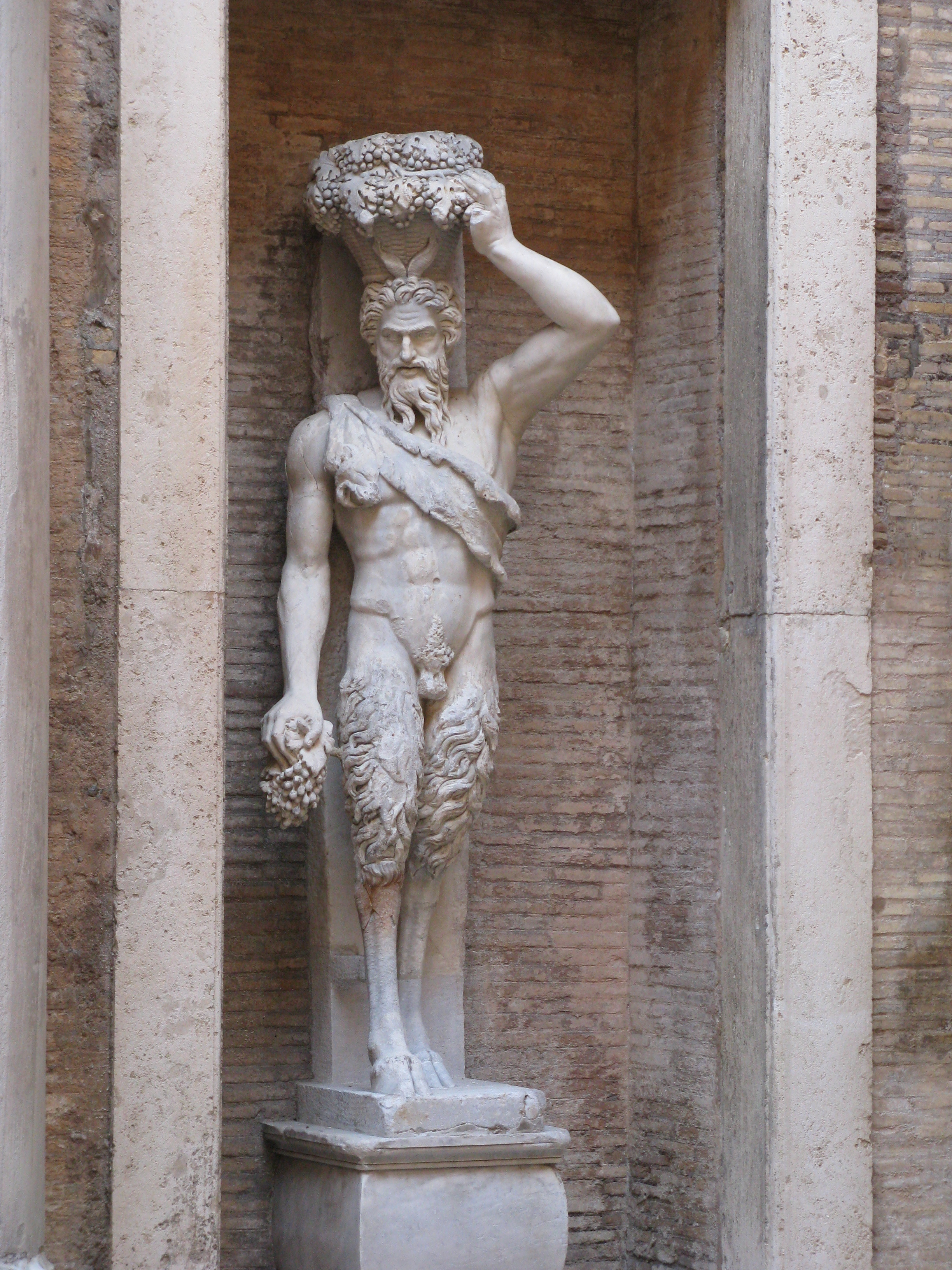
Il dio greco della vita nei campi e della natura, Pan.
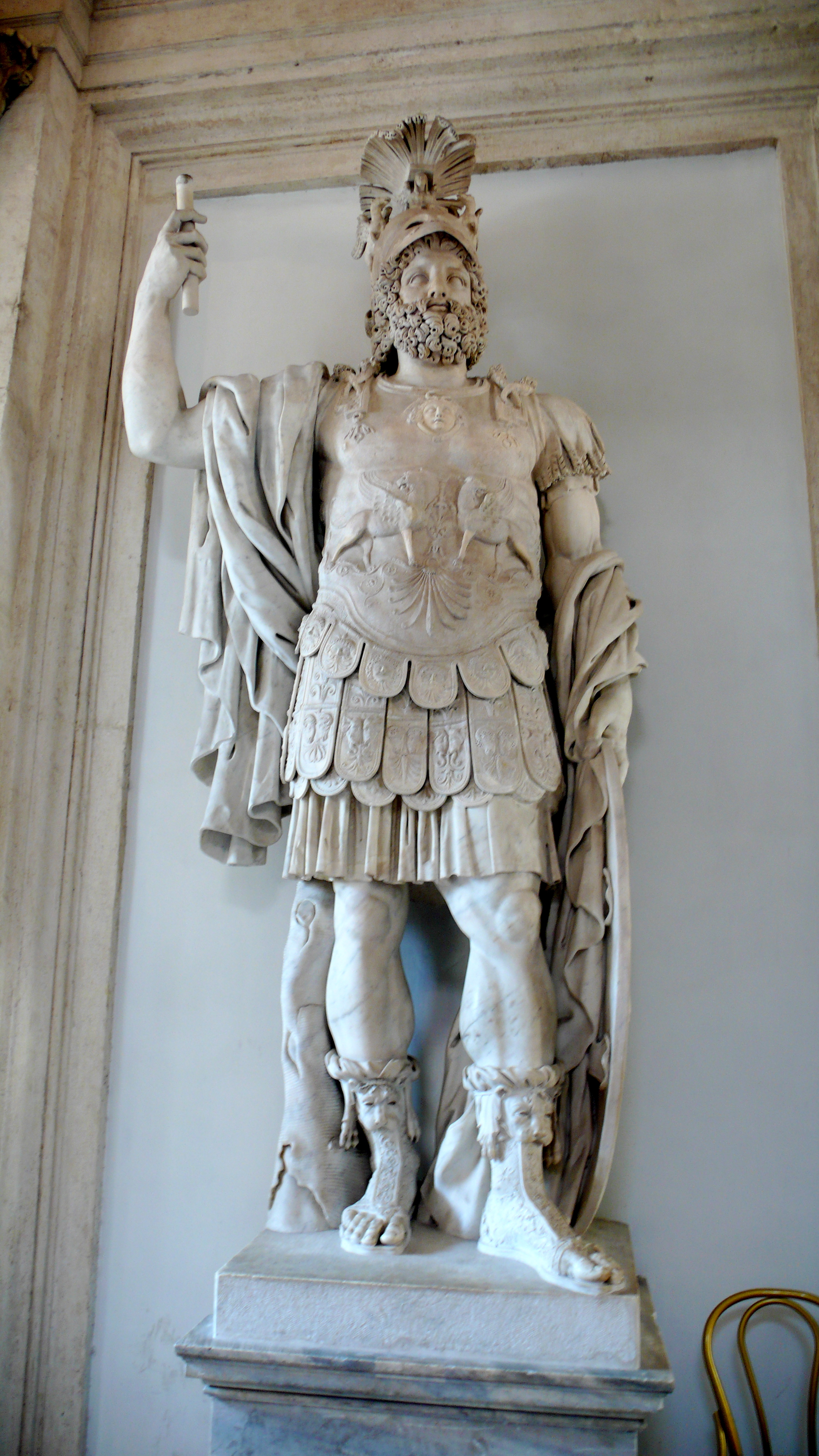
Statua colossale di Marte, dio della guerra.

### Sala dei monumenti egizi
Durante il pontificato di Clemente XI vennero acquisite una serie di statue rinvenute nell'area della Villa Verospi Vitelleschi (Horti Sallustiani) che decoravano il padiglione egizio fatto costruire dall'imperatore Adriano. Si trattava di quattro statue, che vennero collocate nel Palazzo Nuovo. In seguito però (dal 1838), quasi tutte le sculture egizie vennero trasferite in Vaticano.
Alla Sala dei monumenti egizi si accede oggi attraverso il cortile; dietro una grande parete a vetri si collocano le grandi opere in granito. Tra le opere più rappresentative un grande cratere a campana proveniente da Villa Adriana e una serie di animali simbolo delle più importanti divinità egizie: il coccodrillo, due cinocefali, uno sparviero, una sfinge, uno scarabeo, etc.

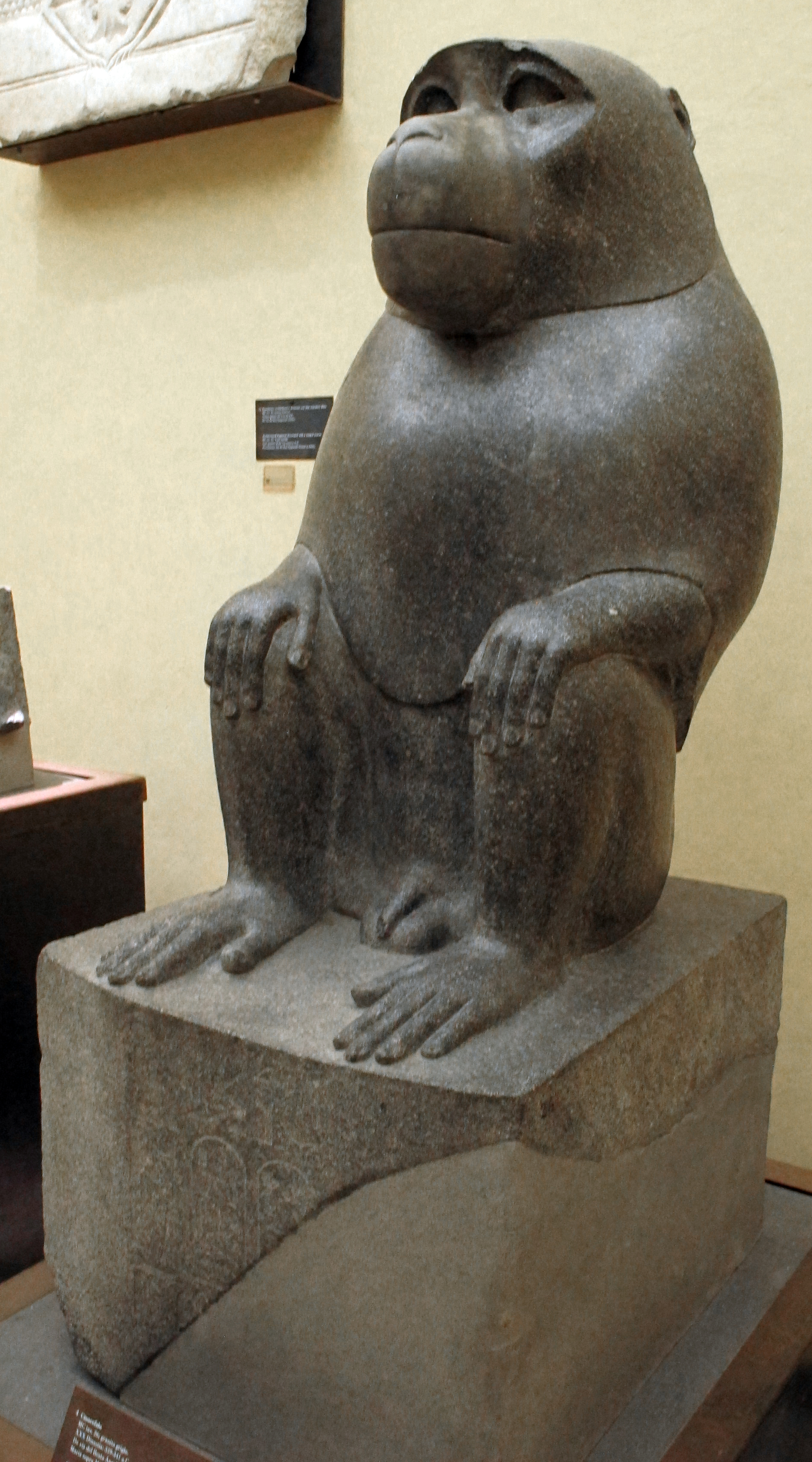
Un cinocefalo proveniente dal Campo Marzio.
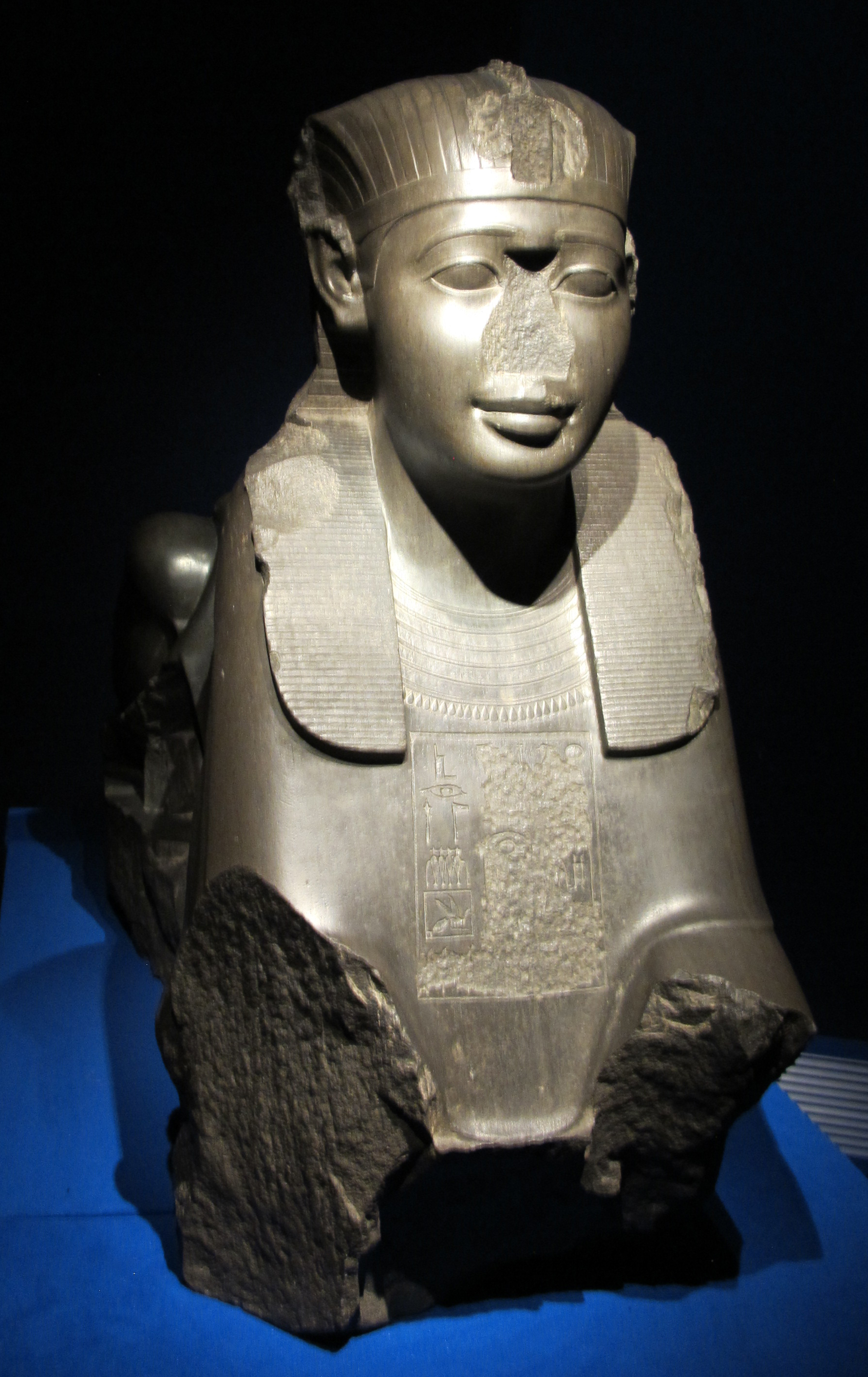
Sfinge del faraone Amasis della XXVI dinastia.
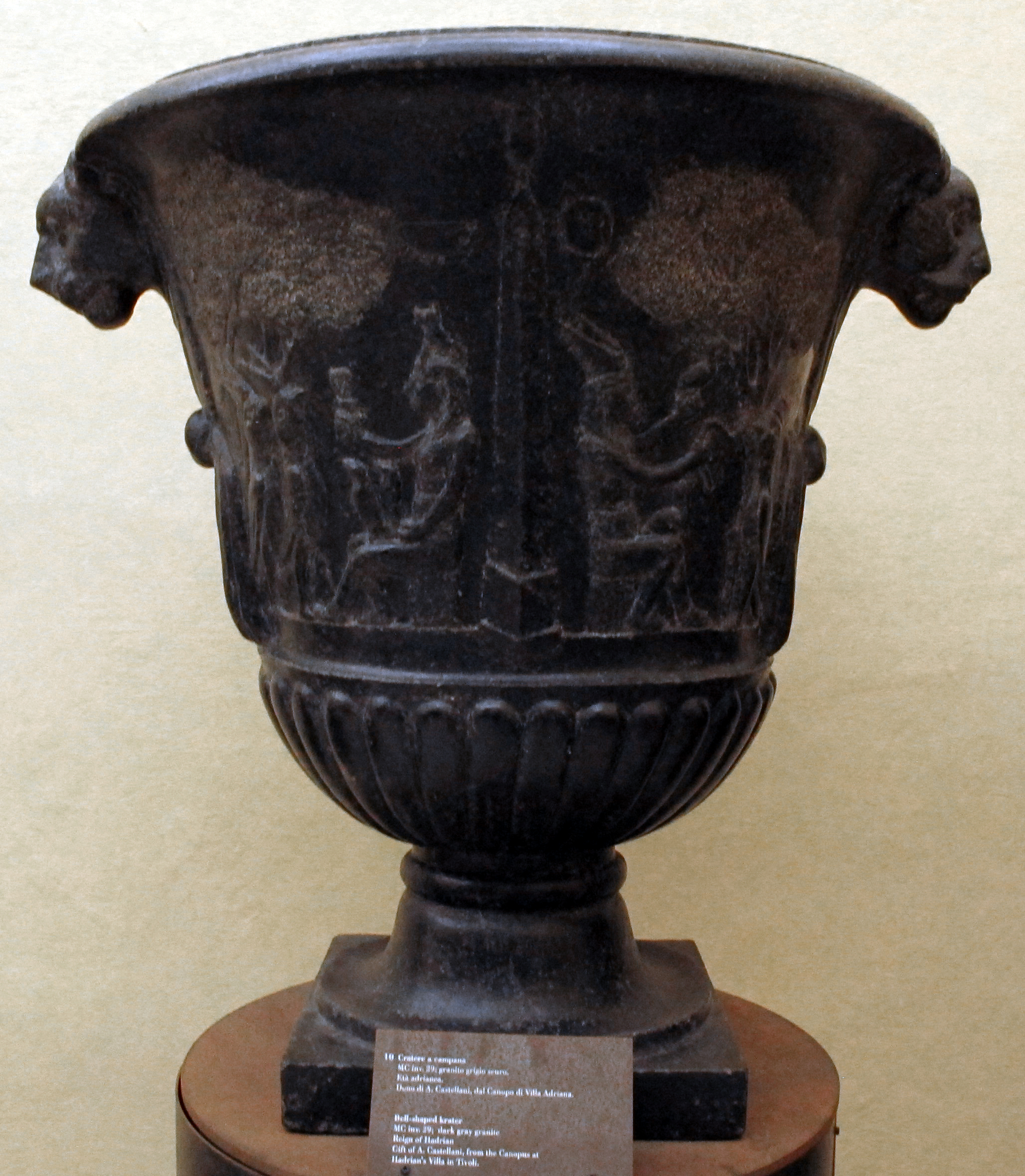
Cratere a campana proveniente da Villa Adriana.

### Stanzette terrene a destra
La denominazione di "stanzette terrene" individua i tre ambienti del piano terreno a destra dell'atrio che accolgono monumenti epigrafici di notevole interesse; tra tutti è importante menzionare i frammenti di calendari romani post-cesariani in cui risulta il nuovo anno, che Cesare definì di 365 giorni, oltre ad elenchi di magistrati detti Fasti Minori, in relazione ai più celebri Fasti consulares, conservati nel Palazzo dei Conservatori.
Nella prima stanza sono raccolti numerosi ritratti di privati romani, tra i quali si segnala quello forse di Germanico Giulio Cesare o di suo padre Druso maggiore; il cinerario di T. Statilio Apro e Orcivia Anthis; il Sarcofago con rilievi raffiguranti un episodio della vita di Achille.

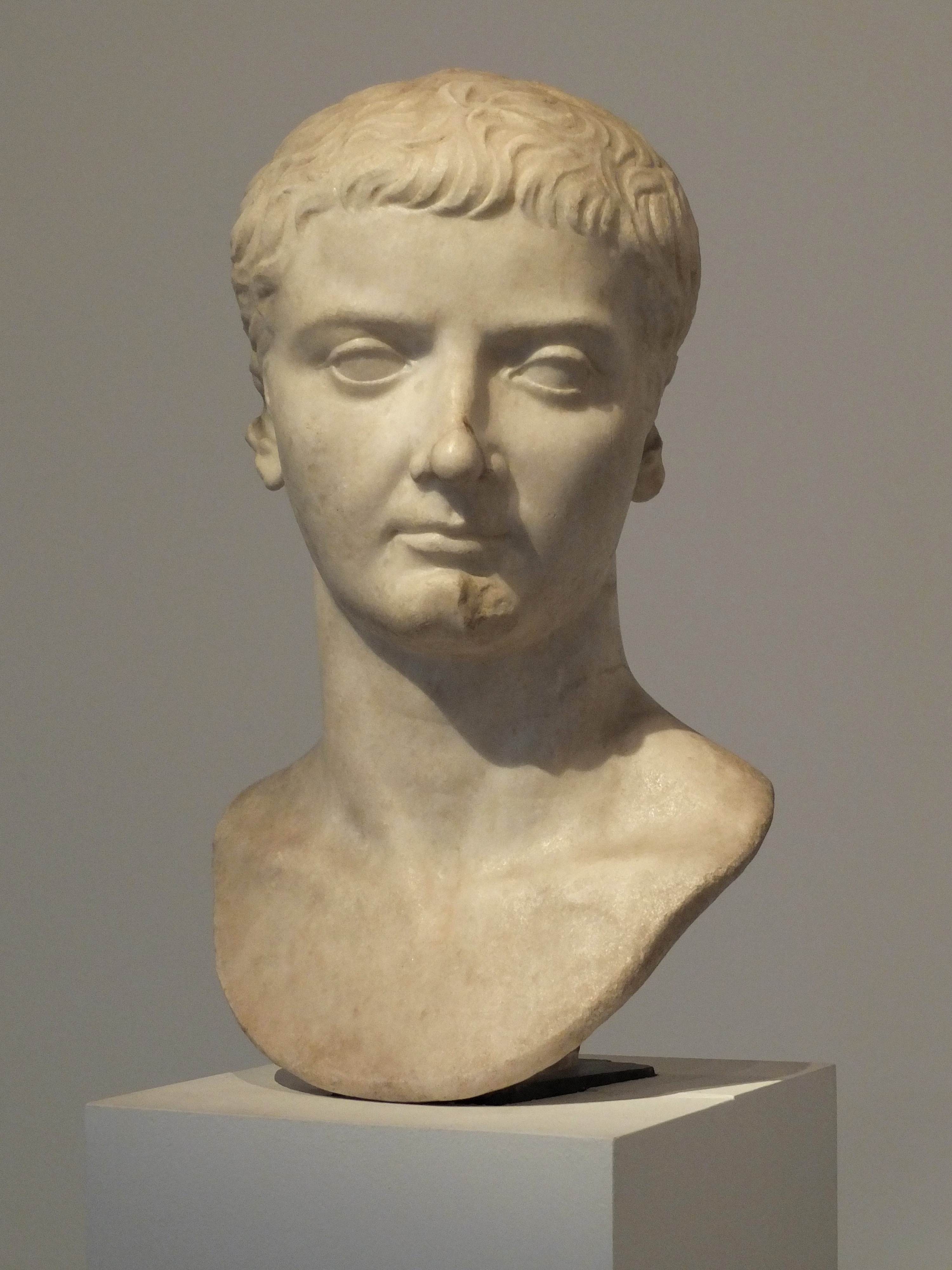
Busto di un giovane Tiberio (r. 14-37), figlio adottivo e successore di Ottaviano Augusto.
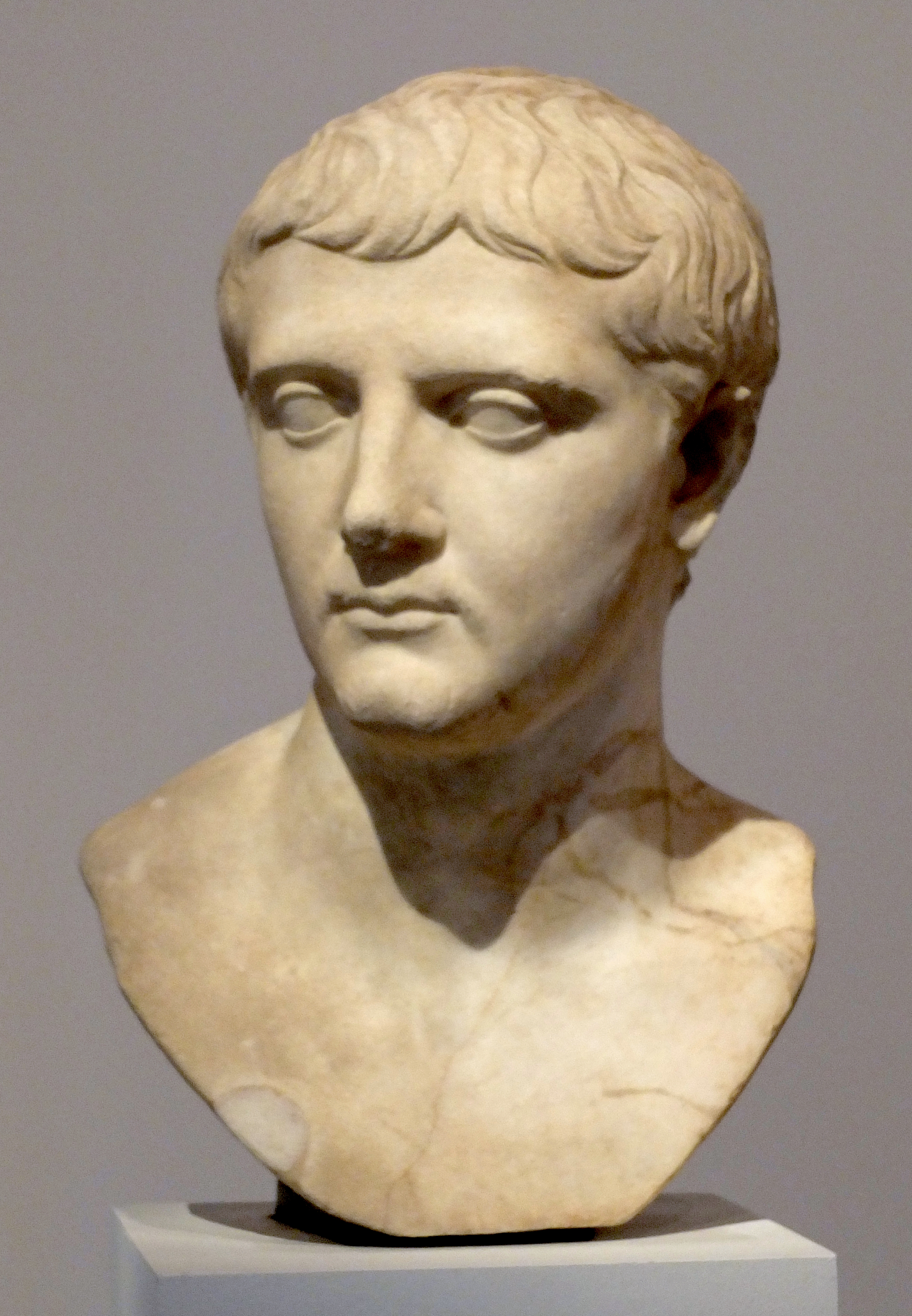
Busto di Druso maggiore o forse di suo figlio Germanico Giulio Cesare.

### Scalone

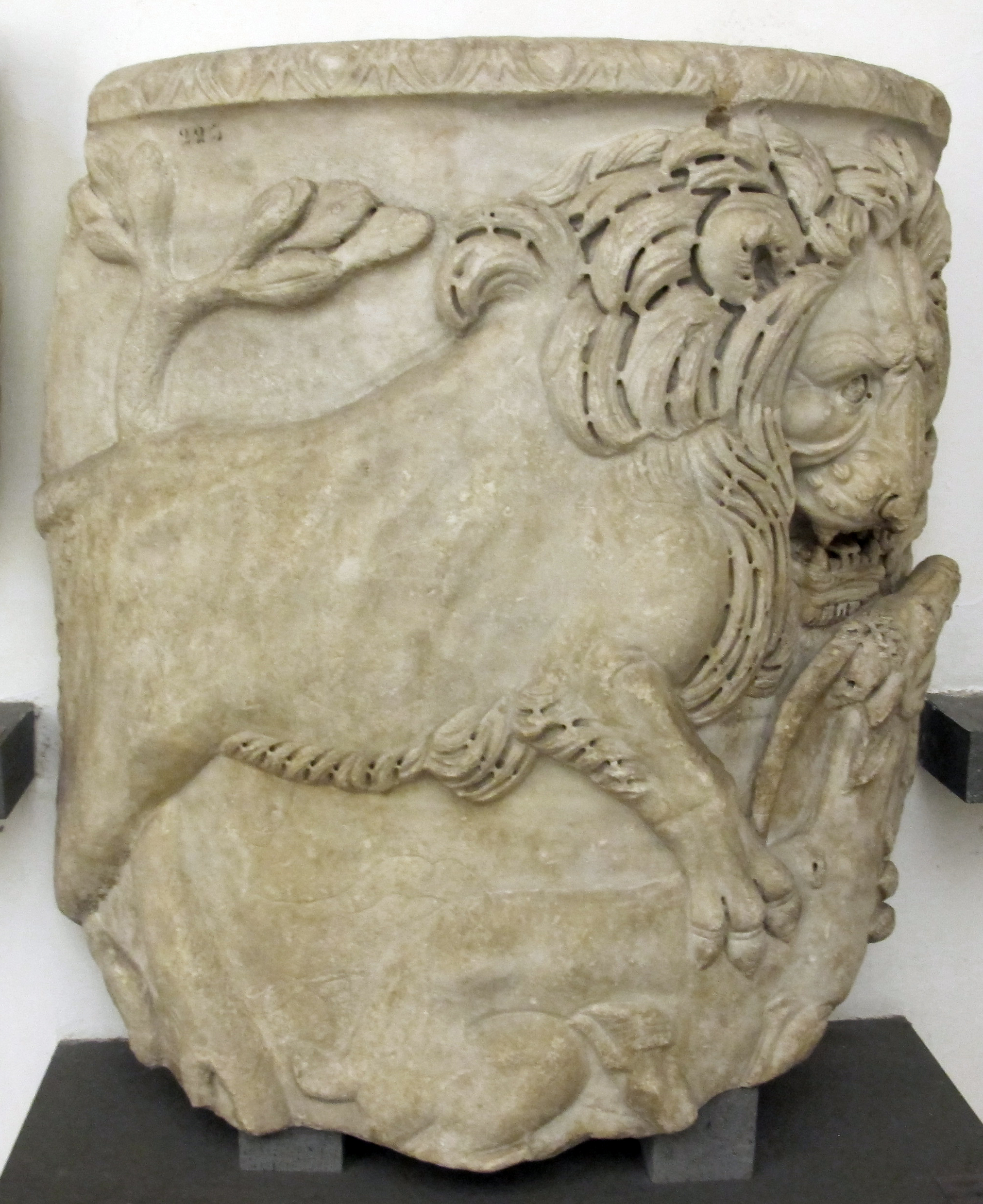
Frammento di sarcofago con leone e antilope (III secolo) nello scalone.
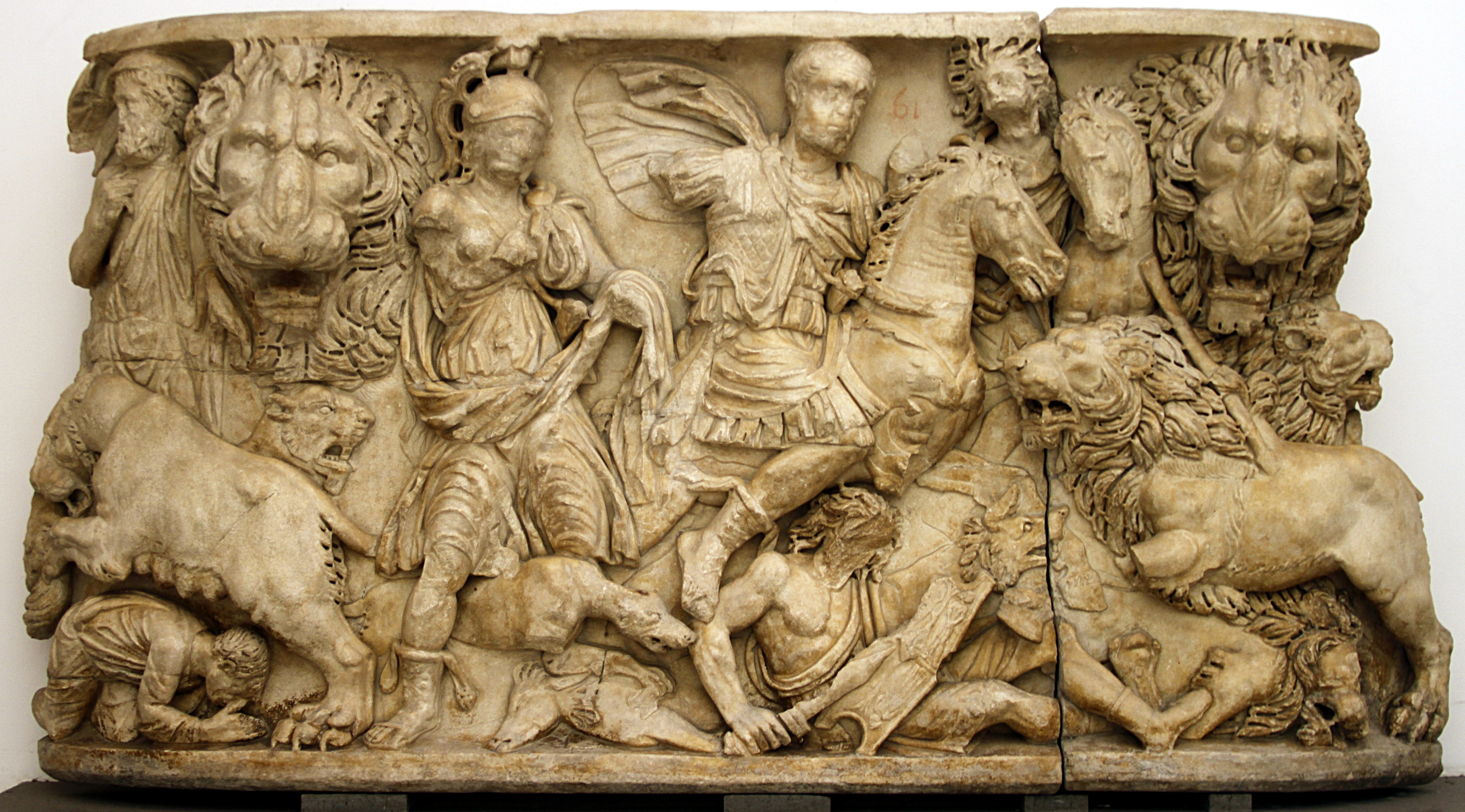
Sarcofago della caccia al leone (scalone).
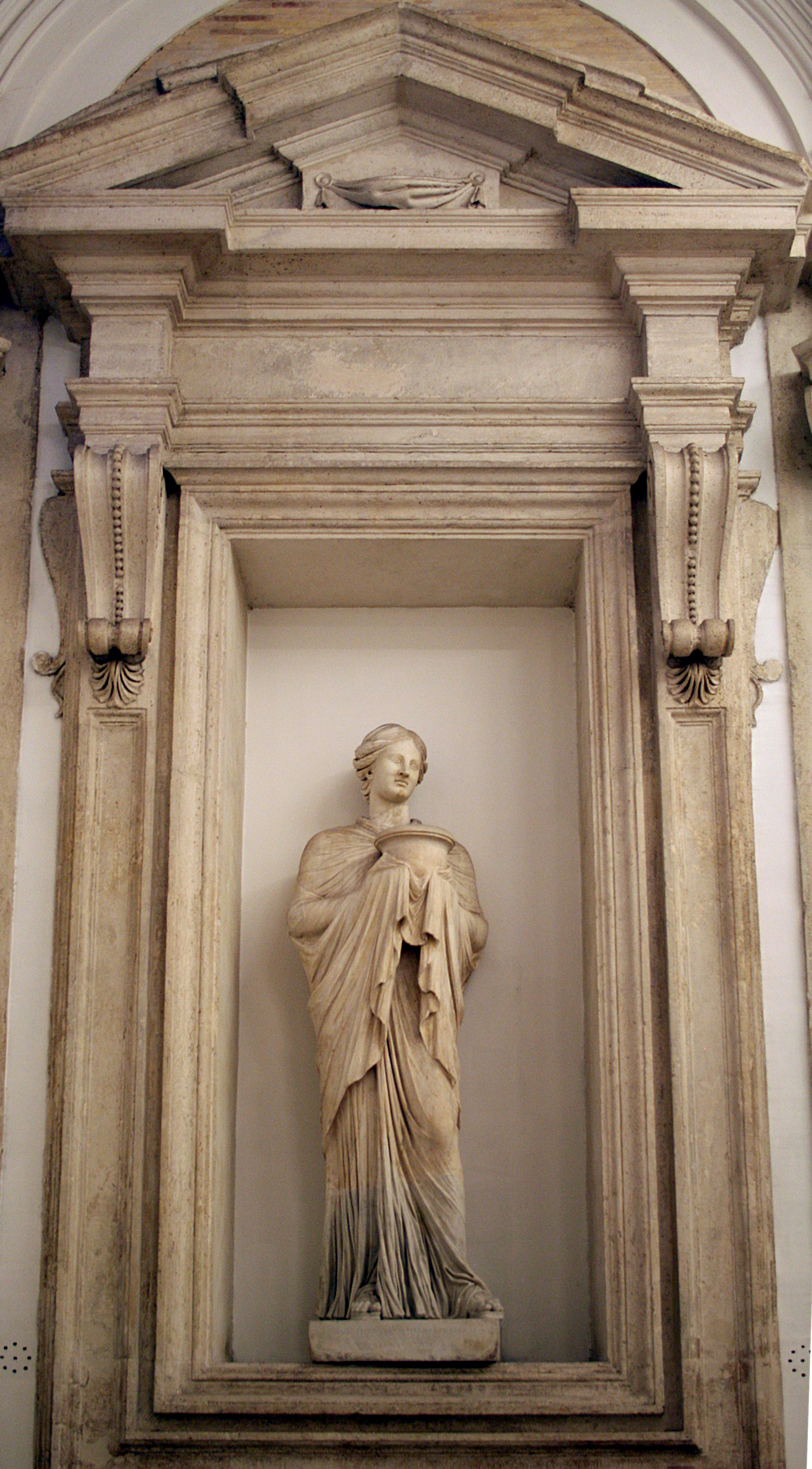
Sacerdotessa, da originale del II secolo a.C., da Villa Adriana.
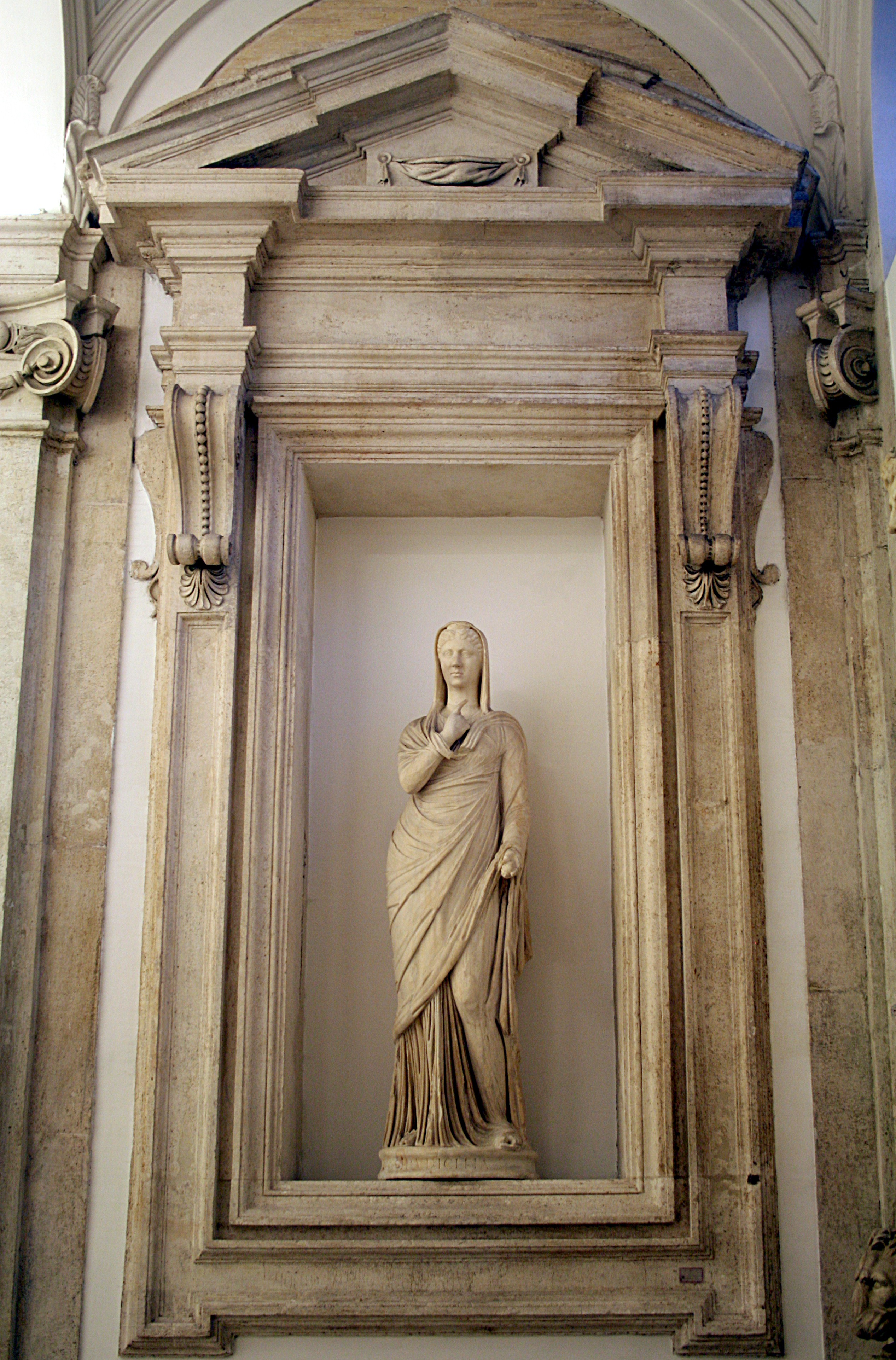
Statua femminile.

### Galleria del Palazzo Nuovo

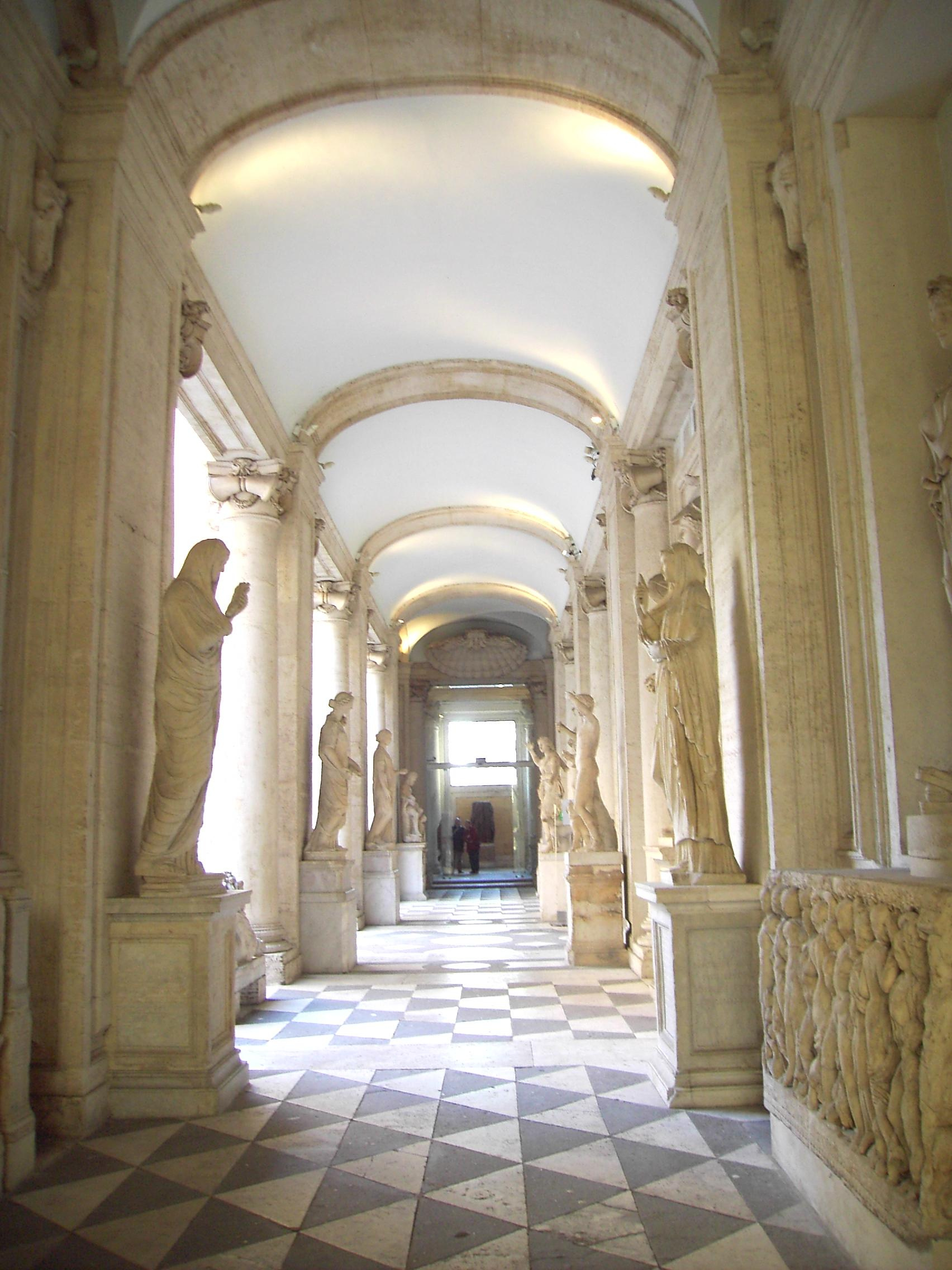
La Galleria ai cui lati si allineano sculture di vario tipo, da busti a statue a sarcofagi.

Procedendo dal piano terreno si arriva davanti ad una doppia rampa di scale al termine della quale ha inizio la lunga Galleria, che percorre longitudinalmente il primo piano del Museo Capitolino, collegando le diverse sale e offrendosi al visitatore come una numerosa e variata raccolta di statue, ritratti, rilievi ed epigrafi disposti dai Conservatori settecenteschi in maniera casuale, con un occhio rivolto più alla simmetria architettonica e all'effetto ornamentale complessivo che a quello storico-artistico e archeologico.
Sulle pareti, entro riquadri, si trovano inserite epigrafi di ridotte dimensioni, tra le quali un consistente gruppo proveniente dal colombario dei liberti e delle liberte di Livia.
Nella Galleria sono conservate numerose statue, come quella di Ercole, restaurata come Ercole che uccide l'Idra (marmo, copia romana di un originale greco del IV secolo a.C., rinvenuto durante il rifacimento della chiesa di Sant'Agnese in Agone e restaurato nel 1635); il frammento di gamba di Ercole in lotta con l'Idra (fortemente rielaborato nel restauro seicentesco); la statua di un guerriero ferito, detta anche Discobolo capitolino (di cui il solo torso è antico, forse copia del discobolo di Mirone, mentre il resto è opera del restauro eseguito tra il 1658 e il 1733 da Pierre-Étienne Monnot forse sul modello delle statue di Pergamo conosciute come i "piccoli barbari"); la statua di Leda con il cigno (forse una copia romana del gruppo del IV secolo a.C. attribuito a Timoteo); statua di un Eracle fanciullo che strozza il serpente (150-200 ca., dalla collezione del cardinale Alessandro Albani), nel quale recentemente si è voluto riconoscere un giovane Caracalla o anche Marco Annio Vero Cesare; Eros con l'arco (copia romana da Lisippo, proveniente da Tivoli); statua di vecchia ubriaca, scultura in marmo databile al 300-280 a.C. circa e conosciuta da copie romane, tra cui le migliori sono quella della Gliptoteca di Monaco (h 92 cm) e proprio quella del Museo capitolino.

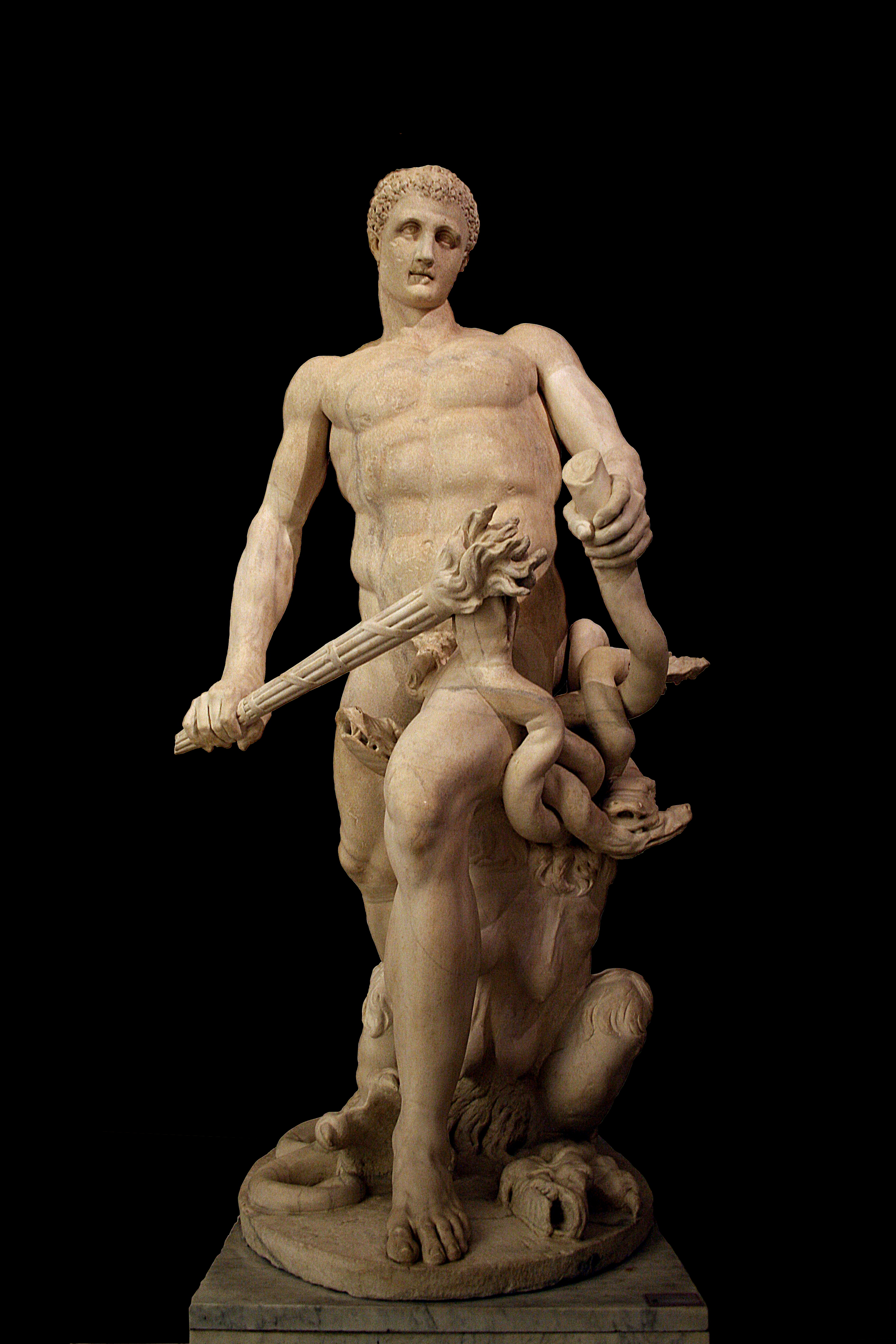
Statua di Ercole restaurato come Ercole che uccide l'Idra.
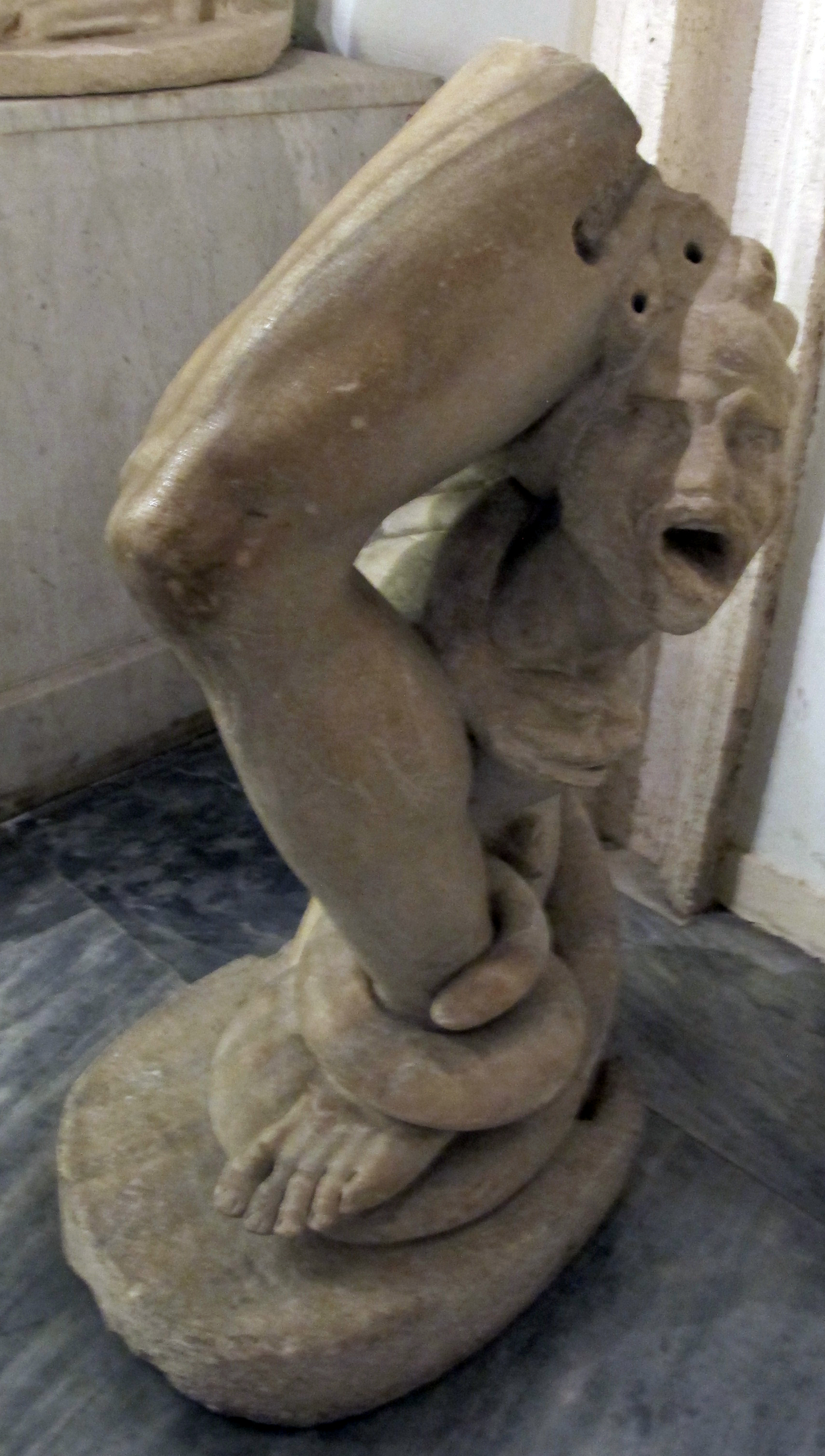
Frammento della gamba di Ercole (forse restauro scartato nel XVII secolo).
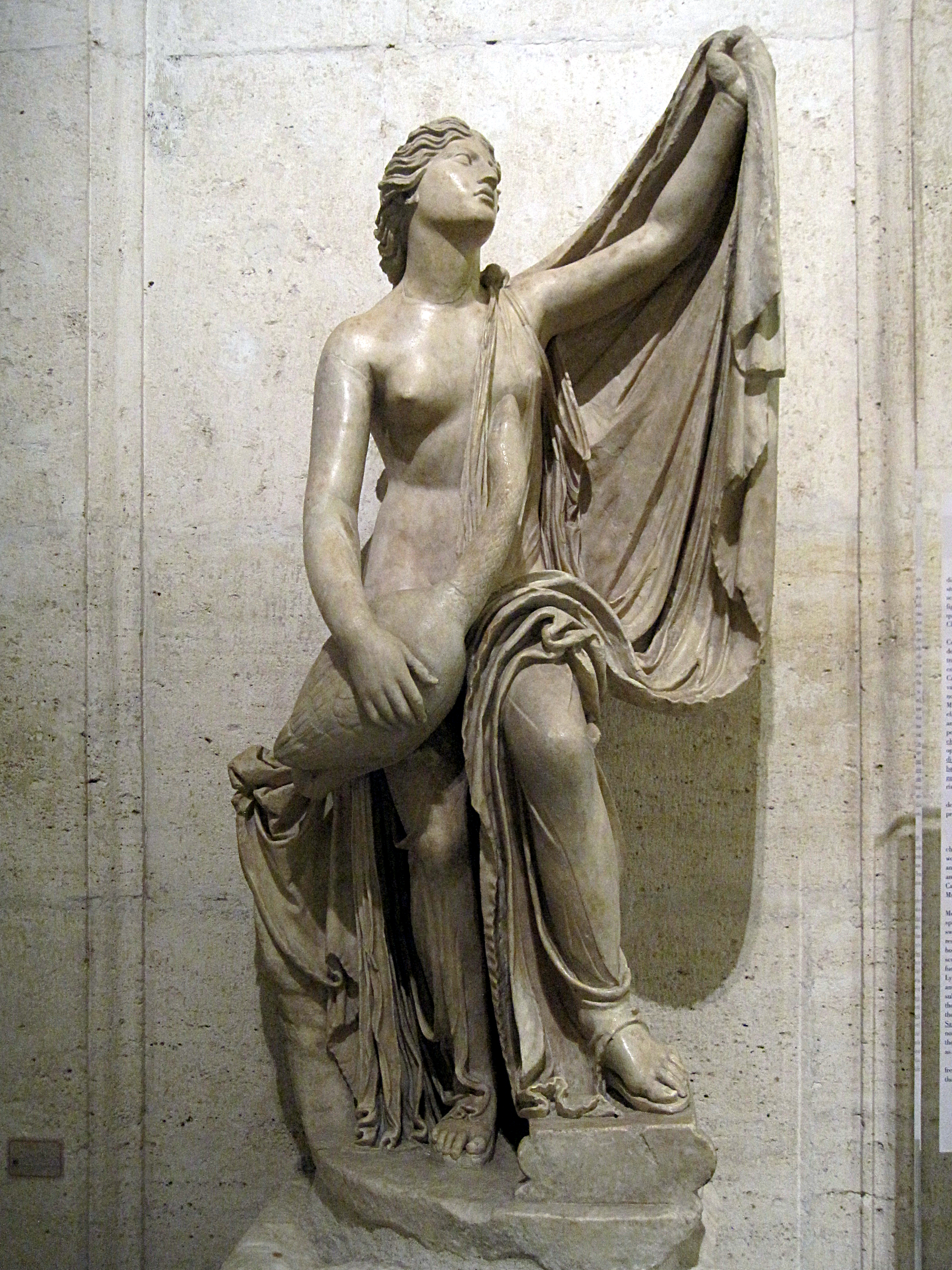
La Statua di Leda con il cigno.
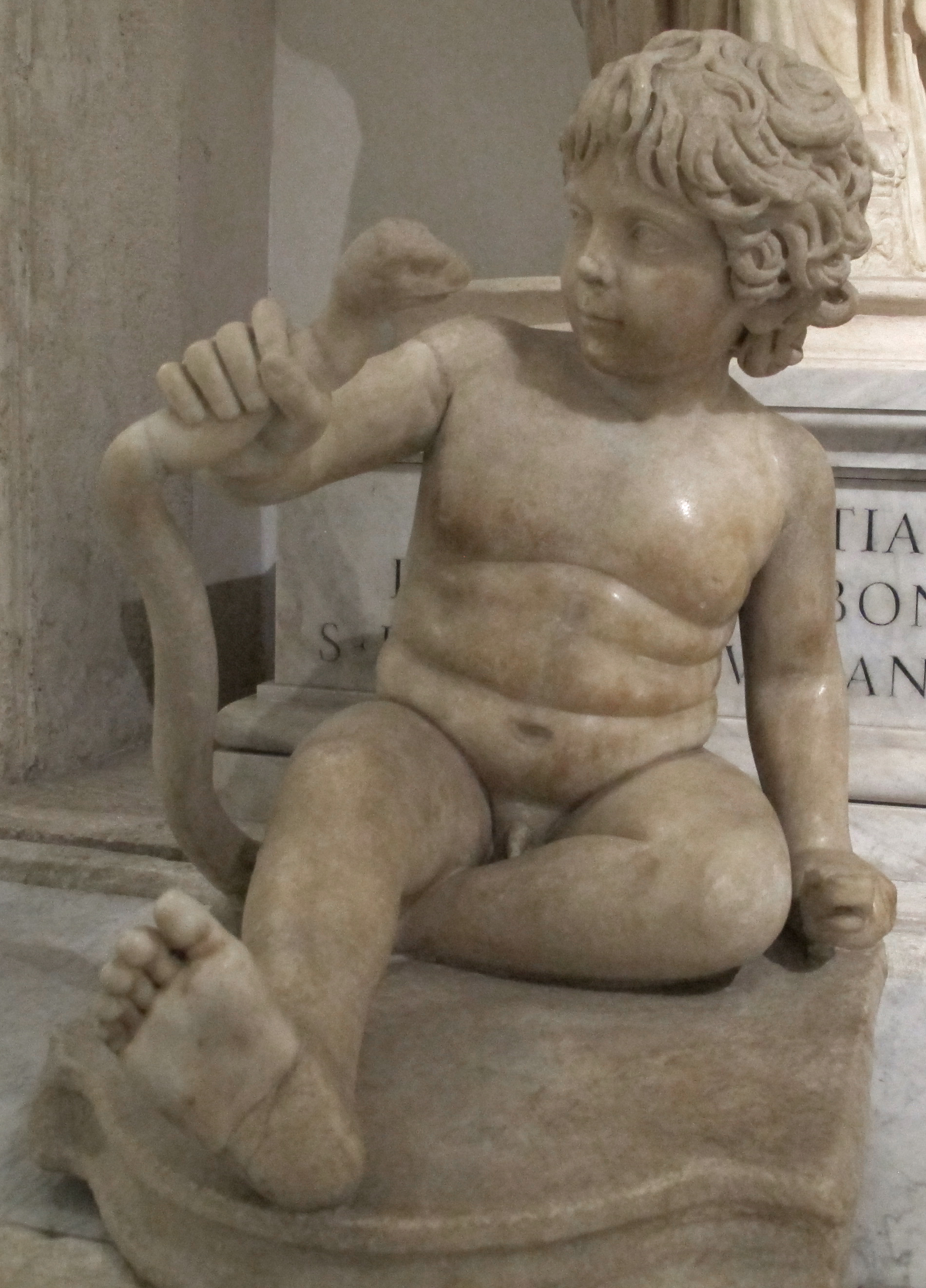
Un piccolo Ercole che strozza un serpente.
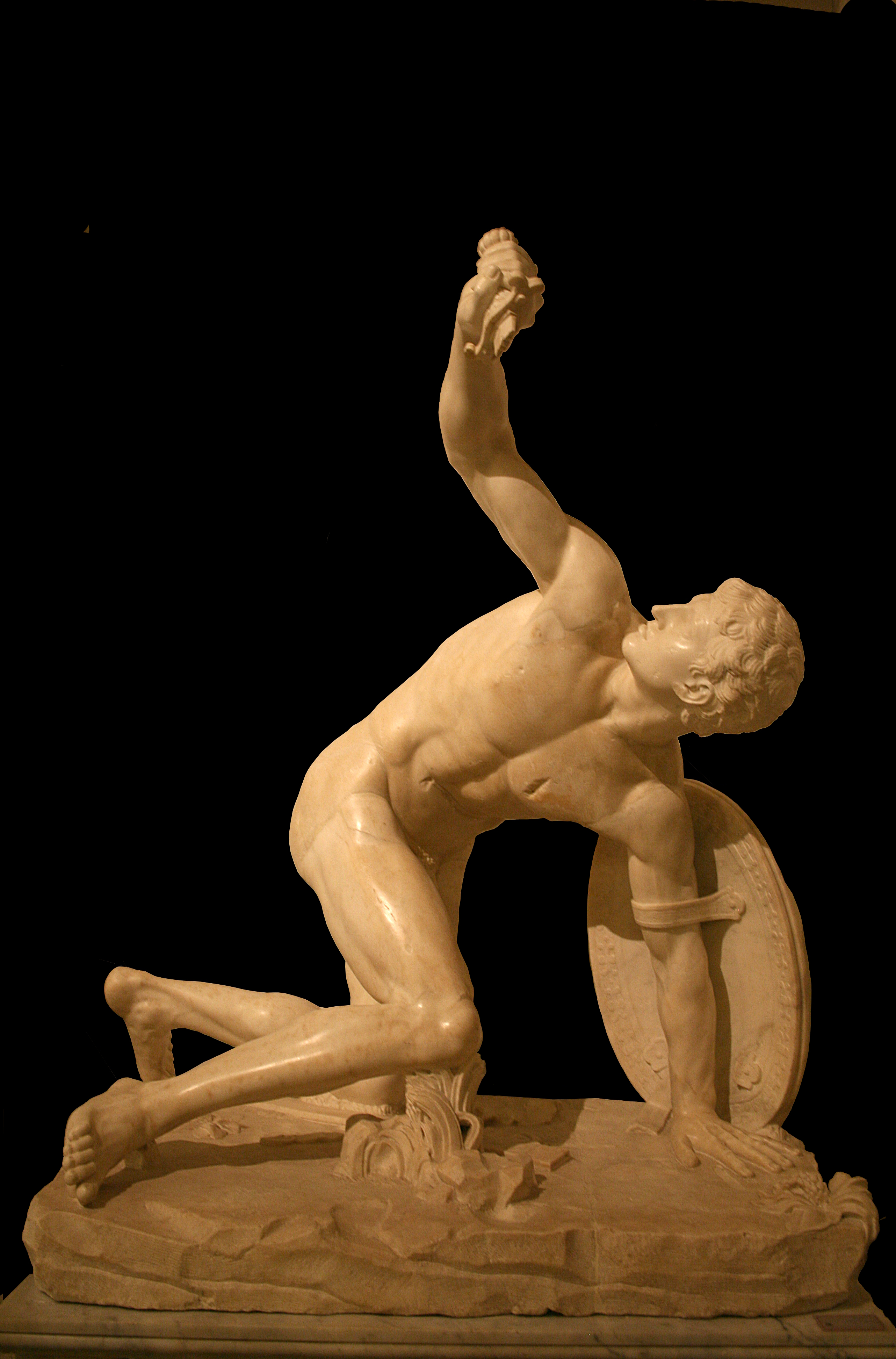
Statua di guerriero ferito o "Discobolo capitolino".
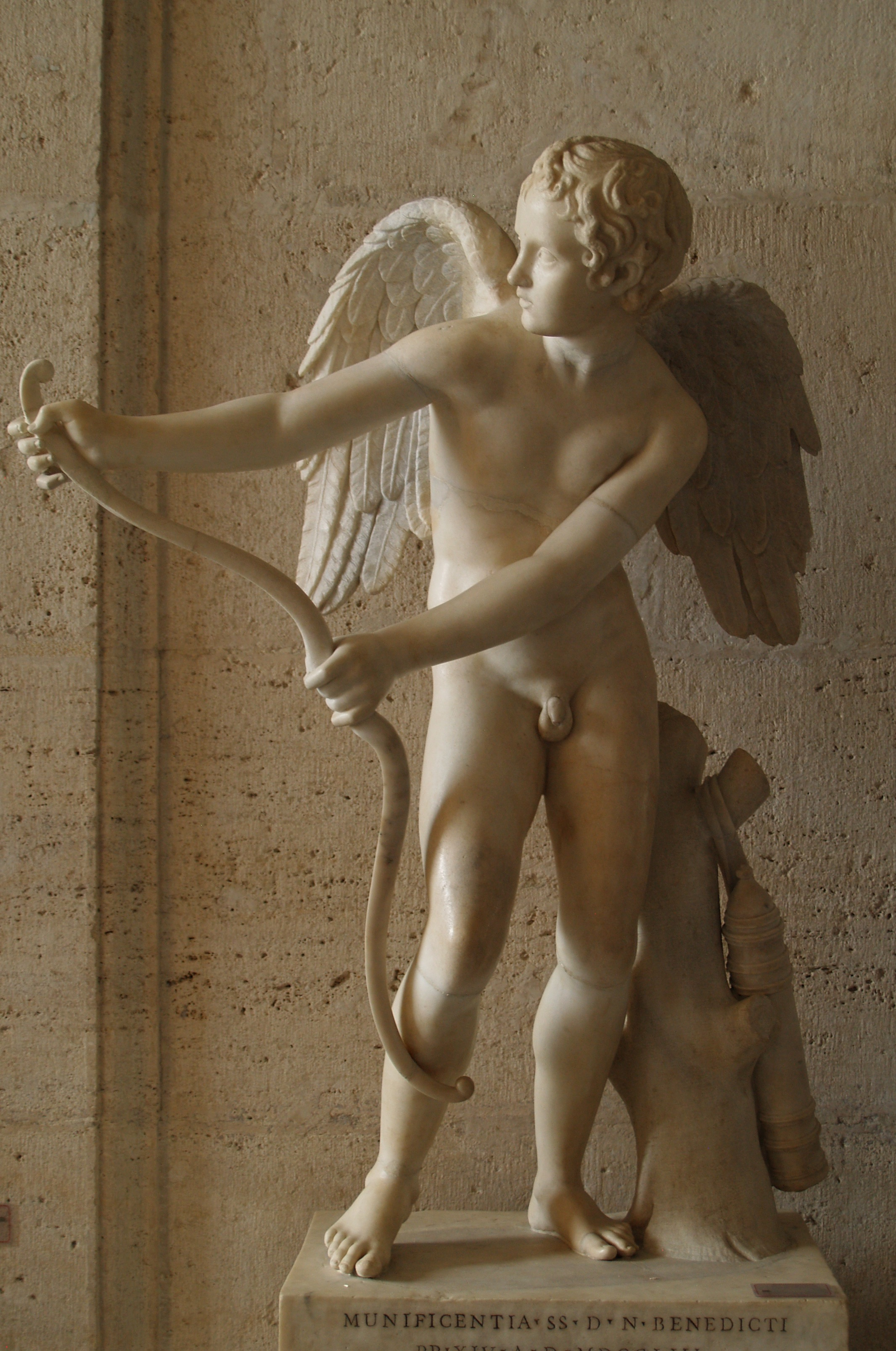
Eros con l'arco (copia romana da Lisippo).
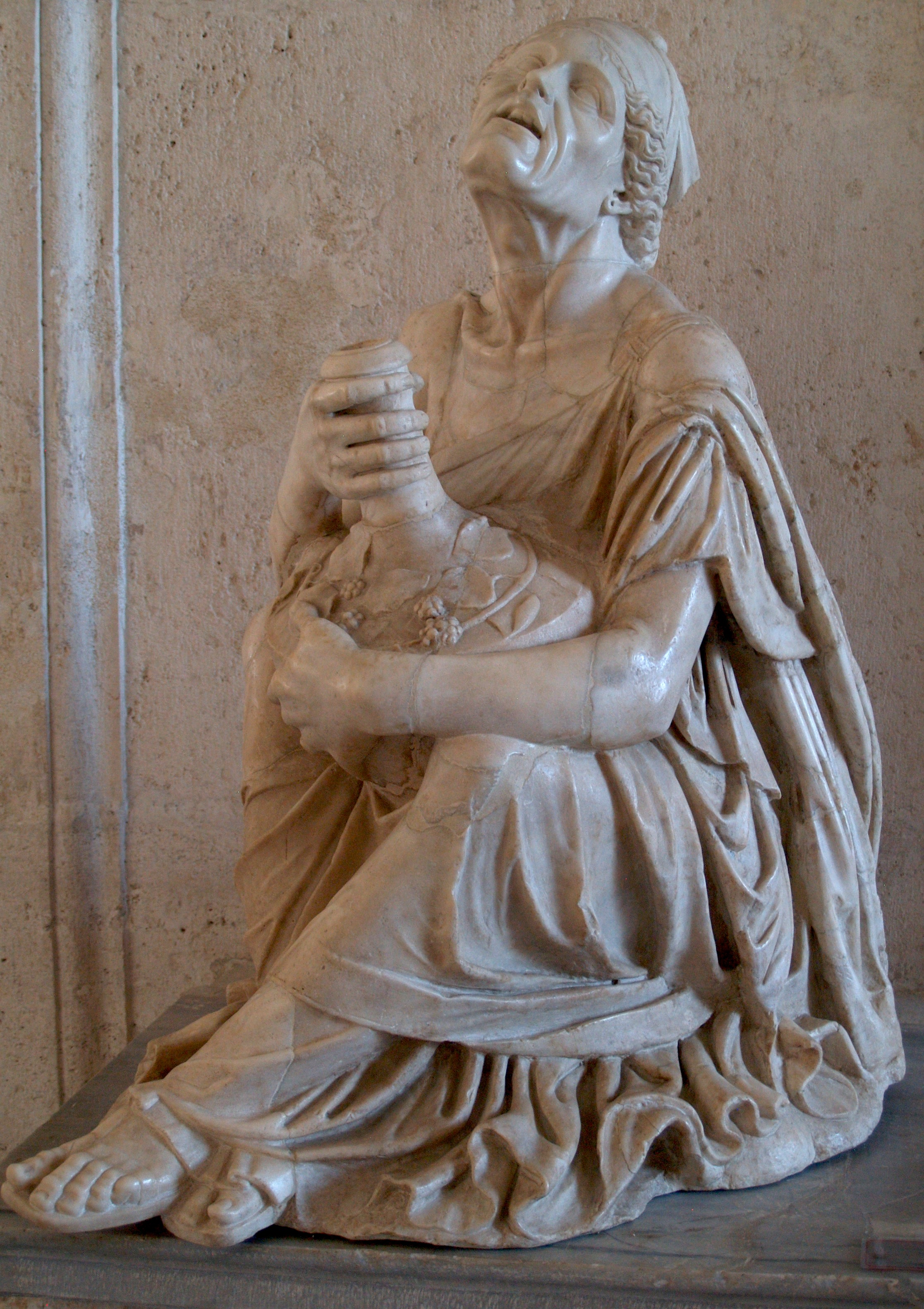
Statua di vecchia ubriaca.

### Sala delle Colombe

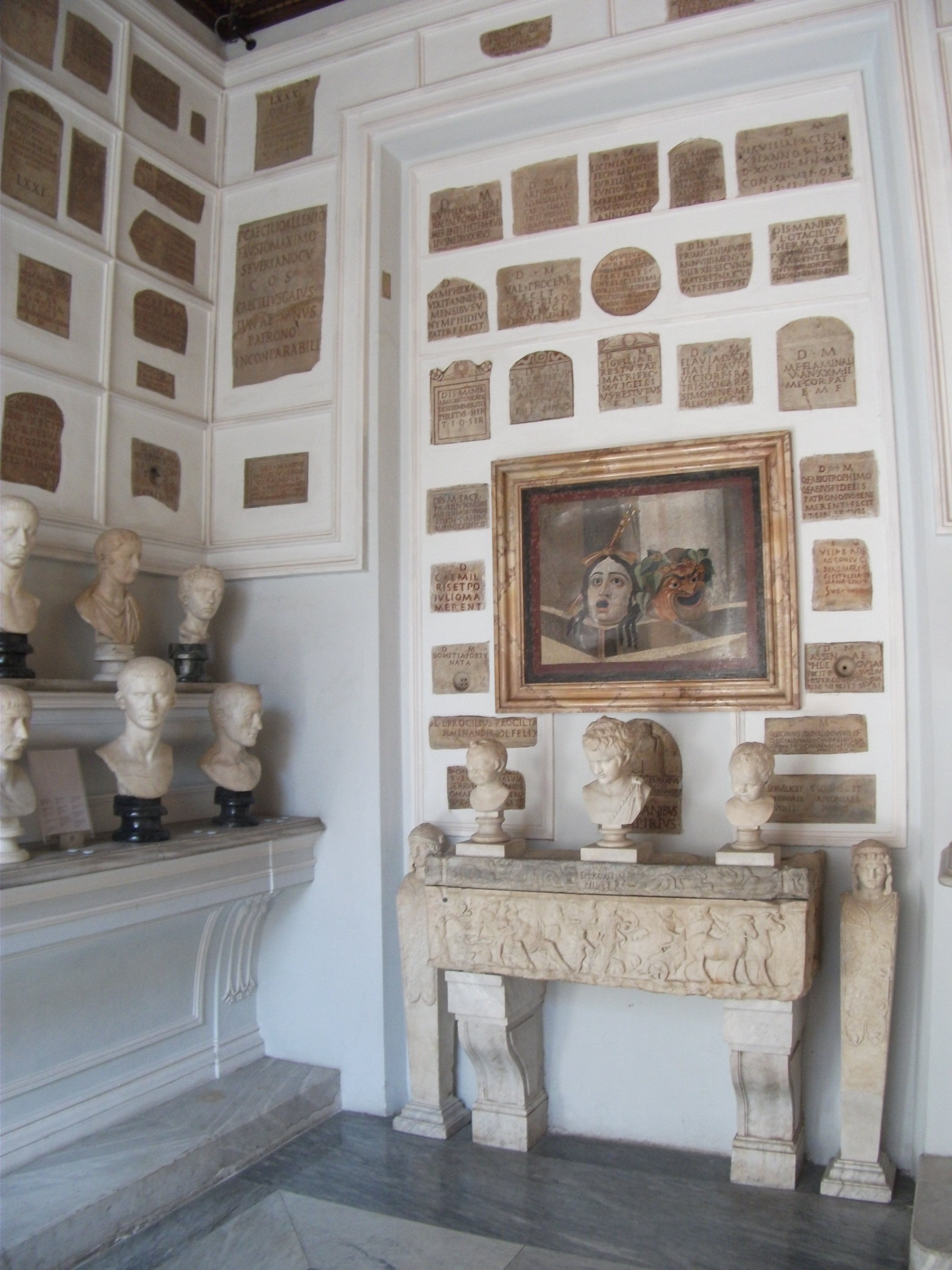
Il celebre "mosaico delle maschere sceniche" insieme a numerose iscrizioni poste sulle pareti, sono accompagnate da numerosi busti maschili e femminili.

La sala prende il nome dal celebre mosaico pavimentale: il mosaico delle colombe, rinvenuto presso Villa Adriana e attribuito ad un mosaicista greco di nome Soso. Le opere qui contenute appartenevano per lo più alla collezione del cardinale Alessandro Albani, la cui acquisizione è all'origine del Museo Capitolino. La disposizione dei ritratti maschili e femminili (tra cui un ritratto dell'imperatore Traiano e un ritratto maschile di epoca repubblicana), lungo mensole che percorrono l'intero perimetro del muro della sala, risale ad un progetto di allestimento settecentesco ed è tuttora visibile, seppur con qualche impercettibile cambiamento. Una disposizione mai alterata è quella delle iscrizioni sepolcrali romane affisse, a metà del Settecento, nella parte alta delle pareti. All'interno della sala ricordiamo:
- La tabula bronzea (III secolo) con cui il Collegio dei Fabri di Sentinum assegnava a Coretius Fuscus il titolo onorifico di patrono;
- La tabula iliaca (I secolo);
- Un'iscrizione bronzea dall'Aventino contenente una dedica a Settimio Severo e alla famiglia imperiale, posta nel 203 dai vigiles della IV coorte di quella regio;
- Il decreto di Gneo Pompeo Strabone (il cosiddetto bronzo di Ascoli), ove si concedevano particolari privilegi ad alcuni cavalieri spagnoli militanti a favore dei romani nella battaglia di Ascoli (89 a.C.);
- Il più antico resto di decreto in bronzo del senato conservato quasi per intero: il Senatoconsulto riguardante Asclepiade di Clazomene e gli alleati (78 a.C.), dove veniva attribuito il titolo di amici Populi Romani a tre navarchi greci che avevano combattuto al fianco dei Romani nella guerra sociale (91-88 a.C.) o forse in quella sillana (83-82 a. C.). Il testo è redatto in latino con una traduzione greca, rimasta nella parte inferiore della tavola, che ha permesso l'integrazione dello scritto mutilo.
- Oltre al "mosaico delle colombe", nella sala si ammira il celebre "mosaico delle maschere sceniche".
- Collocata nel centro, la statua di bambina con colomba (marmo, copia romana da un originale ellenistico del II secolo a.C.), motivo figurativo che trova un possibile antecedente nei rilievi delle stele funerarie greche del V e IV secolo a.C..

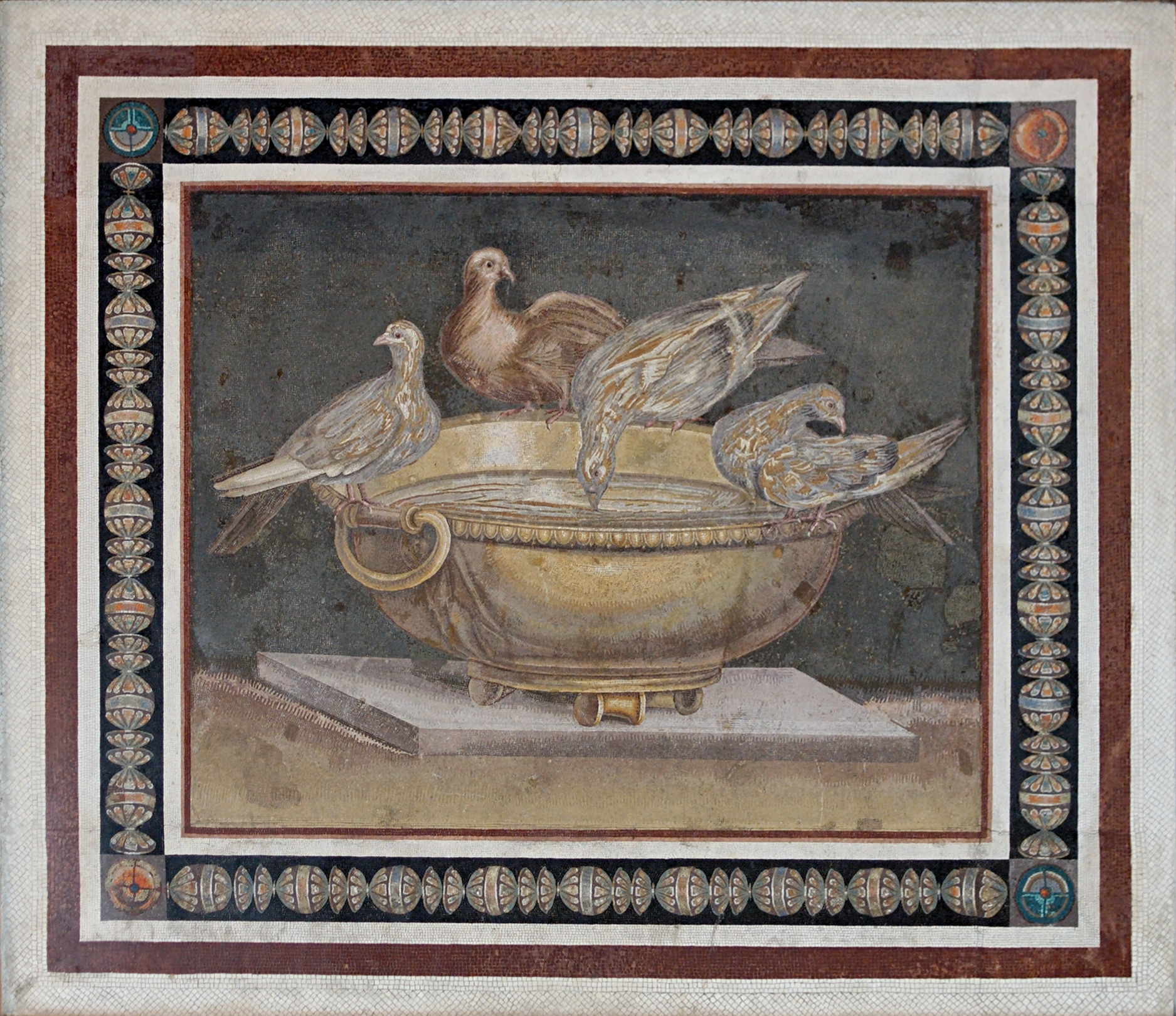
Il celebre "mosaico delle colombe" che dà il nome alla sala.
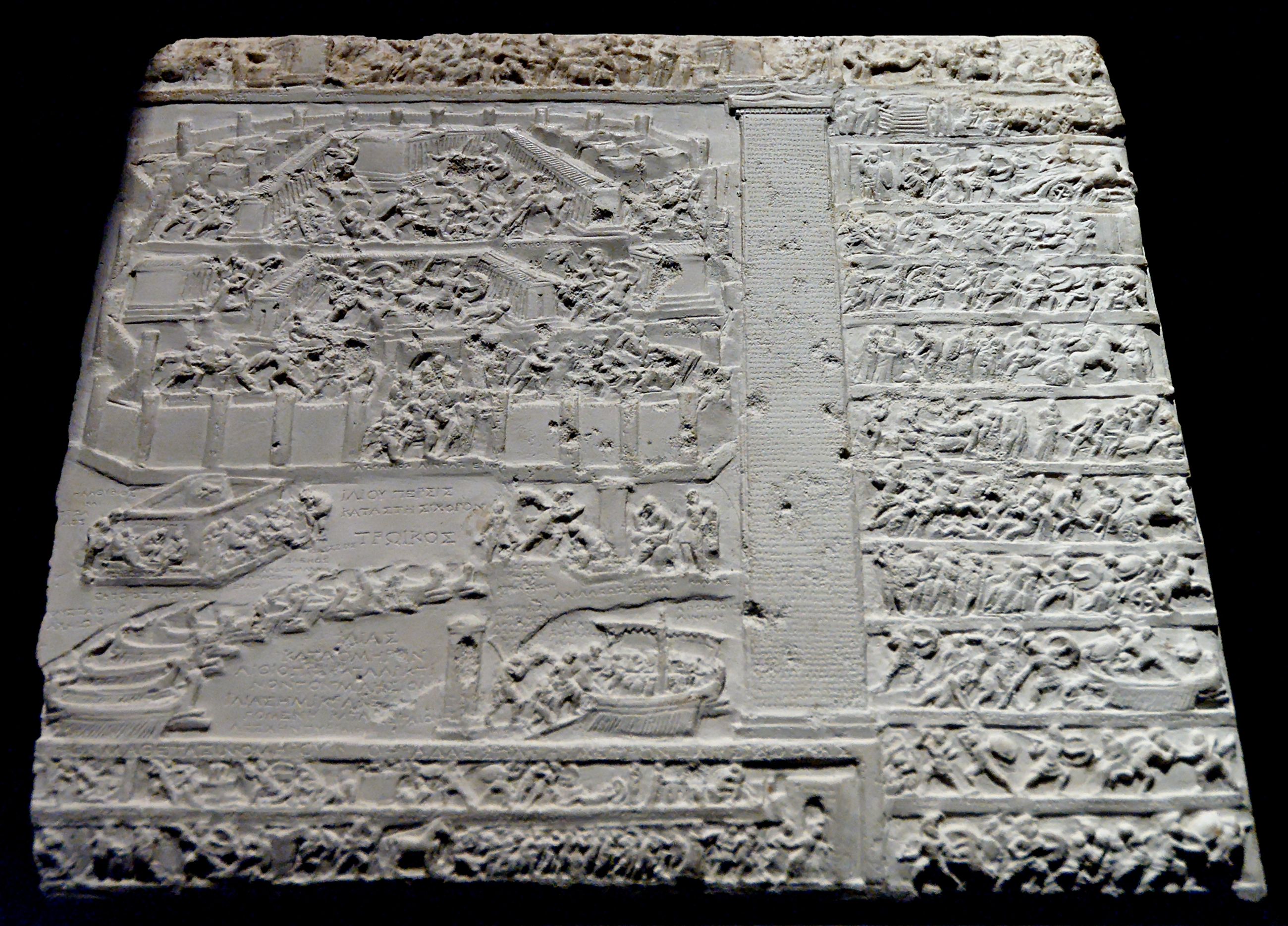
La Tabula iliaca dei Musei Capitolini.
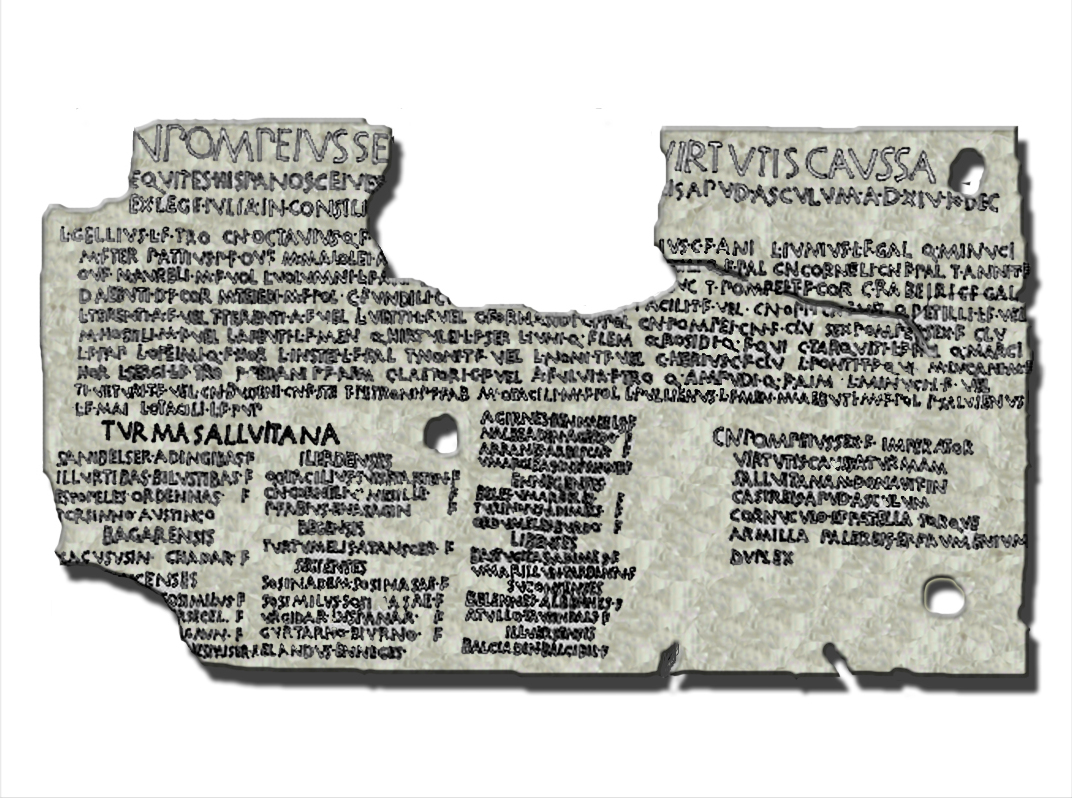
Il bronzo di Ascoli.
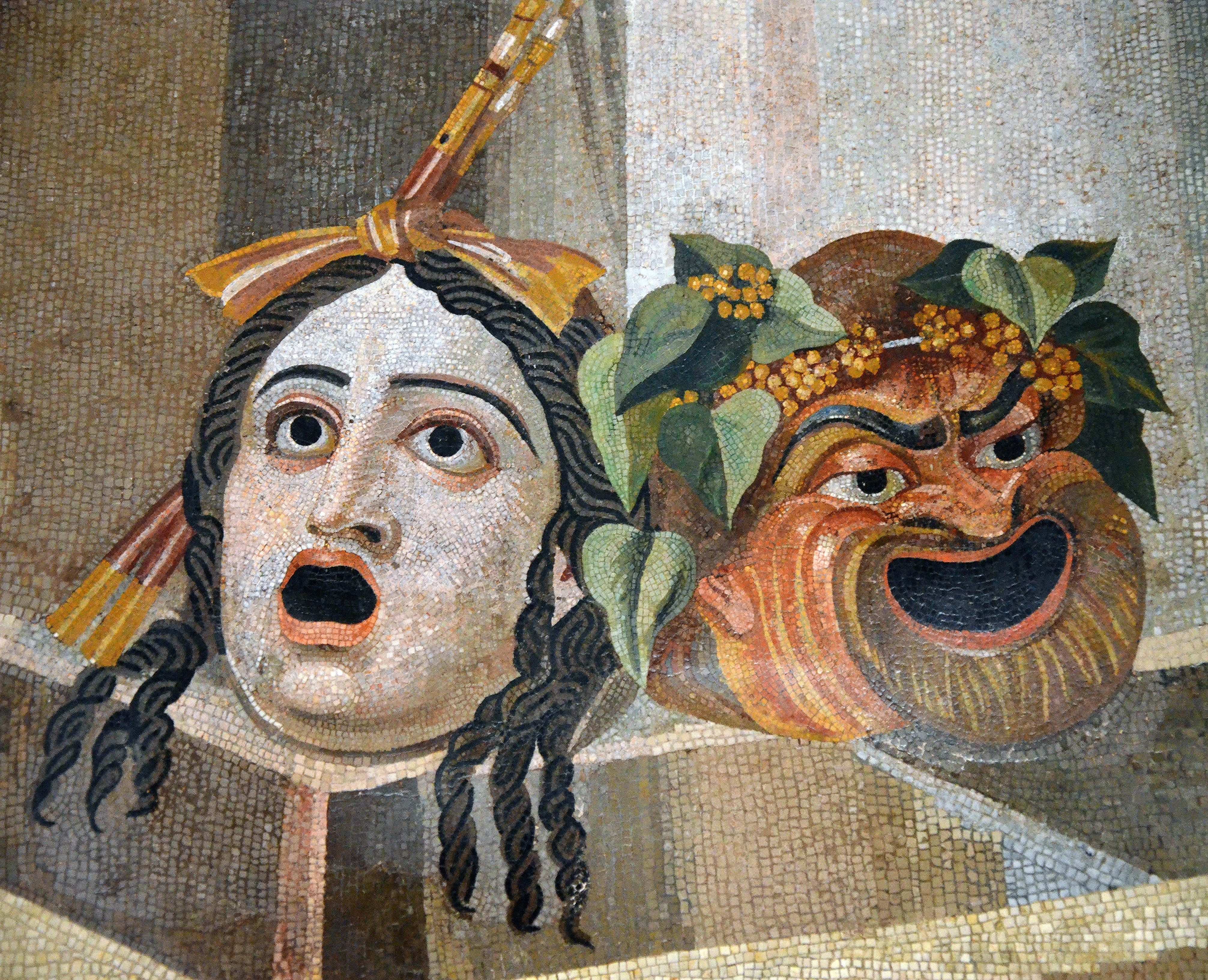
Il "mosaico delle maschere sceniche".
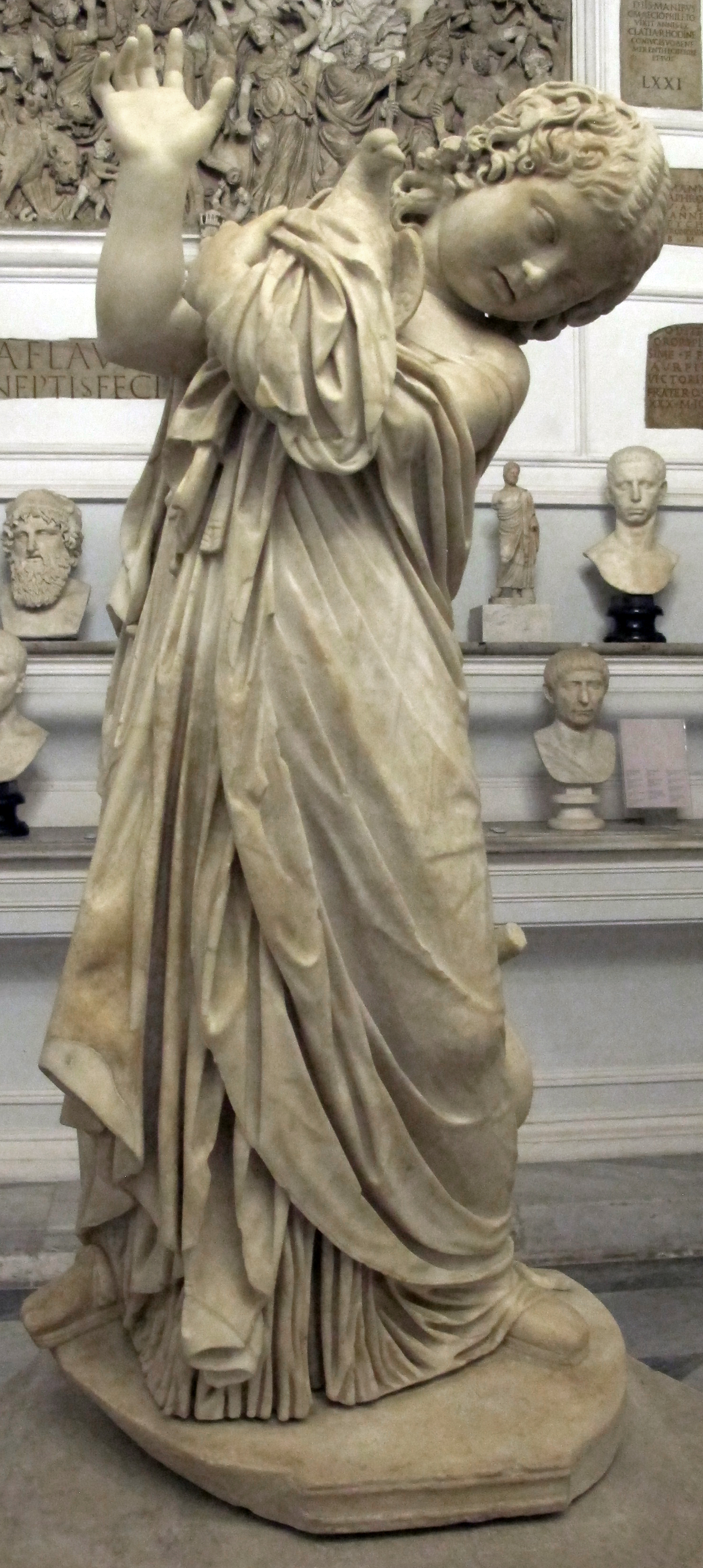
Bambina con colomba.
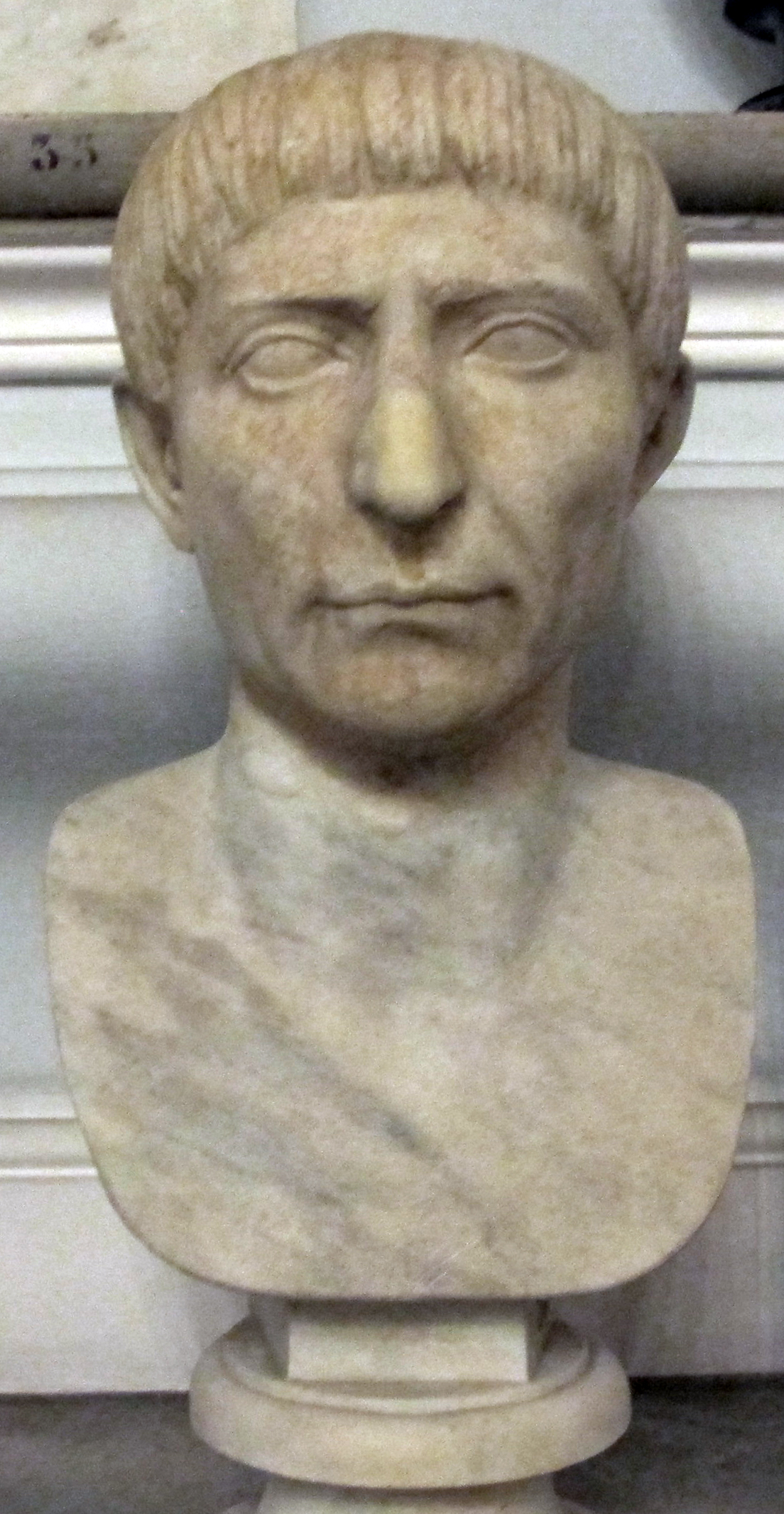
Busto di Traiano (collezione Albani).
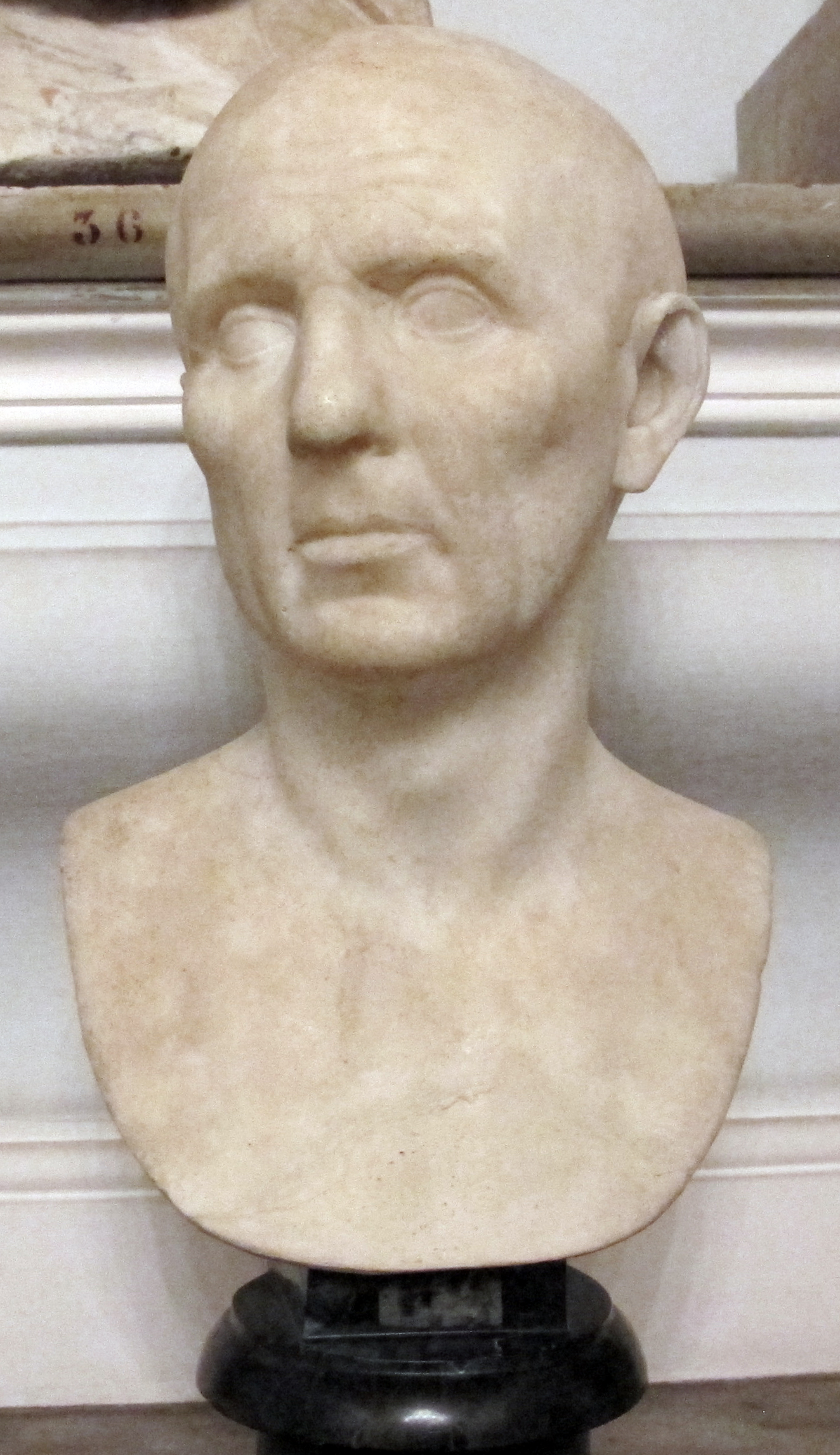
Ritratto maschile tardo repubblicano (collezione Albani).
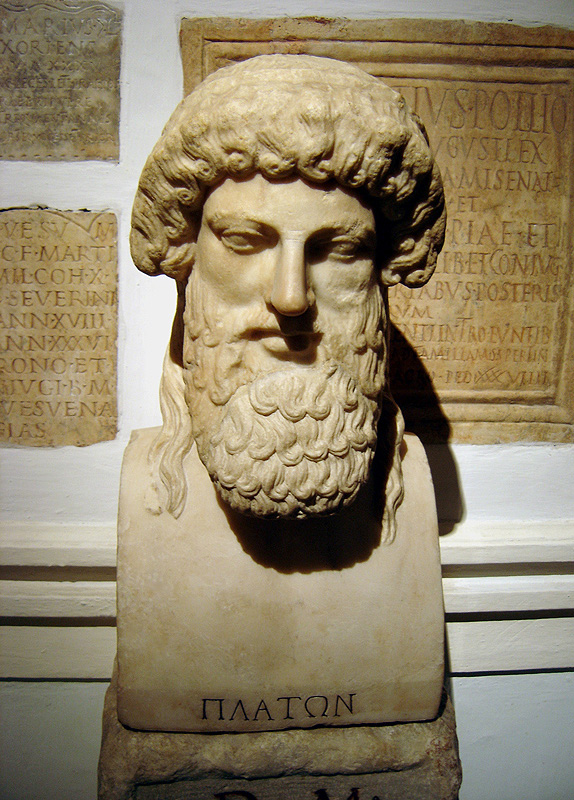
Erma di Platone.

### Gabinetto di Venere
Questa piccola sala poligonale, simile ad un ninfeo, fa da cornice alla statua detta Venere capitolina, trovata durante il pontificato di Clemente X (1670-1676) presso la basilica di San Vitale; secondo Pietro Santi Bartoli la statua si trovava all'interno di alcuni ambienti antichi insieme ad altre sculture. Papa Benedetto XIV comprò la statua alla famiglia Stazi nel 1752 e la donò al Museo Capitolino. Dopo essere stata portata a Parigi nel 1797, a seguito del trattato di Tolentino, fu restituita al Museo Capitolino nel 1816. La Venere possiede delle dimensioni leggermente maggiori del vero (h. 193 cm) ed è realizzata in un marmo pregiato (probabilmente marmo pario); la statua è un esempio di Venere pudica, rappresentata uscente dal bagno mentre si copre il pube e il seno. La scultura, che è ad oggi una delle più note del museo, appare in tutta la sua bellezza all'interno di questa saletta del XIX secolo che si apre sulla galleria, in un'ambientazione suggestiva ed eterea.

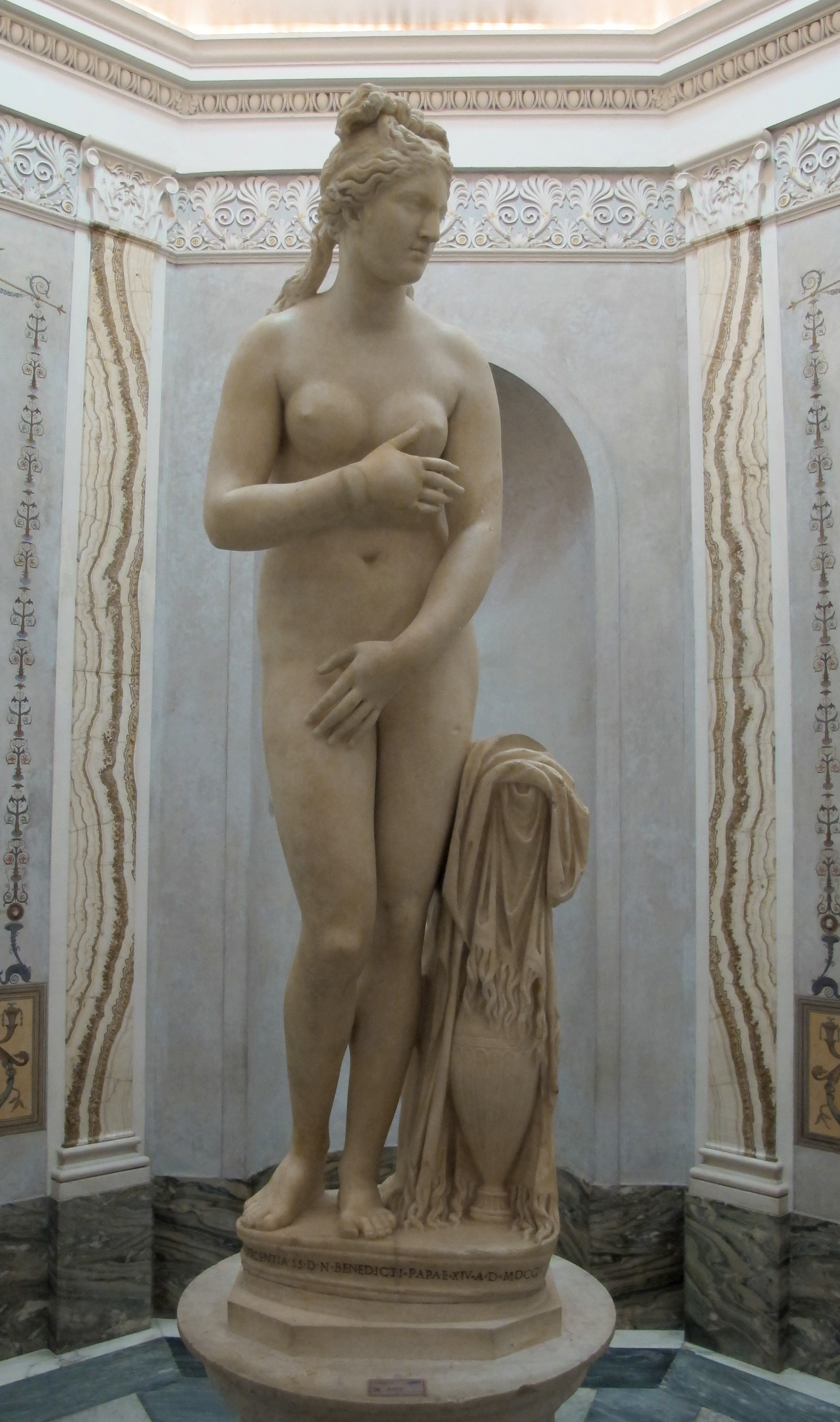
Fronte
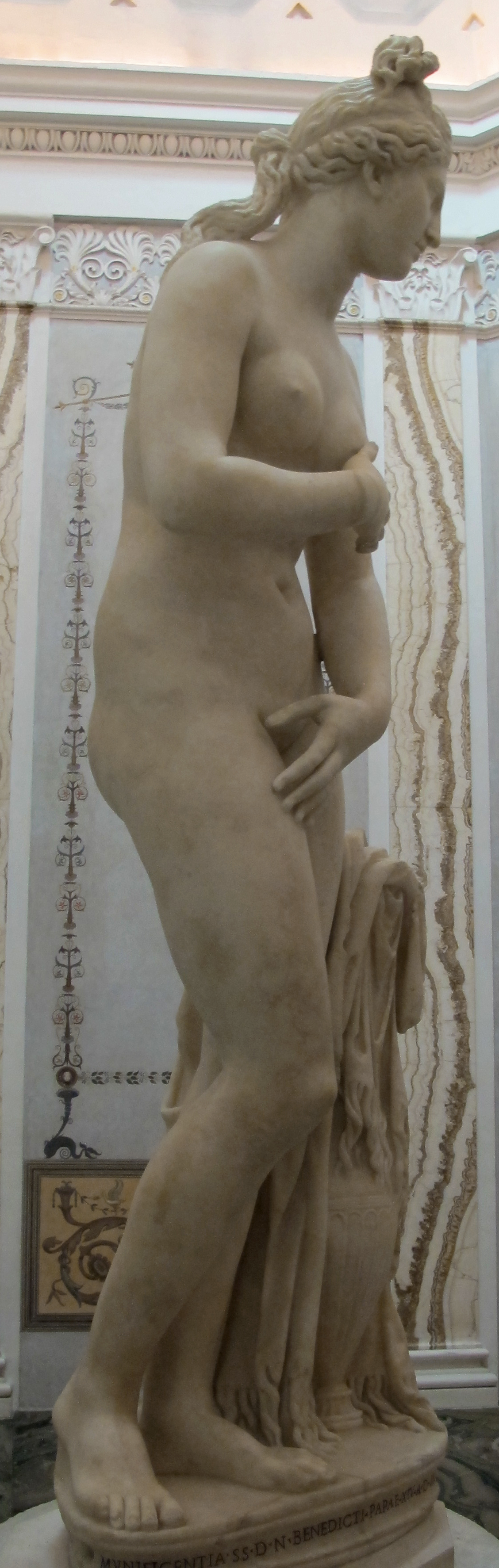
Lato destro
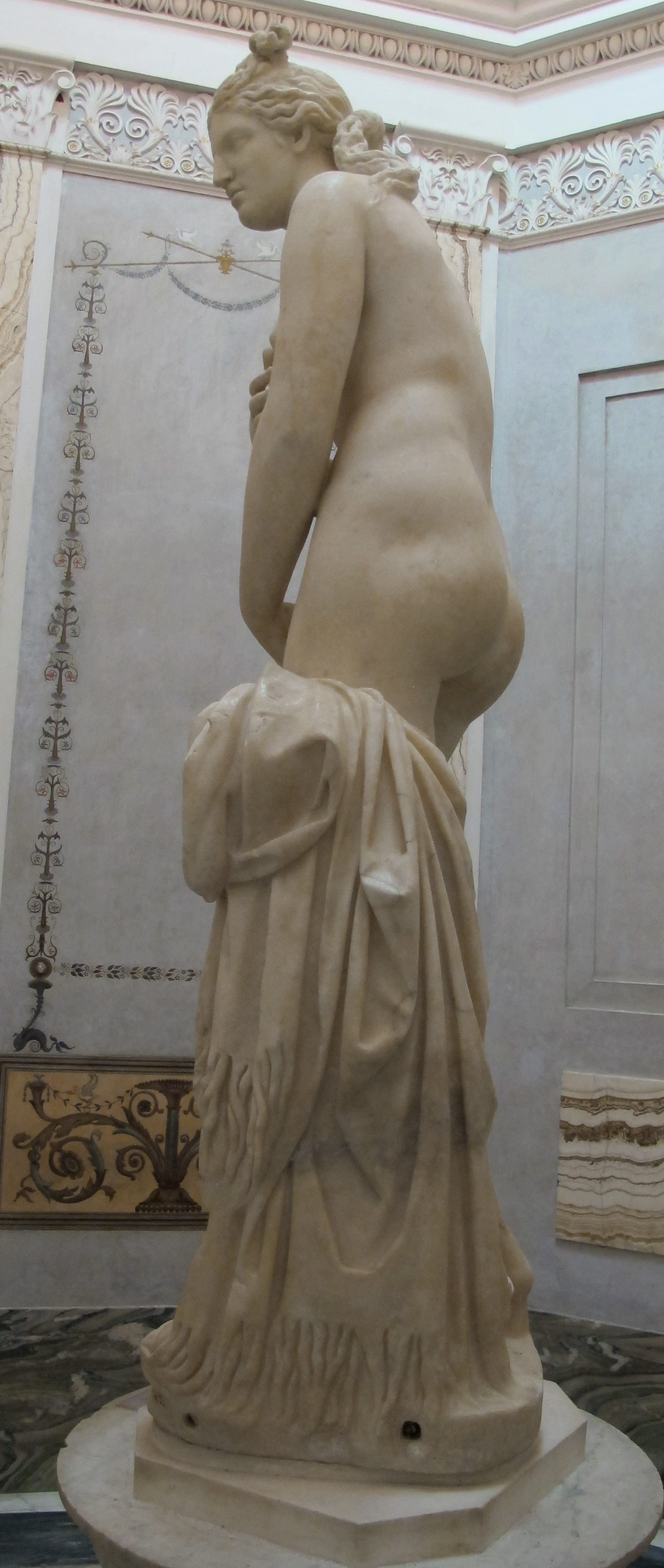
Lato sinistro
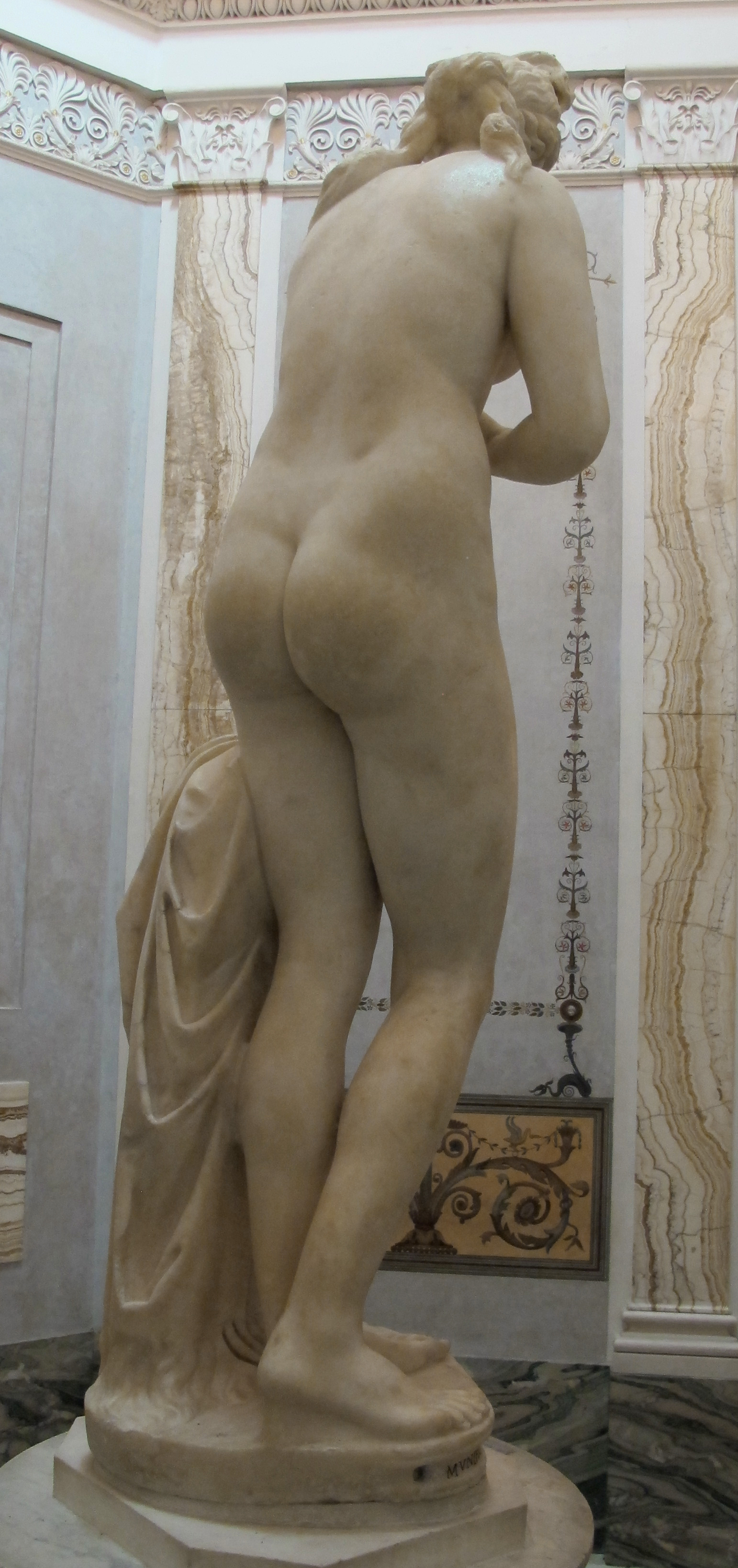
Retro

### Sala degli Imperatori

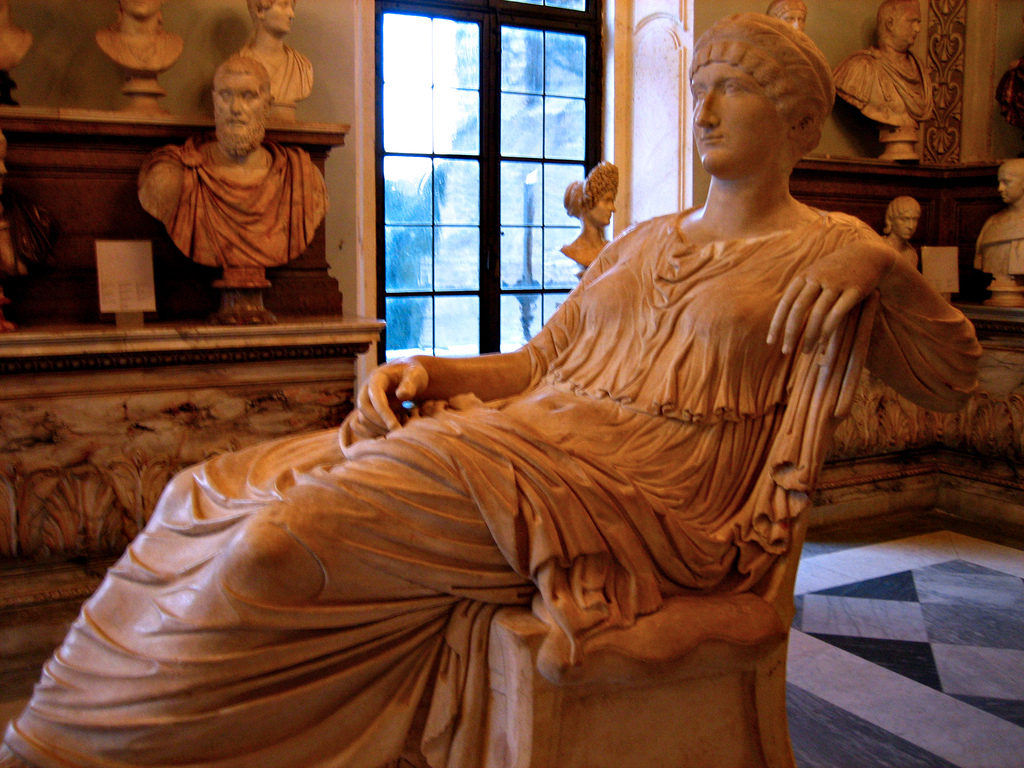
La statua di Flavia Giulia Elena.

La sala degli imperatori costituisce una delle sale più antiche del Museo Capitolino. Sin dall'apertura al pubblico delle aree espositive, nel 1734, i curatori vollero disporre, raccolti in un unico ambiente, i ritratti degli imperatori romani e dei personaggi della loro cerchia. L'allestimento attuale è frutto di diverse rielaborazioni attuate nel corso dell'ultimo secolo. La sala accoglie 67 busti-ritratti, una statua femminile seduta (al centro), 8 rilievi e un'epigrafe onoraria moderna.
I ritratti sono disposti su due livelli di mensole marmoree; il percorso di visita si snoda in maniera elicoidale e in senso orario, partendo dalla mensola superiore entrando a sinistra, per finire all'estremità della mensola inferiore a destra. Il visitatore può in tal modo seguire cronologicamente l'evolversi della ritrattistica romana dall'età repubblicana al tardo antico, e apprezzare l'evoluzione nelle diverse acconciature e barbe).
Al centro della sala la statua di Flavia Giulia Elena, augusta dell'Impero romano, concubina (o forse moglie) dell'imperatore Costanzo Cloro, oltre che madre dell'imperatore Costantino I. I cattolici la venerano come sant'Elena imperatrice.
Tra i ritratti più rimarchevoli, quelli di Augusto giovane con corona di foglie di alloro e Augusto adulto del "tipo Azio", di Nerone, degli imperatori della dinastia flavia (Vespasiano, Tito e Domiziano) e degli imperatori adottivi (Traiano, Adriano, Antonino Pio, Marco Aurelio giovane e adulto, Lucio Vero, Commodo giovinetto e adulto).
Ben rappresentata anche la dinastia dei Severi con i ritratti di Settimio Severo, Geta, Caracalla e inoltre quelli di Eliogabalo, Massimino il Trace, Traiano Decio, Marco Aurelio Probo e Diocleziano. La serie si conclude con Onorio, figlio di Teodosio. Qui di seguito una galleria di ritratti degli imperatori romani per data di regno:

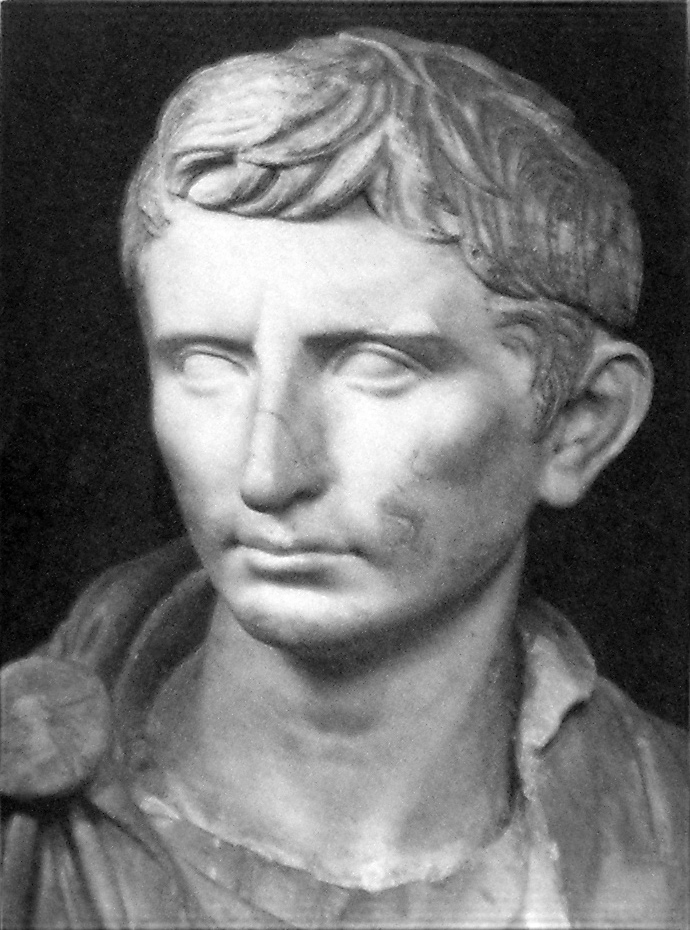
Ritratto di Ottaviano.
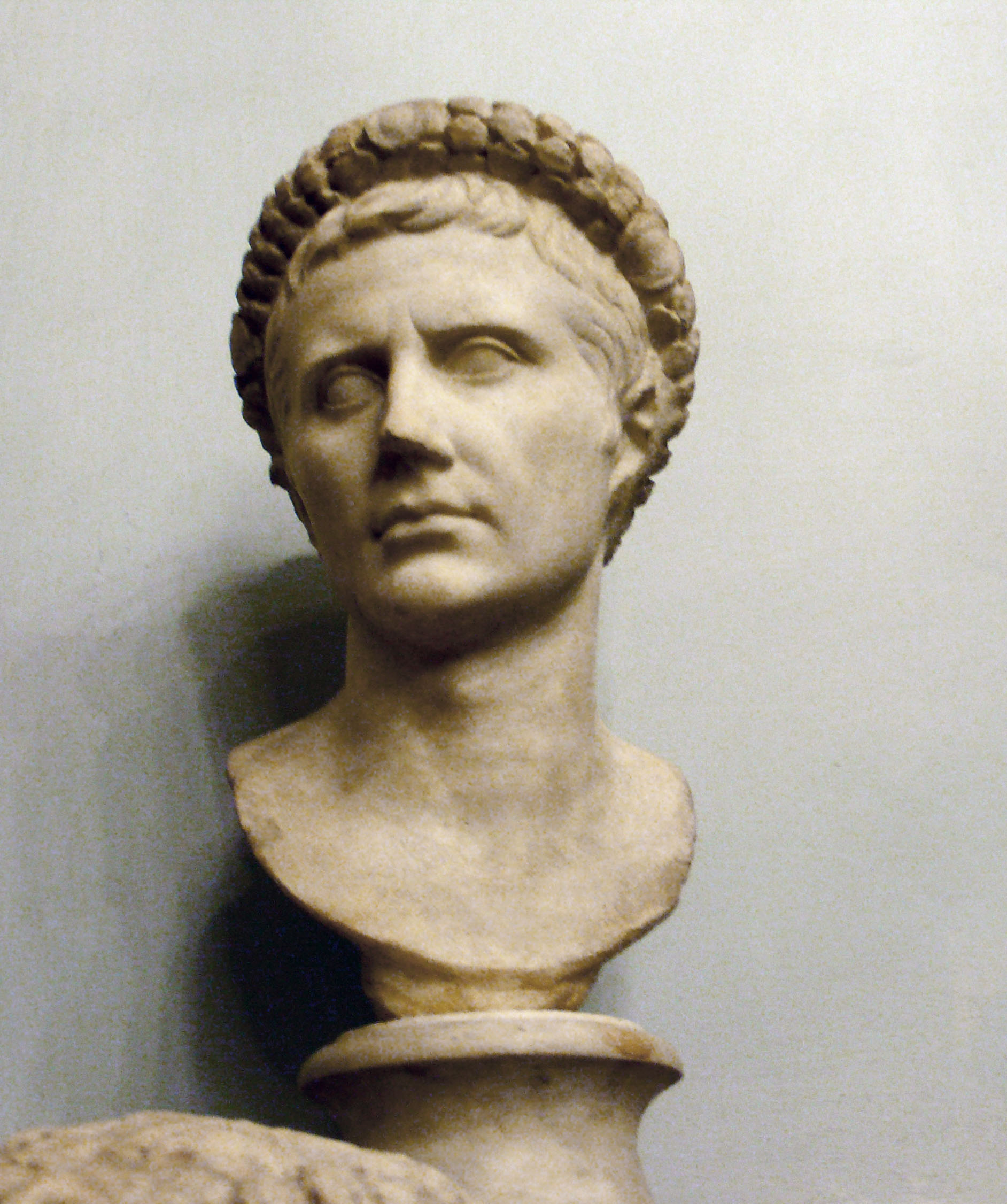
Busto di Augusto (r. 27 a.C. - 14 d.C.) giovane con corona di foglie di alloro (31 a.C.-14 d.C.).
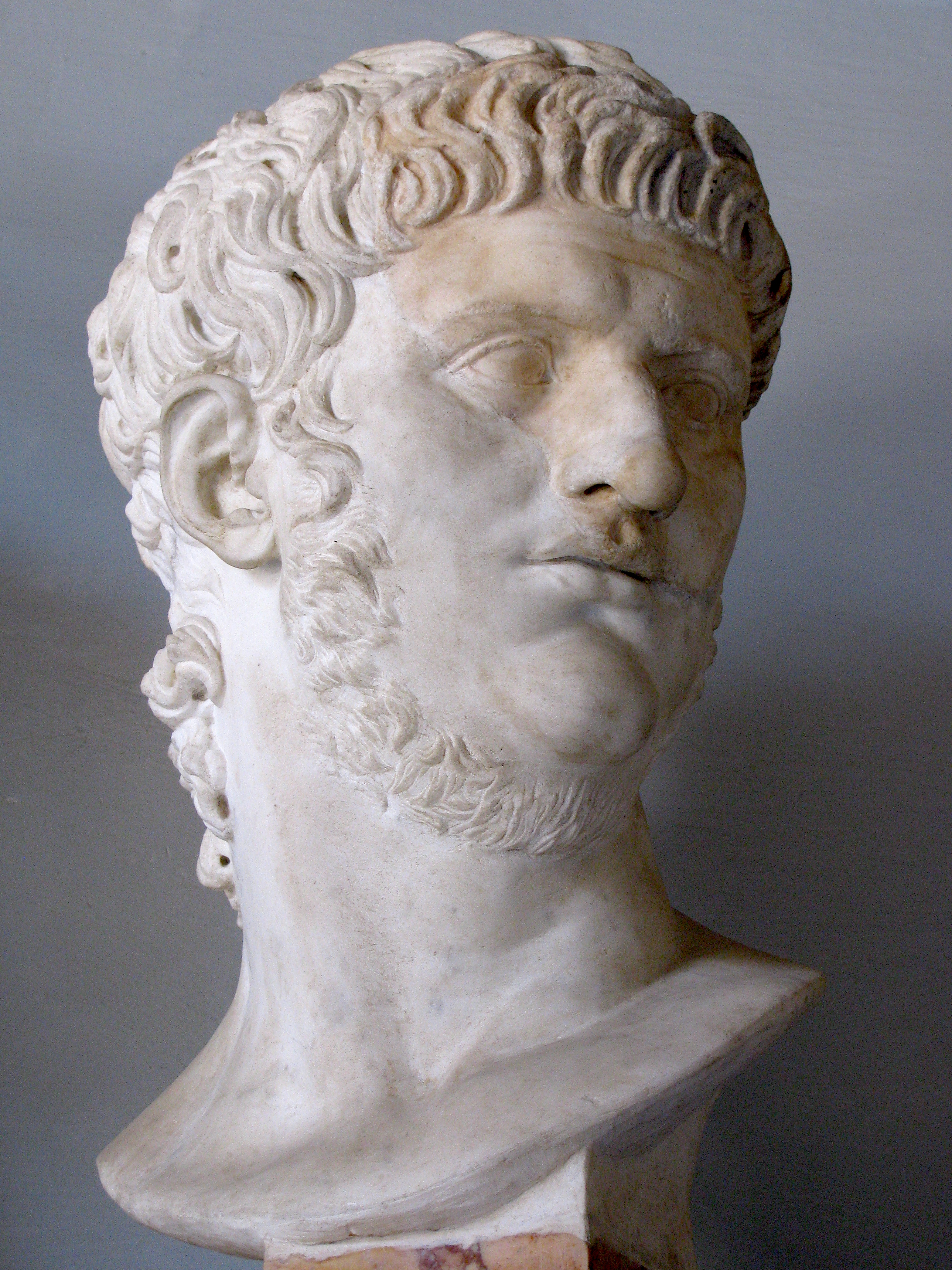
Busto di Nerone (r. 54-68).
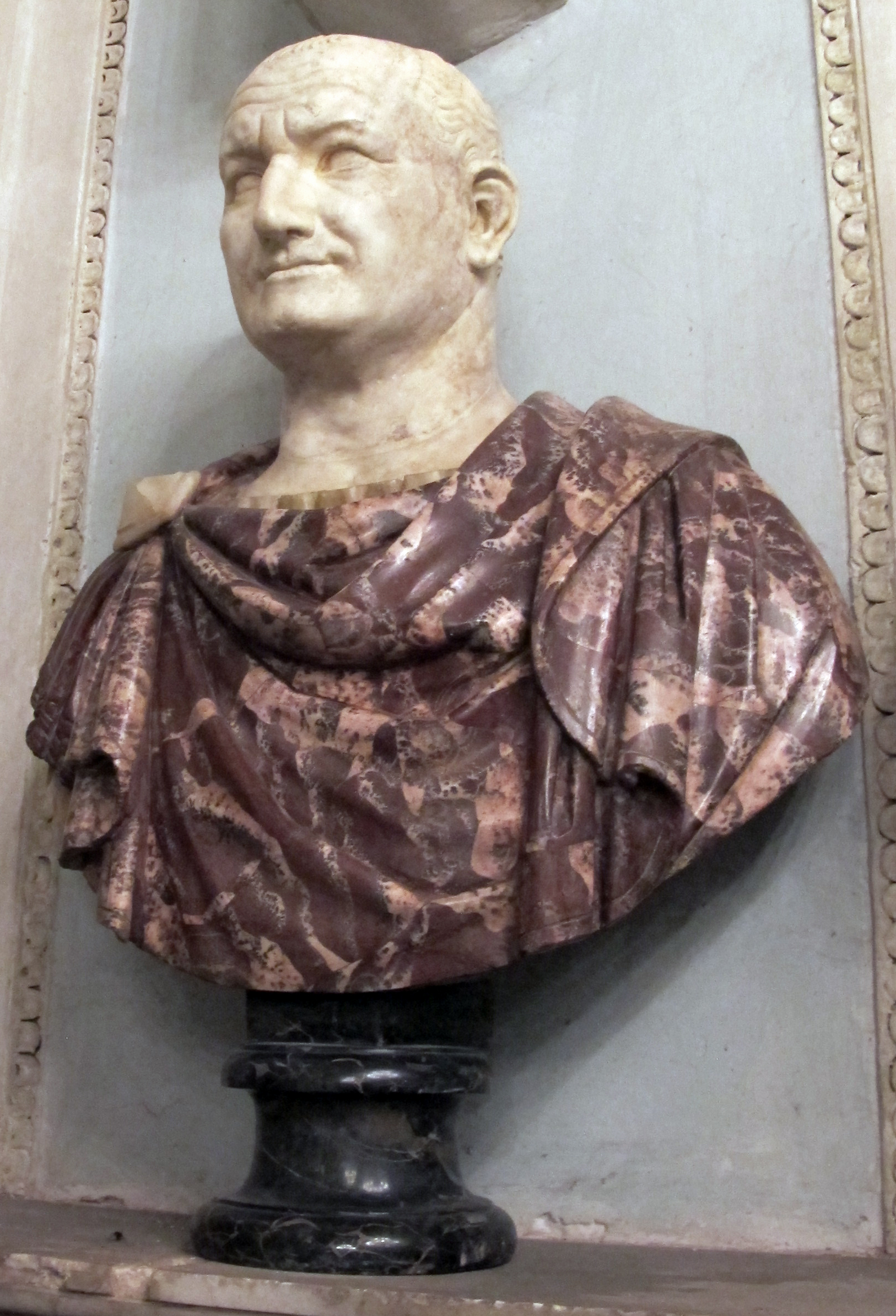
Busto di Vespasiano (r. 69-79).
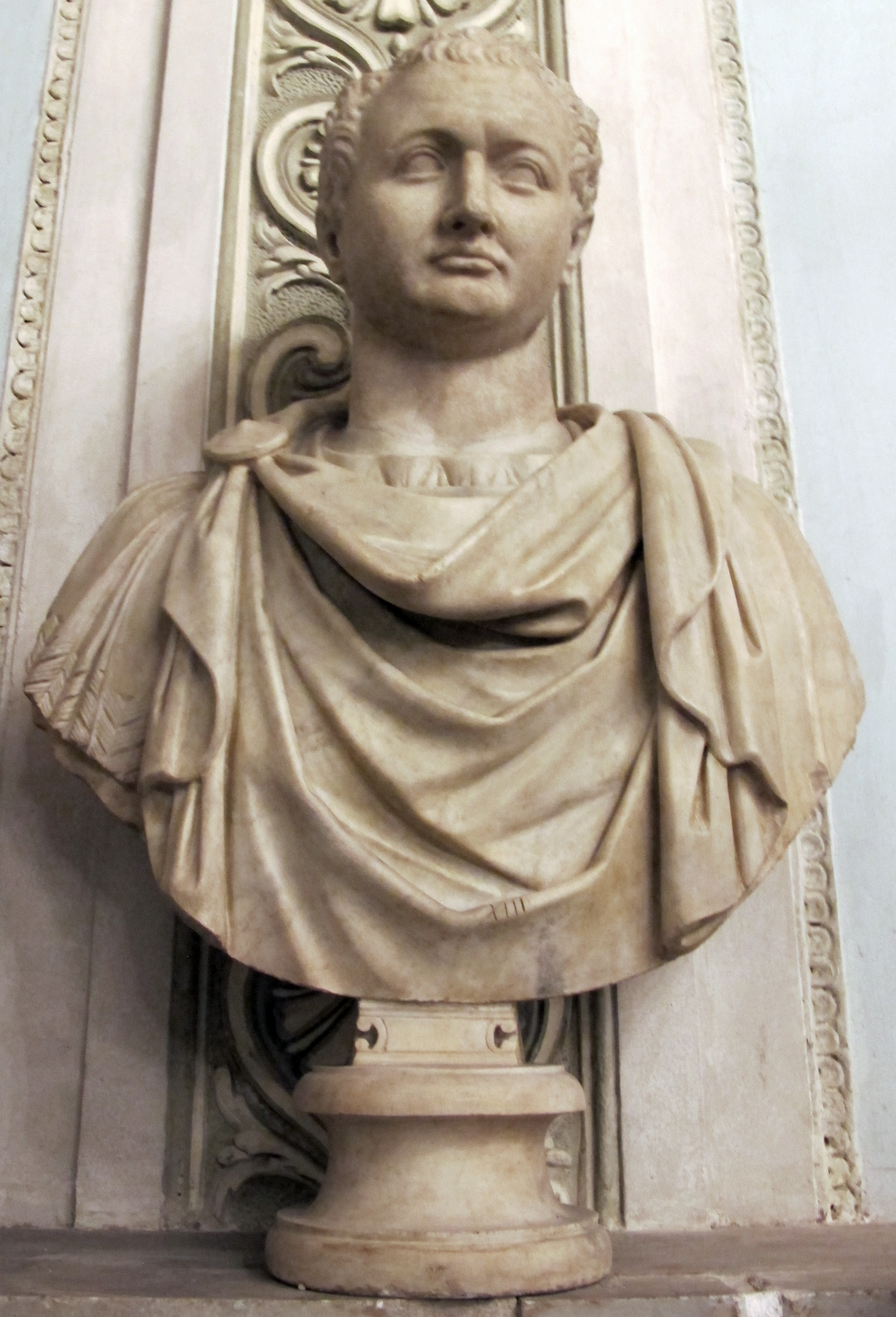
Busto di Tito (r. 79-81), dalla collezione Albani.
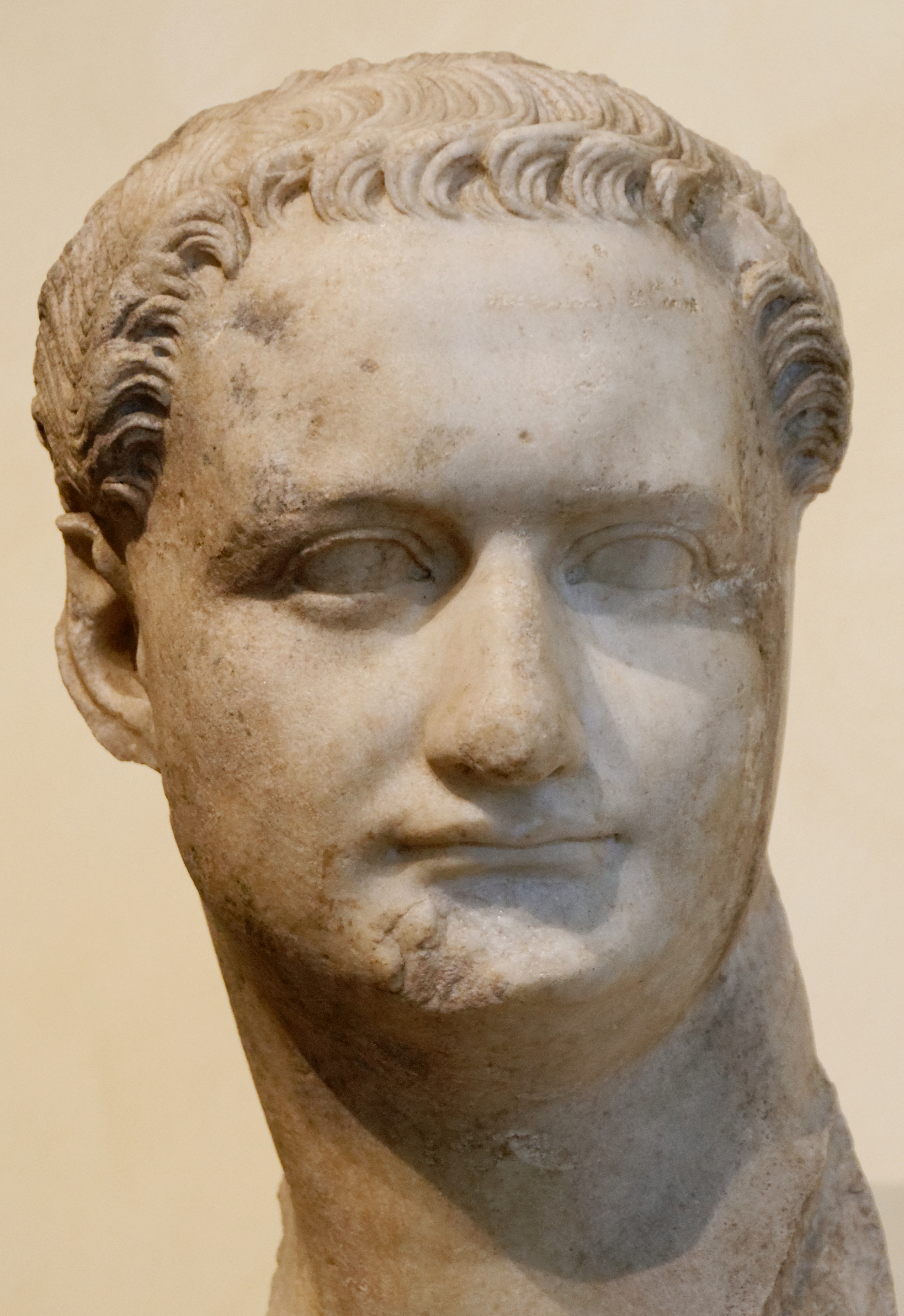
Ritratto di Domiziano (r. 81-96).
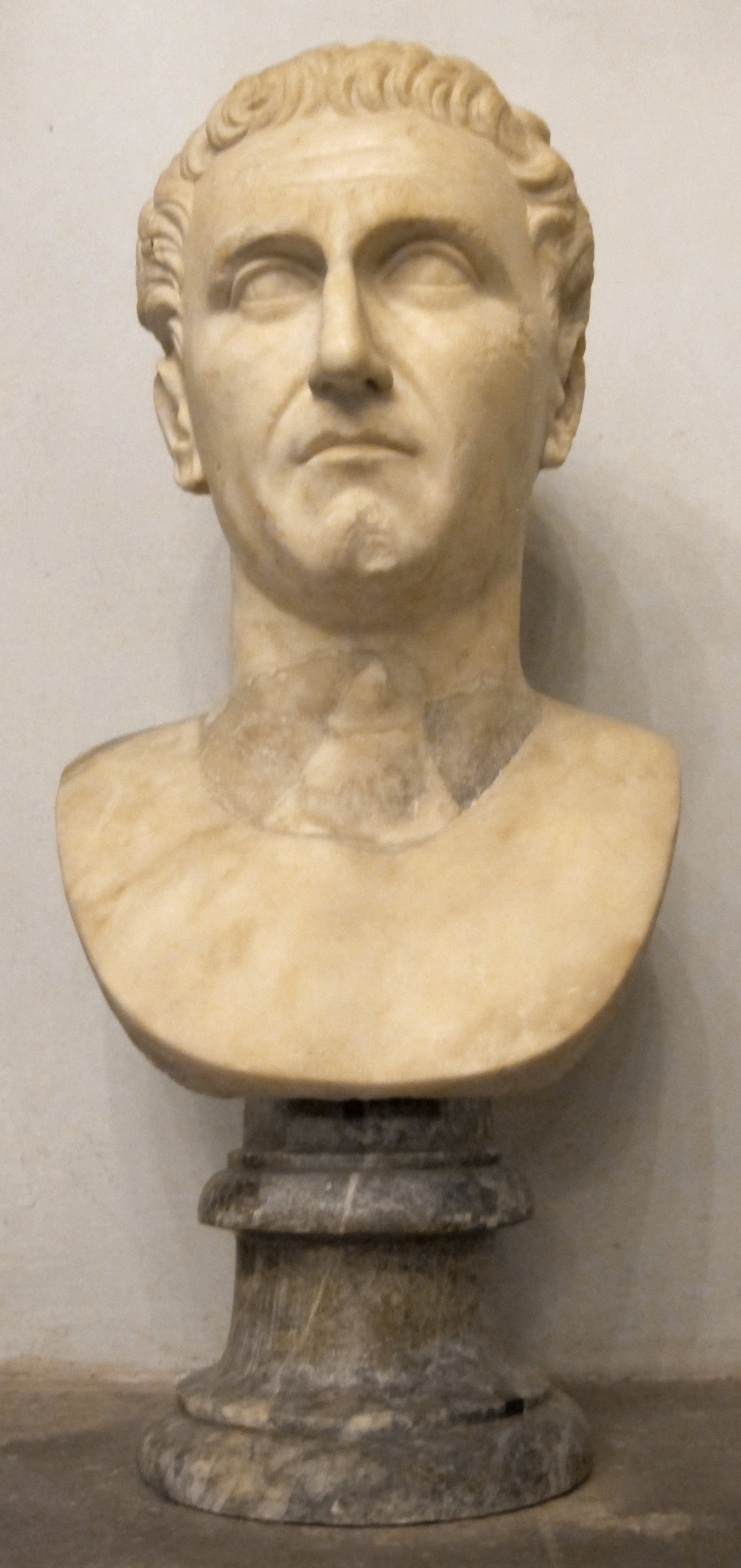
Busto di Nerva (r. 96-98).
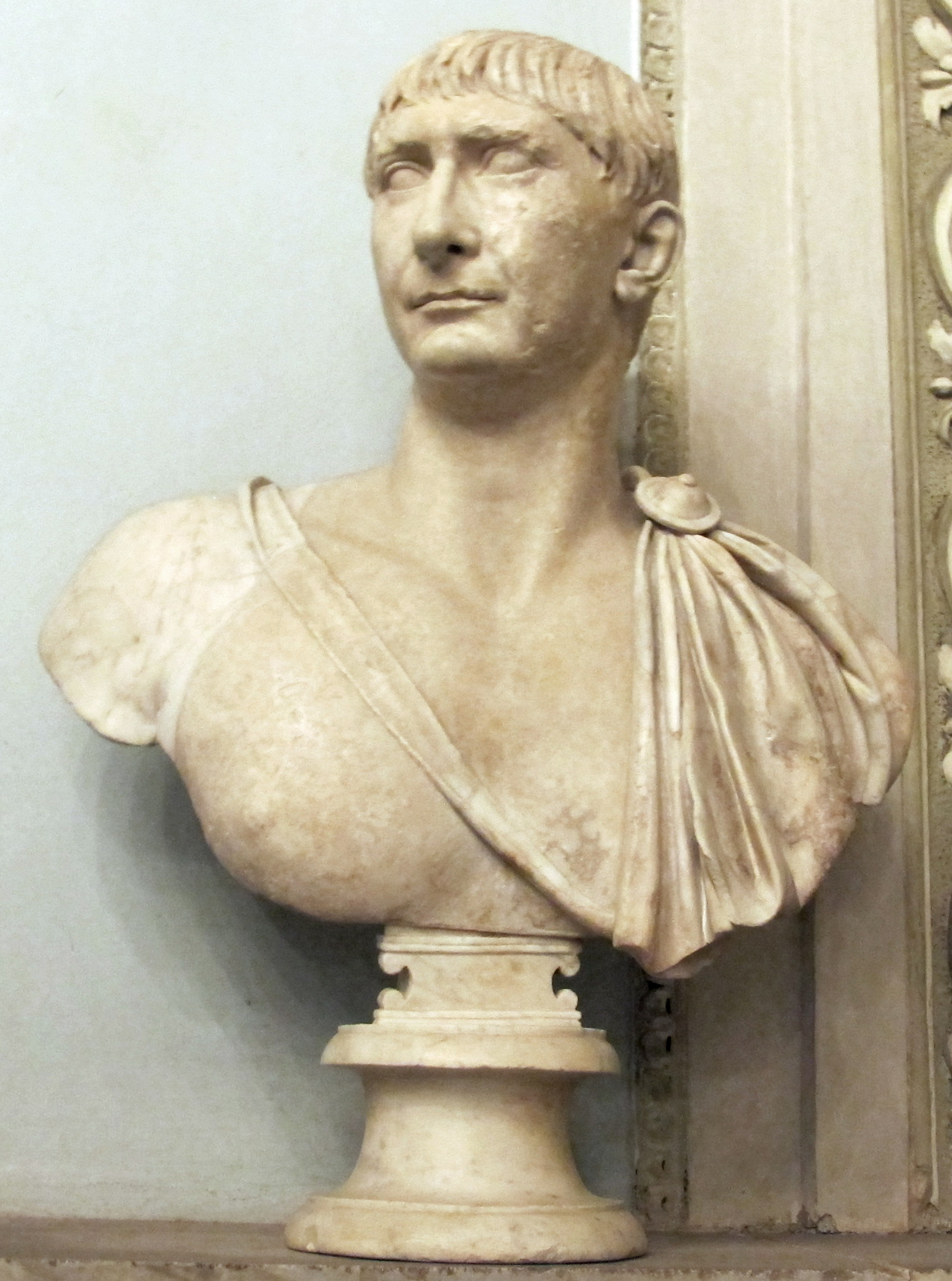
Ritratto di Traiano (r. 98-117), collezione Albani.
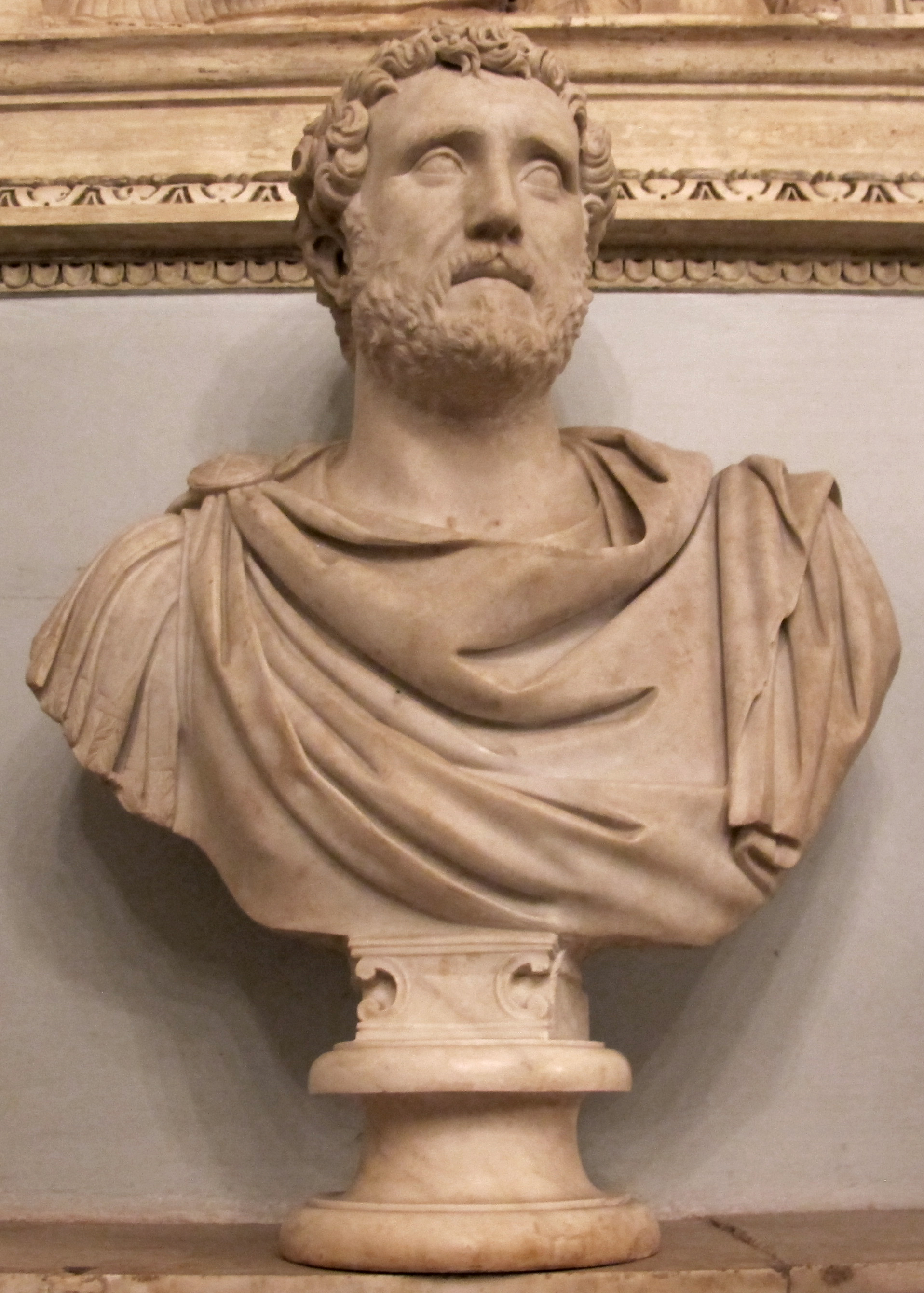
Busto di Antonino Pio da Lanuvio (r. 138-161).
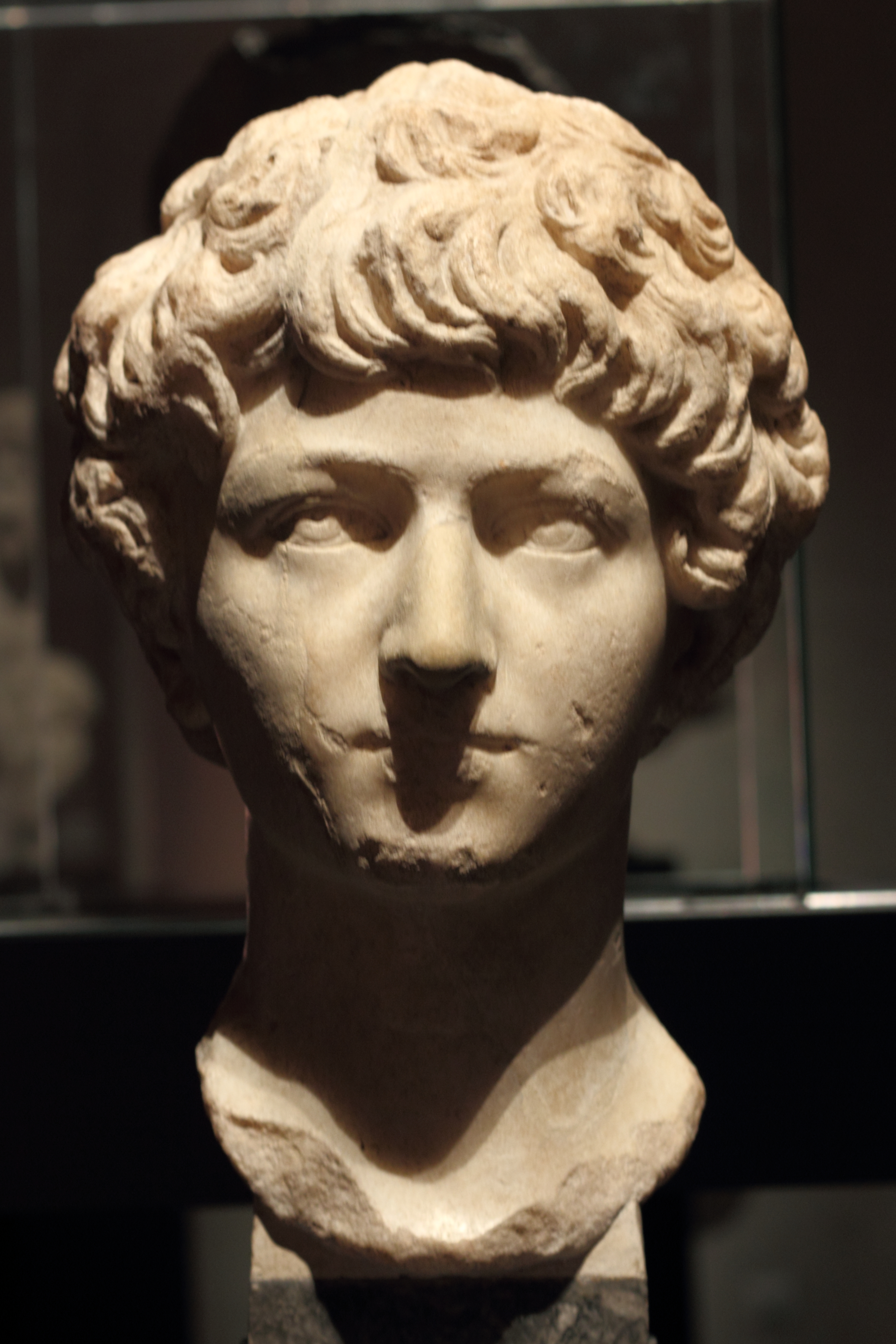
Busto di un giovane Lucio Vero (r. 161-169).
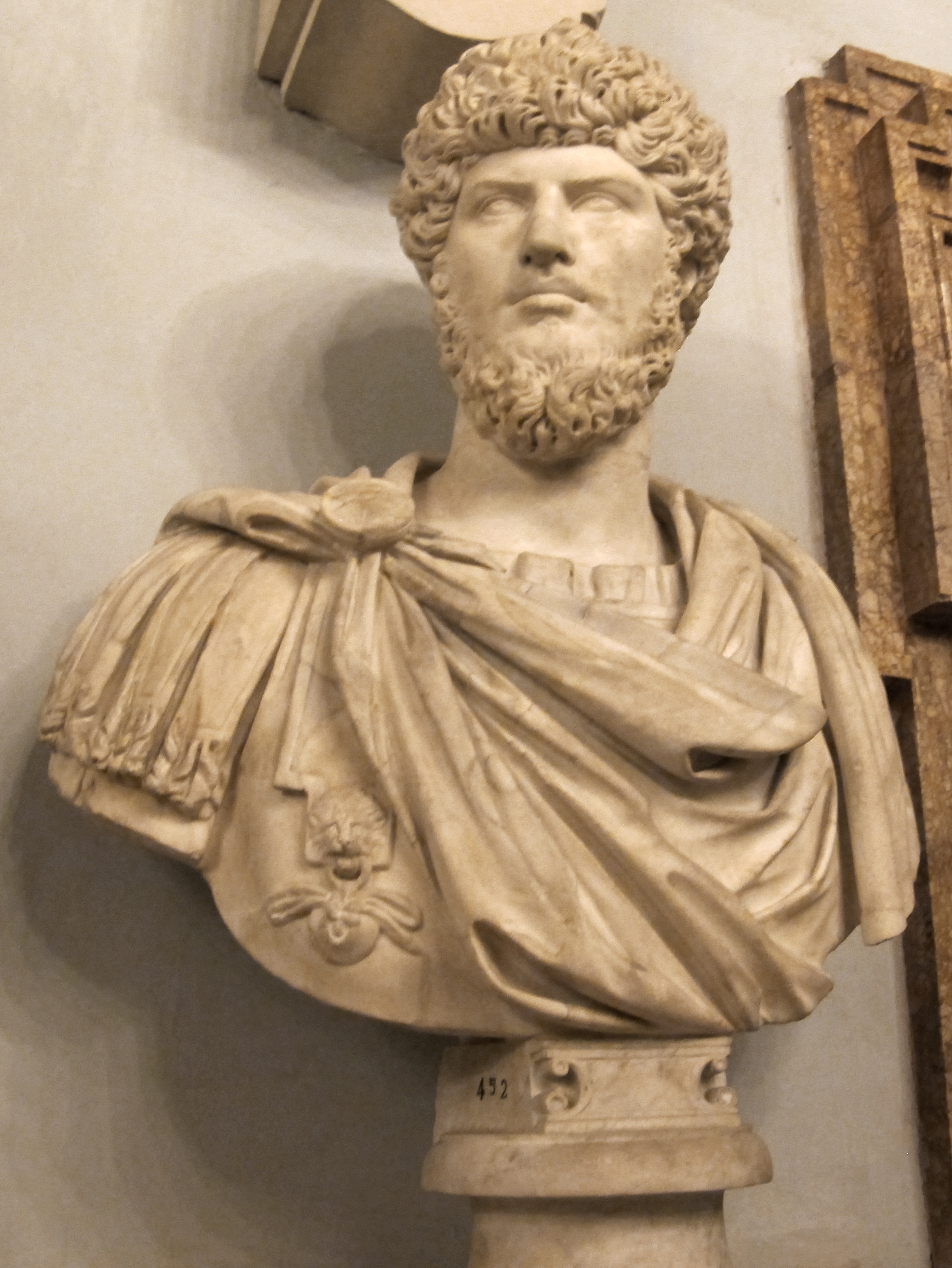
Busto di Lucio Vero (r. 161-169).
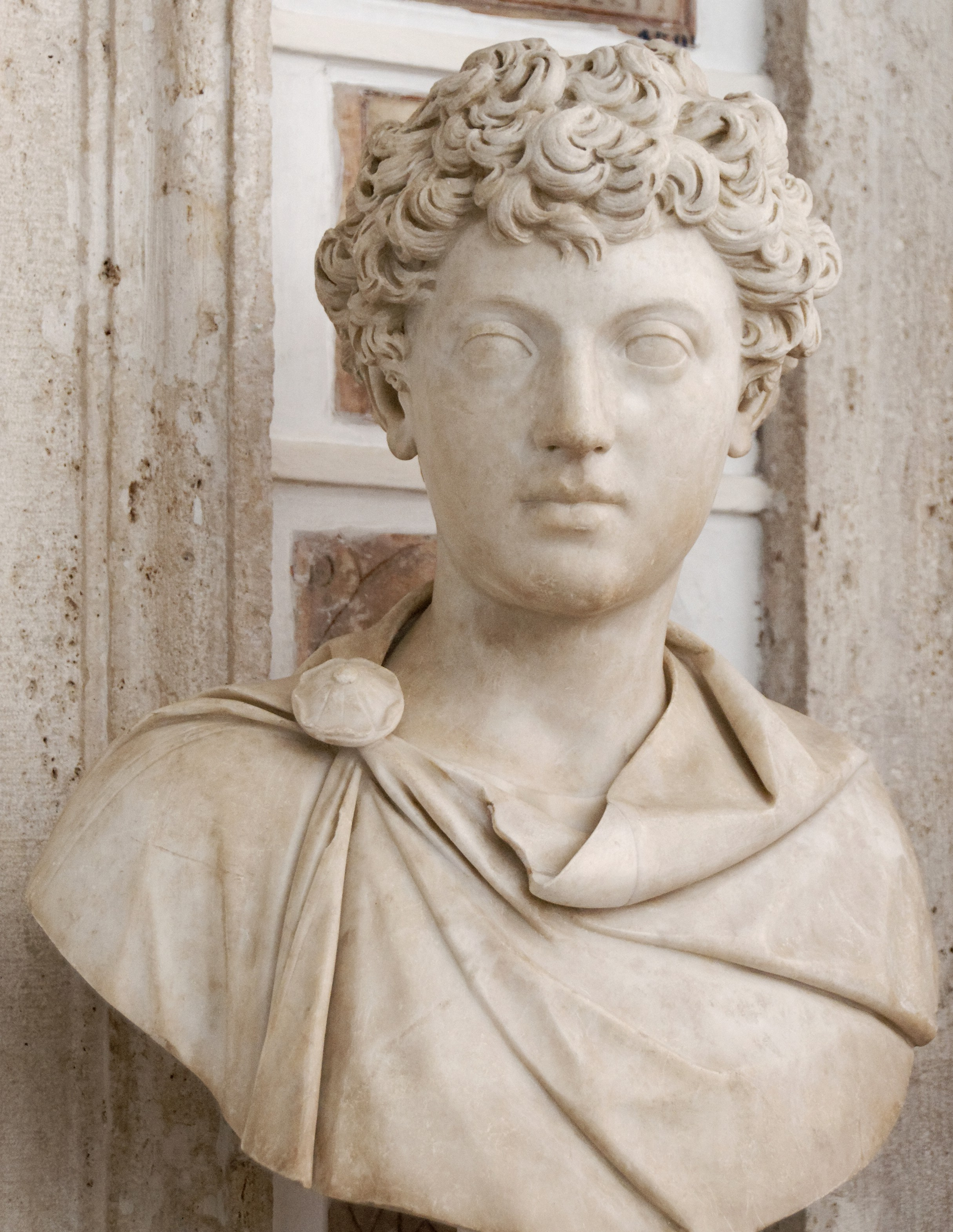
Un giovane Marco Aurelio (r. 161-180).
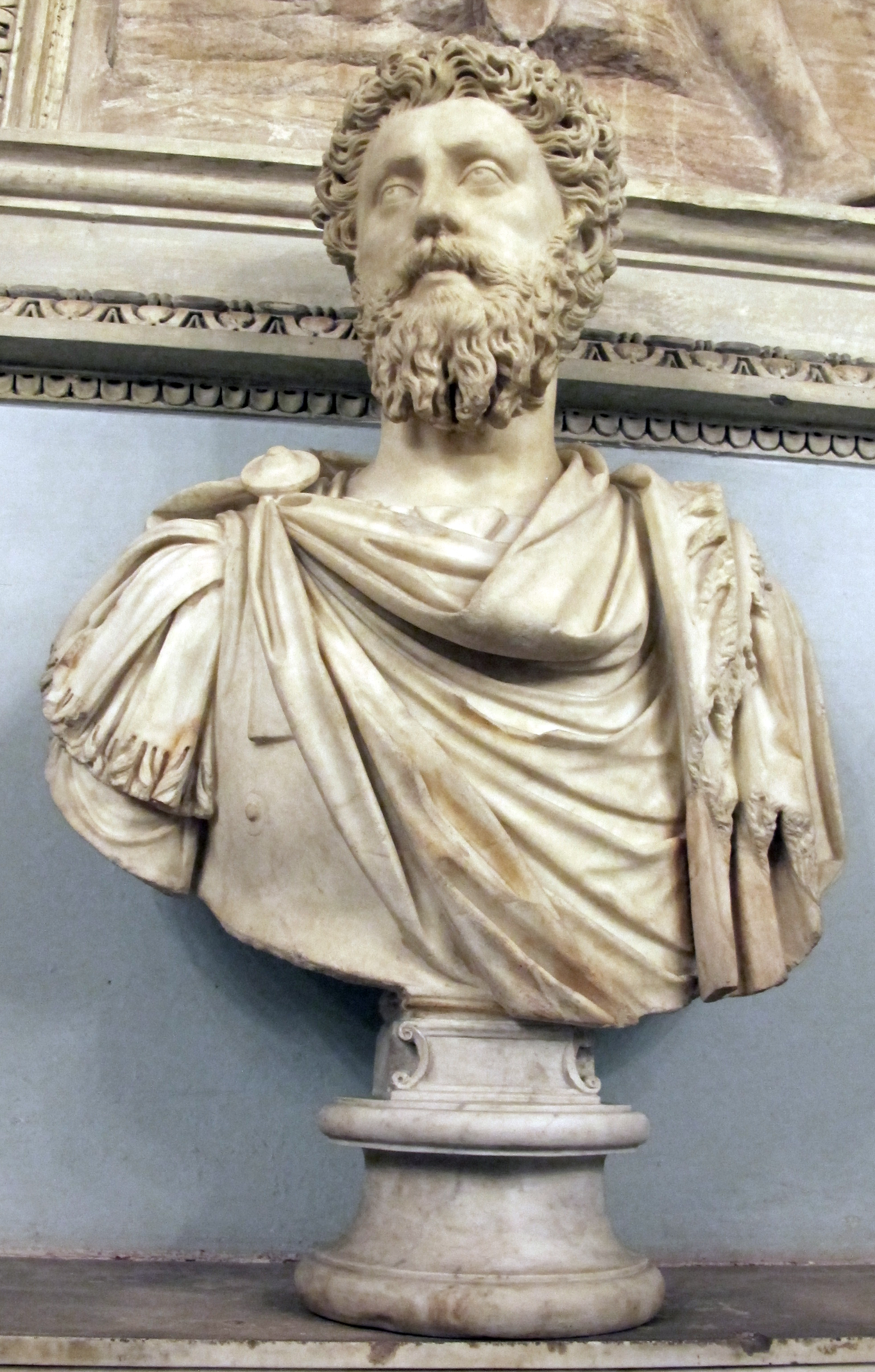
Busto di Marco Aurelio in uniforme militare (r. 161-180).
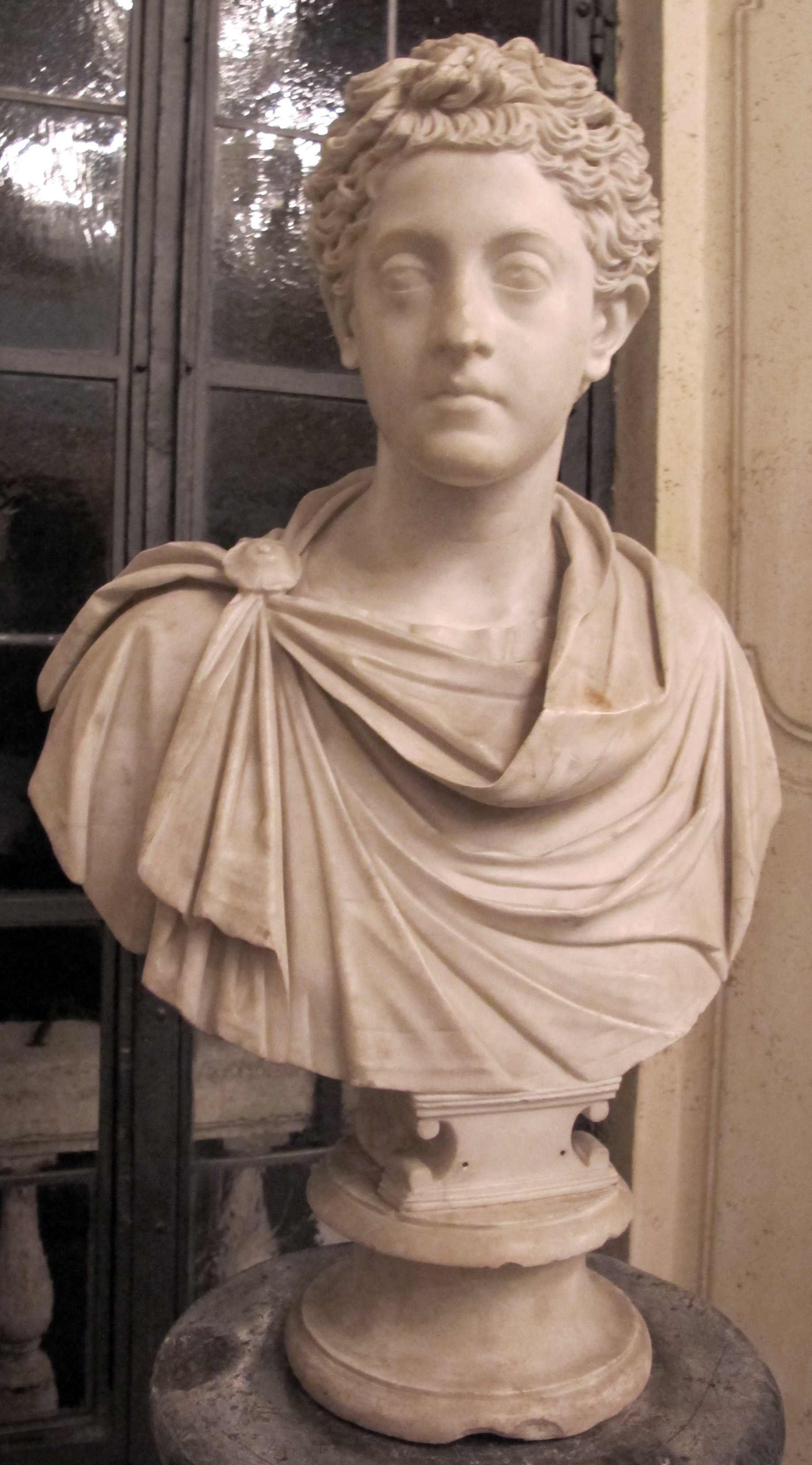
Un giovane Commodo (r. 180-192).
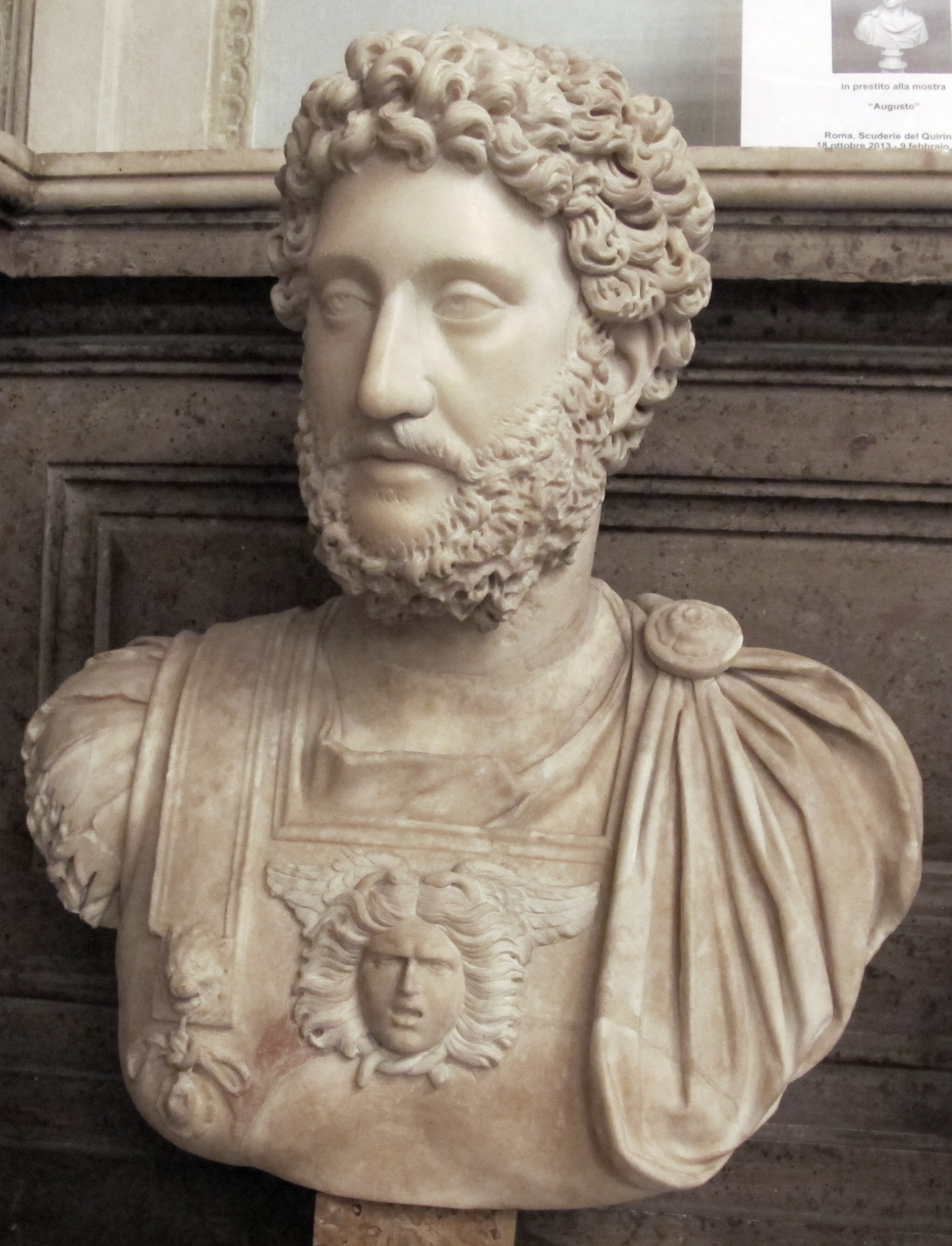
Busto di Commodo (r. 180-192).
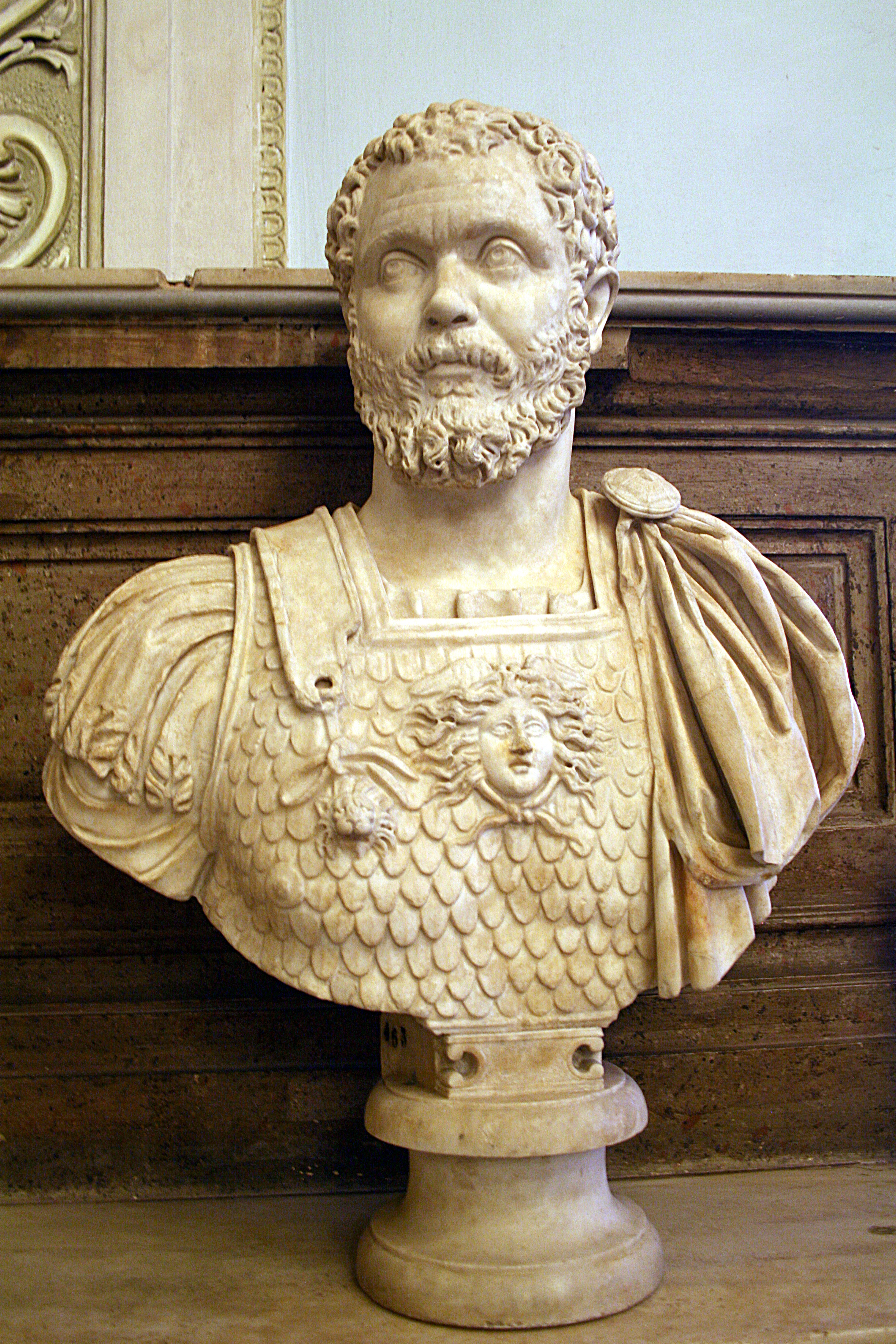
Ritratto di Settimio Severo (r. 193-211).
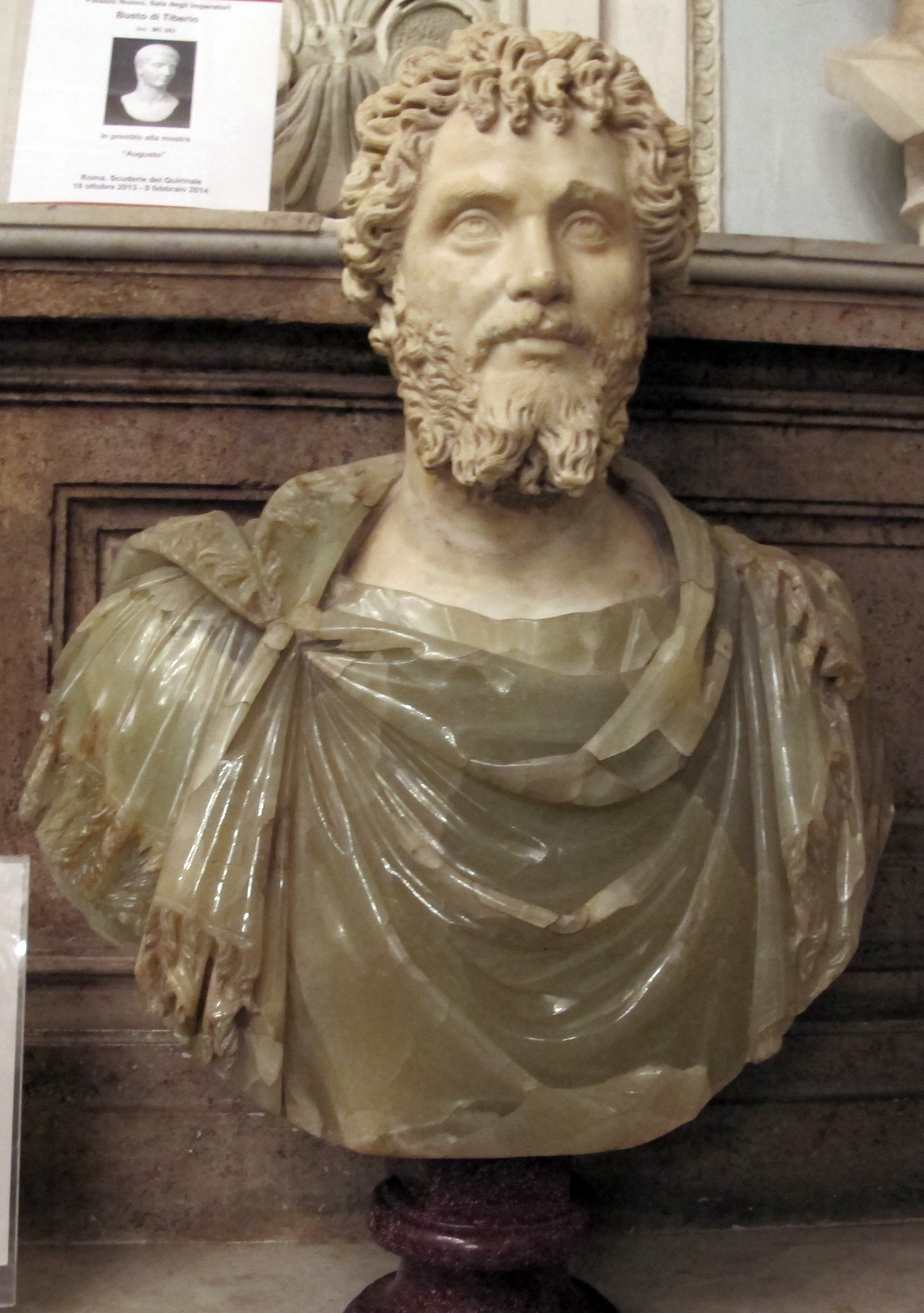
Ritratto di Settimio Severo (r. 193-211).
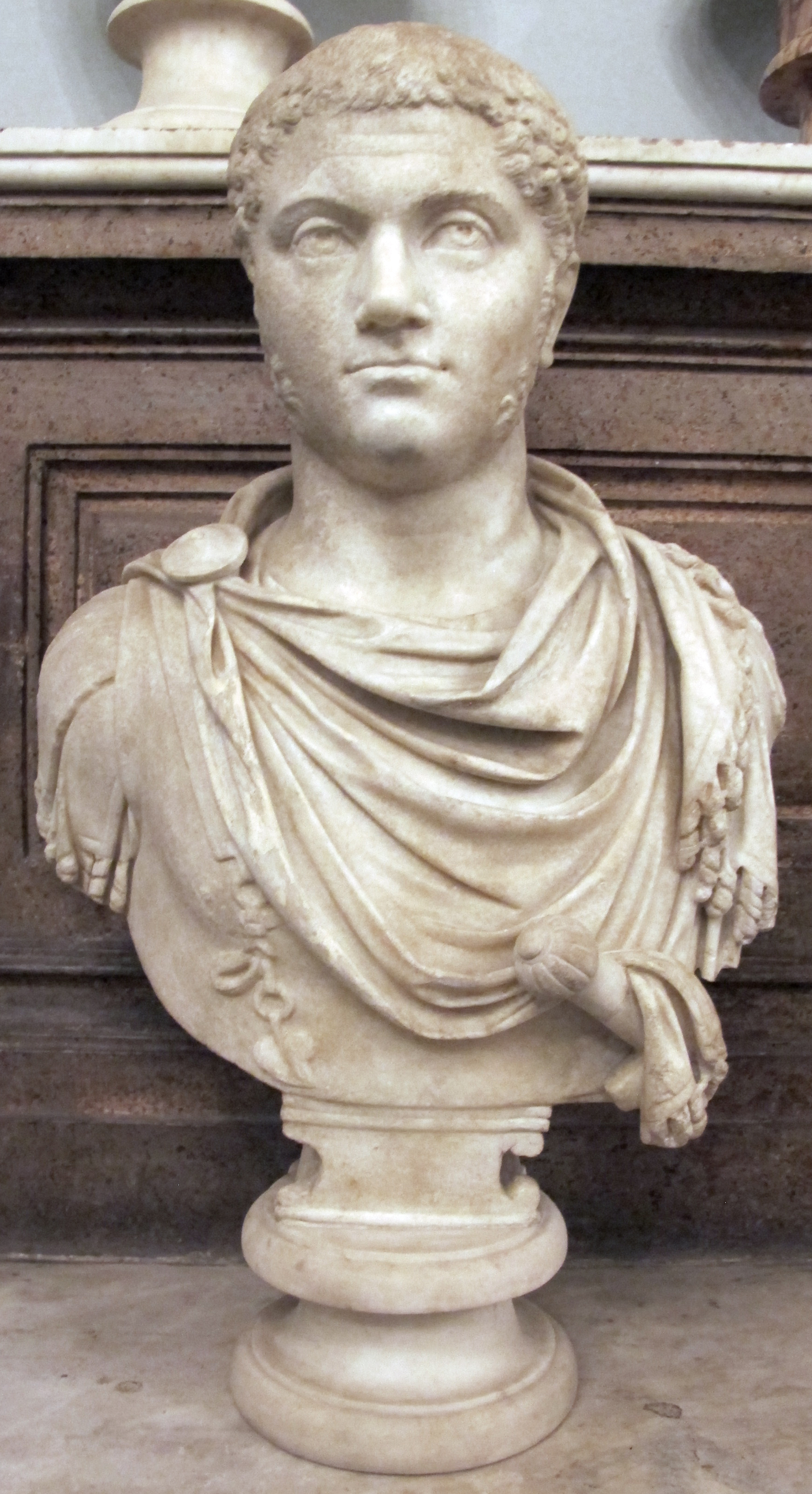
Busto di un giovane Caracalla (r. 211-217).
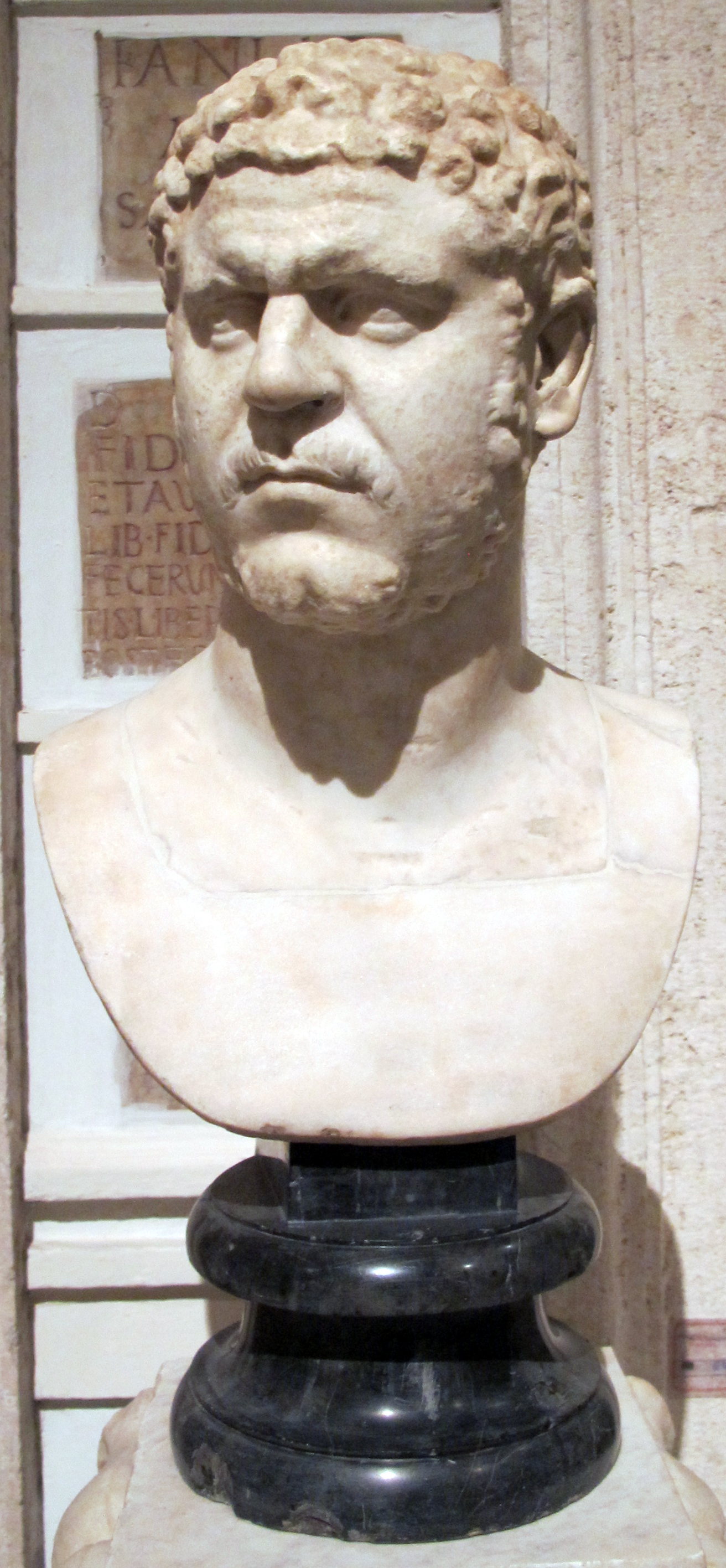
Busto di Caracalla (r. 211-217).
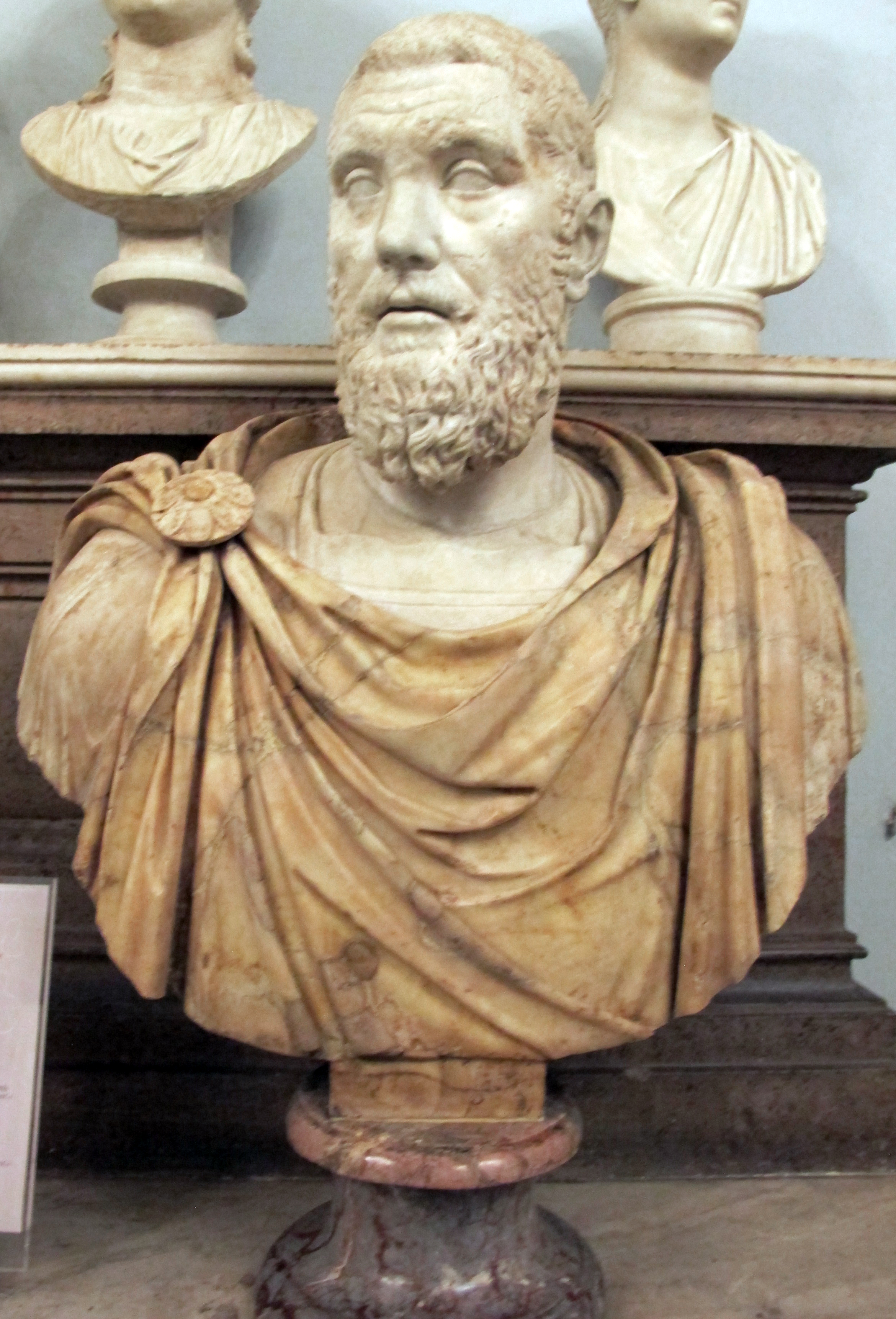
Busto di Macrino della collezione Albani (r. 217-218)
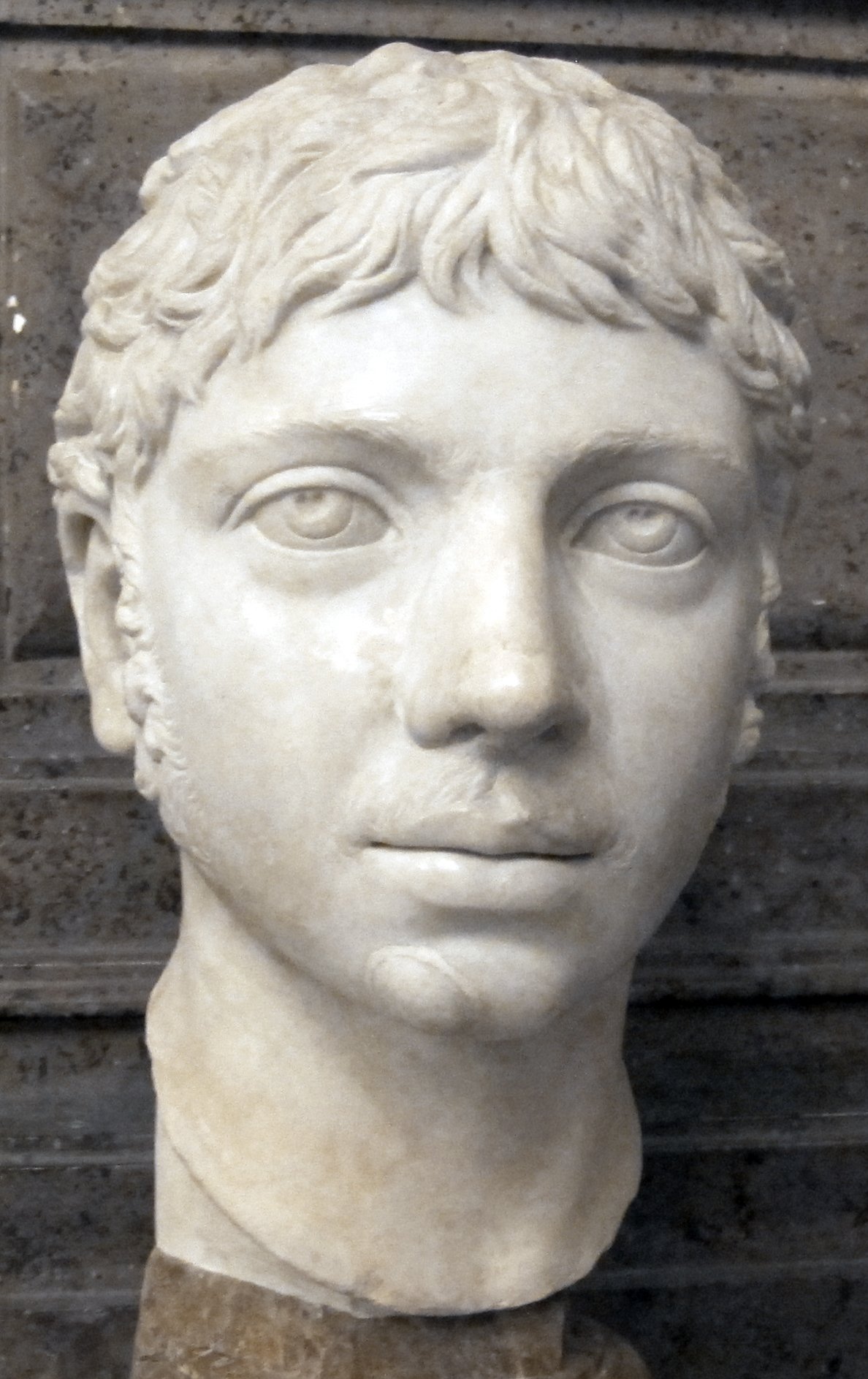
Busto di Eliogabalo (r. 218-222).
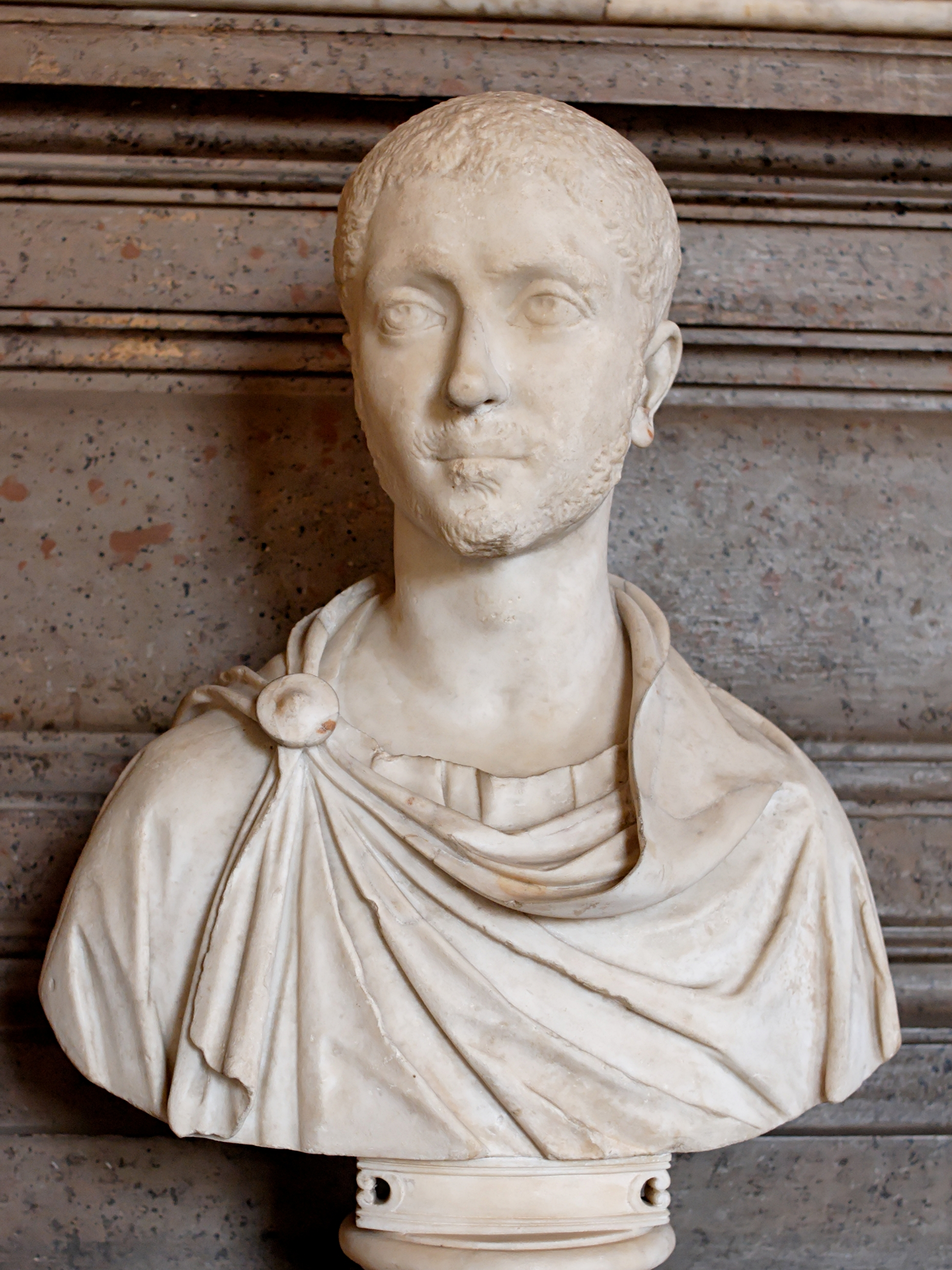
Busto di Alessandro Severo (r. 222-235).
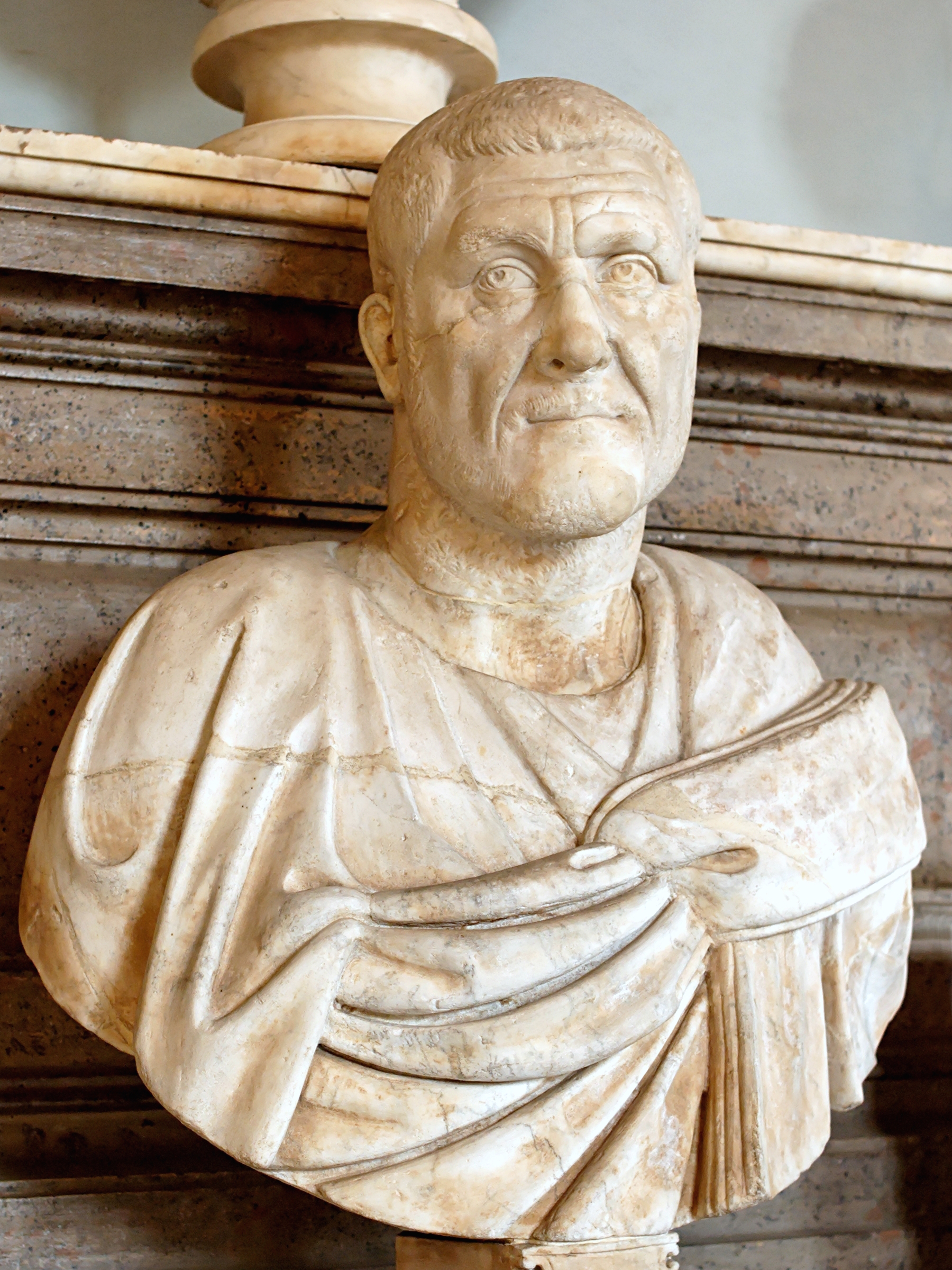
Ritratto di Massimino il Trace (r. 235-238).
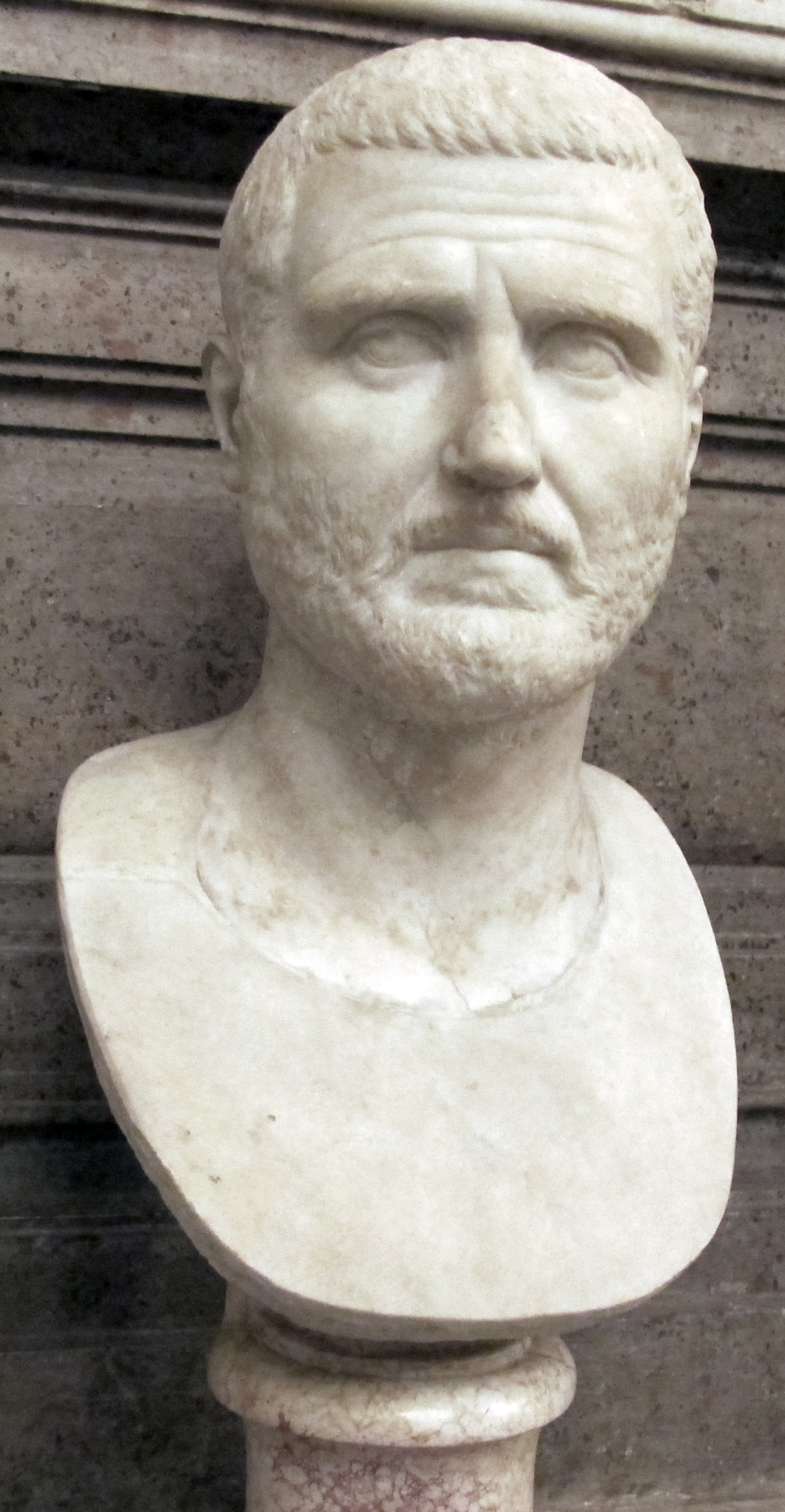
Busto di Gordiano I (r. 238).
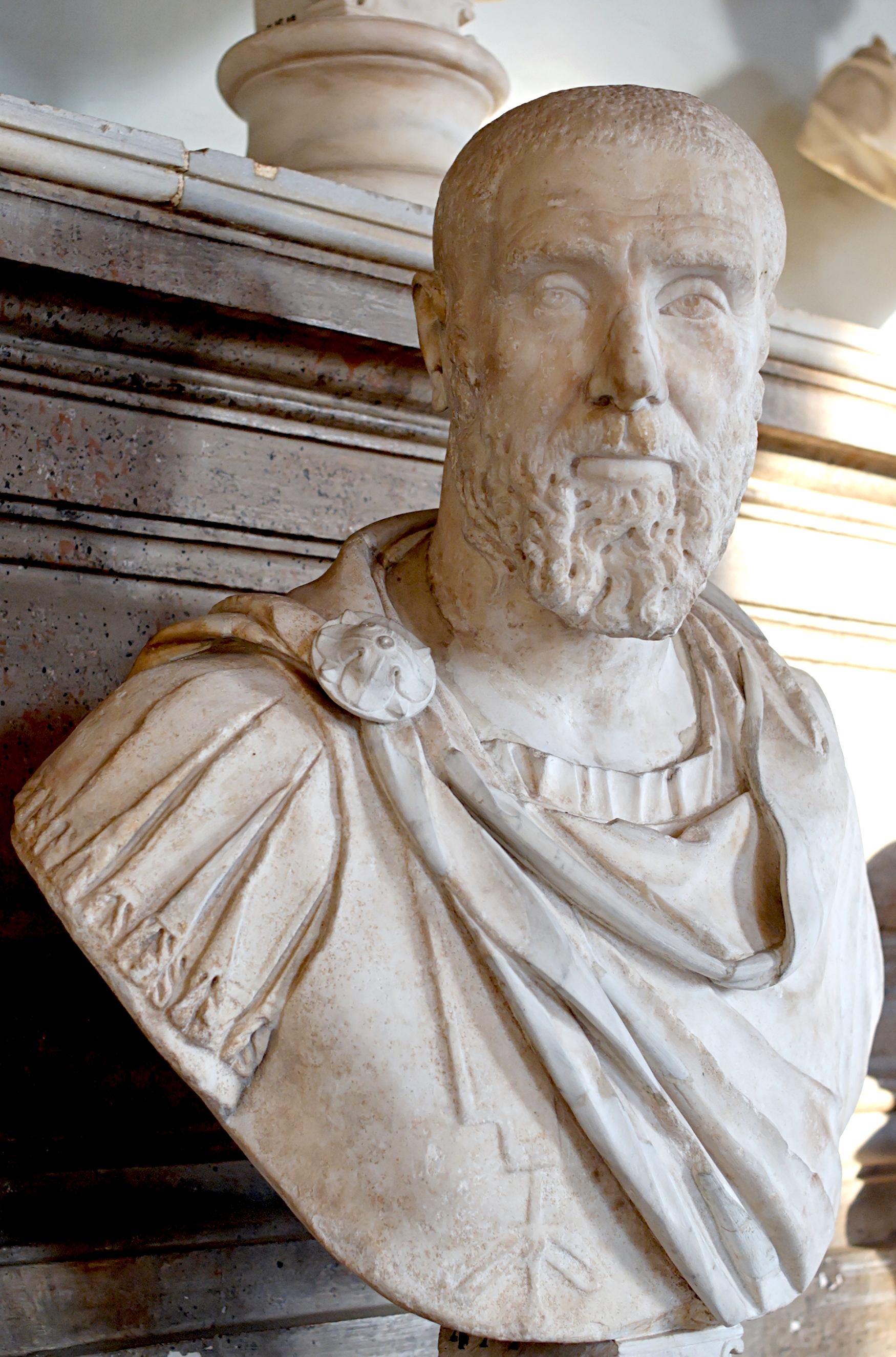
Busto di Marco Clodio Pupieno Massimo (r. 238).
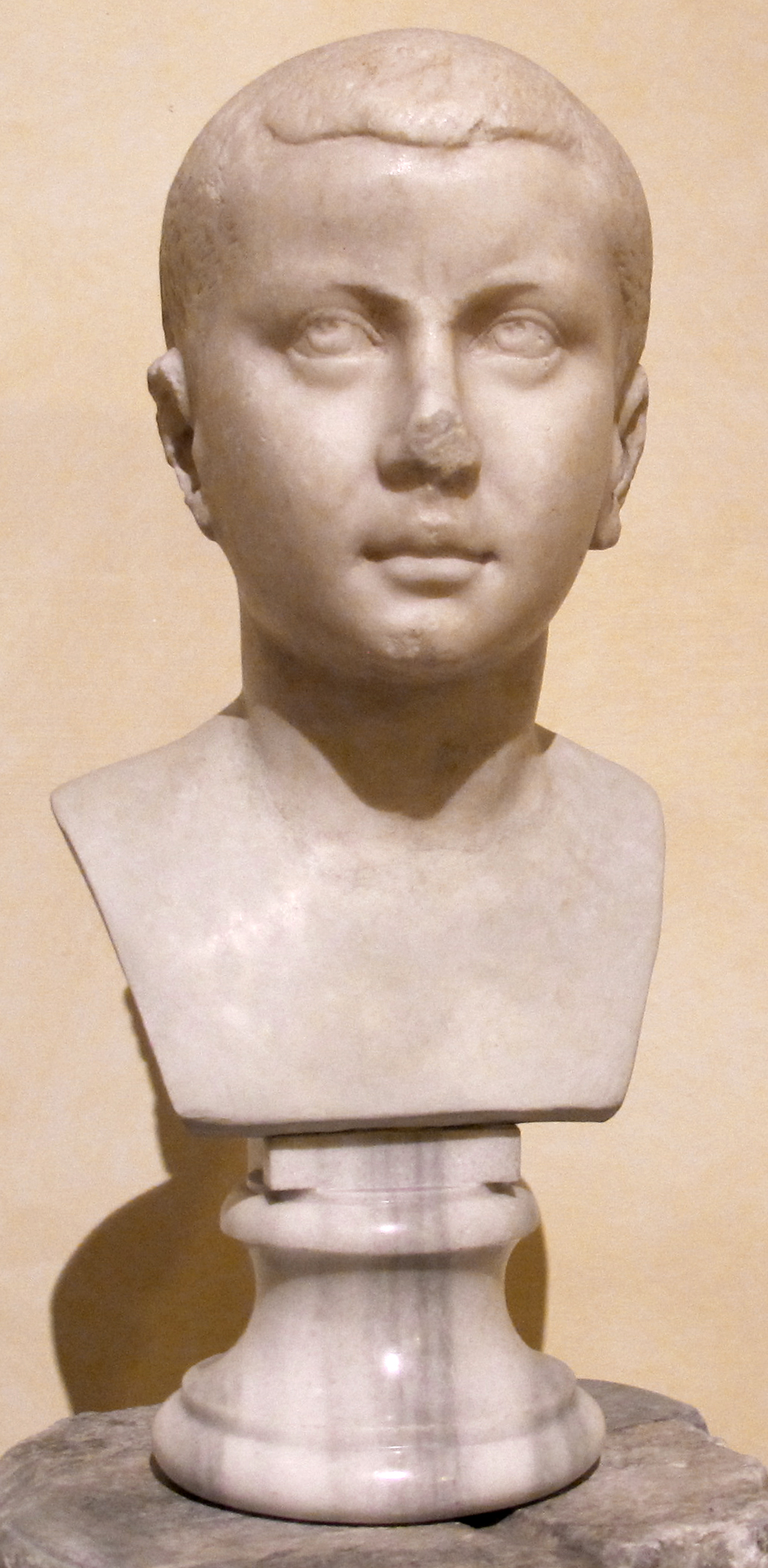
Ritratto di un giovane Gordiano III (r. 238-244).
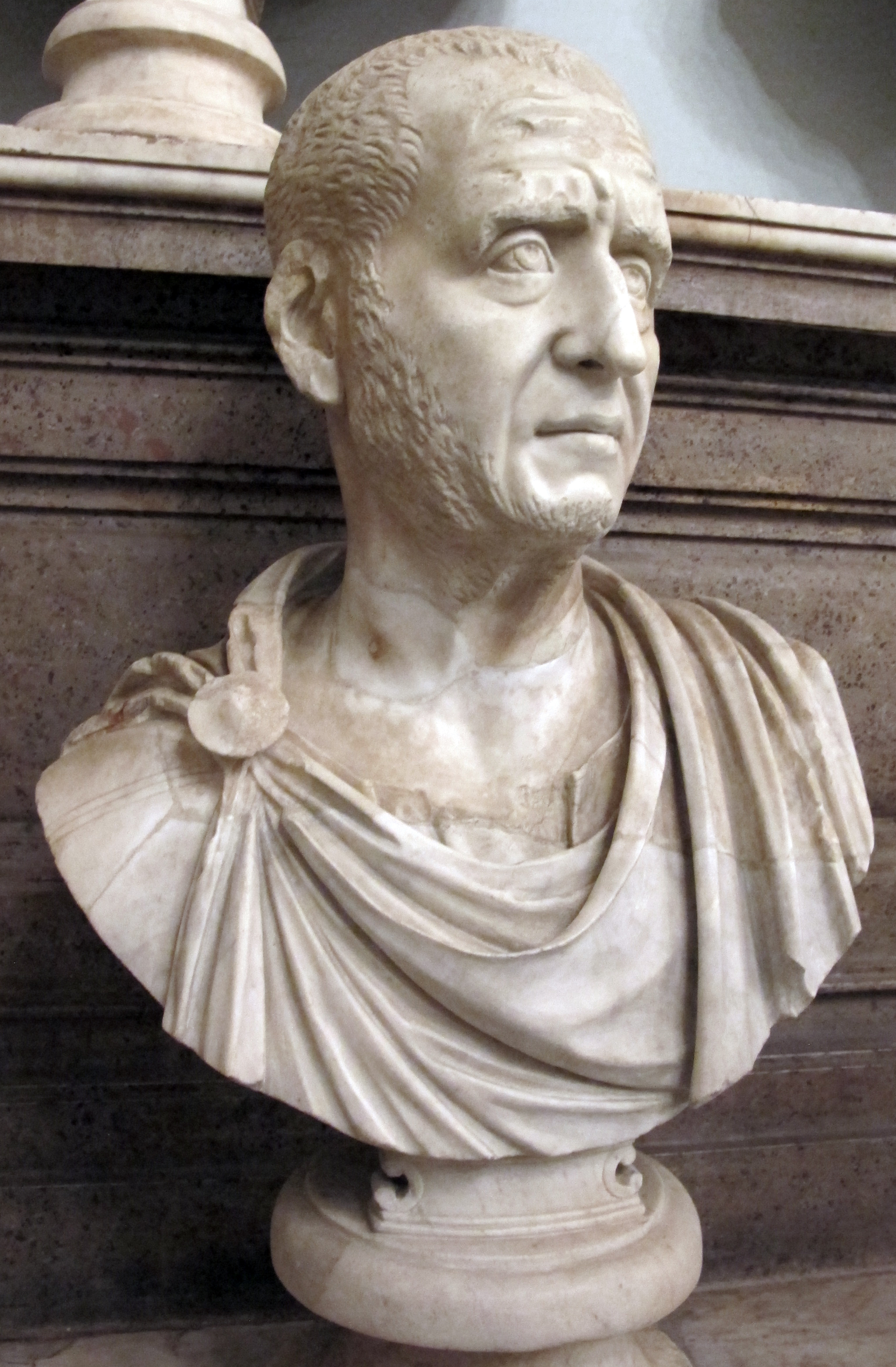
Busto di Decio Traiano (r. 249-251).
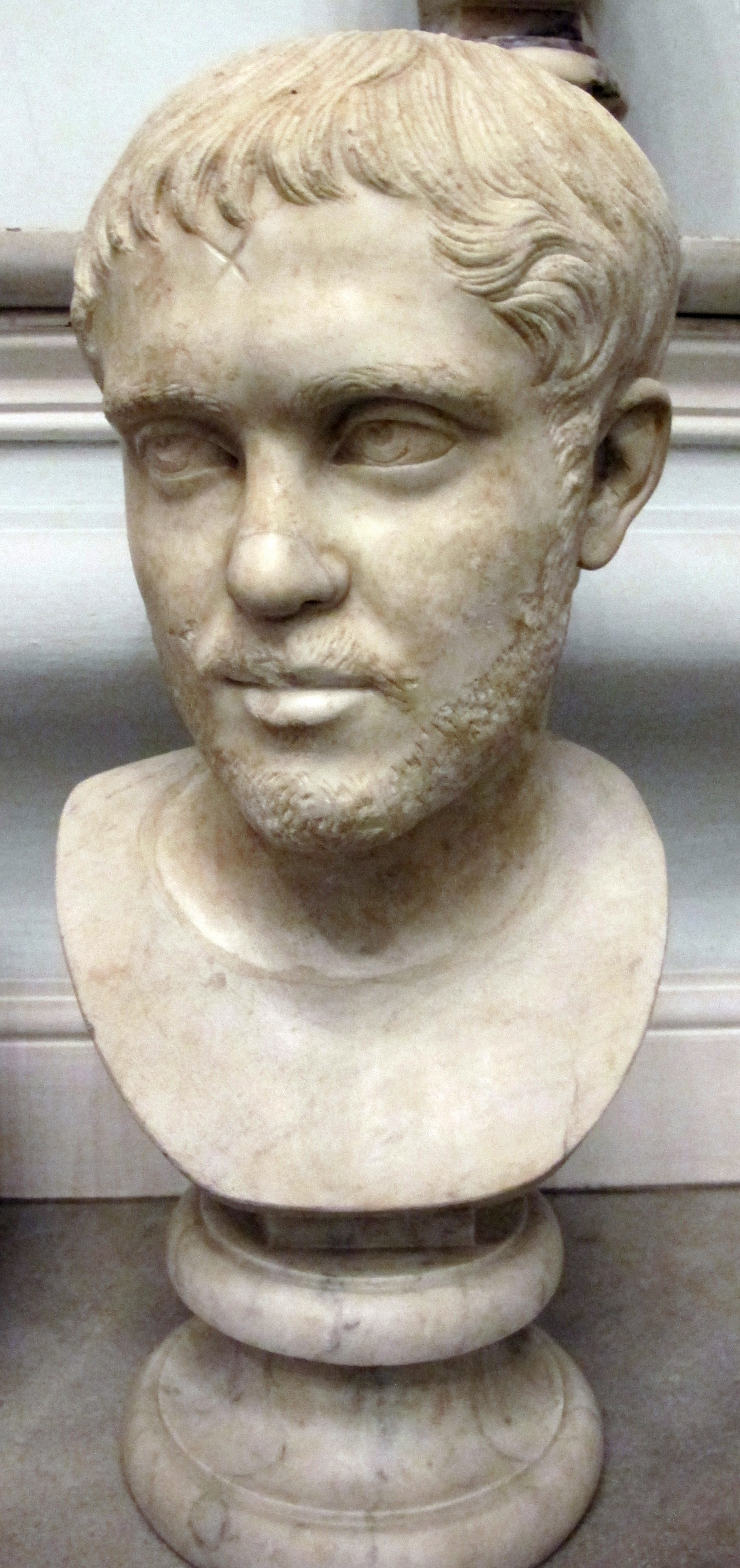
Busto di Ostiliano (r. 251).
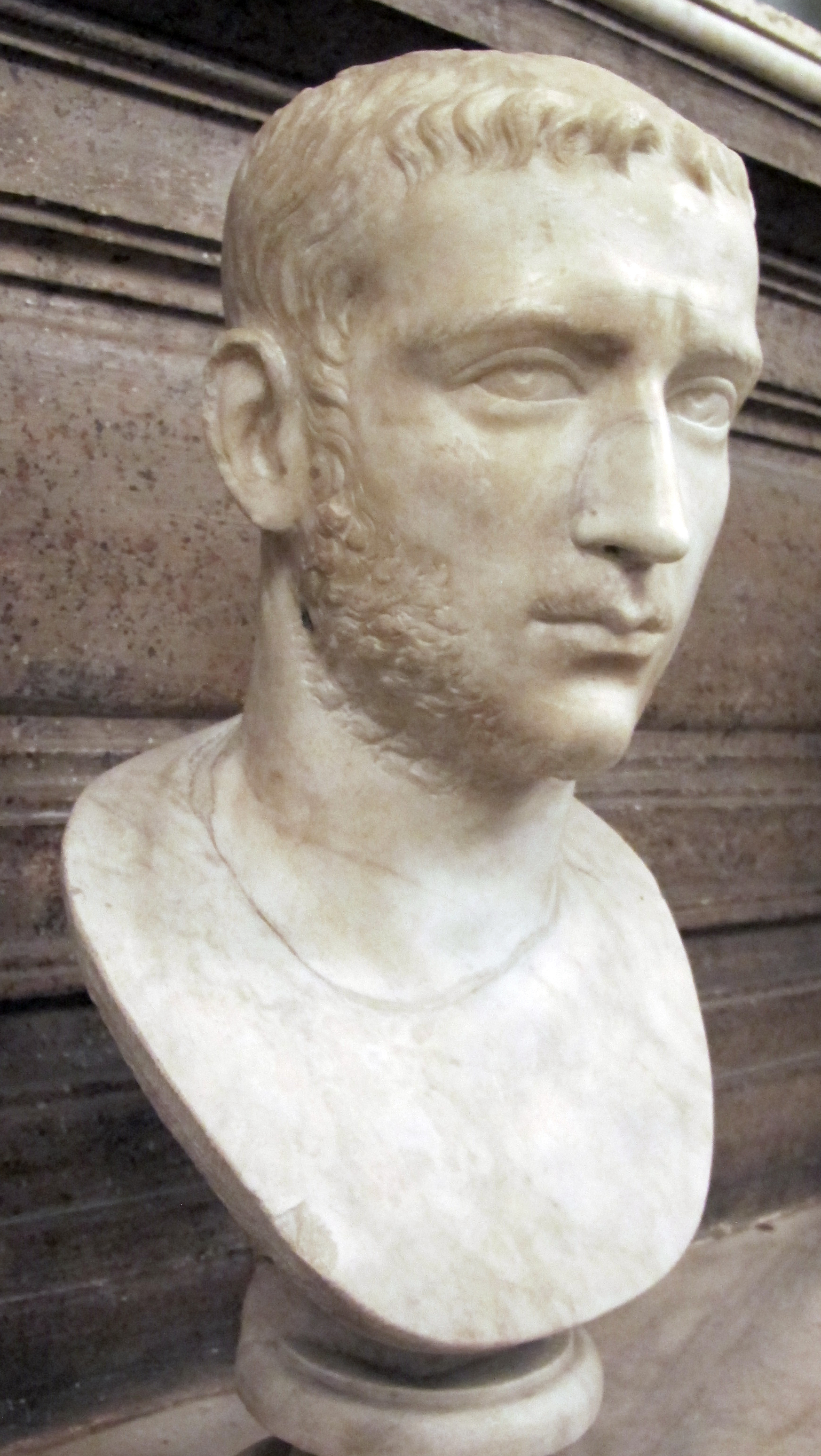
Busto di Gallieno (r. 253-268).
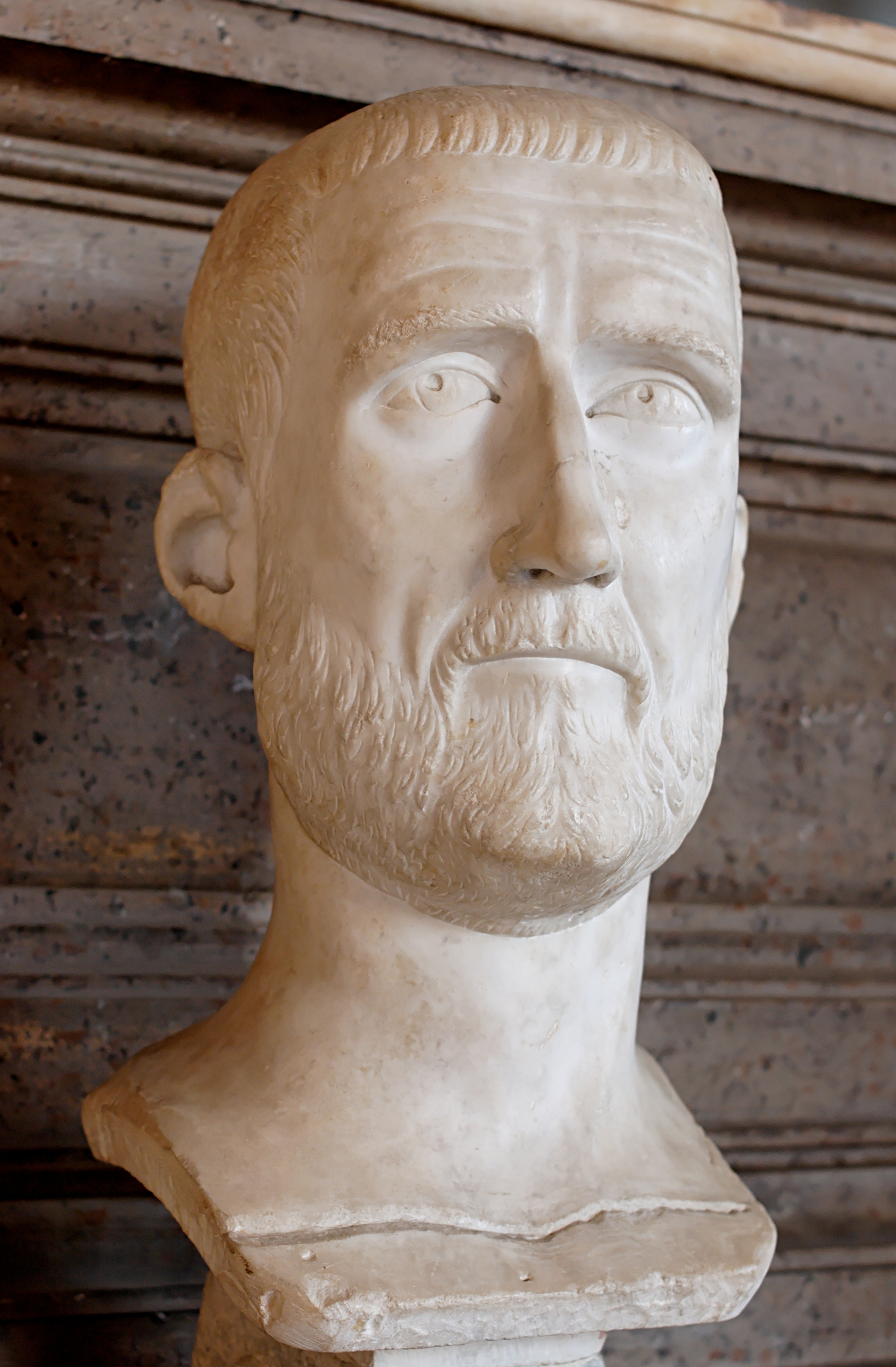
Busto di Marco Aurelio Probo (r. 276-282). Marmo, cm 46 (Collezione Albani), inv. MC0493.
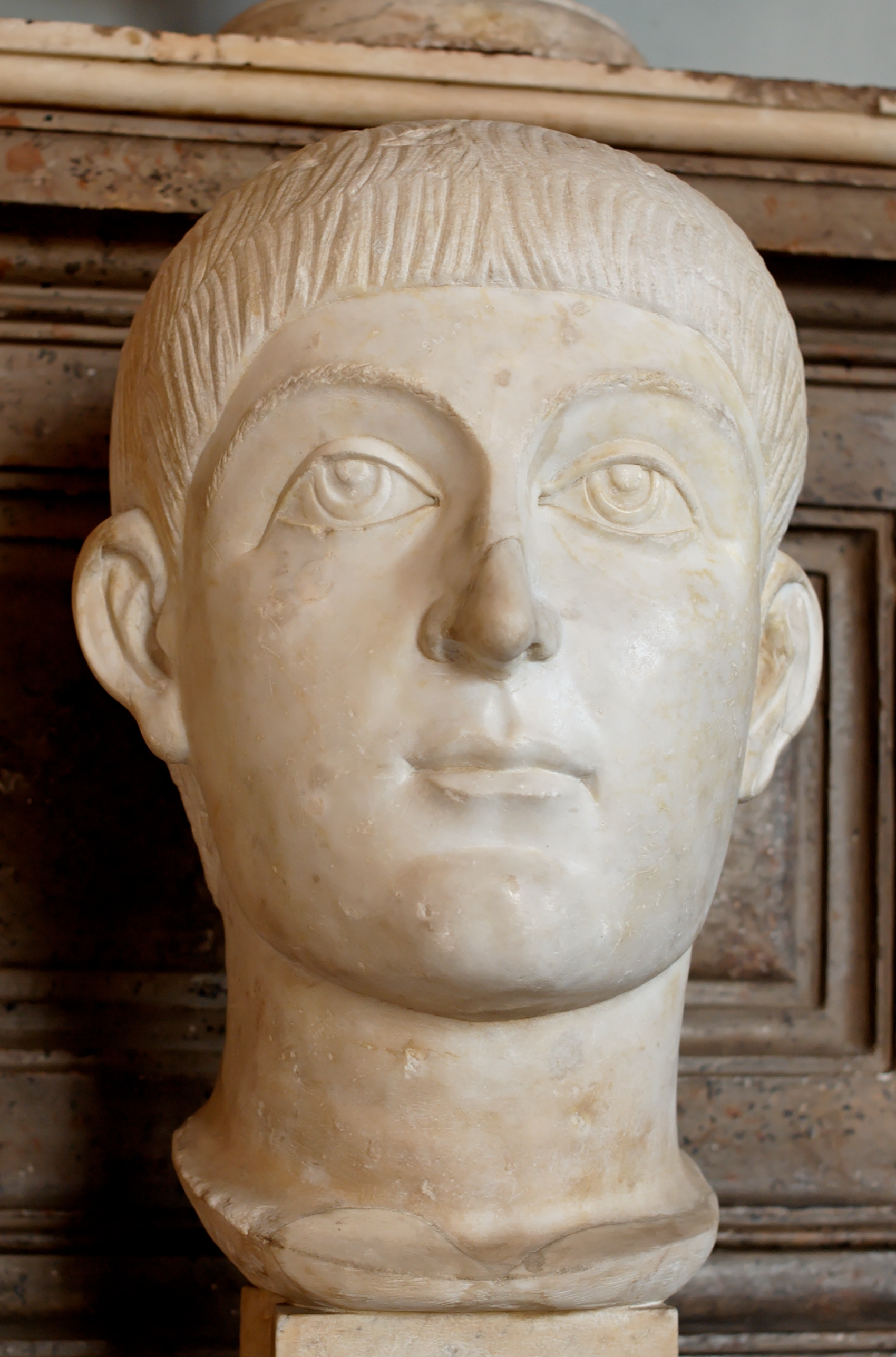
Busto di Onorio (r. 393-423).

Non mancano i ritratti femminili, con complesse acconciature, parrucche e riccioli elaborati; fra i soggetti vi sono la consorte di Augusto Livia Drusilla, quella di Germanico, Agrippina maggiore, Plotina, Faustina maggiore e Giulia Domna. Qui di seguito una galleria di alcuni ritratti in ordine cronologico:

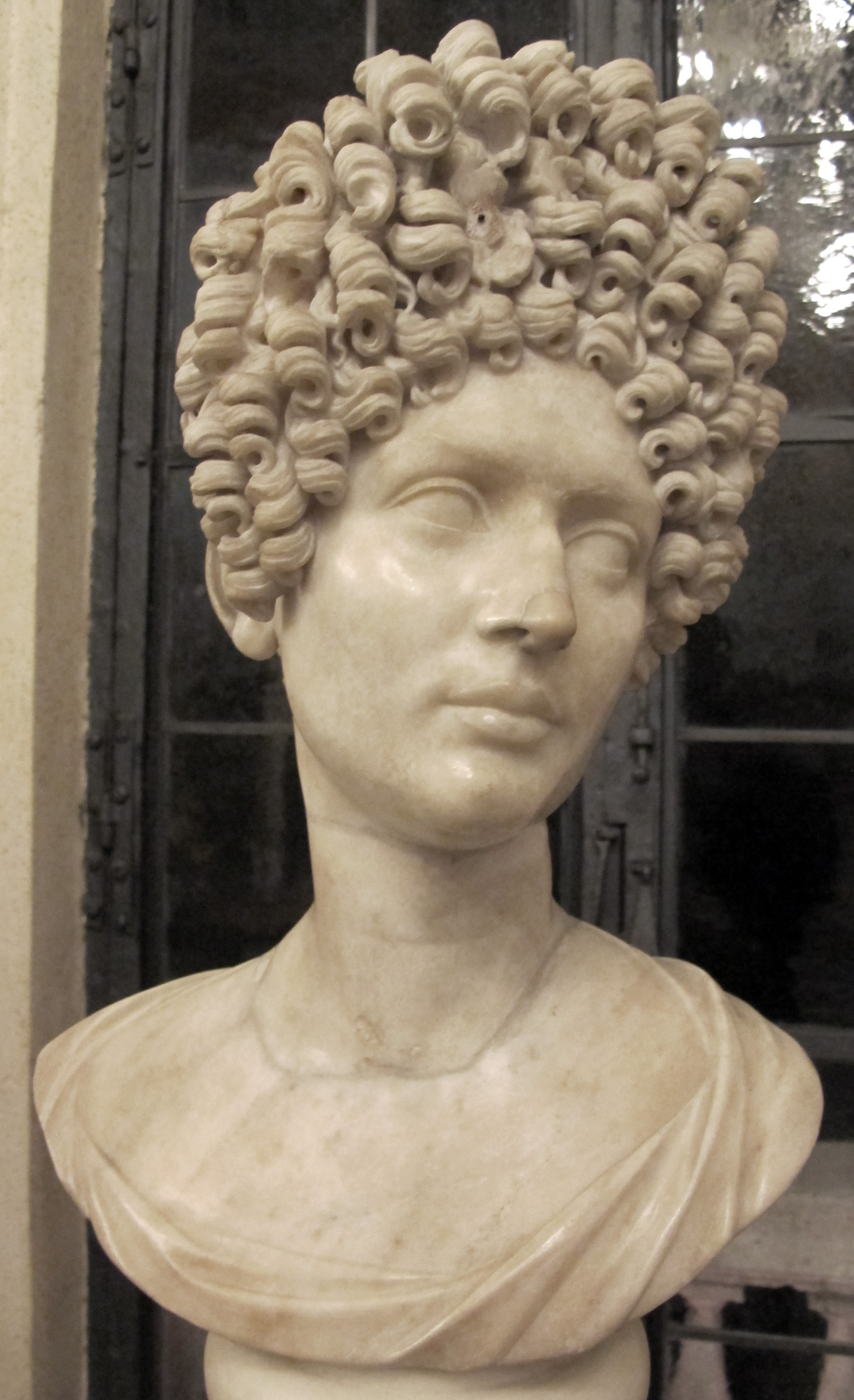
Busto di età traianea e adrianea.
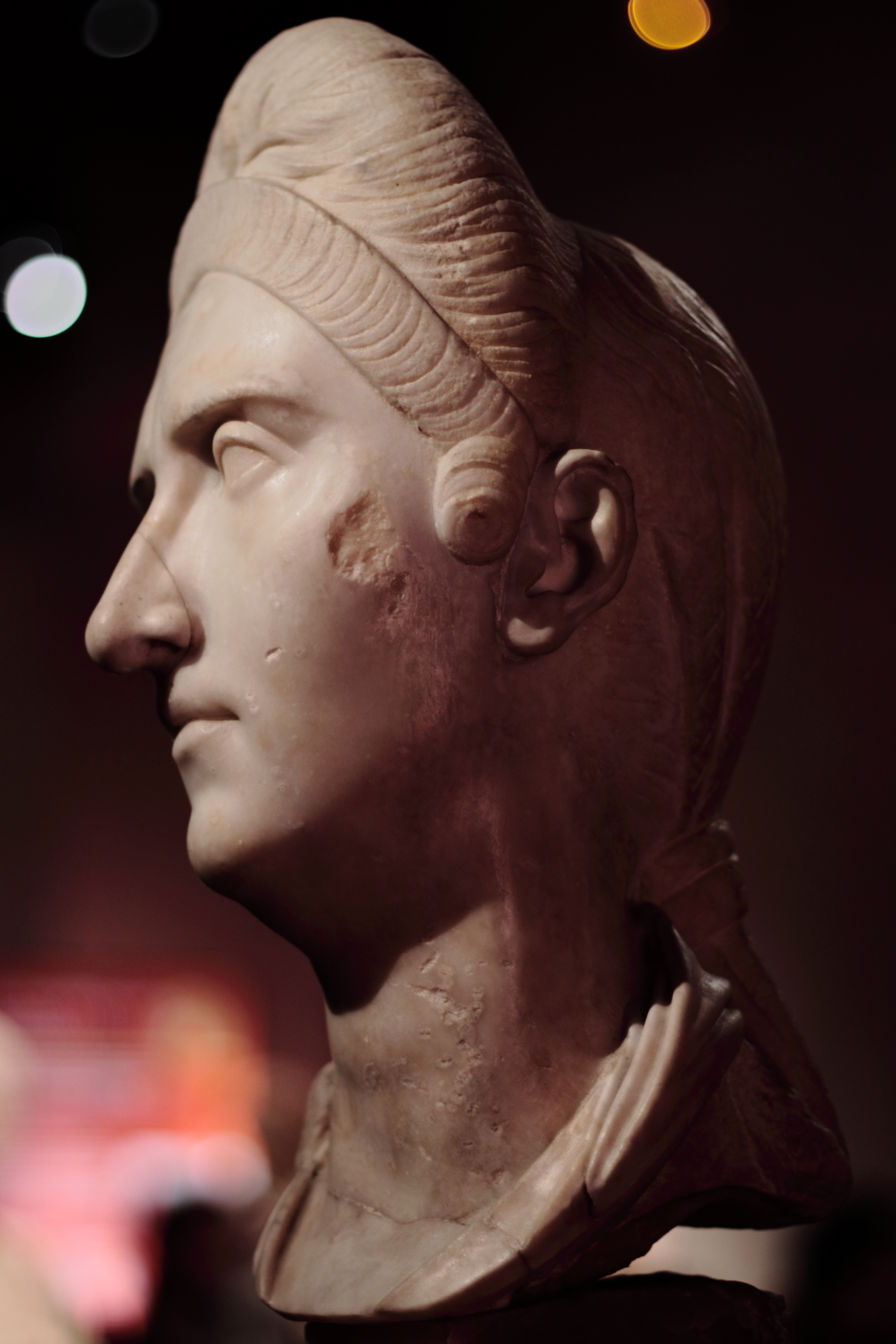
Plotina (65/70-121), moglie di Traiano.
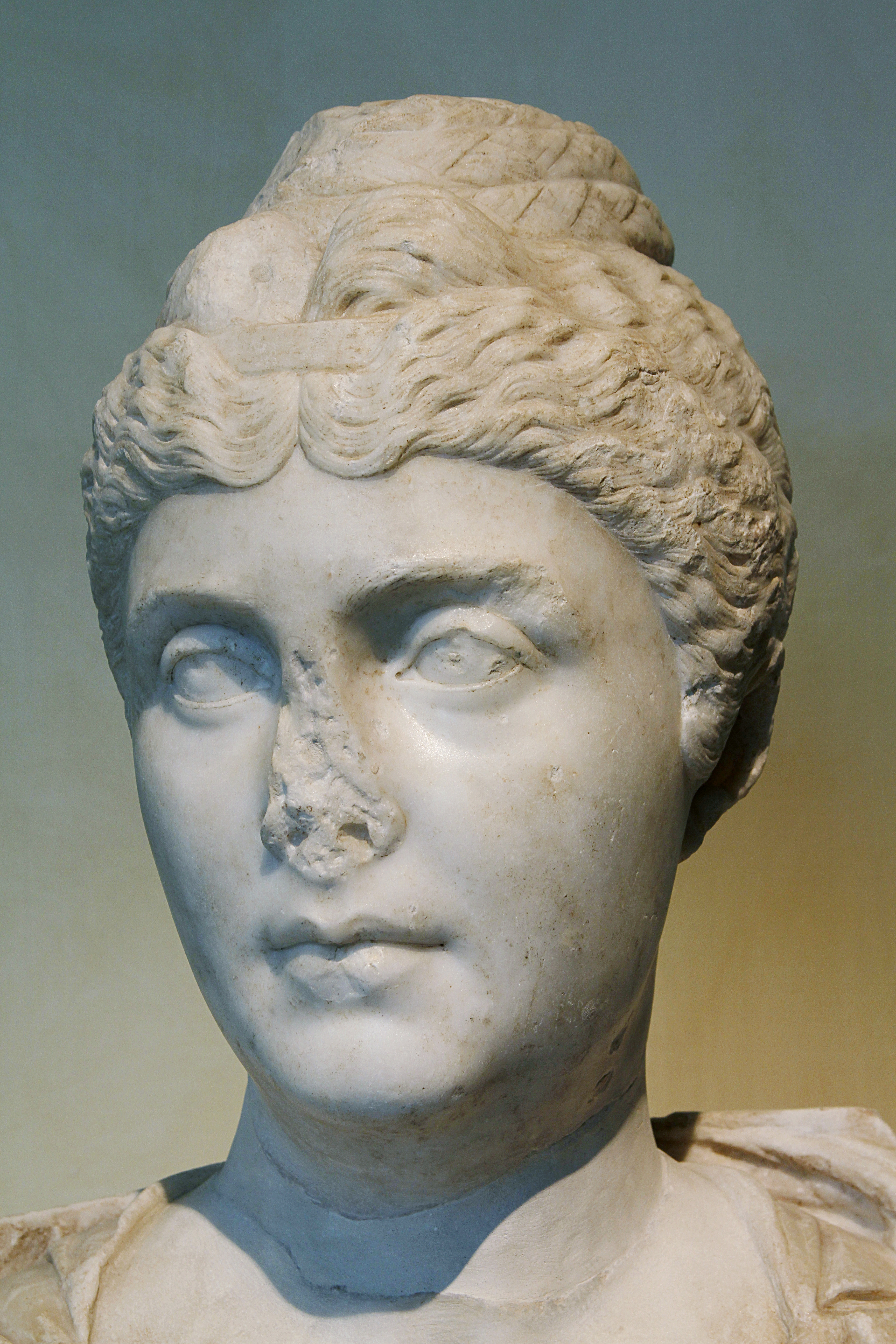
Busto di Faustina maggiore (105-140).
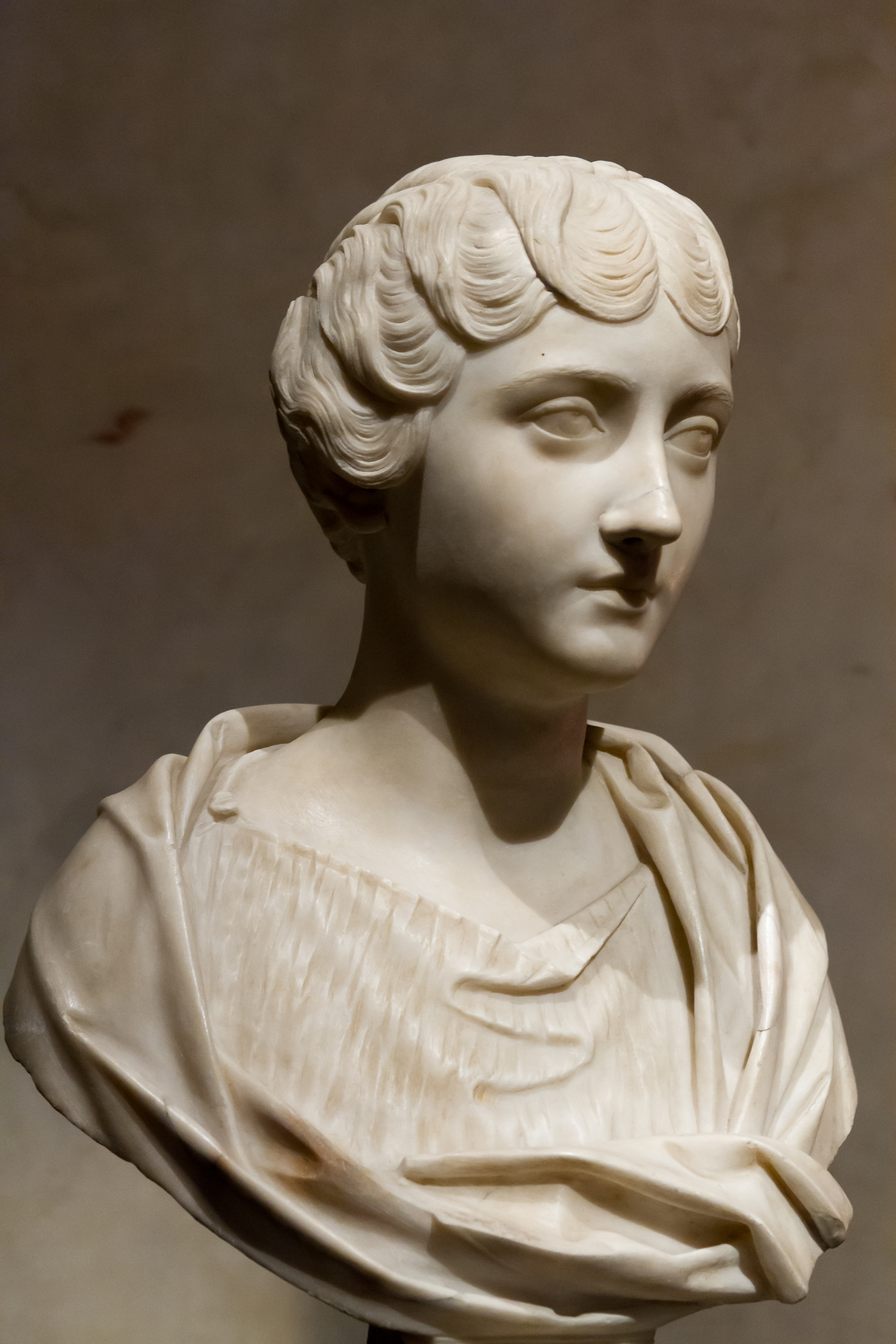
Busto di Faustina minore (125/130-175).
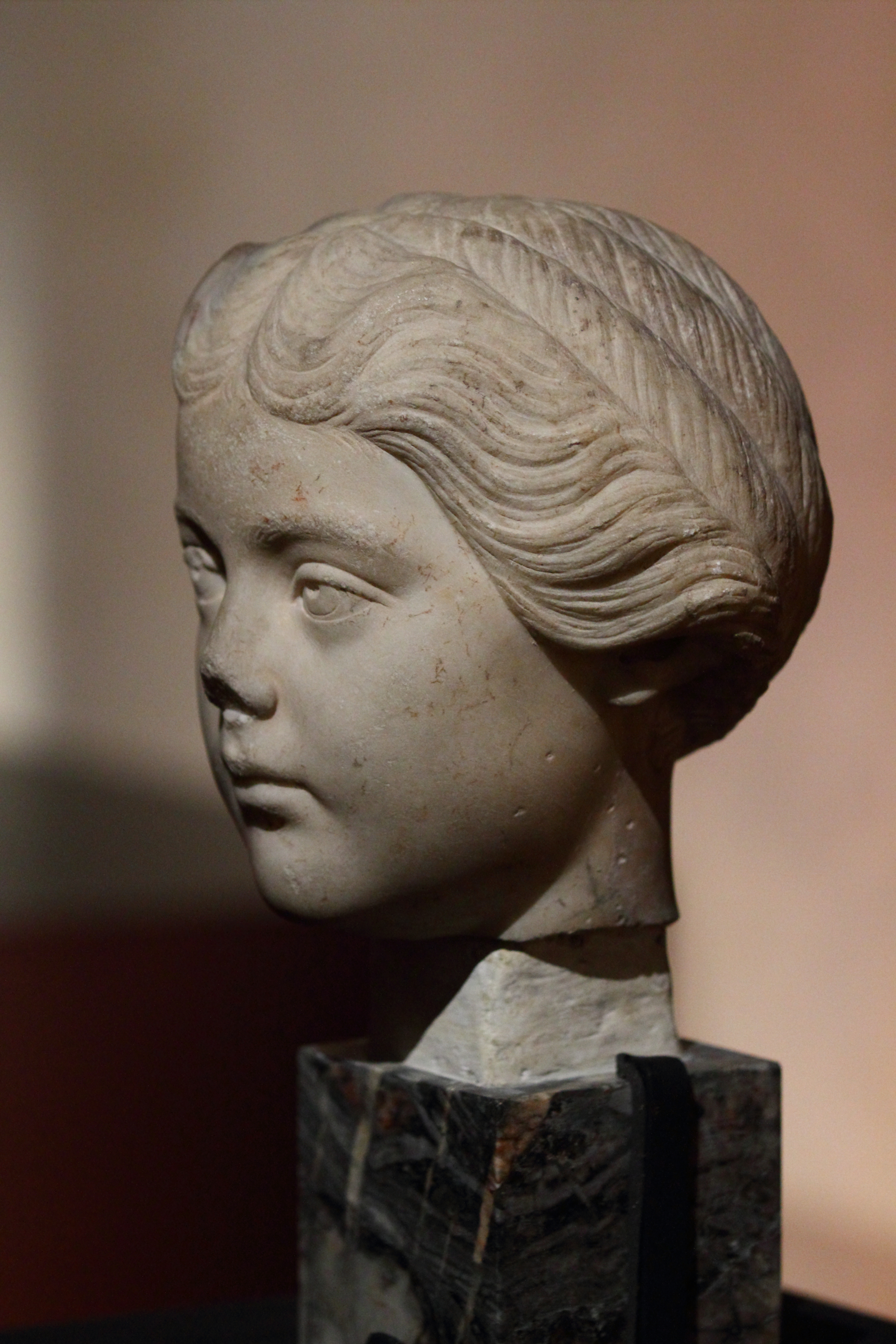
Busto giovanile di Annia Aurelia Galeria Lucilla (150-182).

### Sala dei Filosofi

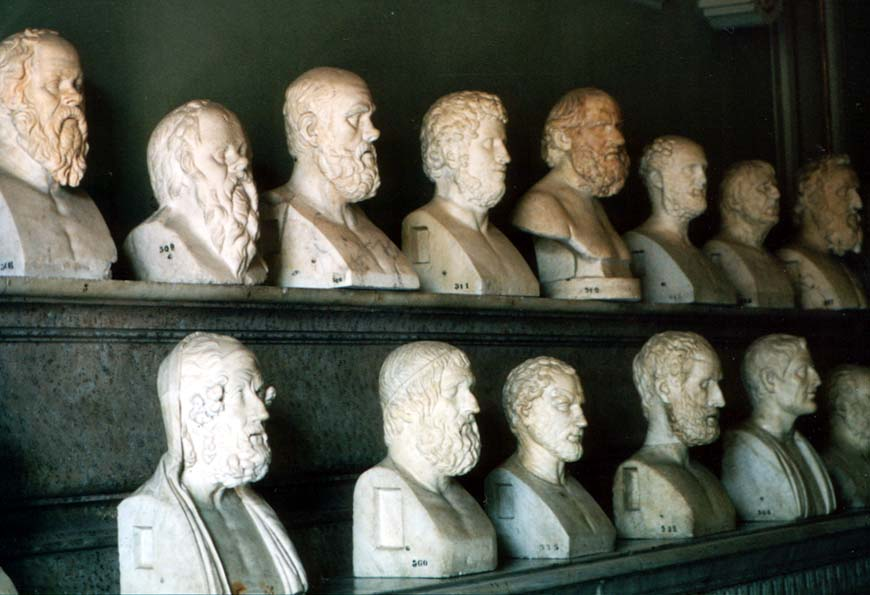
La "sala dei filosofi".

Come nel caso della "Sala degli Imperatori", anche la sala dei filosofi nacque, al momento della fondazione del Museo Capitolino, dal desiderio di raccogliere i ritratti, i busti e le erme, di poeti, filosofi e retori dell'antichità. Nella sala ne sono raccolti ben 79. Il percorso inizia con il più celebre poeta dell'antichità, Omero, rappresentato come un vecchio con la barba, la chioma fluente e lo sguardo spento, indice di cecità. Segue Pindaro, altro noto poeta greco, Pitagora, con il suo turbante in testa, e Socrate dal naso carnoso simile a quello di un Sileno. Sono anche presenti i grandi tragediografi ateniesi: Eschilo, Sofocle e Euripide.
Tra i tanti personaggi del mondo greco, sono esposti anche alcuni ritratti d'epoca romana; tra questi Marco Tullio Cicerone, celebre statista e letterato, rappresentato poco più che cinquantenne nel pieno delle sue facoltà intellettuali e politiche.

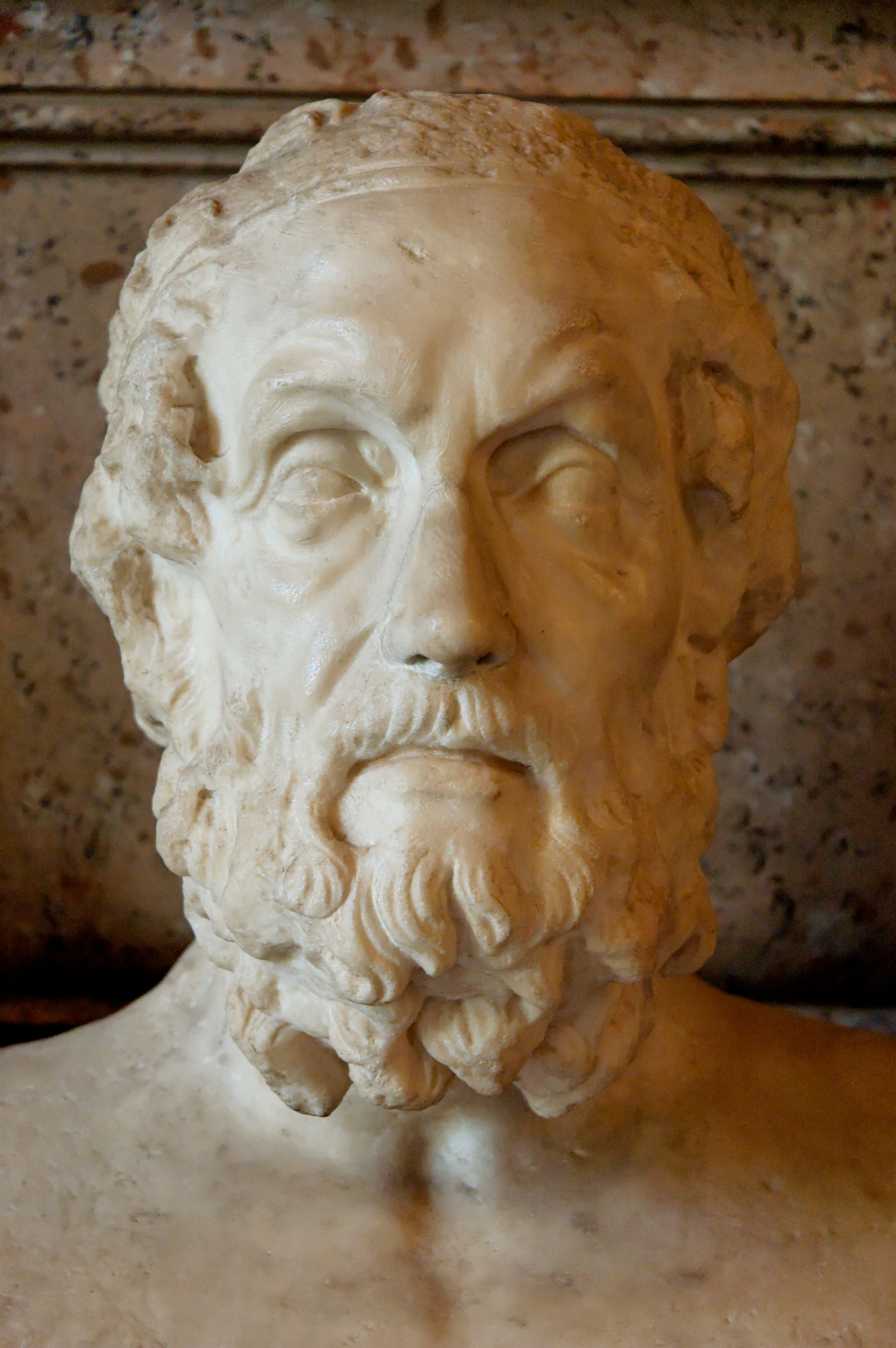
Erma di Omero.
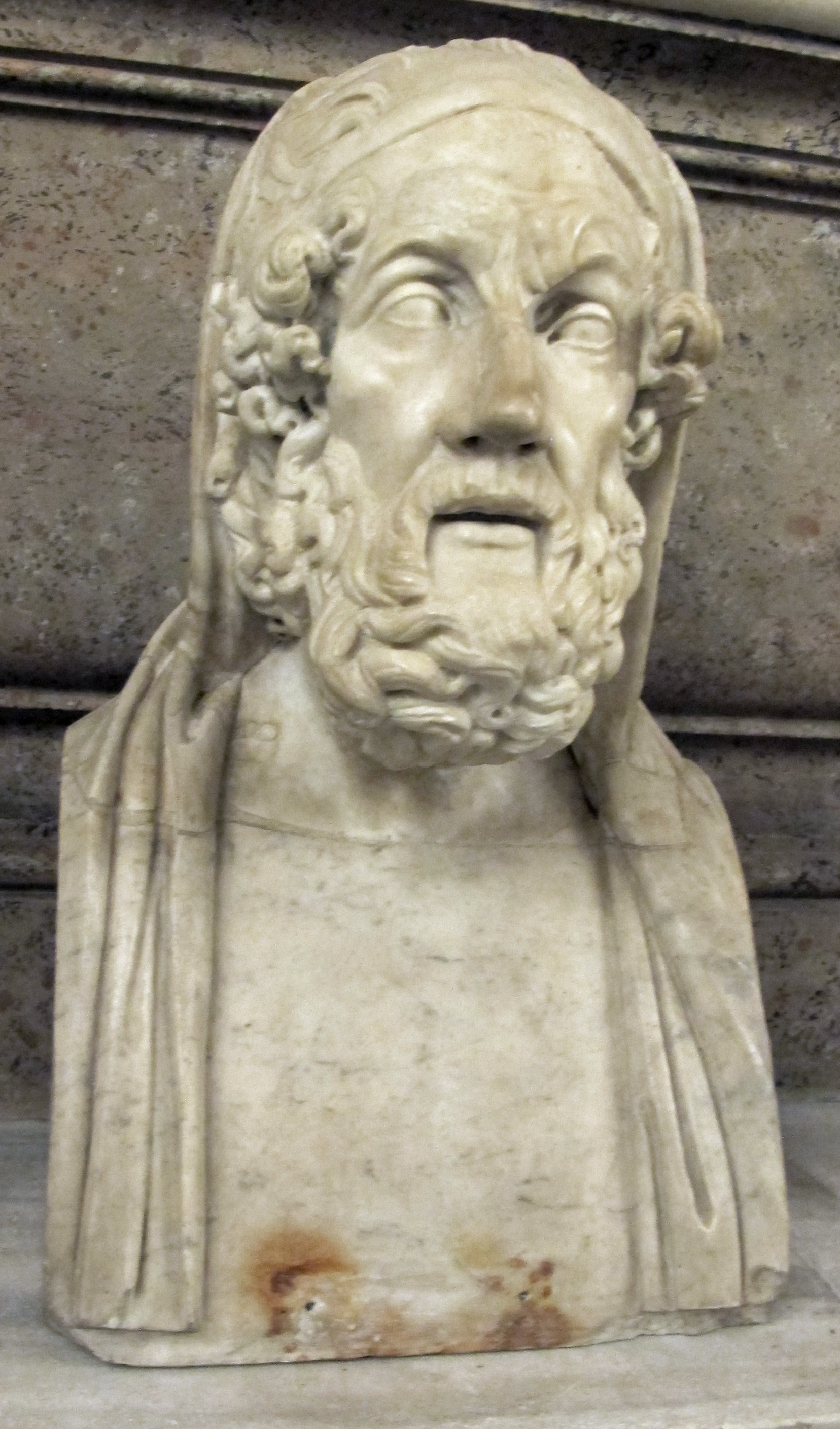
Omero da originale ellenistico del II secolo a.C. (collezione Albani).
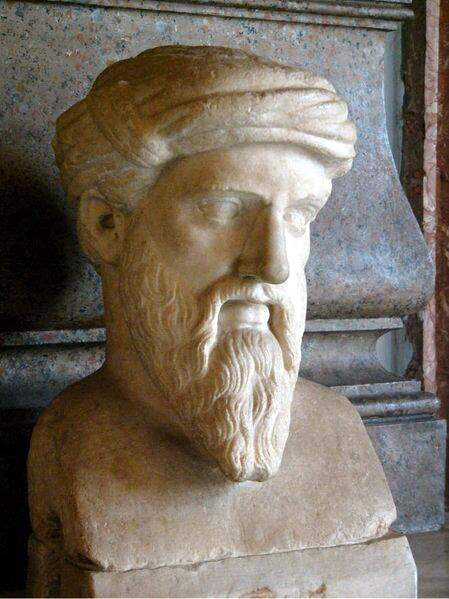
Pitagora (570-495 a.C.).
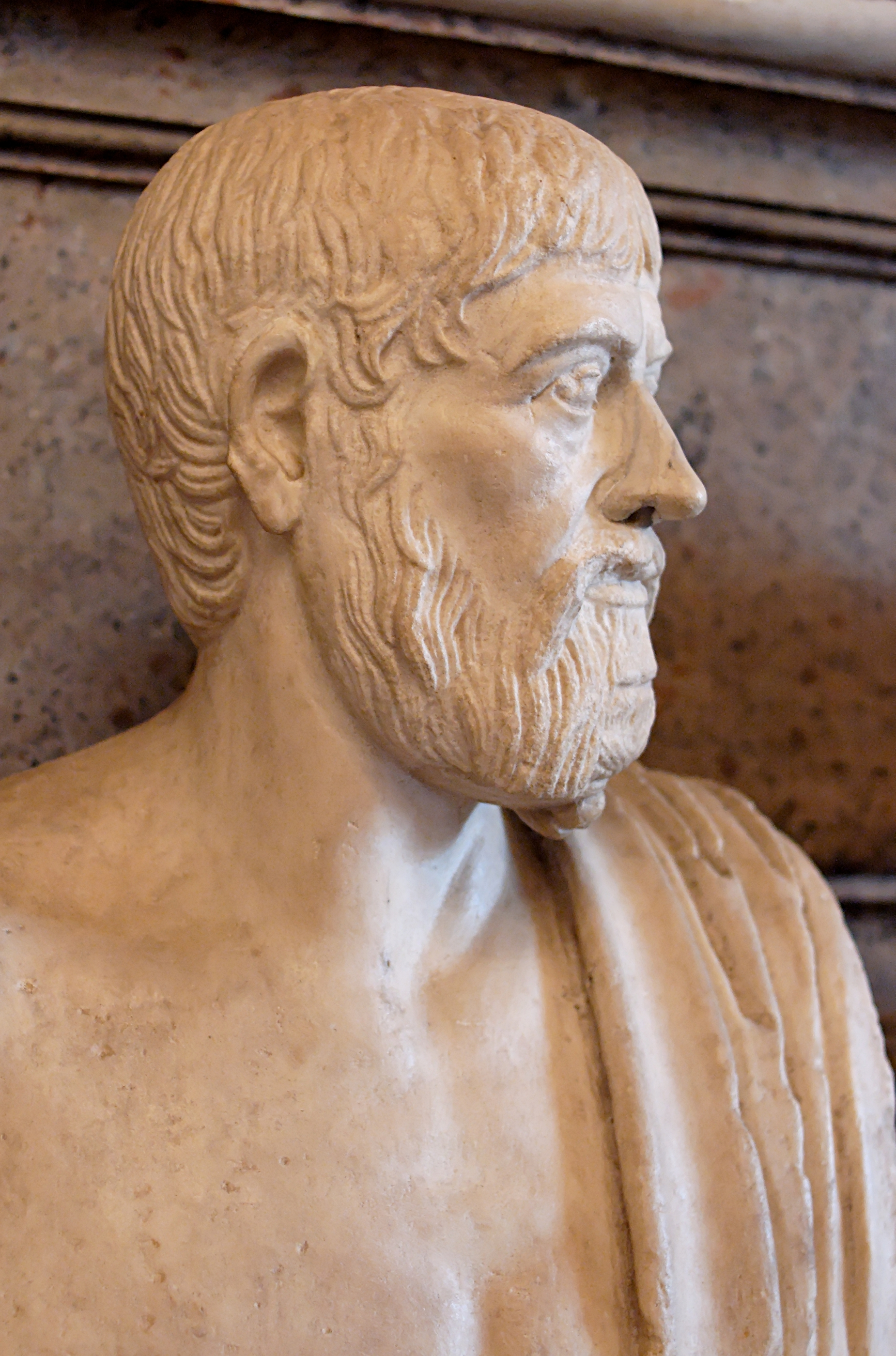
Pindaro (518-438 a.C.).
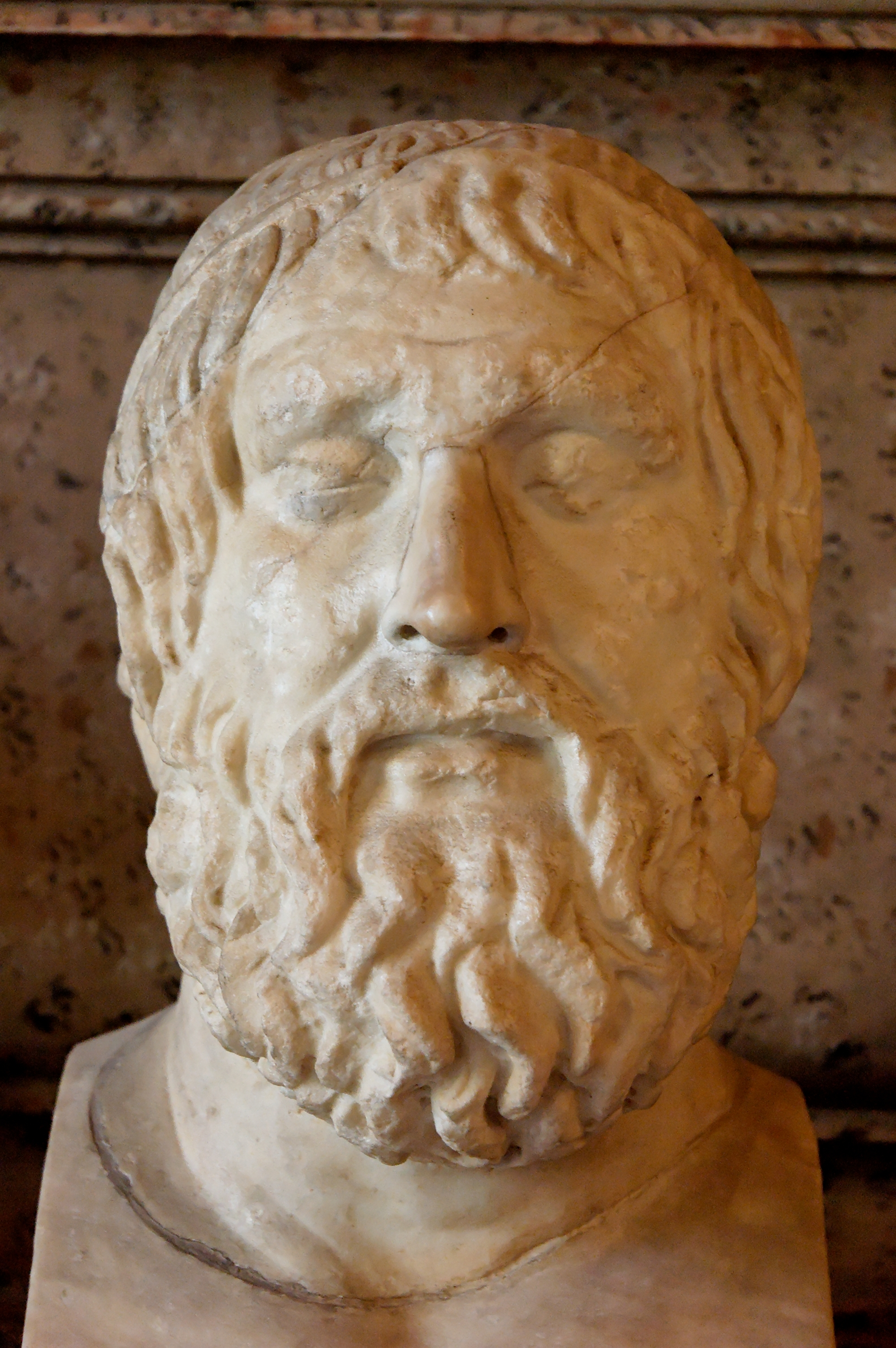
Sofocle (496-406 a.C.).
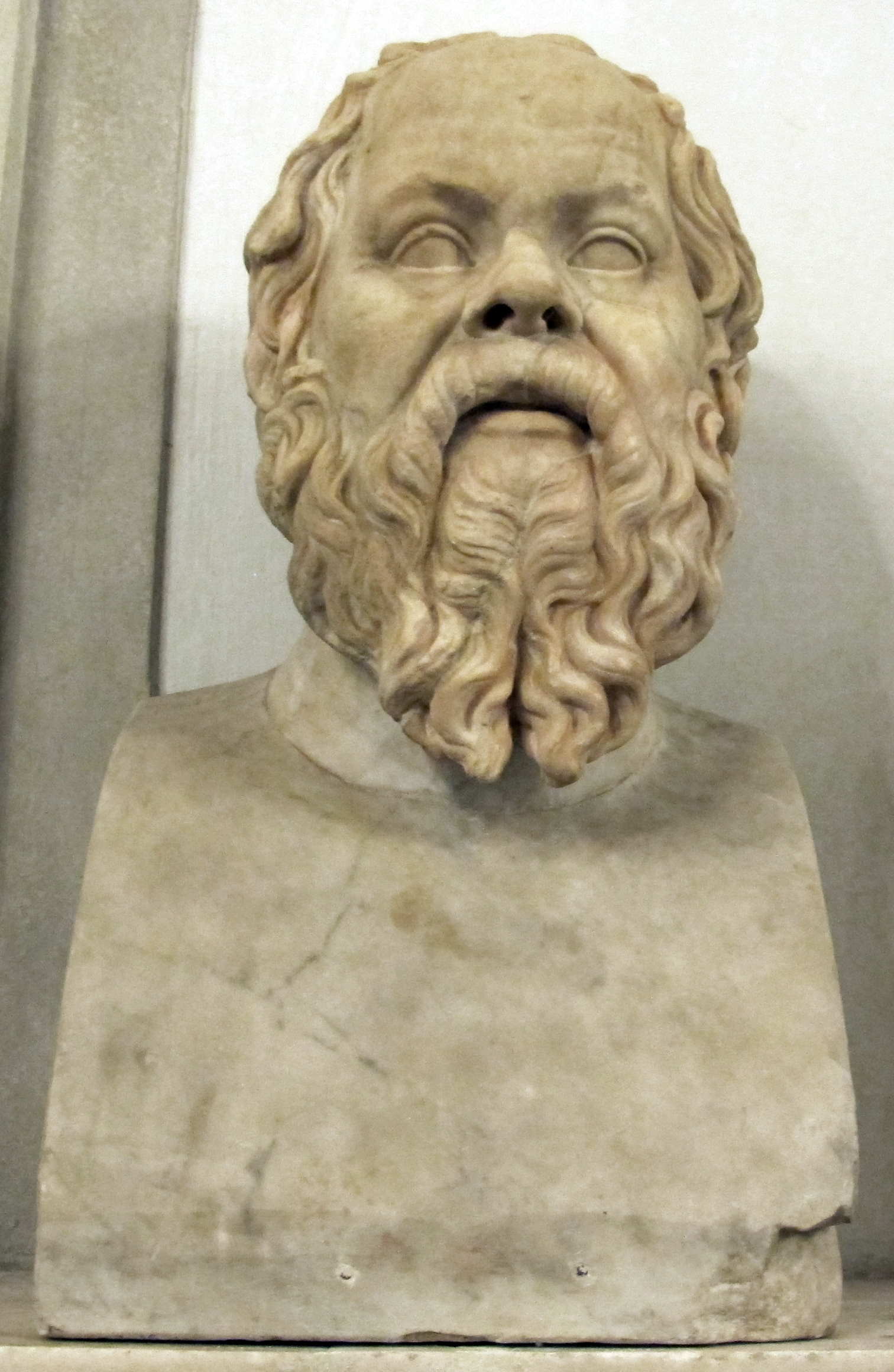
Socrate (470/469-399 a.C.), da originale ellenistico del 350-300 a.C. (collezione Albani).
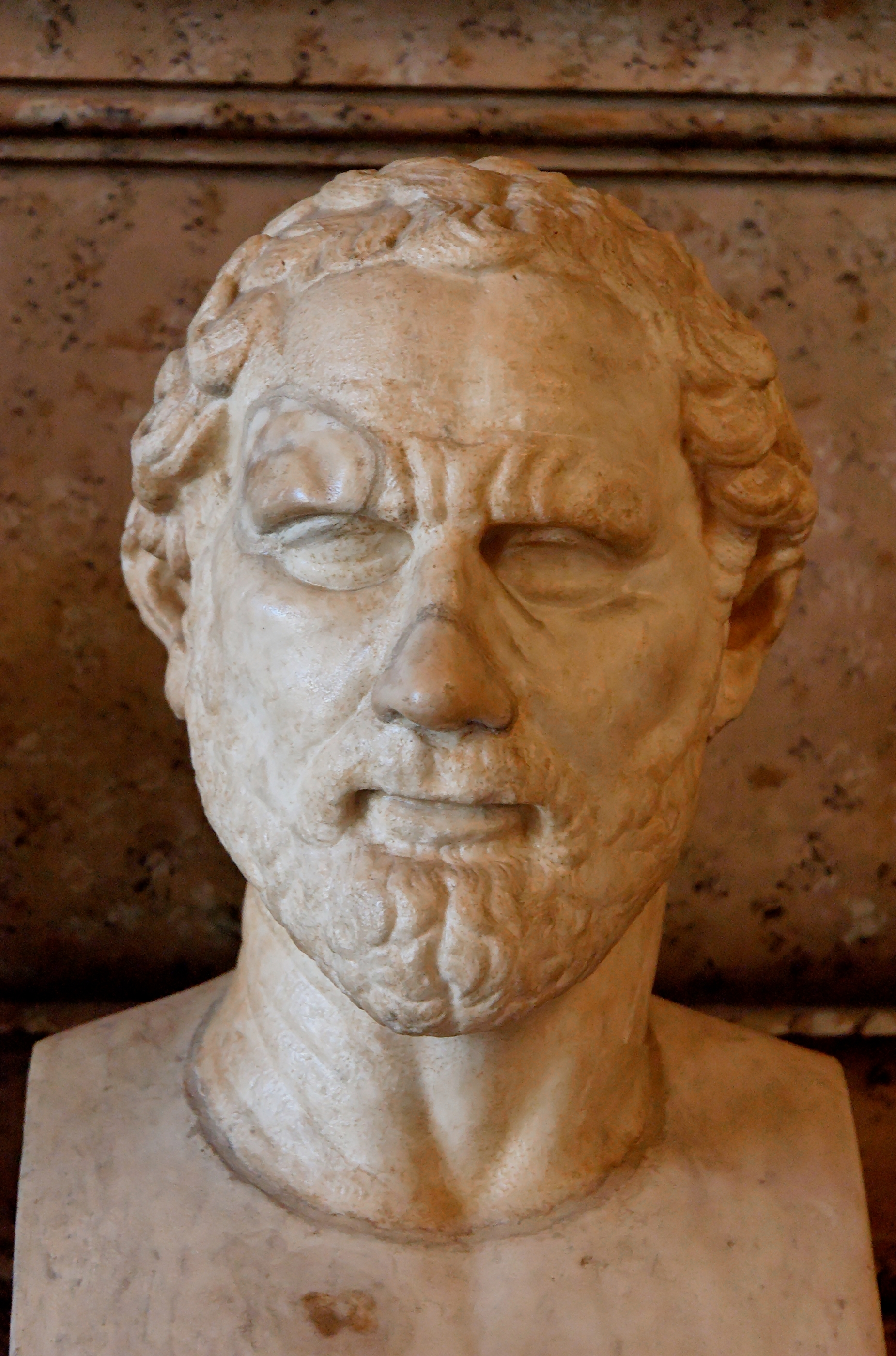
Demostene (384-322 a.C.).
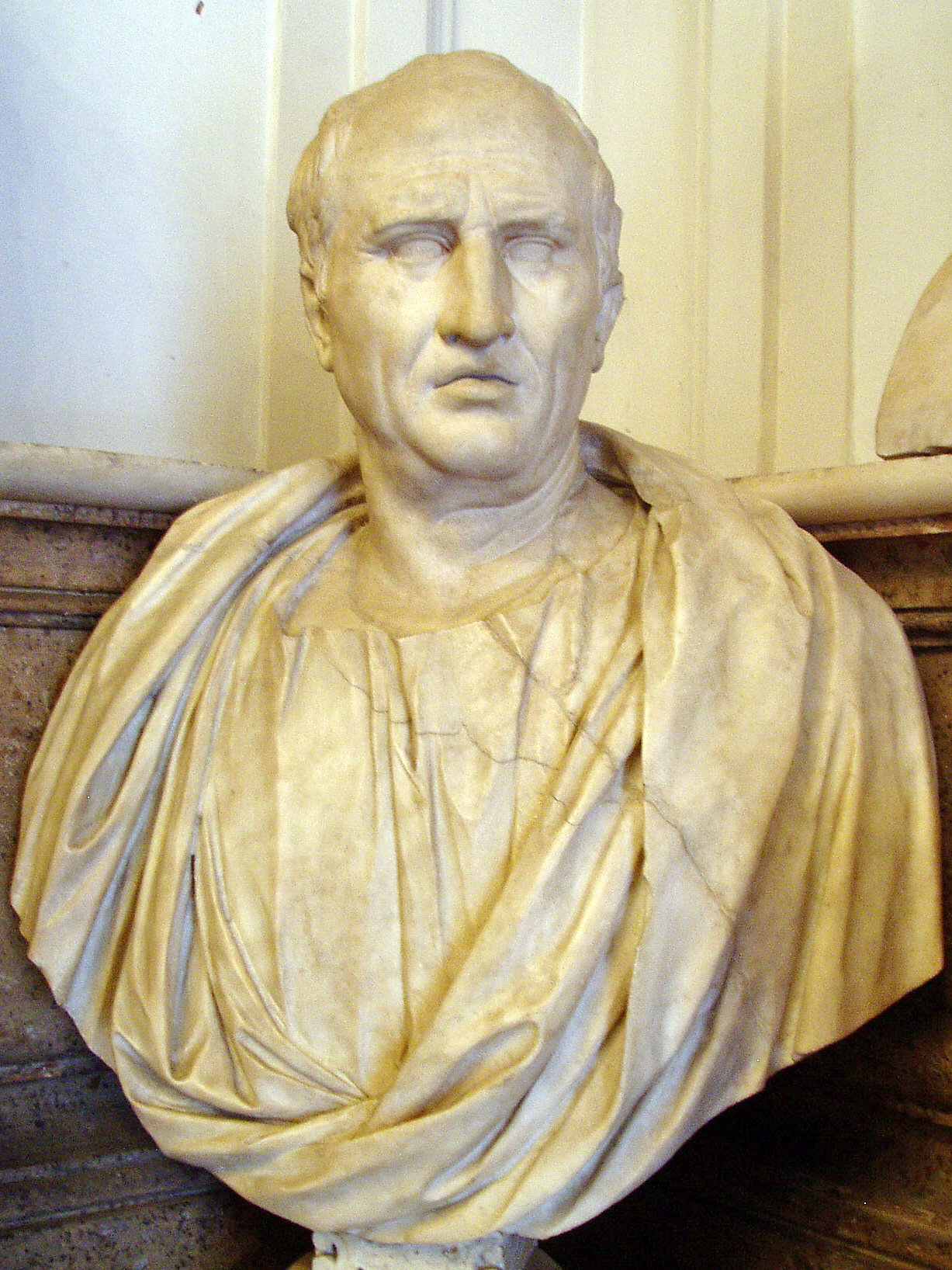
Ritratto di Marco Tullio Cicerone (106-43 a.C.).
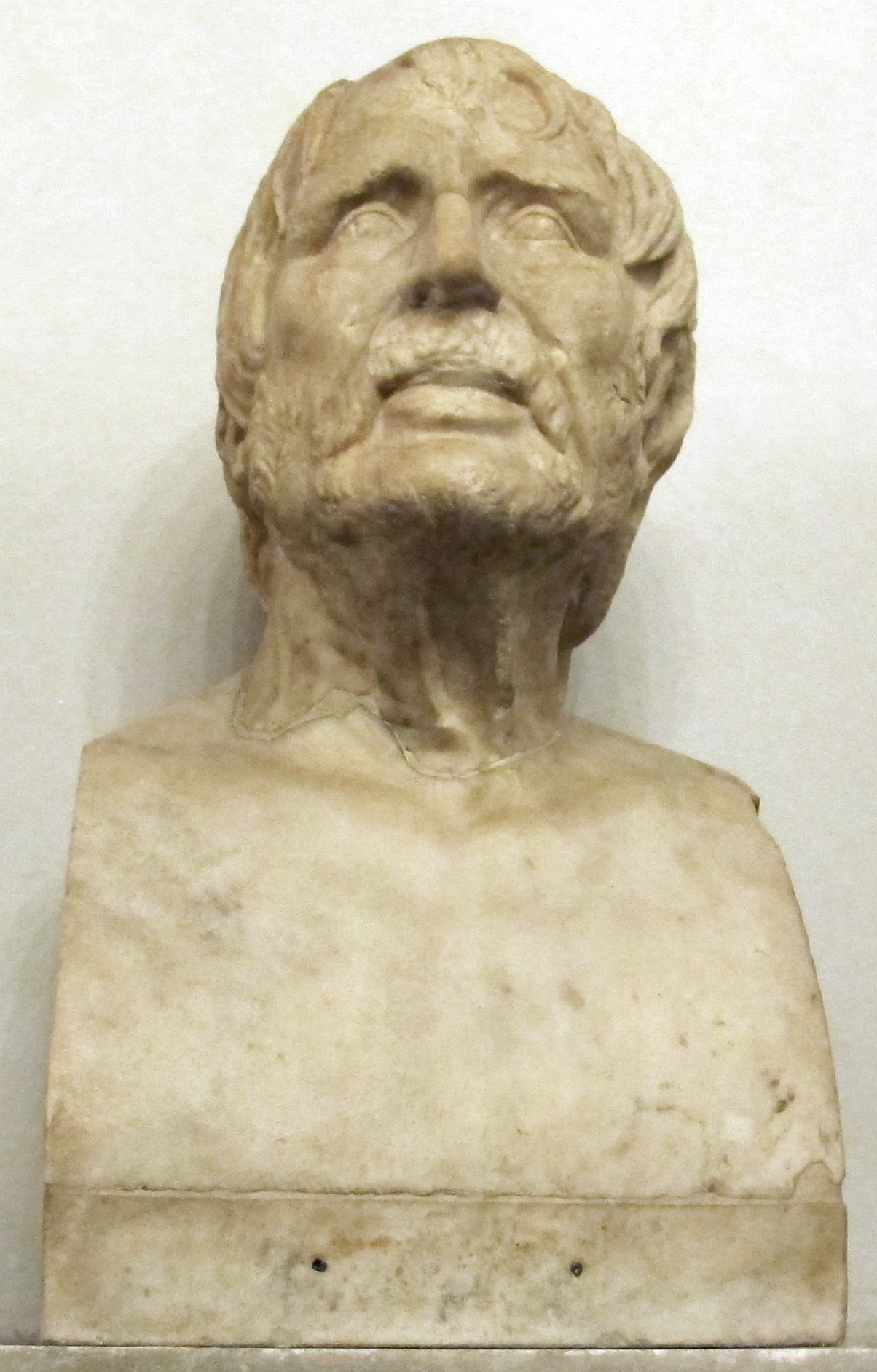
Pseudo-Seneca da originale ellenistico del II secolo a.C. (collezione Albani).

### Salone

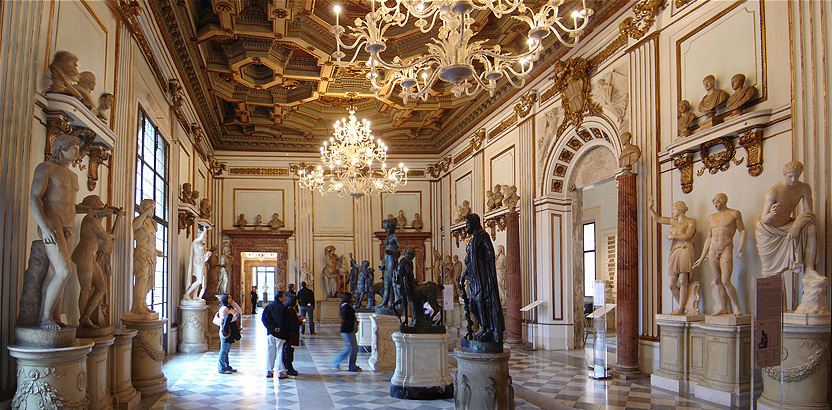
La galleria di Palazzo Nuovo.

Il salone di Palazzo Nuovo costituisce sicuramente l'ambiente più monumentale dell'intero complesso museale capitolino. Merita di essere citato il grande portale che si apre nella parete lunga di comunicazione con la Galleria, progettato da Filippo Barigioni nella prima metà del Settecento, ad arco, con due Vittorie alate di pregevole fattura.
Ai lati e al centro della sala, su alti e antichi basamenti, sono poste alcune delle più belle sculture della collezione capitolina. Al centro della sala sono disposte le grandi statue in bronzo, tra cui spiccano le sculture in marmo bigio morato del Centauro vecchio e del Centauro giovane (rinvenute a Villa Adriana e acquistate da papa Clemente XIII per la collezione capitolina nel 1765). Tutt'intorno, su un secondo livello, corrono delle mensole con una serie di busti (come uno di Traiano, copia del XVI secolo). Vi sono poi alcune di statue di imperatori romani come il Marco Aurelio in abiti militari (databile al 161-180, proveniente dalla collezione Albani), l'Augusto che tiene in mano il mondo (con corpo copiato dal Diadumeno di Policleto) e l'Adriano-Marte (della collezione Albani).
Nella Galleria sono conservate altre e numerose statue: Asclepio (in marmo bigio morato, copia del II secolo da originale del primo ellenismo; collezione Albani); un Apollo dell'Omphalos (da una versione greca del 470-460 a.C. dello scultore Calamide; collezione Albani); un Ermes (copia romana in marmo da Lisippo, proveniente da Villa Adriana); una statua di Pothos, restaurato come Apollo Citaredo (Kitharoidos, copia romana da un originale greco di Skopas); Marco Aurelio e Faustina minore (i genitori dell'imperatore Commodo, rivisitati come Marte e Venere e databili al 187-189 circa); un giovane satiro (copia del II secolo da originale del tardo ellenismo; collezione Albani); un "cacciatore con lepre" (databile all'epoca di Gallieno; rinvenuto nel 1747 nei pressi di Porta Latina); Arpocrate, figlio di Iside e Osiride (rinvenuto nel Pecile di Villa Adriana e donato alla collezione capitolina da papa Benedetto XIV nel 1744); Atena promachos (copia da prototipo del V secolo a.C. attribuita a Plicleto, collezione Albani); e tante altre ancora.

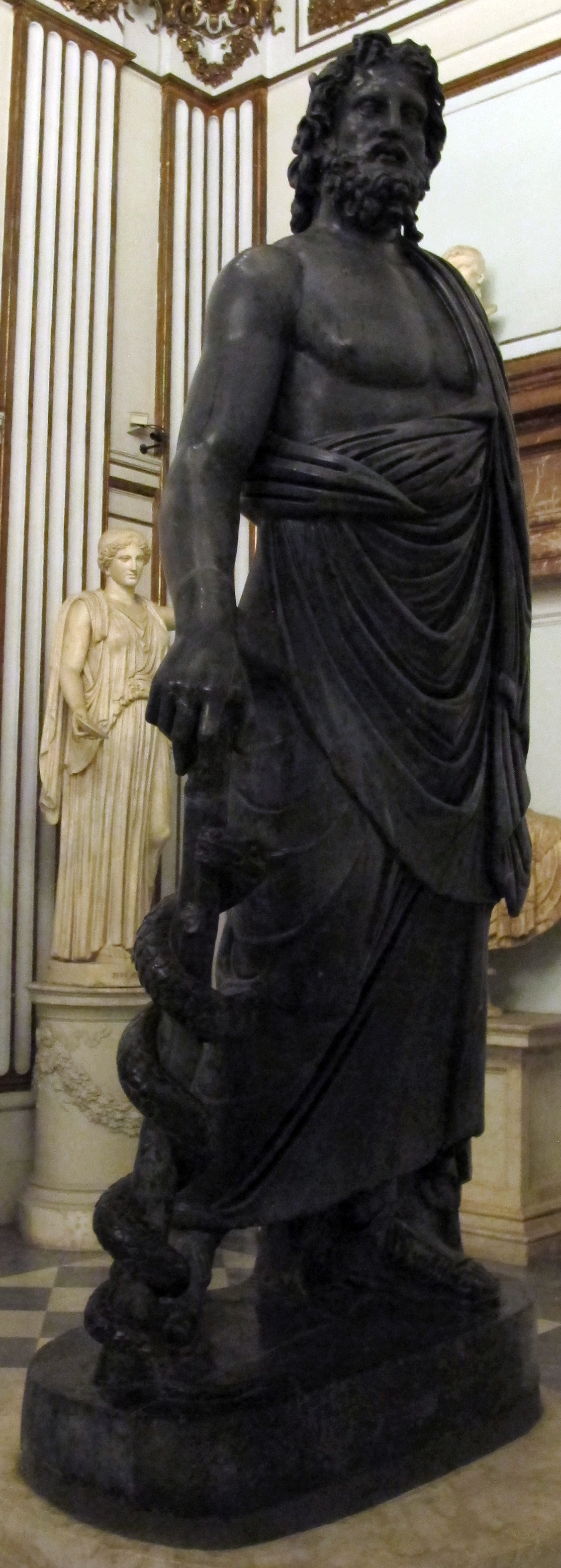
Copia romana del II secolo di Asclepio.
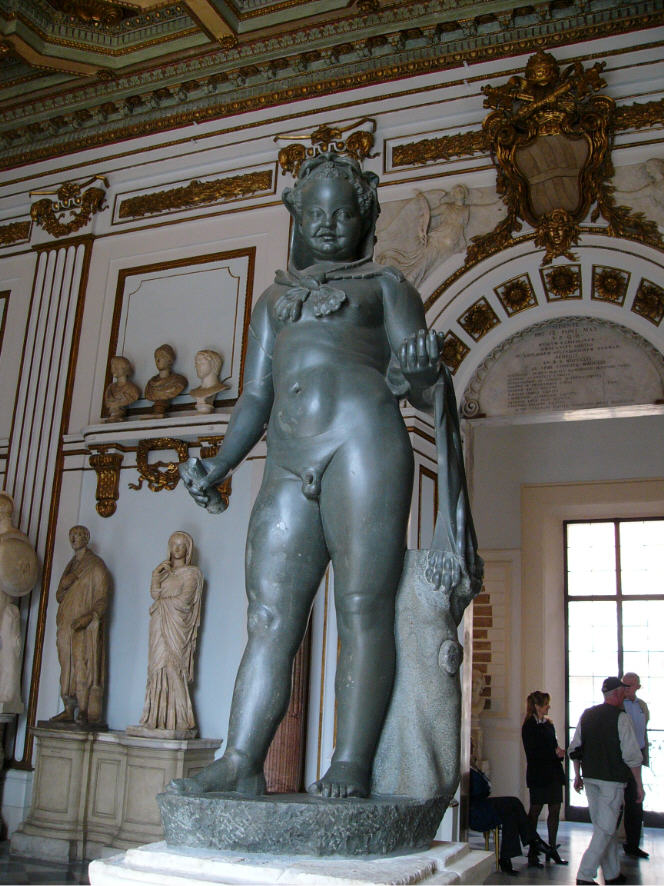
Un giovane Ercole.
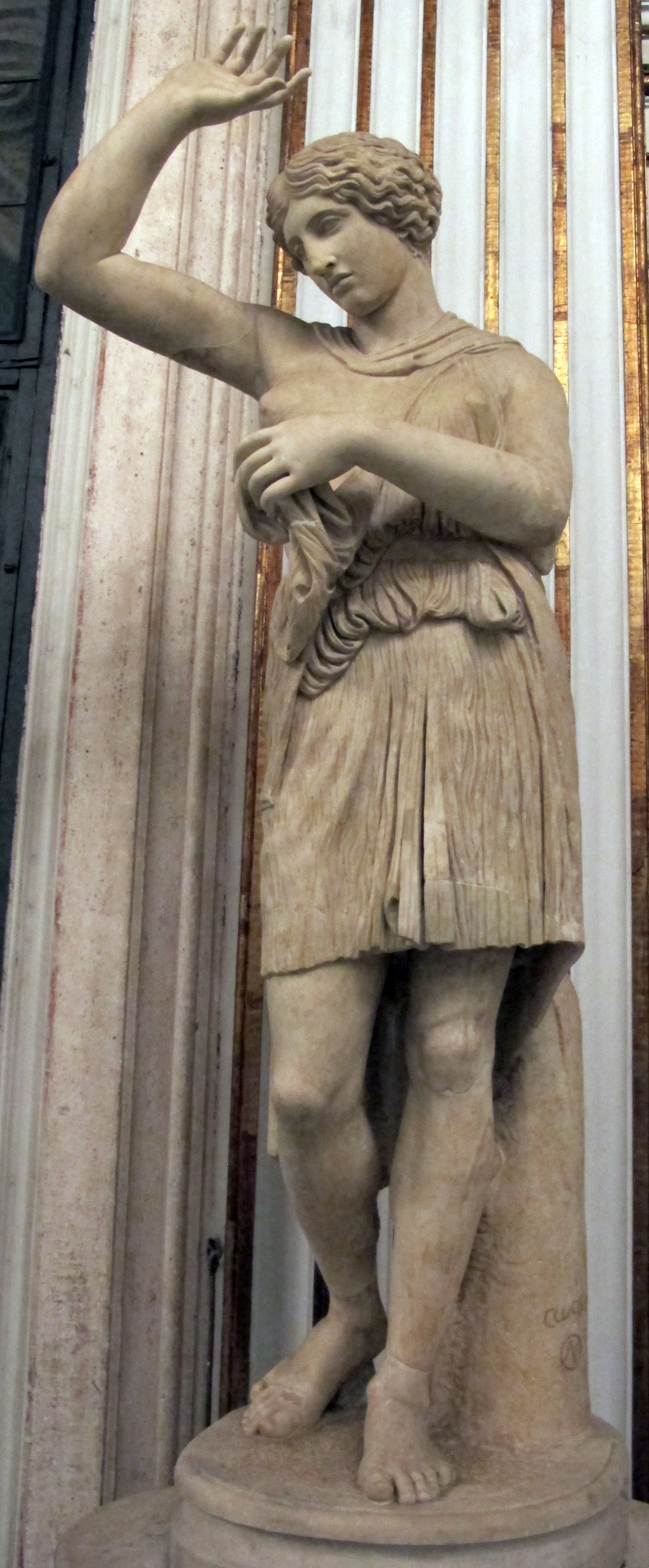
Amazzone capitolina.
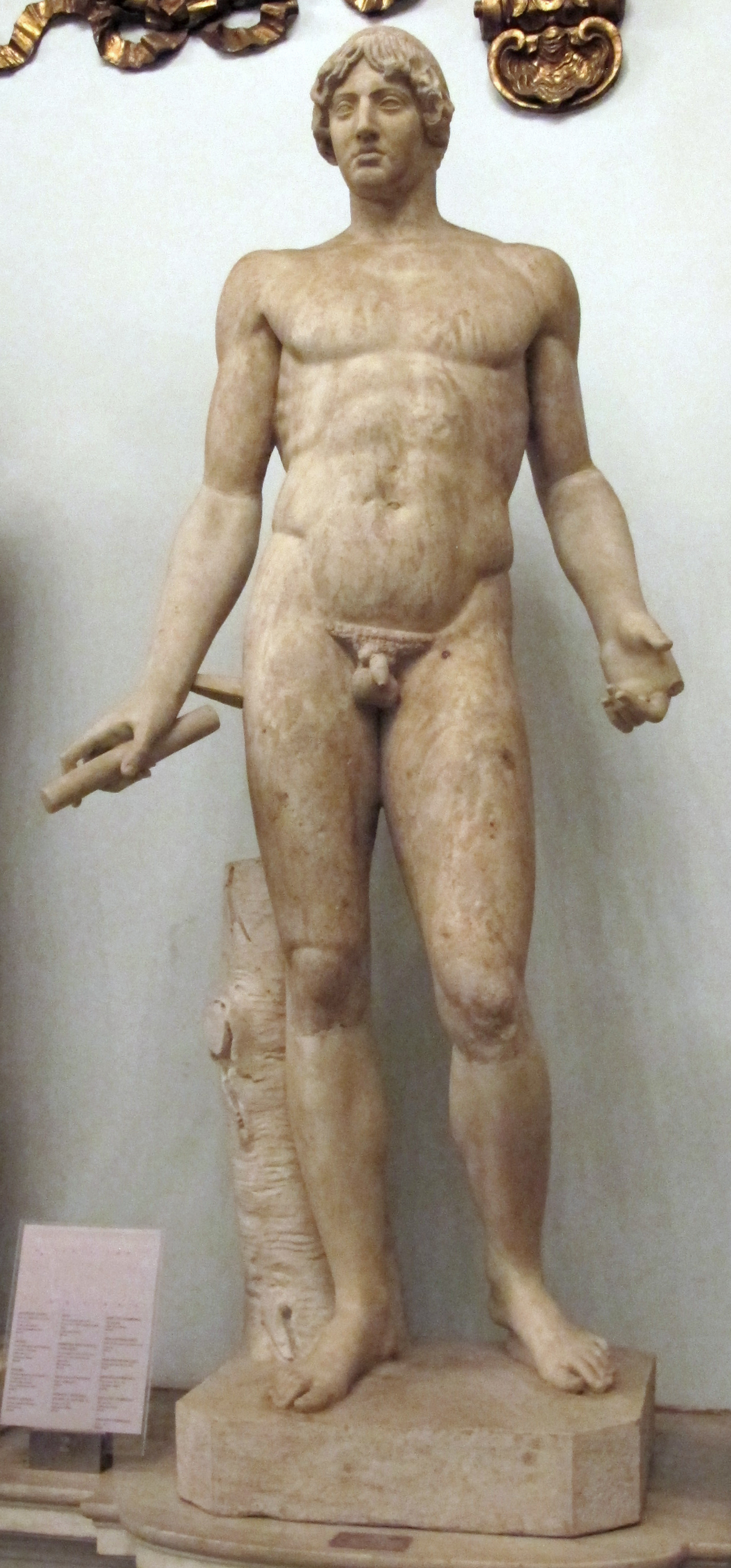
Apollo dell'Omphalos.
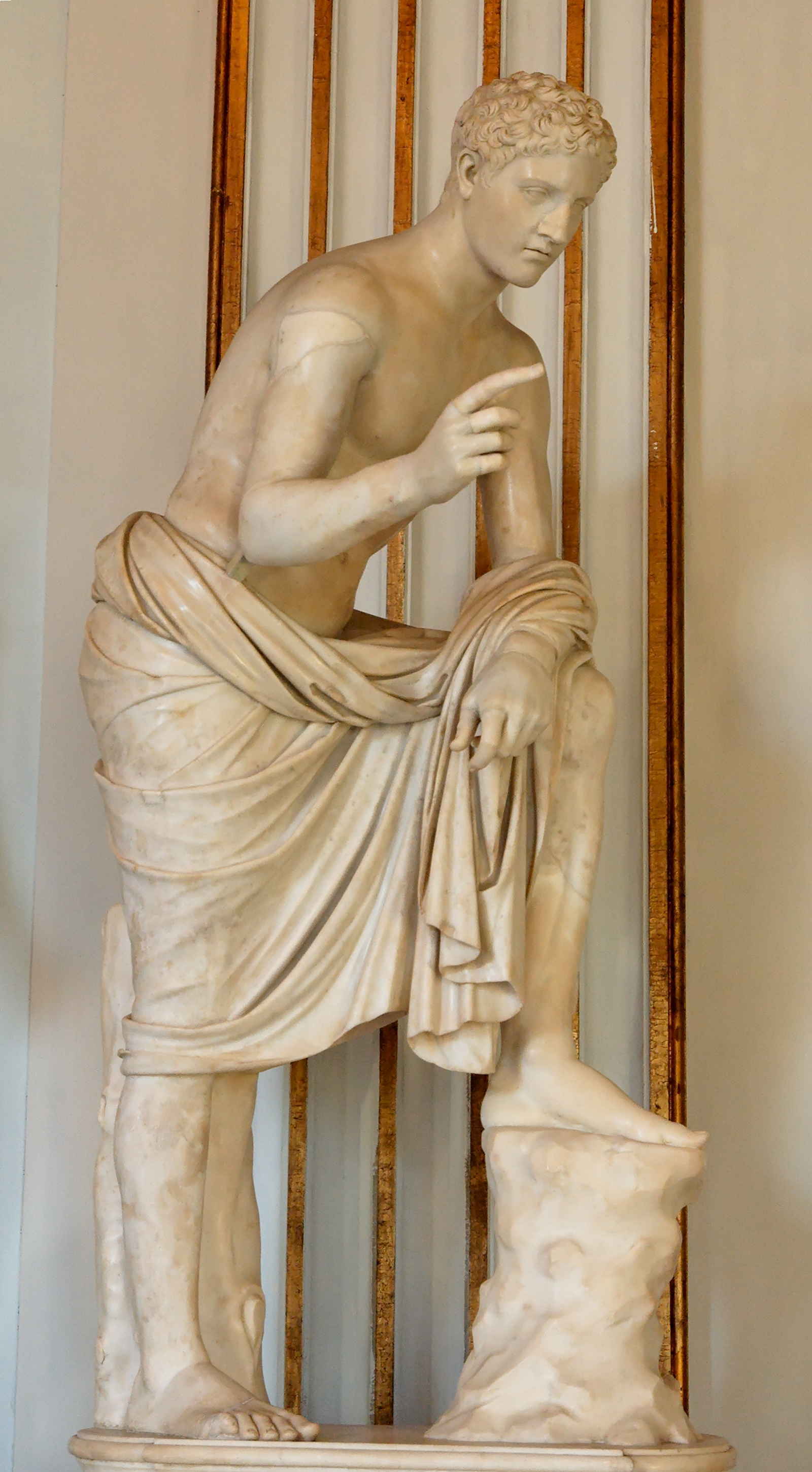
Ermes.
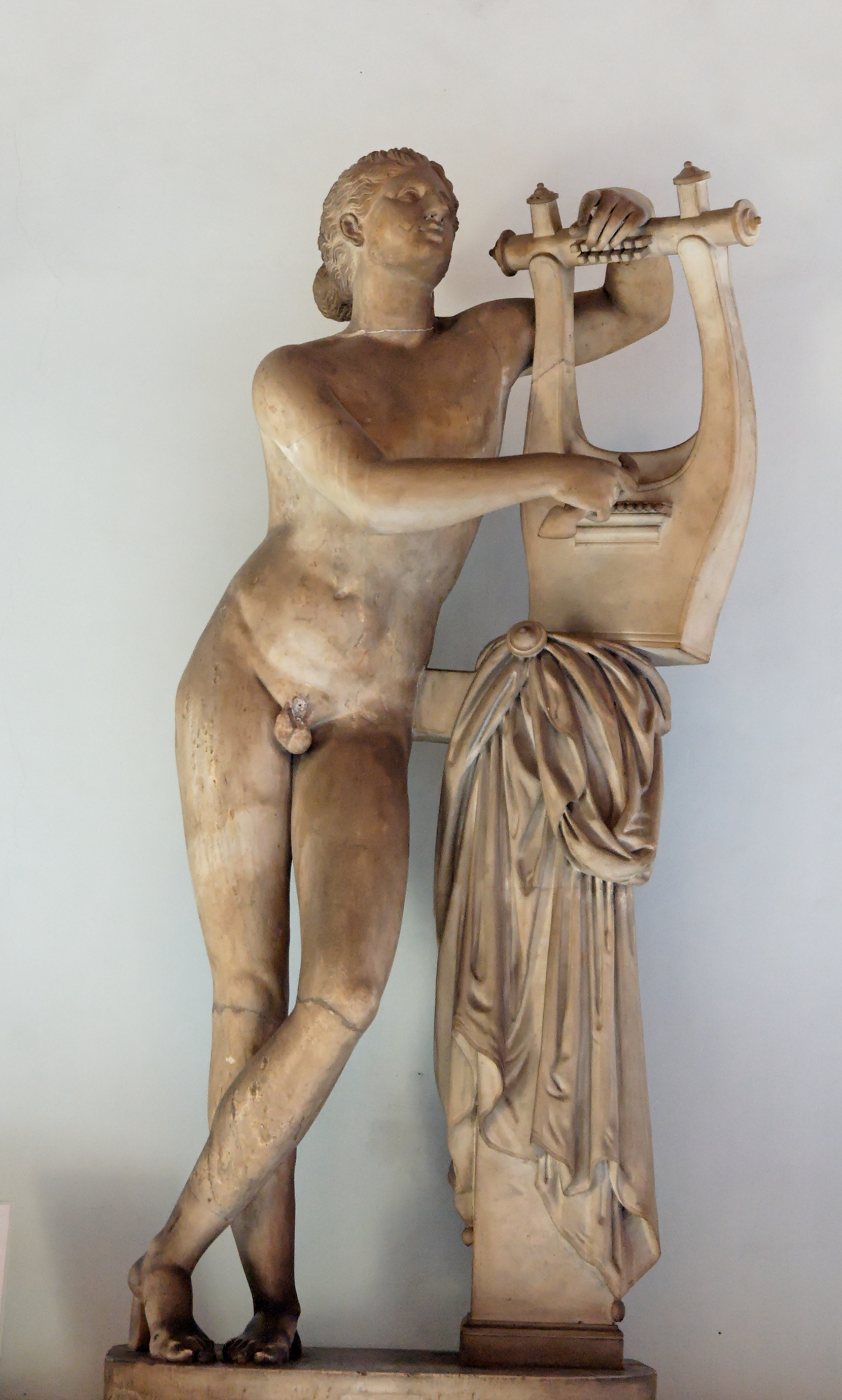
Pothos-Apollo con la cetra.
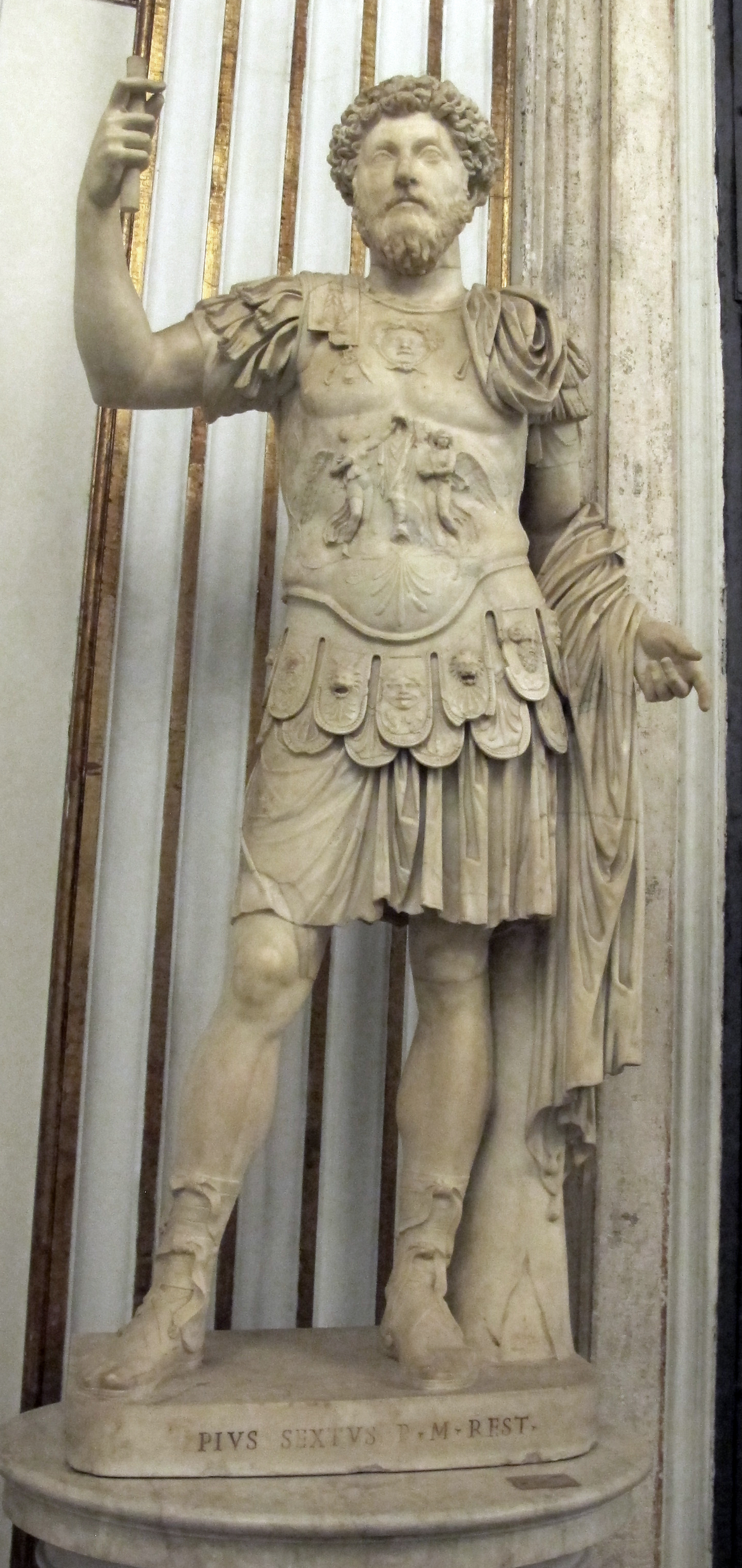
Statua loricata di Marco Aurelio.
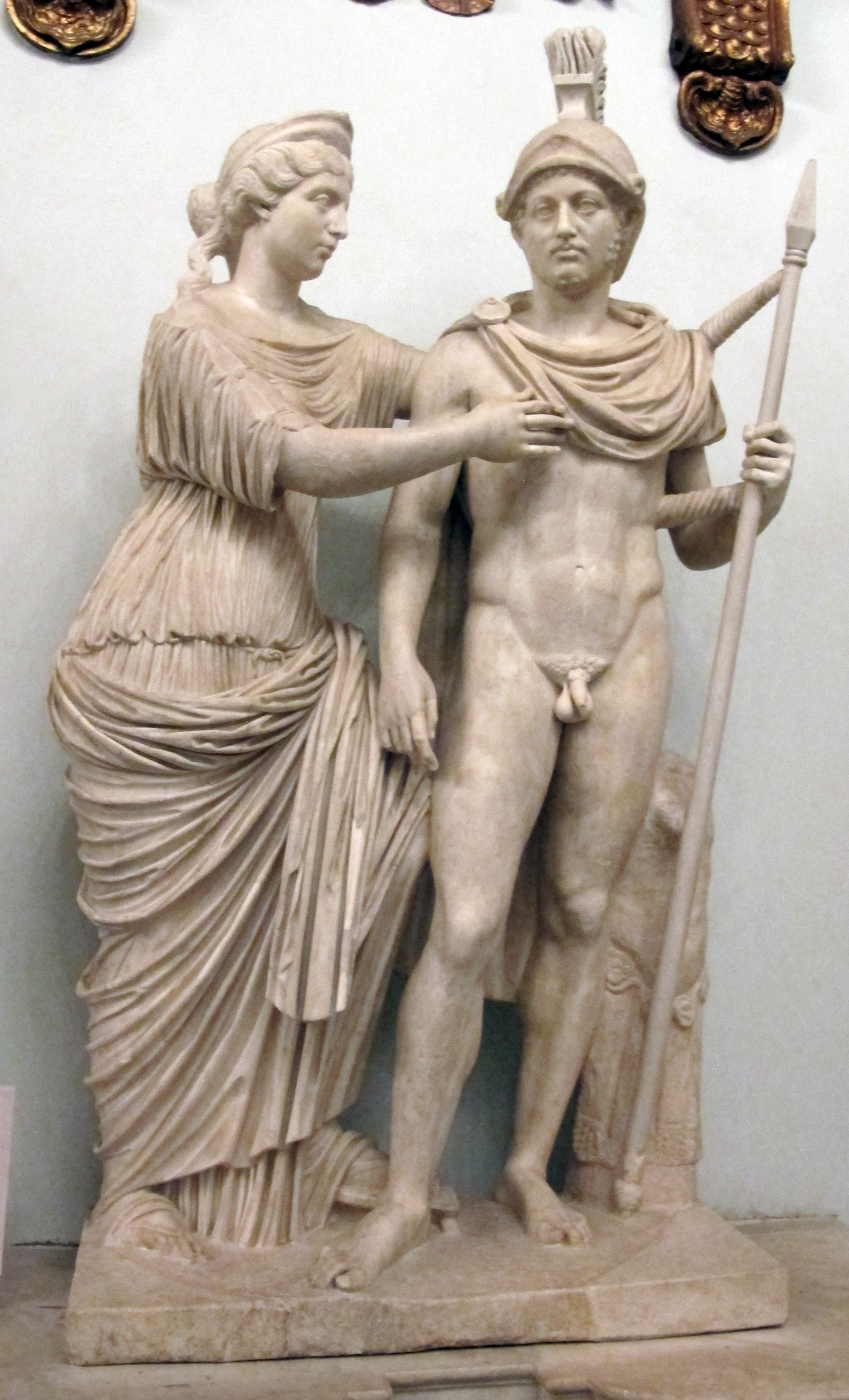
Marco Aurelio e Faustina minore, genitori dell'imperatore Commodo.
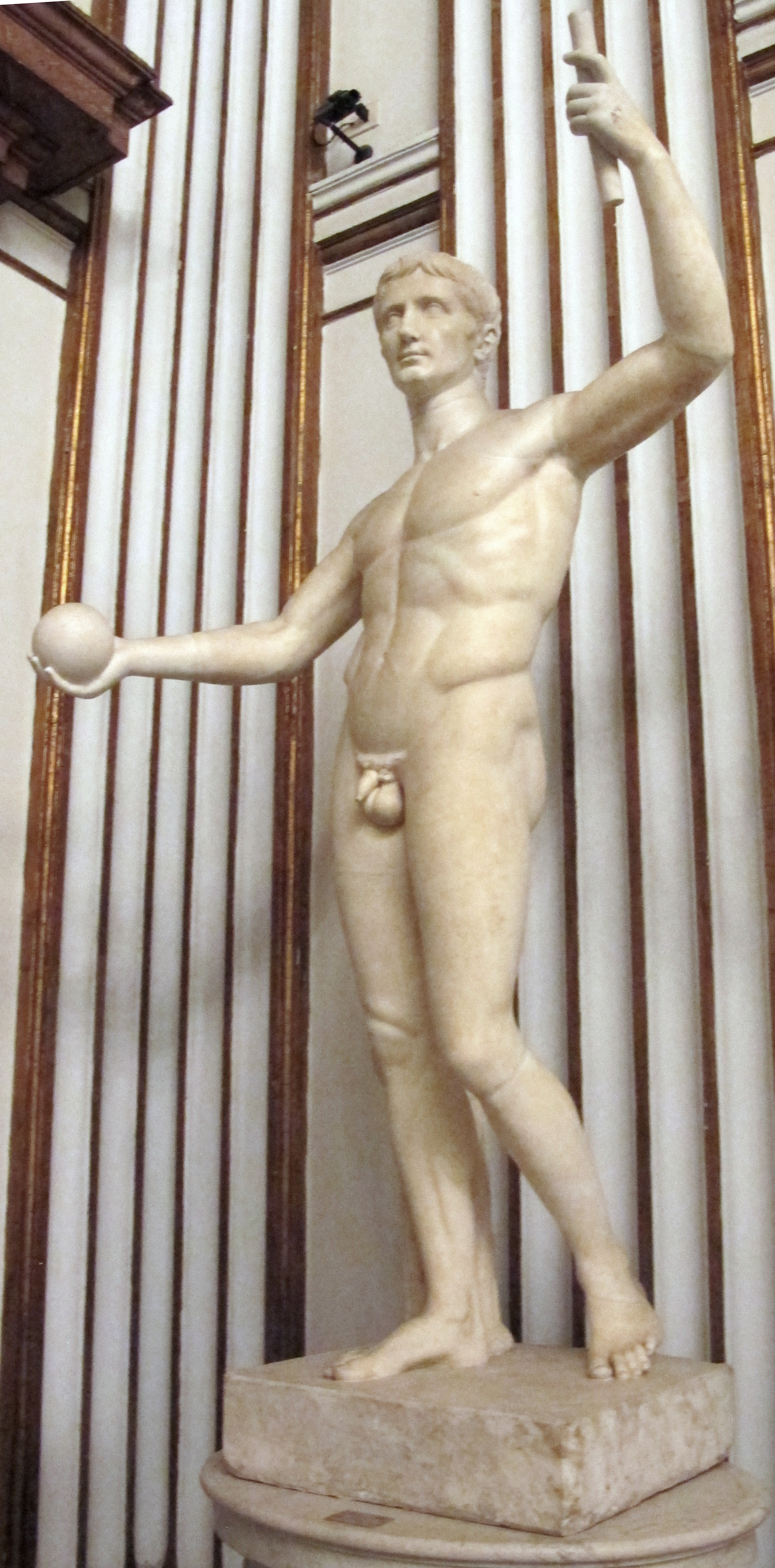
Augusto che regge il mondo.
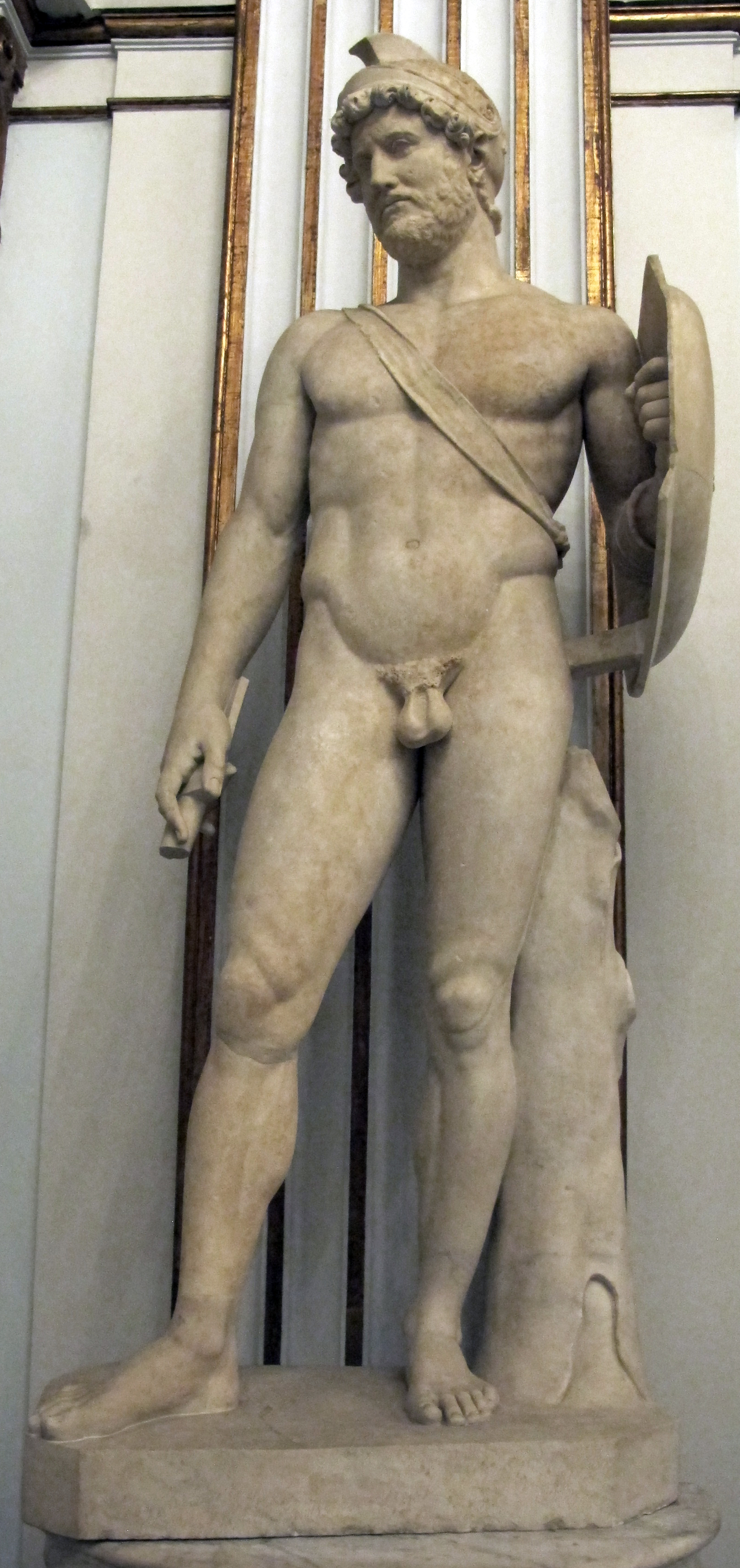
Adriano-Marte.
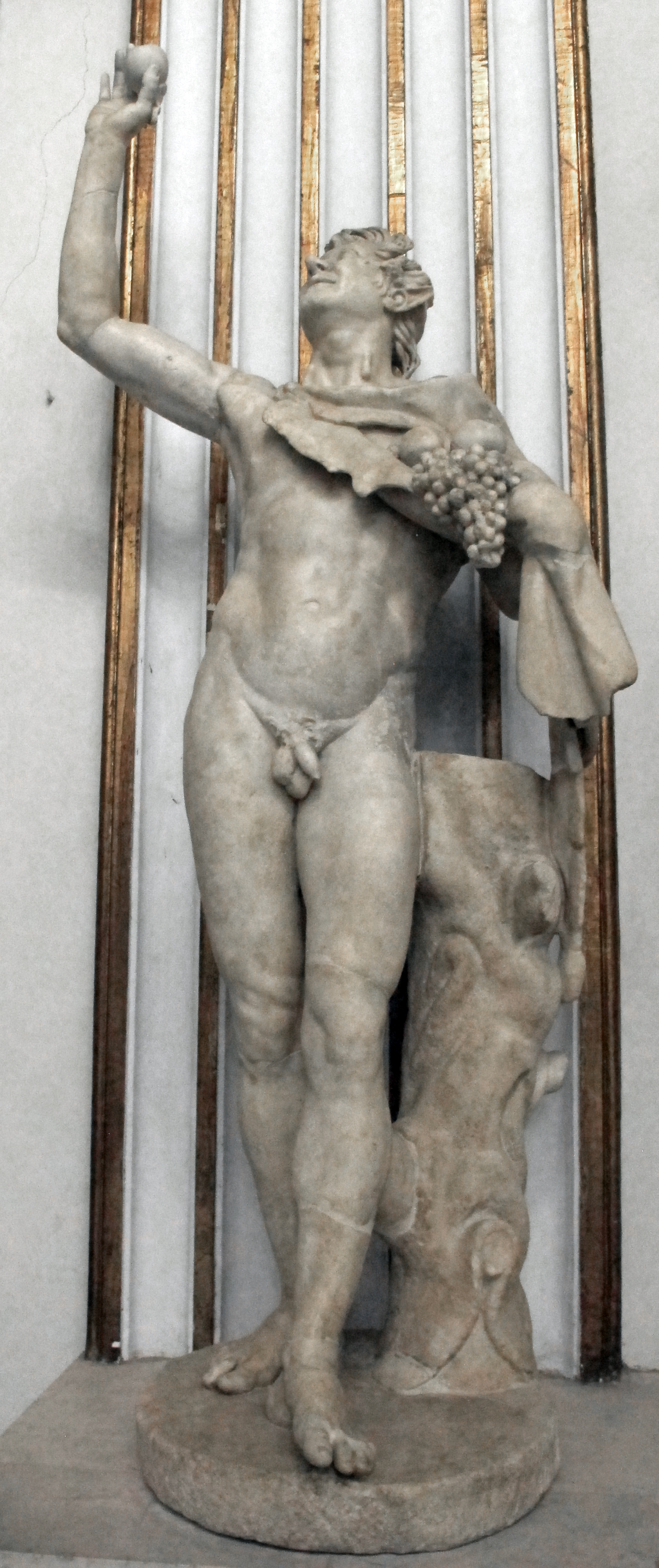
Giovane satiro.
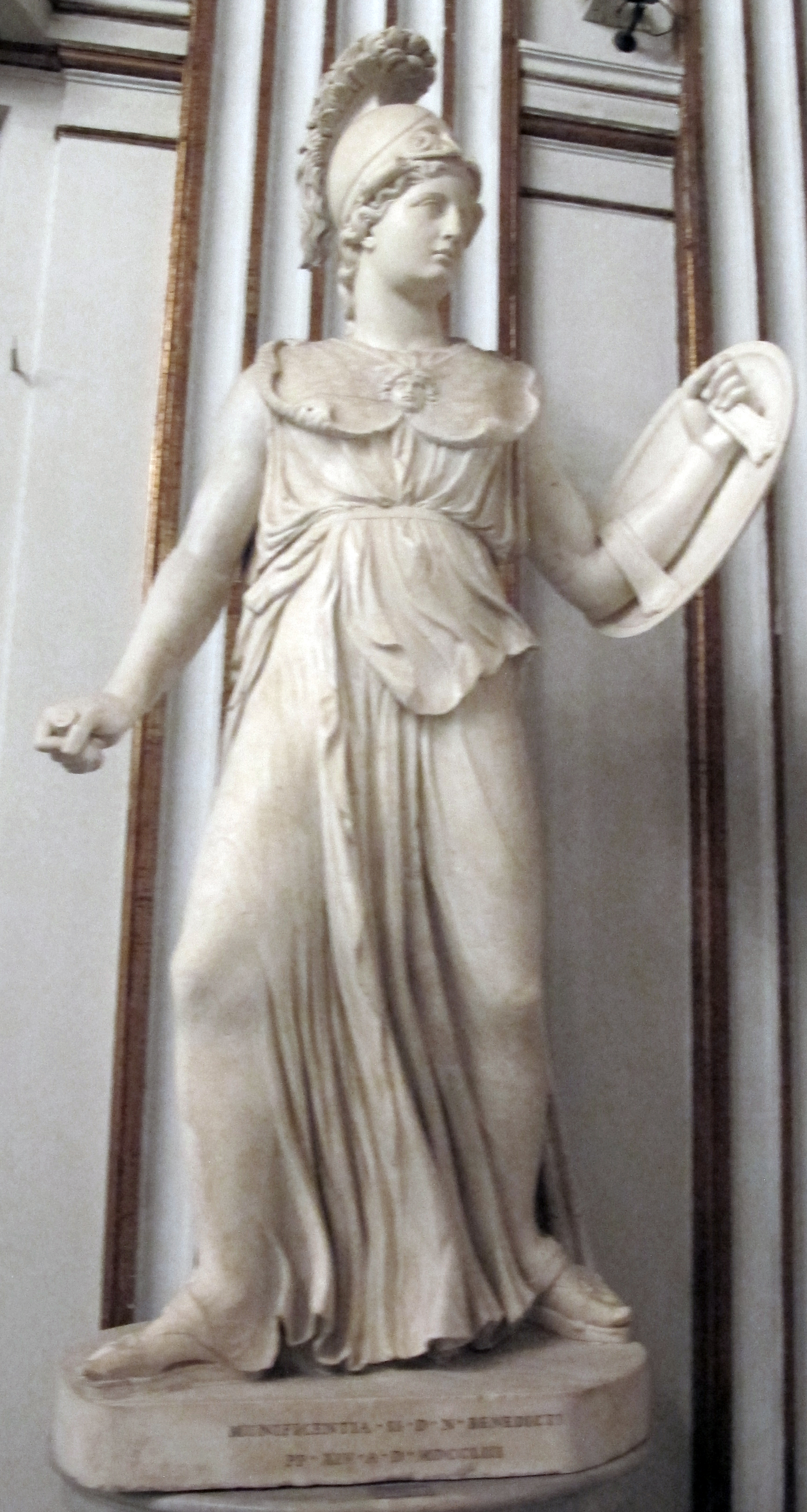
Atena (collezione Albani).
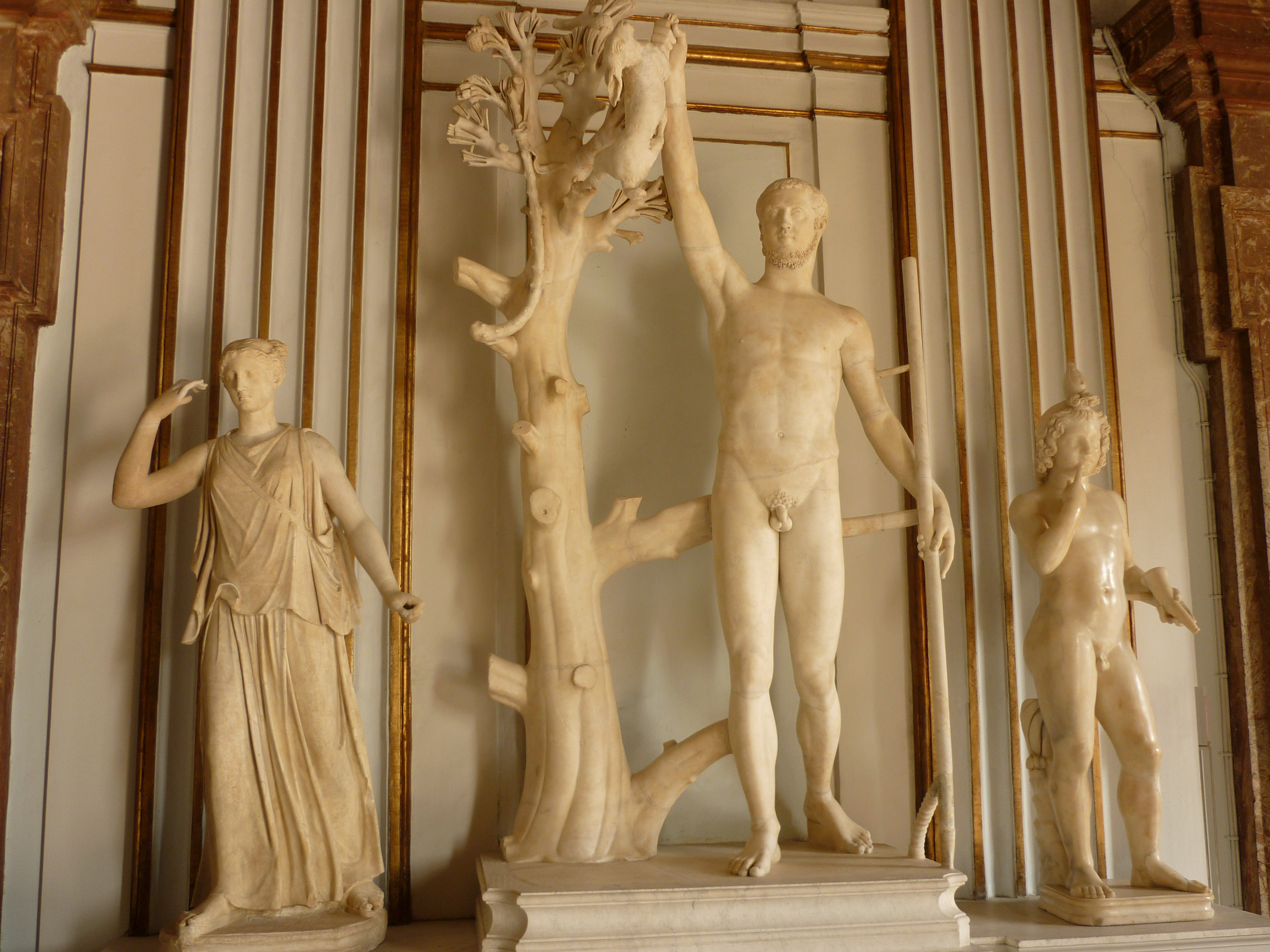
Altre statue presenti nel Salone, tra queste un "cacciatore con lepre" (al centro) e Arpocrate (a destra).
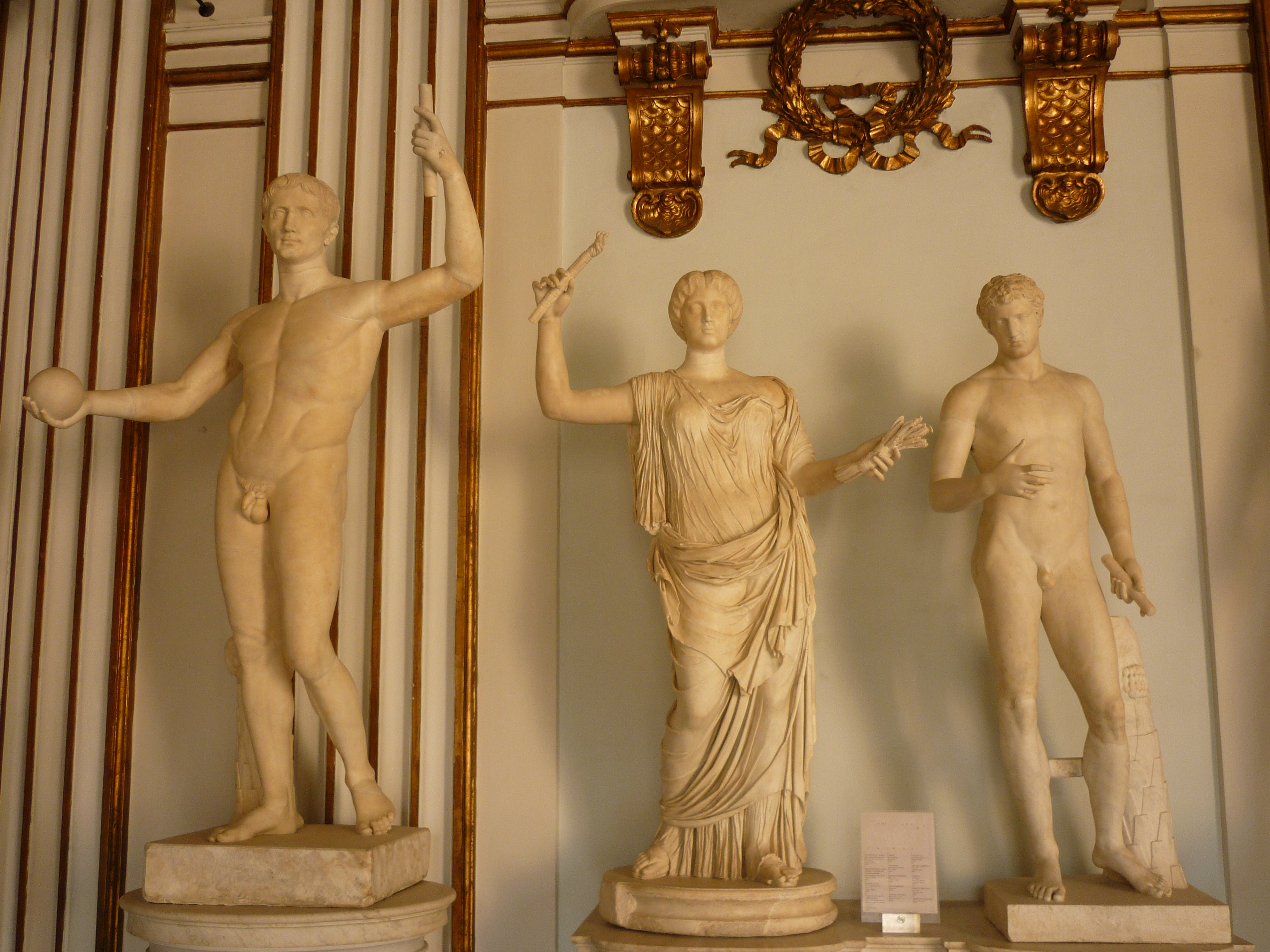
Altre statue presenti nel Salone, tra queste Augusto che regge il mondo (sulla sinistra).
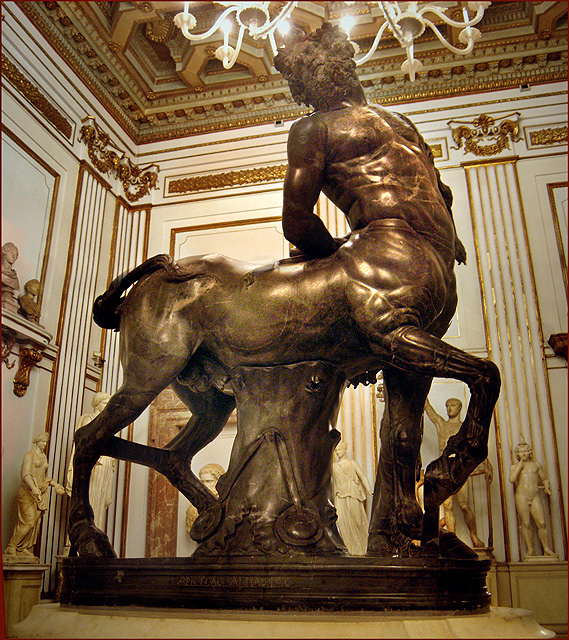
Centauro vecchio.
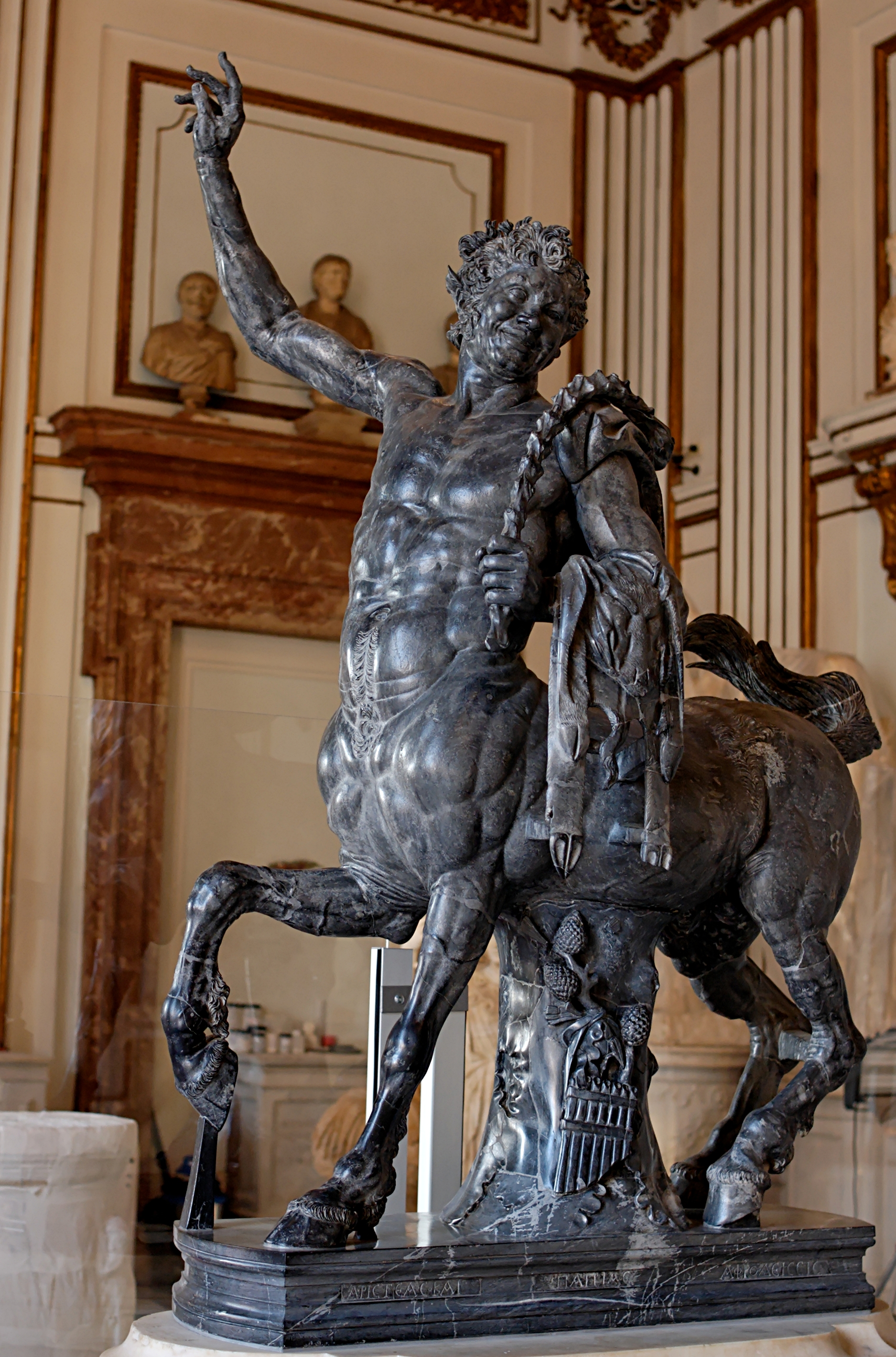
Centauro giovane.
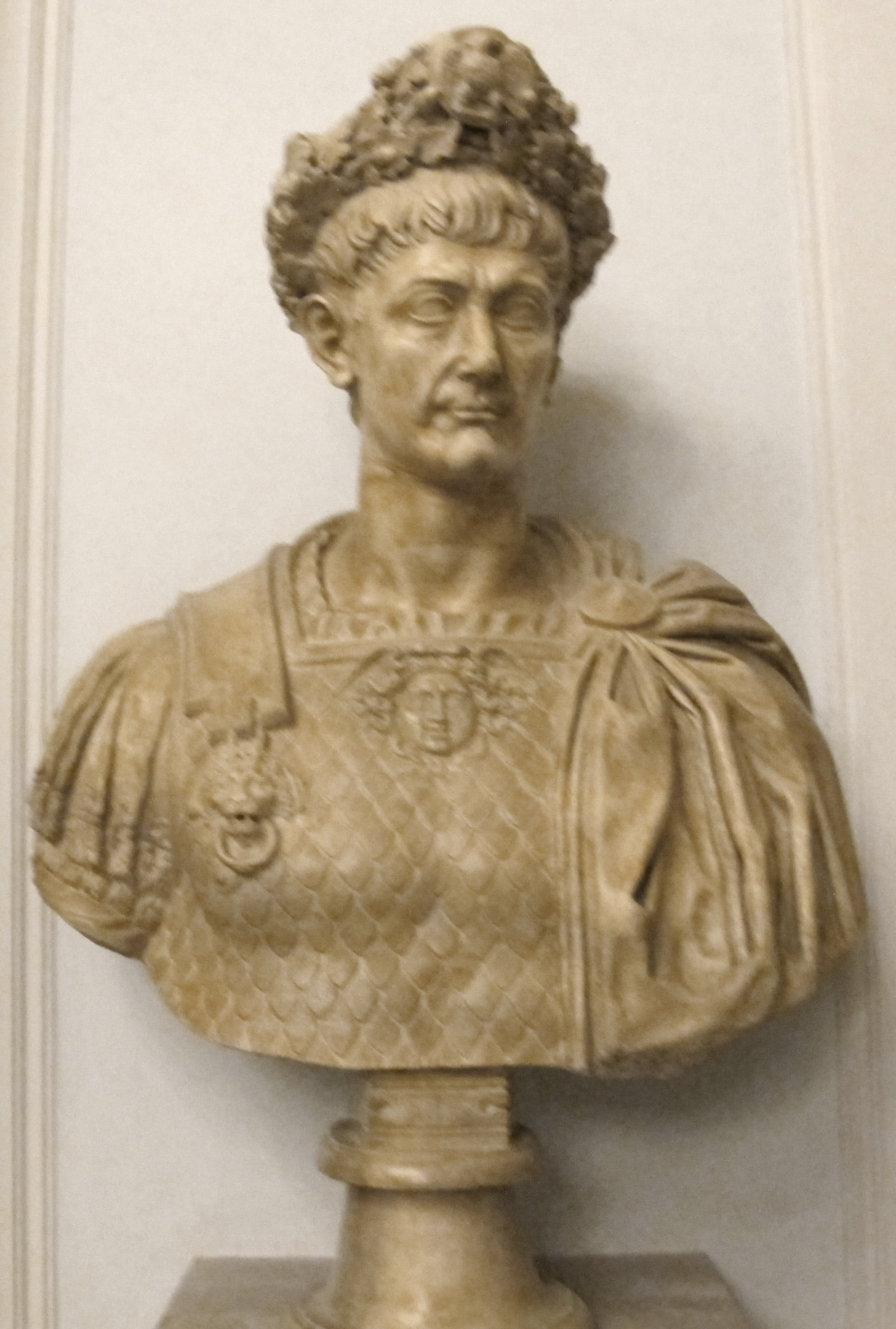
Traiano, copia del XVI secolo.

### Sala del Fauno

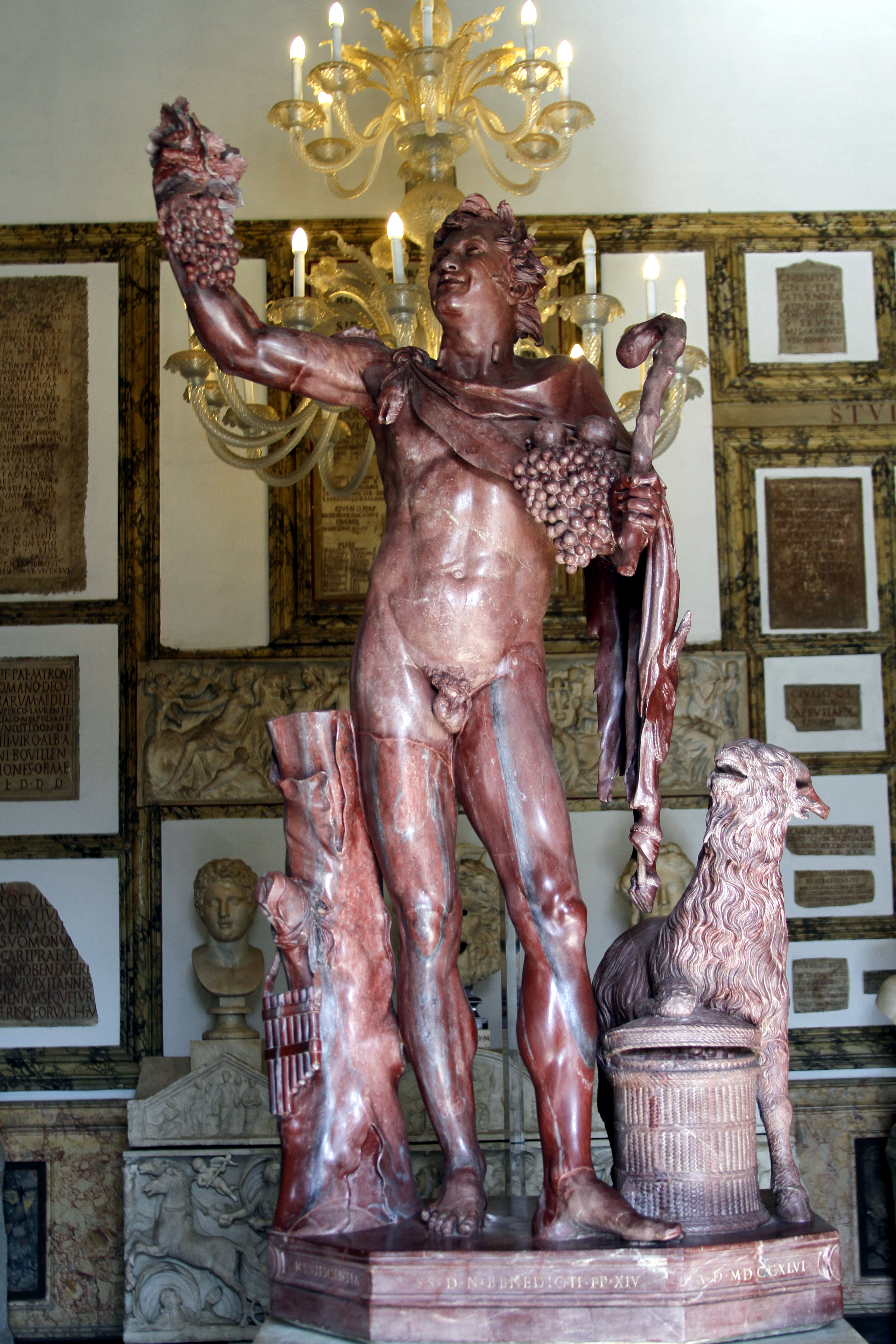
La sala del Fauno rosso.

La sala prende questo nome dalla celebre scultura presente al centro dell'ambiente dal 1817, il Fauno rosso proveniente da Villa Adriana. La statua del Fauno fu rinvenuta nel 1736 e restaurata da Clemente Bianchi e Bartolomeo Cavaceppi. Fu acquistata dal museo nel 1746 e divenne molto presto una delle opere più apprezzate dai visitatori di quel secolo.
Le pareti sono coperte di iscrizioni inserite nel Settecento, divise per gruppi a seconda del contenuto e con una sezione creata per i bolli di mattone. Tra i testi epigrafici è importante la Lex de imperio Vespasiani del I secolo (decreto con il quale si conferisce particolare potere all'imperatore Vespasiano), sulla parete di destra. Questo prezioso documento, testimoniato dal Trecento in Campidoglio, è in bronzo e ha una particolarità tecnica: il testo non è inciso, ma è redatto in fusione. Vi sono anche busti e statue. 

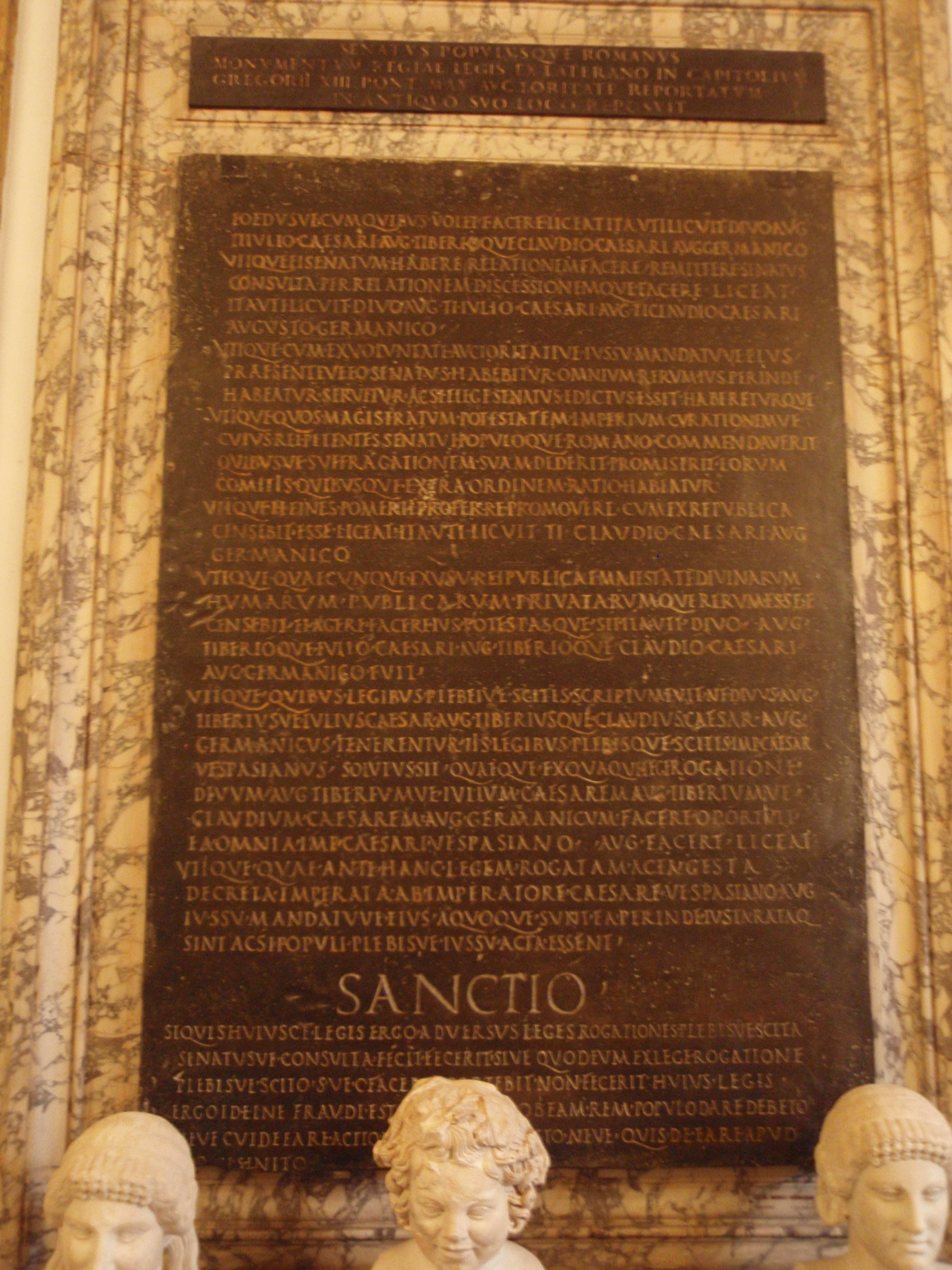
Lex de imperio Vespasiani.
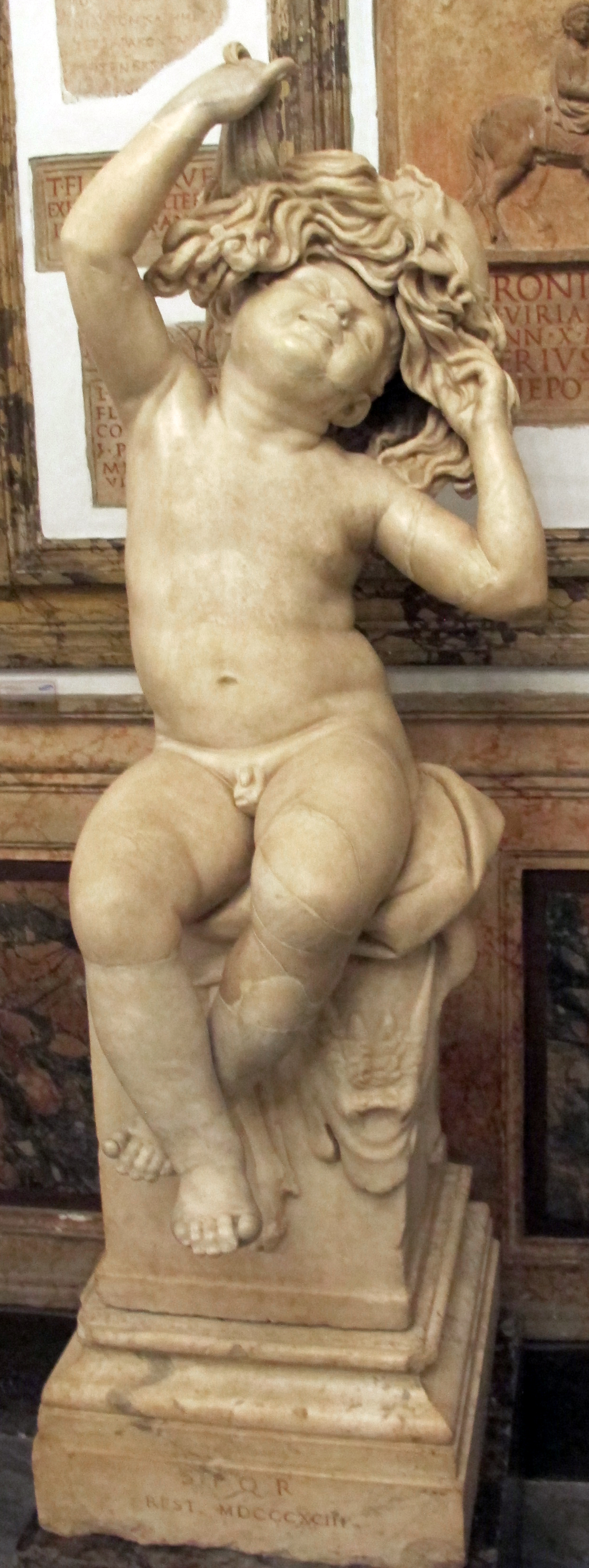
Fanciullo con maschera silenica, da prototipo del II secolo a.C. (collezione Albani).
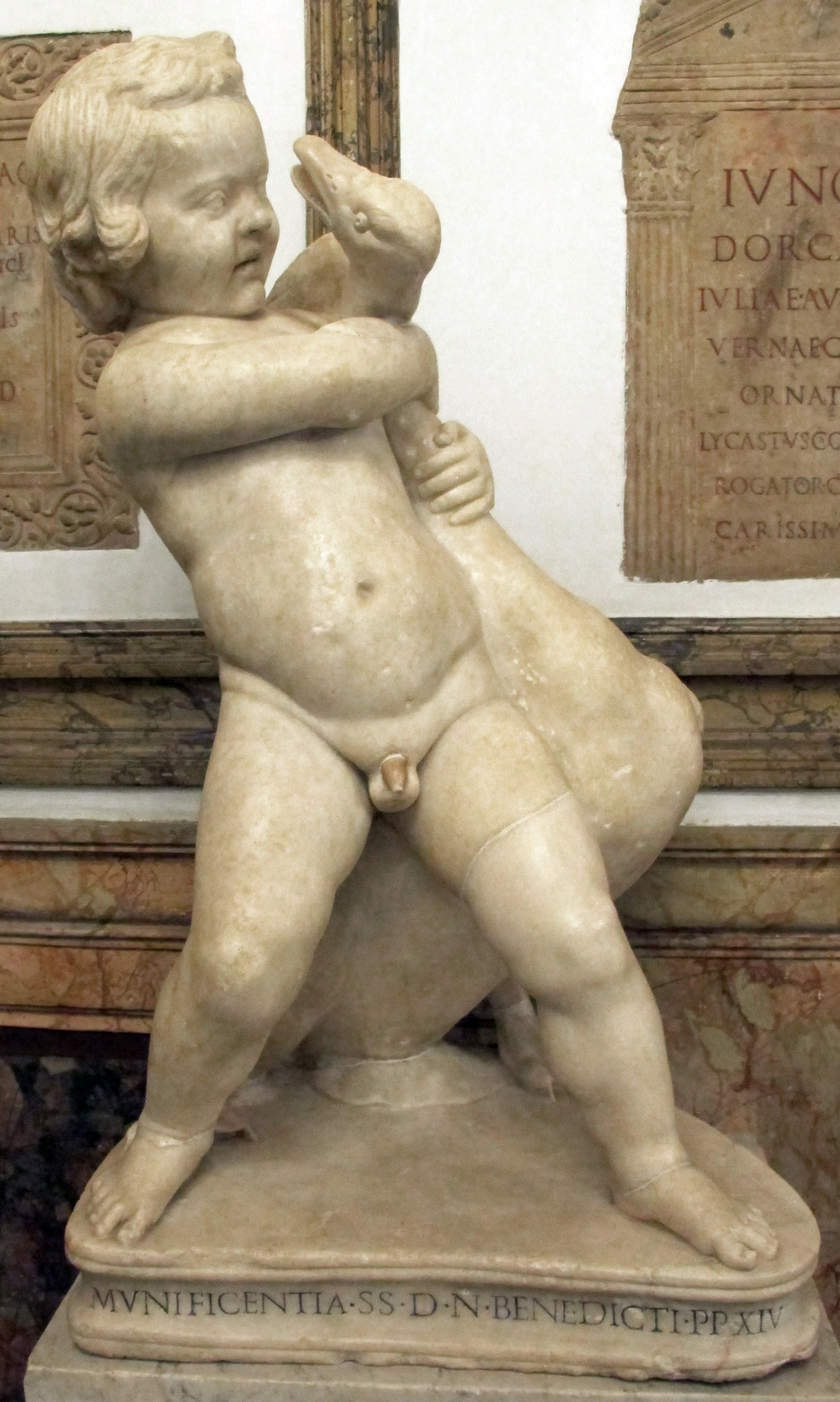
Fanciullo che strozza l'oca (opera romana, da originale di Boethos di Calcedone del II secolo a.C.).

### Sala del Galata
Questa Sala prende il nome dalla scultura centrale, il Galata morente, una copia romana del III secolo tratta dall'originale greco in bronzo del III secolo a.C. parte del donario di Attalo, monumento trionfale sull'acropoli di Pergamo commissionato da Attalo I per celebrare la propria vittoria contro i Galati. Acquistata nel 1734 dal cardinale Ludovico Ludovisi da parte di Alessandro Capponi, presidente del Museo Capitolino, fu erroneamente ritenuta ritraente un gladiatore in atto di cadere sul proprio scudo e divenne l'opera forse più nota delle raccolte, più volte replicata su incisioni e disegni.
Il Galata è circondato da altre copie romane da originali greci di notevole qualità: l'Amazzone ferita, la statua di Ermes-Antinoo (acquistata dal cardinal Albani da papa Clemente XII attorno al 1734, proveniente da Villa Adriana), e il Satiro a riposo (da originale di Prassitele del IV secolo a.C., donata da papa Benedetto XIV ai Musei Capitolini nel 1753), mentre contro la finestra, il delizioso gruppo rococò di Amore e Psiche simboleggia la tenera unione dell'anima umana con l'amore divino, secondo un tema risalente alla filosofia platonica che riscosse grande successo nella produzione artistica fin dal primo ellenismo. Vi sono poi i busti del cesaricida Marco Giunio Bruto e del condottiero macedone Alessandro Magno (marmo, copia romana da un originale ellenistico realizzato tra il III e il II secolo a.C. all'incirca).
L'Amazzone ferita (da originale del V secolo a.C., proveniente da Villa d'Este a Tivoli, all'interno del perimetro di Villa Adriana) è anche denominata anche "tipo Sosikles", dalla firma apposta su questa replica. Generalmente attribuita a Policleto (o a Fidia), essa possiede delle dimensioni leggermente maggiori del vero. Il braccio sollevato è frutto di un restauro, forse in origine brandiva una lancia sulla quale la figura era in appoggio. Il capo è rivolto a destra, il braccio sinistro invece solleva il panneggio mostrando la ferita. Fu donata da Benedetto XIV ai Musei Capitolini nel 1753.

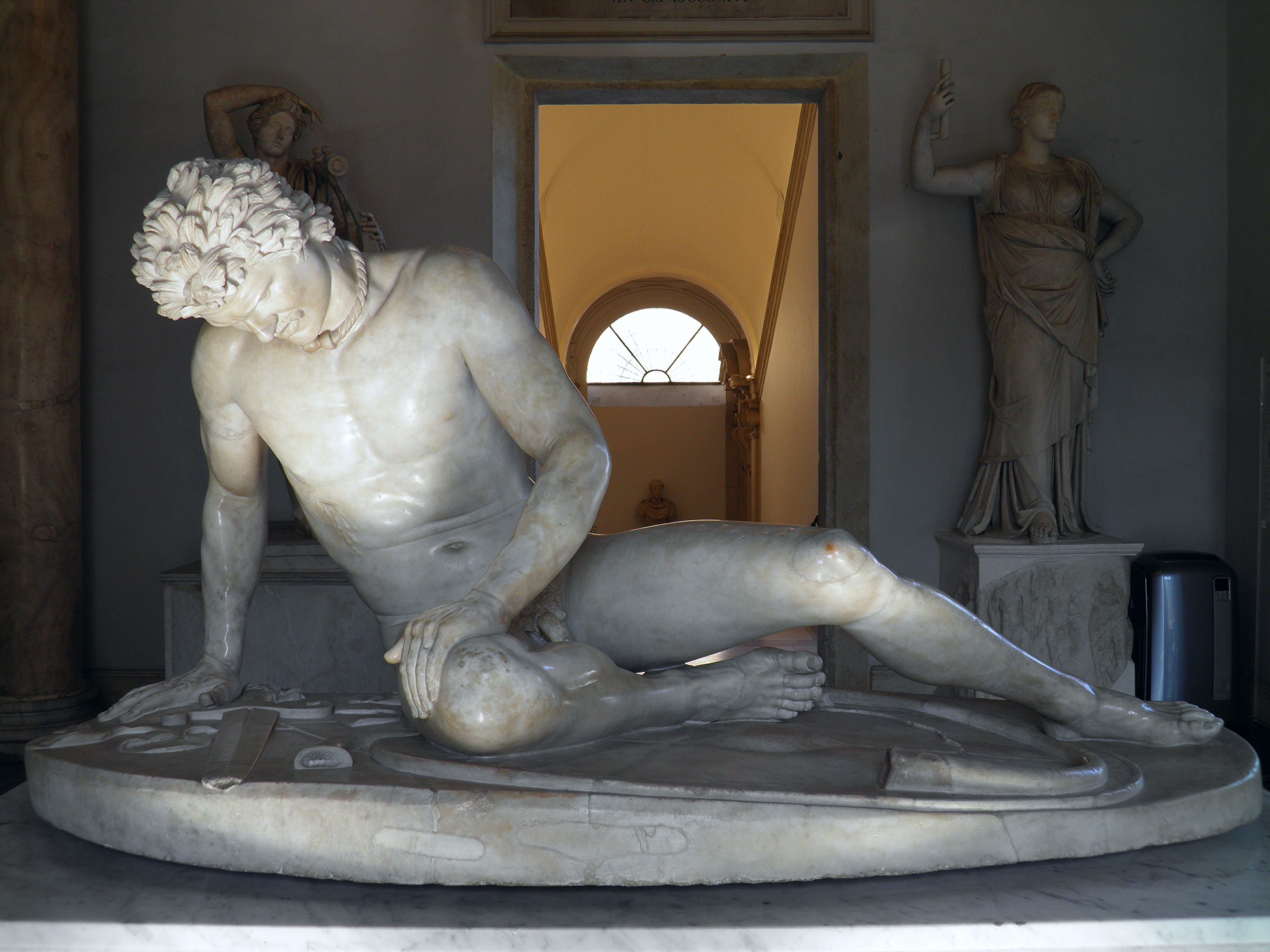
Galata morente.
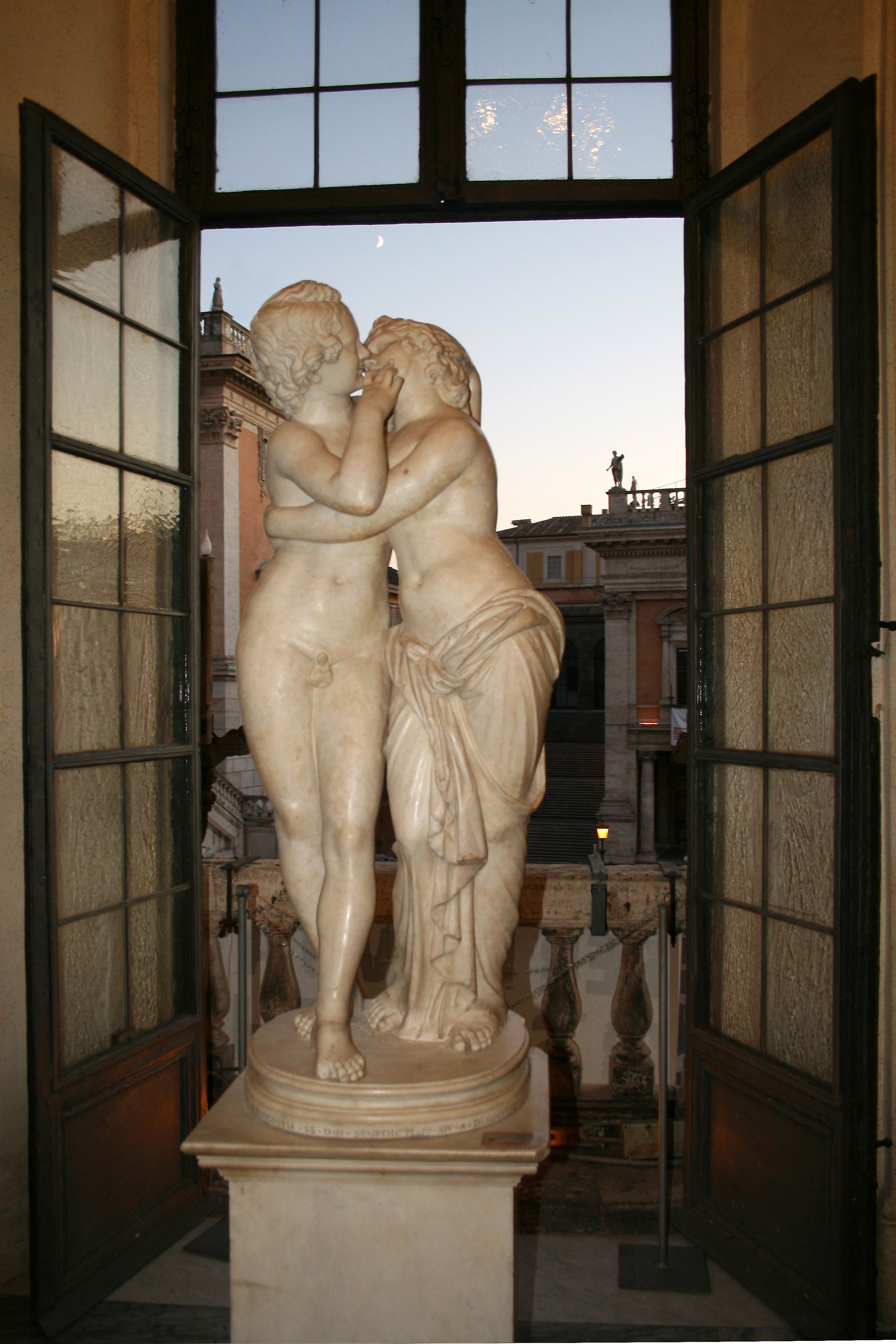
Amore e Psiche.
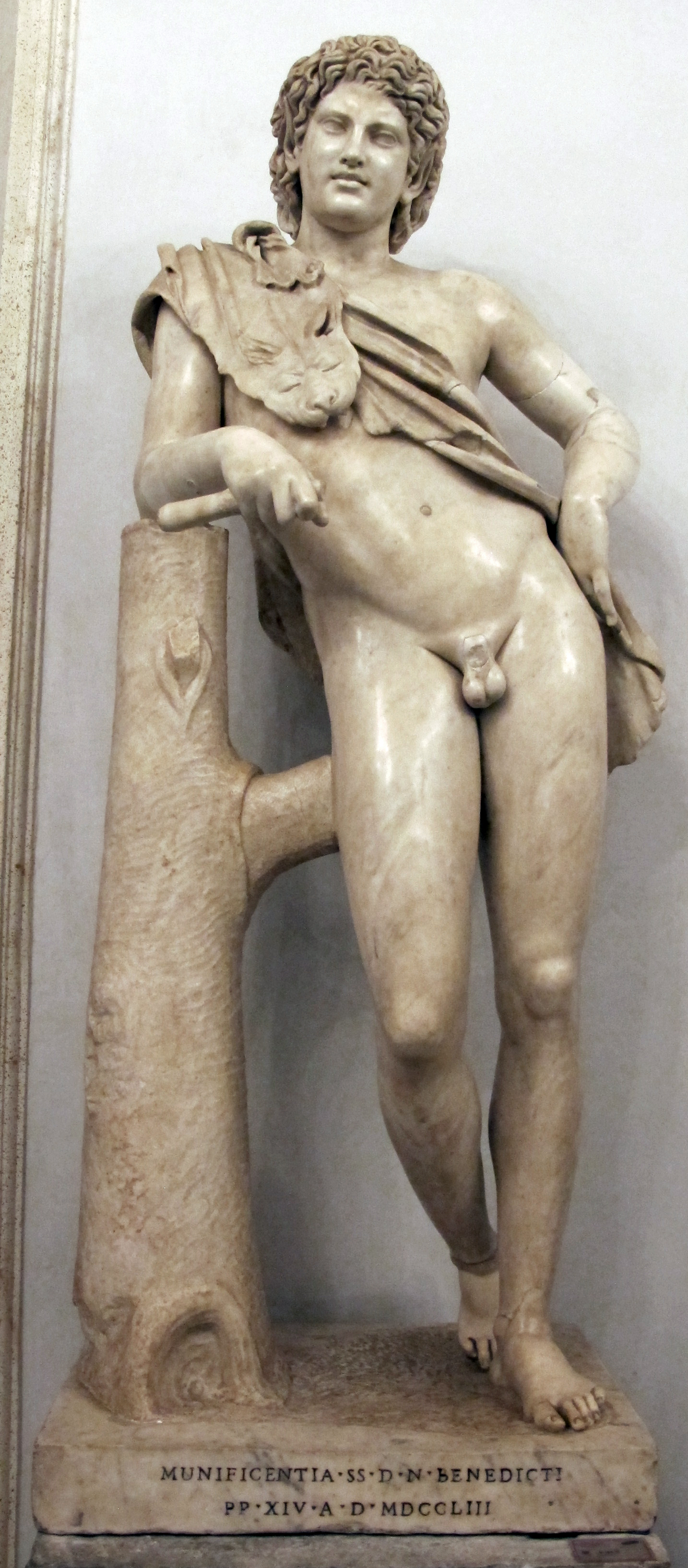
Un Satiro in riposo.
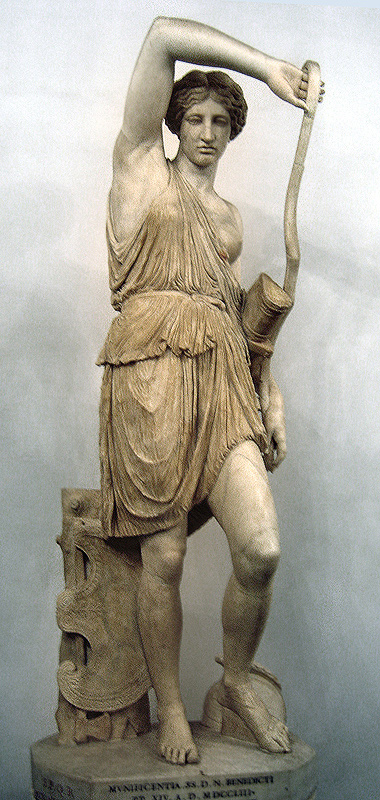
Amazzone ferita.
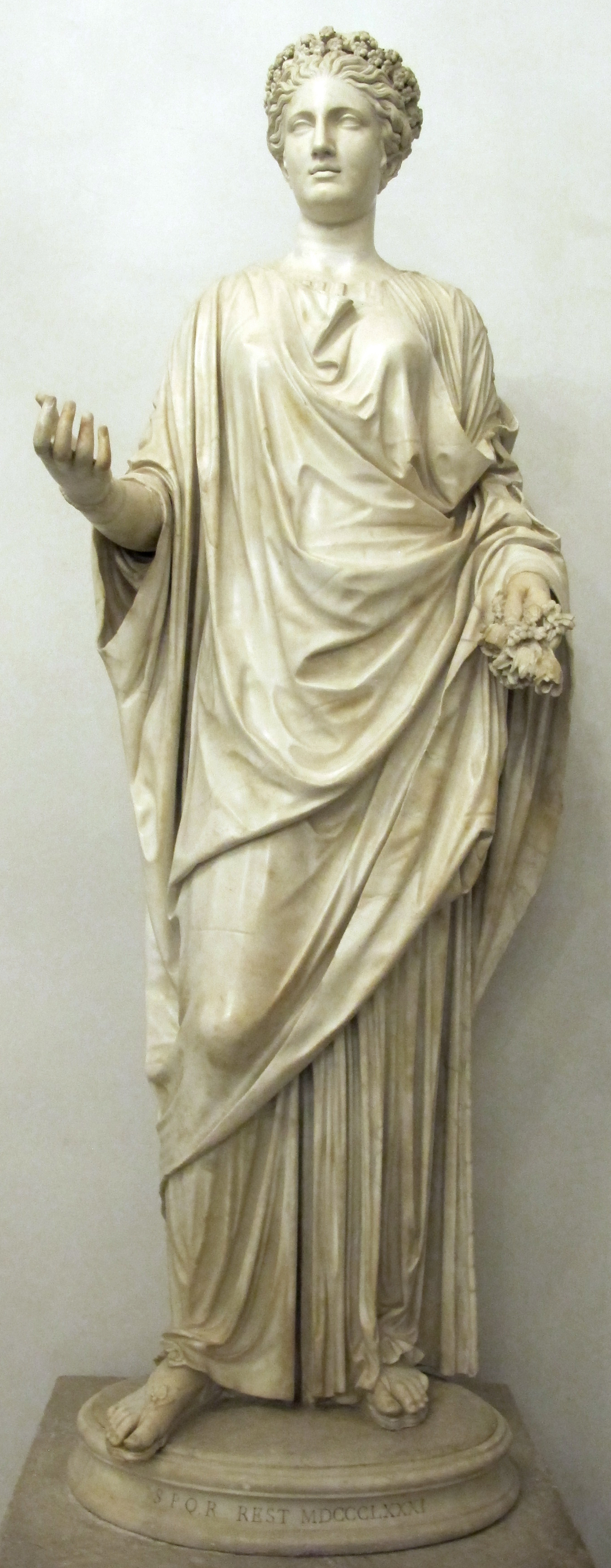
Flora di età imperiale.
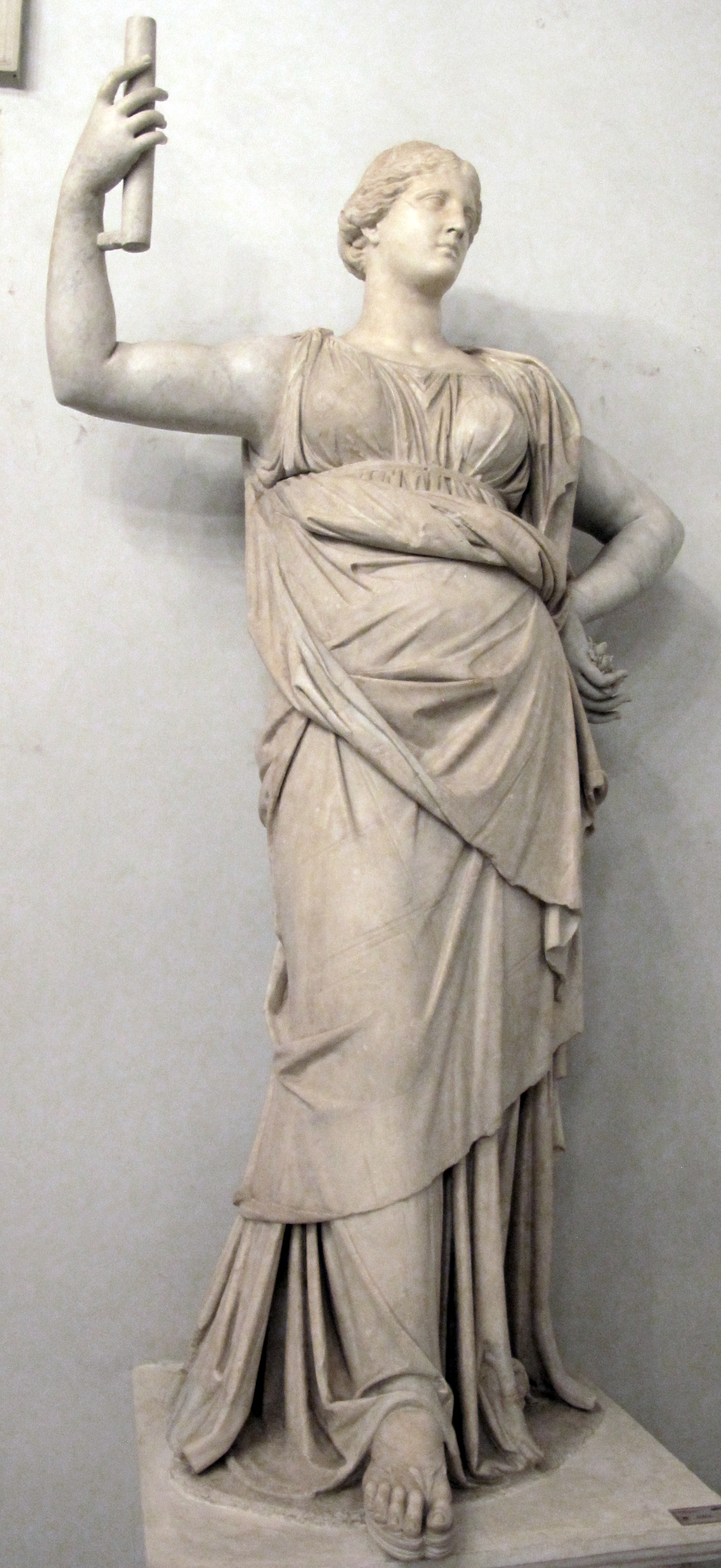
Giunone (copia romana da originale ellenistico; collezione Albani).
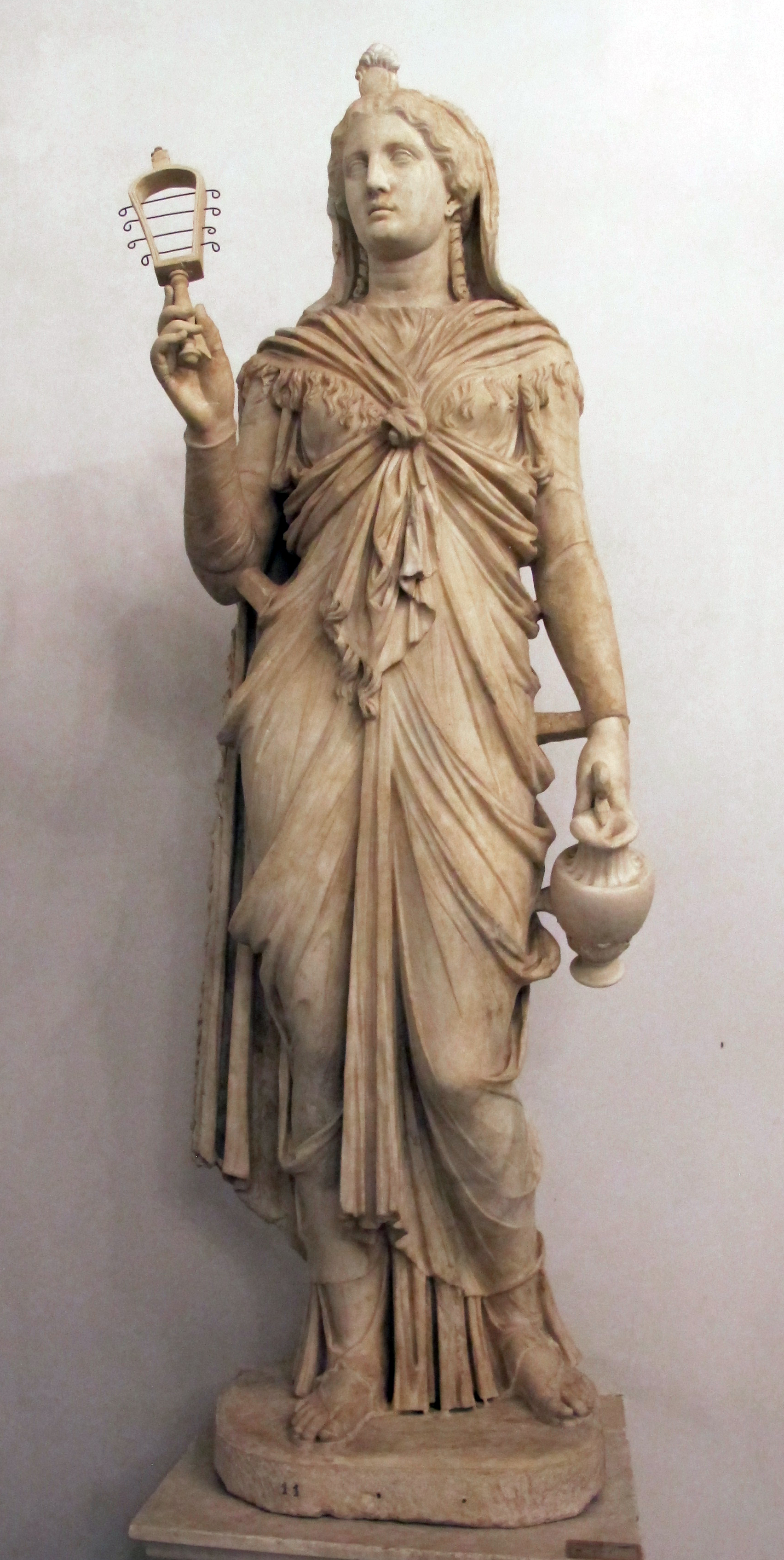
Iside di età adrianea.
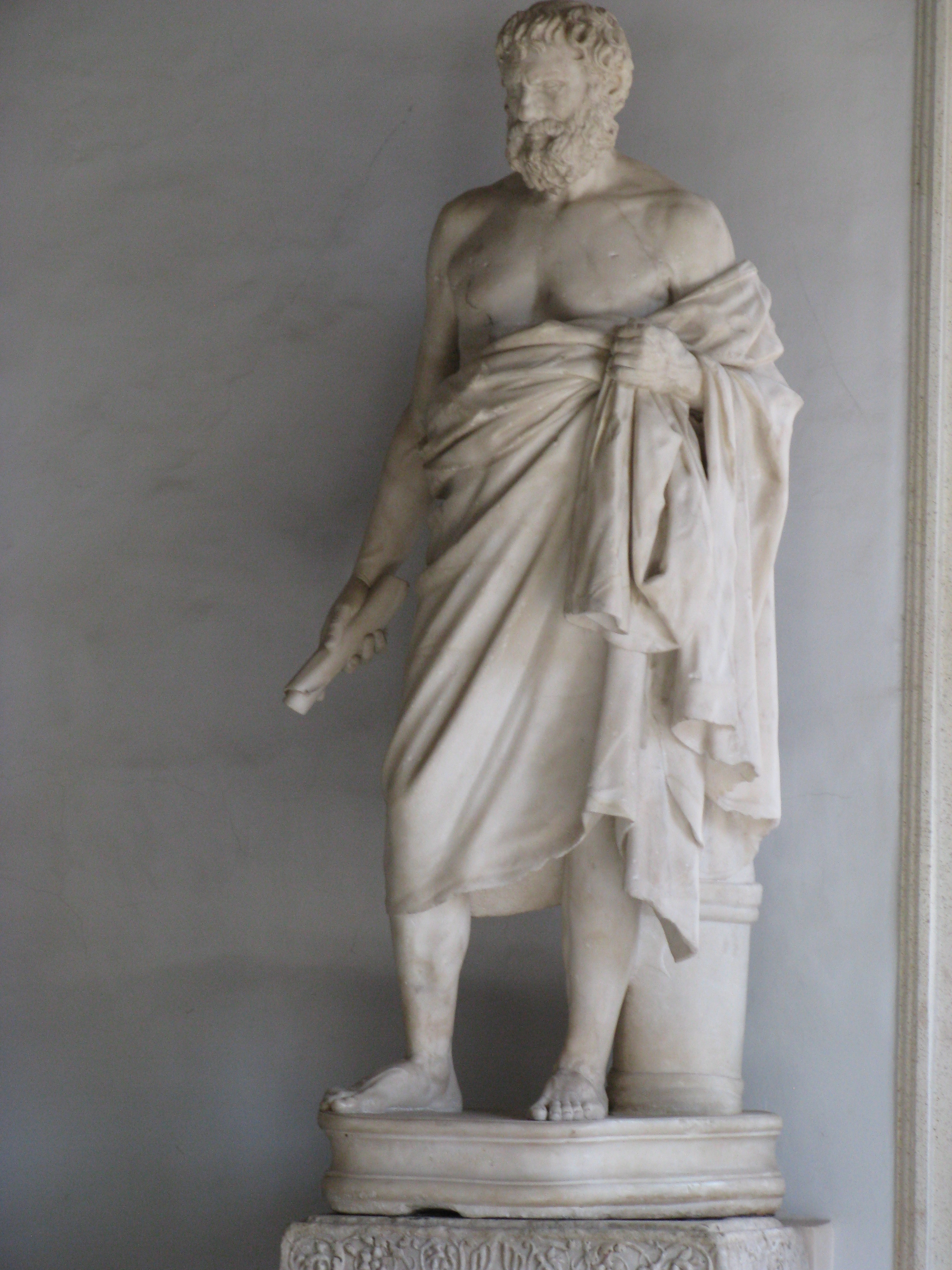
Statua di un filosofo cinico.
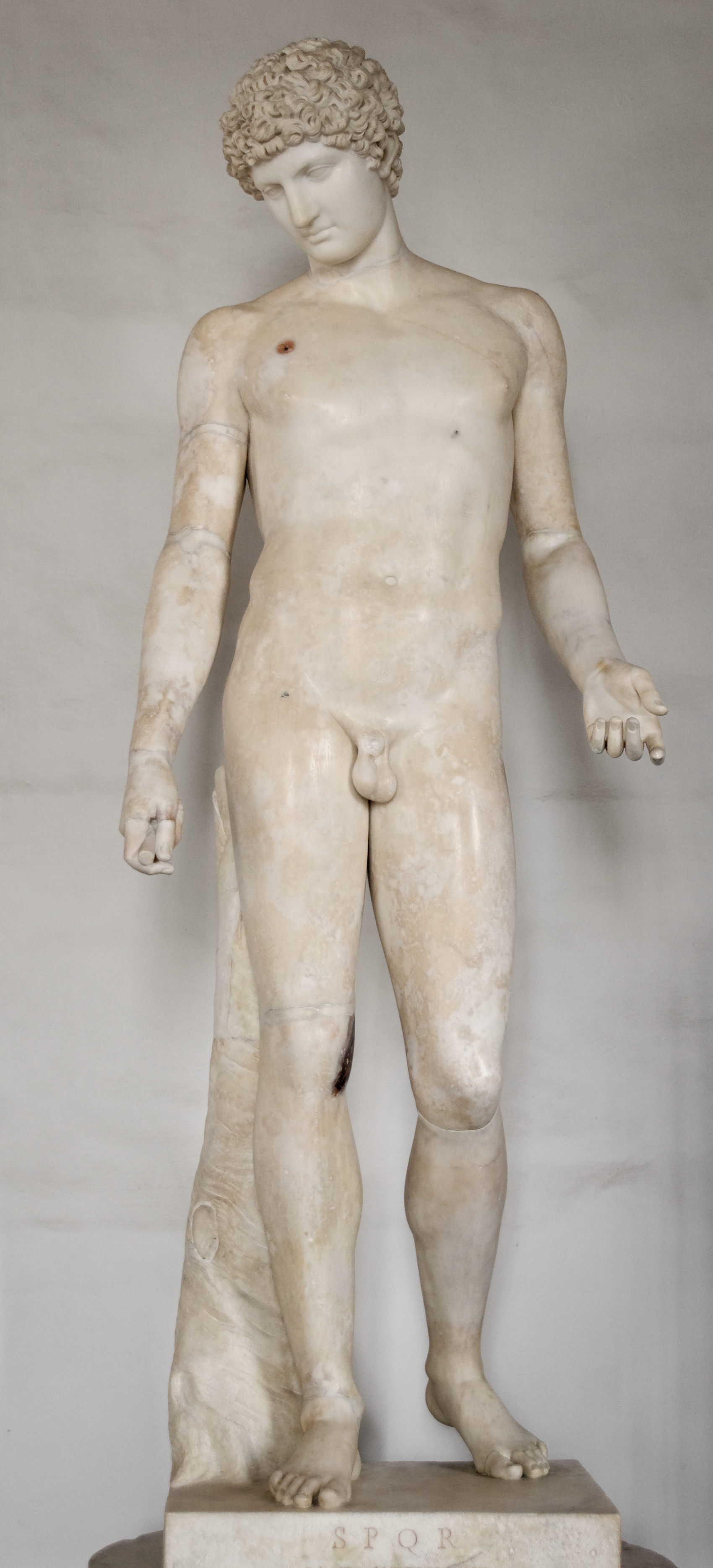
Antinoo Capitolino o Antinoo-Ermes.
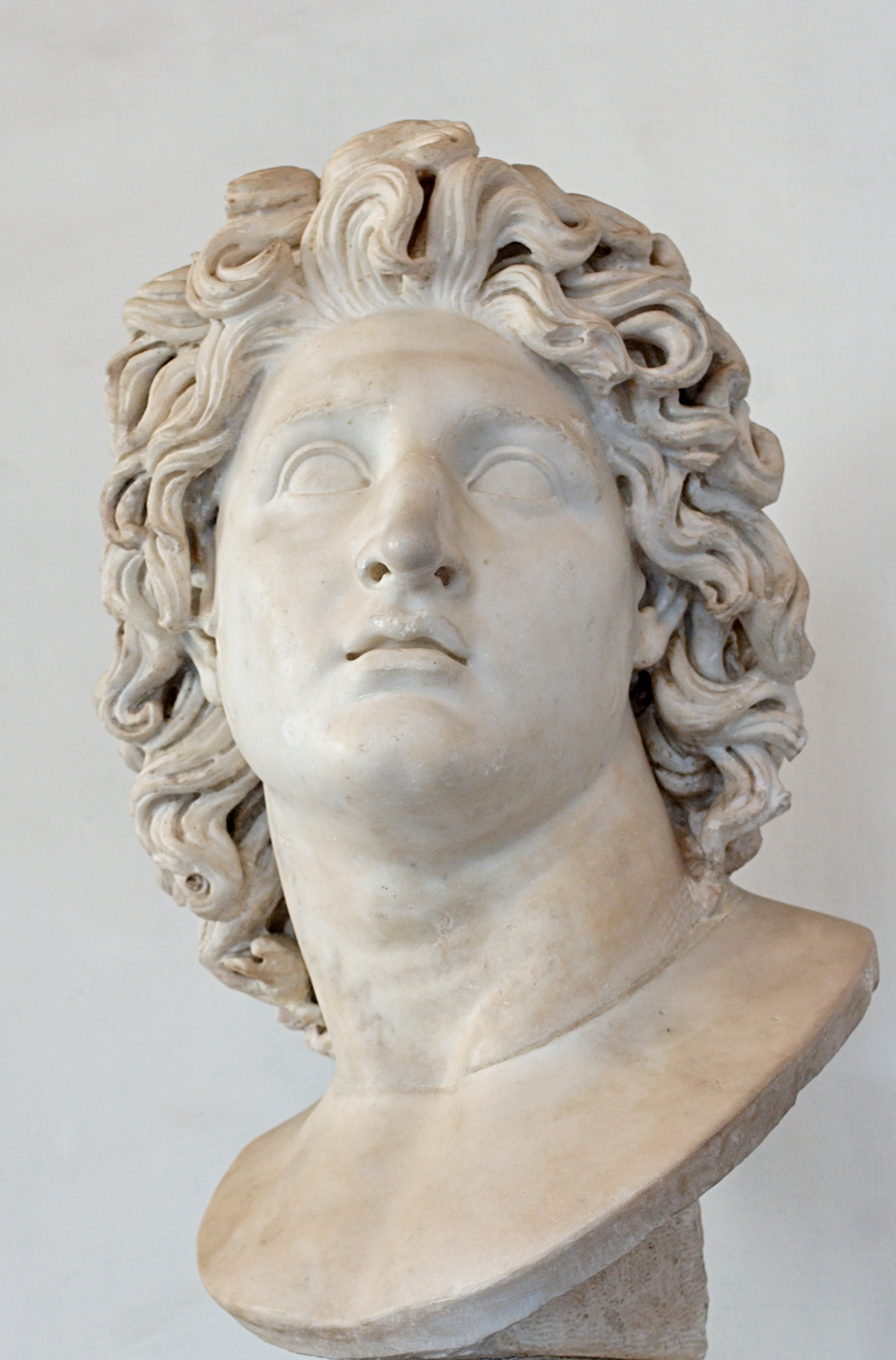
Busto di Alessandro Magno.
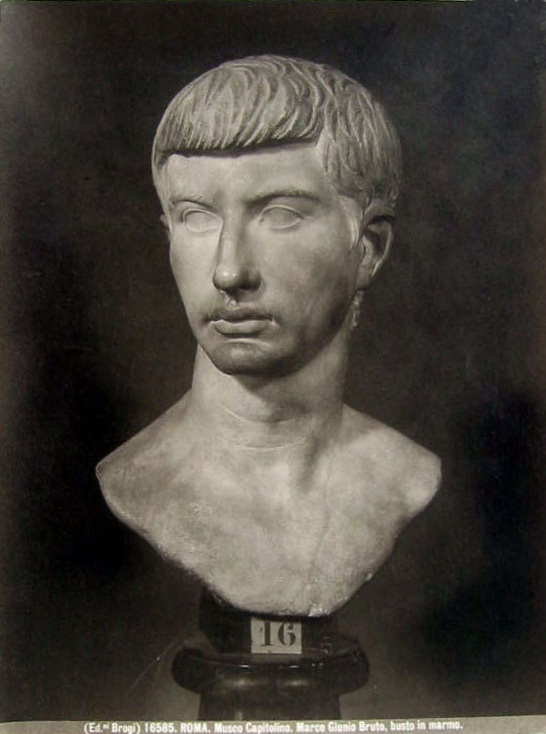
Busto di Marco Giunio Bruto, il cesaricida.

## Altre sedi
A Roma si trovano altri due musei esplicitamente progettati dalla Soprintendenza Capitolina (o dagli enti suoi predecessori), rispettivamente alla fine del XIX e del XX secolo, per accogliervi quei reperti di proprietà comunale, emersi nei lavori per Roma Capitale, che per mancanza di spazio non potevano essere accolti nei Musei Capitolini.

### Centrale Montemartini

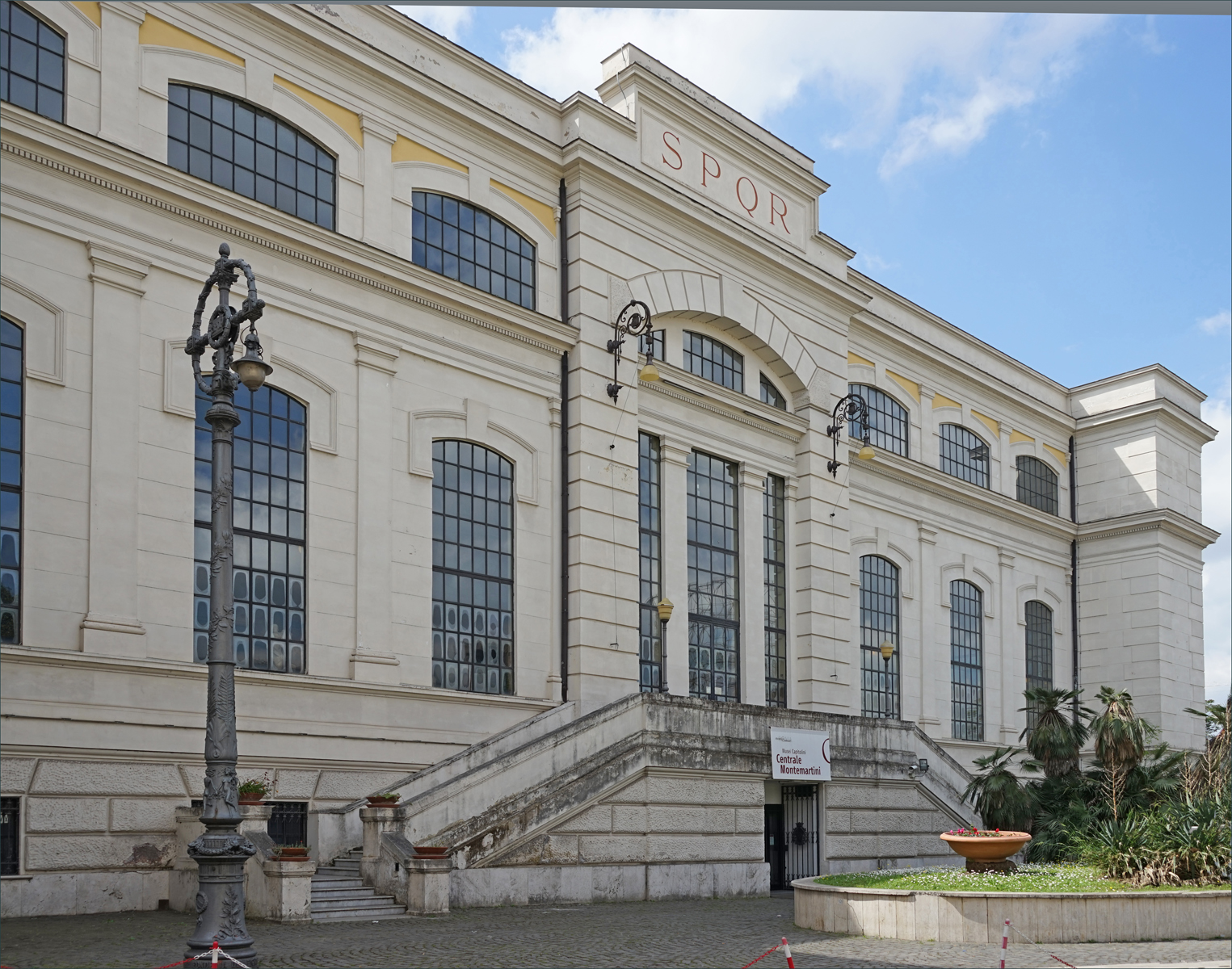
Facciata esterna della Centrale Montemartini.

Nel 1997, a causa di gravi problemi di infiltrazioni d'acqua e di umidità, la Galleria Lapidaria e altri settori del Palazzo dei Conservatori dovettero essere chiusi al pubblico; per permettere i lavori di ristrutturazione, centinaia di sculture furono trasferite in alcuni ambienti dell'ex centrale elettrica Montemartini (situata lungo la via Ostiense), in cui fu allestita una mostra. L'esposizione provvisoria in seguito divenne permanente e dal 2001 l'ex centrale costituisce a tutti gli effetti il polo secondario dei Musei Capitolini.
La collezione include 400 statue romane, insieme a epigrafi e mosaici.

## Altre opere
- Fuori dall'abituale percorso di visita, si trova la statua loricata di Giulio Cesare, posta nella sala consiliare del Palazzo Senatorio, detta per questo motivo "Aula Giulio Cesare";
- Sarcofago Amendola;
- Pannelli in opus sectile dalla basilica di Giunio Basso;
- Tiziano, Battesimo di Cristo.

## Visitatori
Segue la tabella dei visitatori dei Musei Capitolini negli ultimi anni, secondo quanto riportato nei Dossier Musei del Touring Club Italiano e dalle altre fonti citate in tabella:
| anno | visitatori totali | visitatori paganti | % paganti vs totale |
| ---- | ----------------- | ------------------ | ------------------- |
| 2015 | 455.464           | N.d.               | N.d.                |
| 2014 | 470.823           | N.d.               | N.d.                |
| 2013 | 440.882           | N.d.               | N.d.                |
| 2012 | 483.743           | N.d.               | N.d.                |
| 2008 | 452.232           | N.d.               | N.d.                |
| 2007 | 516.420           | N.d.               | N.d.                |
| 2002 | 360.649           | 226.771            | 63%                 |
| 2001 | 389.822           | 248.054            | 64%                 |
| 2000 | 316.877           | 213.895            | 68%                 |
| 1999 | 76.806            | 44.529             | 58%                 |
| 1998 | 343.406           | 169.820            | 49%                 |
| 1997 | 380.122           | 181.481            | 48%                 |